# Українська архітектура
Українська архітектура — сукупність українських сучасних та історичних архітектурних об'єктів. Архітектура України породжувалась протягом довгого часу — від Античності (архітектура грецьких колоній у Північному Причорномор'ї) до сучасності. Протягом всього часу свого розвитку українська архітектура утворювалась під впливом різних архітектурних течій — від романського стилю до постмодернізму — та архітектури тих держав, у складі яких перебували ті чи інші землі України.

## Стародавня архітектура

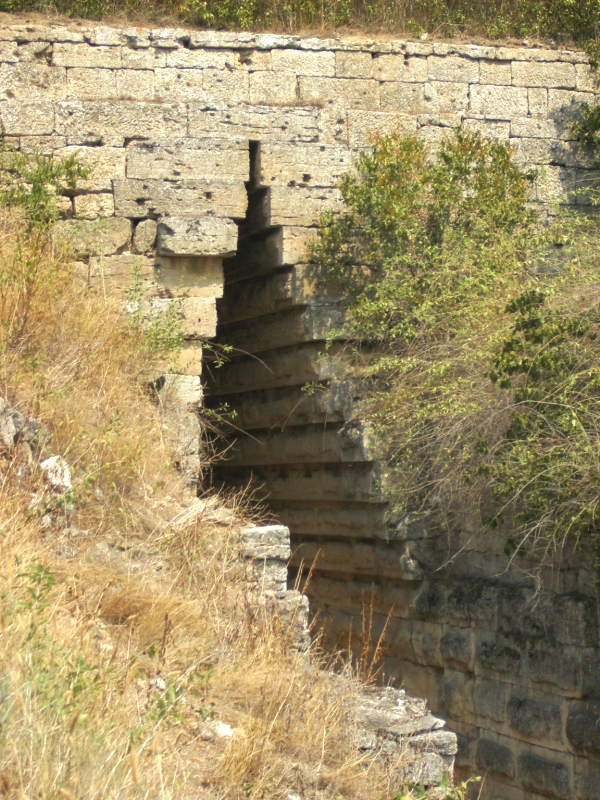
Керч, Царський курган, архаїчне склепіння

Архітектурна традиція на теренах України пройшла довгий історичний шлях розвитку. Найдавніші пам'ятки монументальної, мурованої архітектури на українських землях походять із узбережжя Чорного моря — з колишніх грецьких колоній, які сягають VIII — VII ст. до н. е. До таких більших міст належали Тіра над лиманом Дністра, Ольвія над лиманом Південного Буга, Херсонес коло сучасного Севастополя, Феодосія, Пантікапей (сучасна Керч), Фанагорія напроти Керчі, Тамань, Танаїс коло сучасного Ростова-на-Дону й багато інших. Рештки архітектурного комплексу Більського городища (VII—III ст. до н. е.) вчені пов'язують з прадавнім містом Гелон, описаним Геродотом.
Дослідження збережених незначних решток античних будов та інших мистецьких творів вказують, що спочатку у VIII — VI ст. до н. е. Причорномор'я мало вплив т. зв. іонійського стилю, а з V ст. тут поширюються зразки афінського та з початком нової ери до II ст. римського будівництва. Знайдені фундаменти оборонних мурів міст (Ольвія, Пантікапей, Німфей, Горгіппія), житлових будинків, храму Аполлона в Ольвії й різні уламки колон, капітелей тощо вказують на відмінність їх від чисто грецьких зразків — античних і малоазійських. Особливий інтерес мають гробівці (наприклад, у Керчі) зі склепінням, зложеним з клинуватого каміння. Цей новий на той час конструктивний засіб перекриття не був відомий у самій Греції, а лише в деяких грецьких колоніях, наприклад, в Александрії.
Після навали різних кочівників, ще зруйнували грецькі міста, монументальне будівництво починає наново розвиватися в Причорномор'ї у IV — VII ст. за т. зв. старохристиянської й ранньовізантійської доби. Причому християнські храми постають саме в колишніх грецьких містах, а навіть почасти з матеріалів давніших грецьких, античних будов. Найбільшим осередком старохристиянського будівництва був Херсонес. Яких великих розмірів воно досягало, свідчать збережені рештки фундаментів і частин стін 27 церков і каплиць. Найстарші церкви були центричного типу — у формі рівнораменного т. зв. «грецького хреста», що вказує на східні впливи, далі базиліки VII — IX ст. римського типу, що у свій час були поширені на цілому Сході, округлі будови (т. зв. ротонди) V — VI ст., хрестильні каплички й середній між базилікою та хрещатою будовою тип будов. Усі будови перекривалися, очевидно, дерев'яною стелею, а склепіння мали лише апсиди (вівтарне заокруглення) й менші ротонди. Знайдені рештки і фрагменти різних мозаїк і різних деталей указують, що архітектурне мистецтво стояло тут дуже високо та приходило сюди головно з Греції, Малої Азії та Кавказу. Краще збережена церква Св. Івана Предтечі в Керчі (XIII ст.) близько стоїть до вищезгаданого середнього типу, але з виразнішим поділом на три частини (чи т. зв. нави), з чотирма колонами, що підпирають одну середню баню.

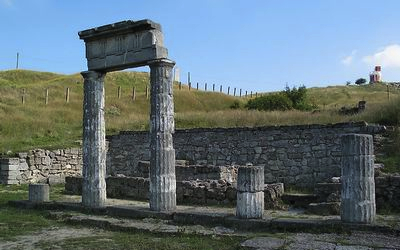
Рештки міста Пантікапей, столиці Боспорської держави, VI століття до н. е. — V століття н. е.
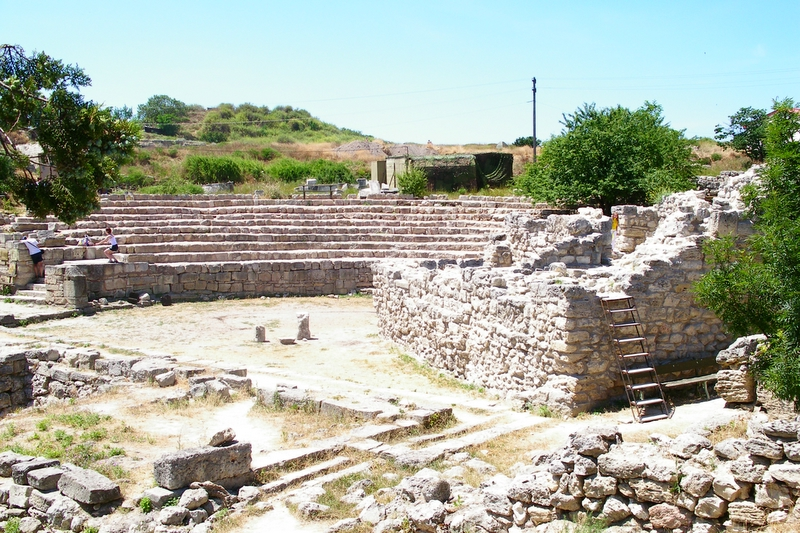
Руїни давньогрецького театру, Херсонес Таврійський ( Севастополь ).
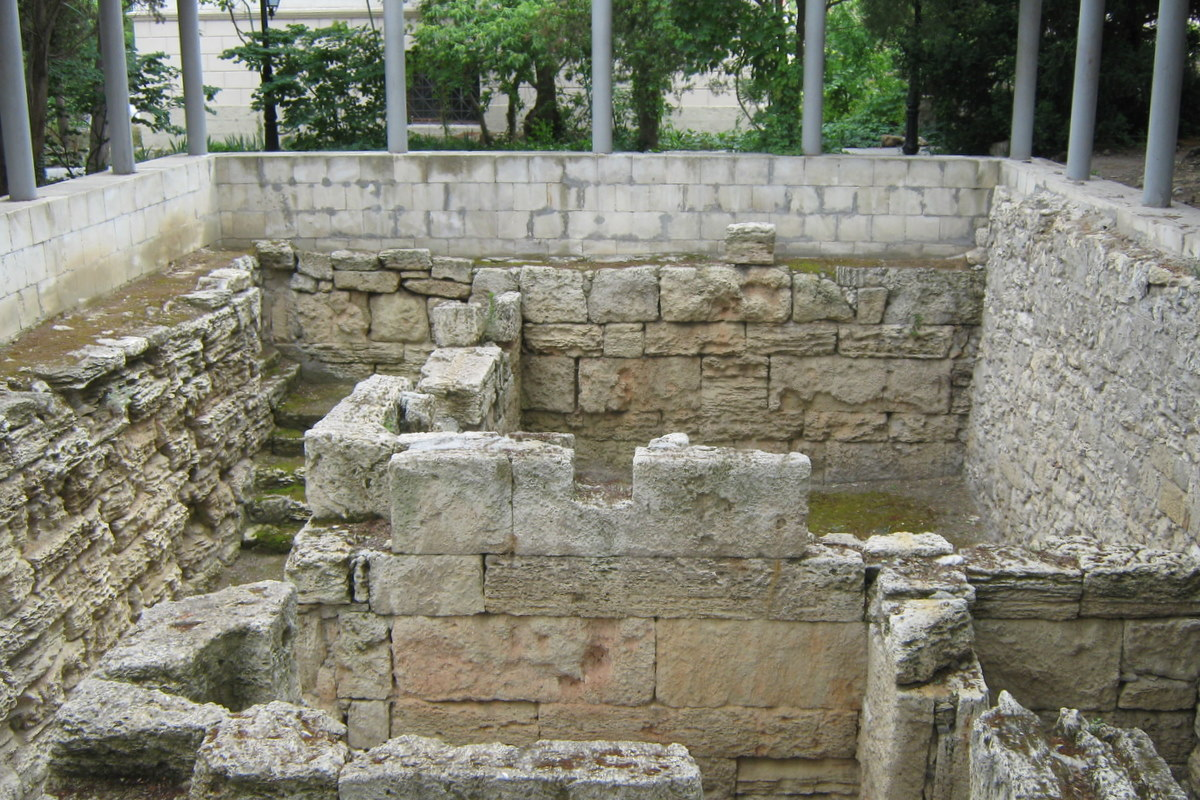
Руїни Монетного двору, Херсонес Таврійський.
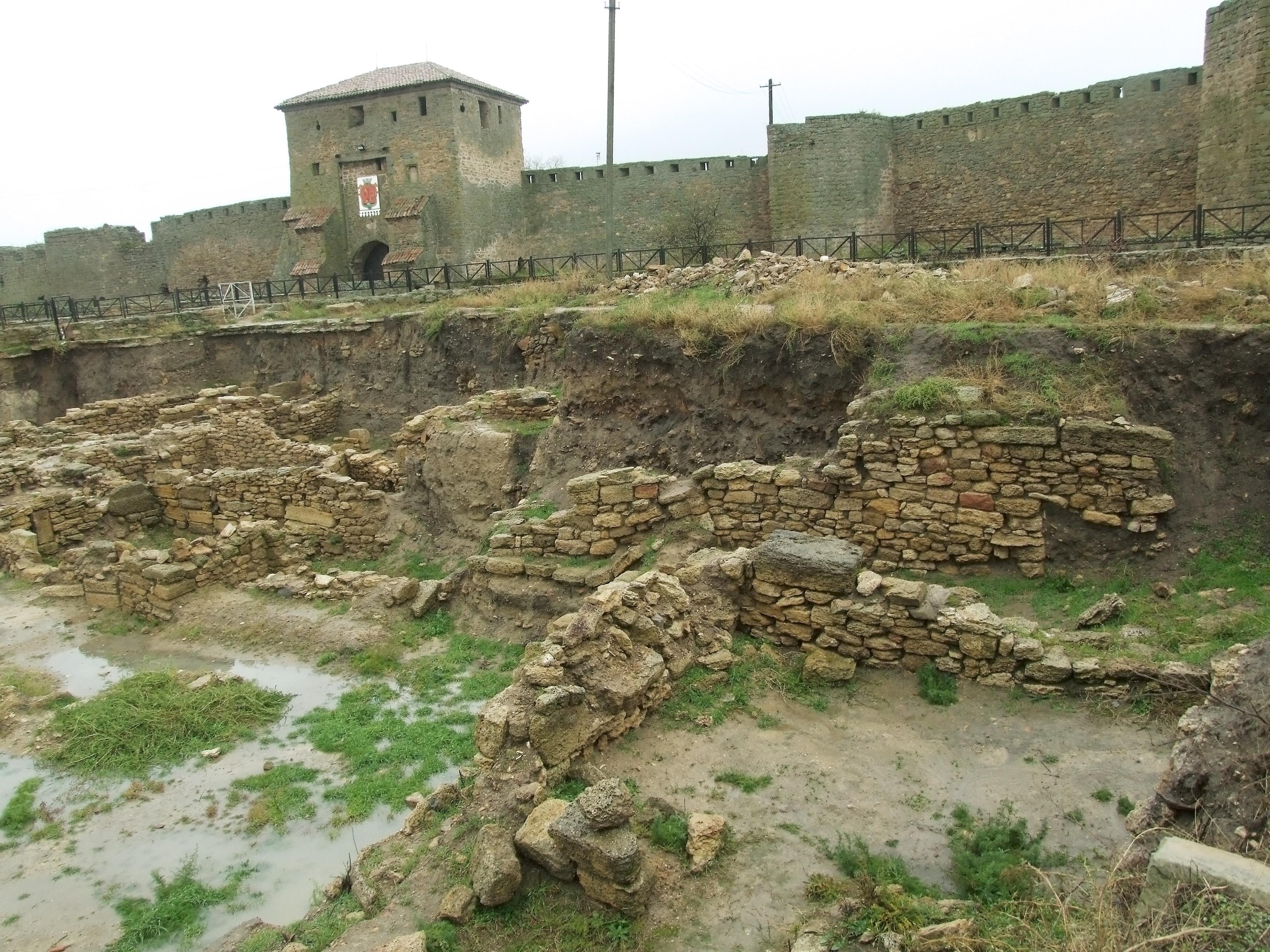
Залишки давньогрецької Тіри.

## Середньовічна архітектура

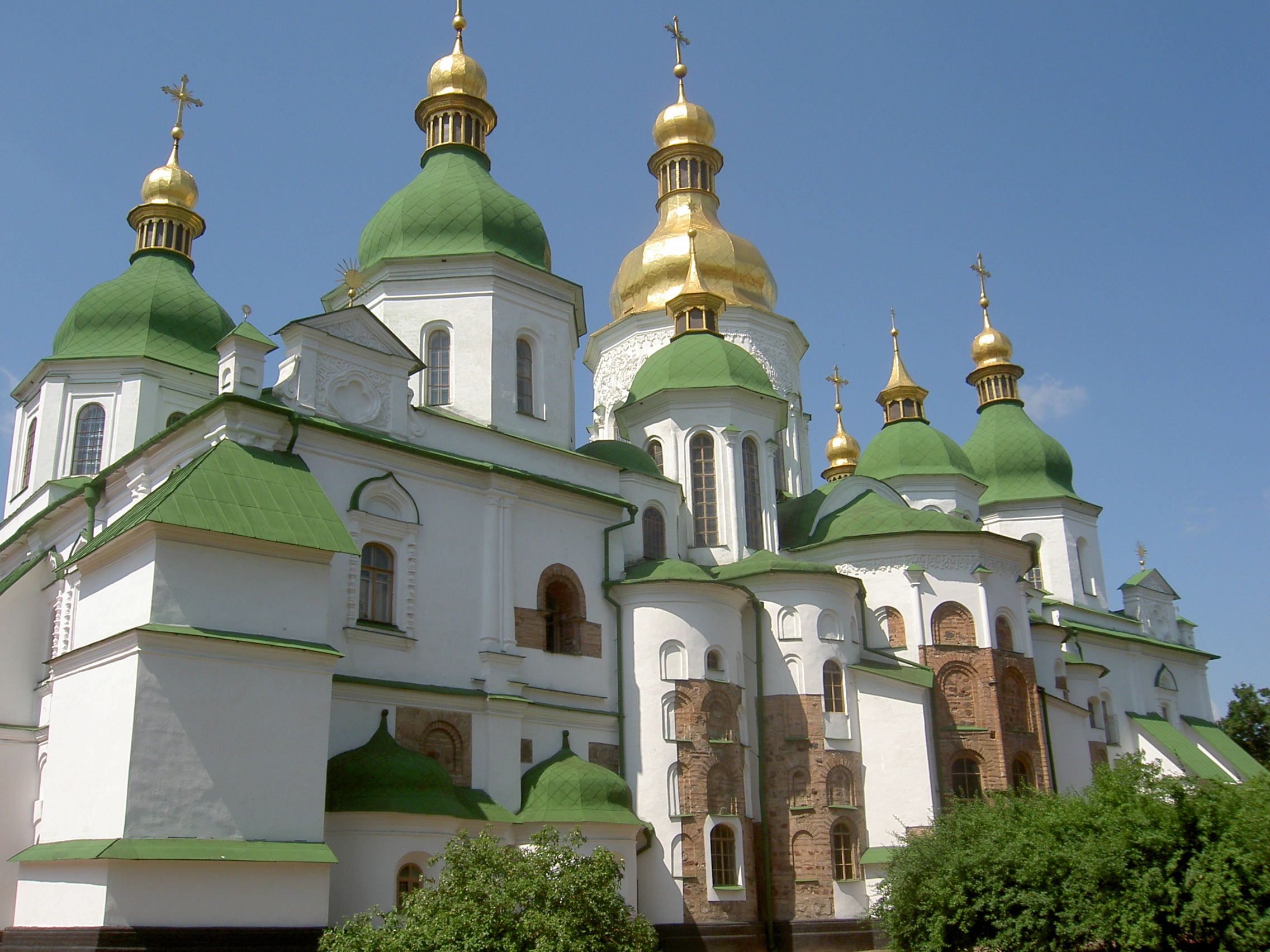
Софійський собор, Київ, 1017/1037. Спочатку побудований у візантійському стилі, у 18 ст. відновлений у стилі українського бароко

Автентична українська архітектура почала формуватися у IX—X ст., коли на теренах України виникла централізована держава — Київська Русь. Спочатку всі споруди — укріплення, палаци, церкви — будувалися з дерева. Основною структурою будівель спрадавна був зруб, зведений з горизонтально покладених колод із шатровим верхом. Традиція спорудження зрубів збереглася аж до початку XX ст. Навіть сьогодні подібні зруби використовуються під жилі приміщення, їх можна побачити, приміром, у Чернігові.
Разом з прийняттям християнства в Київській Русі з'явилися будівлі візантійського стилю, найкращим прикладом якого є Софійський собор у Києві (XI ст.), що зберігся до нашого часу, зазнавши, втім, суттєвої барокової перебудови. Візантійський стиль на Русі почав активно реформуватися у співдії з автентичними уявленнями про будівництво й орнаментування. Внаслідок такого реформування з'явилися витягнуті вгору бані київських церков, специфічна кольорова гама розписів, фресок і мозаїк.
Найдавнішою церквою України, що збереглася лише у фундаменті, є Десятинна, побудована Володимиром Великим близько 988—996 рр. Це була тринавна будова з широким опасанням (галереями) навколо, всередині пишно прибрана мармуровим обличкуванням, різьбами, кахлями, фресками й мозаїками. З літописів відомо, що вона завалилася в 1240 році під час облоги Києва Батиєм.

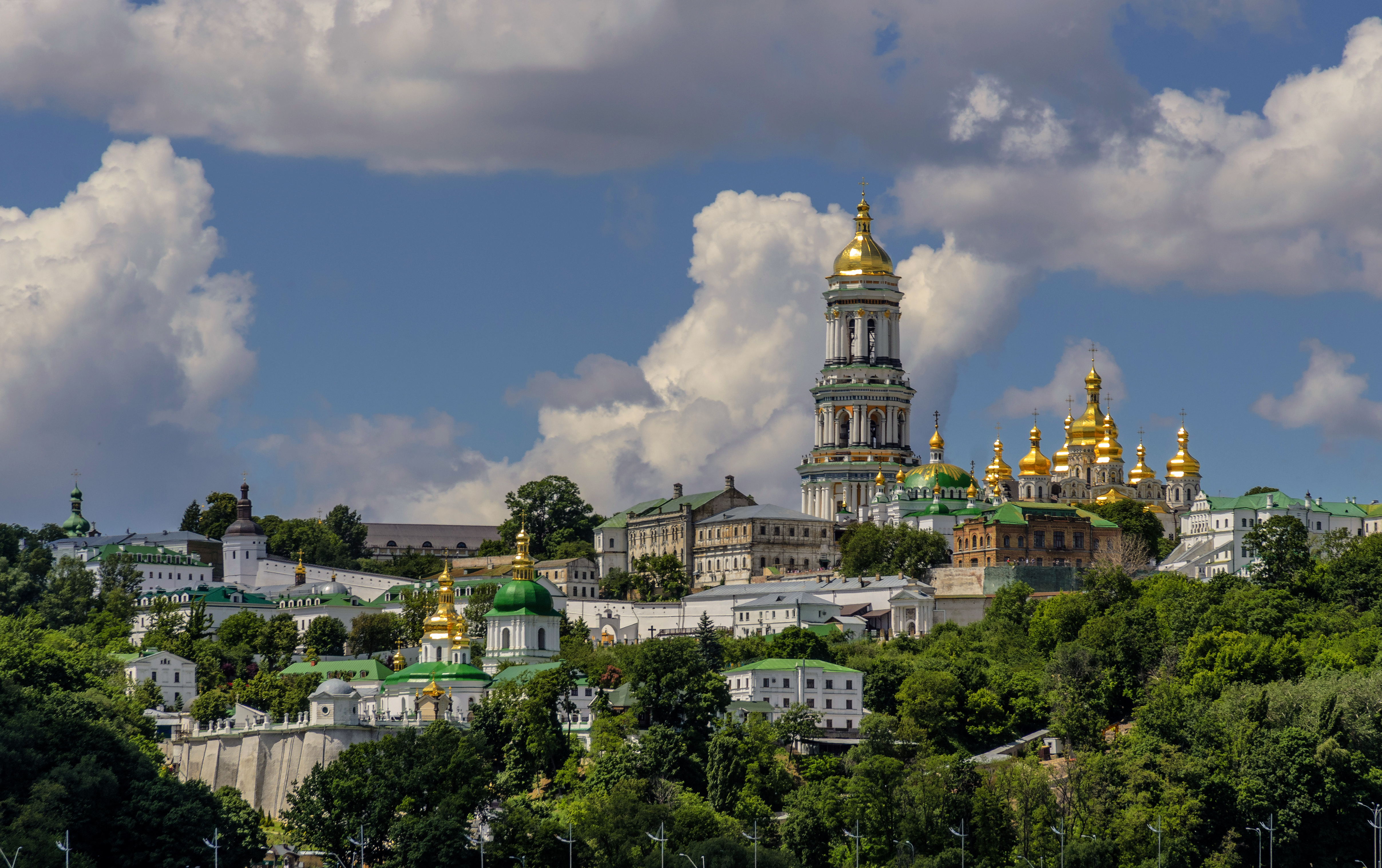
Києво-Печерська лавра

Православний монастирський комплекс Києво-Печерська лавра був заснований в 1051 році за князя Ярослава Мудрого, ченцем Антонієм, як печерний монастир. У 1058 році, з благословення преподобного Антонія, преподобний Варлаам побудував над печерою церкву на честь Успіння Пресвятої Богородиці. Наприкінці XI ст. був споруджений собор Успіння — головна, або як її називали, Велика лаврська церква, що являла собою шестистовпну споруду з трьома гранованими вівтарними апсидами. Надалі Лавра проводила значні будівельні роботи. Архітектурний ансамбль Києво-Печерської лаври склався протягом майже дев'яти століть та зобразив розвиток культури й духовності, зміну стилістичних напрямків у мистецтві, процес удосконалення інженерних конструкцій. Він органічно пов'язаний з унікальним наддніпрянським ландшафтом і формує силует Києва з боку р. Дніпра. Після спалення ординцями у 1416 році під час нападу на Київ монастир був відбудований в 1470 році. Троїцька надбрамна церква — єдина серед наземних споруд Лаври, яка збереглася майже без пошкоджень з часів Київської Русі, пережила всі подальші випробування, одна з визначних пам'яток архітектури, культури та історії українського народу. Церква розташована над головною монастирською брамою в уступі фортечних мурів.
Звичайний тип більших церков X — XIII ст. — це тринавні церкви з трьома напівокруглими чи гранчастими апсидами (заокруглення з боку вівтаря), з двома або трьома парами стовпів. Між першою від вівтаря та другою парами стовпів через цілу церкву проходить поперечна неф. Середня найширша нава — такої самої ширини й висоти, як і поперечна нава (прохід); на перехресті їх угорі виводилася найбільша баня з верхньою точкою цілої церкви. Менші церкви були, можливо, однонавні з апсидою зі сходу. В Західній Україні виводилися також ротонди — округлі будови.

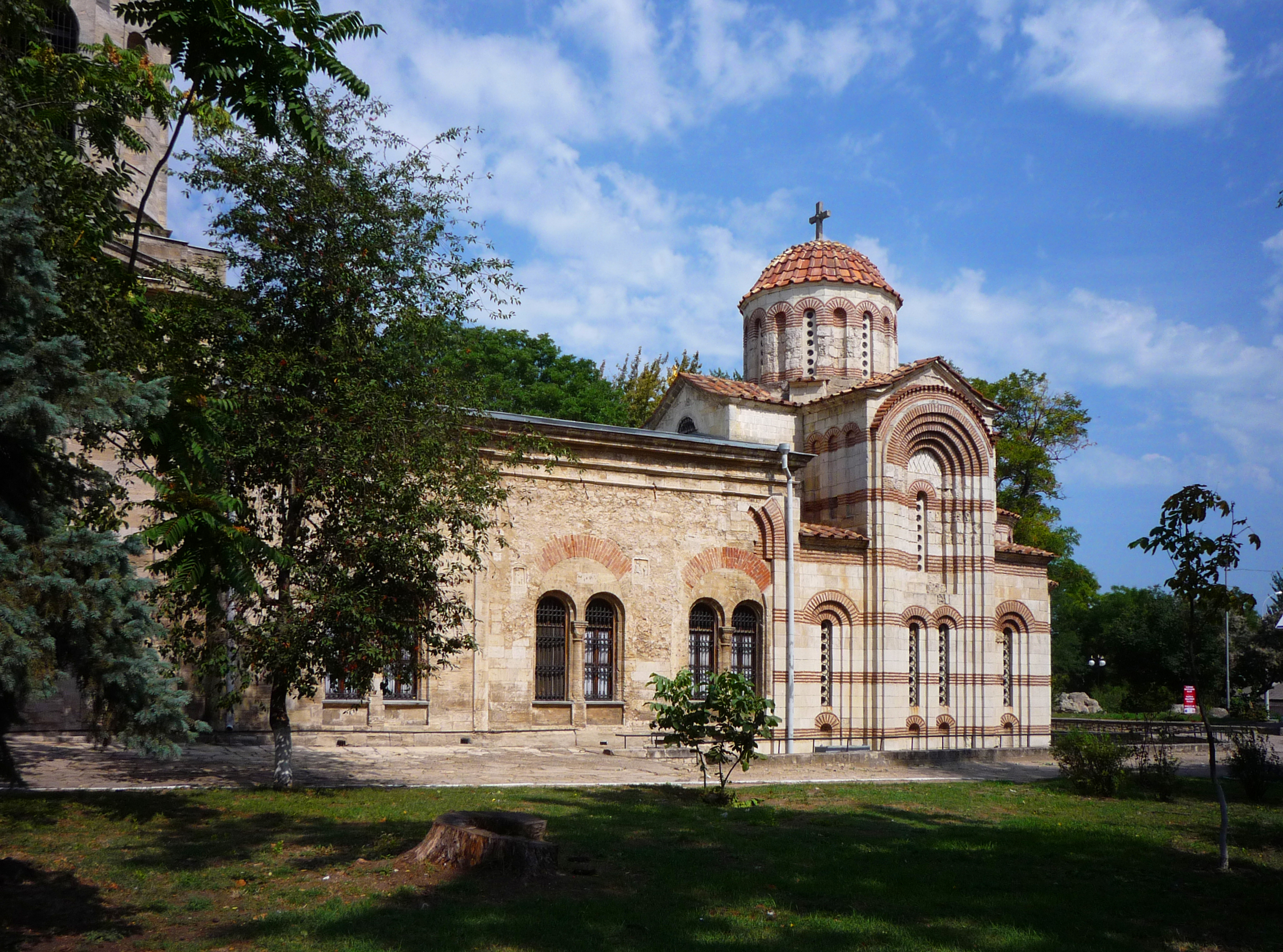
Церква Івана Предтечі, місто Керч
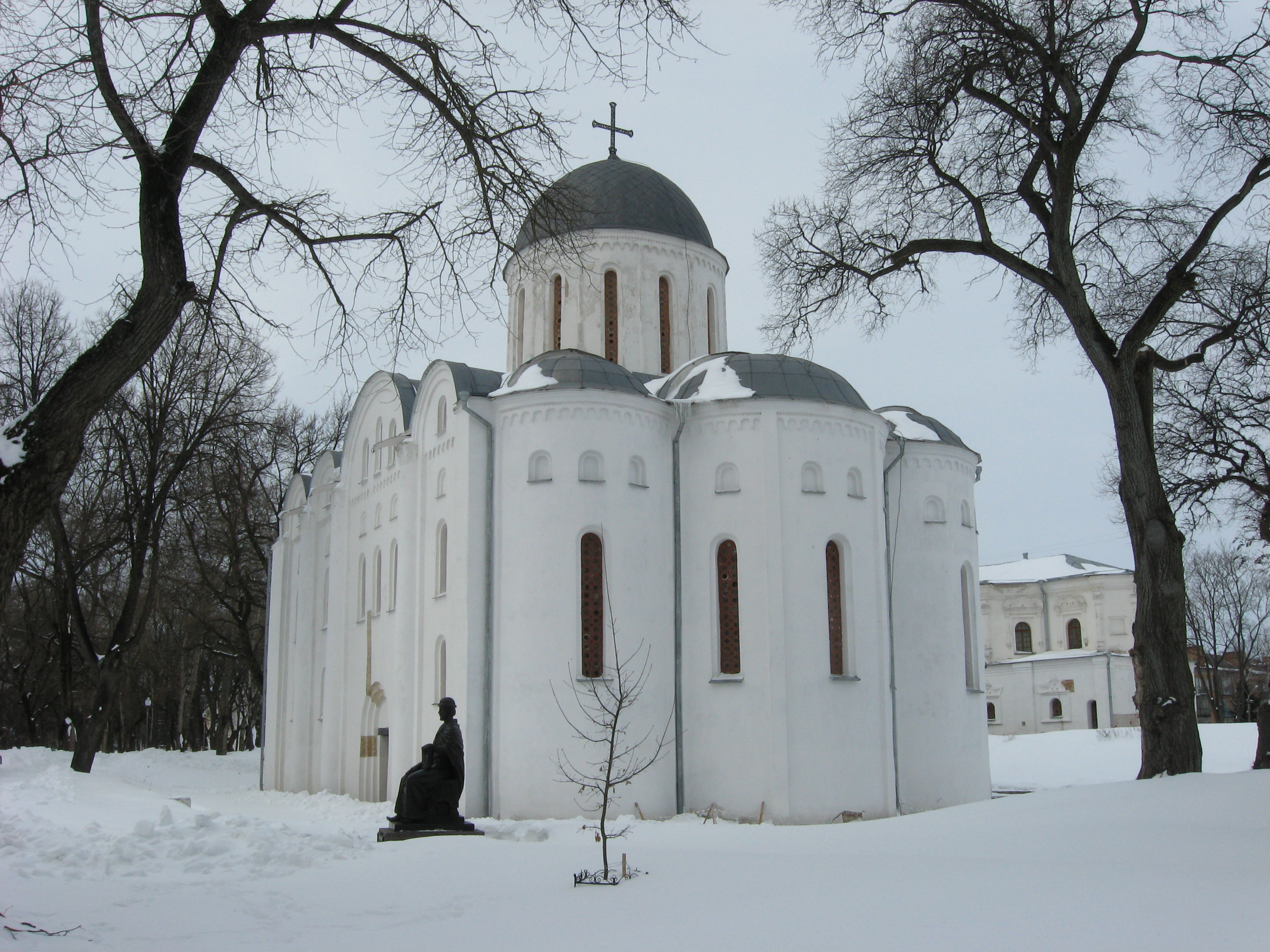
Собор Бориса й Гліба (Чернігів), 12 століття
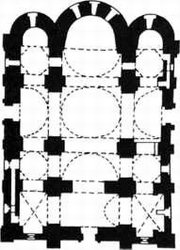
Кирилівська церква, 12 століття, Київ, поземний план
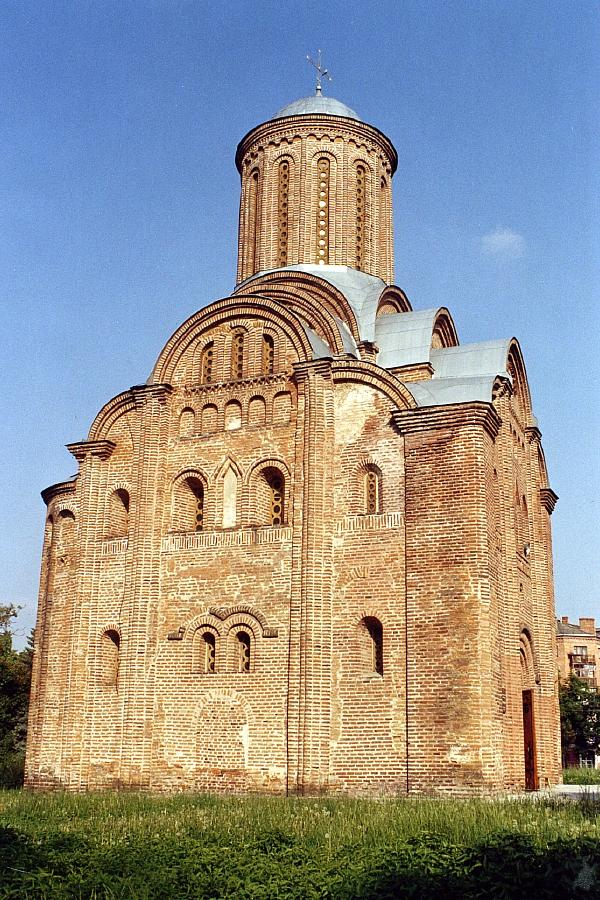
П'ятницька церква у Чернігові, побудована у XII—XIII ст. у візантійському стилі, реконструйована арх. П. Д. Барановським у 1962 р.
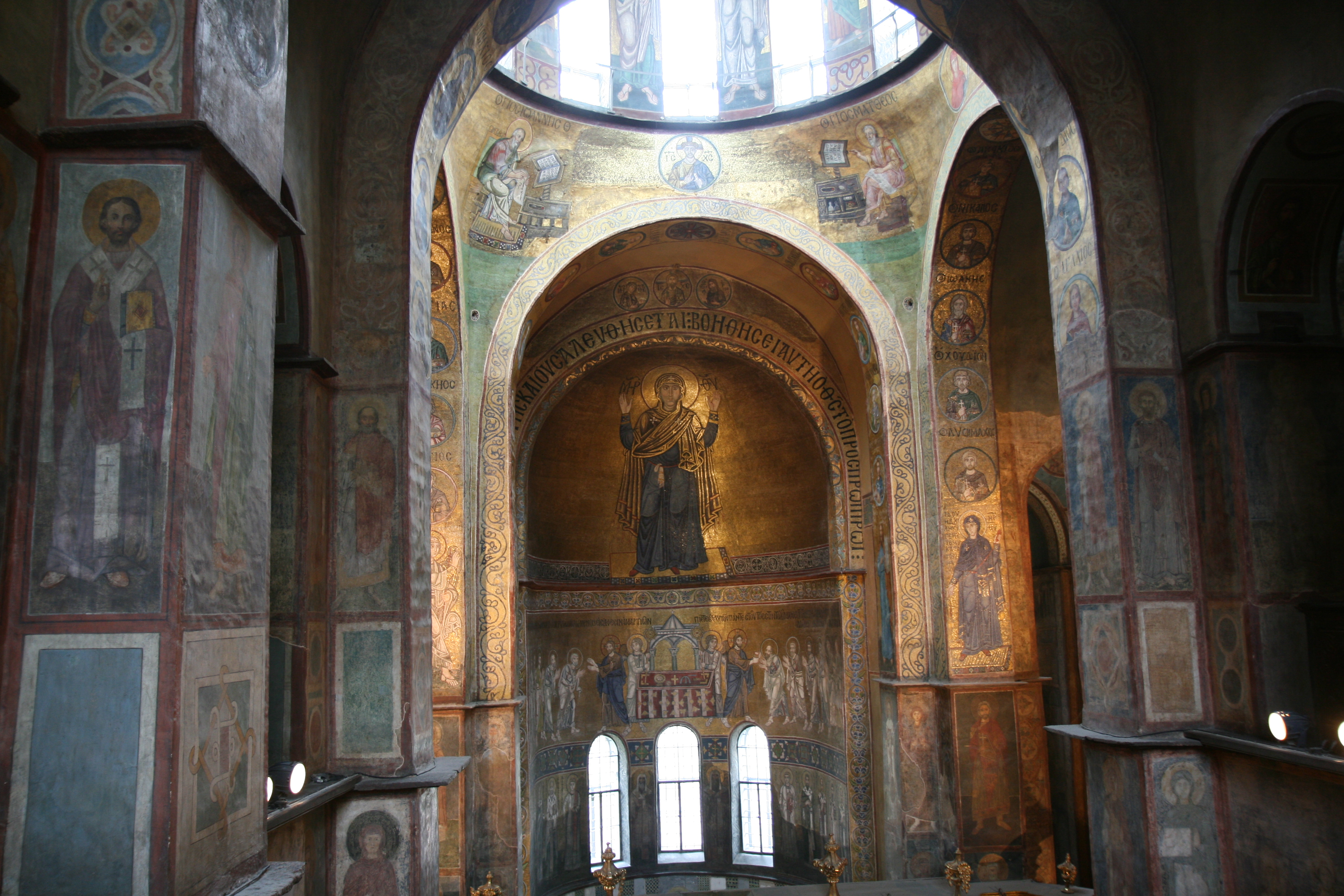
Софія Київська, 11 ст., інтер'єр.
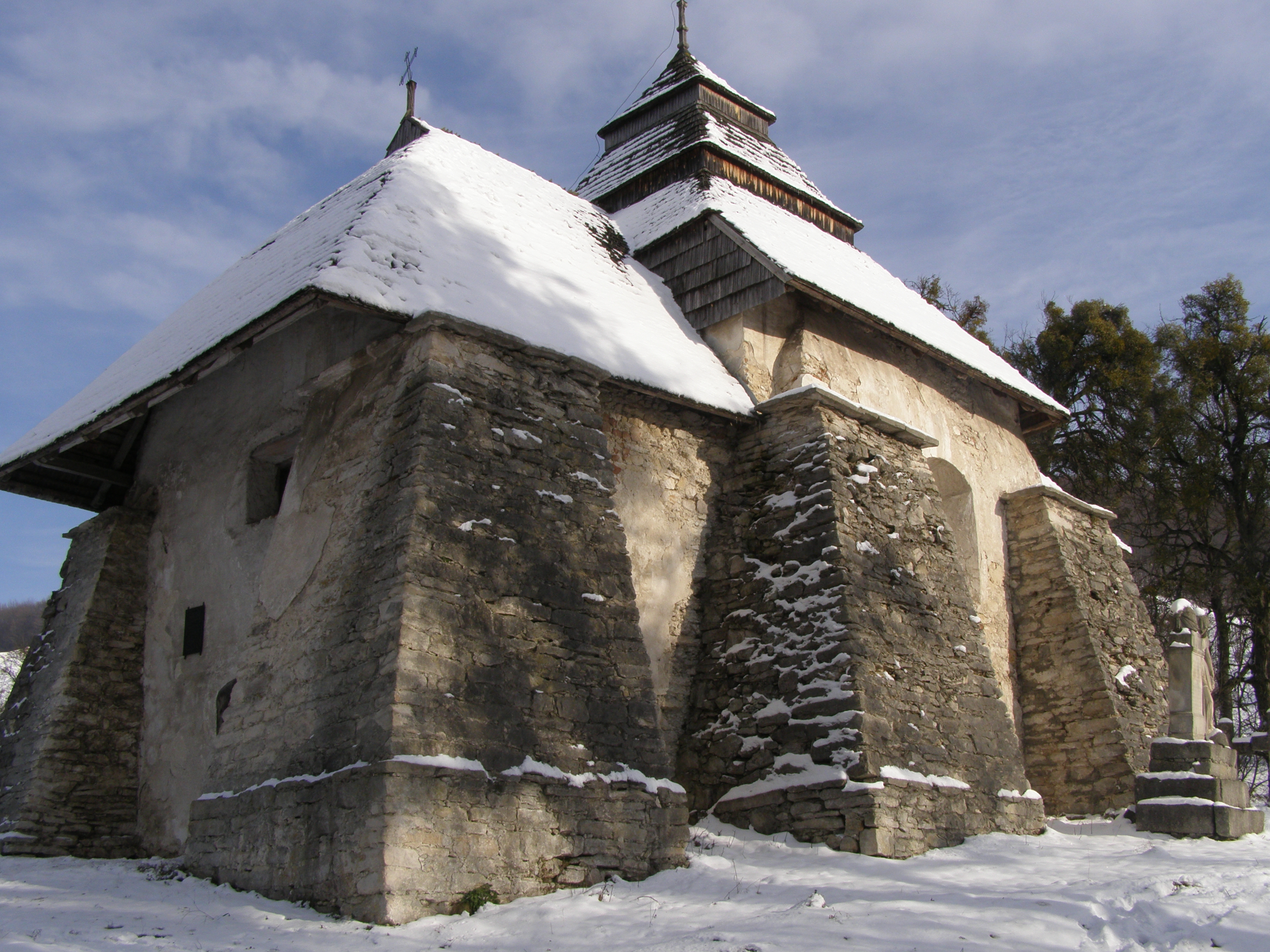
Церква Св. Миколая, Чесники, XIV—XVI ст.
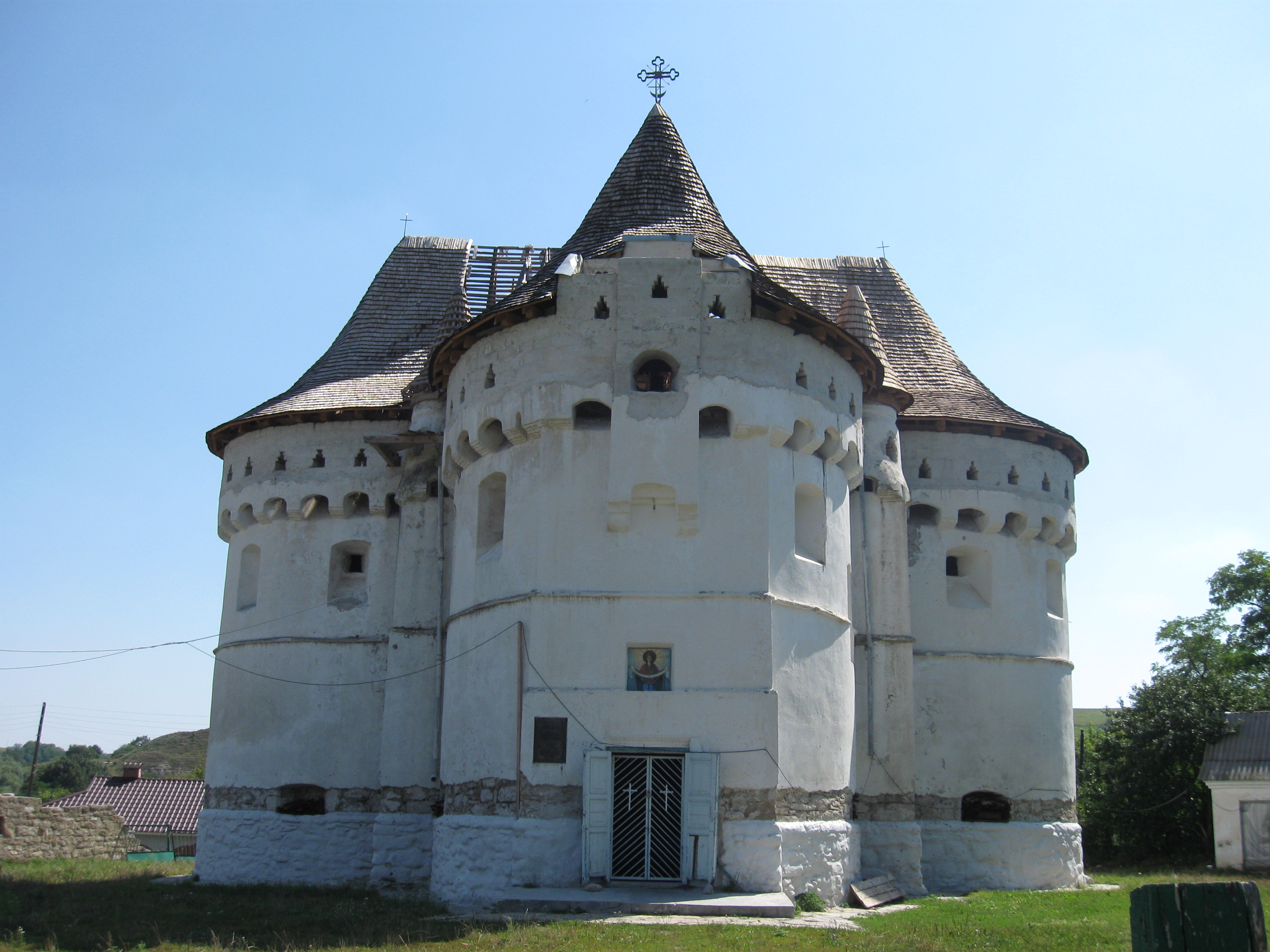
Оборонна Покровська церква XV—XVIII ст. Хмельницька обл., Сутківці

Характерною рисою багатьох церков були т. зв. опасання, тобто галерейки, що оточували будову з трьох боків (крім сходу), які зберігалися після в українському дерев'яному будівництві. Нерідко із західного причілку підносилися дві могутні вежі або одна вежа в північно-західному куті будови. Завершували будову одна, рідше 5 (або 9) бань округлої, еліпсової й гранчастої форми. Загальні маси і зв'язаний із ними зовнішній вигляд будови завжди відповідали внутрішнім просторовим формам, так що навіть форма даху й бань назовні точно відповідала внутрішній. Згідно з цим, чисто конструктивним, законом архітектурного мистецтва будови загалом мали мінімальну кількість декоративних прикрас, а де вони й були, то відповідали логічному змісту окремих конструктивних частин будови.

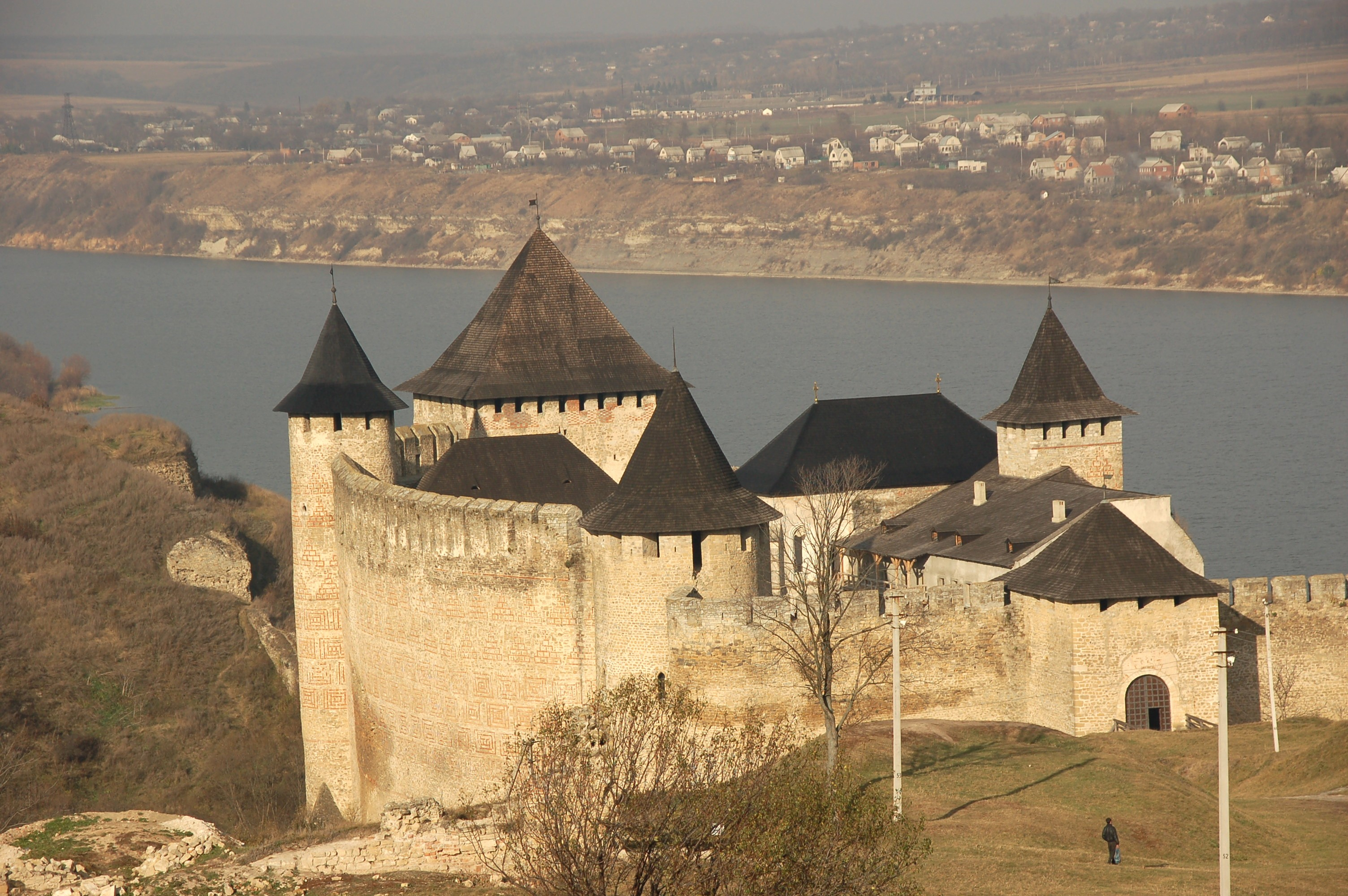
Хотинська фортеця у м. Хотин, Чернівецька область, початок 1400 рр., збудована на місці поселення Київської Русі XI ст.

Після татаро-монгольської навали будівництво на території України підпорядковується завданням оборони. У XII—XV ст. будуються переважно фортеці з баштами, укріплені монастирі, замки у Кам'янці-Подільському, Львові, Луцьку, Кременці, Білгороді-Дністровському. Їхні стіни високі та неприступні, але на деяких можна побачити декоративний орнамент у вигляді української плахти або вишиванки, викладений з червоної цегли. Найкращим прикладом є Хотинська фортеця у Чернівецькій області зі стінами 30-35 метрів, який чудово зберігся до сьогодні.
Монастирі-фортеці XV століття теж схожі на замки. Головний собор монастиря стояв або посеред двору, або в системі оборонних стін. Храми були обов'язково пристосовані до оборони, адже нерідко траплялося, що вони ставали притулком від ворога не лише для ченців, але й для мирян.

## Готика в Україні

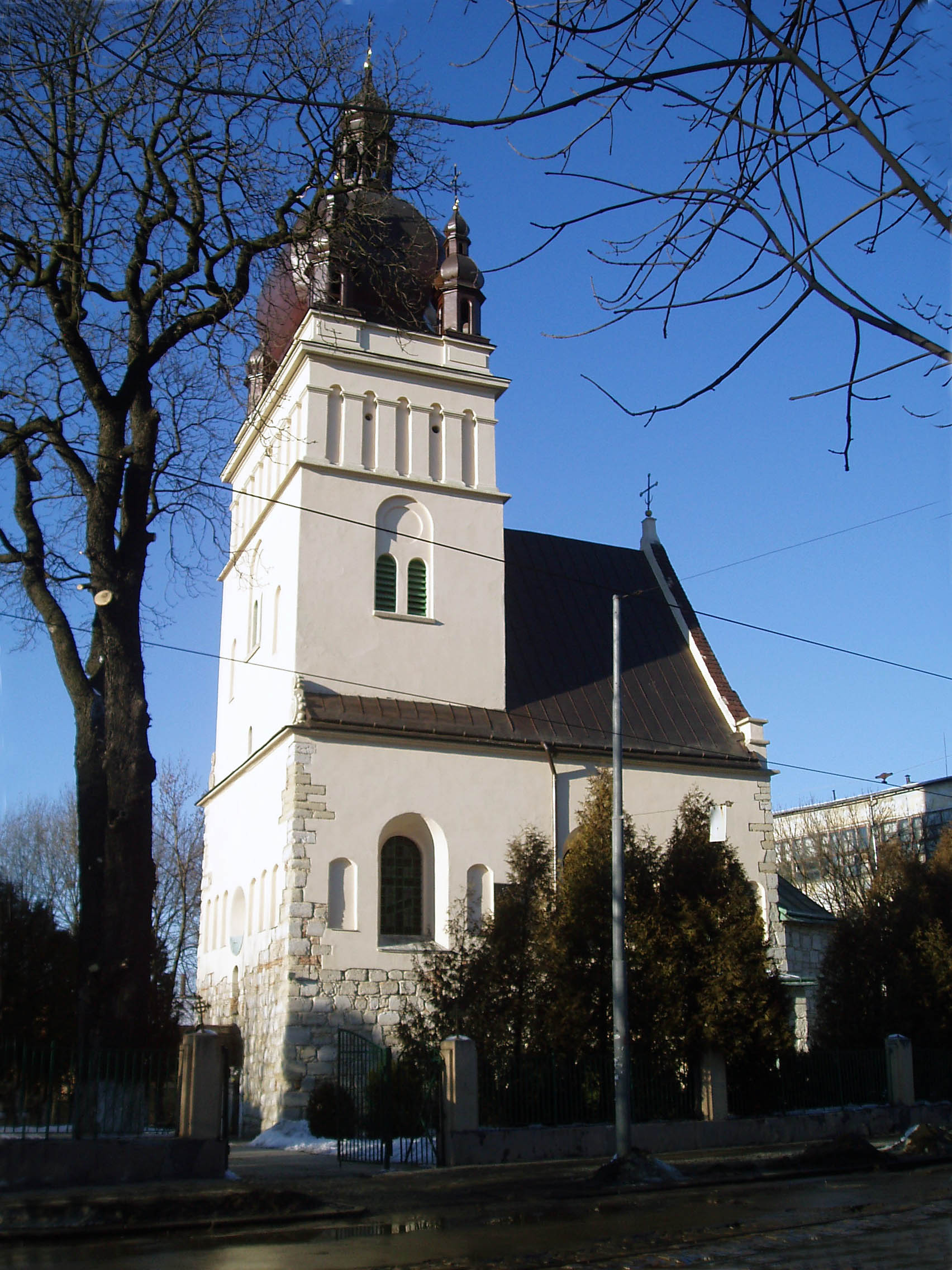
Церква святої Параскеви П'ятниці (Львів)

Один з найцікавіших періодів історії архітектури України — кінець XIV — перша І половина XV століття. На західних землях, які менше за інші потерпіли від монголо-татарської навали, тоді зростають міста, розвиваються ремесла й торгівля. В українські міста прибуває багато поселенців, переважно німців, які принесли в мистецтво, а зокрема в архітектуру, нові стильові форми.
Розквіт катедральної готики в Україні припадає на часи правління короля Владислава II Ягайла (1386–1434).
Серед культових споруд переважали католицькі храми. Вирішальну роль у формуванні нового стилю відіграв Латинський кафедральний собор у Львові — пам'ятка архітектури національного значення. Готичну складову підкреслює високий шип даху. Дзвіниця на головному фасаді має барокове завершення і розташована асиметрично, бо другу дзвіницю недобудували. В інтер'єрі високі сніпчасті колони підтримують стрільчаті арки і склепіння з готичними нервюрами. Стіни і склепіння вкриті численними фресками. Будівництво собору розпочалося 1361 (за іншими даними — 1370) на кошти короля Казимира Великого. Серед будівничих цього храму відомі Нічко, Йоахім Гром, Амброзій Рабіш; одним із найтурботливіших опікунів будови в міських актах названо Петра Штехера. Об'ємну композицію храму витворено завдяки двом головним складовим: пресбітеріуму (вівтарній частині) та корпусу нав (власне молитовній залі).
У 1527 р. під час великої львівської пожежі згоріло практично усе готичне місто. Постраждала також і кафедра — особливо західна її сторона та вежа. Відбудовою храму зайнялися вже ренесансні архітектори, що вплинуло на майбутній вигляд споруди.

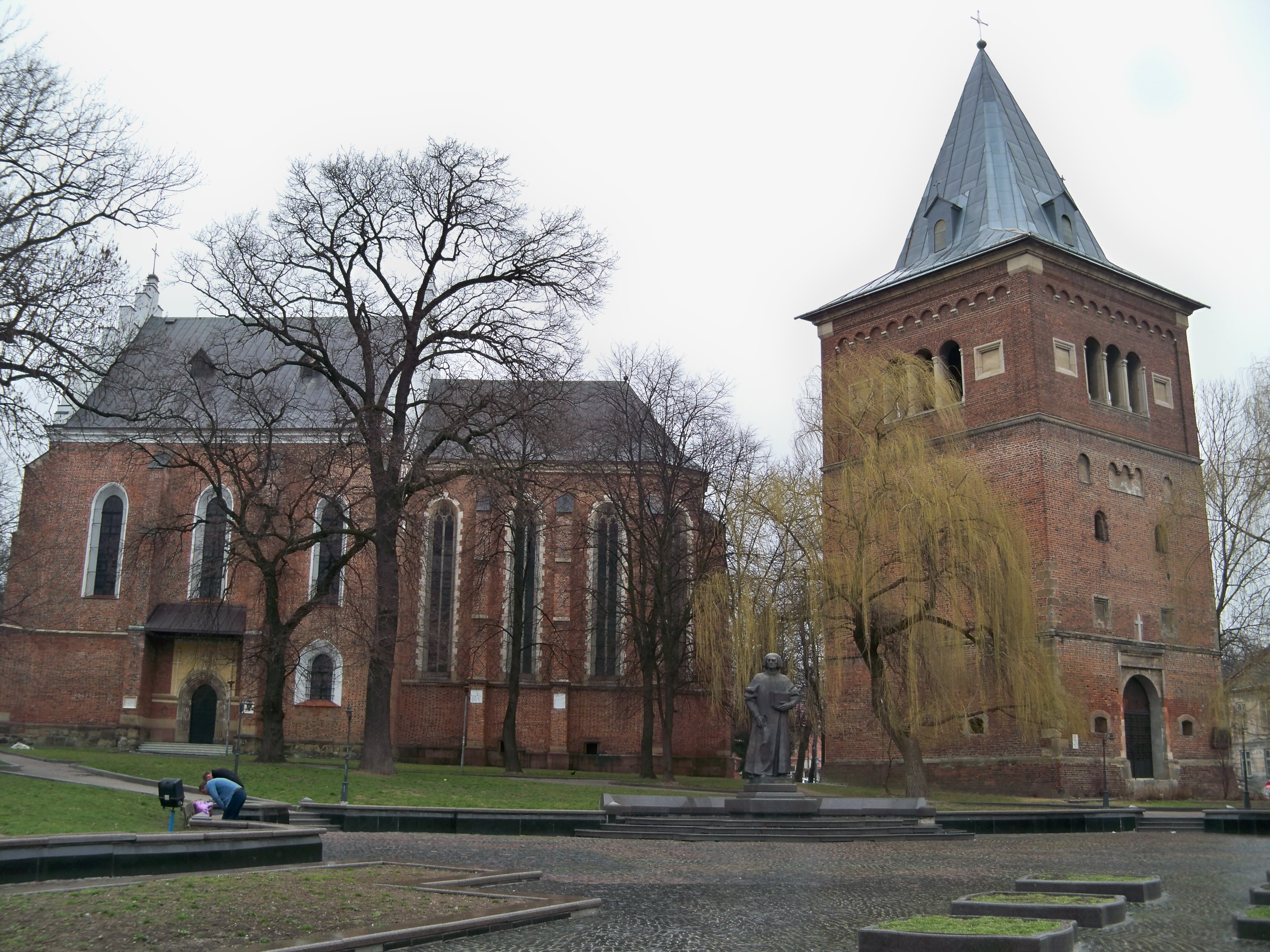
Дрогобич. Католицький храм. св. Варфоломія і дзвіниця, Львівська область, середина 15 ст., бічний фасад.
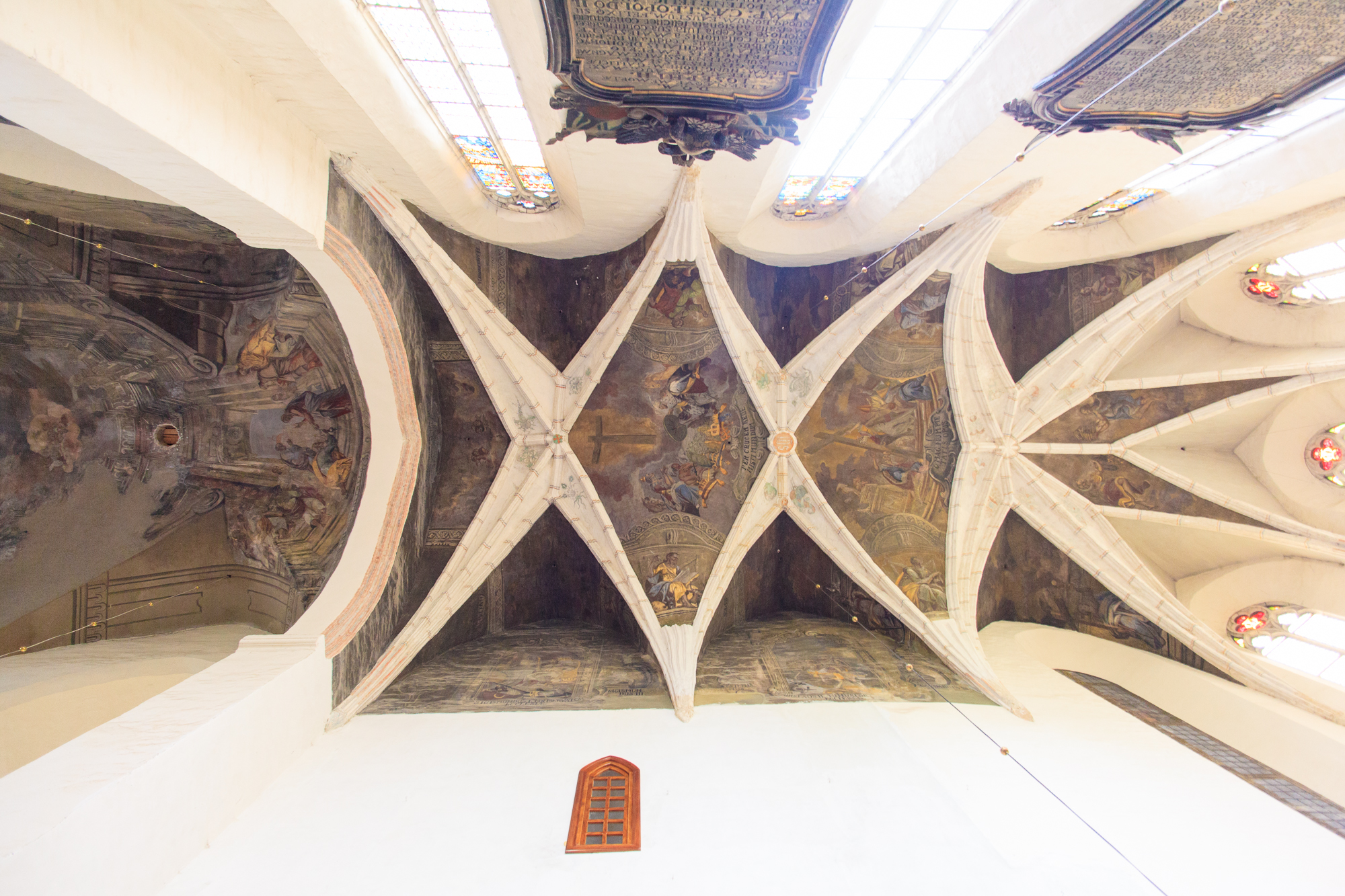
Дрогобич. Католицький храм св. Варфоломія, готичне склепіння нави

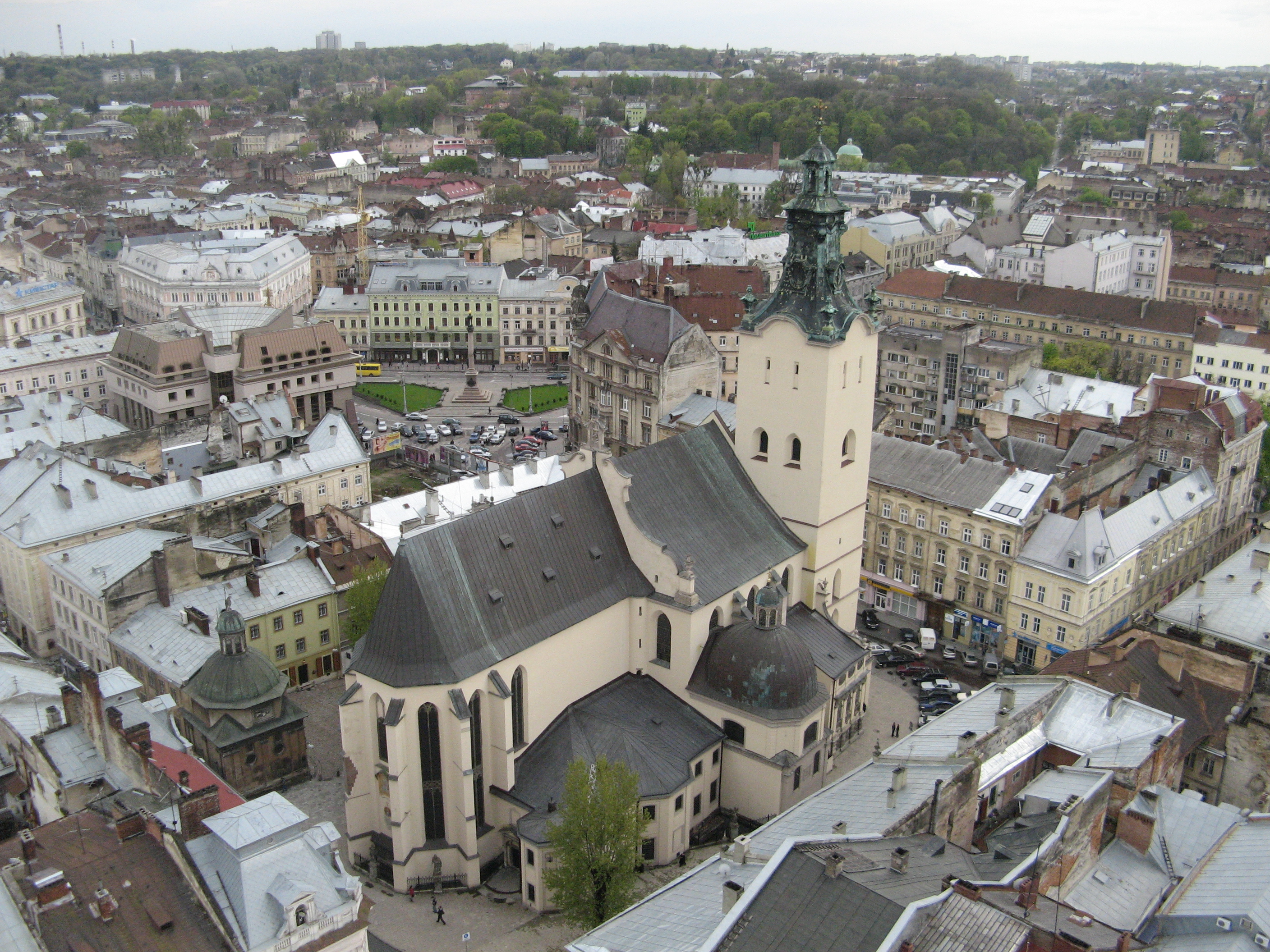
Львів. Латинський катедральний храм
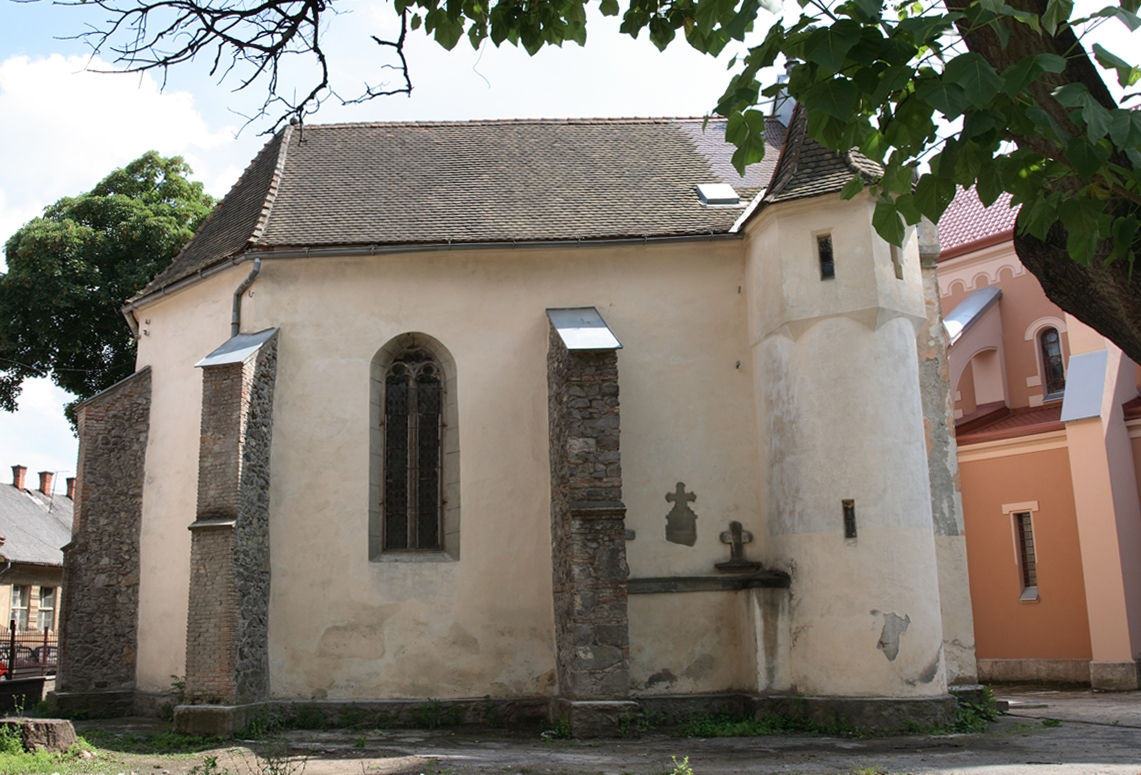
Мукачево. Каплиця Св. Мартина, залишки розібраного готичного собору
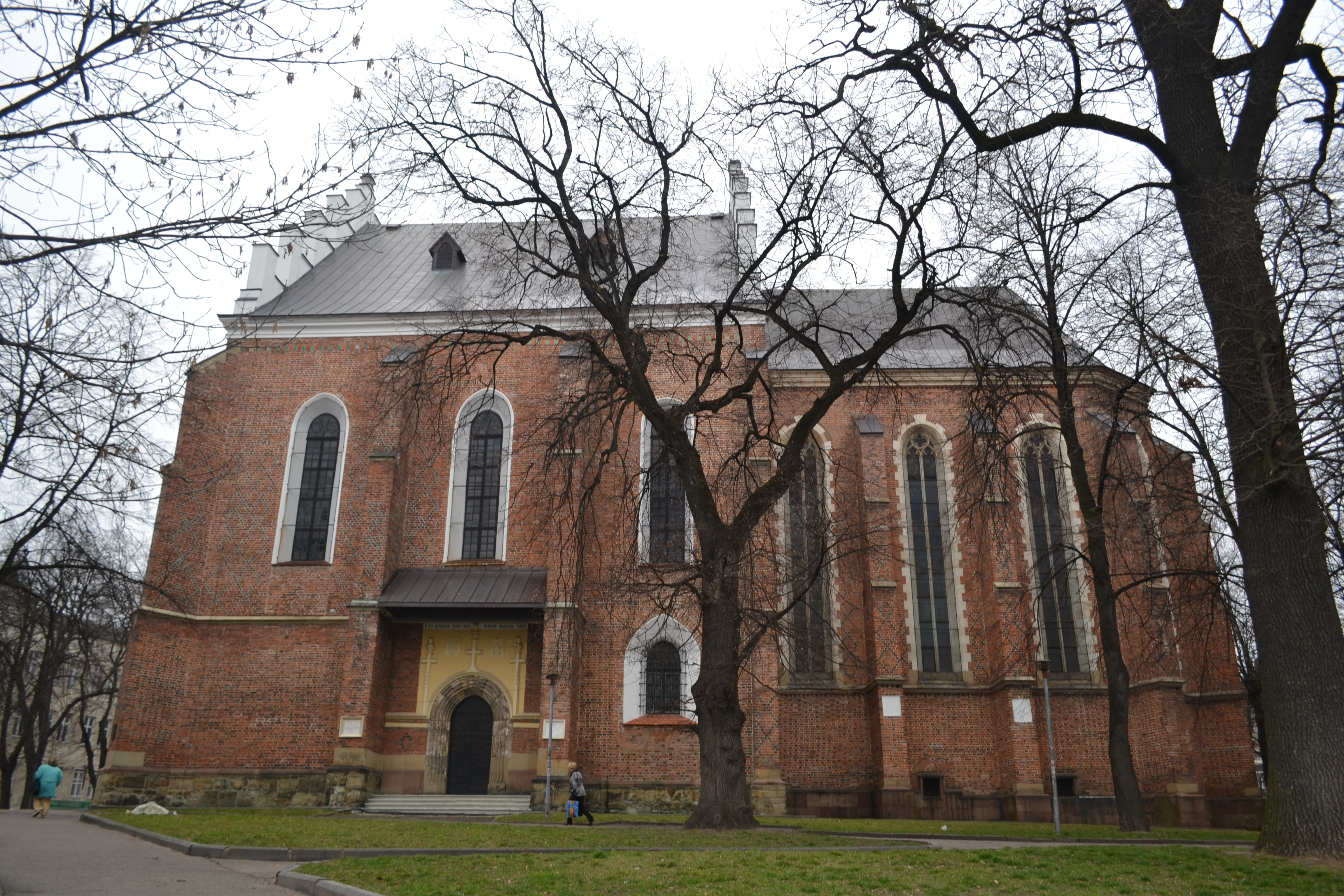
Дрогобич. Католицький храм св. Варфоломія, 15 ст., бічний фасад.
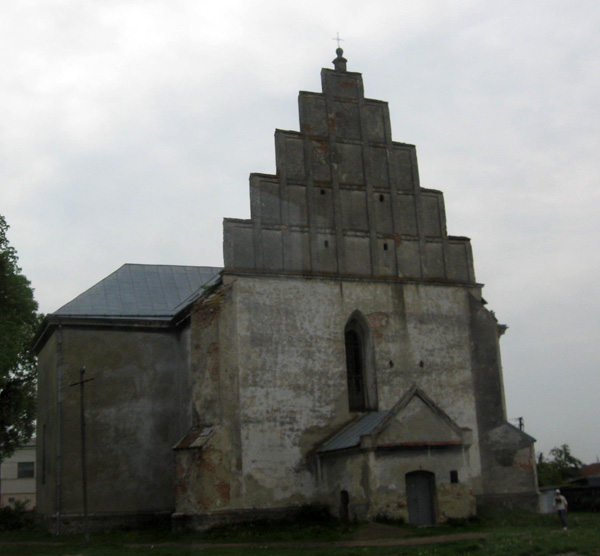
Куликів, Львівська область. Католицький храм св. Миколая, пізня готика,
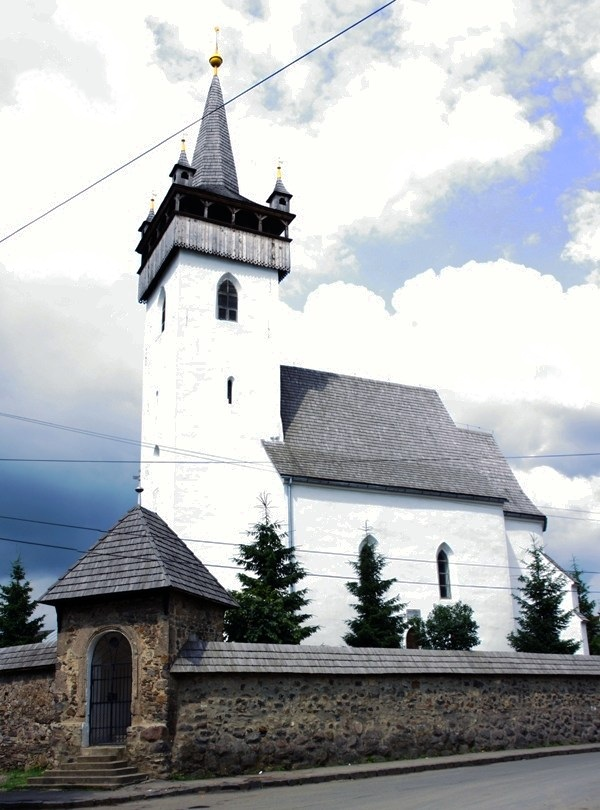
Хуст. Католицький храм св. Єлизавети, 13 ст.
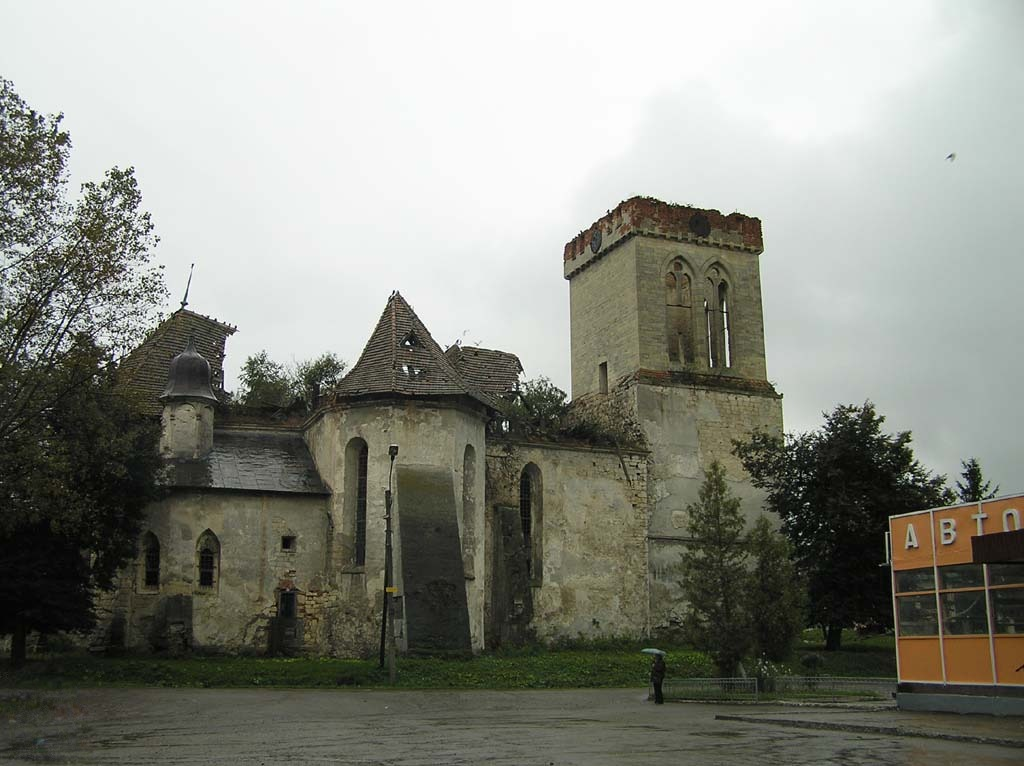
Підгайці. Католицький храм св. Трійці у Підгайцях, з добудовами 17 ст.
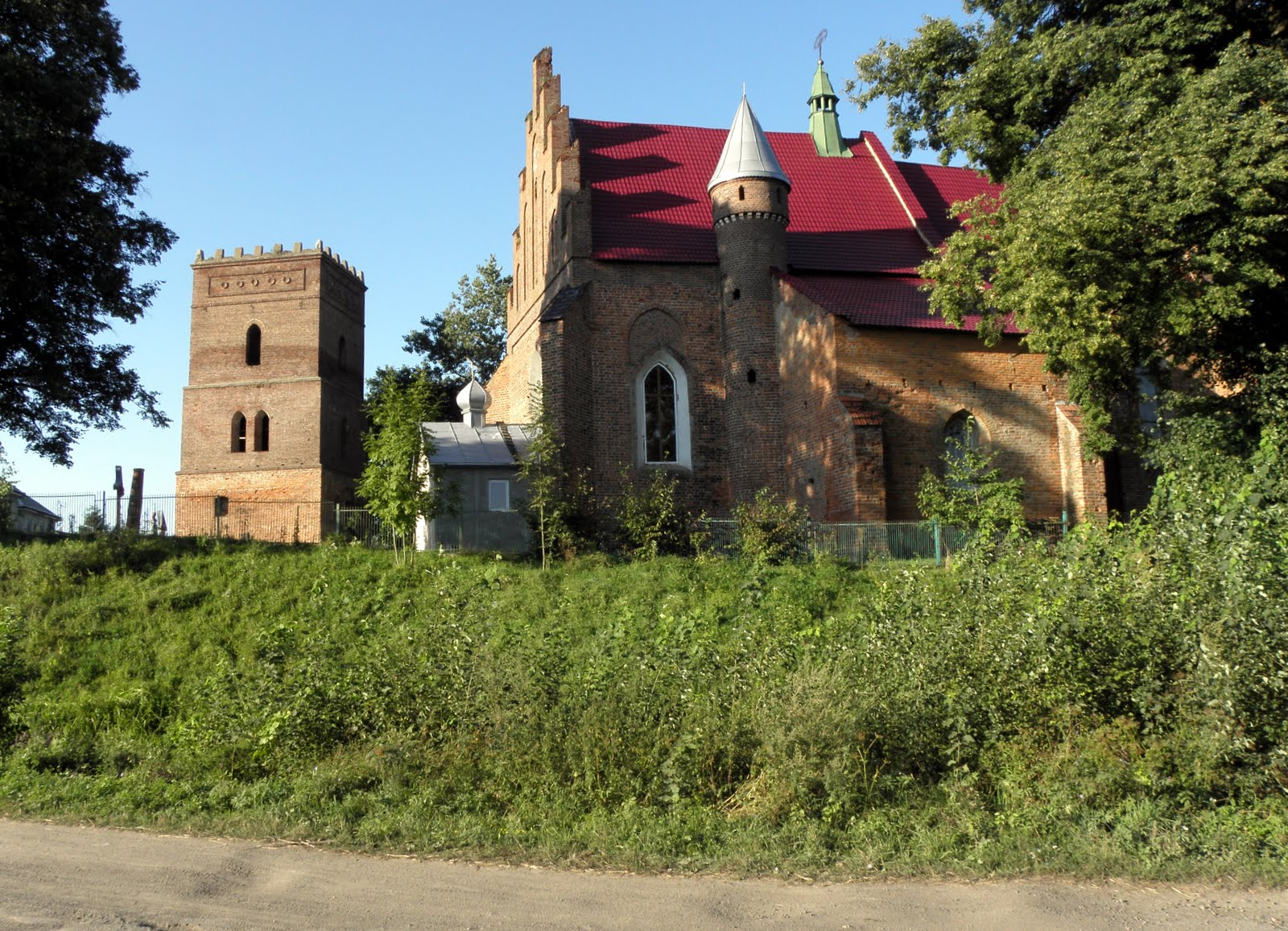
Скелівка, Львівська область. Католицький храм св. Мартина

На Закарпатті готичні споруди будувались угорською церковною владою. До нашого часу збереглись готичні церкви XIV—XVI ст. — Св. Єлизавети в Хусті, Вознесіння та Св. Франциска у Виноградові, Хрестовоздвиженська у Береговому, cв. Мартина в Мукачеві, Серця Іісуса в Бене, Св. Духа в Четфалві та інші.

## Ренесанс

### Ренесанс у Львові

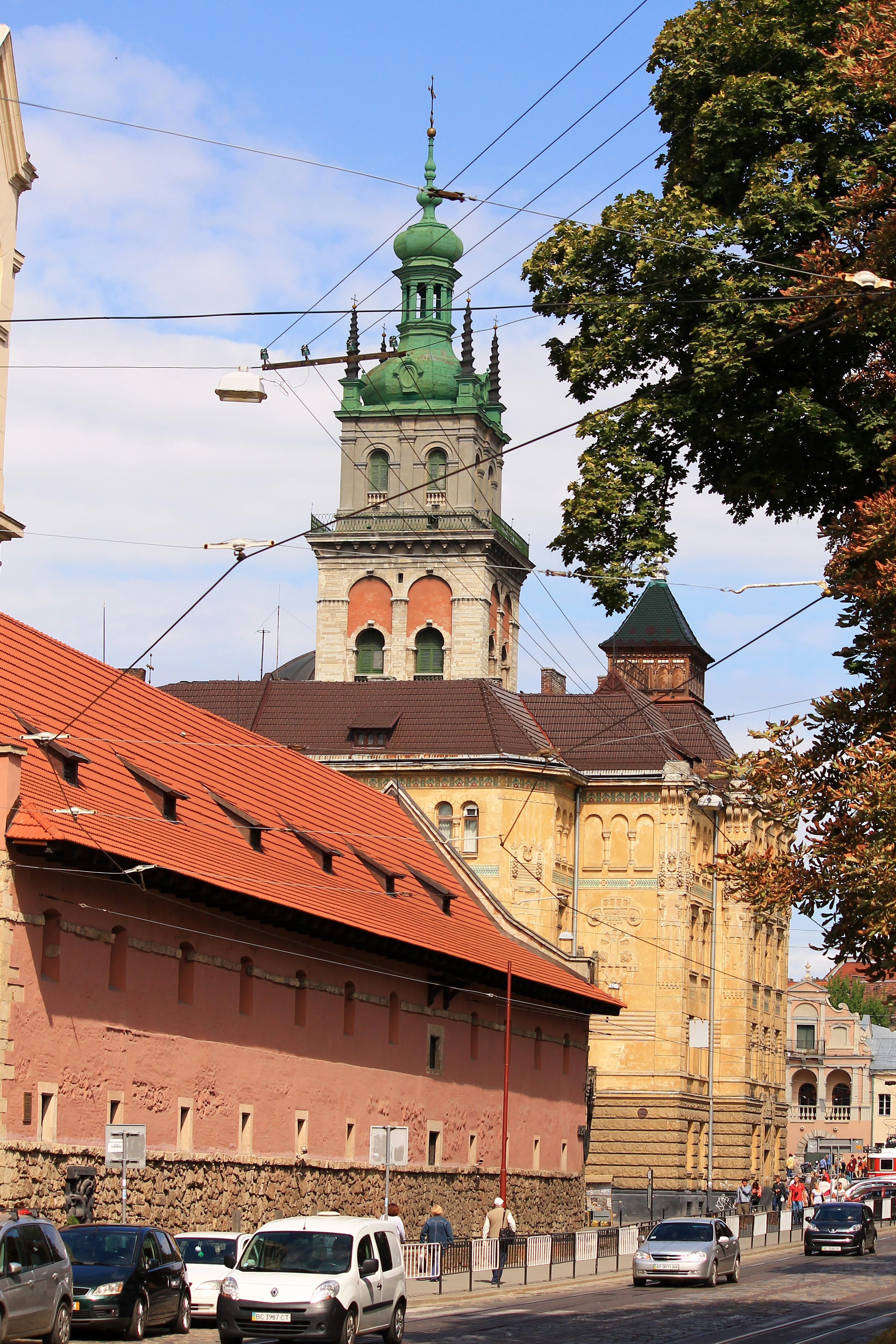
Львів, Міський арсенал і вежа Корнякта, фото 2013 року.

У XVI—XVII ст. в Україні розповсюдився стиль Ренесансу. Найяскравіше він відобразився в архітектурі Львова. На одній з центральних площ цього міста майже повністю зберігся ренесансний ансамбль будинків, естетичною домінантою його є так звана Чорна кам'яниця — чорна будівля в оточенні світлих. Нашарування епох та поєднання різних архітектурних стилів в архітектурному ансамблі Львова роблять місто справжнім музеєм просто неба. Історична центральна частина Львова зарахована ЮНЕСКО до культурної спадщини людства.

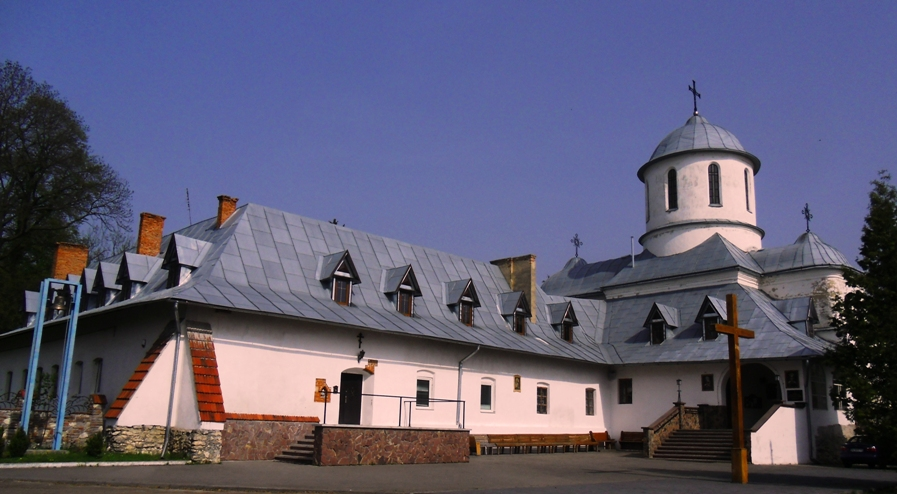
Городок, Лвівська обл. Францисканський монастир, XV ст.
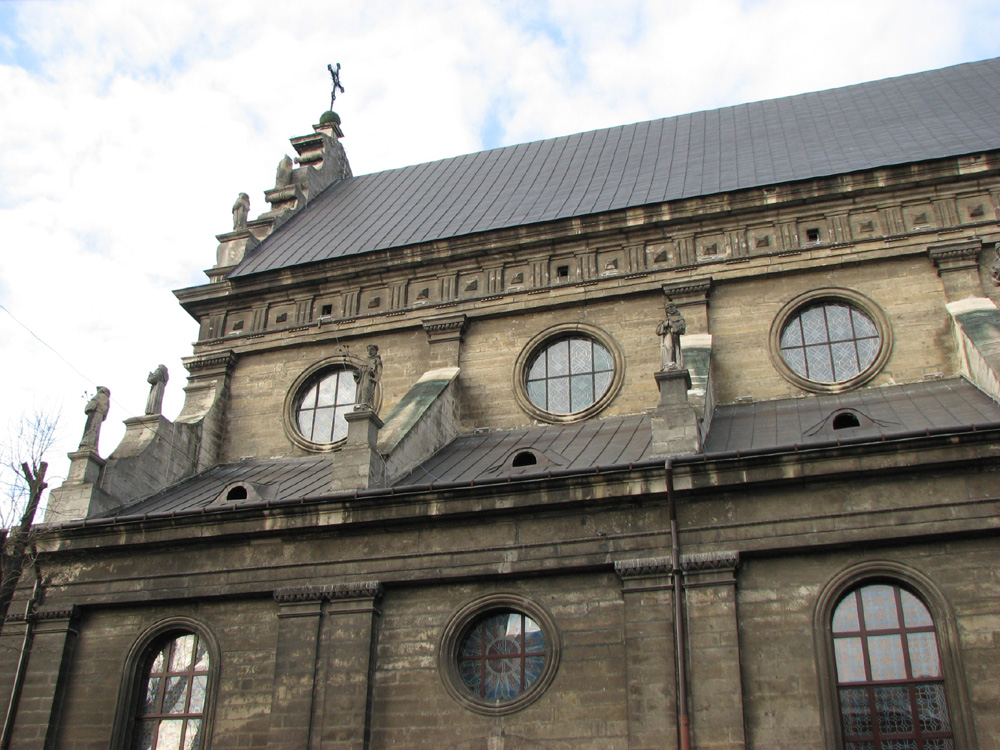
Львів. Монастир ордера Бернардинів. Бічний, південний фасад в стилі Відродження.
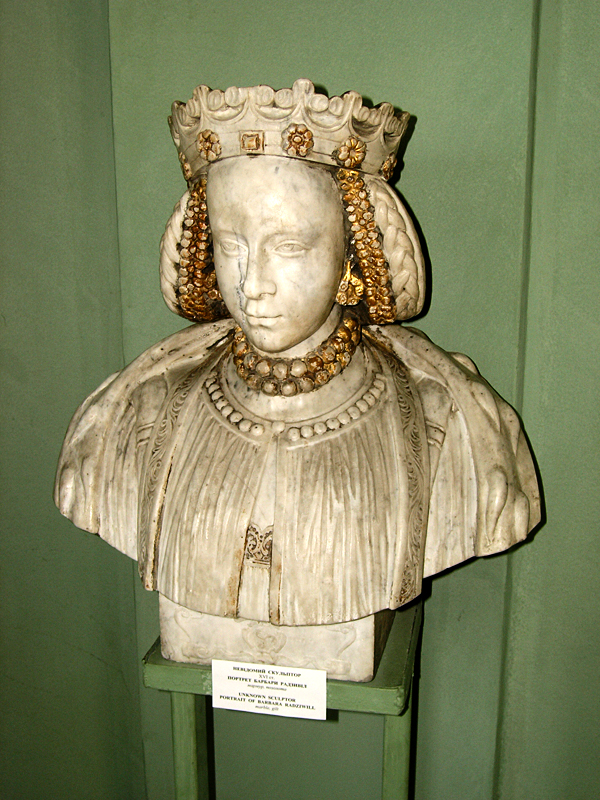
Замок Олесько. Погруддя королеви Барбари Радзивілл доби Відродження
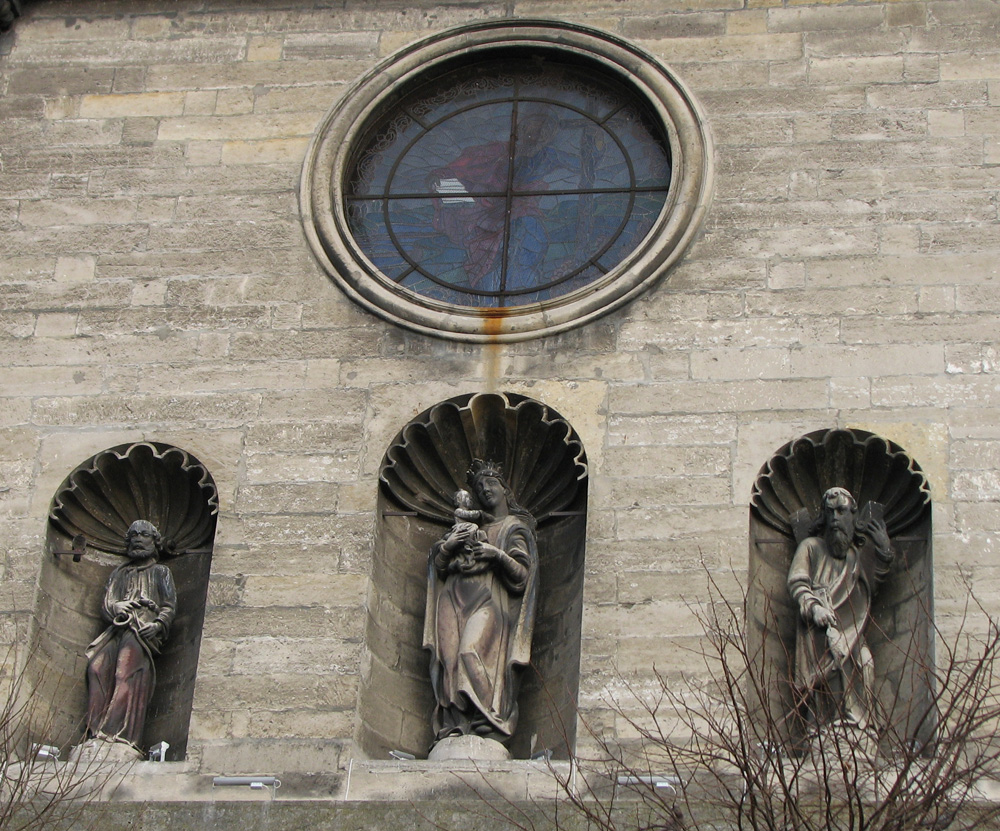
Львів. Монастир ордера Бернардинів, арх. Павло Римлянин  Частина західного фасаду, вибудована архітектором.
Ліплений декор надгробкової каплиці Адама Єроніма Сенявського, арх. Ян Пфістер, бл. 1640 р. Бережани. Архівне фото.
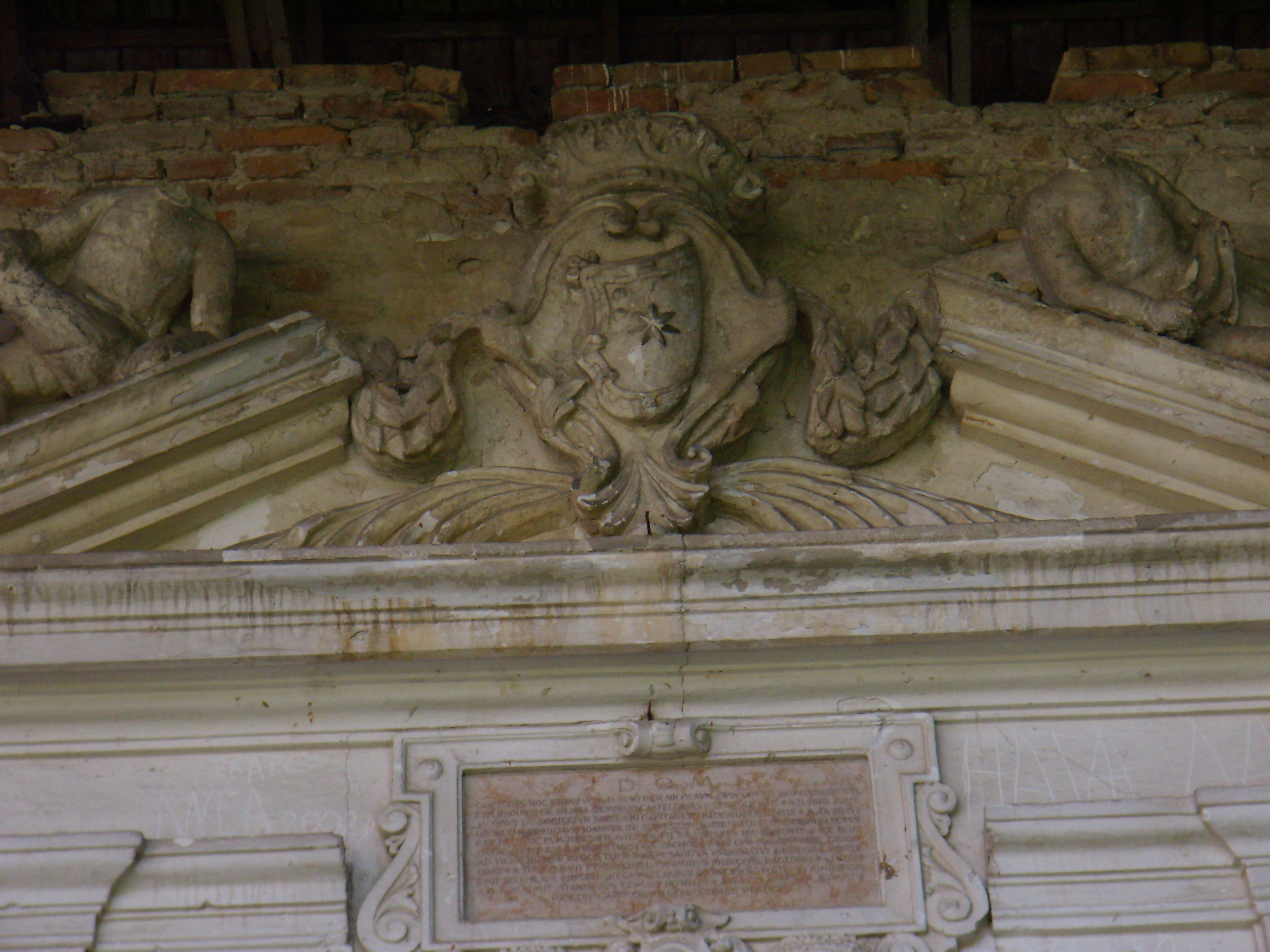
Поморянський замок. Львівська область
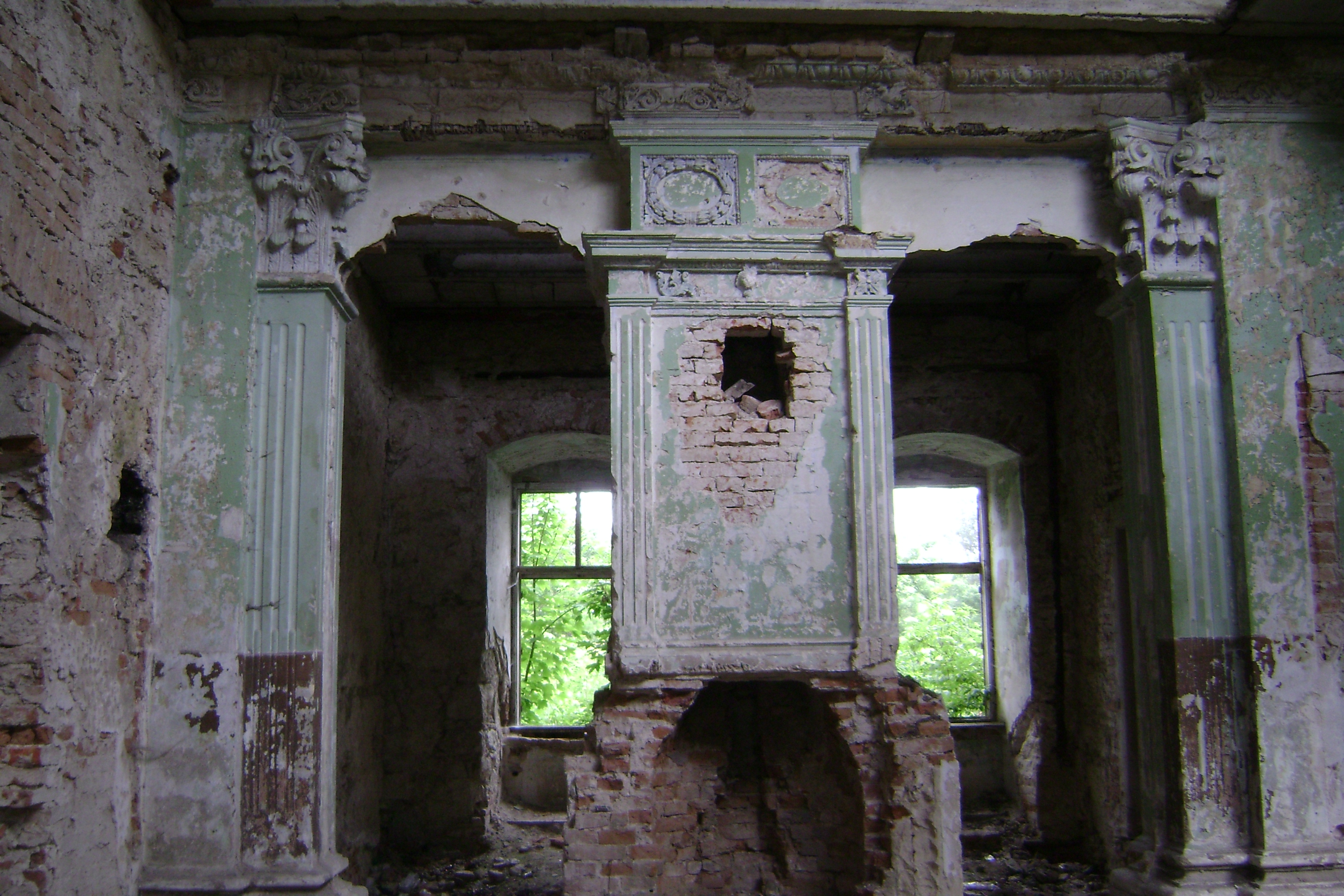
Поморянський замок. Львівська область, залишки ліпленого декору у інтер'єрі
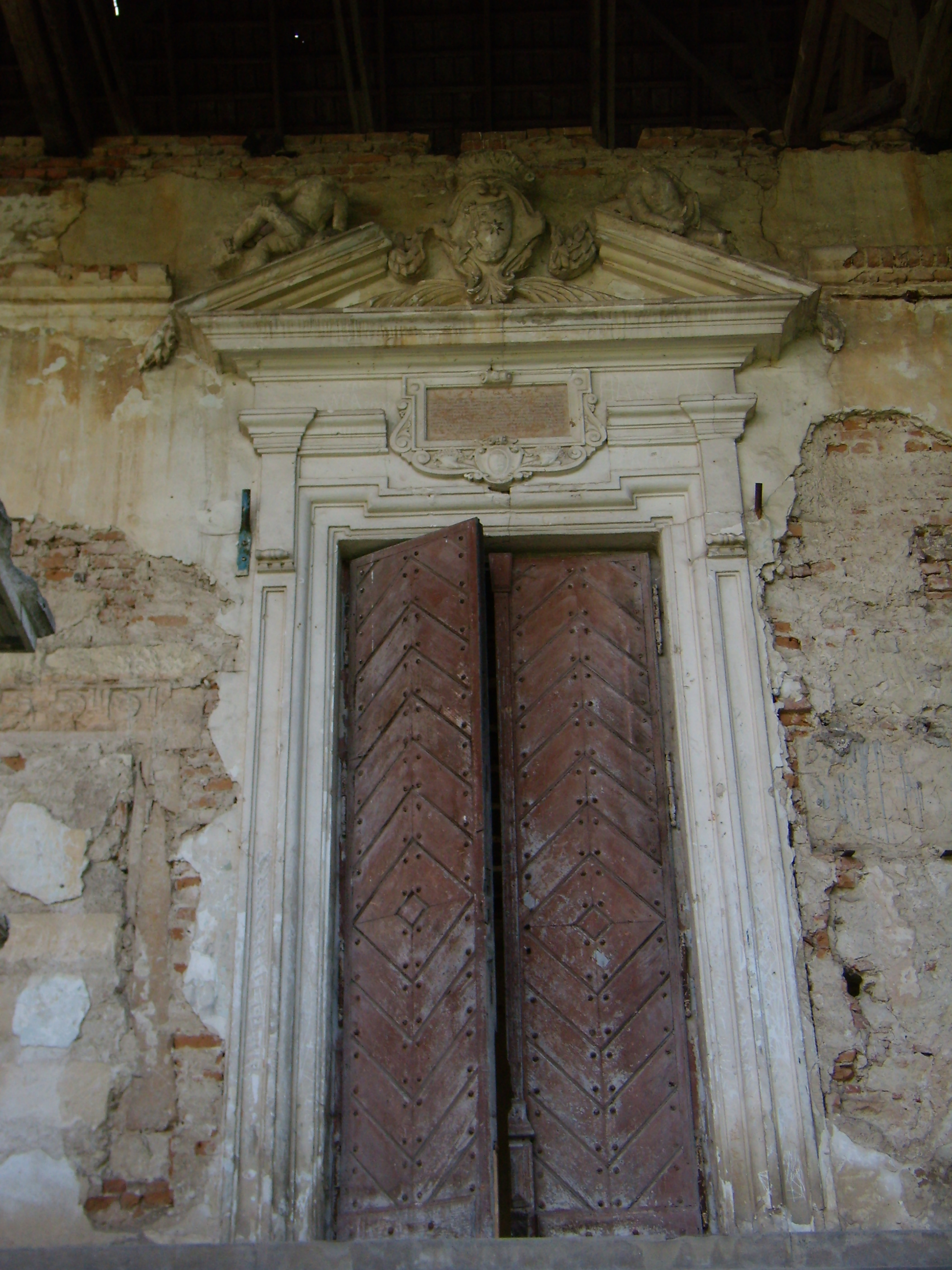
Поморянський замок. Львівська область, портал.

### Фортеці та замки

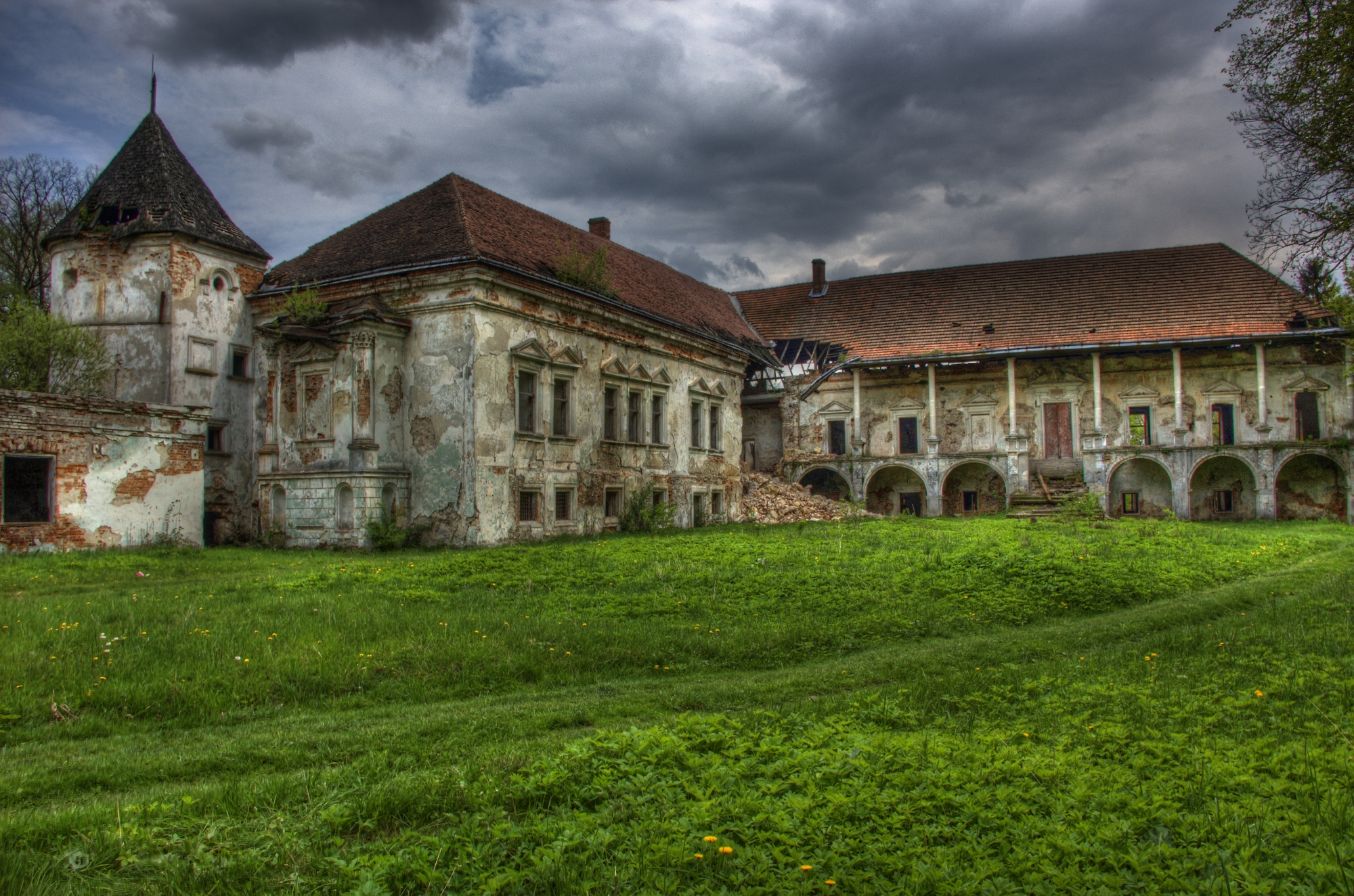
Поморянський замок, Львівська область
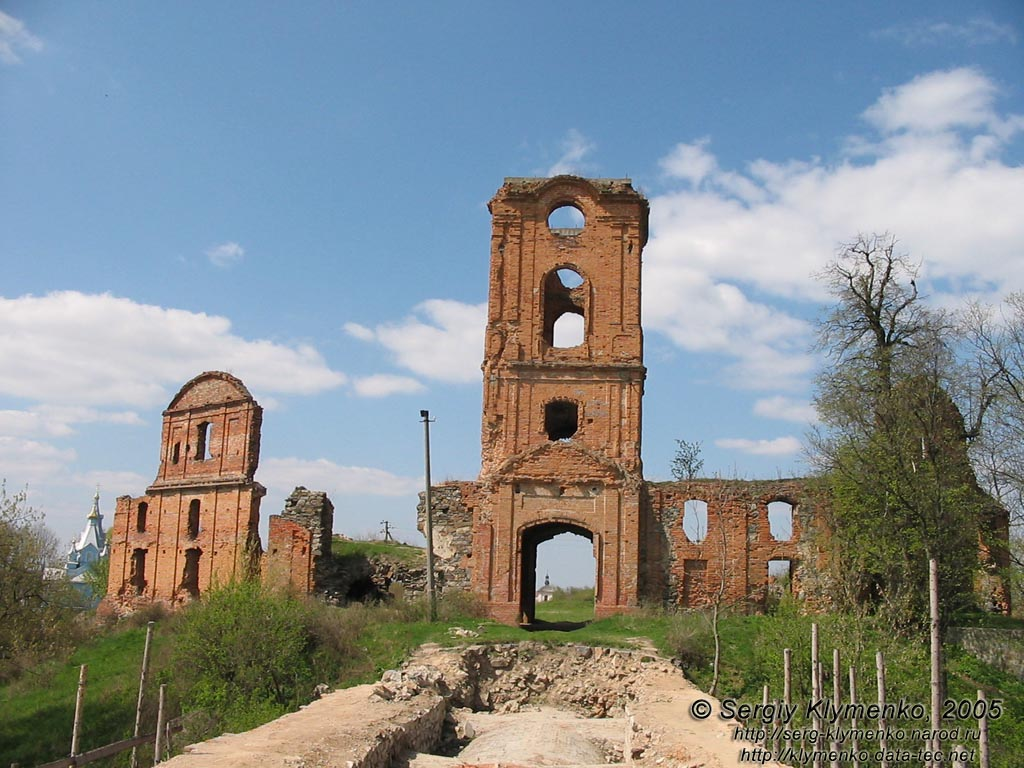
Корецький замок. Корець, Рівненська область
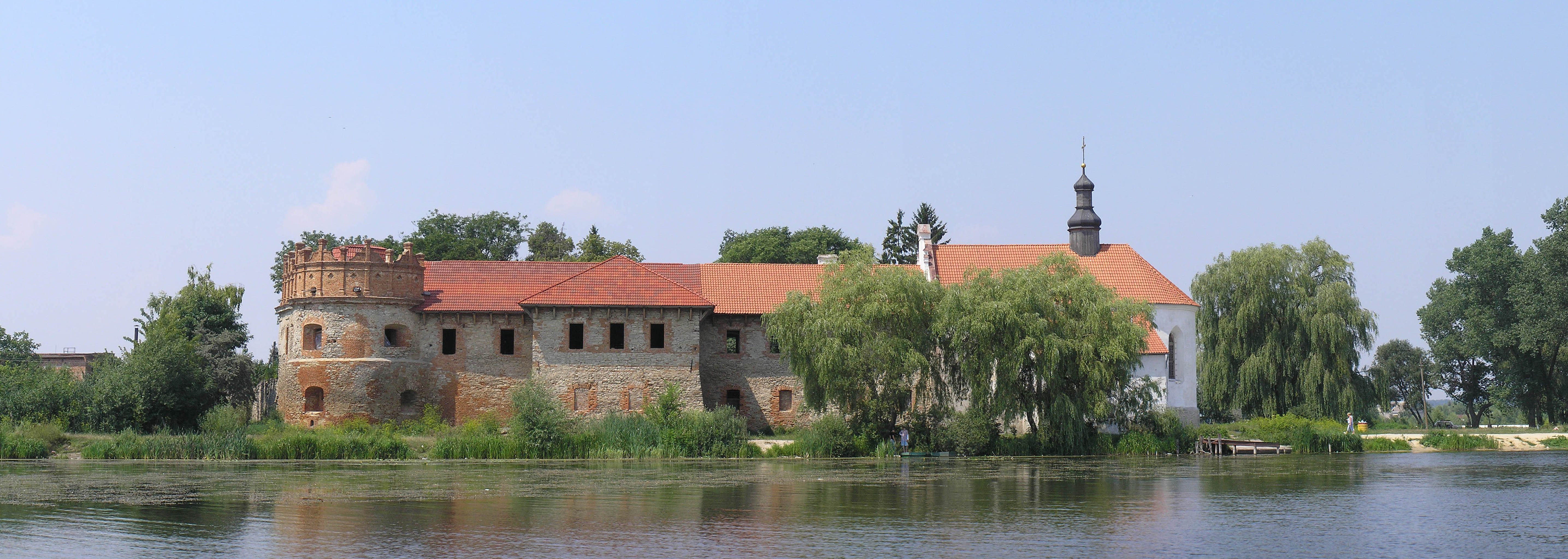
Старокостянтинів. Замок князів Острозьких. Мури і споруди з боку річки Случ, 2007
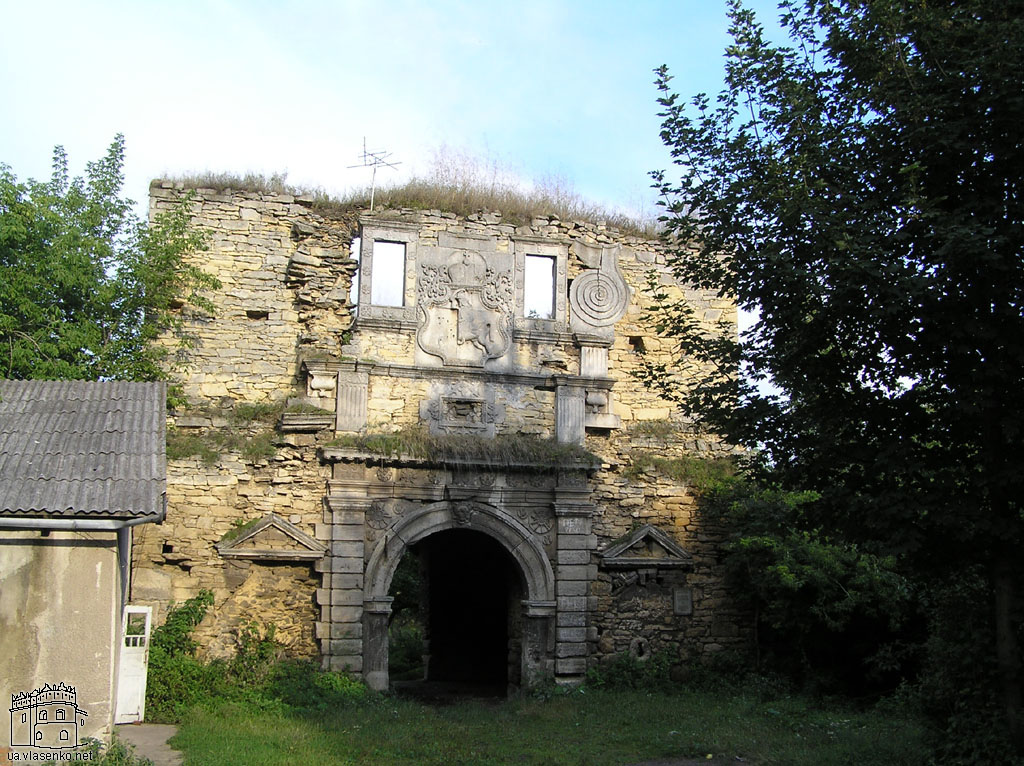
Парадна брама, колишня Чернелицька фортеця, Івано-Франківська область
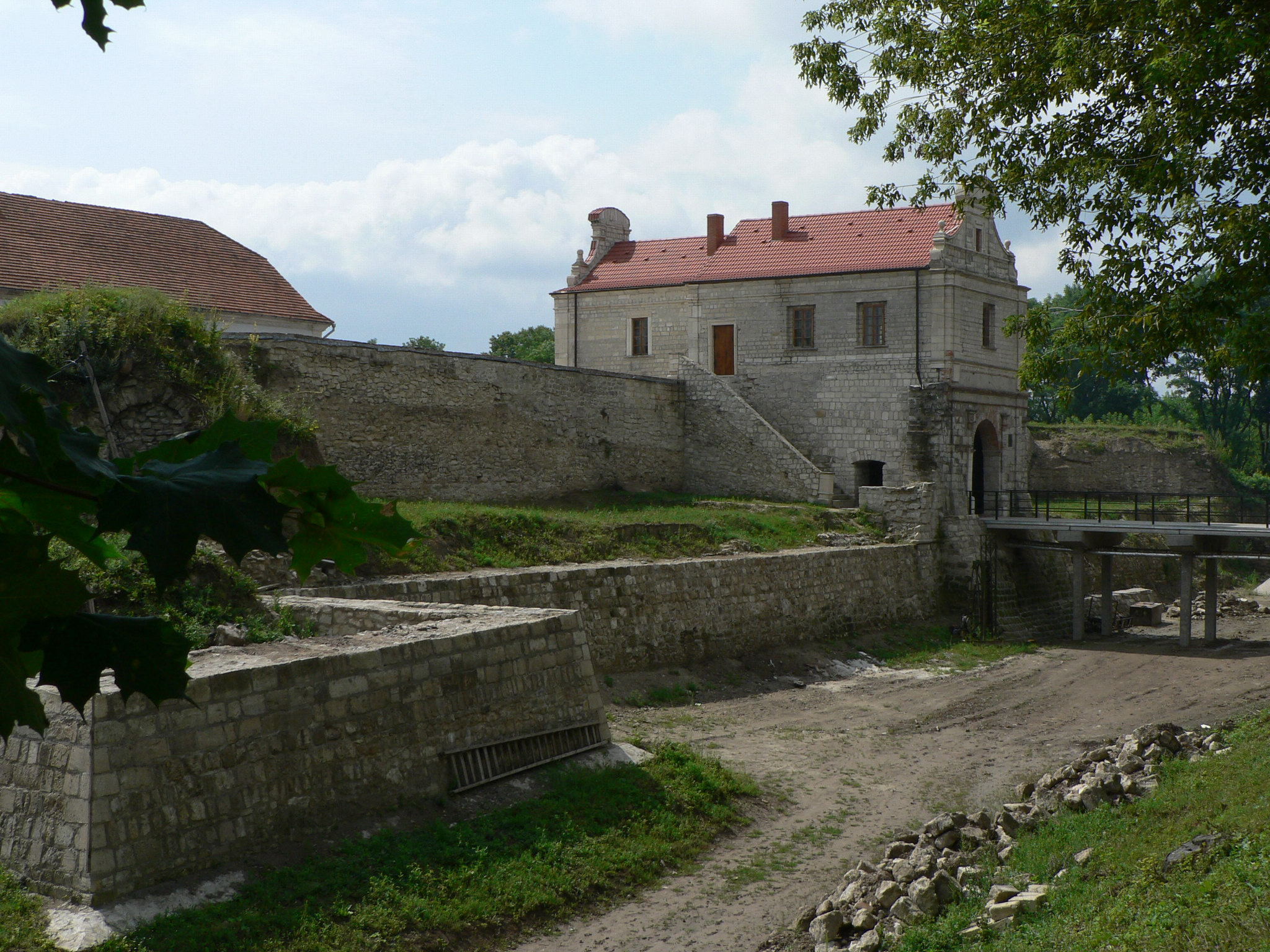
Арх. Вінченцо Скамоцці, Збаразький замок, Тернопільська область
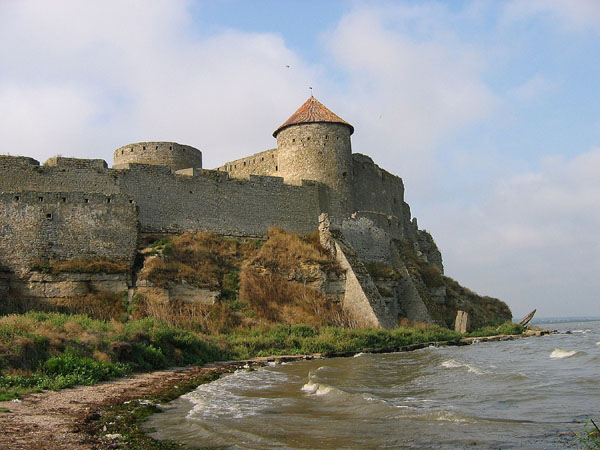
Аккерманська фортеця, Білгород-Дністровський, Одеська область
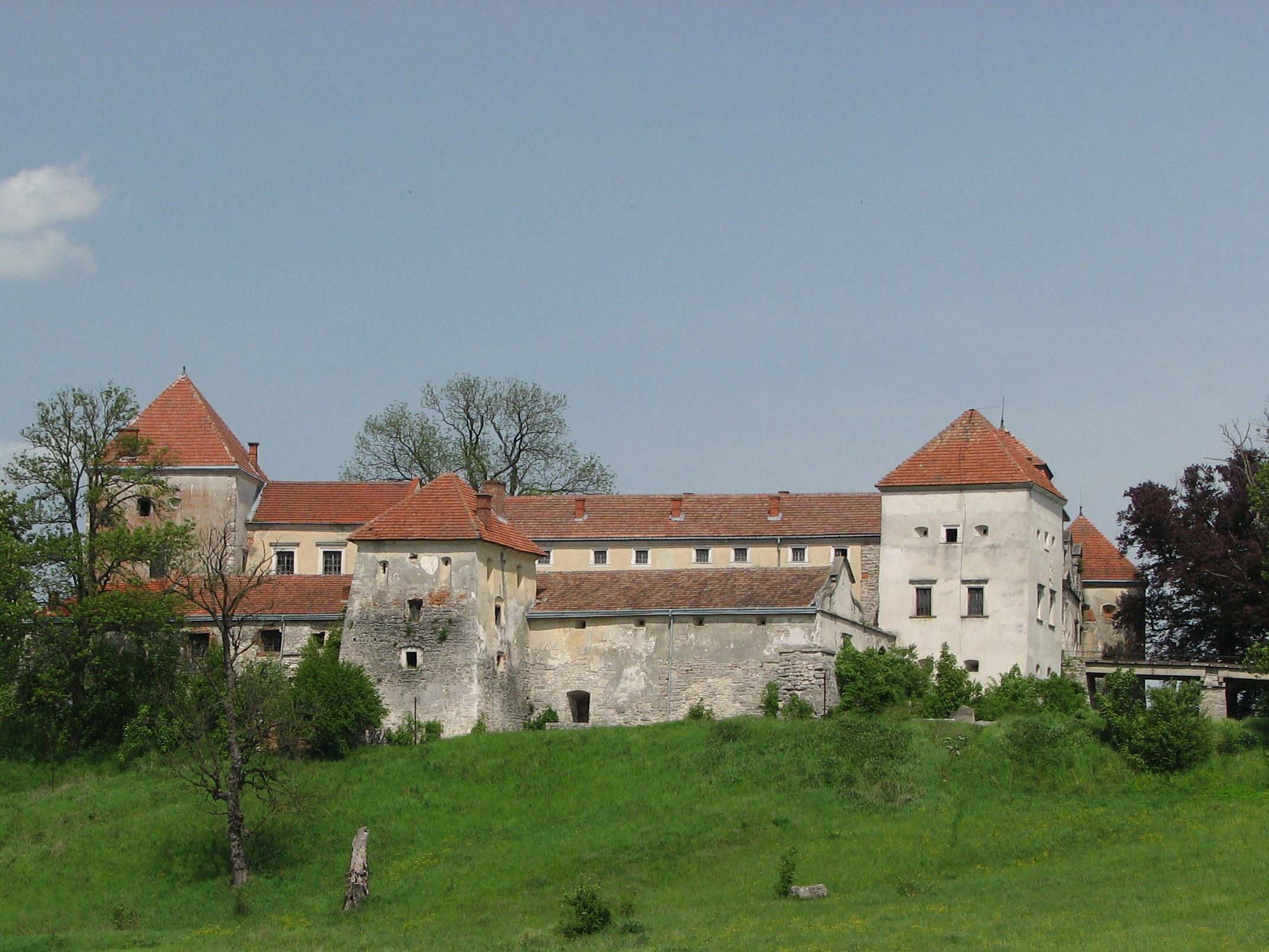
Свірж, Свірзький замок, Львівська область
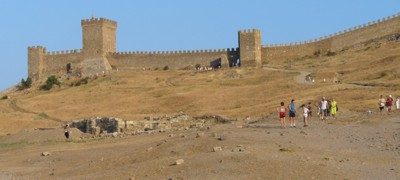
Судак. Генуезька фортеця,
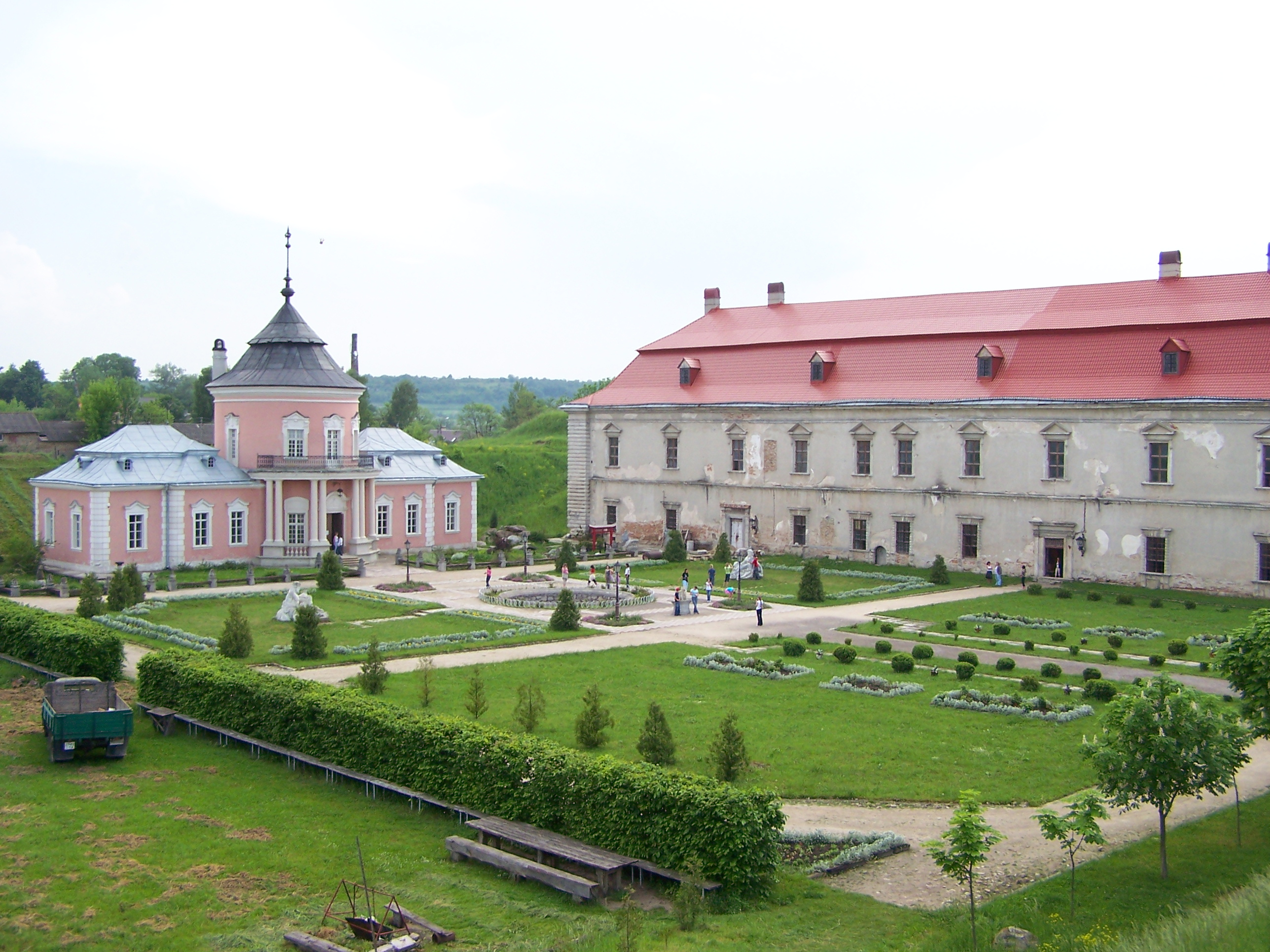
Золочівський замок, Львівська область. Цитадель і Китайський павільйон
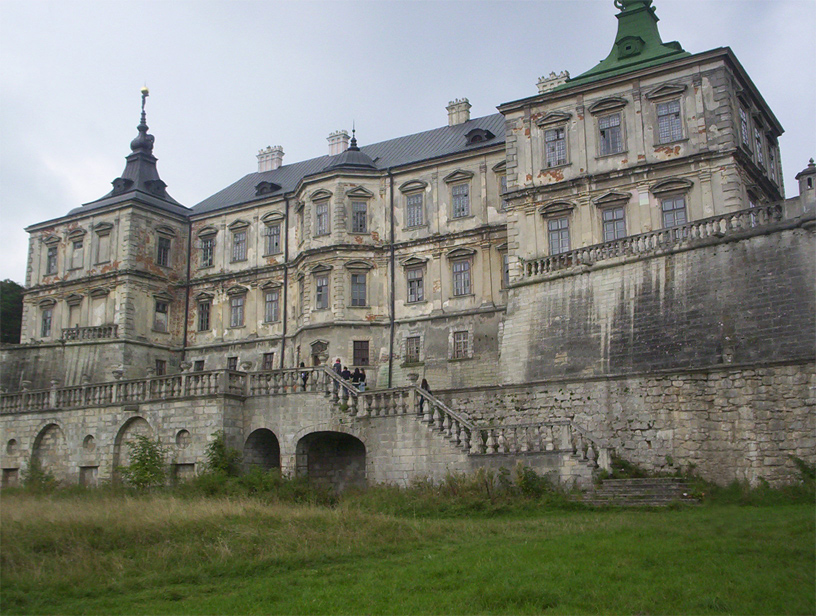
Підгорецький замок, Львівська область
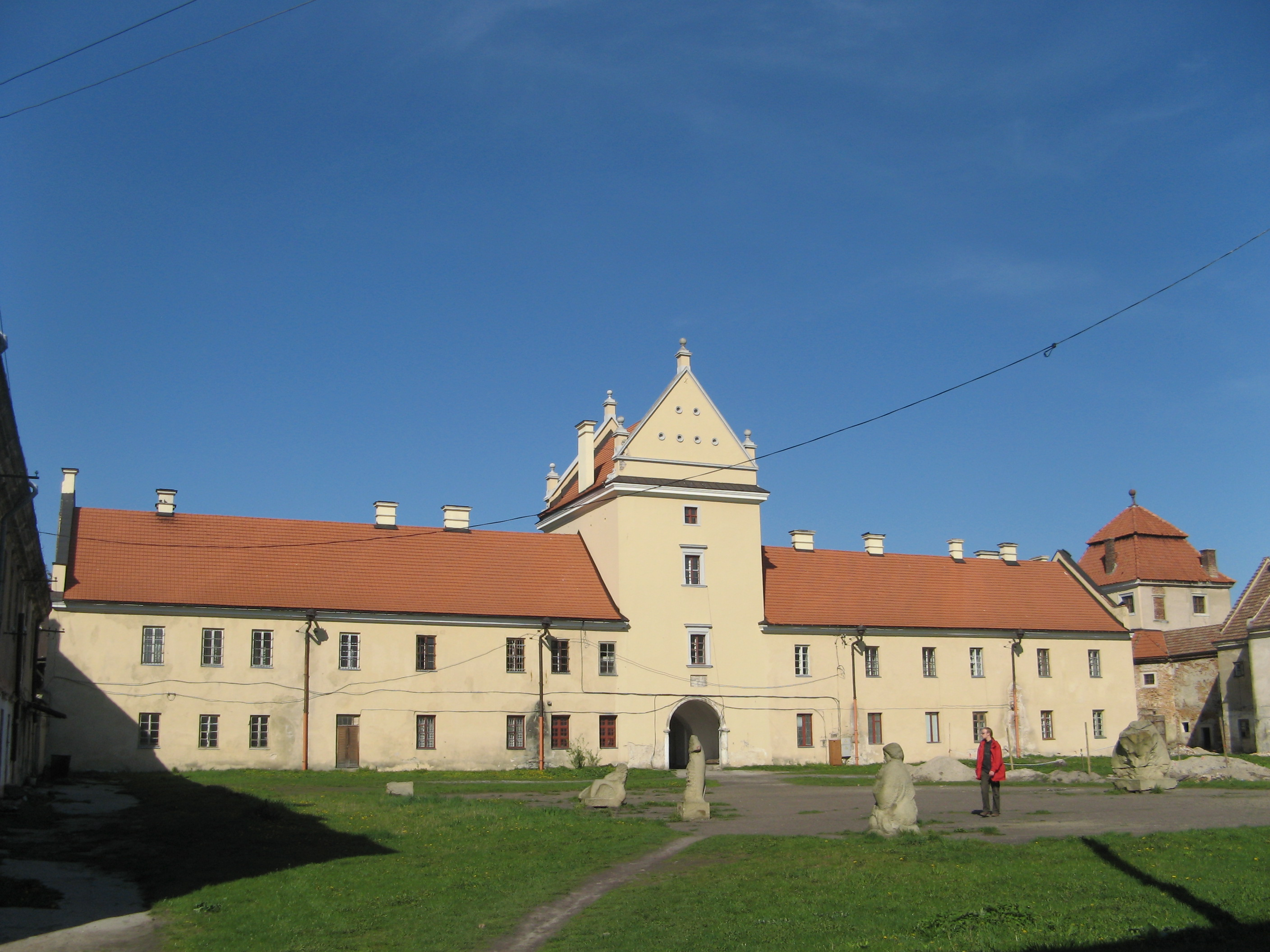
Жовківський замок, Львівська область, перша черга відновленого комплексу

## Бароко

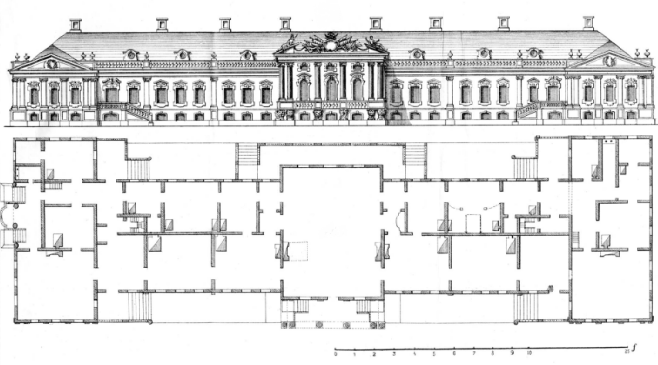
Проєкт В. Растреллі. Палац К. Г. Розумовського для Глухова.

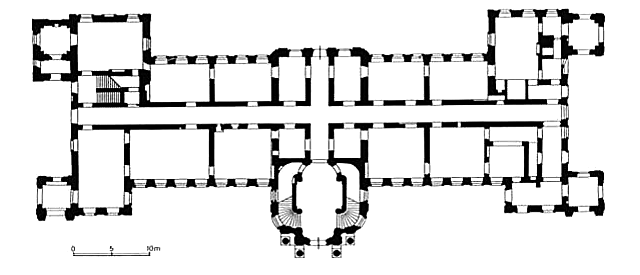
Палац Санґушків (Ізяслав), поземний план, арх. Паоло та Якуб Фонтана

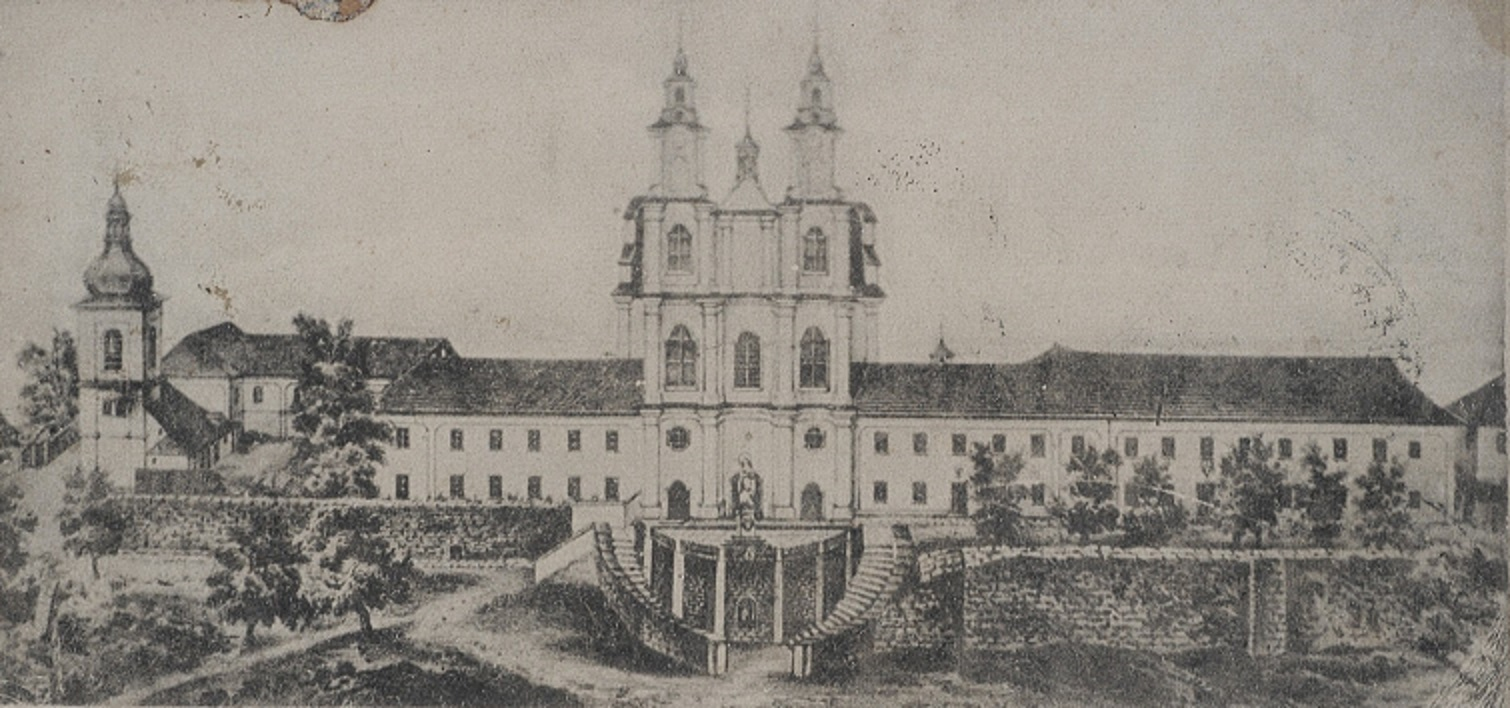
Бучацький монастир, фото 1899 р.

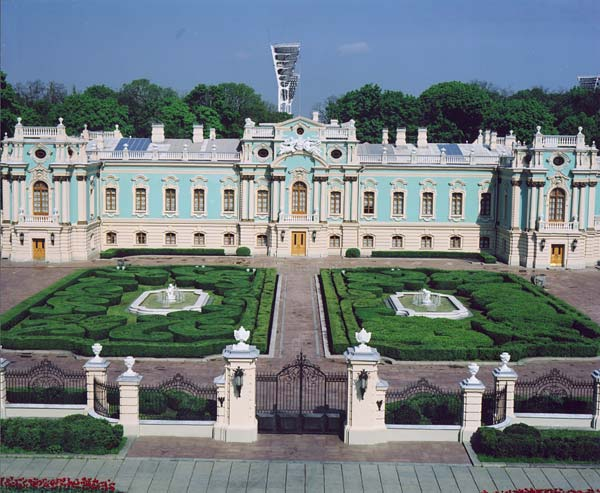
Маріїнський палац у стилі бароко, Київ, арх. В. Растреллі, 1750—55 рр. Державна резиденція Президента України

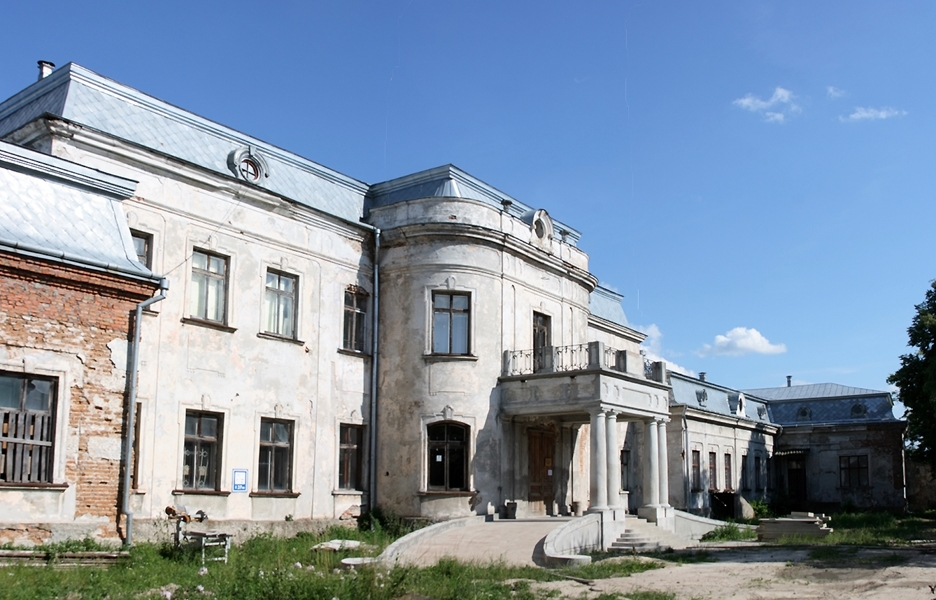
Палац Потоцьких, Кристинопіль (Червоноград)

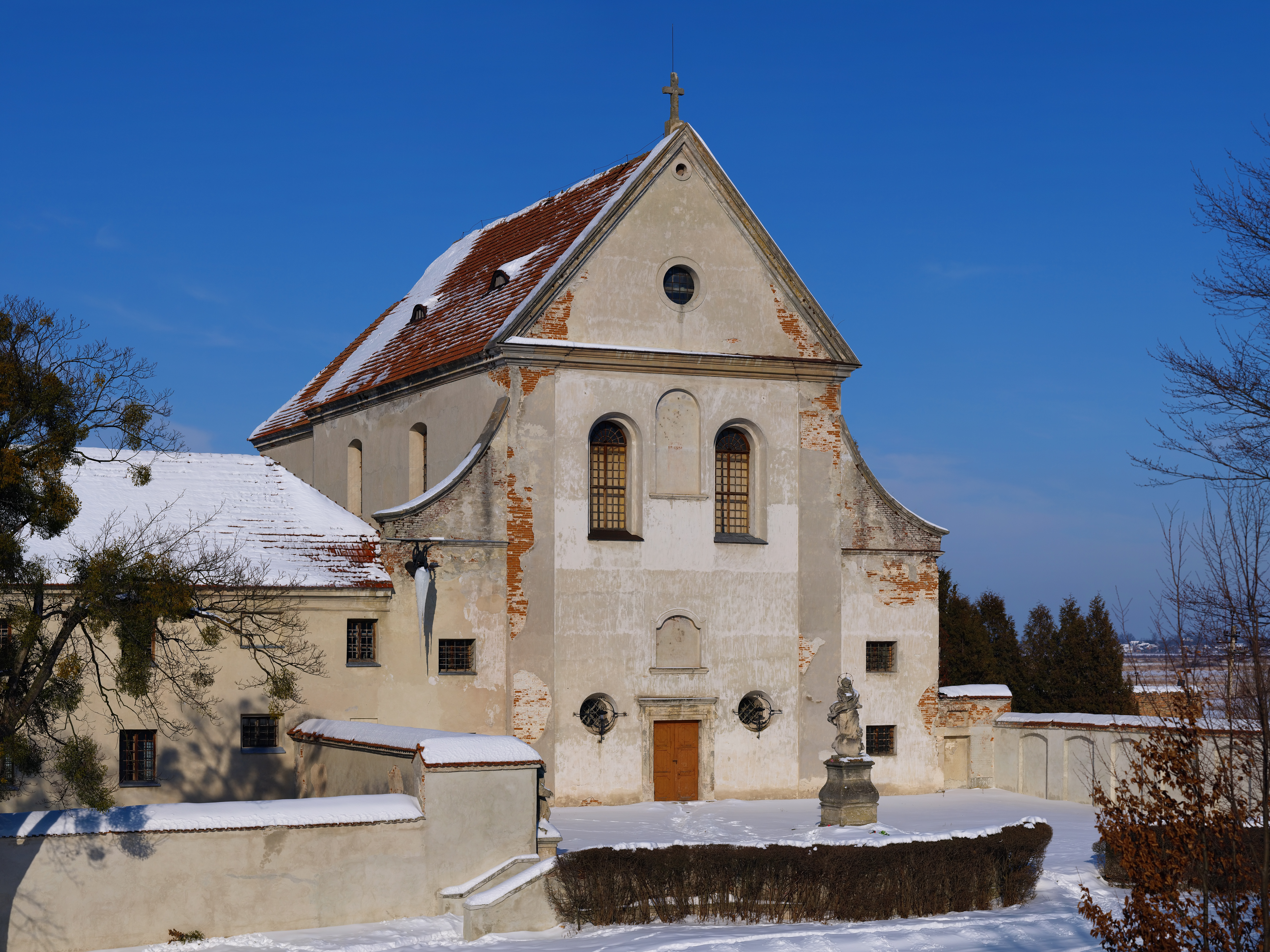
Олесько. Католицький храм монастиря капуцинів

Церква Різдва Богородиці, 1793–1806 рр. Бароково-класичний стиль.
Прихід Ренесансу мав також велике значення для подальшого розвитку українського зодчества, особливо українського бароко. Барокове мистецтво й архітектура, що були вершиною мистецьких досягнень у західній та східній Європі, отримали високу оцінку в Україні XVII ст. і, поєднавшись тут з місцевим мистецтвом, особливо цегляною кладкою, створили новий неповторний стиль українського бароко. Завдяки активній будівельній діяльності гетьмана Мазепи, стиль бароко в Україні ще називається «Мазепинським стилем». На жаль, більшість шедеврів українського бароко не збереглися — частково через більшовицьку політику руйнації храмів, частково через руйнацію під час Другої світової війни, частково через те, що специфічне відгалуження цього стилю — так зване «козацьке бароко» — було представлене дерев'яними церквами.
У XVIII столітті в українському бароко відбувалися зміни — фасади штукатурили та прикрашали ліпниною, прикладом чого є Покровська церква збудована за проєктом українського архітектора Григоровича-Барського.
Бароко — стиль архітектурних ансамблів. Більшість ансамблів українських монастирів складалося в різні часи, часто — ще в давньоруський період, але їх остаточне формування відбулося в епоху бароко, коли всім будівлям надавалося єдине стильове обличчя (монастирі Придніпров'я та Лівобережжя України, Софійський ансамбль, Видубицький монастир у Києві).
У цей же час за проєктом італійського архітектора Растреллі було збудовано Маріїнський палац, що є сьогодні державною резиденцією Президента України.
Останні взірці бароко споруджалися на початку ХІХ ст., переважно у провінції, де ще не встиг поширитися класицизм, у подеяких випадках спостерігається суміш бароко з класицизмом, наприклад деякі будинки у Одесі, зокрема будинок Рено на початку Рішельєвської вулиці мав характерний для бароко високий дах.

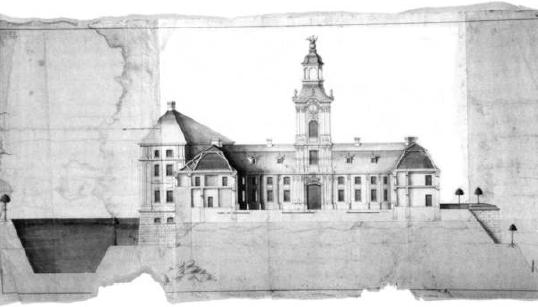
Корецький замок до руйнації
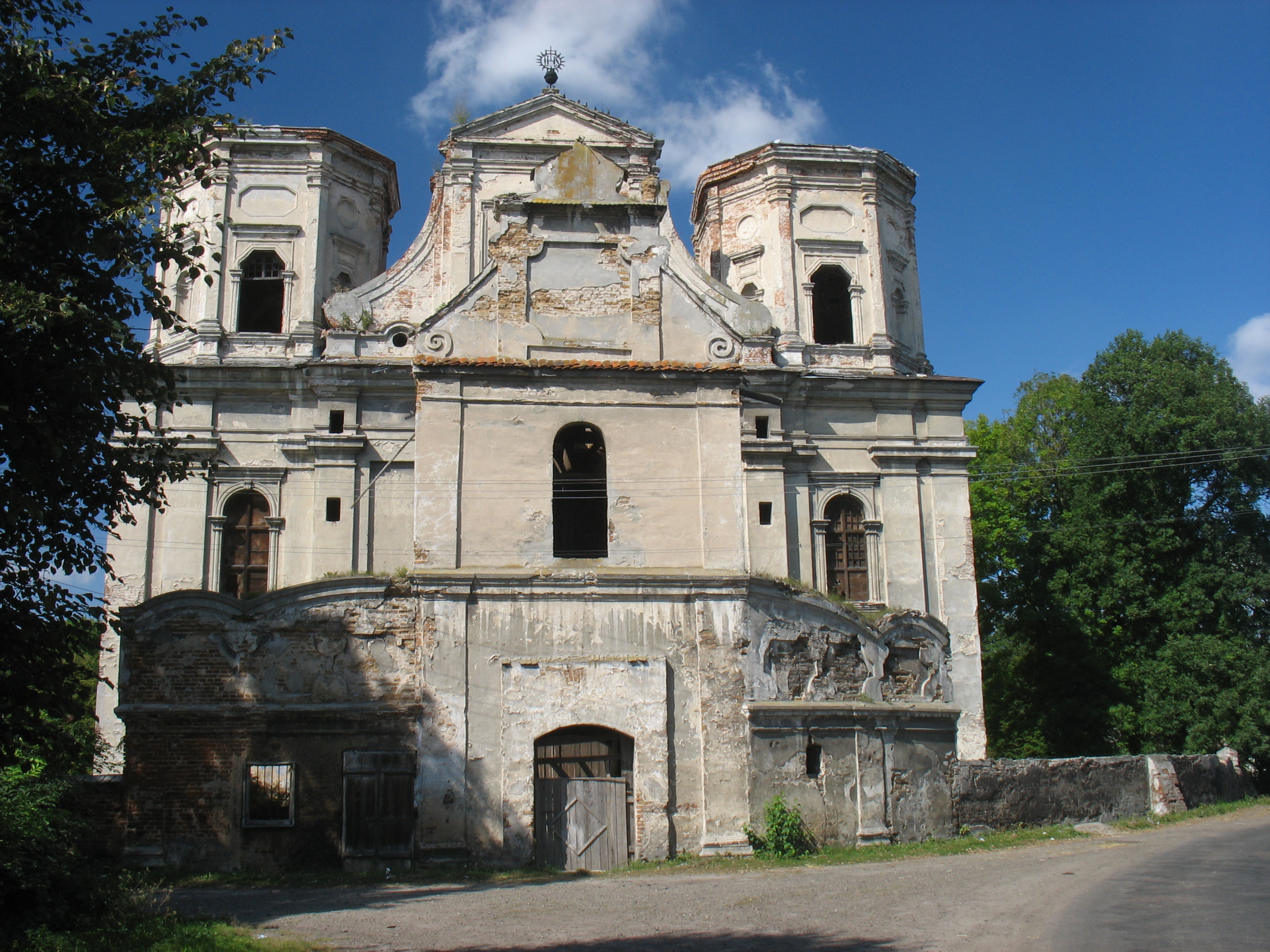
Костел Внебовзяття Пресвятої Діви Марії (Угнів)
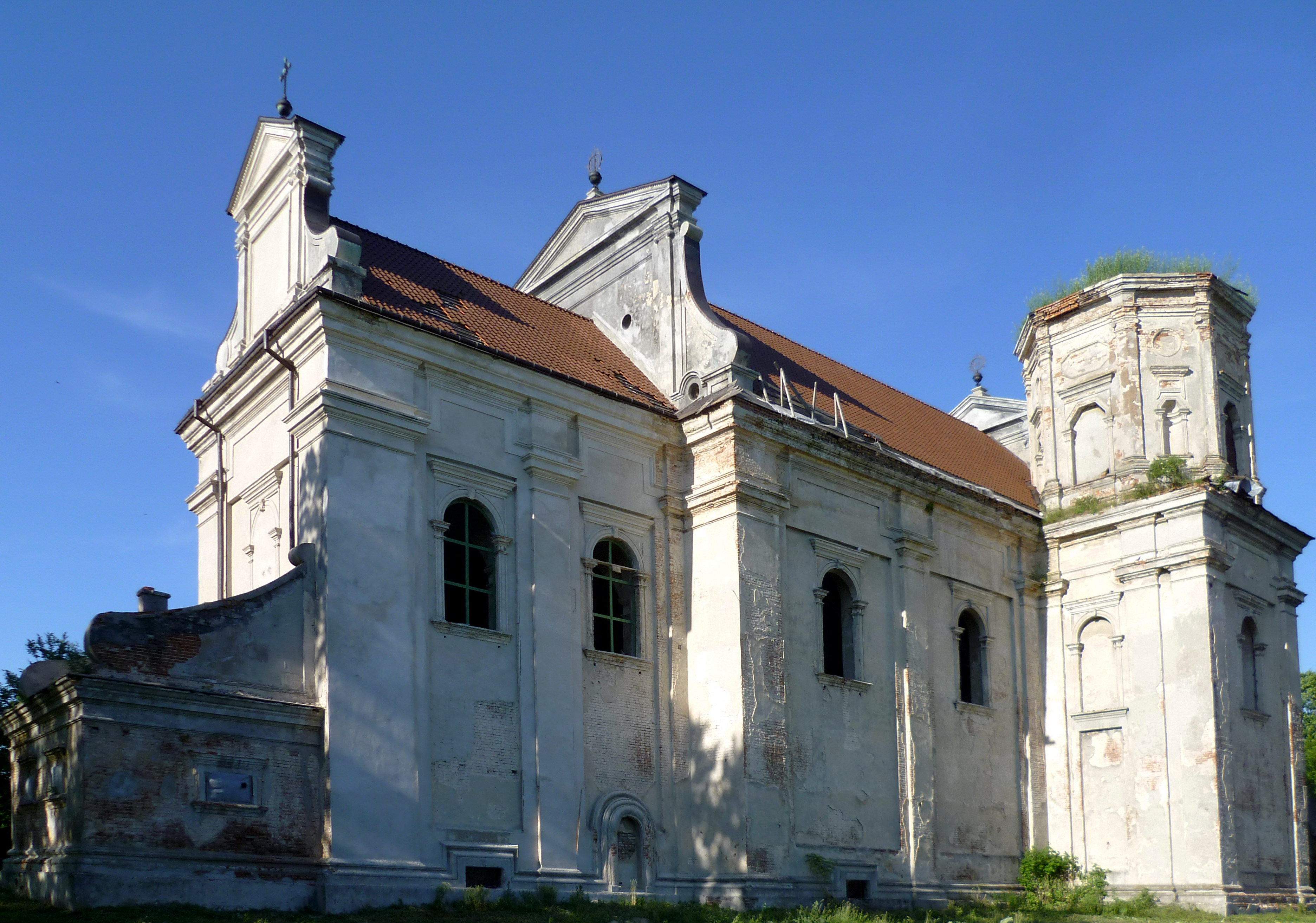
Угнів. Бічний фасад костелу Внебовзяття Пресвятої Діви Марії
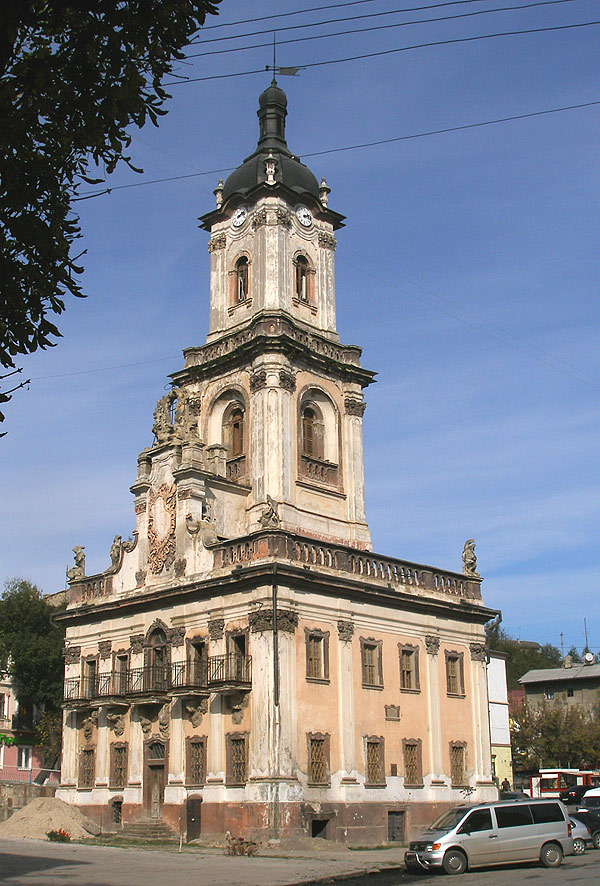
Ратуша 18 ст., Бучач, Тернопільська область
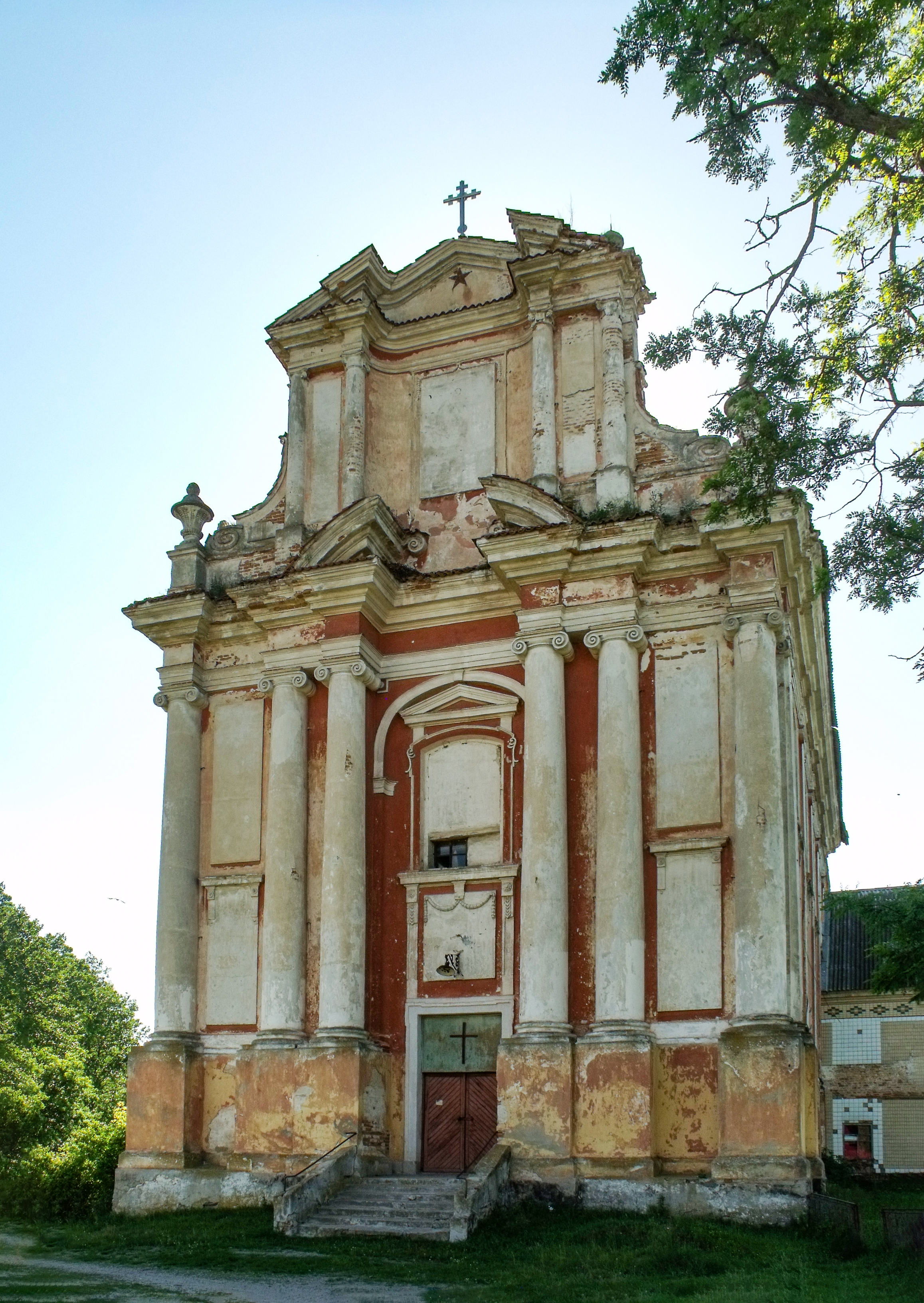
с. Іванів, Вінницька область. Католицький храм Діви Марії,
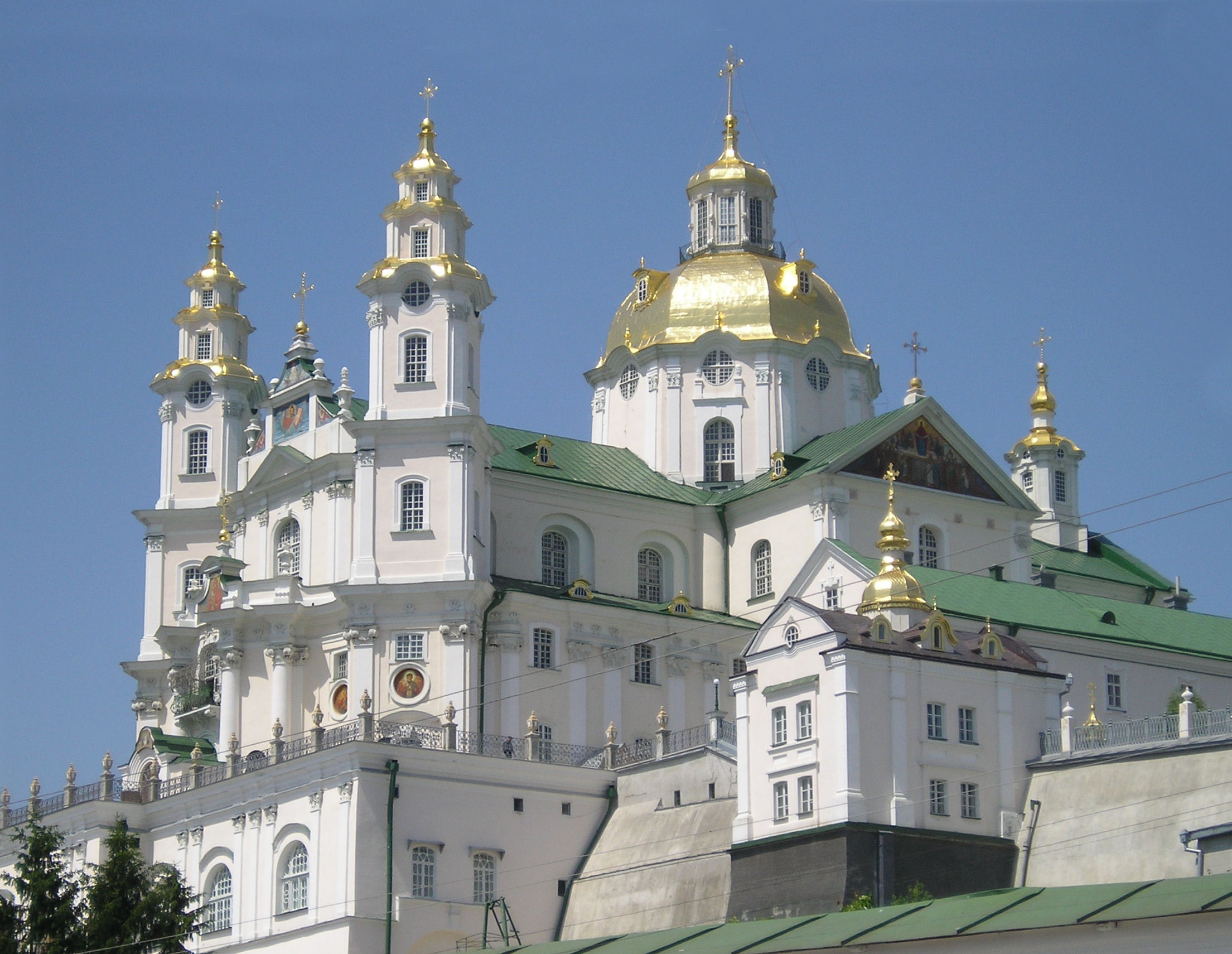
Почаївська лавра
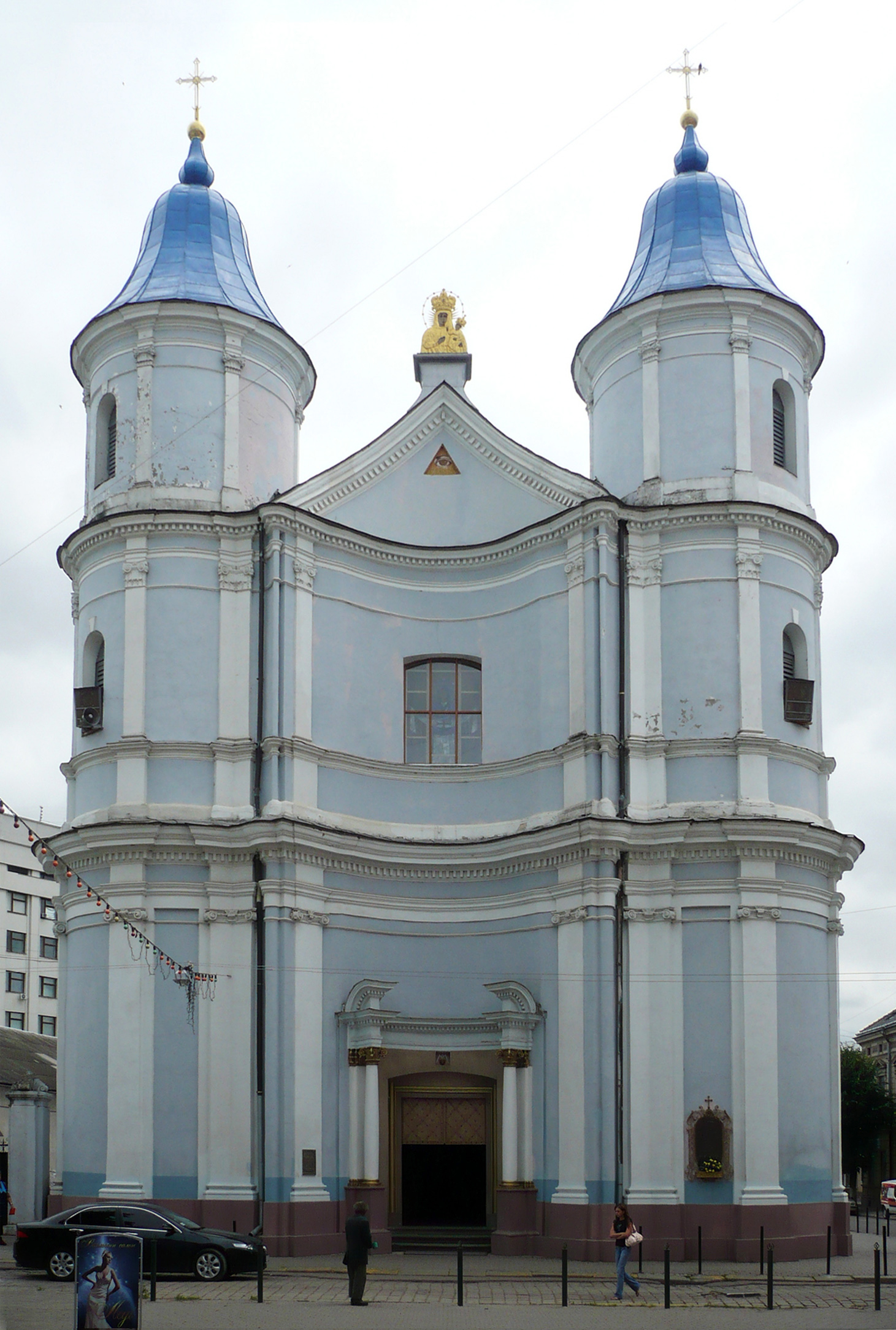
Івано-Франківськ. Вірменська церква, 1762 р.
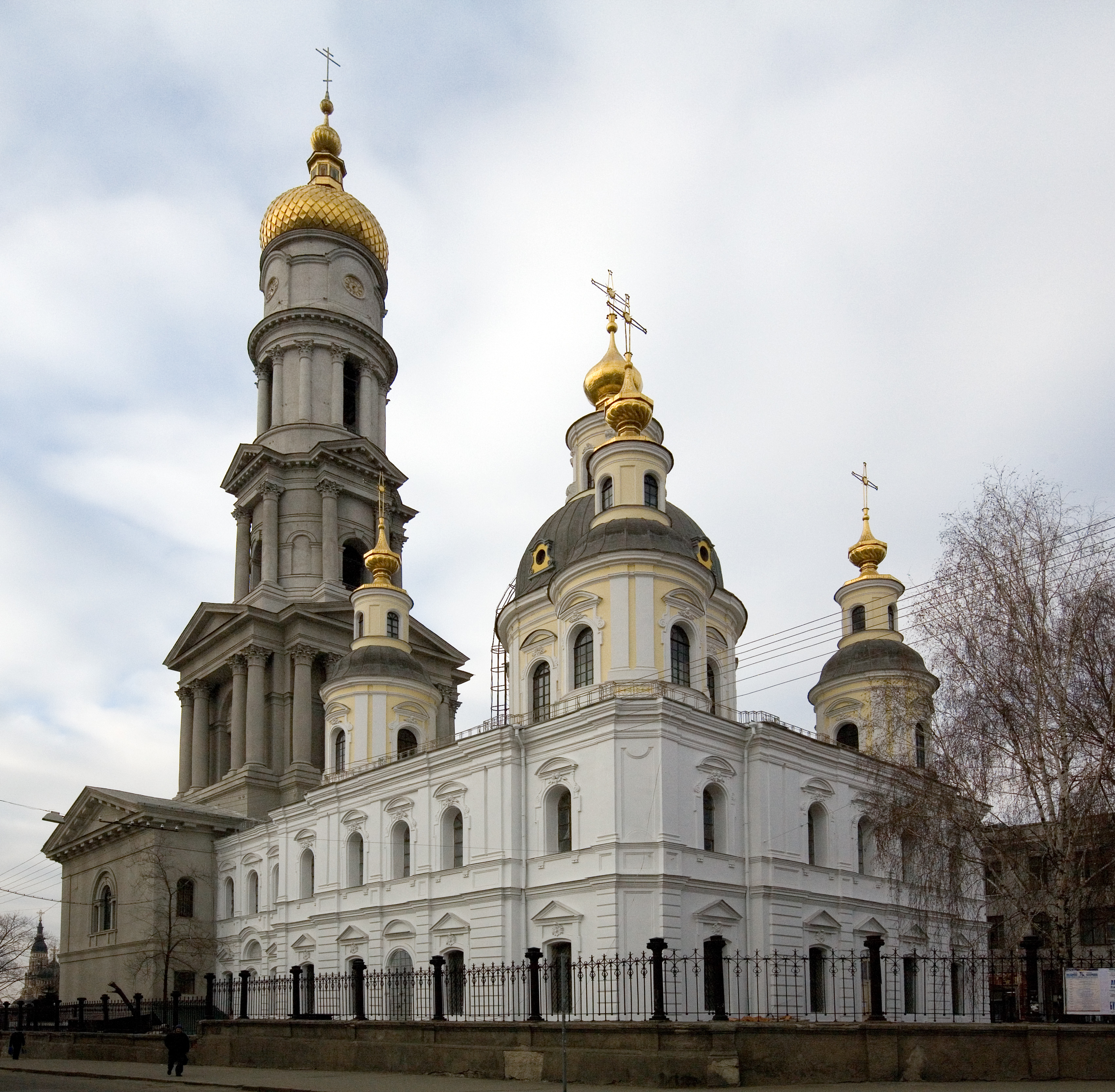
Харків. Православний Успенський кафедральний собор
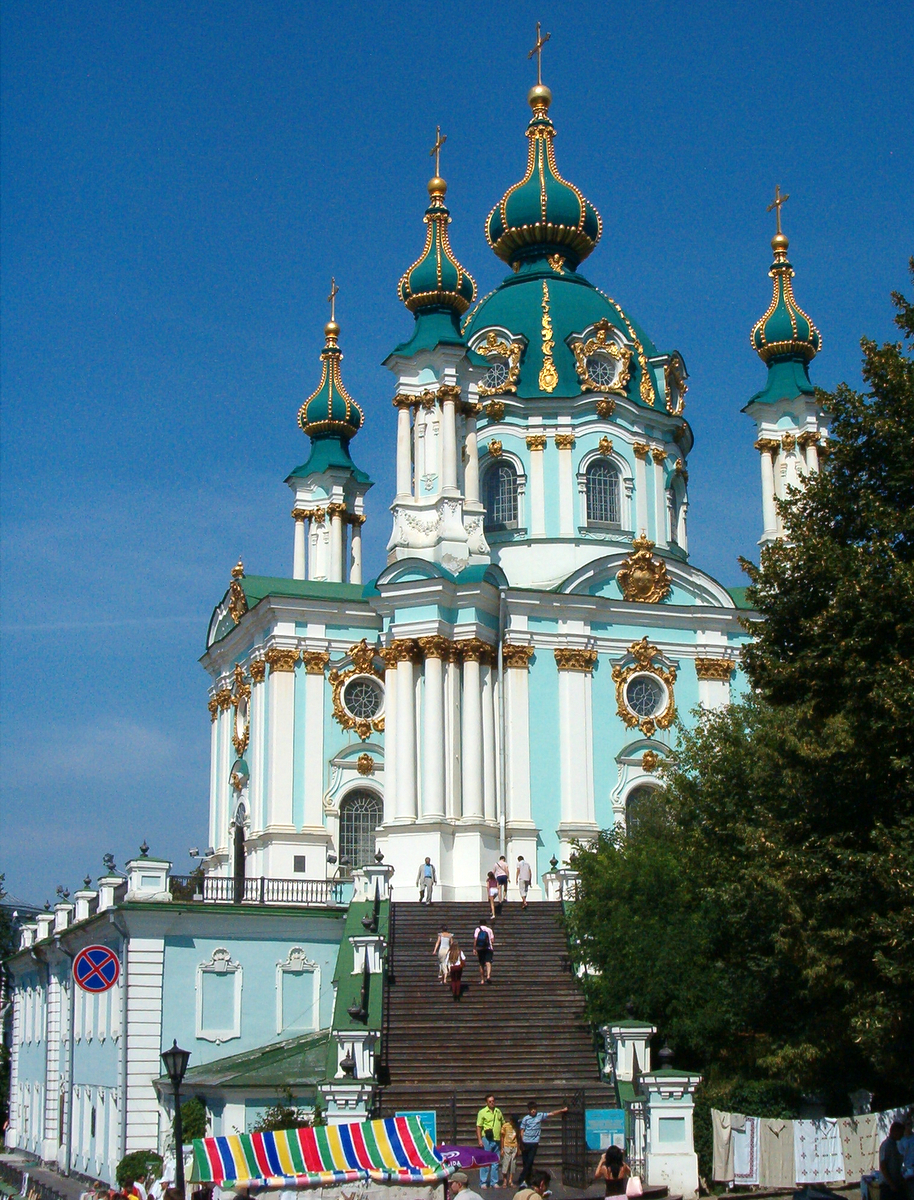
Київ. Православний храм св. Андрія
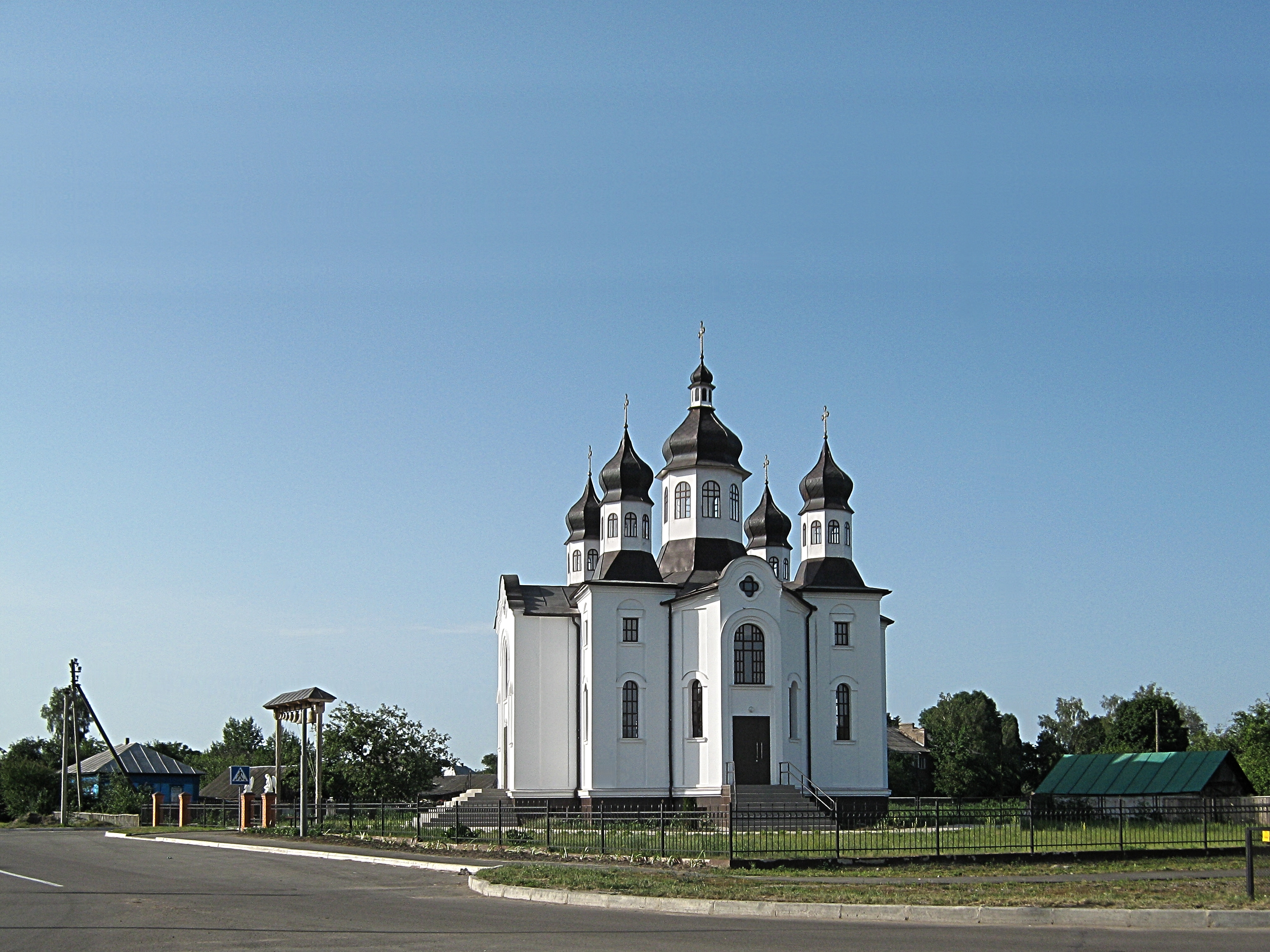
Батурин. Церква-сповідальня Івана Мазепи
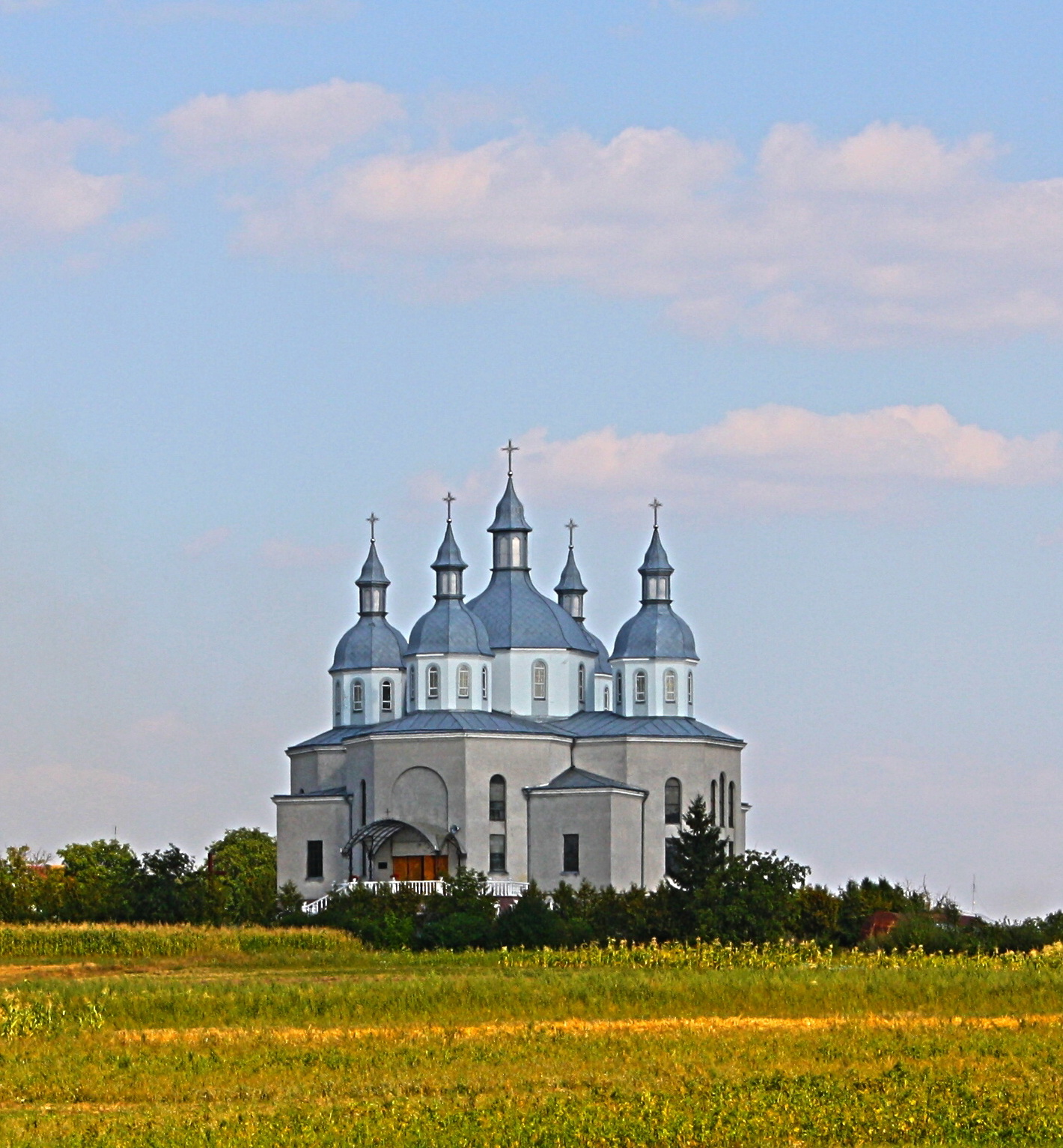
Золочів, Львівська область
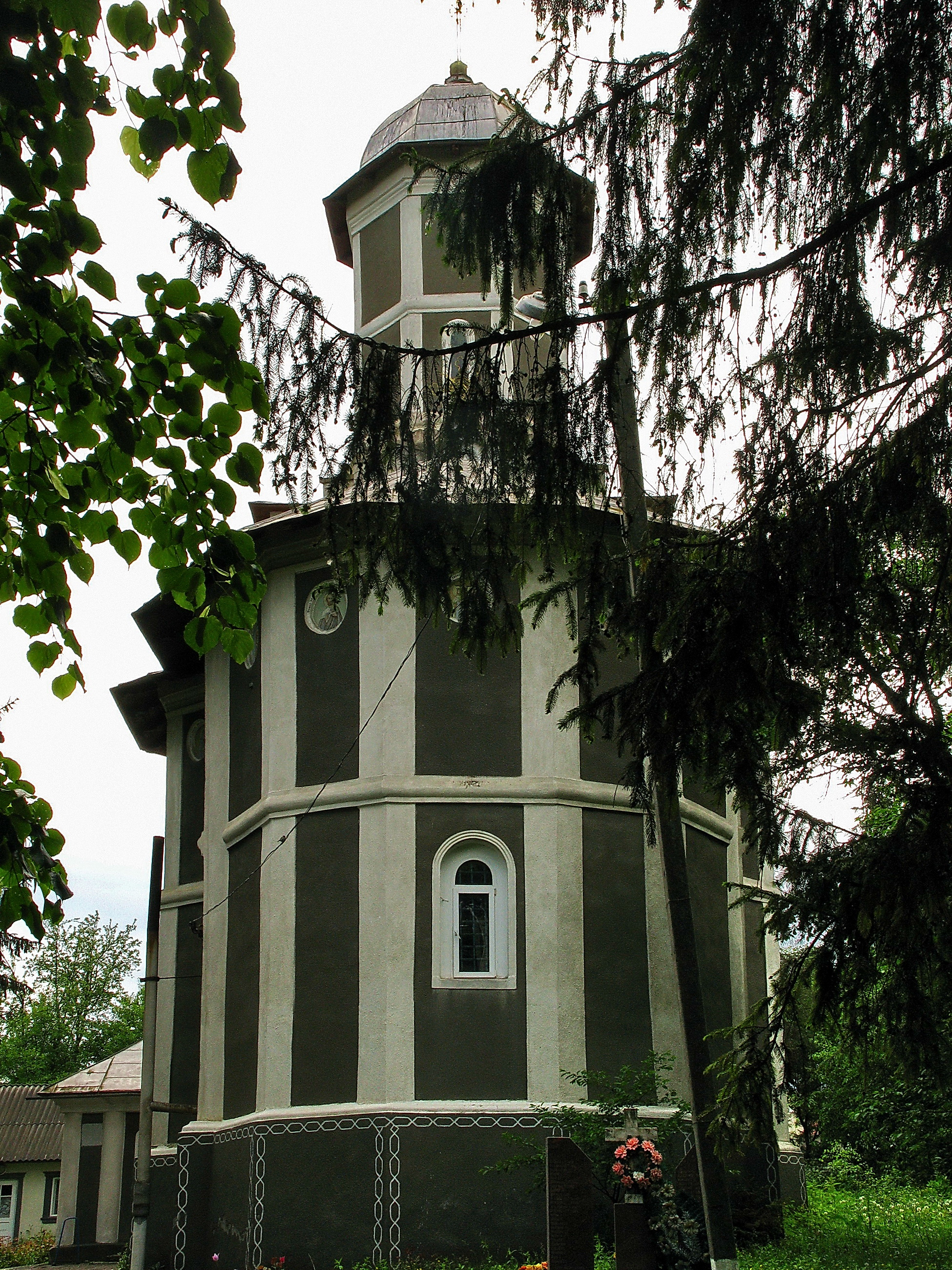
Велика Буда, Чернівецька область. Успенська церква, 1794 р.
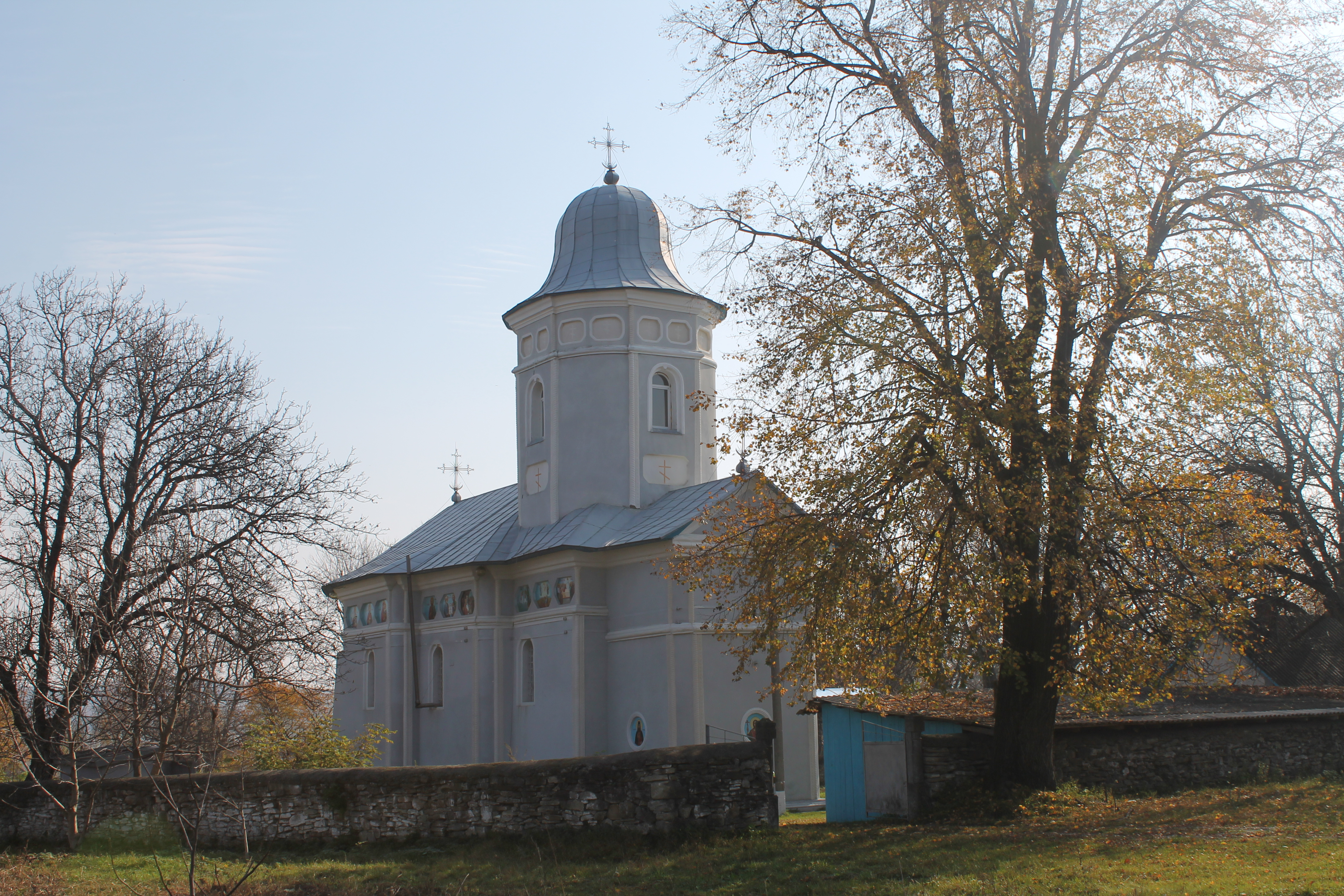
Тернавка, Чернівецька область. Дмитрівська церква, 1811 р.

### Українське бароко

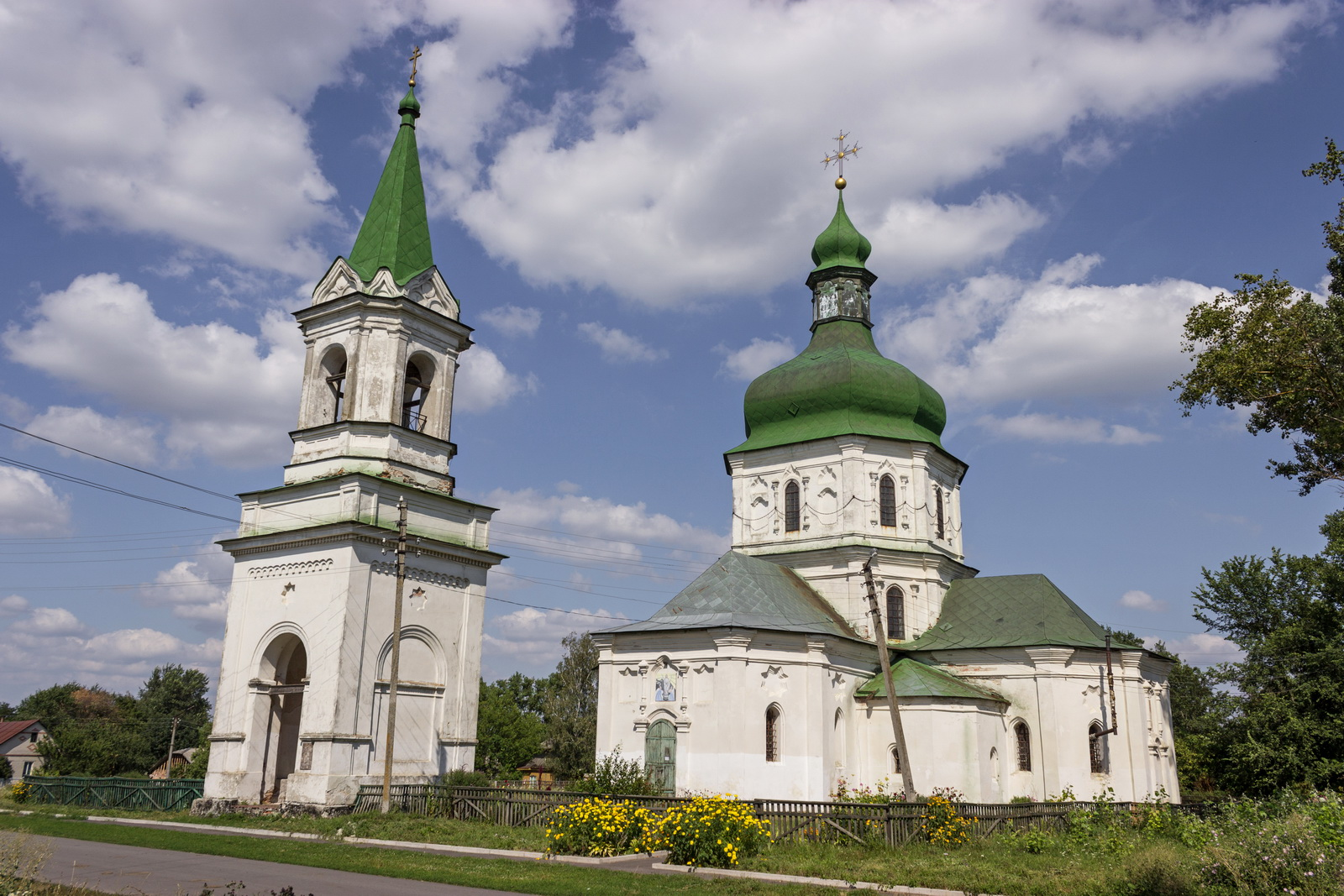
Седнів (Чернігівська область), Воскресенська церква з дзвіницею
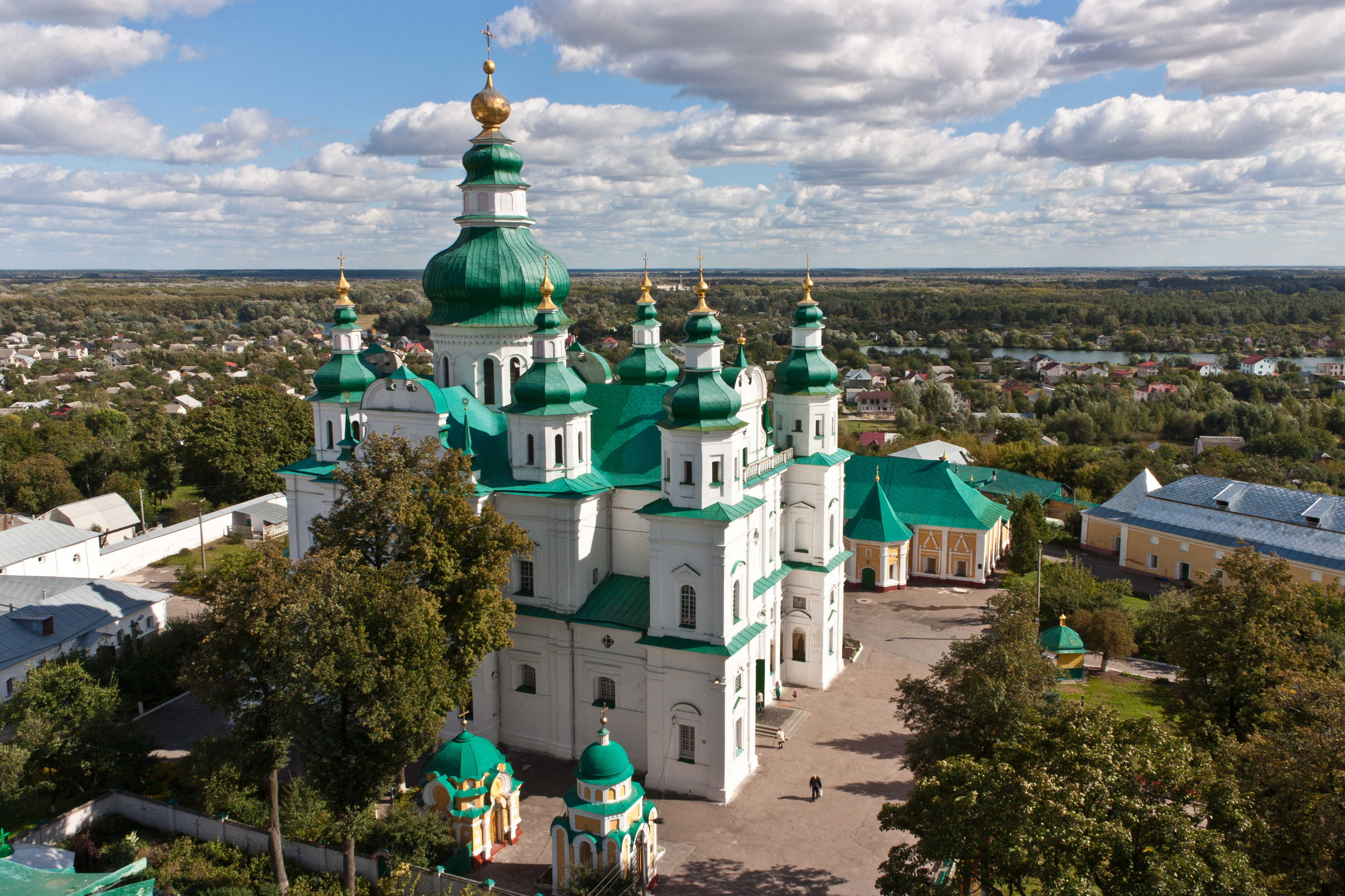
Арх. Йоанн Баптист Зауер. Троїцький собор, 1695, Чернігів
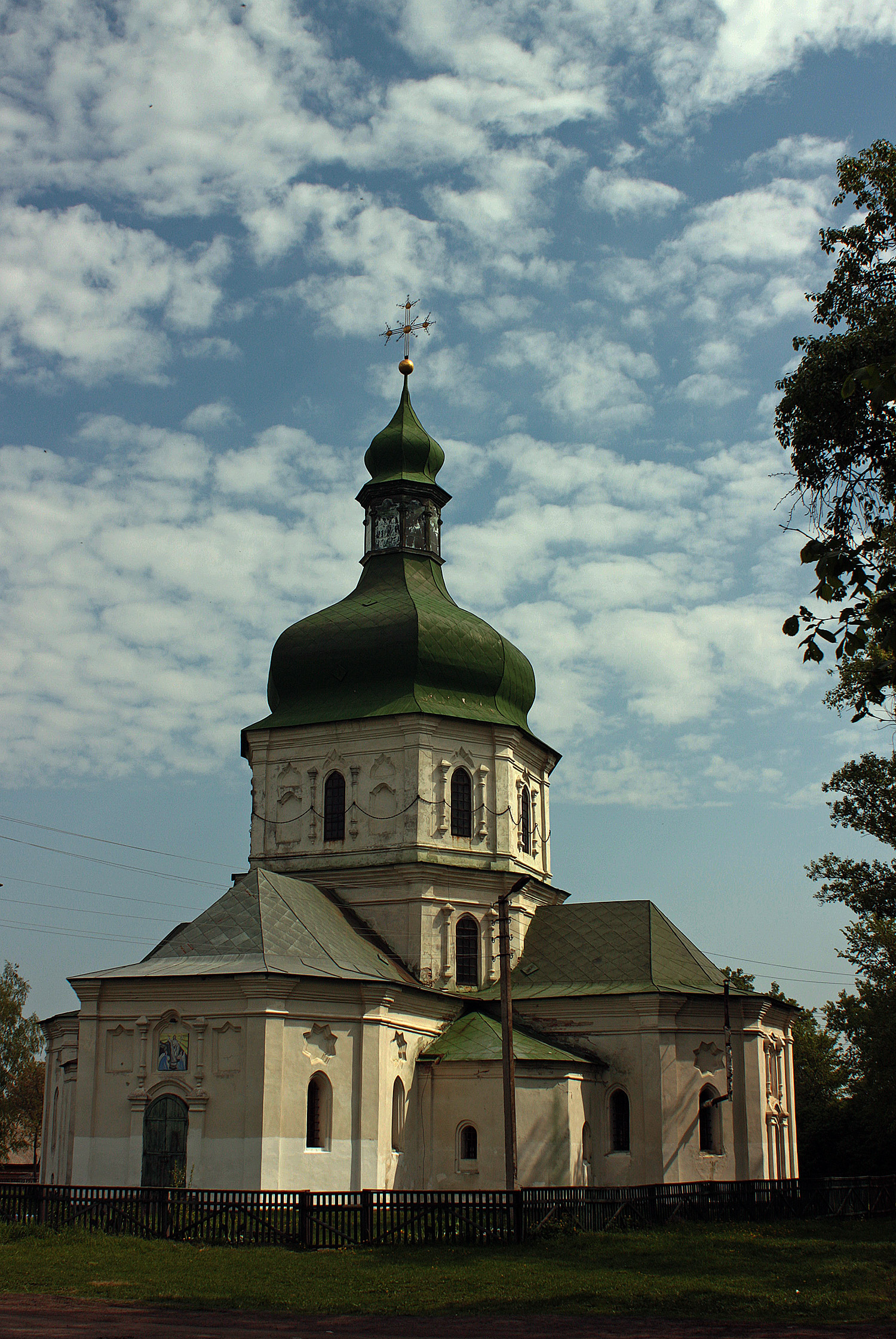
Воскресенська церква, 1690, Седнів.
Надбрамна церква Всіх Святих, Києво-Печерська лавра. План.
Церква Святого Пророка Іллі в Суботові, споруджена коштом Богдана Хмельницького впродовж 1651-1656
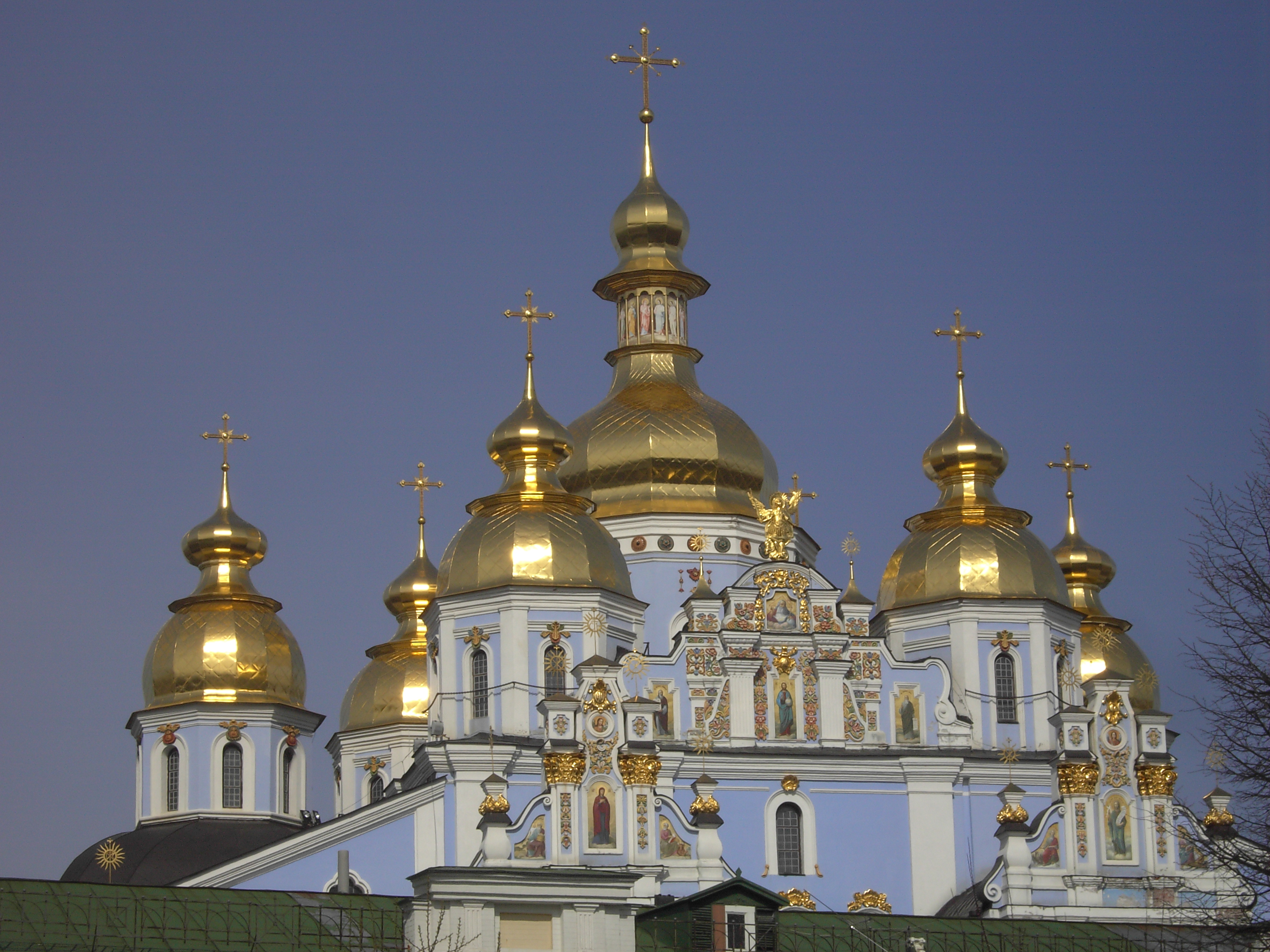
Київ. Дахи Золотоверхого Михайлівського собору
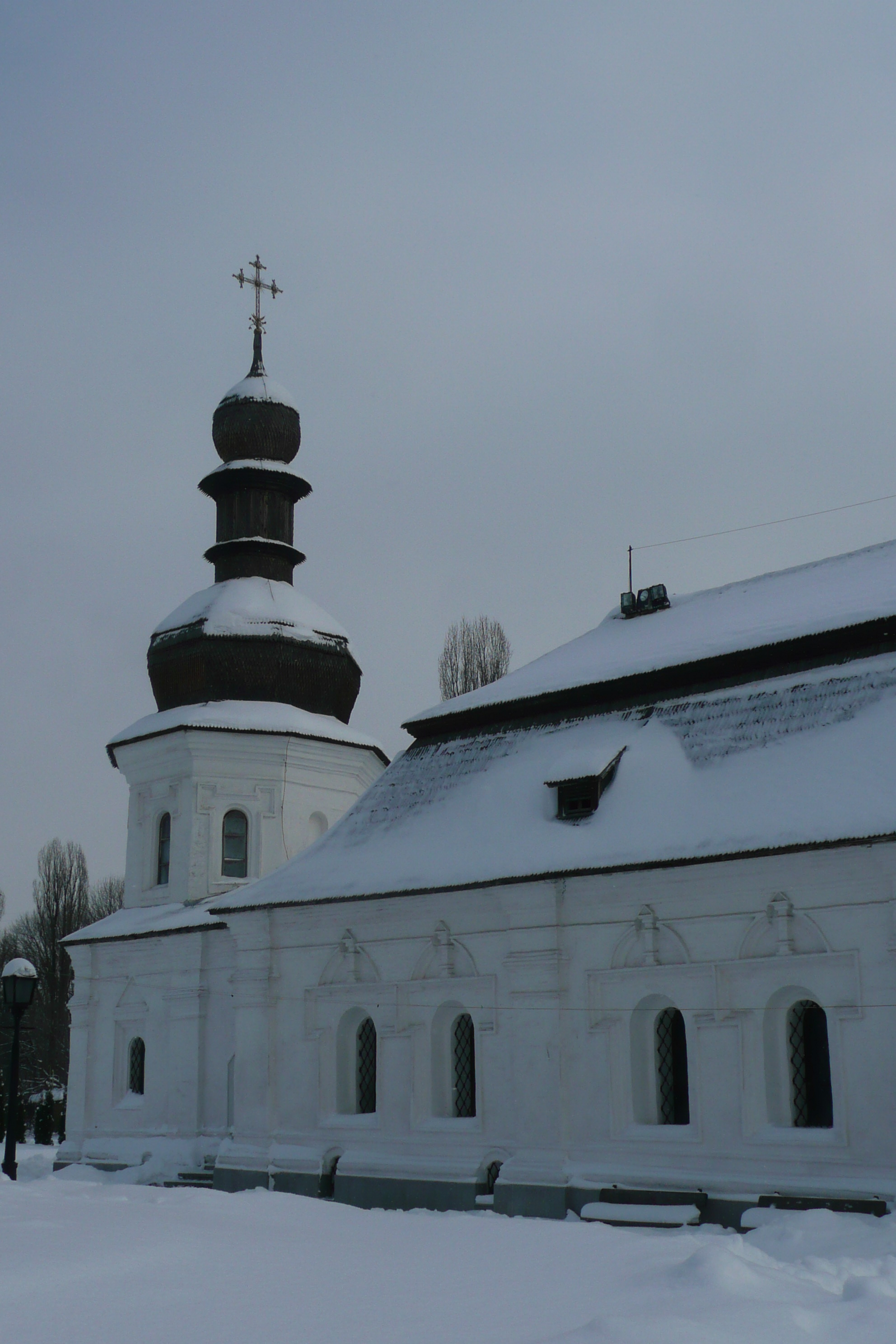
Трапезна з церквою Івана Богослова, 1713, Михайлівський Золотоверхий монастир, Київ
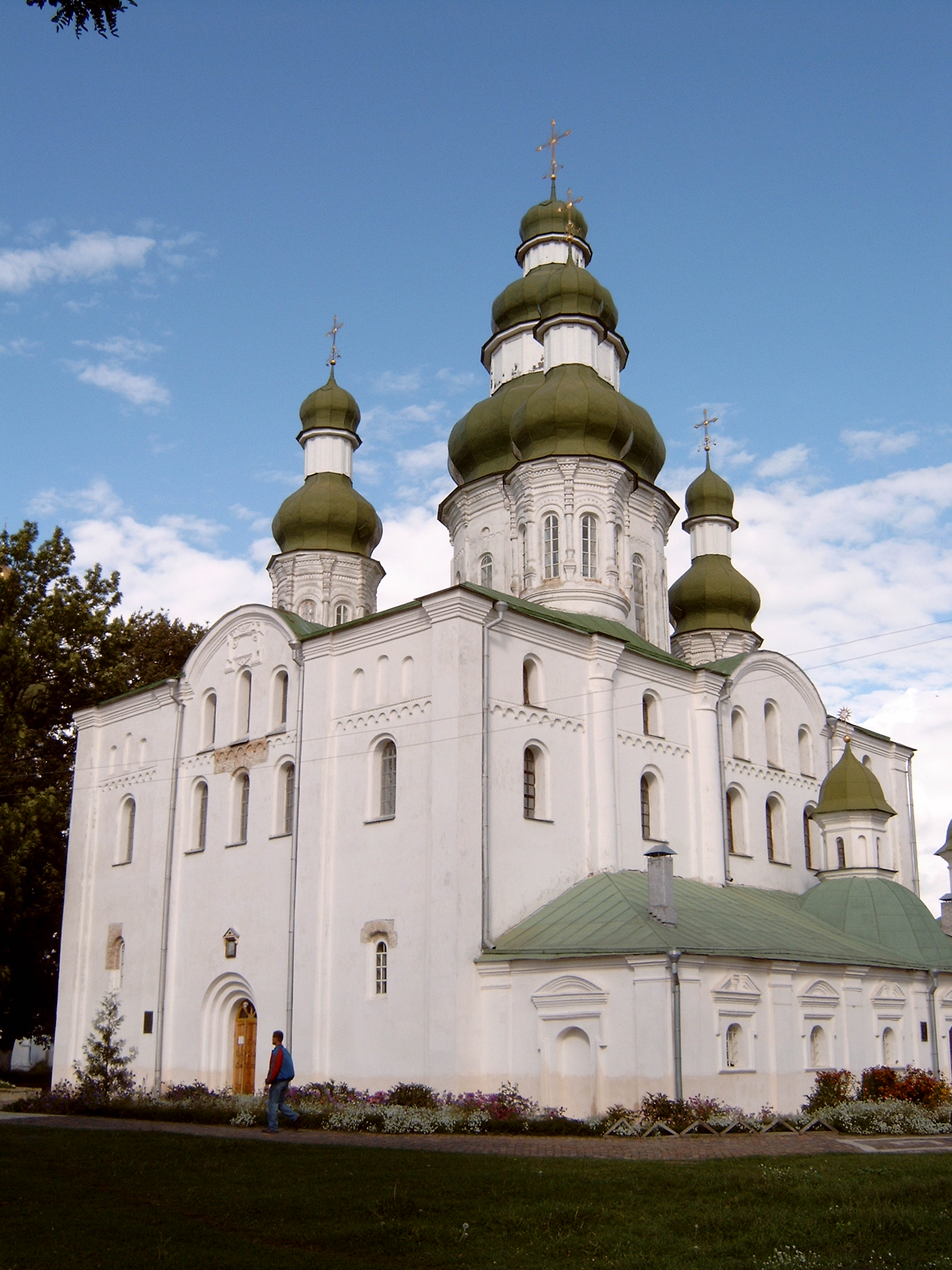
Чернігів. Православний Успенський собор Єлецького монастиря

### Дерев'яна архітектура XVII—XVIIIст.

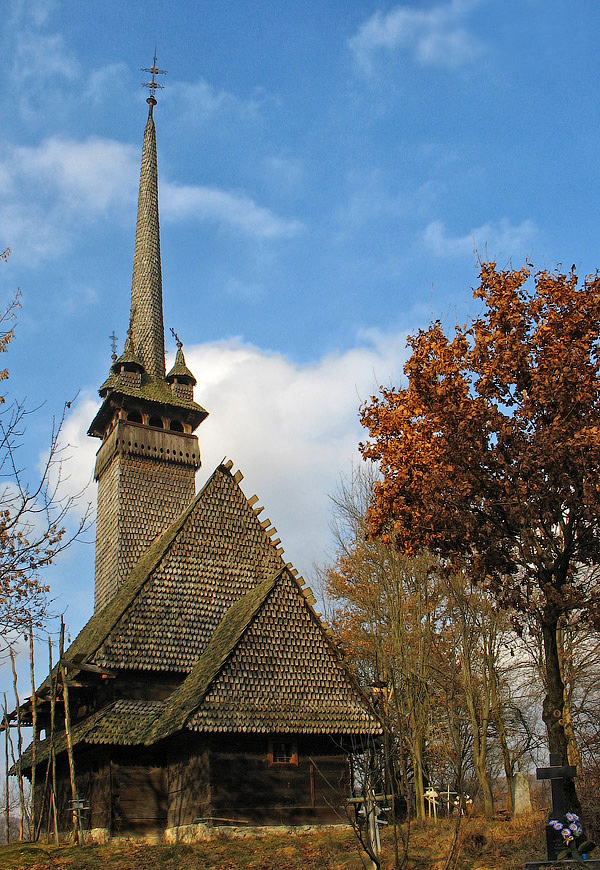
Миколаївська церква в с. Данилово.
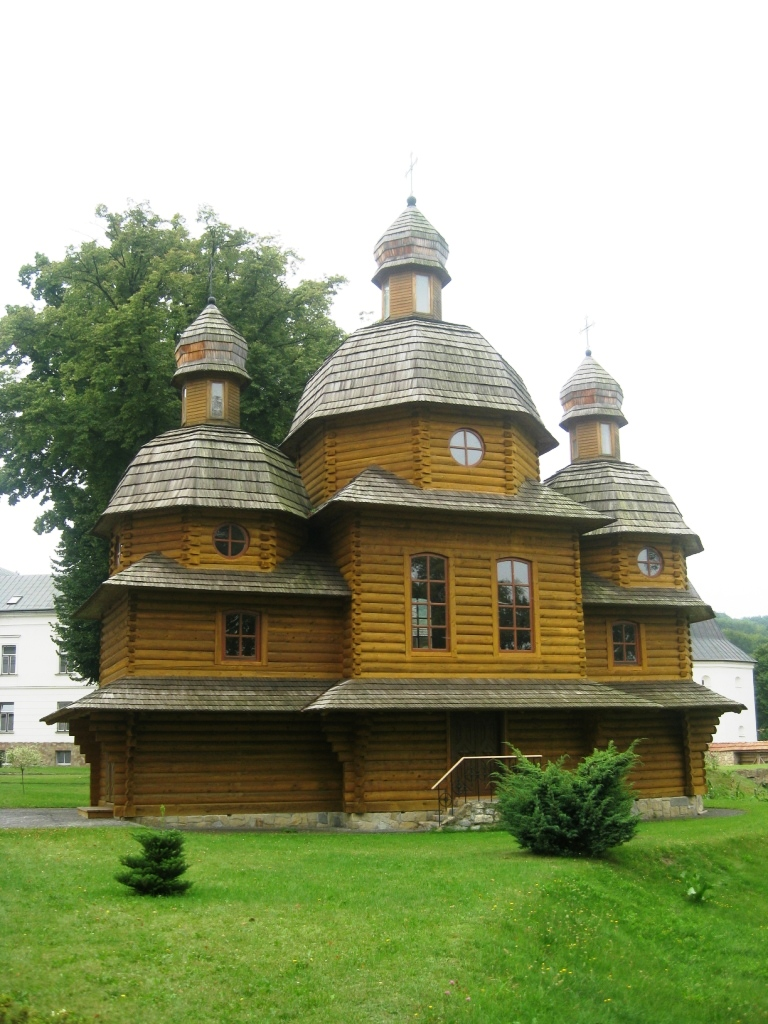
Крехів. Дерев'яна церква, Крехівський монастир
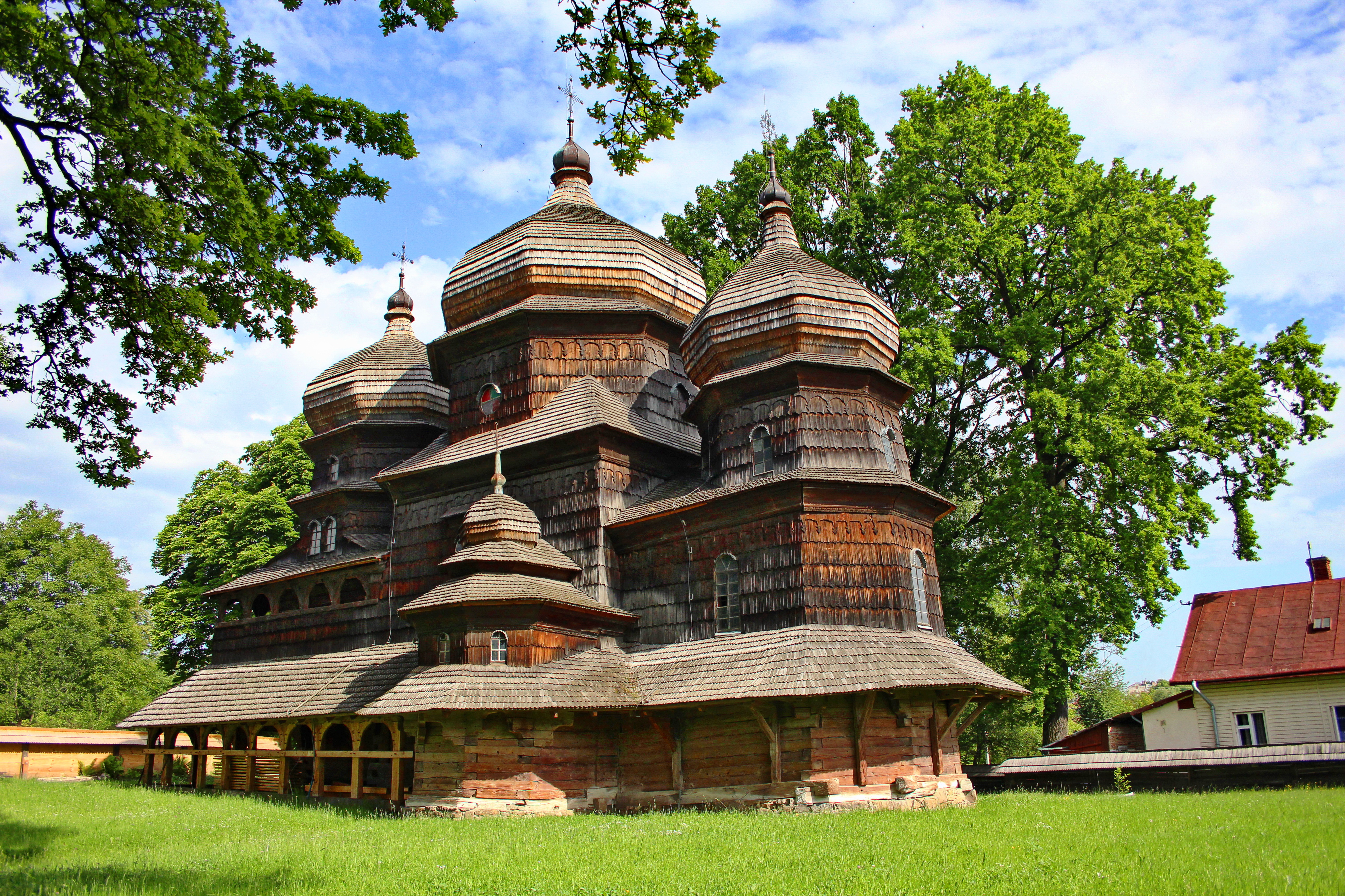
Дрогобич, церква Св. Юра, 16 століття
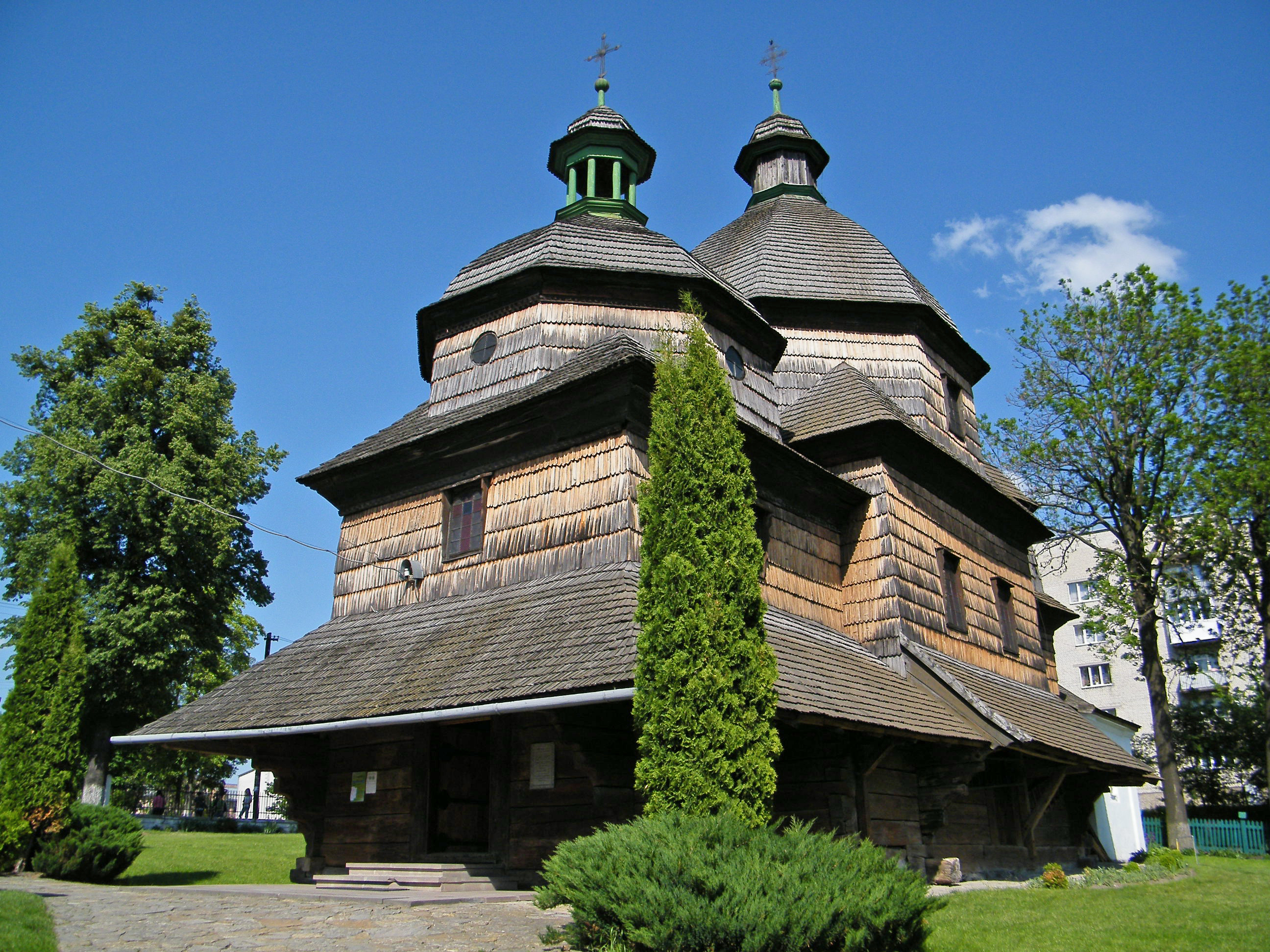
Жовква, Львівська область. Церква Св. Трійці,
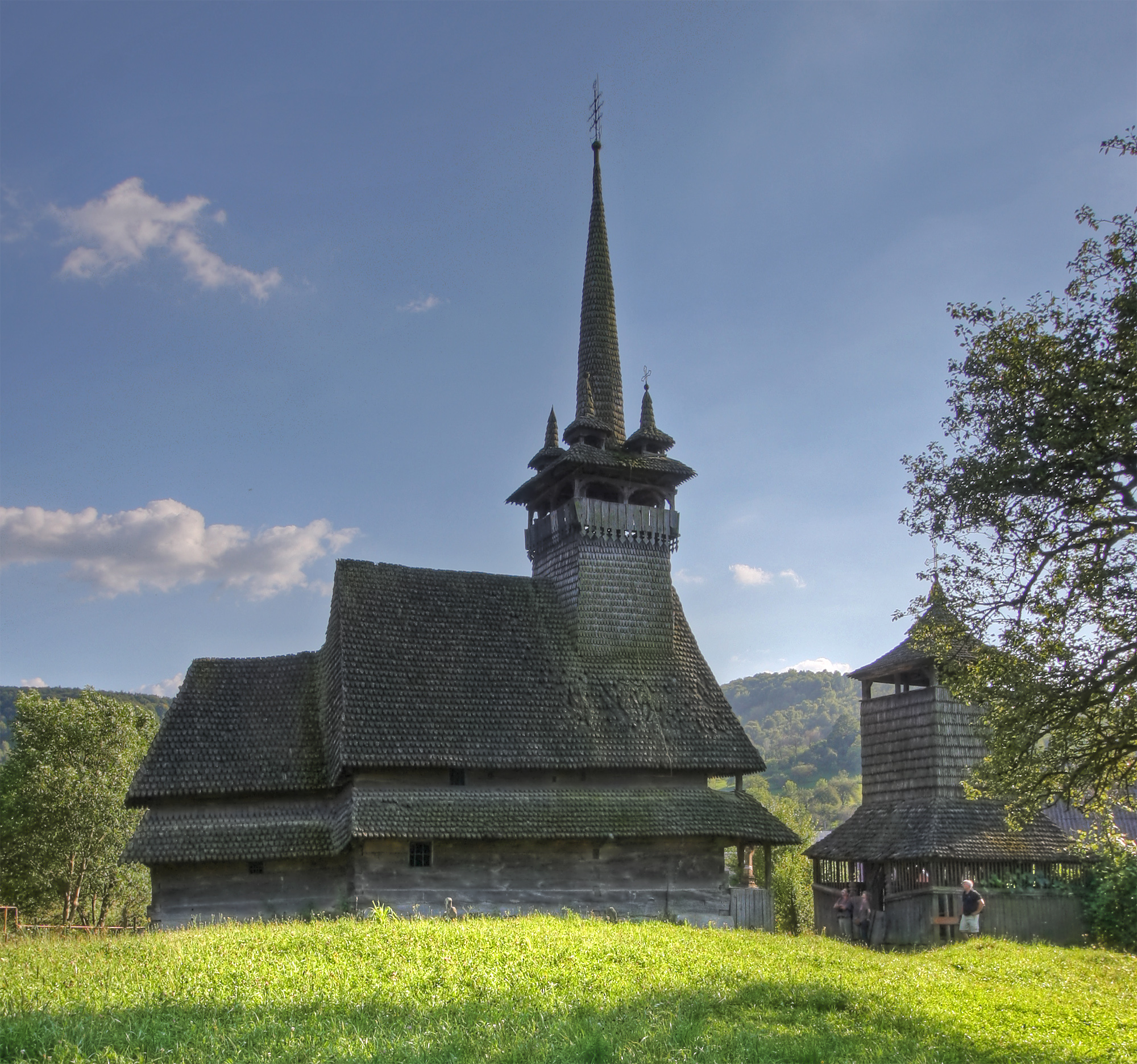
с. Олександрівка, Закарпатська обл. Церква св. Параскеви
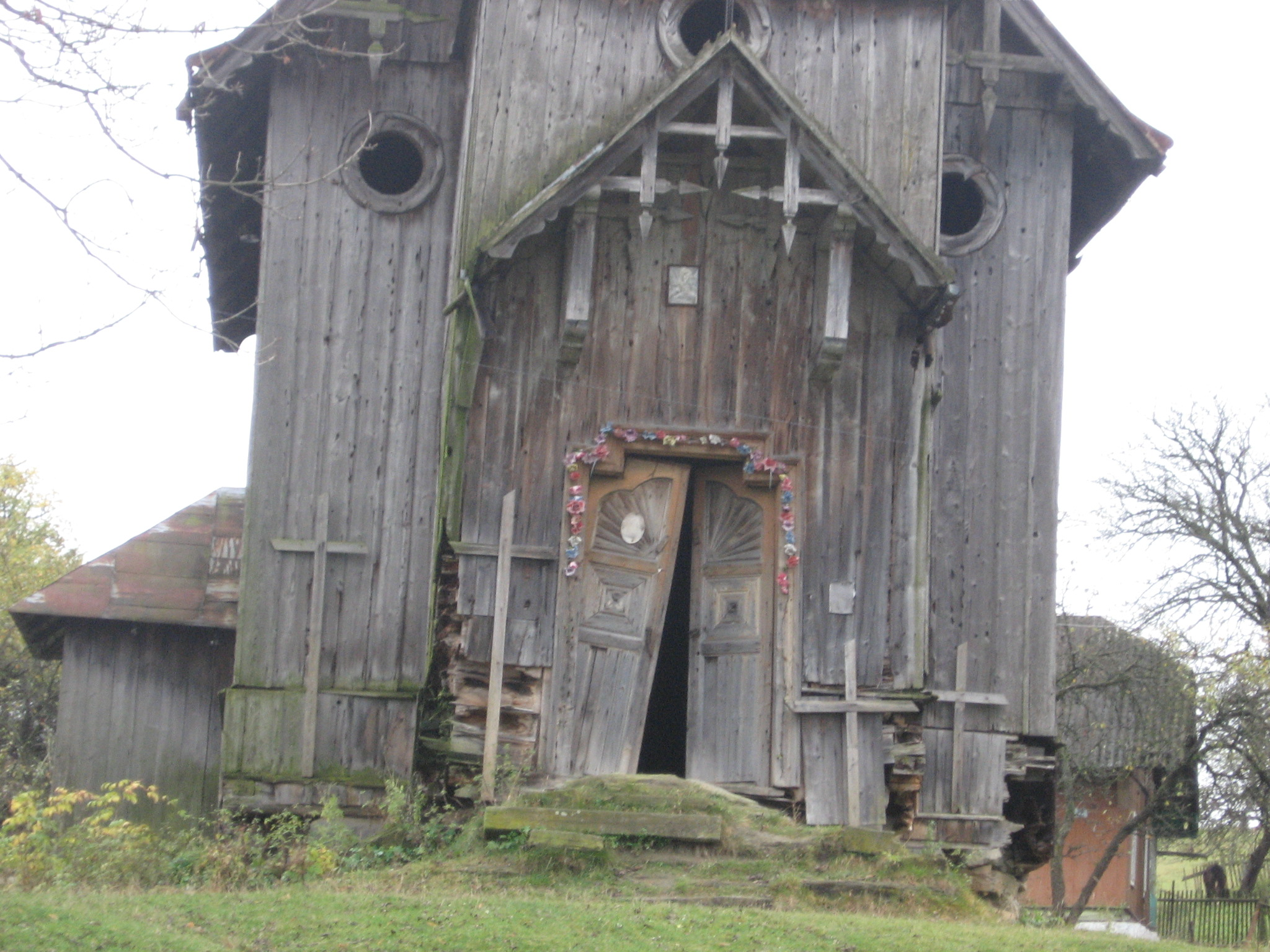
с. Розлуч, (Львівська обл. Турківський район. Портал католицького храму св. Франциска Борджія
Драбівці. Церква Св. Трійці
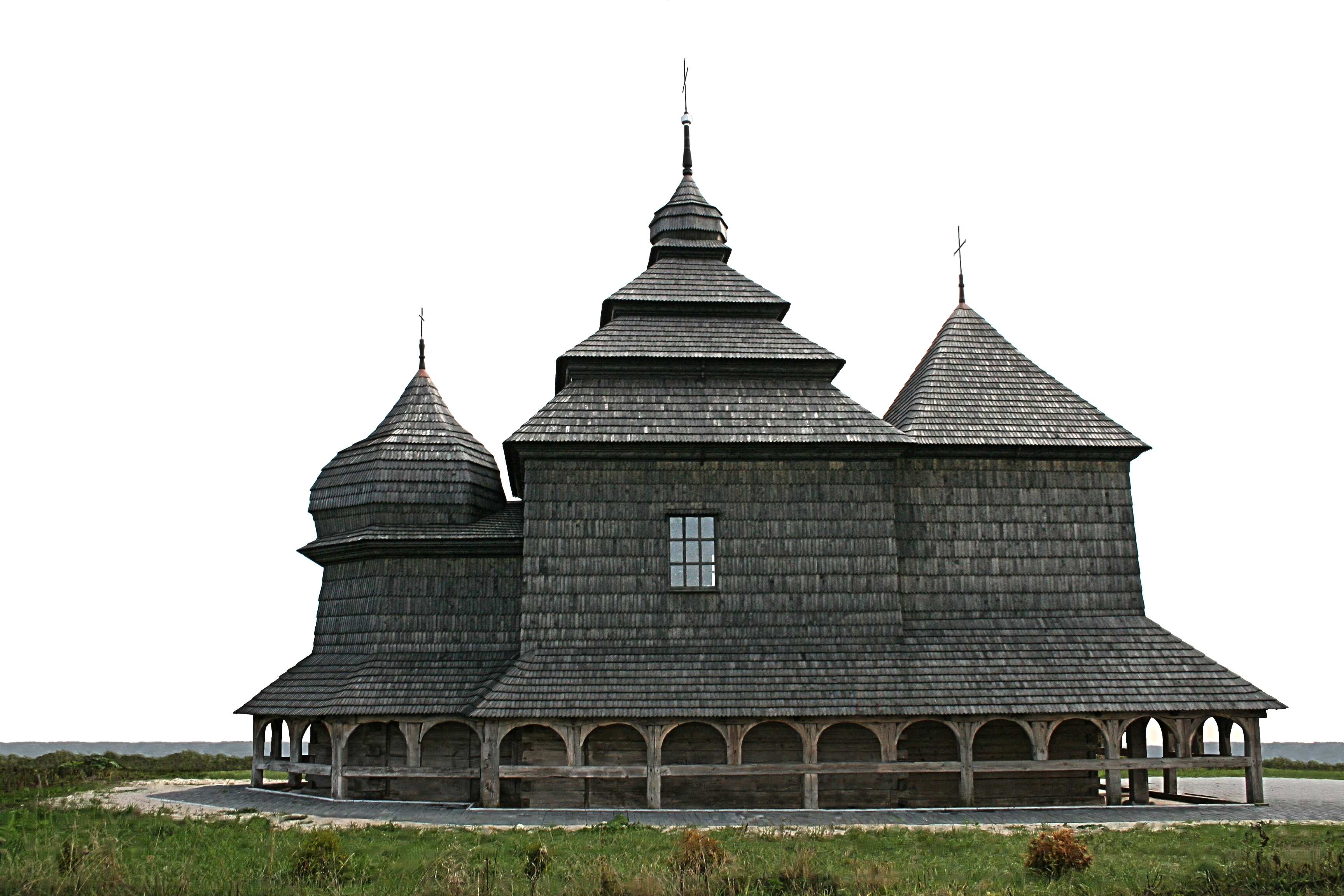
с. Кути. Михайлівська церква, 1697 p.
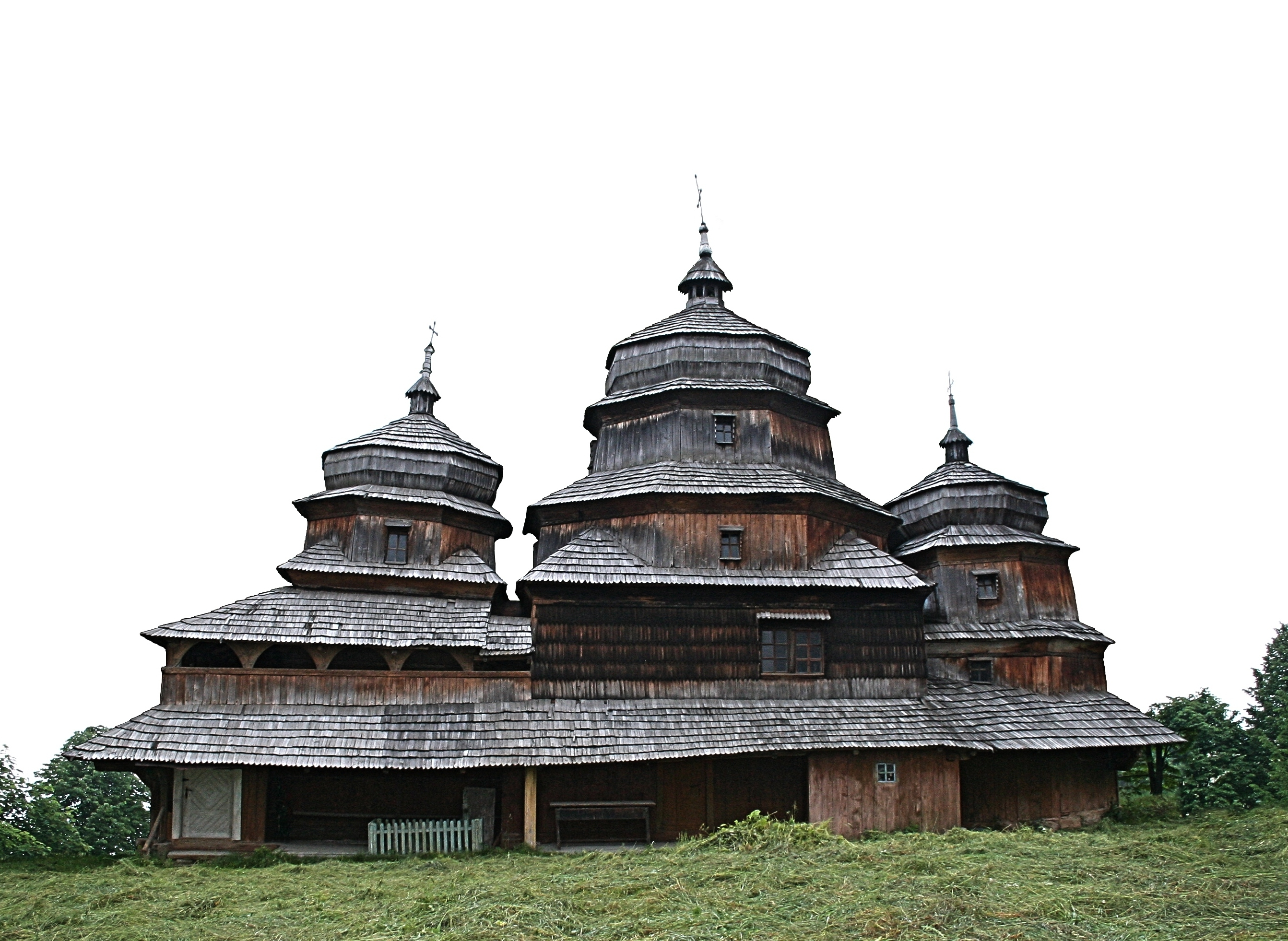
с. Ісаїв. Михайлівська церква, 1663 р.
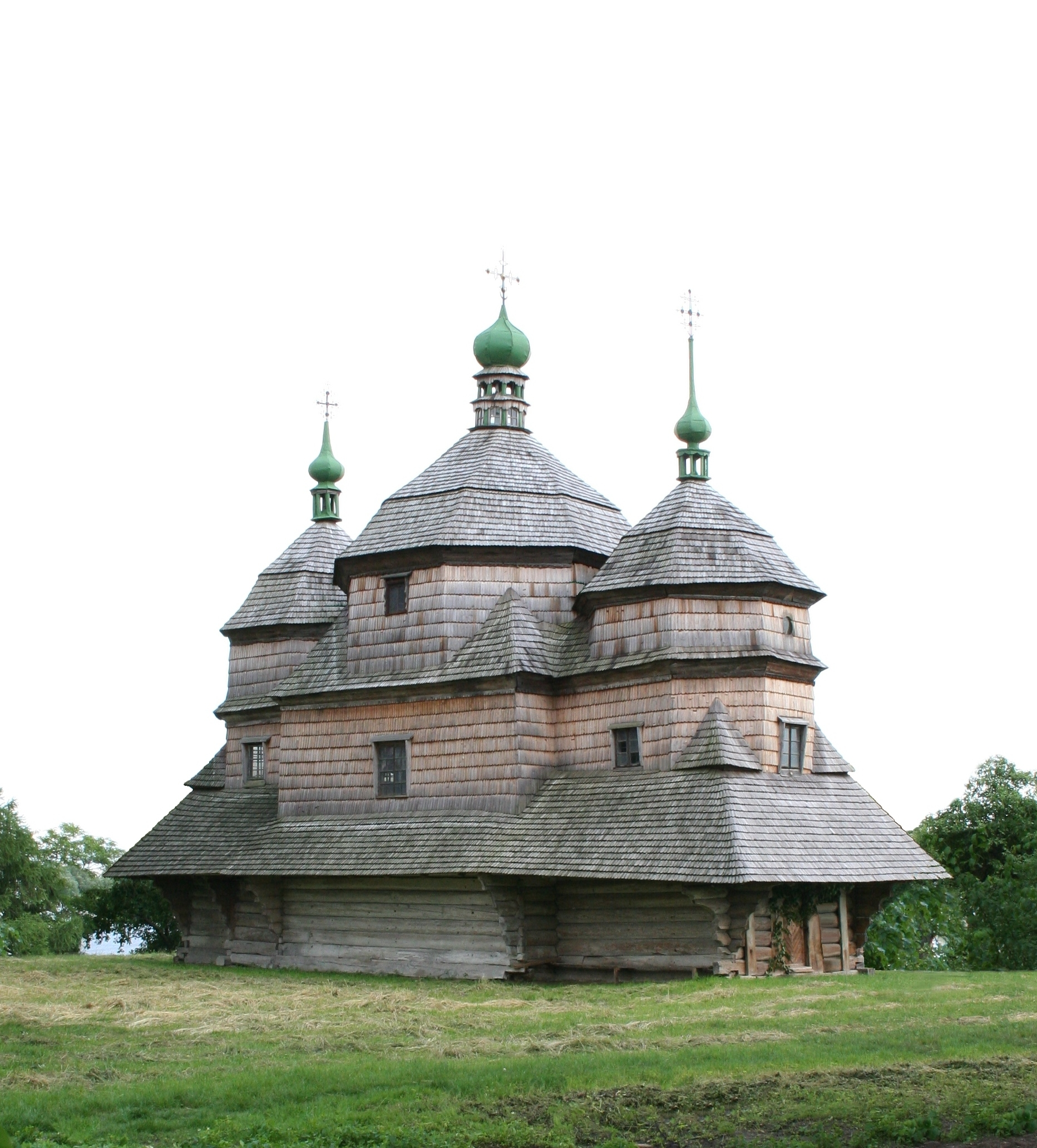
Комарно, Львівська область. Церква св. архистратига Михайла 1754 р.
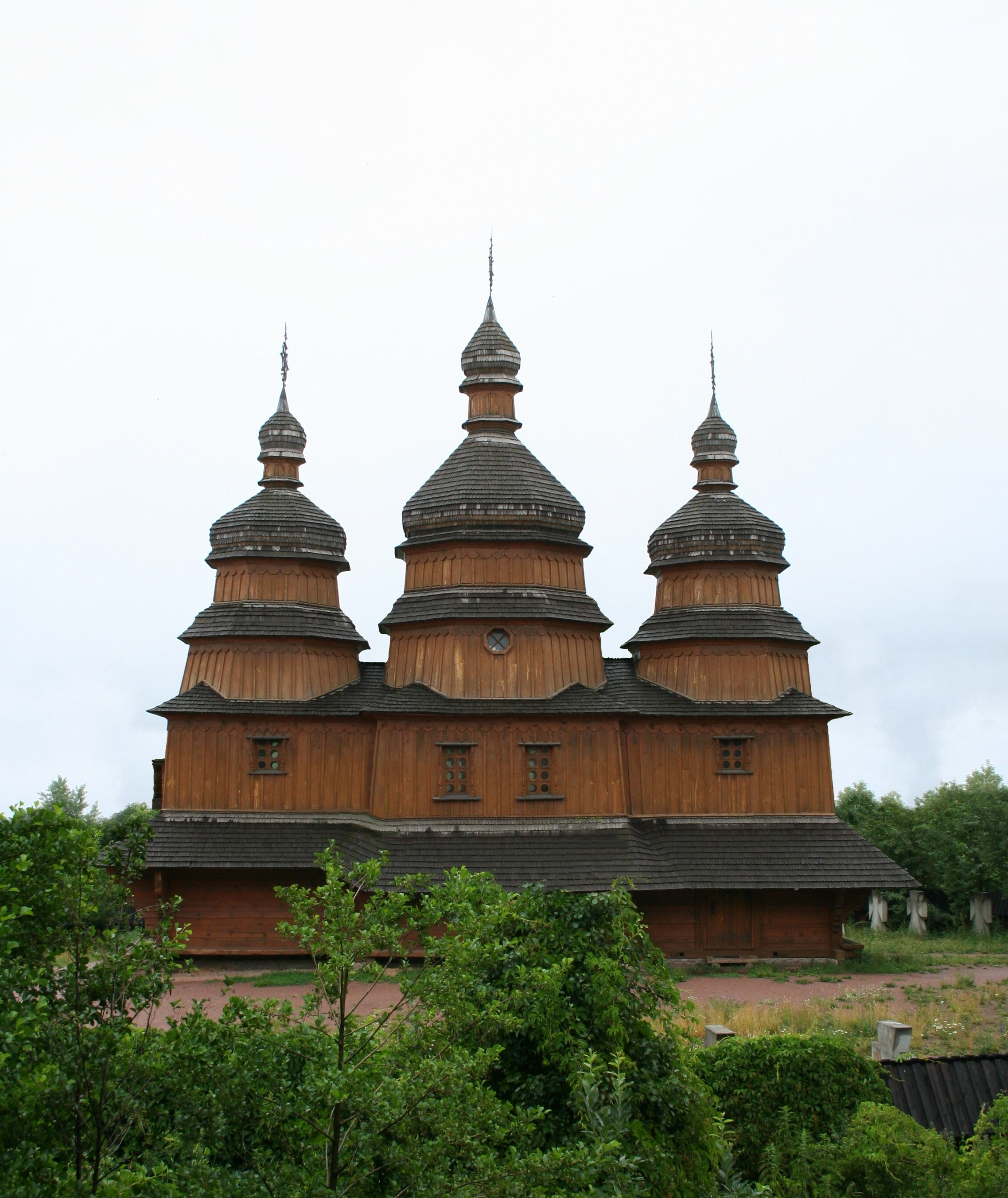
Козацька церква. Київ, Мамаєва слобода.
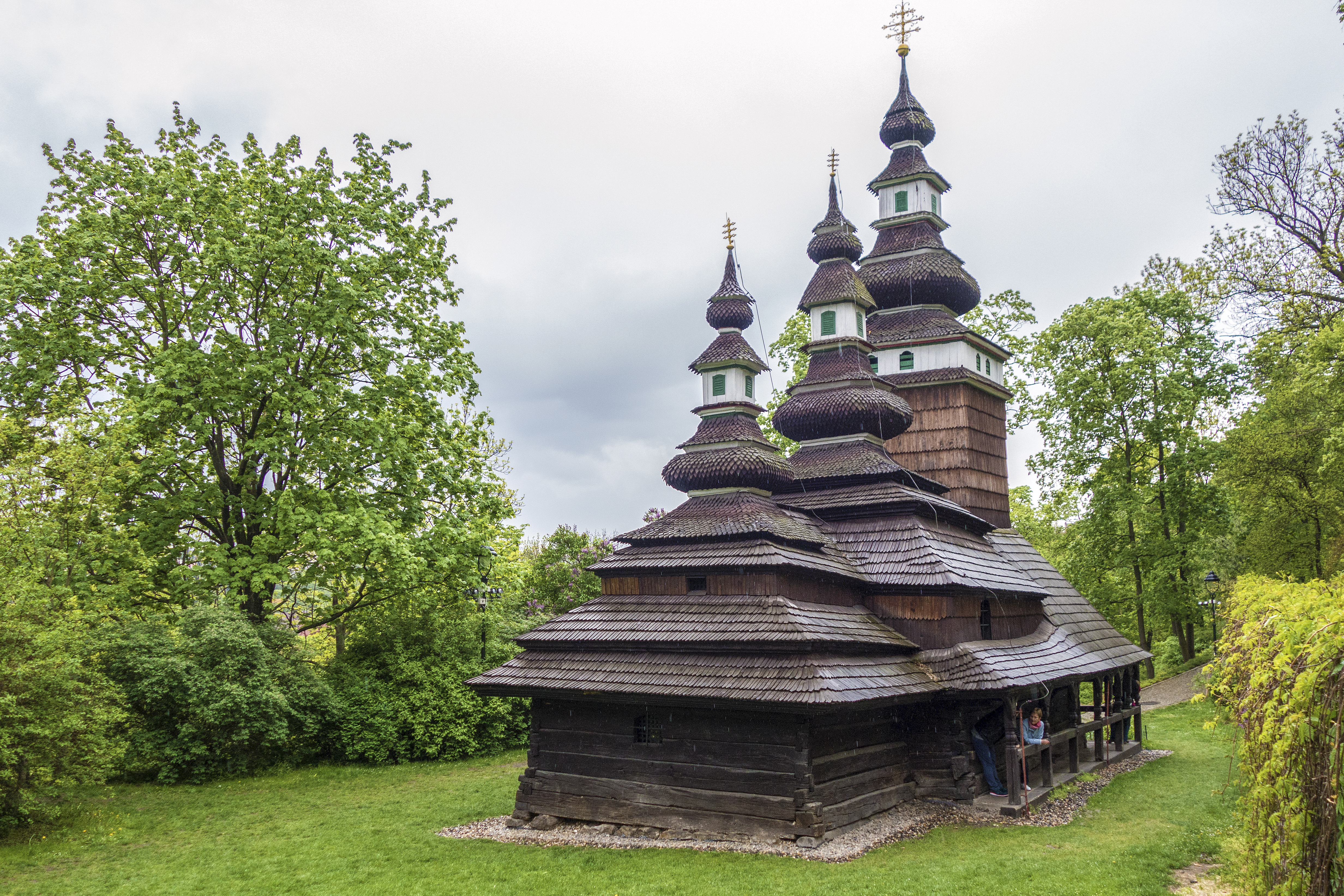
Прага, парк Кінського. Церква Св. Михайла, що перенесена з України
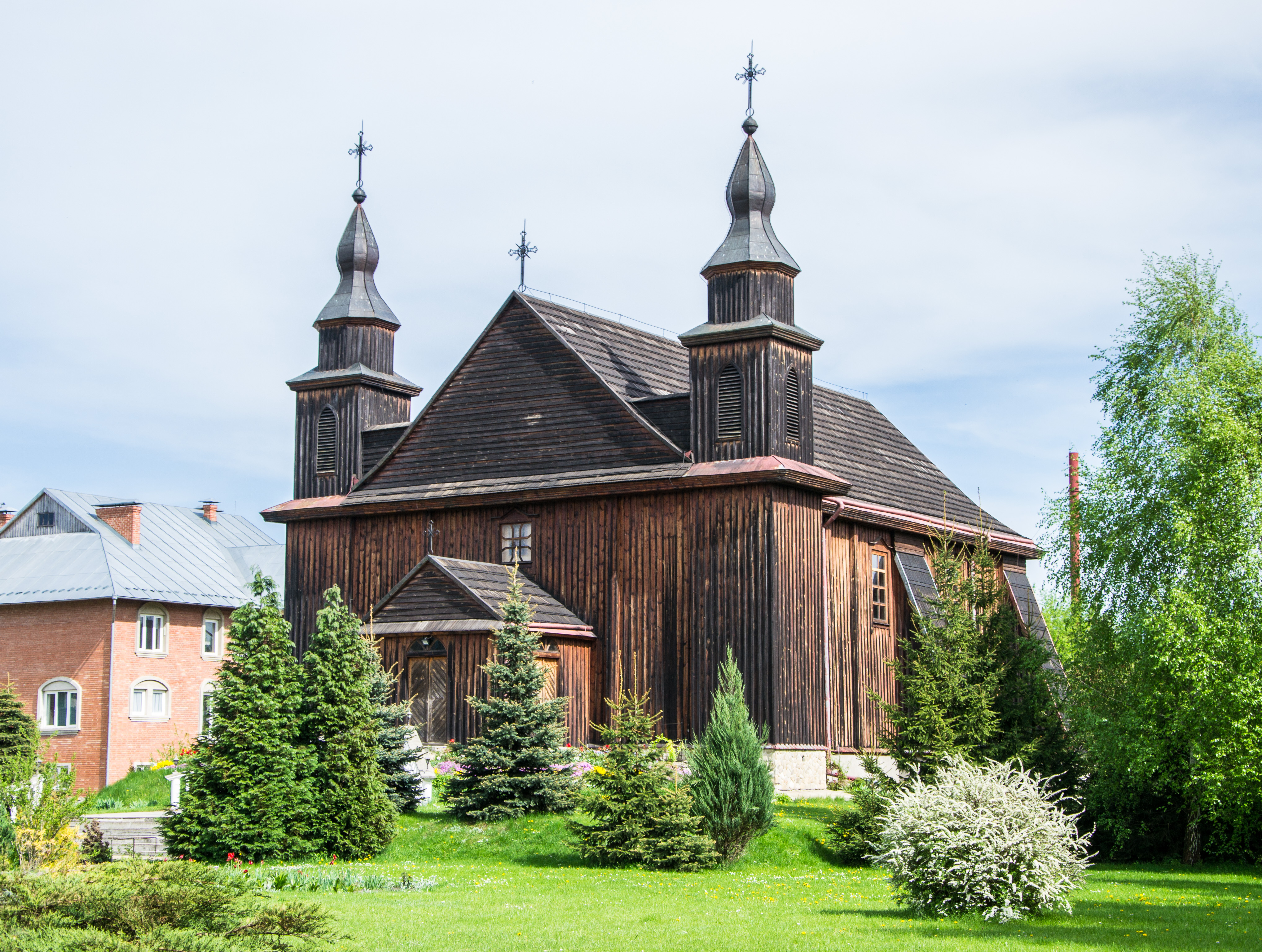
Ковелі. Католицький храм святої Анни
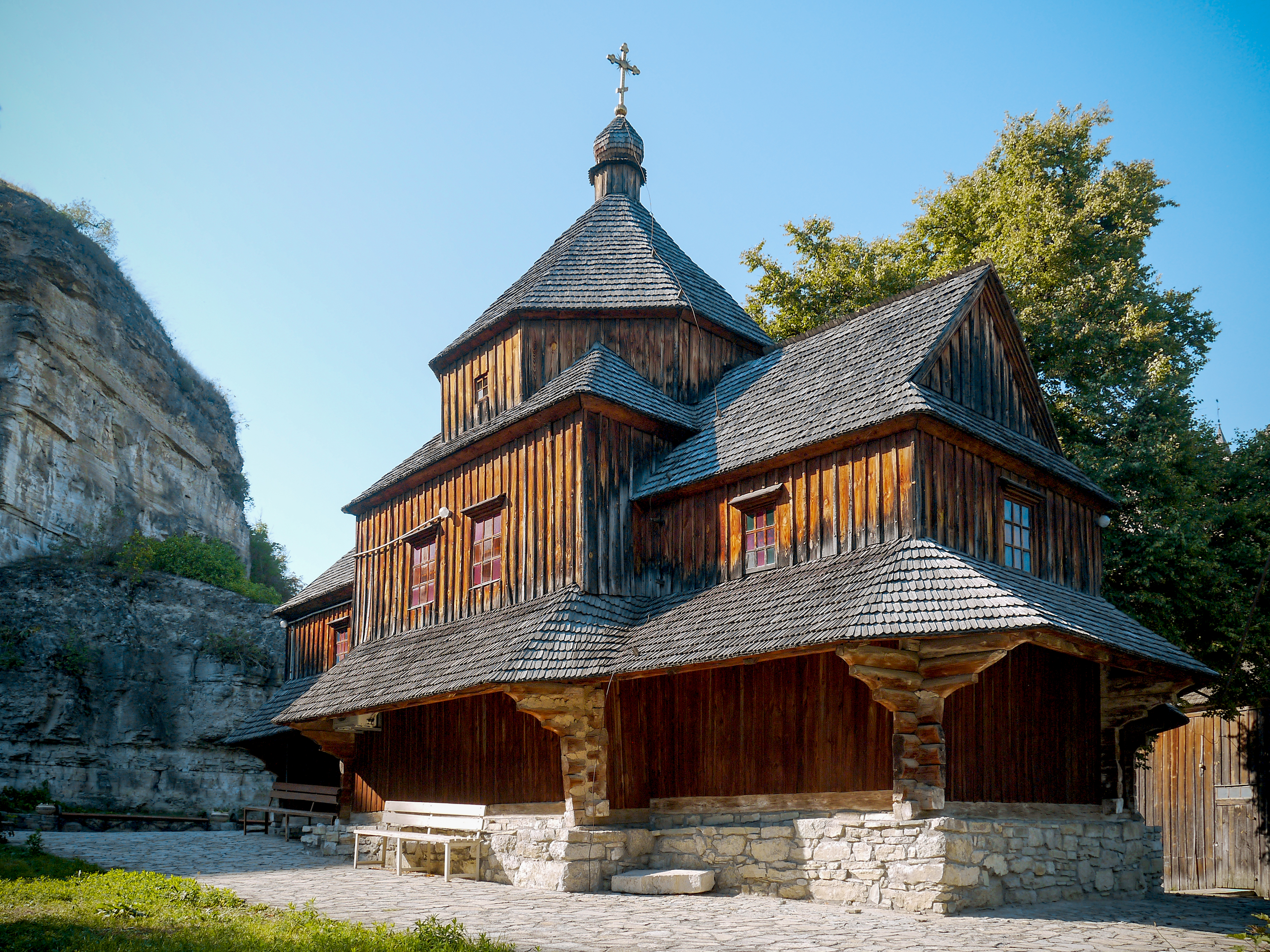
Здвиженська церква у Карвасарах, м. Кам'янець-Подільський

### Барокові католицькі храми

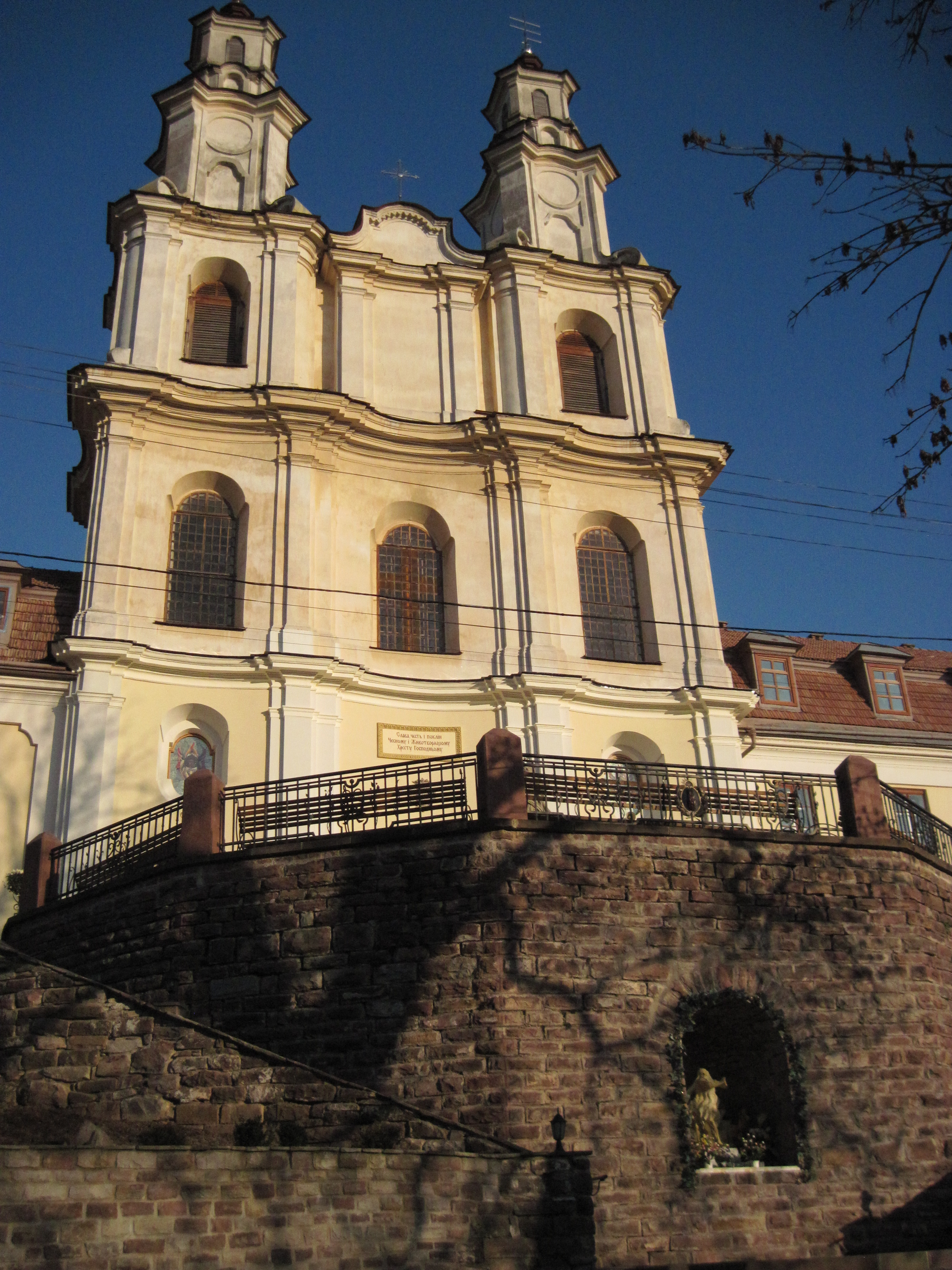
Бучач. Здвиженська церква, фасад
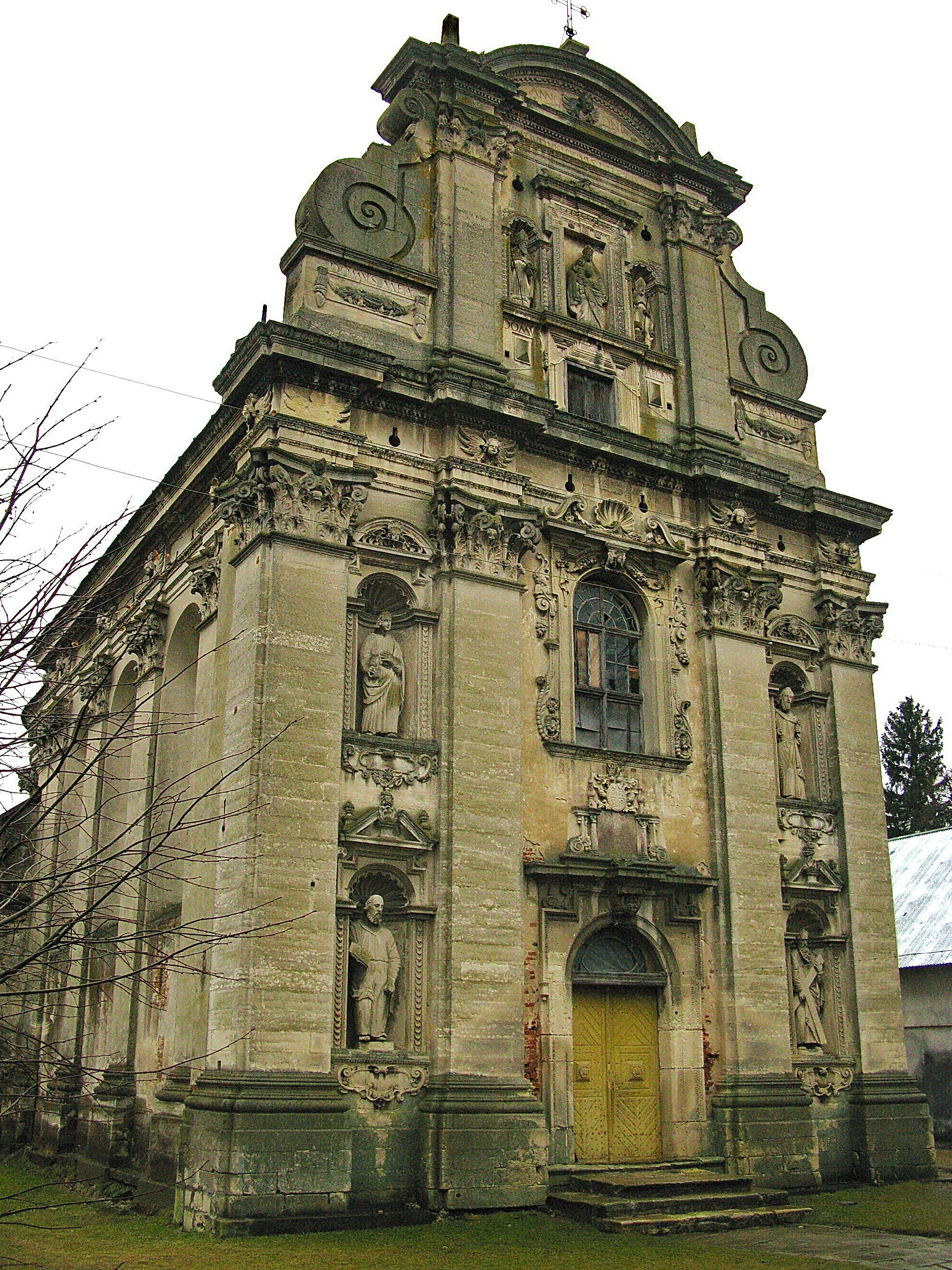
Комарно. Храм св. Дороти
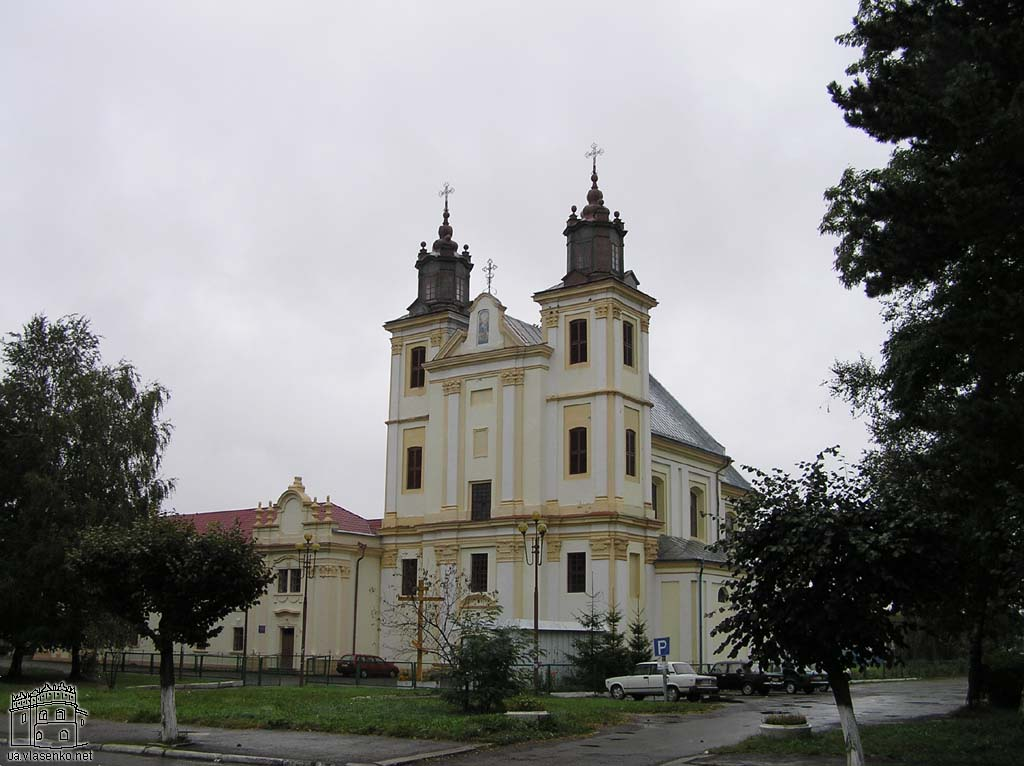
Богородчани. Монастир
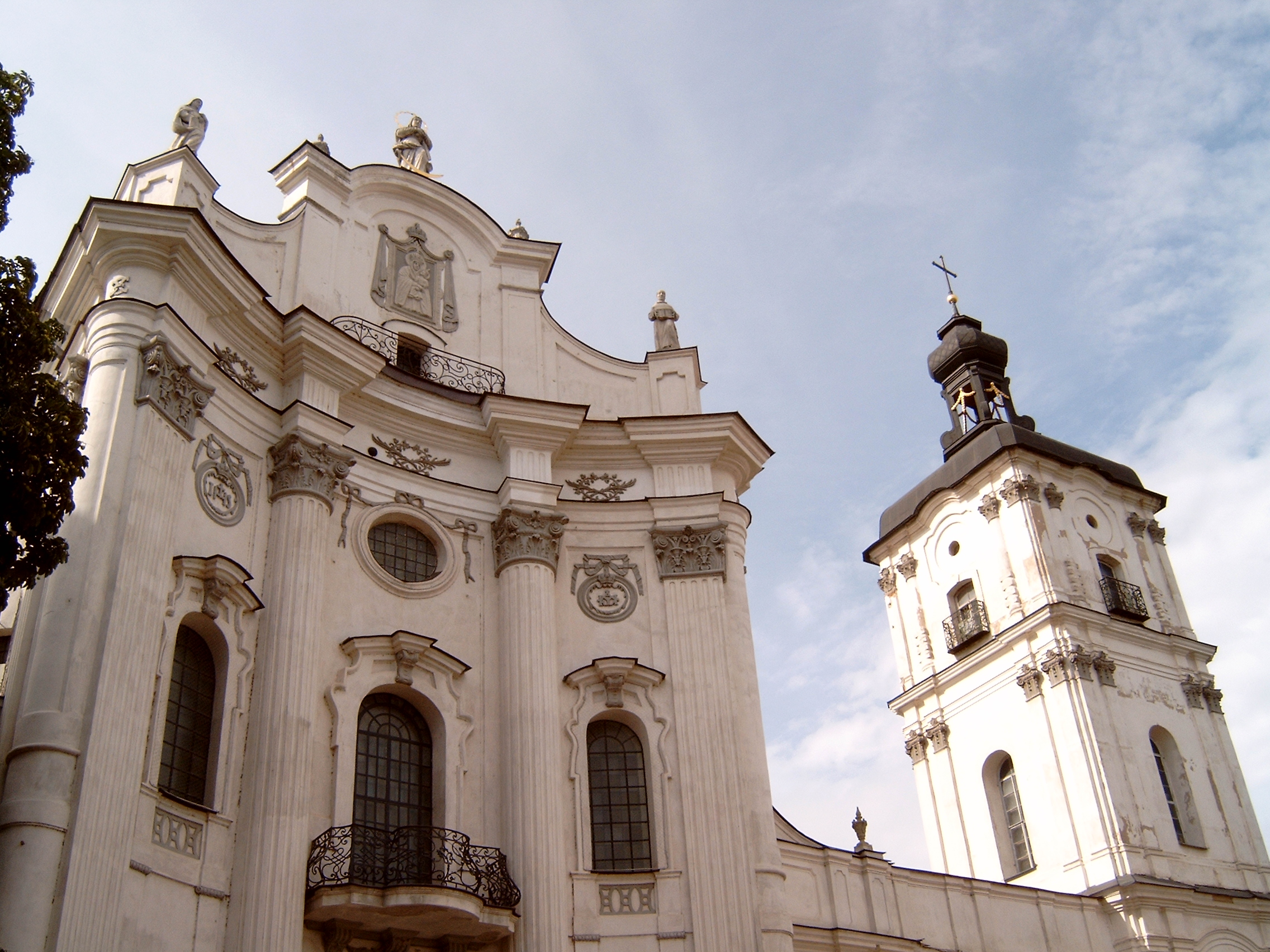
Бердичів. Католицький храм
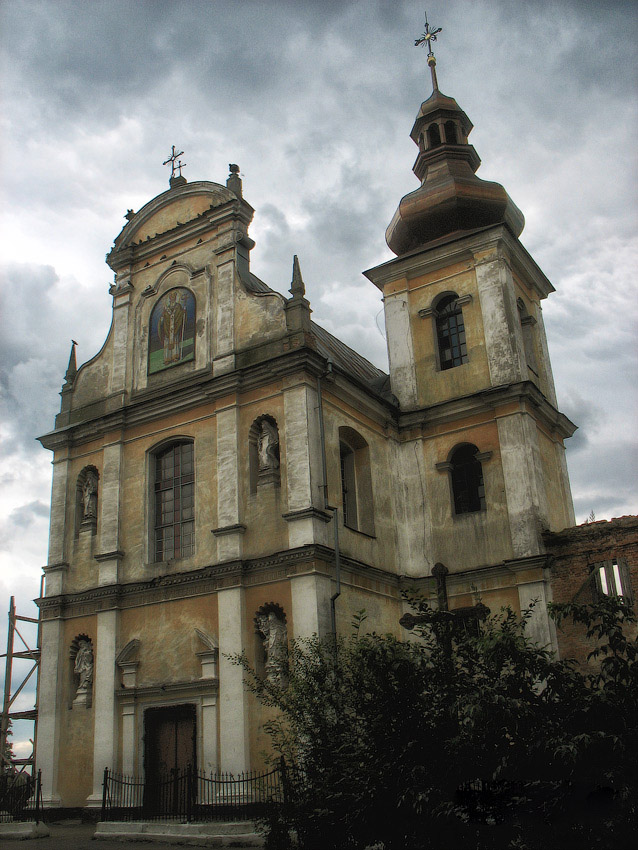
Белз. Католицький храм св. Миколая
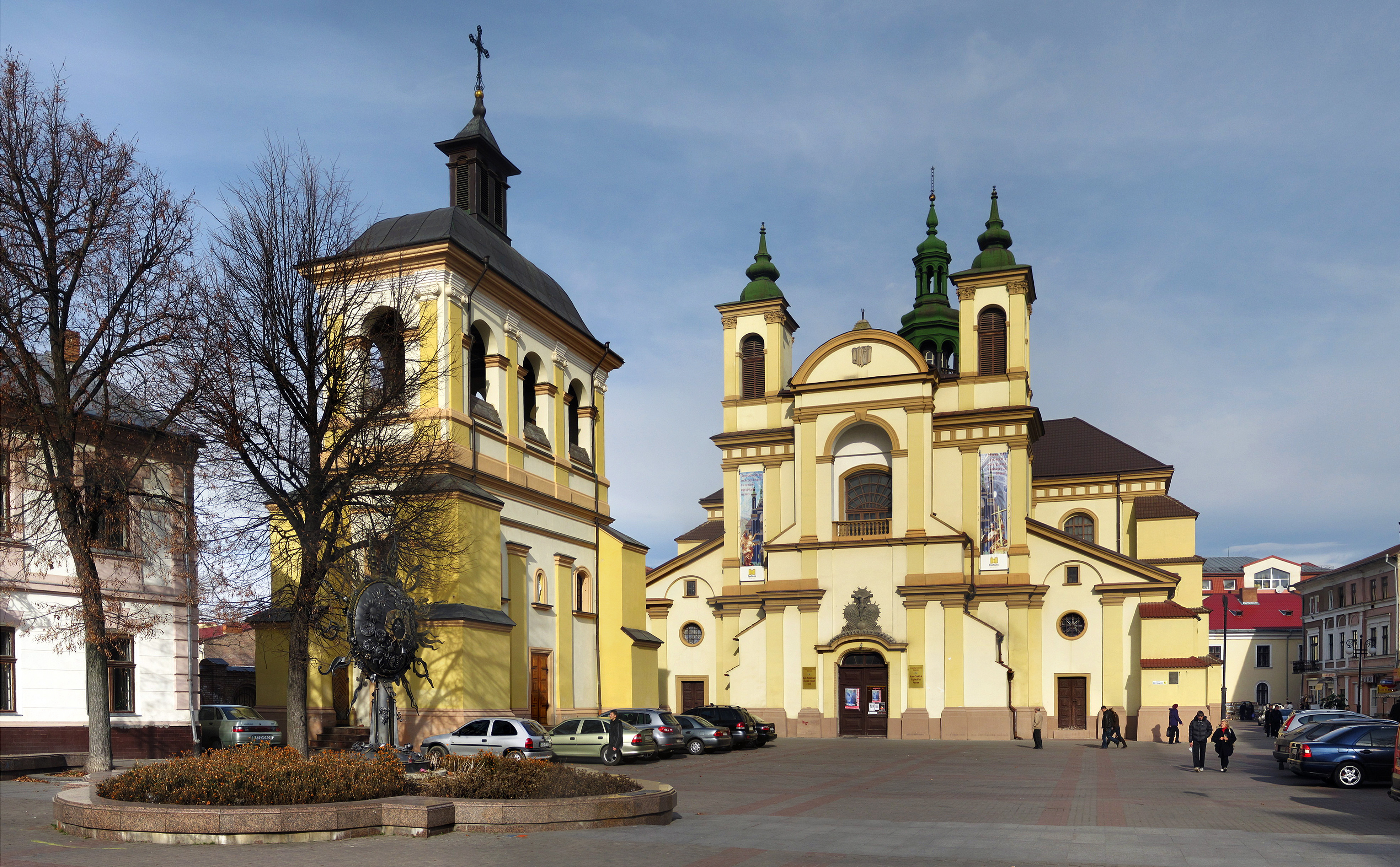
Івано-Франківськ. Колегіальний храм Пресвятої Діви Марії, 1672–1703 рр.
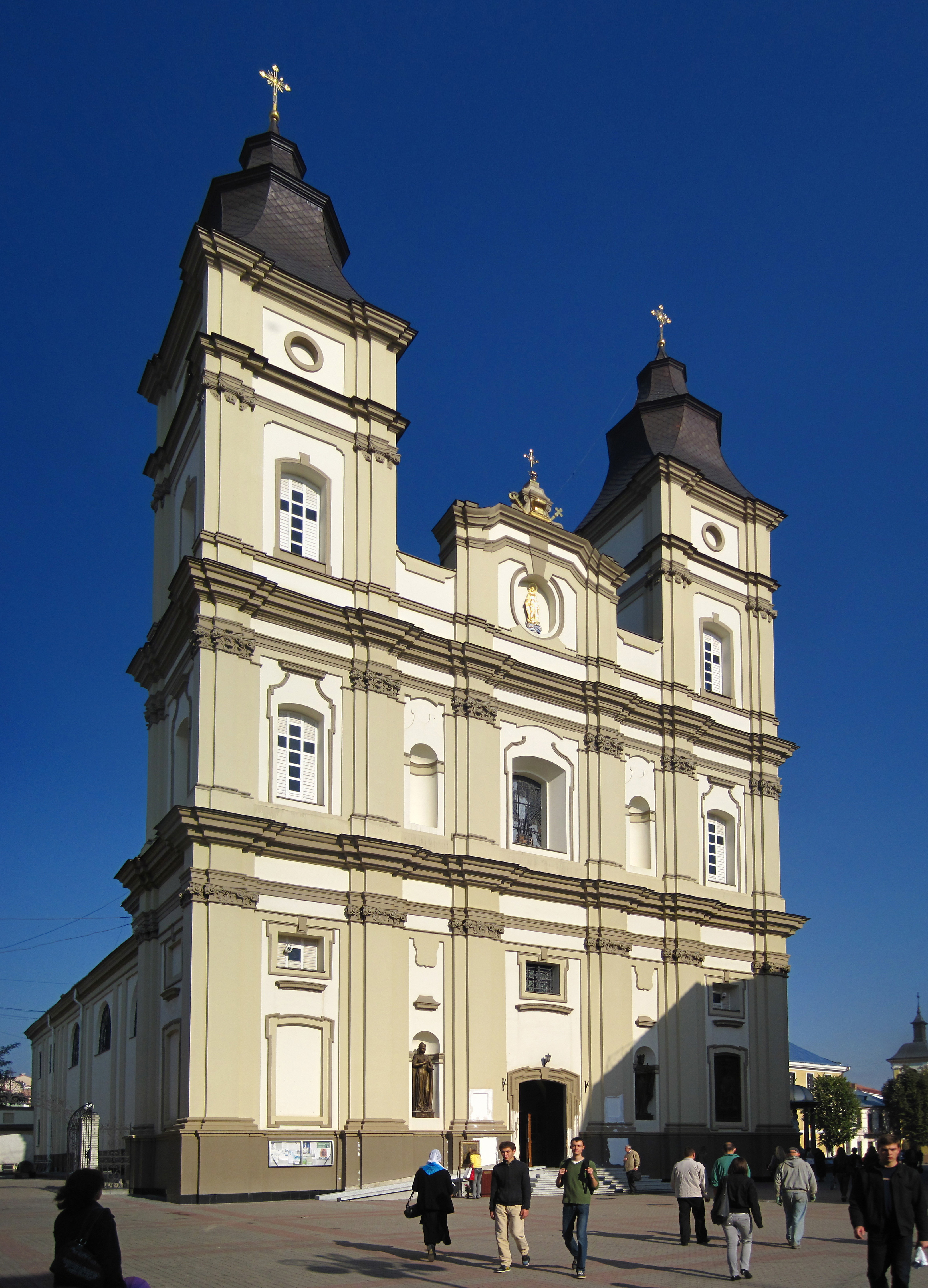
Івано-Франківськ. Собор Святого Воскресіння, 1753–1763 рр.
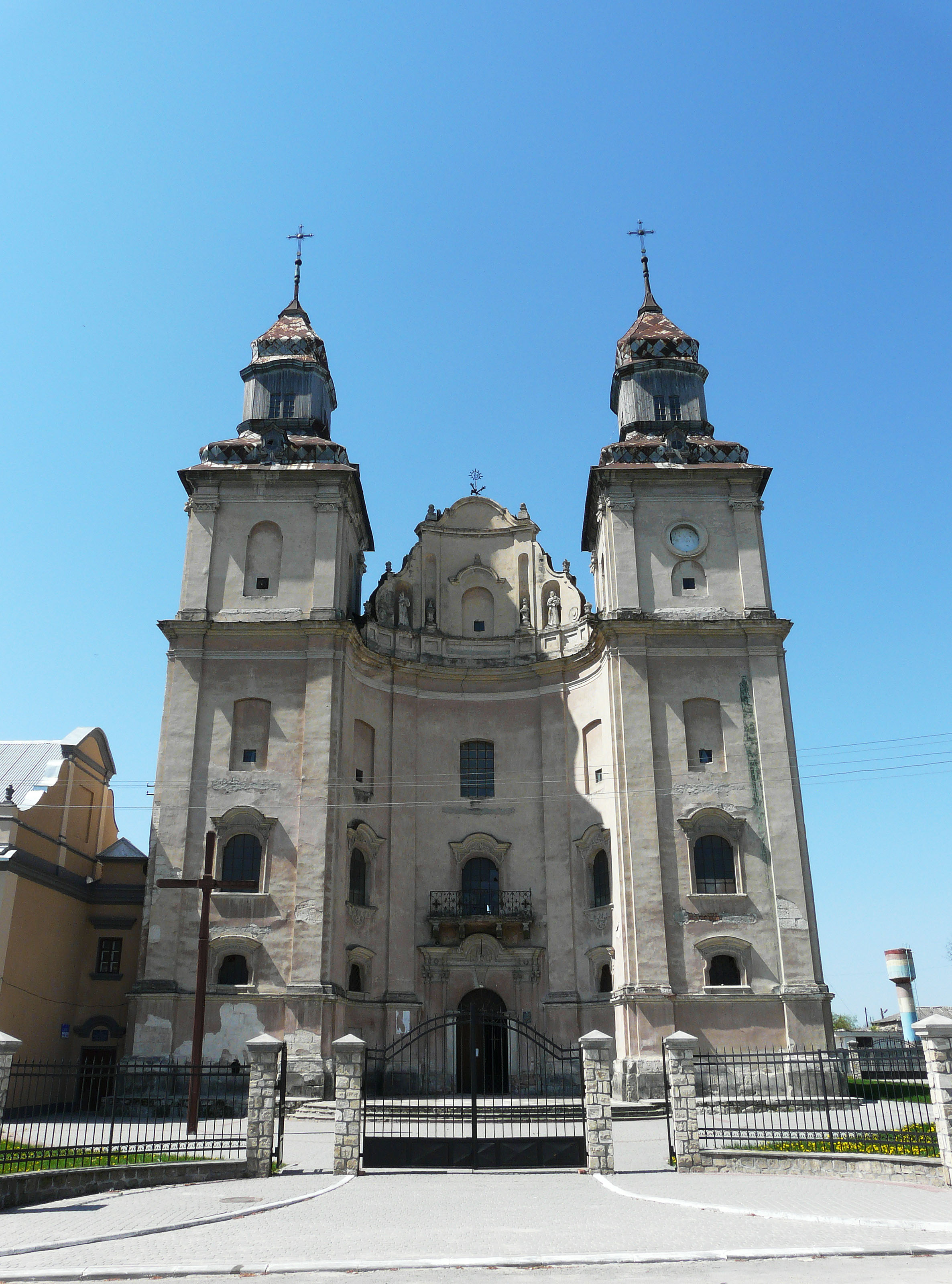
Збараж. Храм монастиря ордена бернардинів
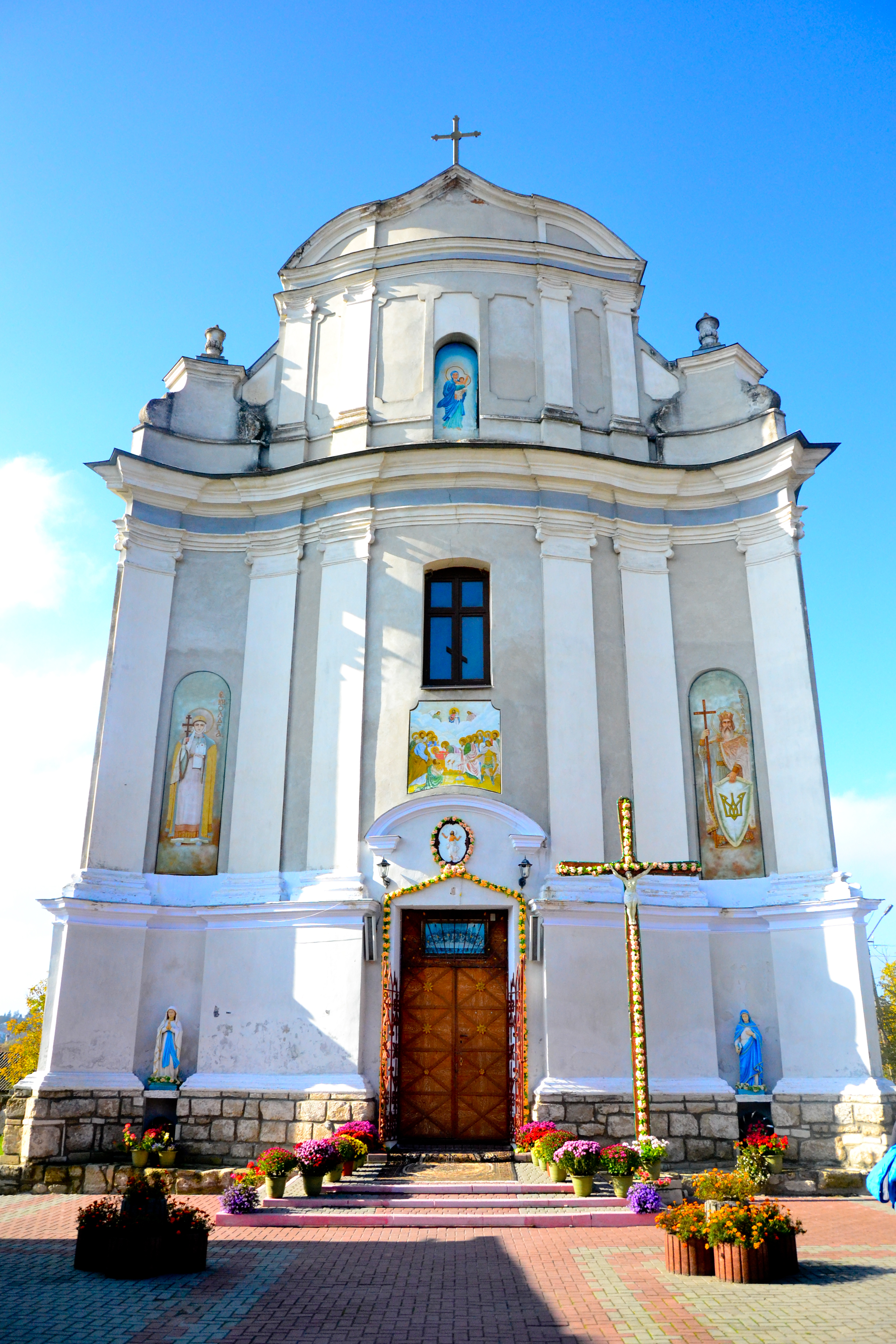
Збараж. Храм монастиря ордена Тринітарів
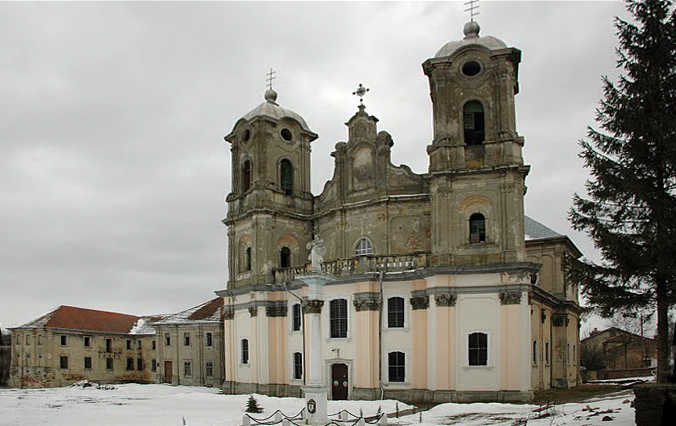
Городенка, Католицький храм Непорочного Зачаття Діви Марії, арх. Бернард Меретин
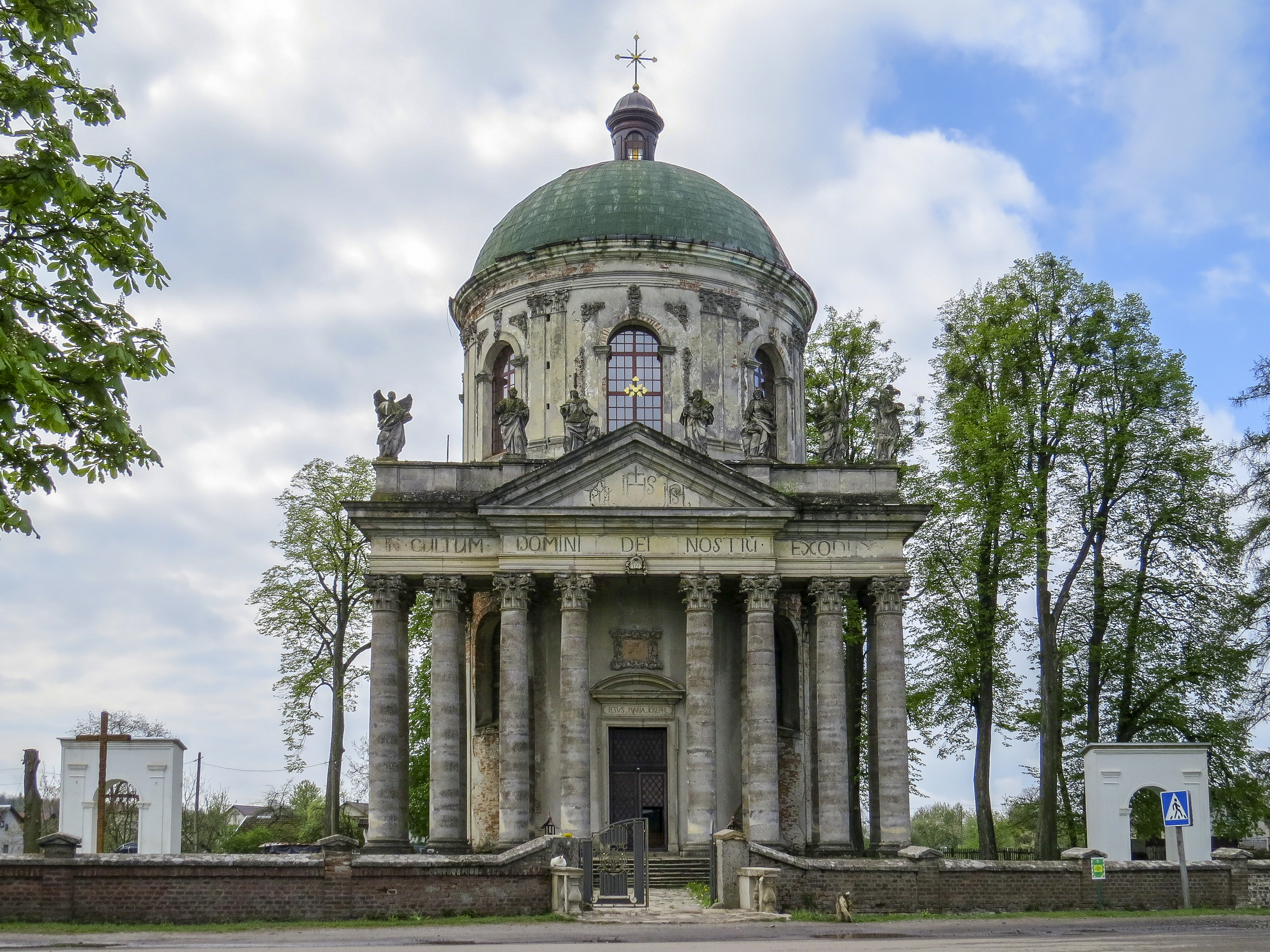
Підгірці. Храм св. Йосипа
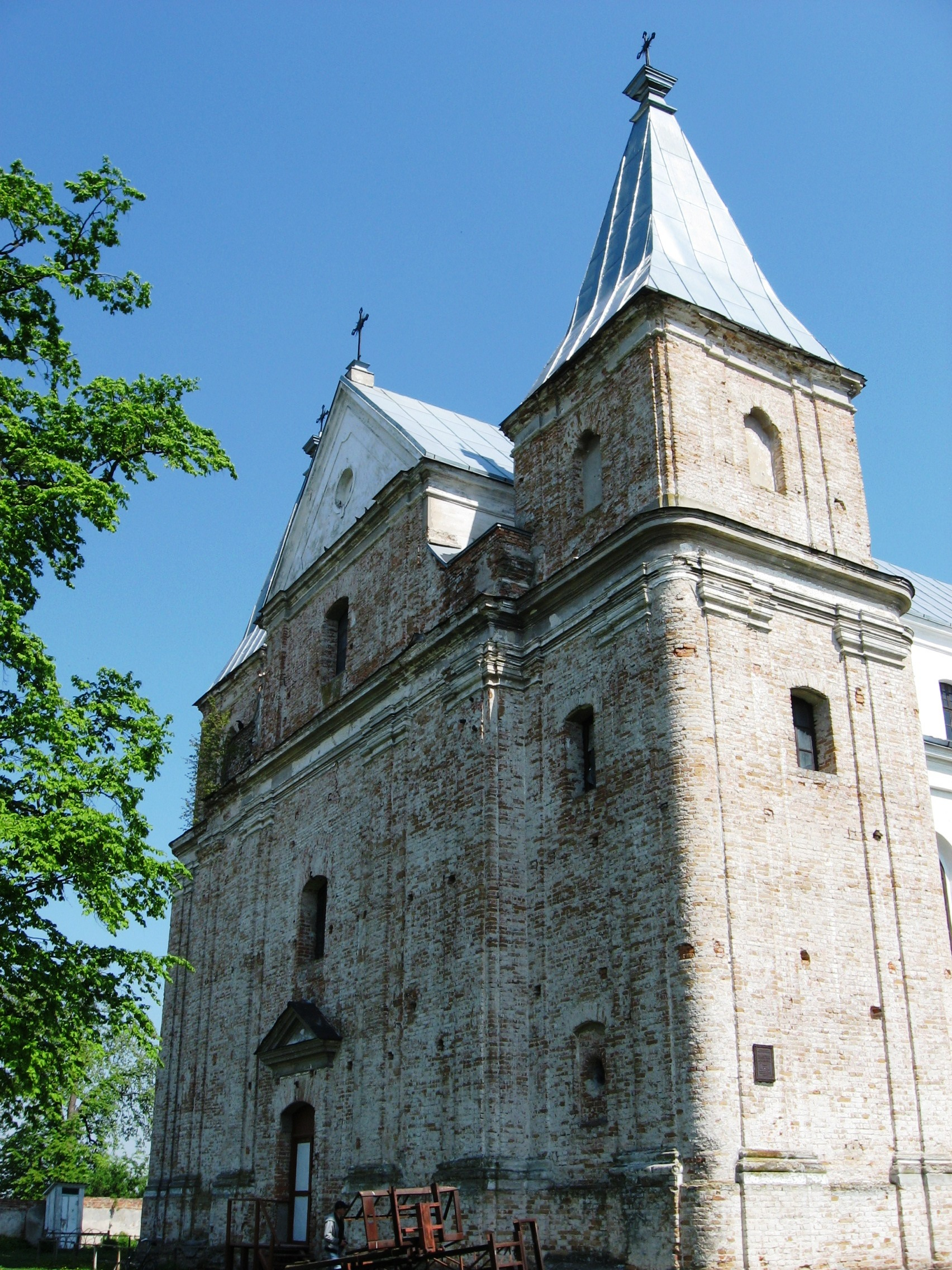
Клевань. Храм Благовіщення
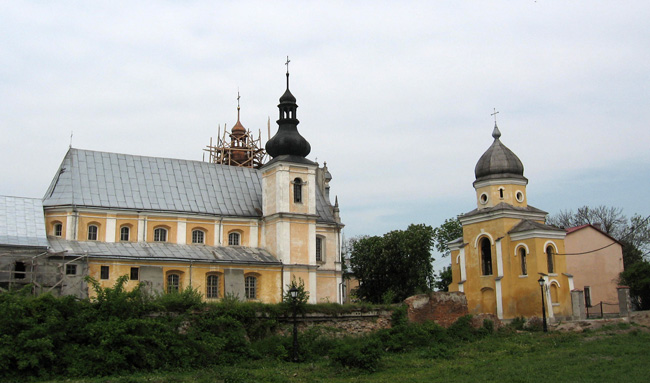
Белз. Монастир ордена домініканців
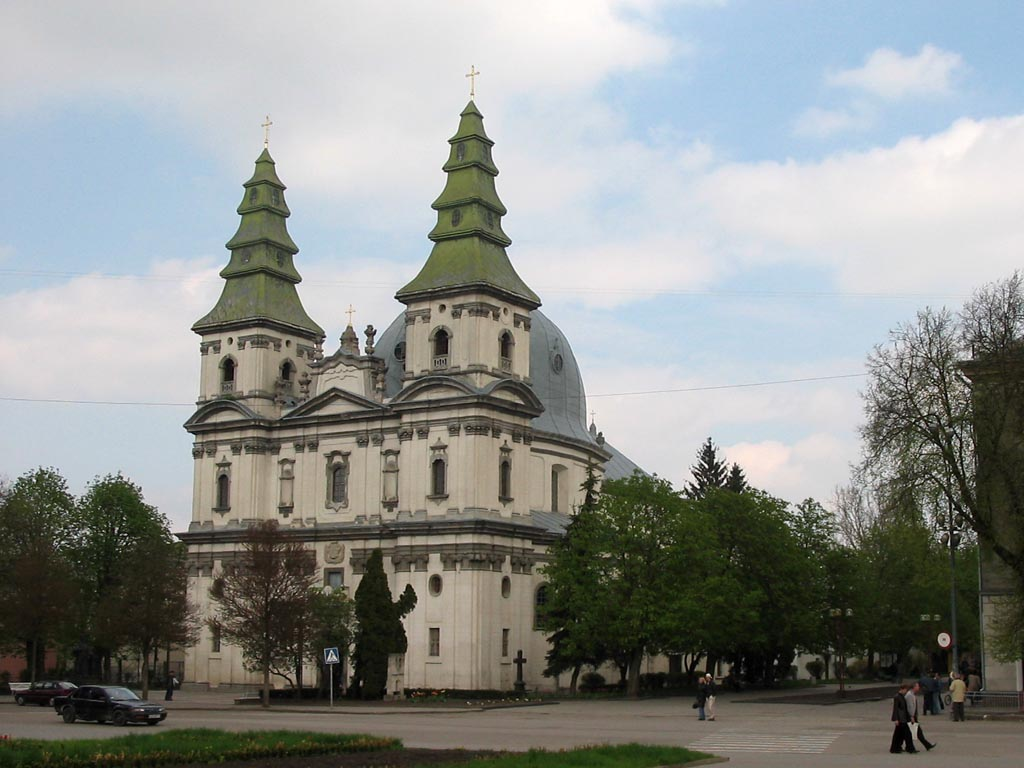
Тернопіль. Храм ордена Домініканців, 1749—1779 рр.

## Класицизм

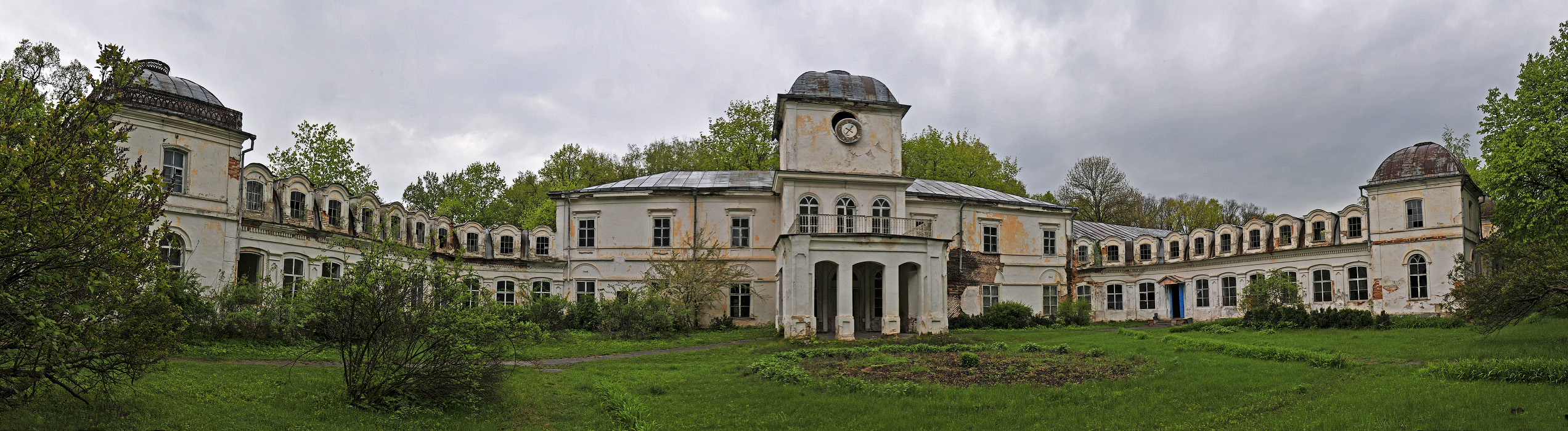
Покинута садиба Хомутець. Фото 2008 року

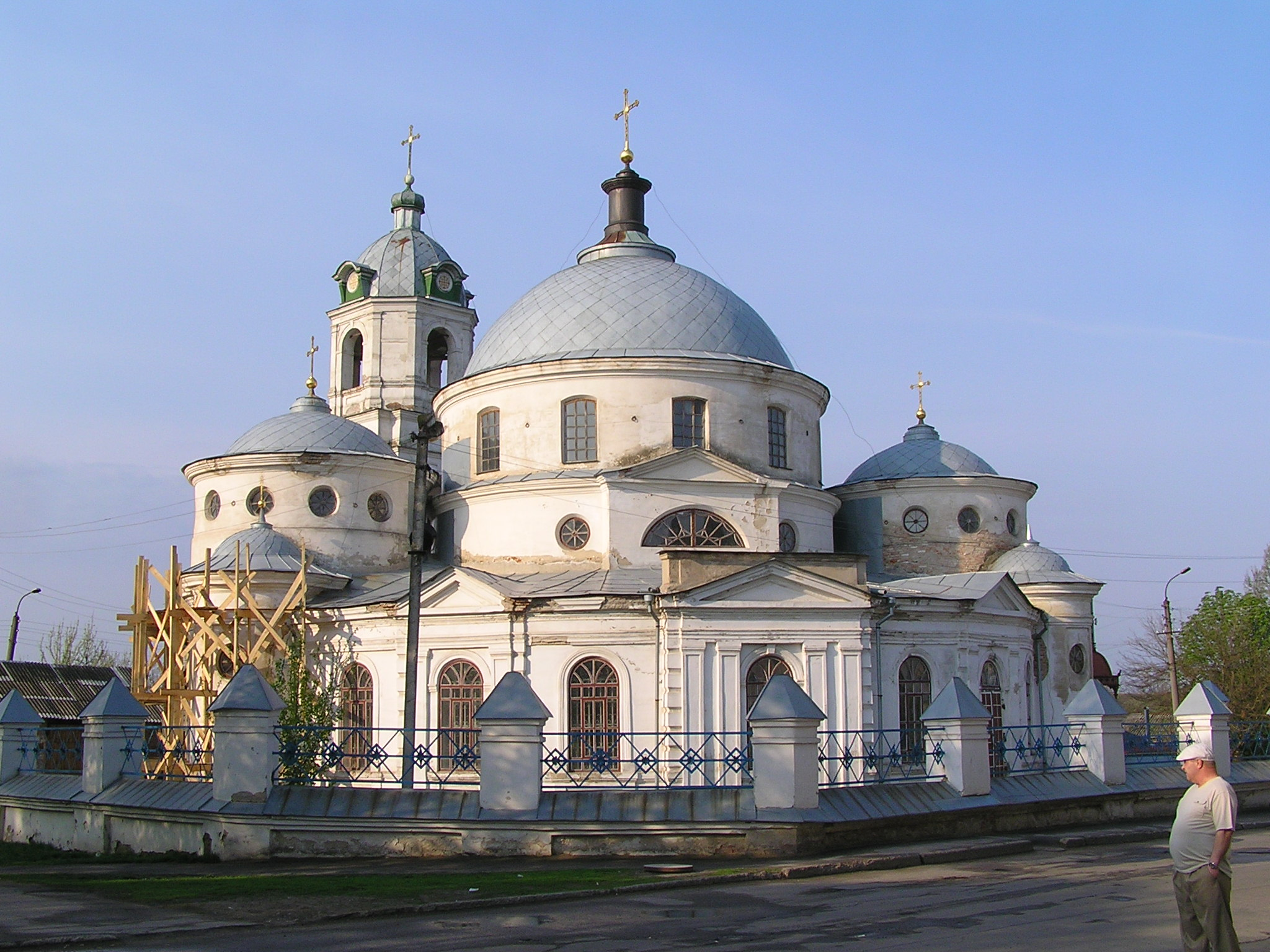
Вознесенська церква (Ромни), Сумська обл. унікальна за розплануванням та формою, 1801 р.

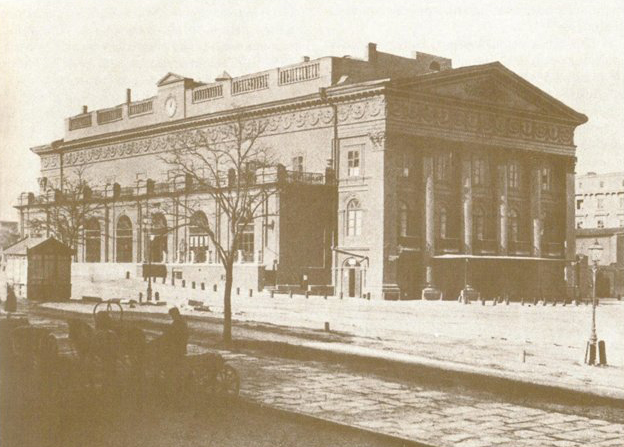
Міський театр (арх. Тома де Томон, 1804–1809 рр.)

Палац міської садиби М. С. Воронцова в Одесі, 1824—1828 рр.
Наприкінці XVIII і в XIX ст. український народ на теренах Російської імперії зазнає найгірших днів, царська влада поступово, але рішуче й жорстоко, ліквідує автономність України, скасовує військо, гетьманат та цілий автономний адміністративний устрій. Національний і культурний гніт відбивається в значній мірі й на мистецькому житті України.
З кінця XVIII ст. в Російську імперію прийшов класицизм, так званий «міський стиль», завдяки якому стало можливим масове будівництво державних споруд при обмеженому кошторисі та органічність міської забудови.
У 1800 р. виходить наказ російської влади, яким зовсім забороняється будувати церкви будь-якого типу, окрім загальних для імперії, зокрема заборонялися церкви українського типу. Типізація була викликана необхідністю масового будівництва церковних споруд та її уніфікації, з іншого боку більшість проєктів церков тих часів не одноманітними.
На межі XVIII—XIX століть визначальними зразками класицизму були величаві палати гетьмана Кирила Розумовського в Почепі (проєкт Де ля Мото, арх. О. Яновецький), Яготині (проєкт Менеласа), Глухові (арх. Андрій Квасов) й Батурині (проєкт Андрія Квасова, арх. Чарльз Камерон). Величезних розмірів палата в Почепі, збудована у 1796 р., дає широку площу спокійних архітектурних мас, але із сухими й одноманітними лініями деталей. Зате справжнім мистецьким витвором є палата в новій столиці України — Батурині, побудована в 1799 — 1803 рр., де вже помітні впливи стилю Людовіка XVI. Не менш цікава величезна садиба Завадовського в Ляличах (арх. Джакомо Кваренгі, 1794—95), де цілий комплекс будов створює колосальне півколо, а головний корпус має витончені форми т. зв. палладіанства — типу Вілла Ротонда поблизу Віченци в Італії.
З церковних будов у стилі ампір найбільше збереглося на Харківщині й особливо Полтавщині (Хорол, Ромни, Лубни, Пирятин, Прилуки). В заложенні вони переважно хрещатої форми.
Досить поширеним був в цей час також ротонд із колонами або без них, яскравих форм класицизму, як церкви в с. Кукавці (1806) і м. Шатові на Поділлі, Різдва на Подолі в Києві (1809), «Аскольдова могила» в Києві (1810), церква Гощівського монастиря (1842) та ін.
На початку 1800-х років були затверджені типові фасади, що були розроблені у Петербурзі і поширювалися у вигляди альбомів. Це сприяло загальній якості проєктів, органічності забудови, яка мала споріднений вигляд, швидкості надання дозволу на будівництво. Спільно з тим залишалася можливість створення окремих коштовних споруд за індивідуальними проєктами, які розглядалися спеціальною комісією. Якість типових (зразкових) фасадів забезпечувалась проєктуванням столичними архітекторами, що виключало можливість виникнення потворних споруд, як то траплялось раніше. Певним недоліком будівництва згідно альбомів Найвеличніше затверджених фасадів була обмежена кількість доступних проєктів та відсутність оновлення альбомів. Наступні випуски альбомів відбулися у 1840-х роках, що призвело до припинення використовування класицизму, адже нові проєкти були виконані у неоренесансній тематиці.

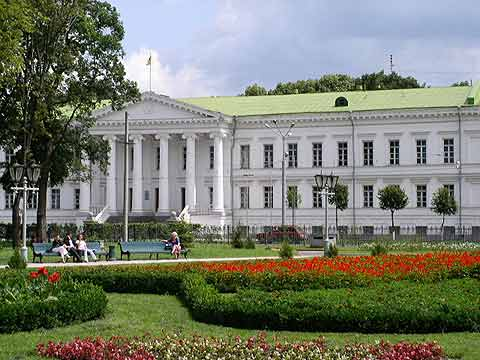
Полтава. Будинок міської адміністрації Полтави, частина відомого ансамблю Круглої площі, арх. А. Д. Захаров, 1803—1805 рр.
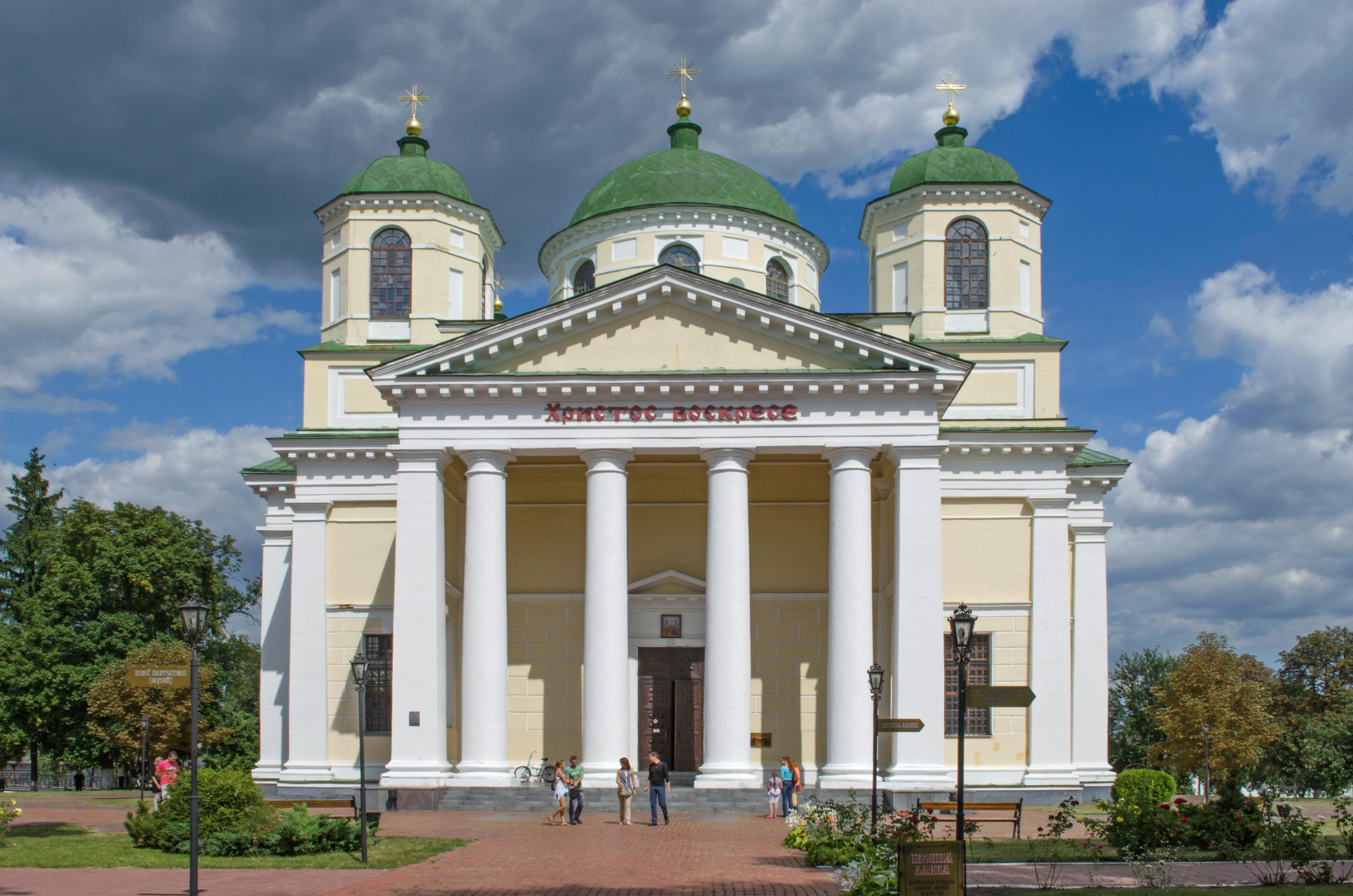
Новгород-Сіверський. Спасо-Преображенський собор, арх. Джакомо Кваренгі
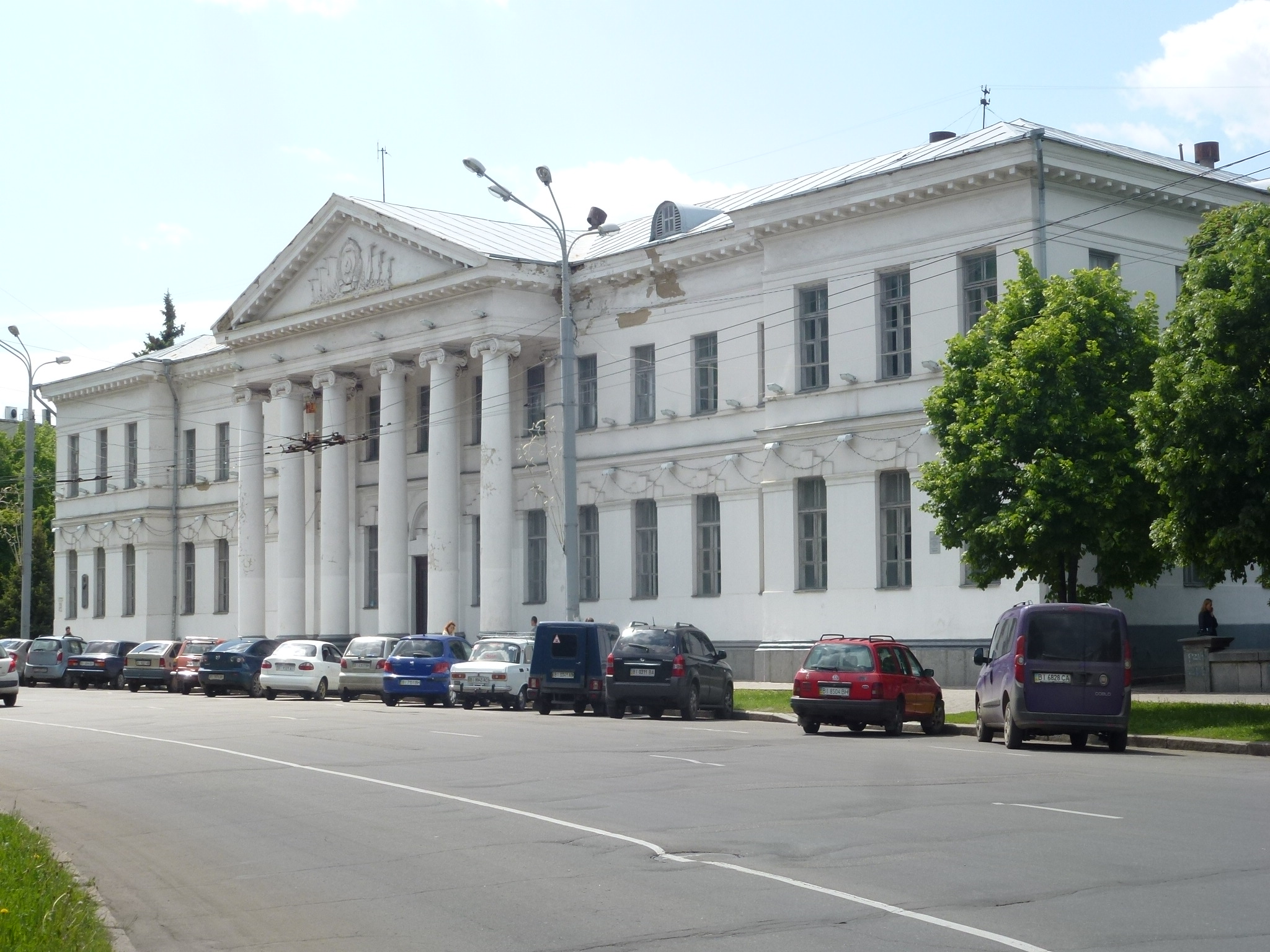
Полтава. Будинок Малоросійського поштамту
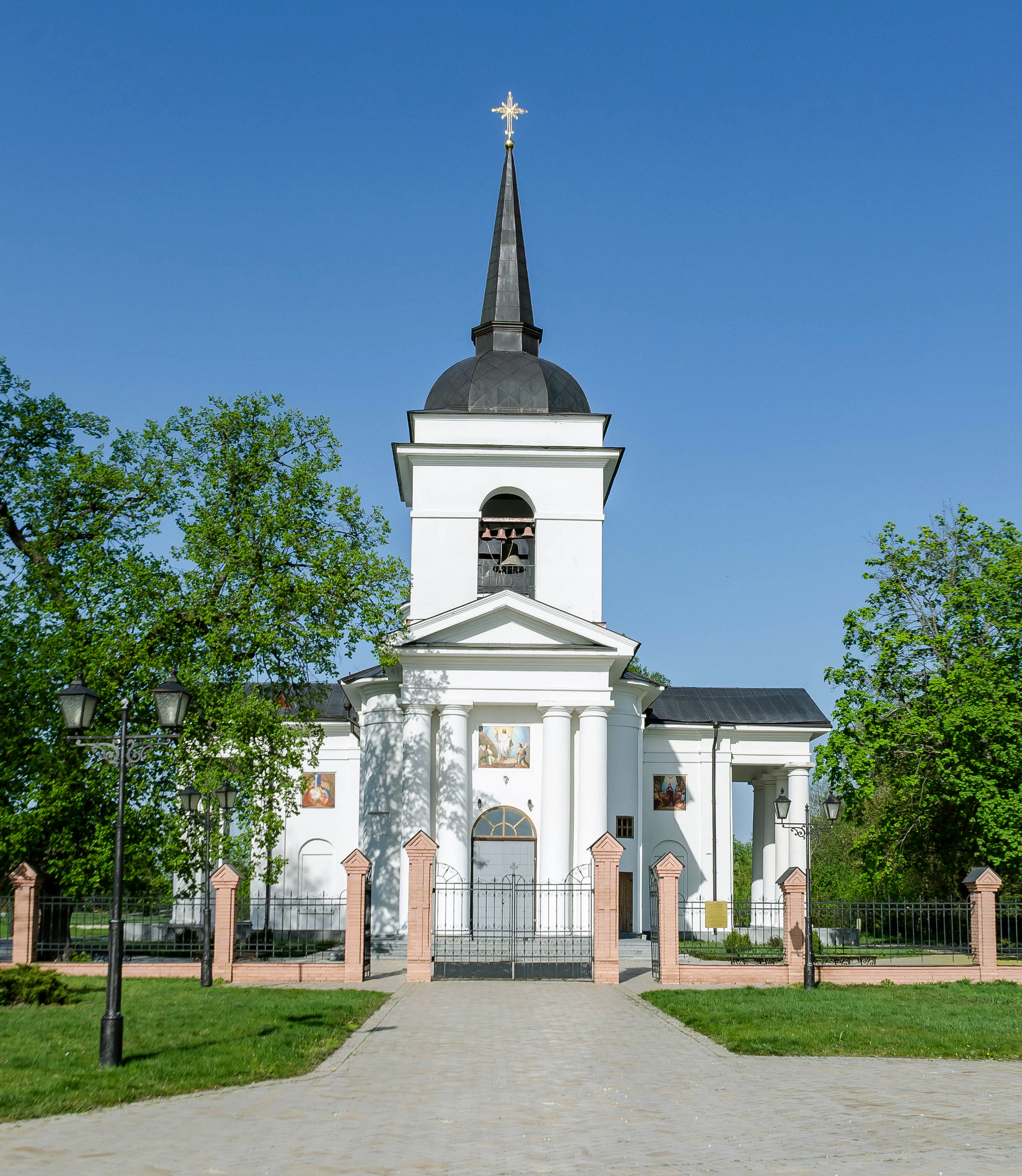
Батурин, Воскресенська церква
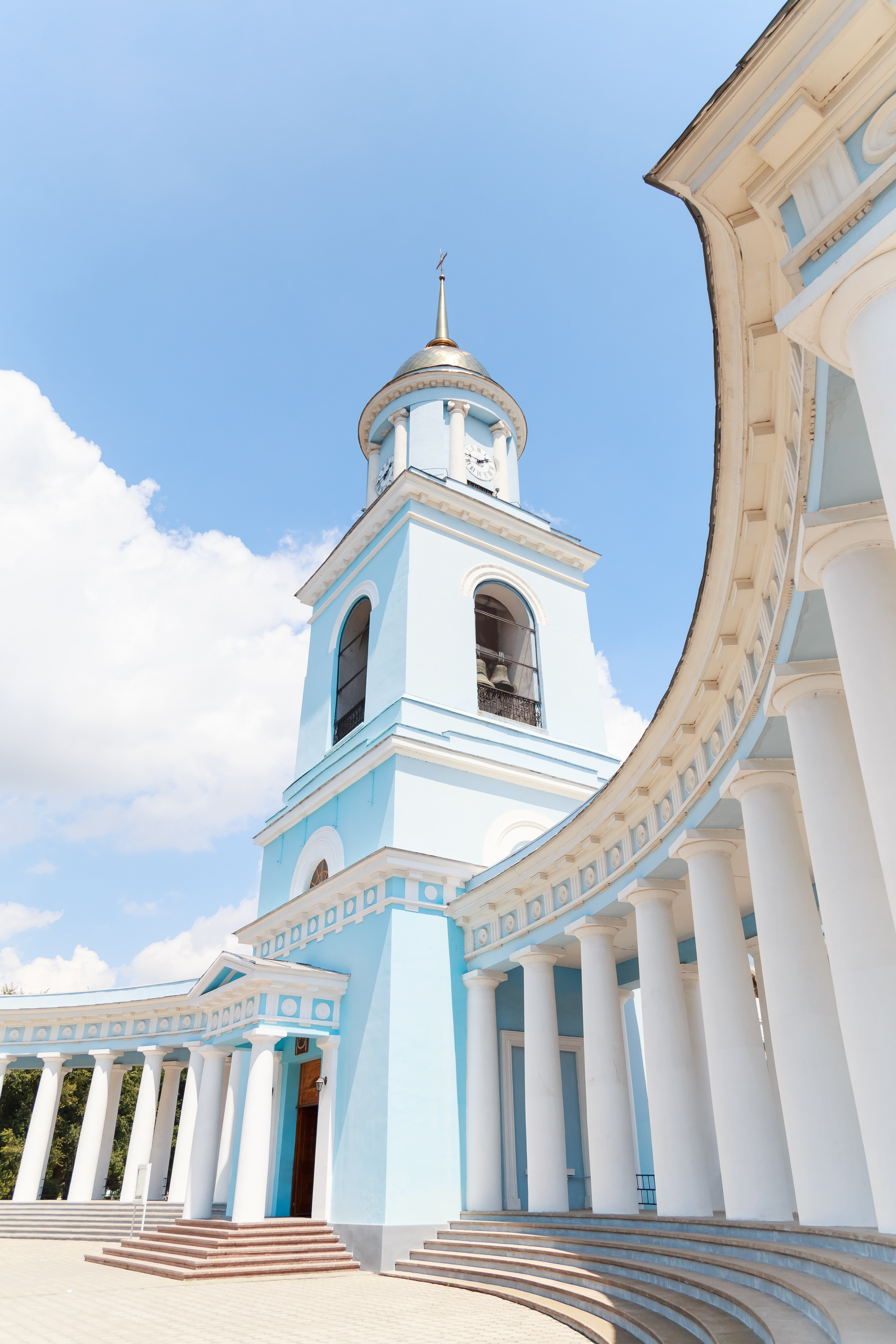
Ізмаїл. Свято-Покровський собор, 1821–1831 рр.
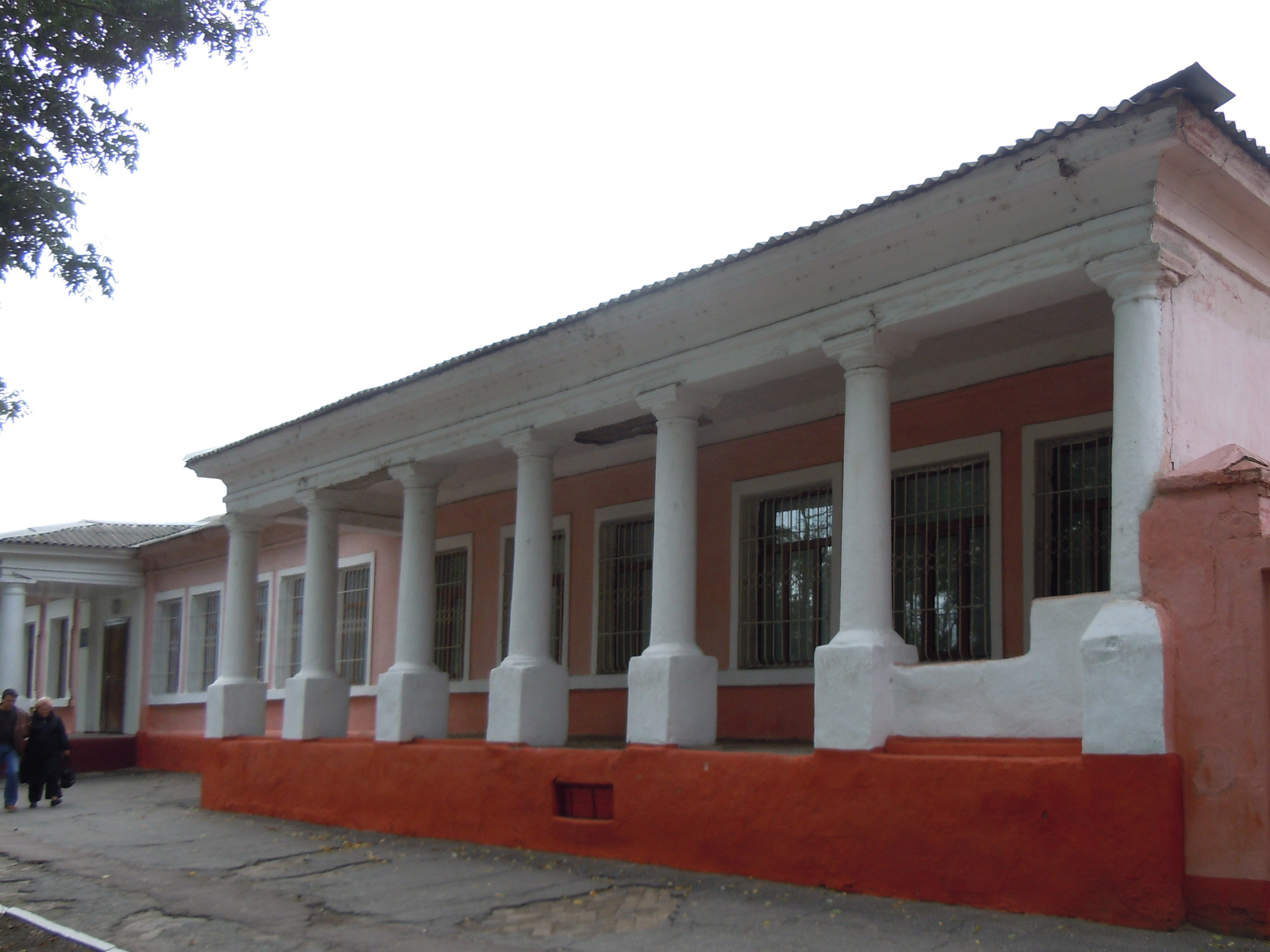
Ізмаїл. Торговий ряд, I-а пол. XIX ст.
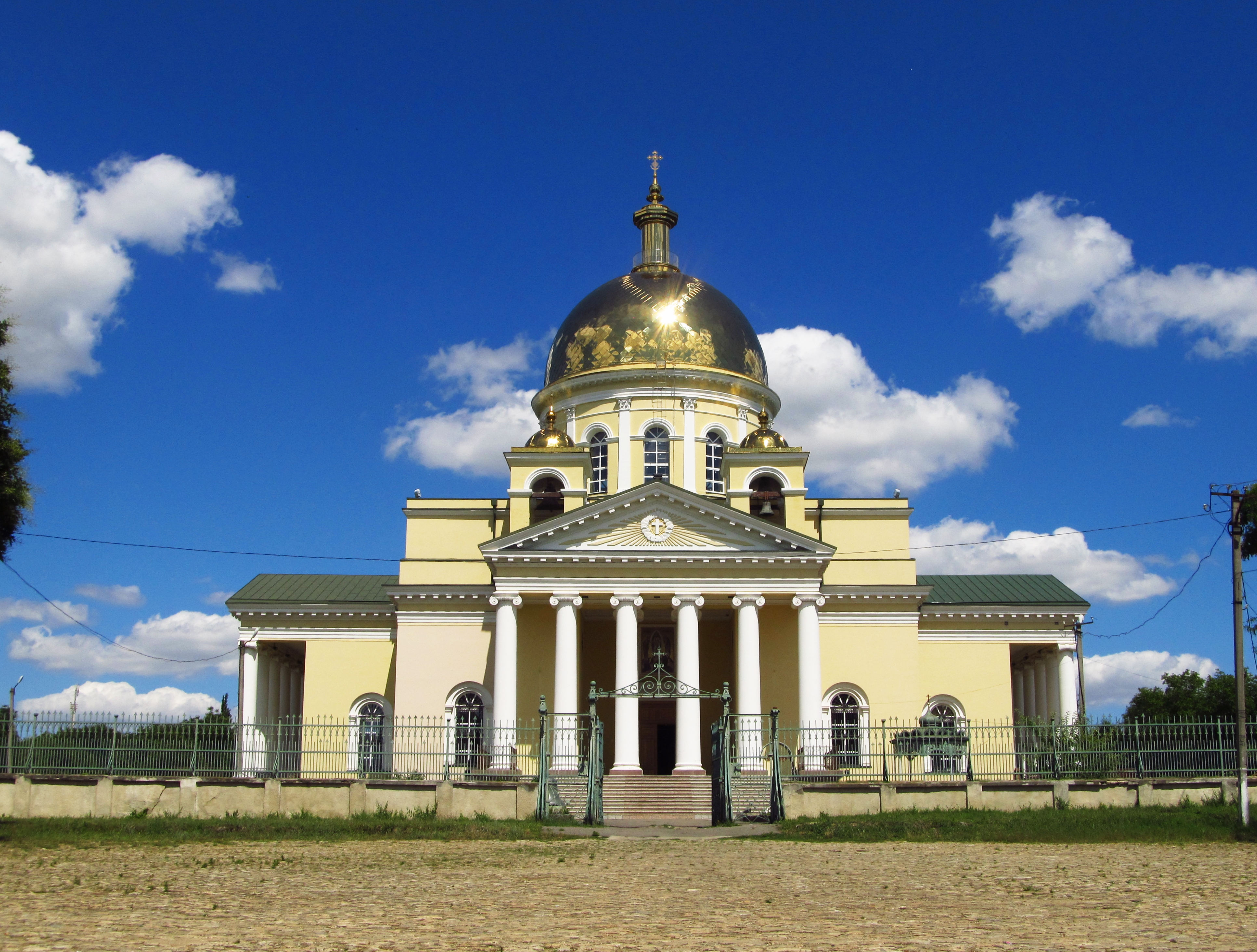
Болград. Преображенський собор, 1838 р.
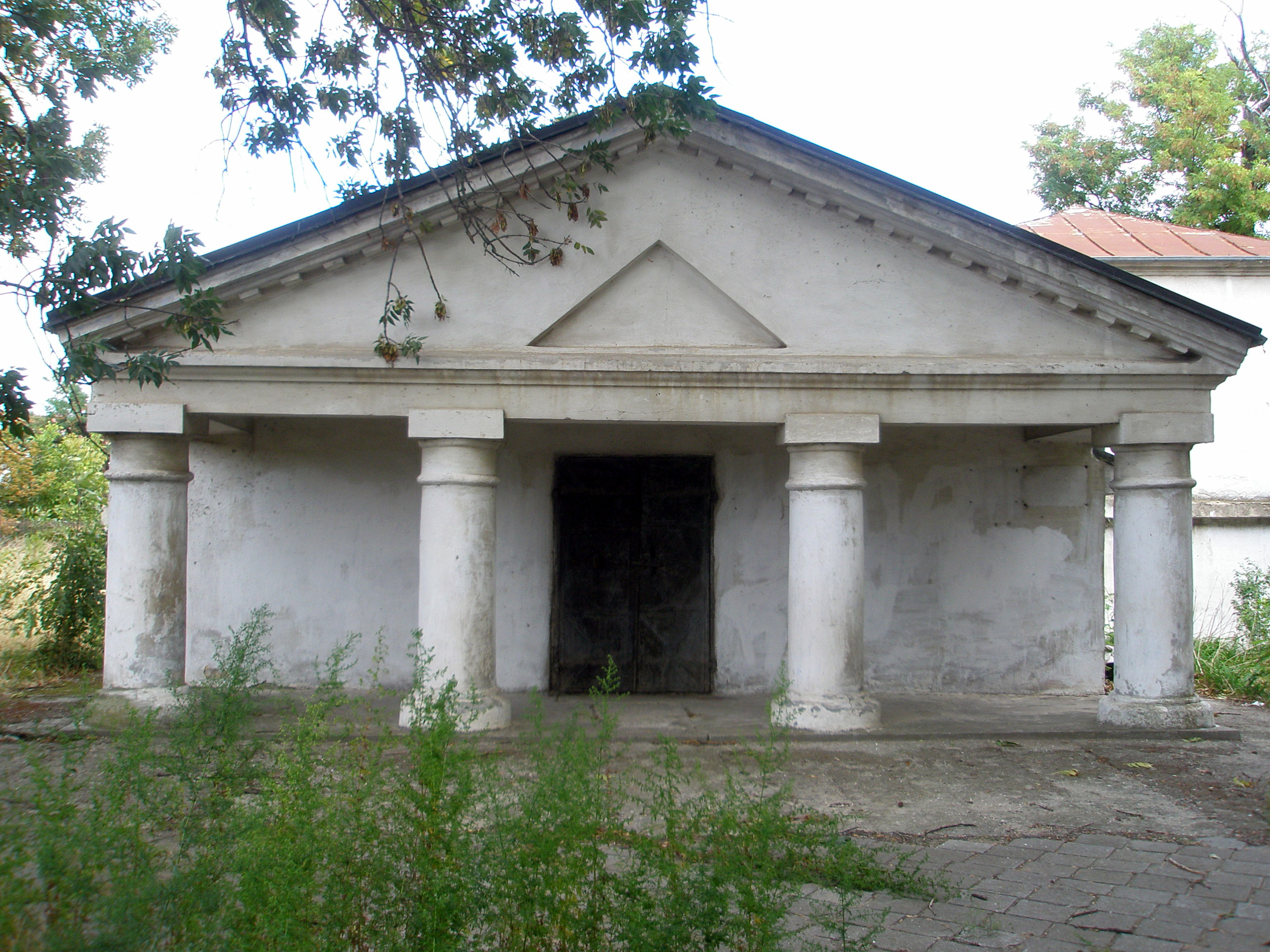
Білгород-Дністровський. Вірменська церква Церква Успіння Пресвятої Богородиці, XIV ст. Пізніше перебудована
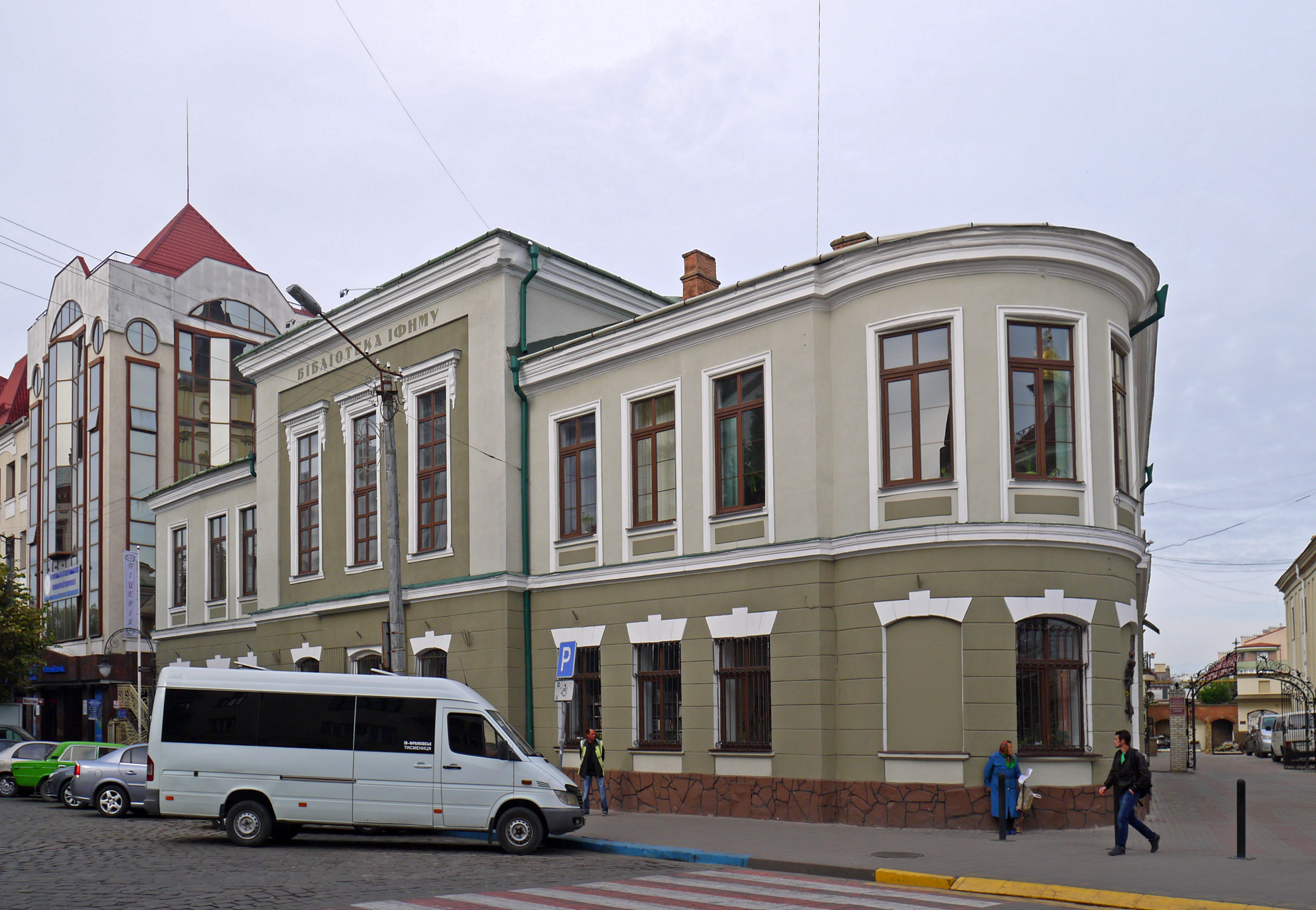
Івано-Франківськ. Гауптвахта, 1827 р.
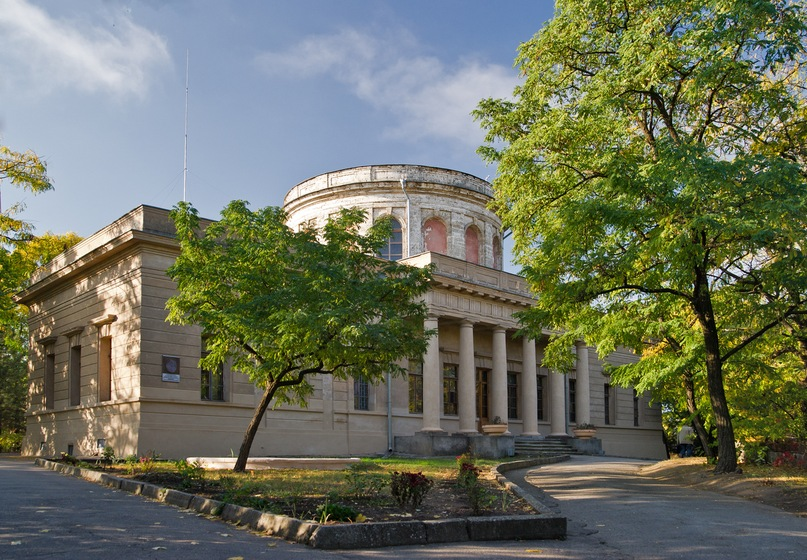
Миколаїв. Обсерваторія, арх. Ф. І. Вунш, 1827 р.
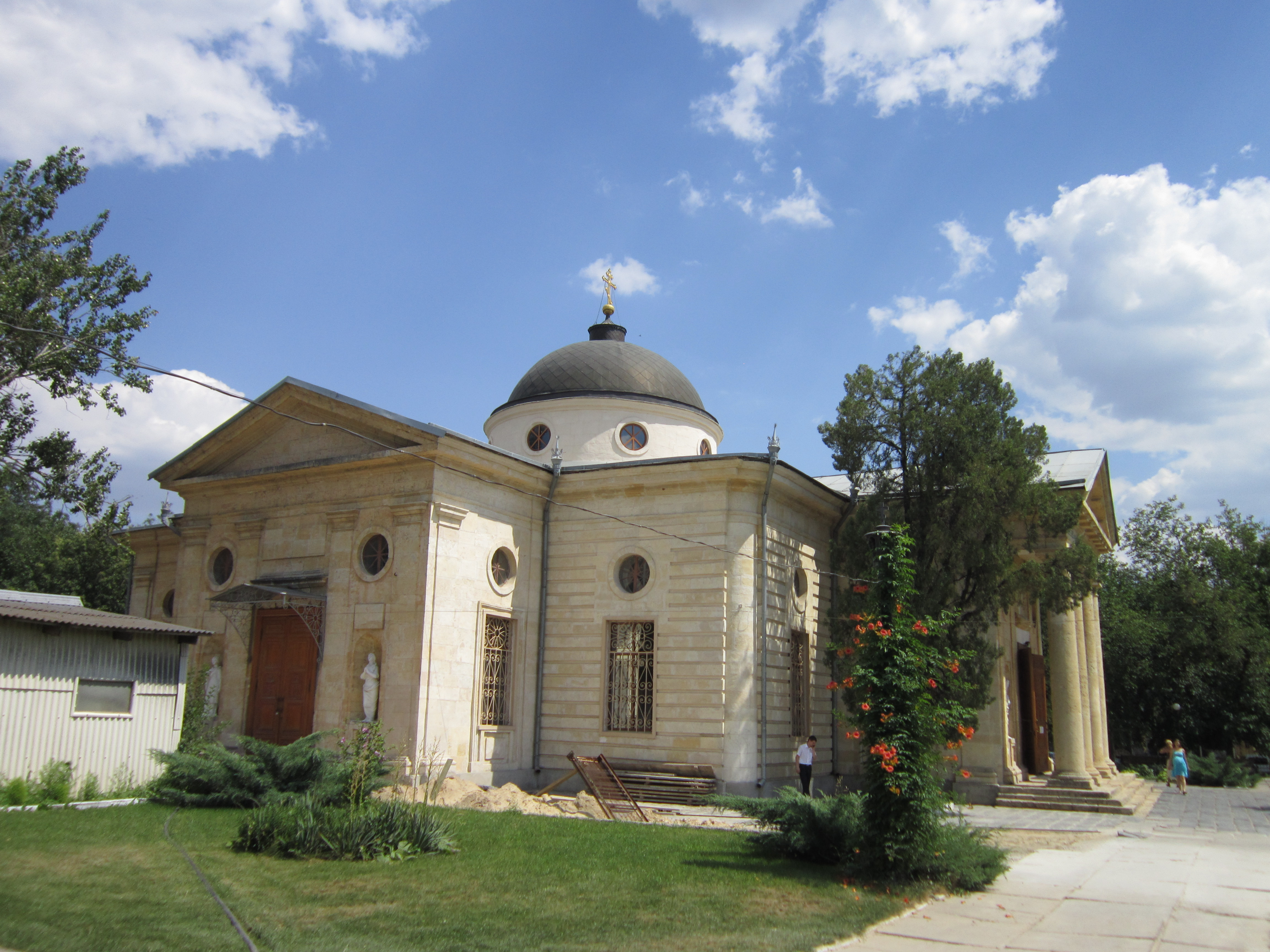
Херсон. Спаський собор, 1786 р. Реконструкція, 1821 р.
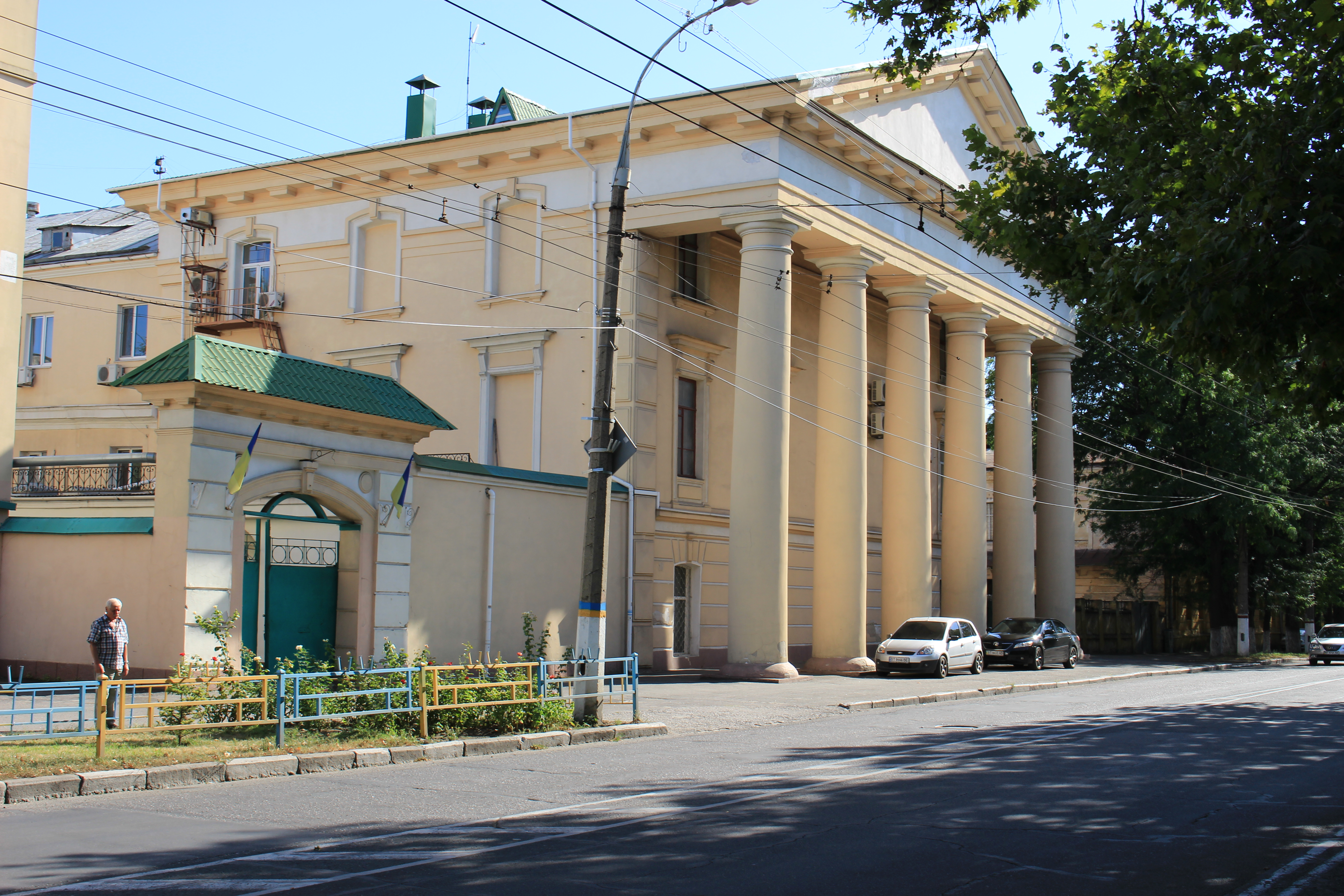
Херсон. Арсенал, 1784 р. Перебудова, 1819 р. Перебудова, кін. ХІХ — поч. ХХ ст.
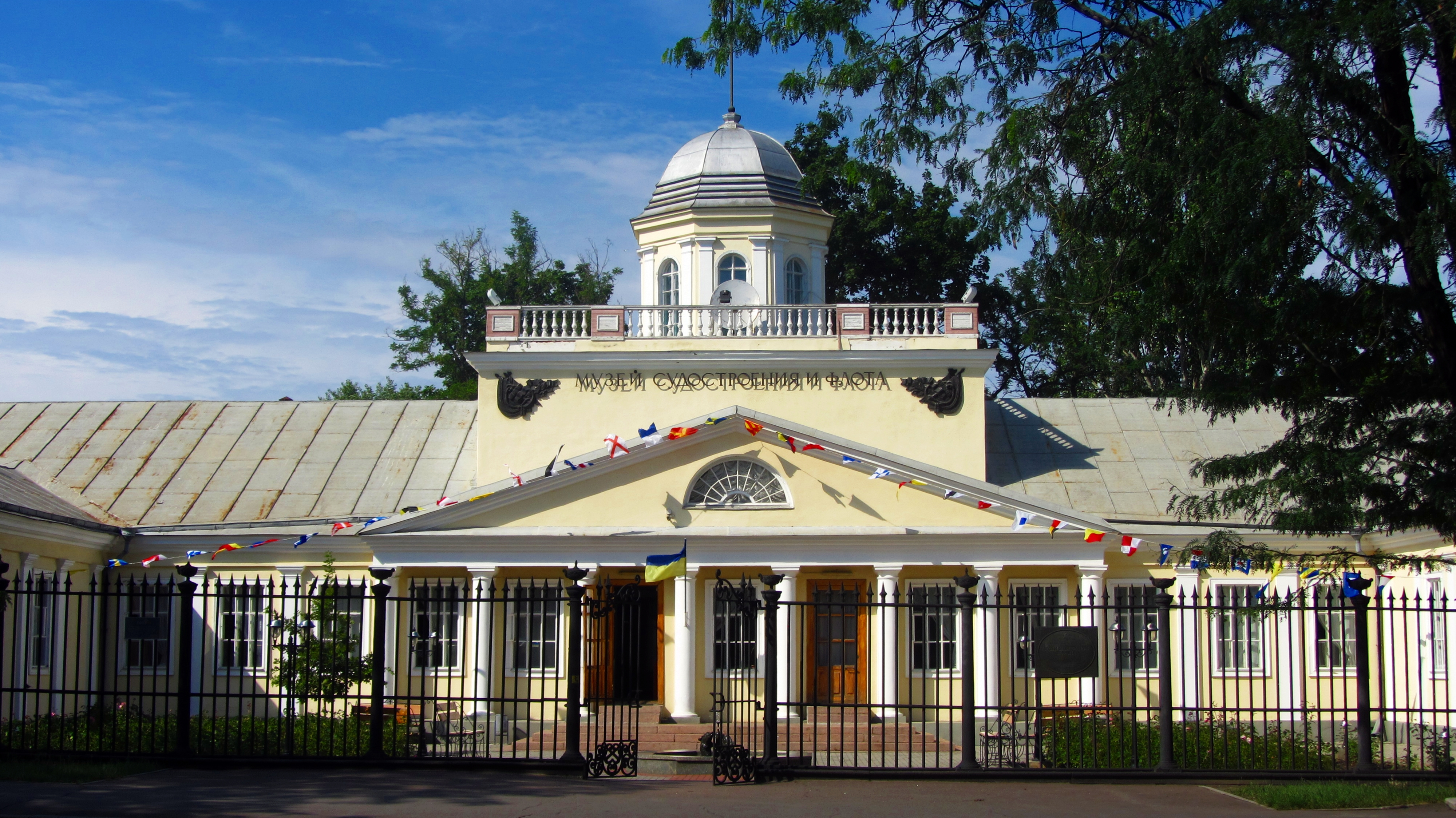
Миколаїв. Будинок штабу флоту, 1796 р.
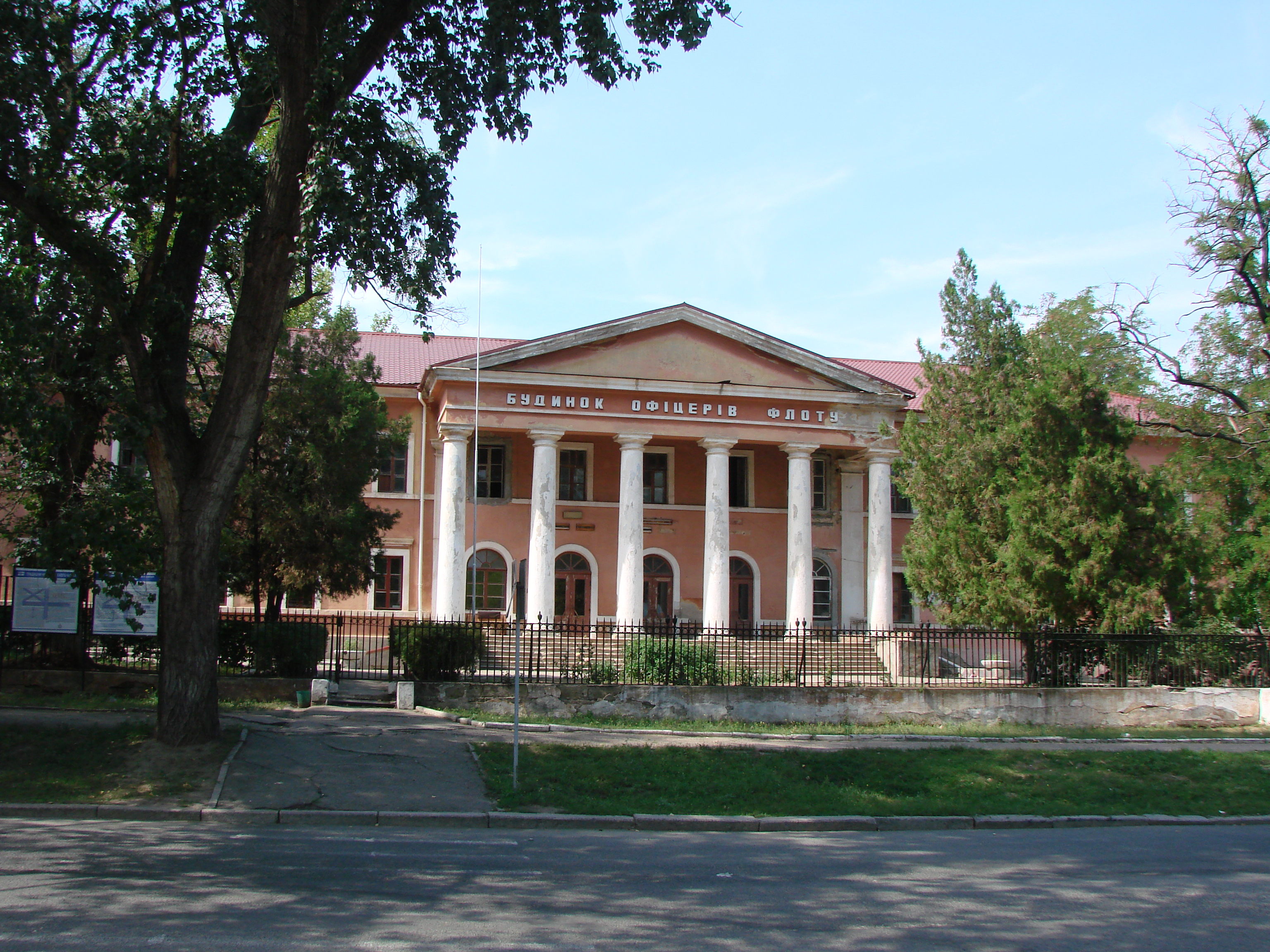
Миколаїв. Офіцерське зібрання, 1820–1824 рр.
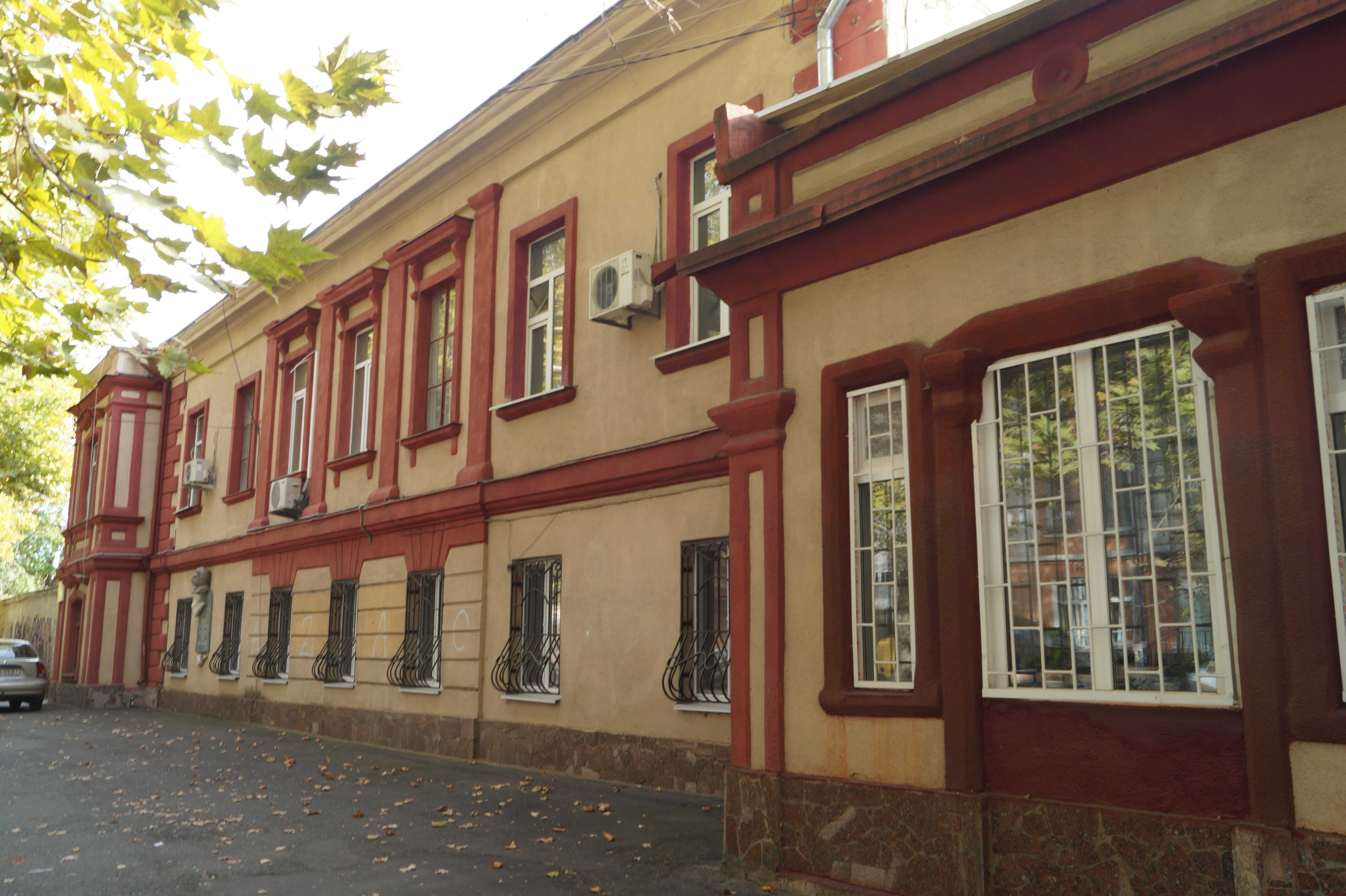
Миколаїв. Будинок на вул. Адміральській, 41
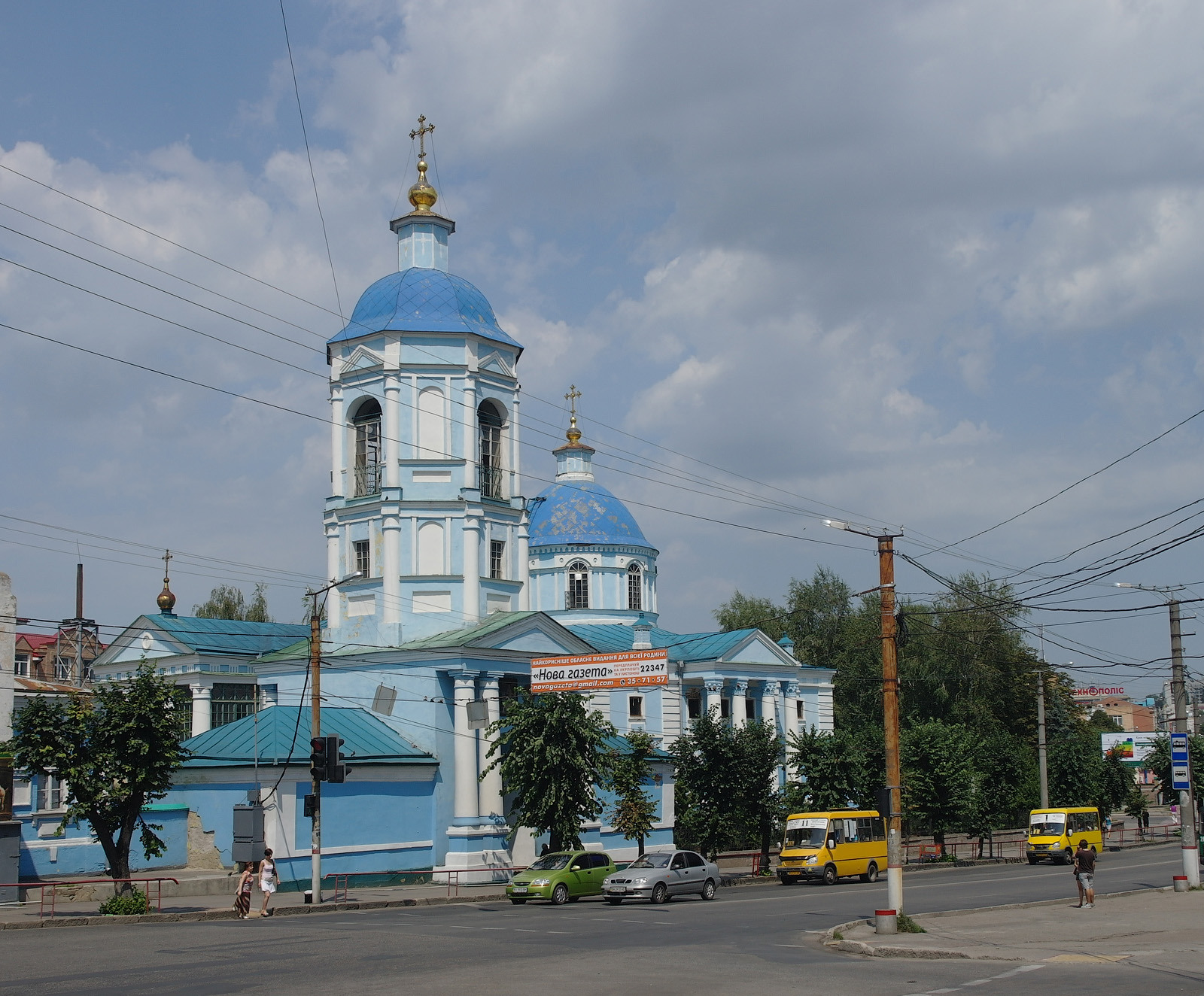
Кропивницький. Грецька церква Володимирської ікони Божої Матері, 1812 р.
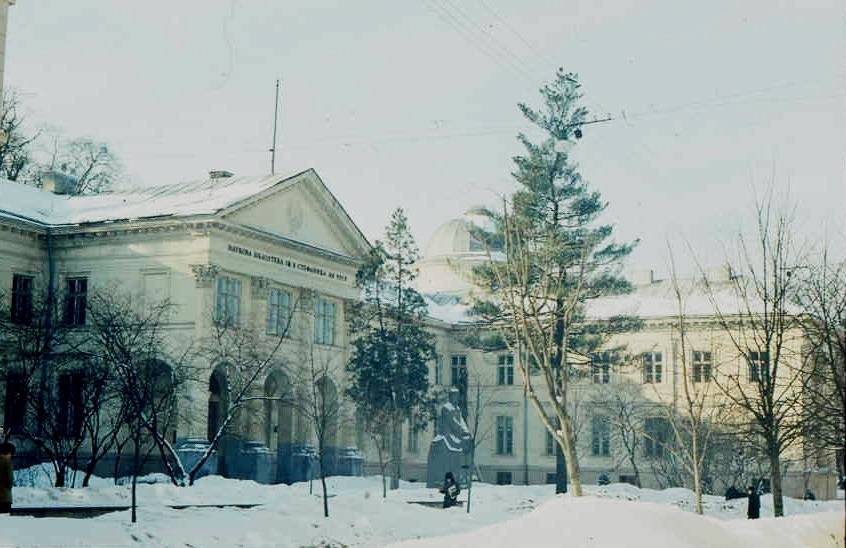
Львів. Оссолінеум
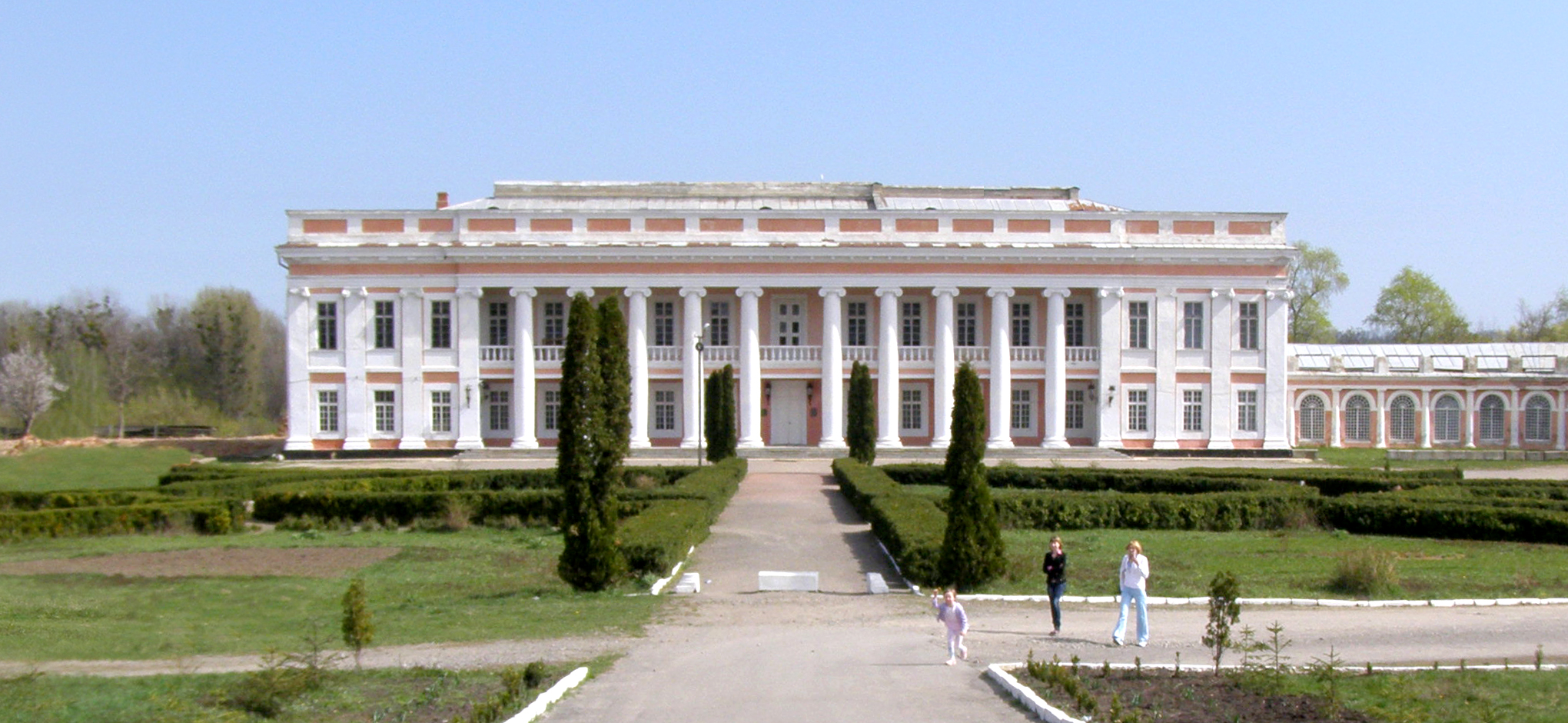
Тульчин. Садиба Потоцьких
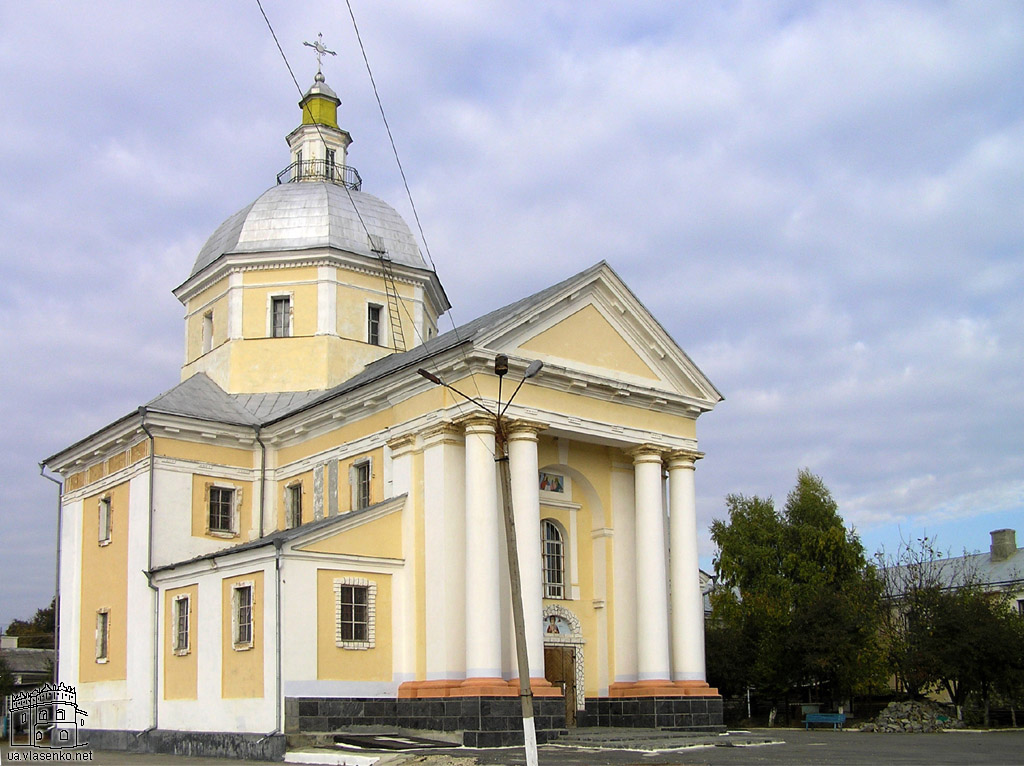
Шаргород. Католицький храм св. Флоріана
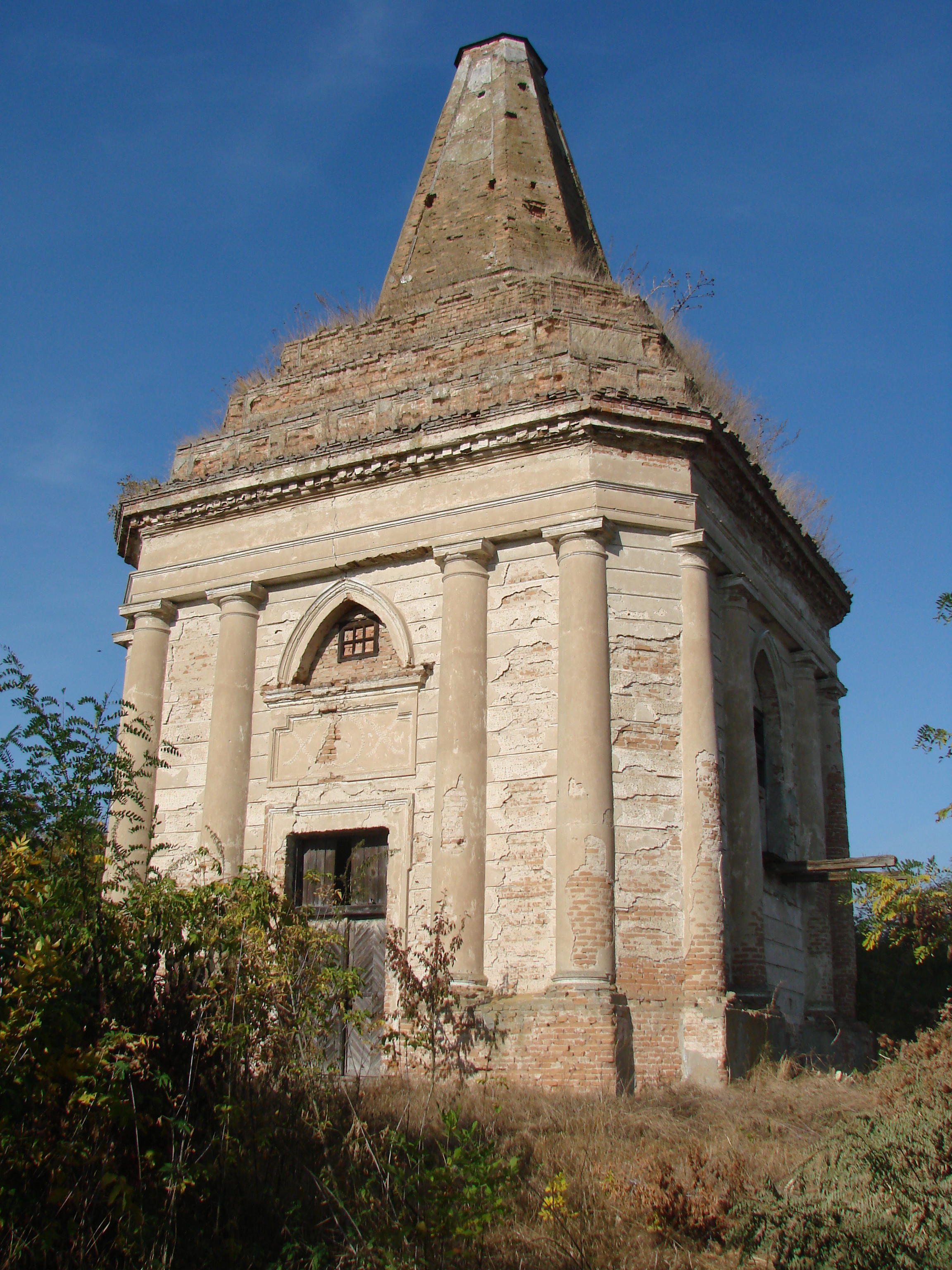
с. Антонів, Київська область. Костел-усипальня, 1806—1810 рр.
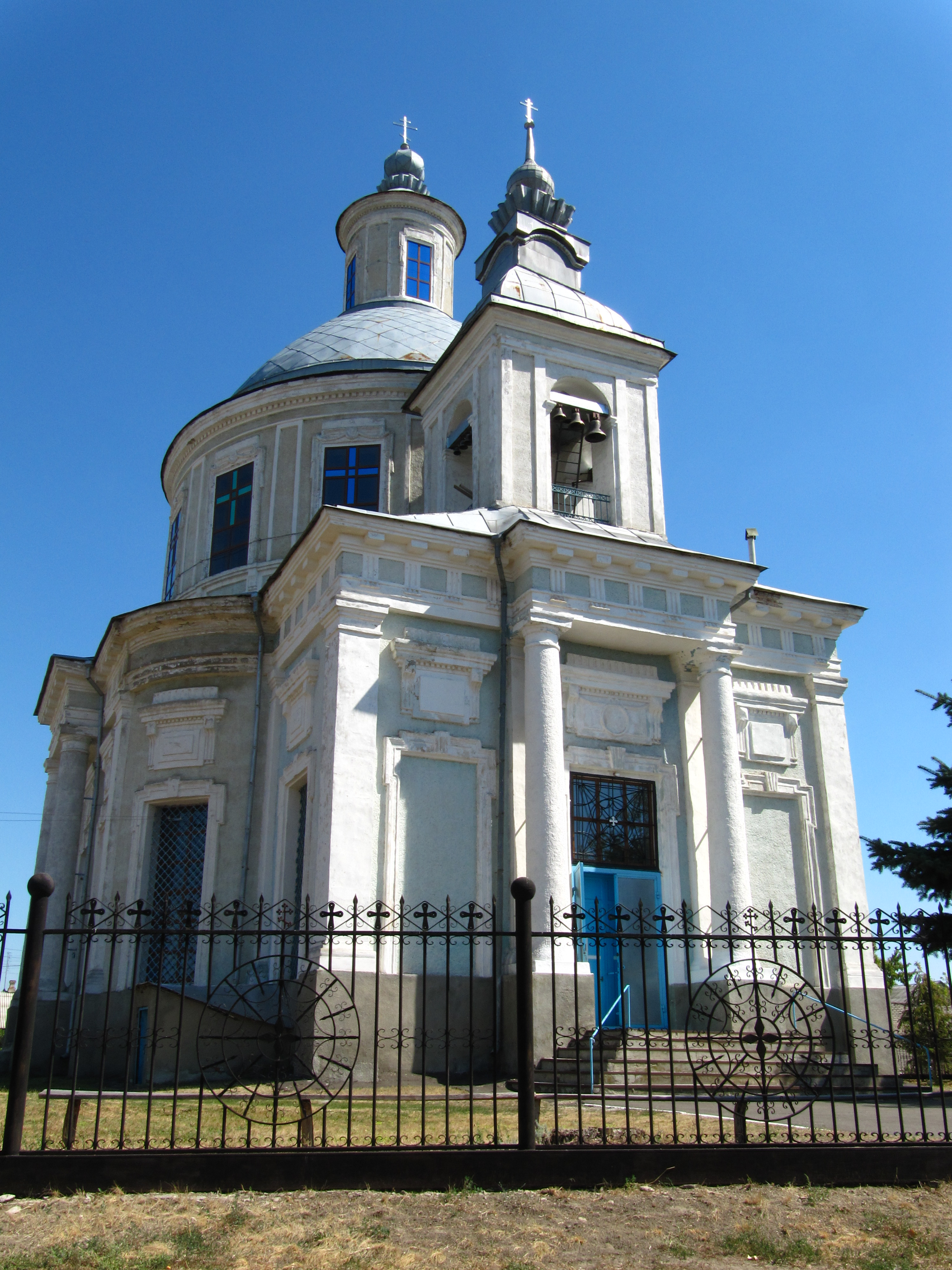
Осинове, Луганська область. Православна церква Успіння Пресвятої Богородиці, 1802 р.
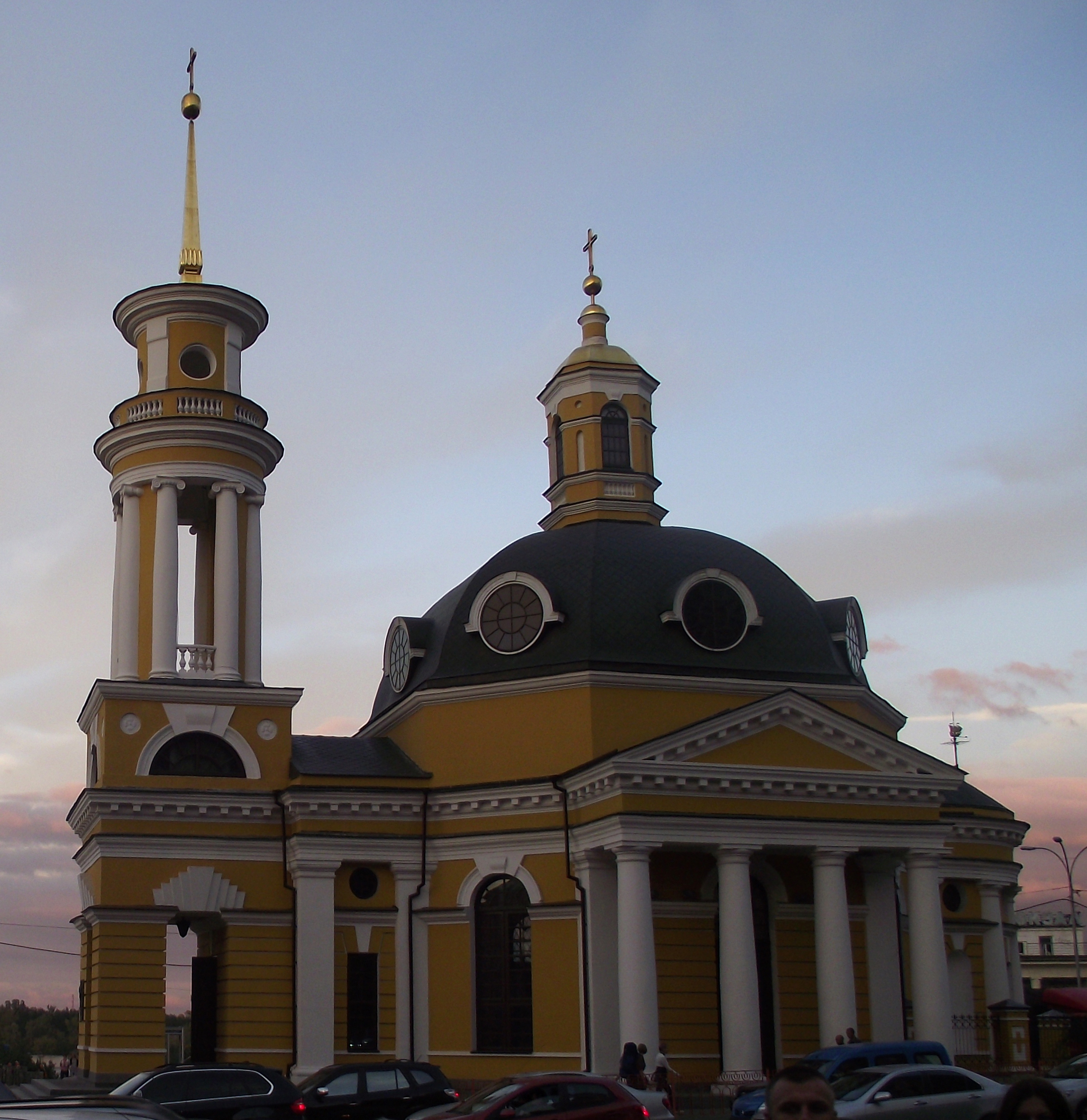
Київ. Православний храм Різдва Христового, арх. А. Меленський, 1814 р. Зруйнований у 1935 р., відновлений у 2005 р.
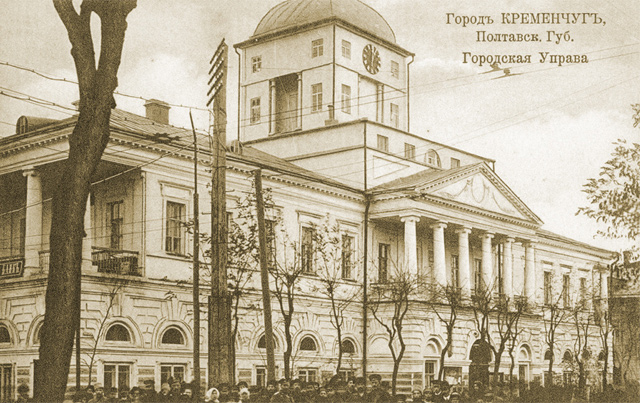
Кременчук. Кременчуцька міська управа, 1803 р. Зруйнована.
Хмельницький. Католицький храм Св. Анни, 1801-1804 рр. (Зруйновано)
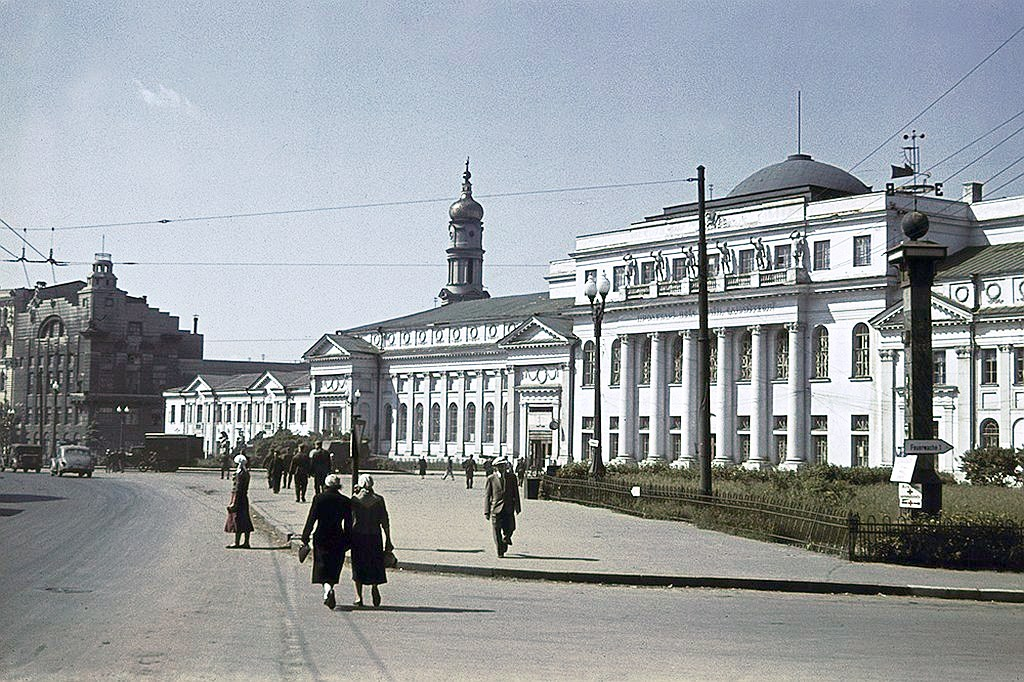
Харків. Будинок дворянського зібрання (Зруйновано 1943 року)
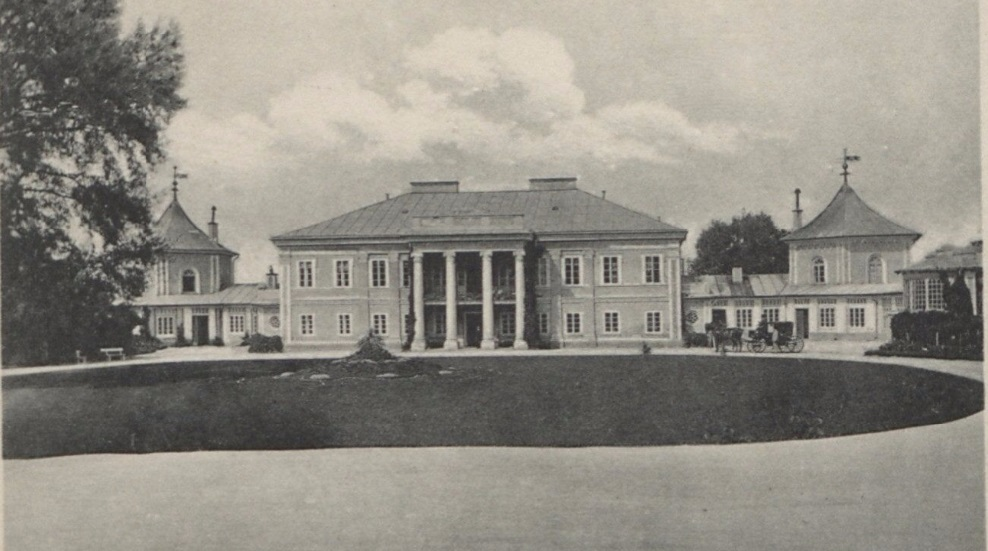
Колиндяни. Тернопільська область. Садиба Колиндяни станом на кінець 19 ст.

### Романтизм
З виникненням Бідермаєру у Німеччині у 1820-х роках у Європі починається хвиля романтизму. Також масовою була орієнтація на англійську готику. У Російській імперії навіть при наявності фасадів у стилі класицизму окремо затверджувались проєкти у псевдоготичному стилі. Одним з прихильників псевдоготики був граф М. С. Воронцов, який спорудив кілька церков та палац у Криму у формах англійської готики. Також мали популярність і форми венеційської готики, для якої характерне використання килеподібних склепінь. Багато споруд у формах венеційської готики було побудовано одеським архітектором італійського походження Г. І. Торічеллі.

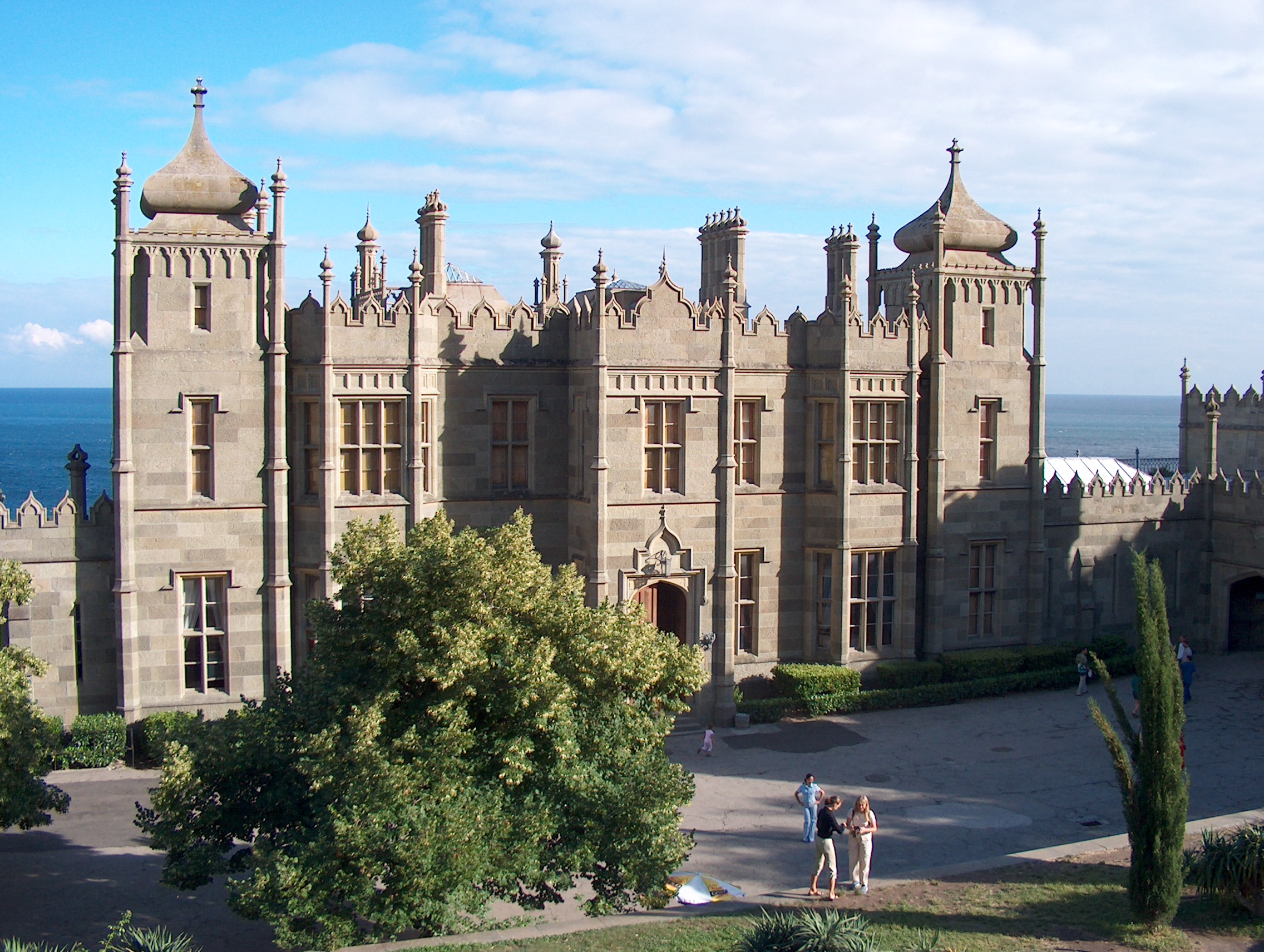
Алупка. Садиба М. С. Воронцова, 1824–1878 рр.
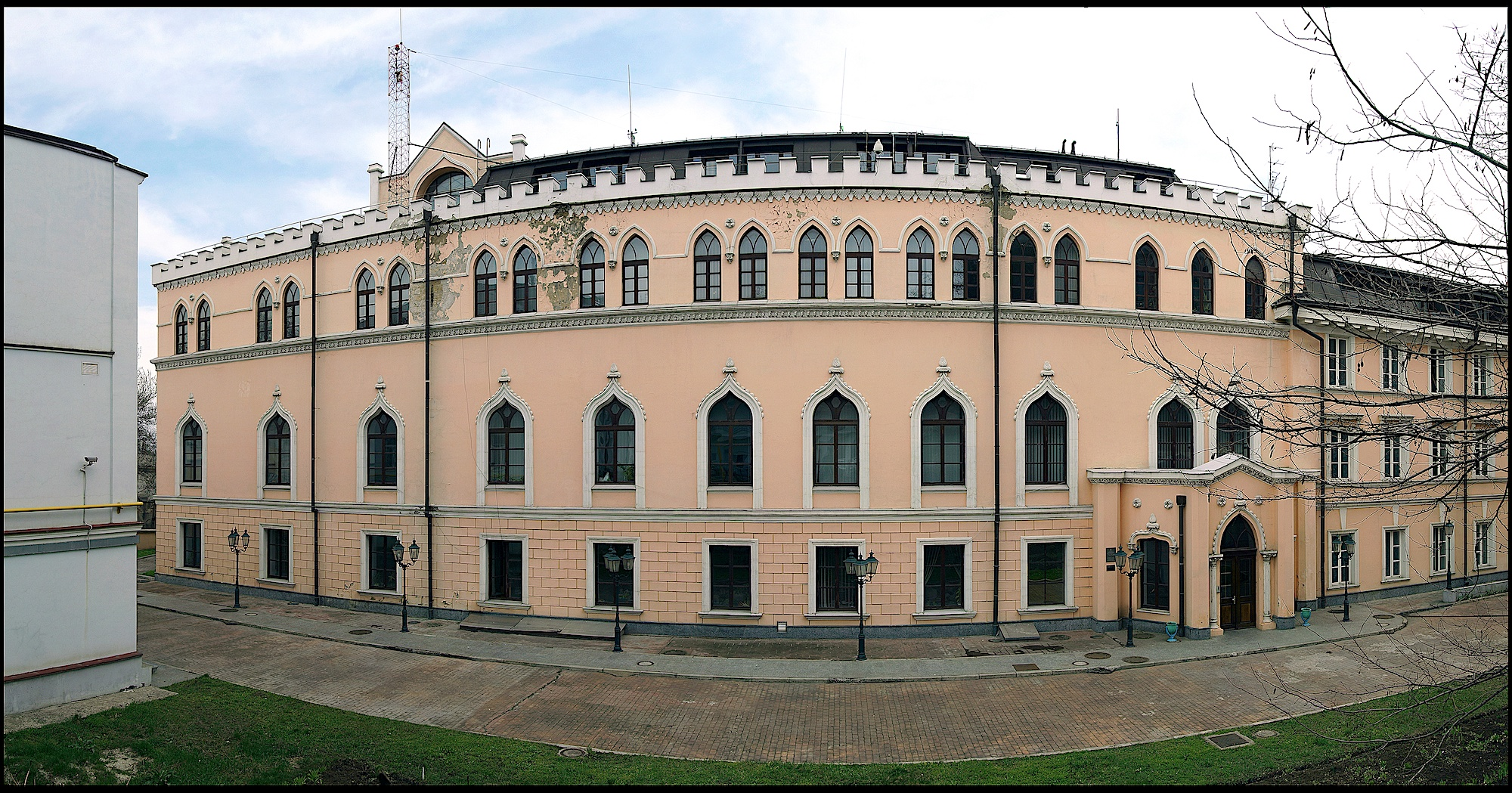
Одеса. Будинок Вітта, арх. Г. І. Торічеллі, 1829 р., Ланжеронівська вул., 1 (значно розширений у глибину ділянки у 1850-х — 1860-х рр.)
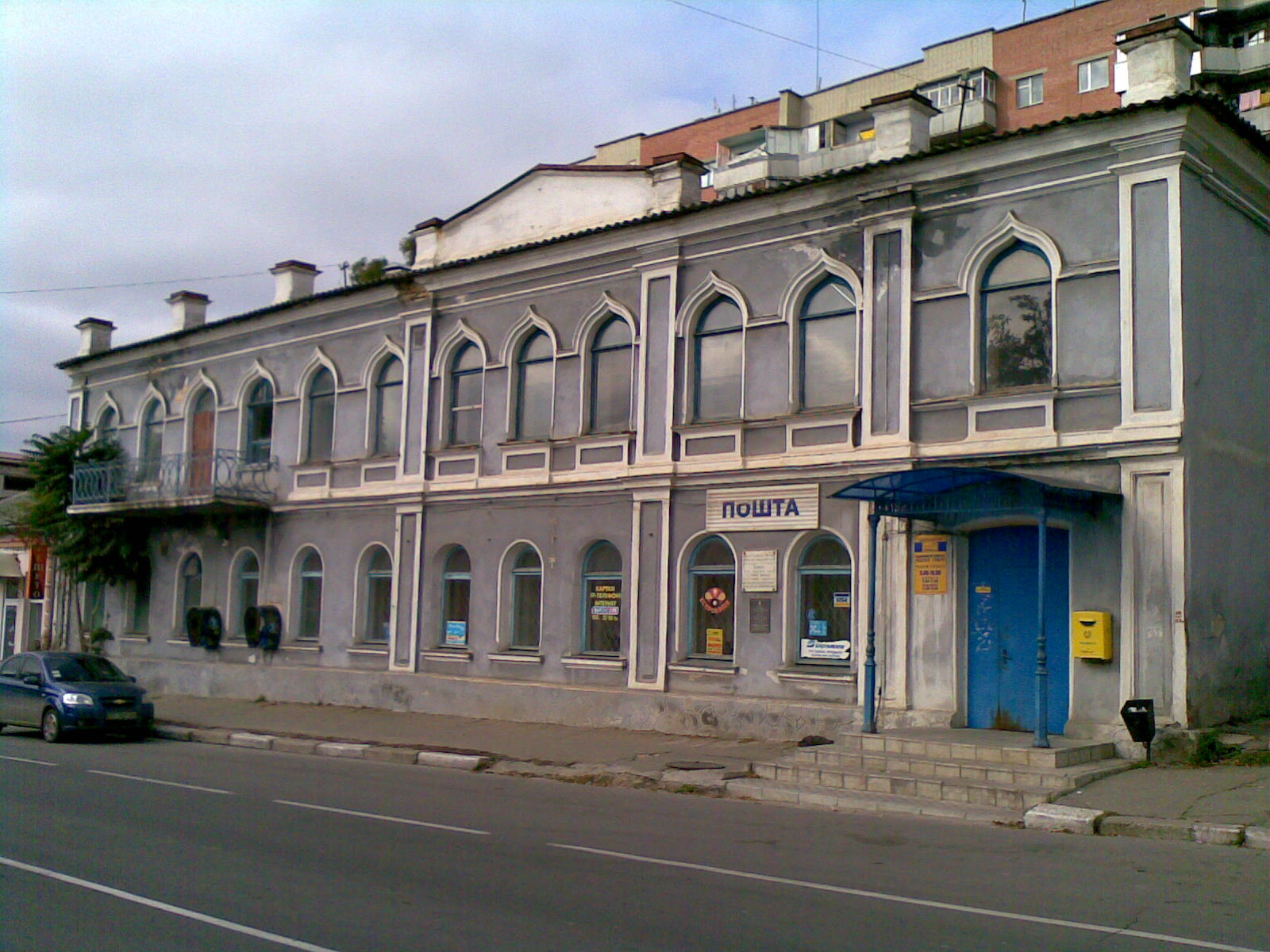
Херсон. Поштова контора, I-а пол. XIX ст.
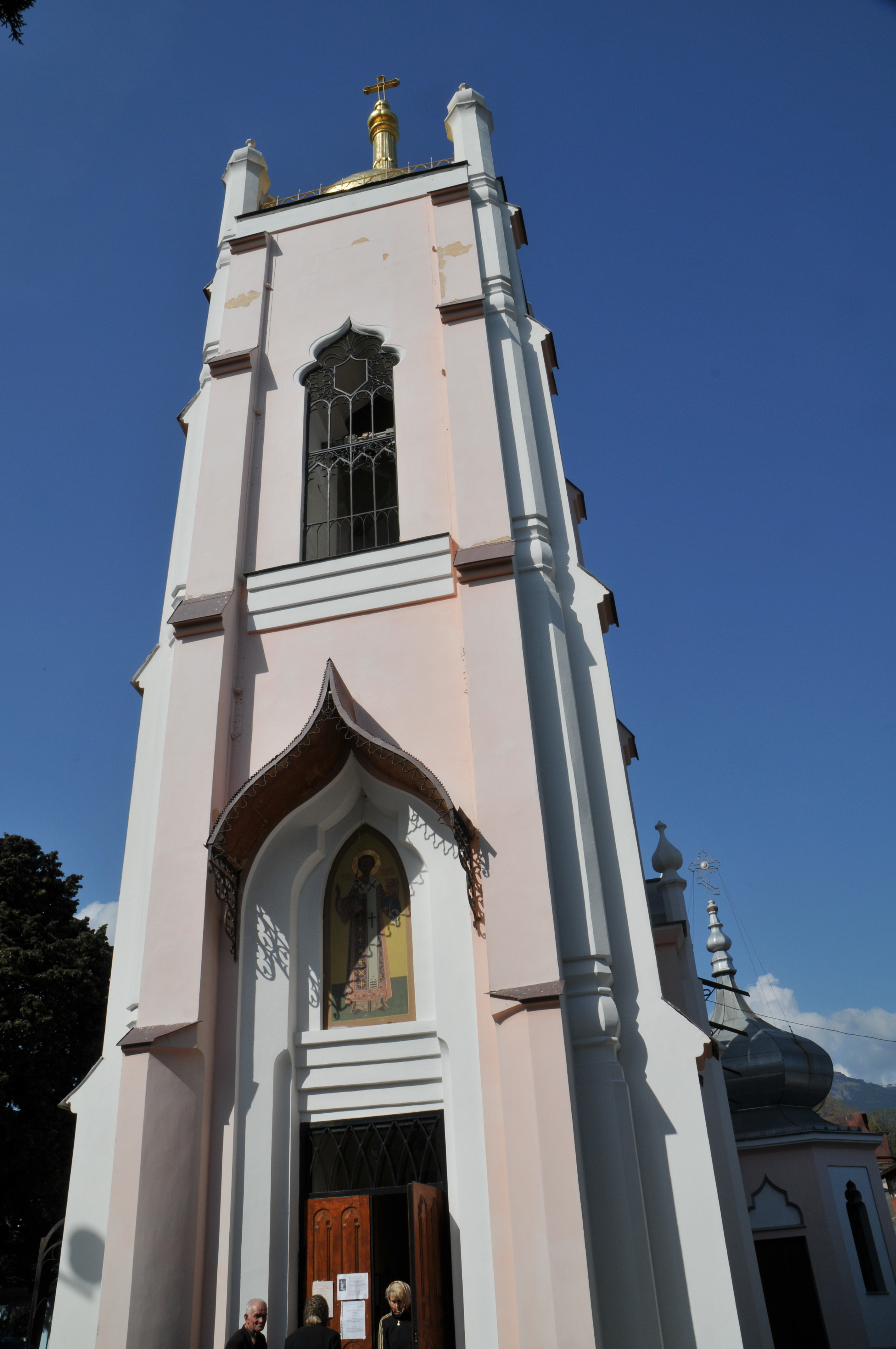
Ялта. Дзвіниця церкви Івана Златоуста, арх. Г. І. Торічеллі, 1837 р.
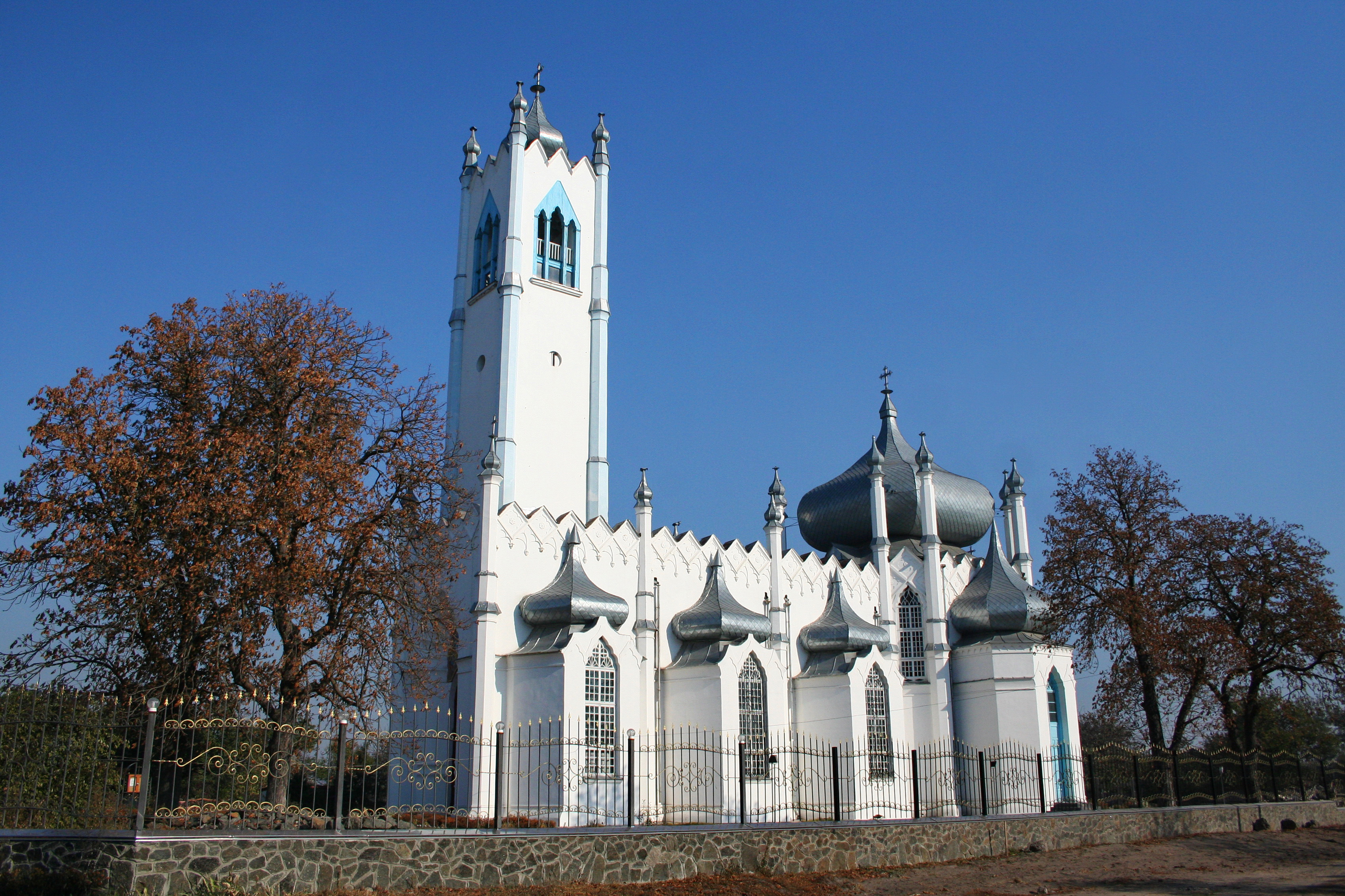
Мошни. Церква Спаса Преображення Господнього, арх. Г. І. Торічеллі, 1840 р.

### Садиби доби класицизму

Дніпро, колишній палац Потьомкіна (згодом Будинок відпочинку Ім. Ілліча,. фото 1927 р).

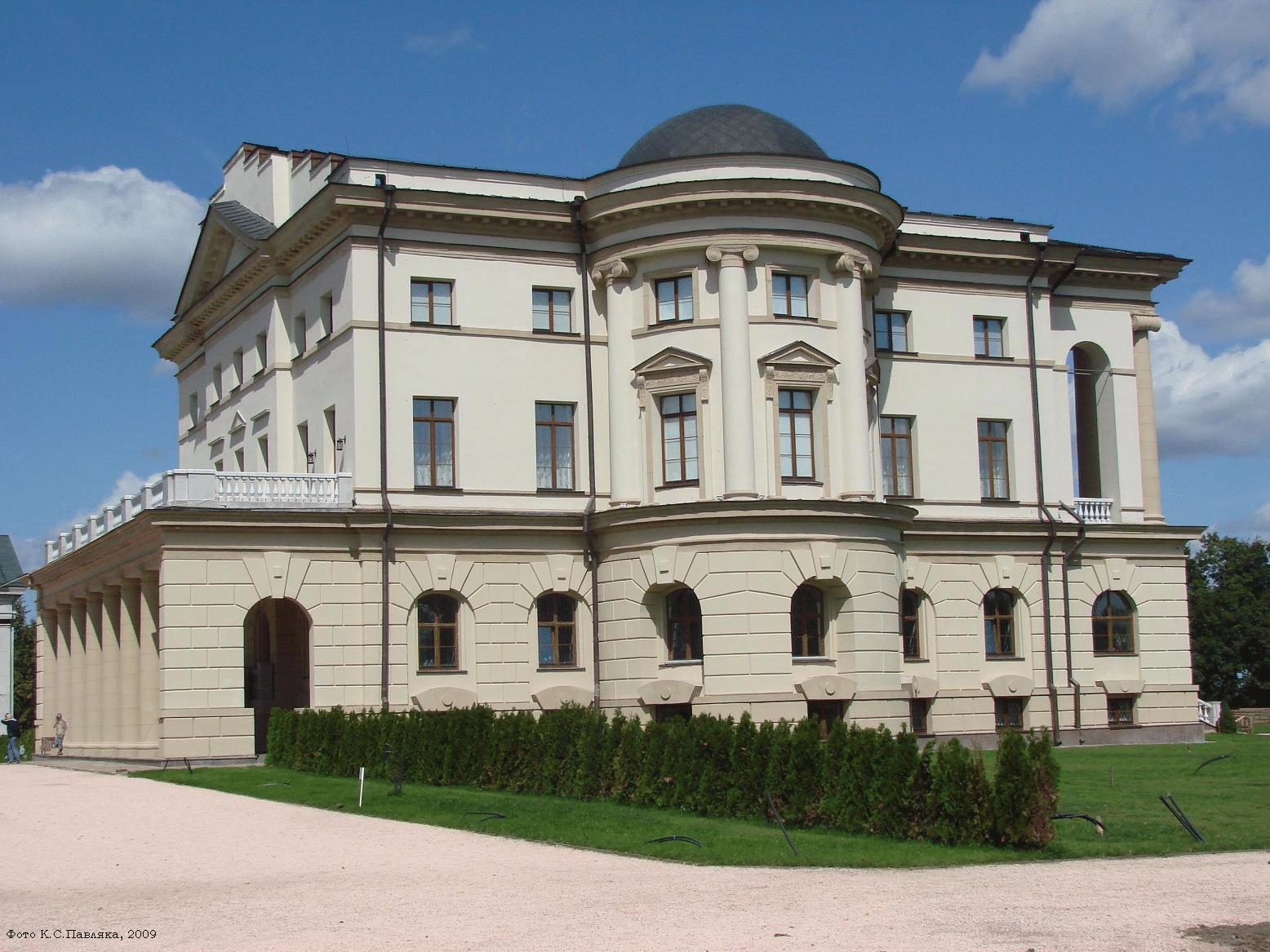
м.Батурин. Палац Розумовського, бічний фасад
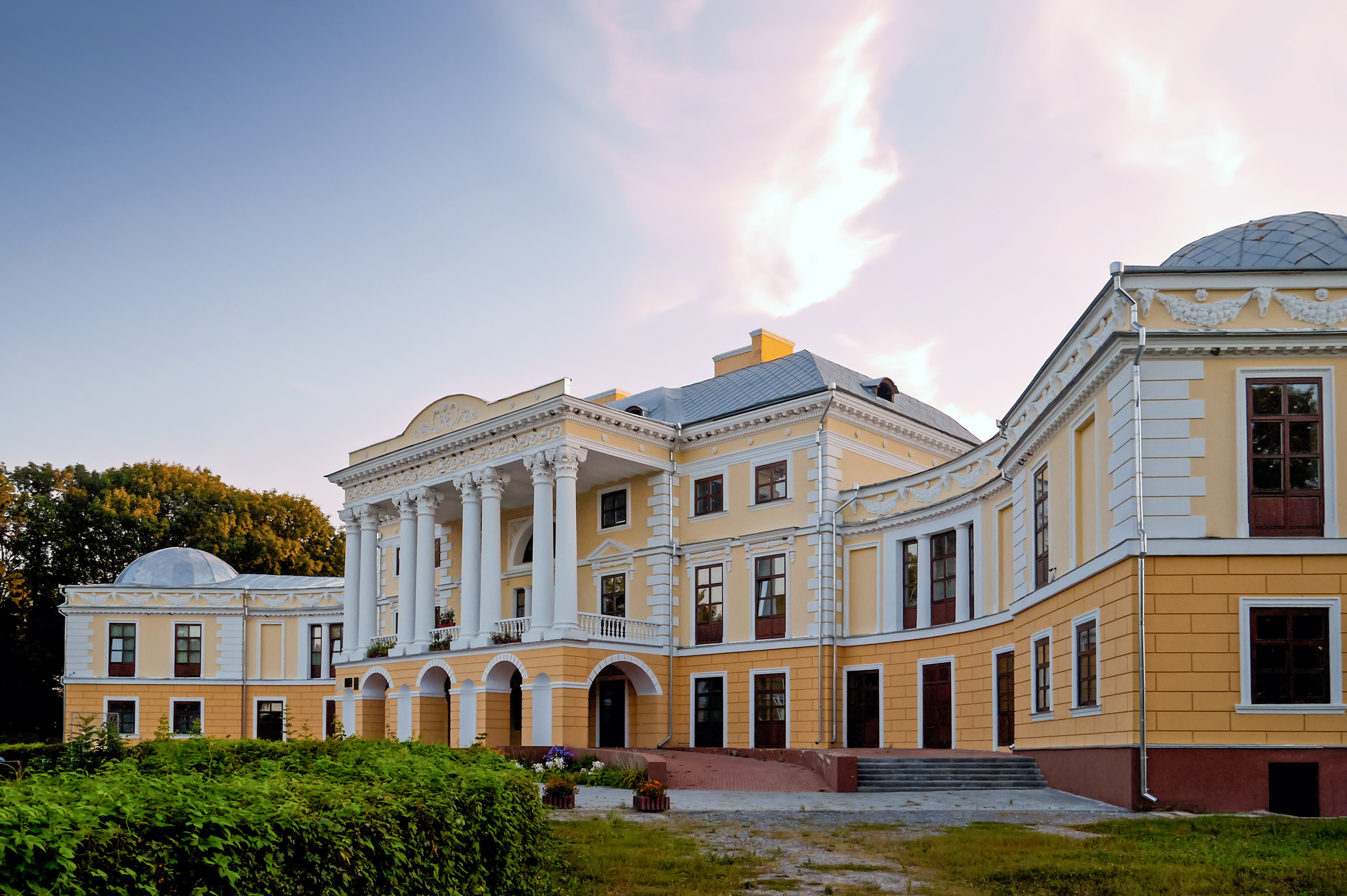
Вороновиця, Вінницька область. Палац Грохольського
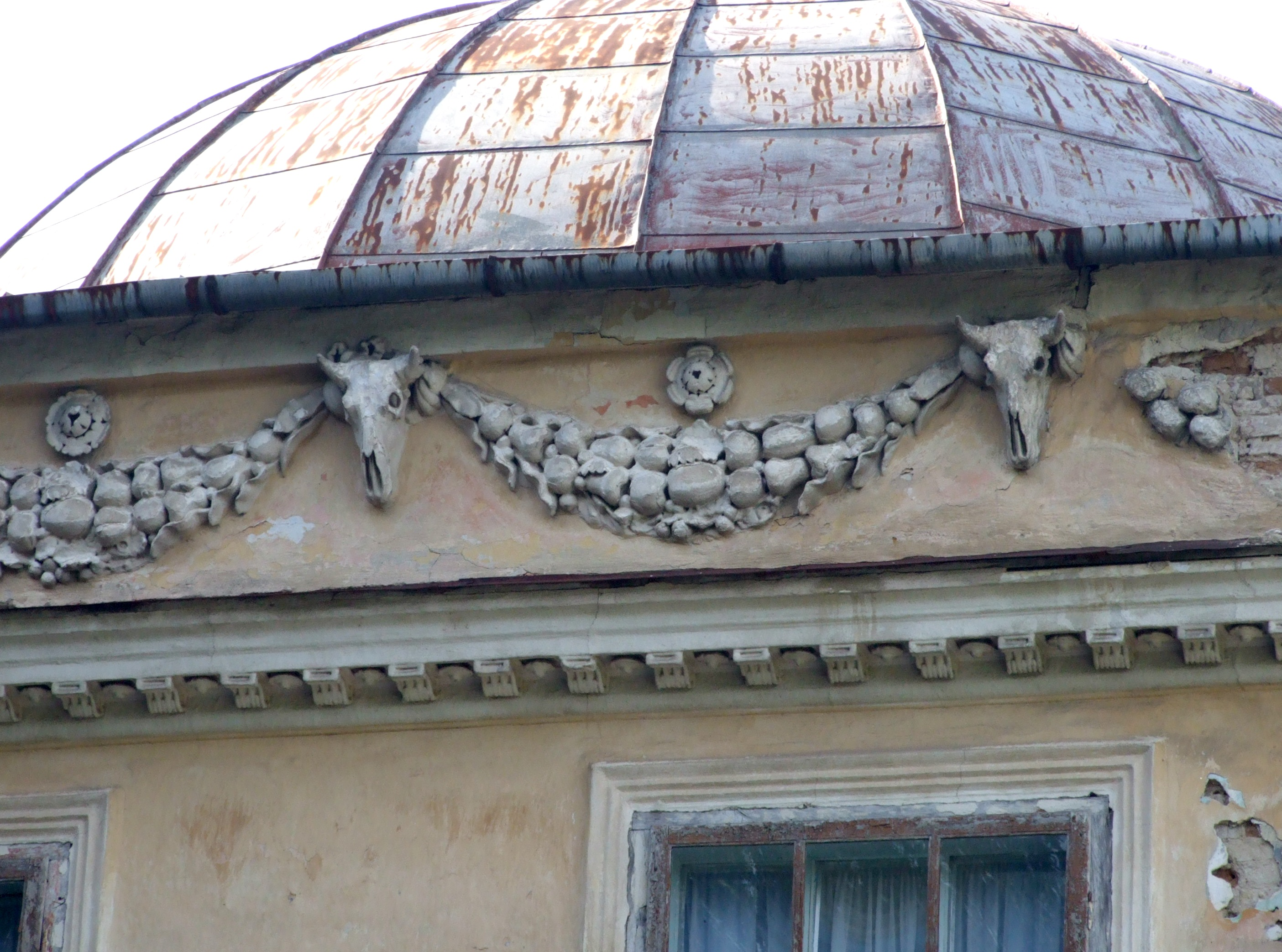
Вороновицький музей історії авіації та космонавтики України. Вінницька область. Ліплений декор бічного павільйону з гірляндами
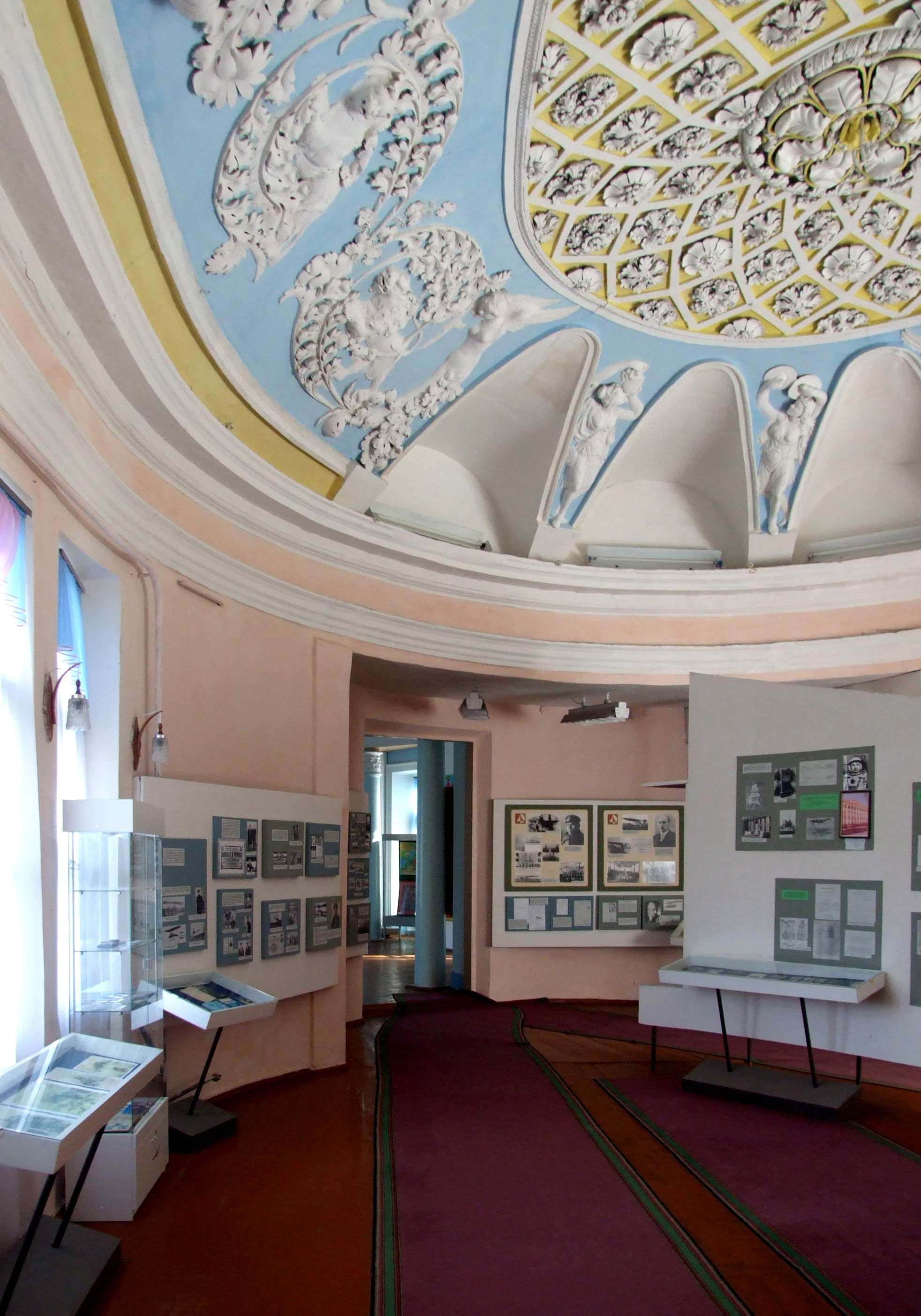
Вороновицький музей історії авіації та космонавтики України. Вінницька область. Ліплений декор овальної зали.
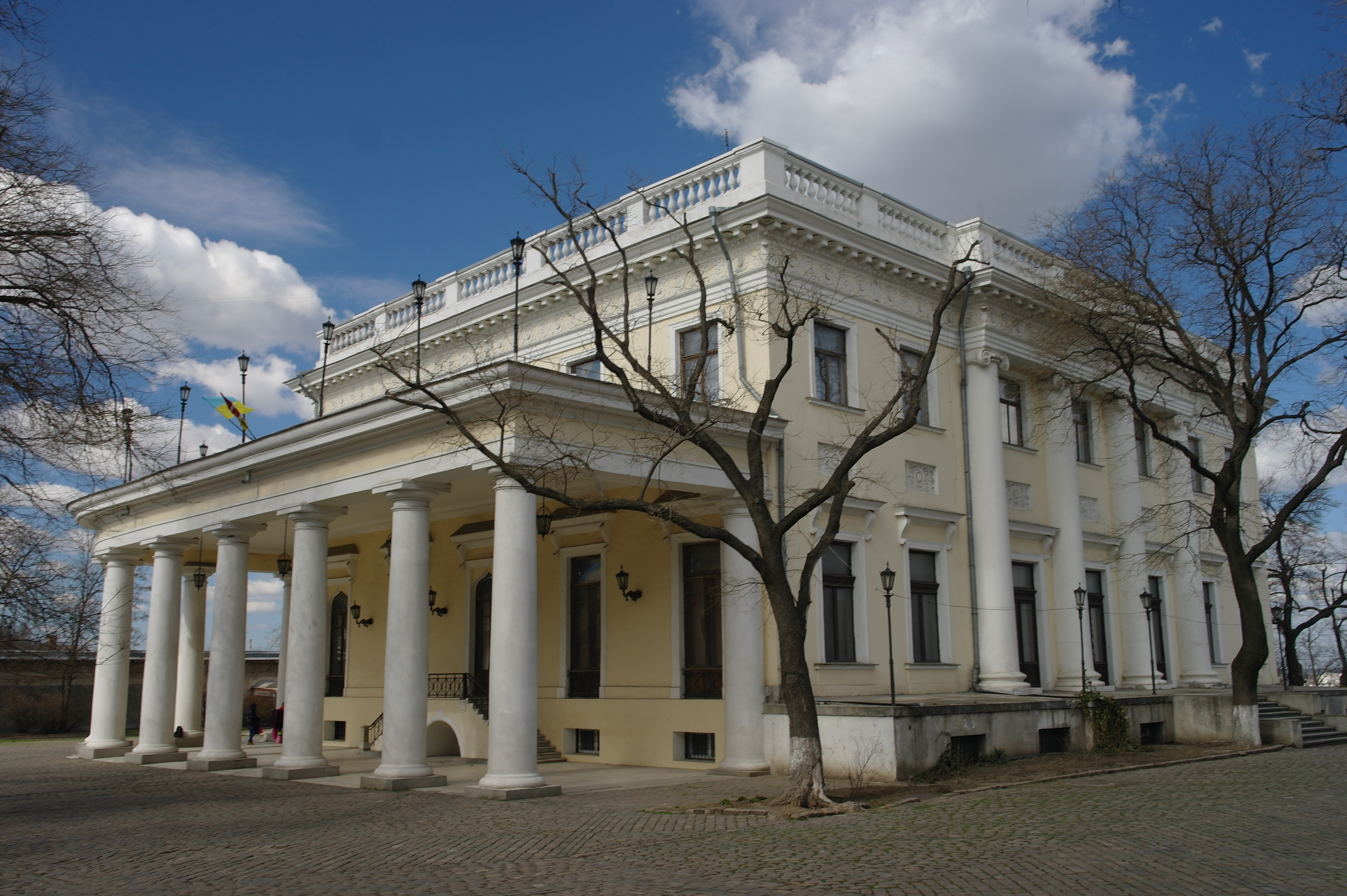
Одеса. Палац міської садиби М. С. Воронцова, 1824–1828 рр.
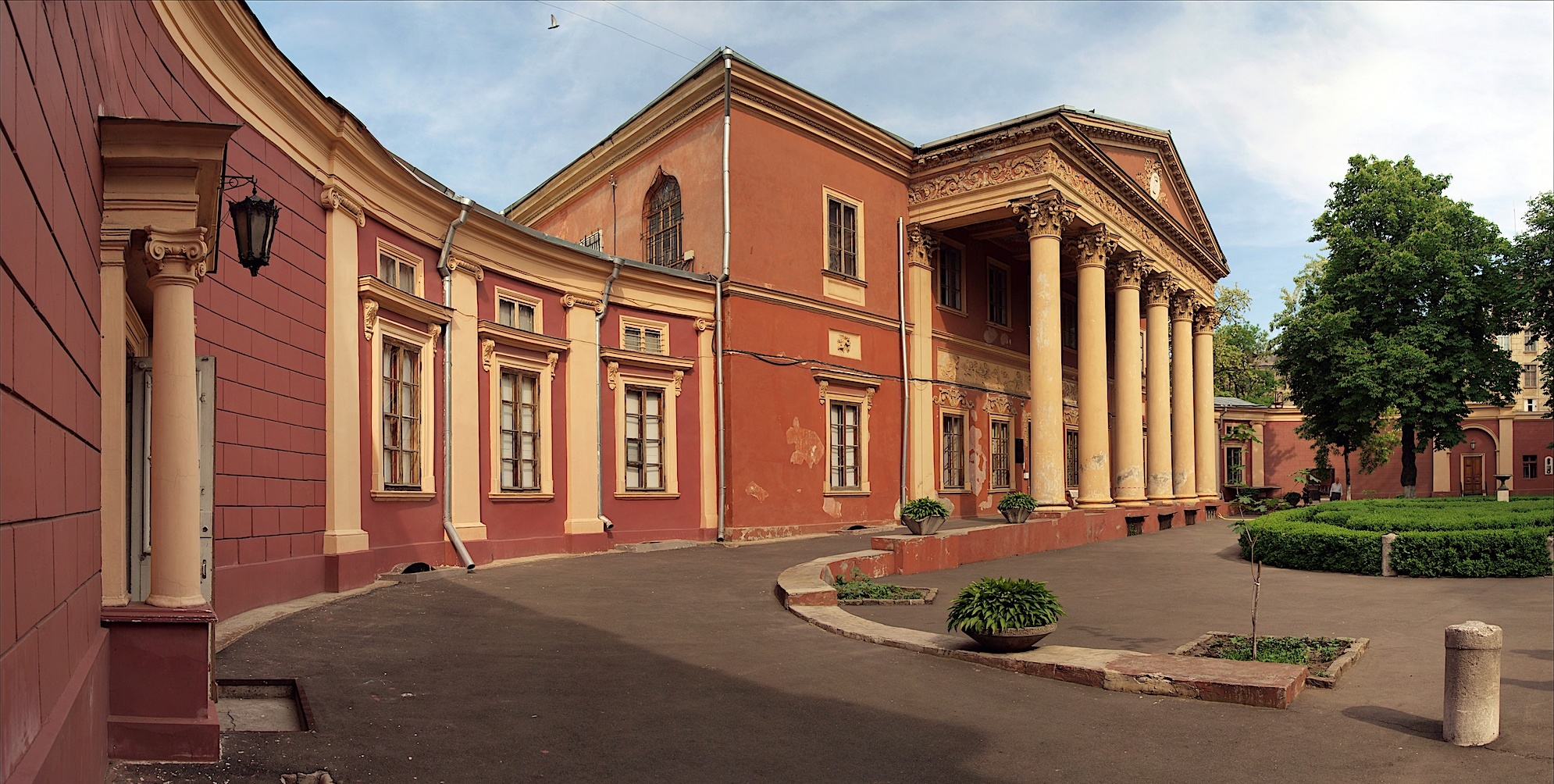
Садиба Наришкіних (невідомий архітектор, 1823–1826 рр.)
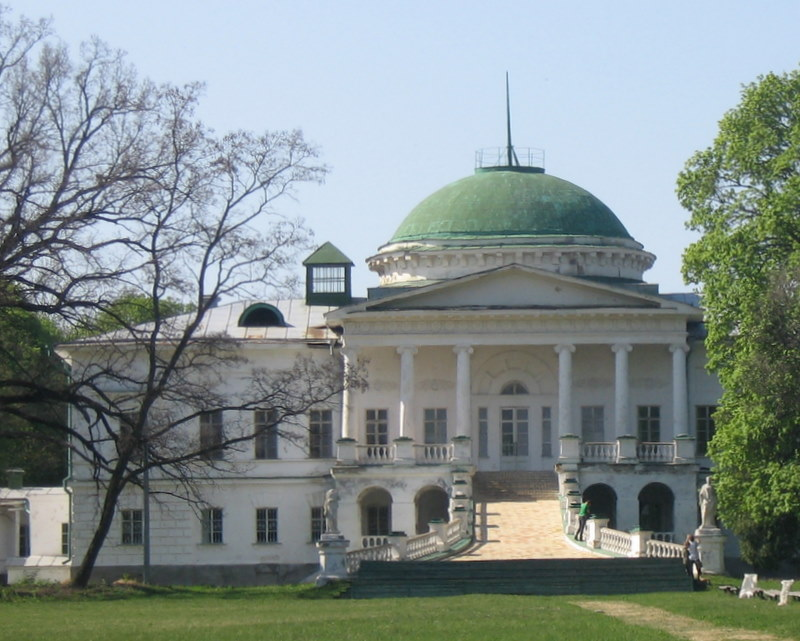
Сокиринці, Чернігівська область.
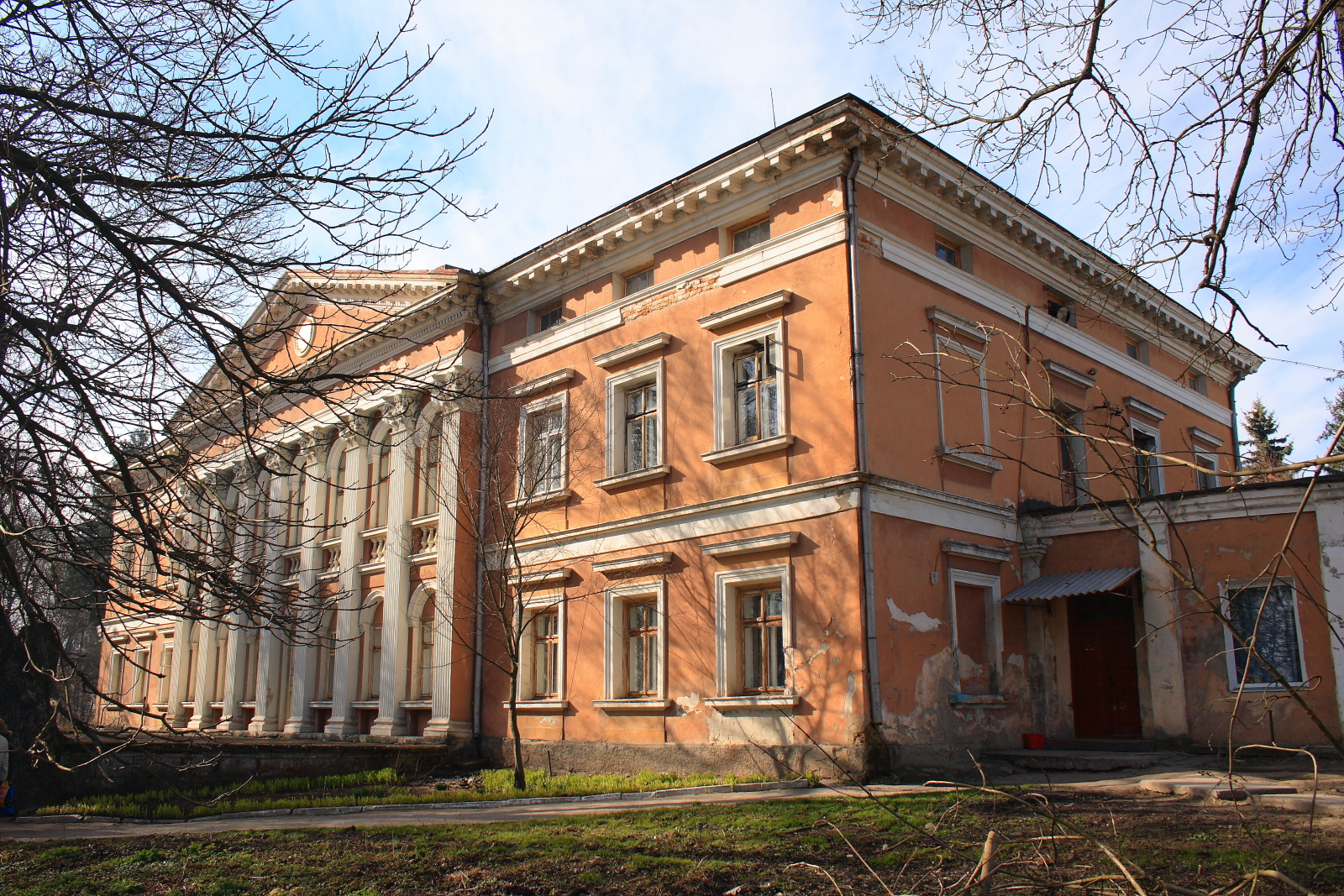
Микулинці, Тернопільська обл. Палац графів Реїв, бічний фасад.
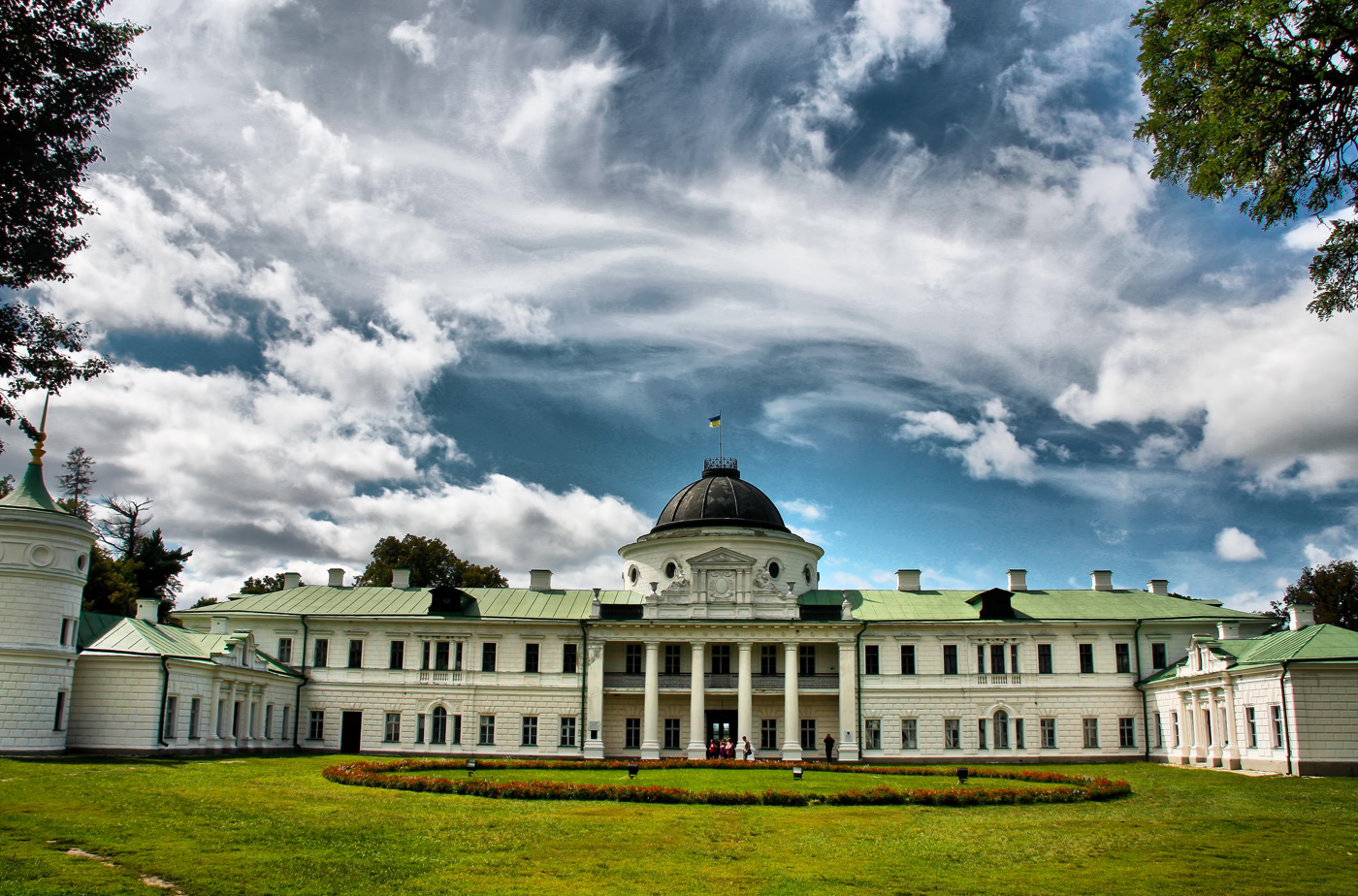
Качанівка (національний історико-культурний заповідник), Чернігівська обл.

## Архітектура середини ХІХ ст
У 1840-х роках класицизм вичерпав себе. У Австро-Угорській імперії у той час став популярним стиль круглої арки (Rundbogen), для якого були властиві аркові вікна, використання елементів неоренесансу та неокласицизму. Найбільша кількість взірців даної архітектури відносяться до споруд залізничних вокзалів — у імперії у той час активно велось будівництво залізниць.
На початку 1840-х років у Петербурзі були затверджені нові альбоми типових фасадів, які ознаменували кінець стилю класицизм. Нові проєкти були виконані у неоренесансних формах. Деякі взірці були подібні стилю Rundbogen у Австро-Угорщині. Дані проєкти використовували до 1857 року, коли була скасована необхідність притримуватися альбомних фасадів. Внаслідок цього стало можливим складання проєктів будь якого рівня гіршості, але з іншого боку відкривались нові горизонти для коштовного будівництва. Однак економічна криза у Російській імперії не сприяла будівництву високоякісних споруд, і лише з 1880-х почалося поступове покращення.
У 1850-х виникли зміни і у церковному будівництві. У Російській імперії у той час постав націоналістичний напрям псевдо-російського стилю, при цьому продовжували ігноруватися особливості сакрального будівництва України. Цей стиль насильно впроваджувався в Україні, як в церковному будівництві (собори в Житомирі, Харкові, Катеринославі та ін.), так і у державних спорудах, а занепад архітектури 1860-х — 1870-х нерідко давав низькоякісні зразки. До цього часу належать урядові «реставрації» дорогоцінних пам'яток будівництва княжої добі", тоді ж були розібрані й знищені будови Херсонеса IV—X ст., Десятинна церква в Києві X ст, перебудовані кафедра у Володимирі-Волинському XII ст., церква в Овручі XII ст. та інші, а на їхньому місці були збудовані безвартісні будови ніби у «псевдовізантійському» стилі.
На західноукраїнських землях, що були під Австро-Угорщиною, течія романтизму впроваджувала переважно форми романського (т. з. Rundbogen) та готичного стилю. Правда, були спроби українських архітекторів додавати деякі мотиви «свої», тобто візантійські, але через брак свого мистецького центру та особливо школи, ці спроби були здебільшого невдалі.

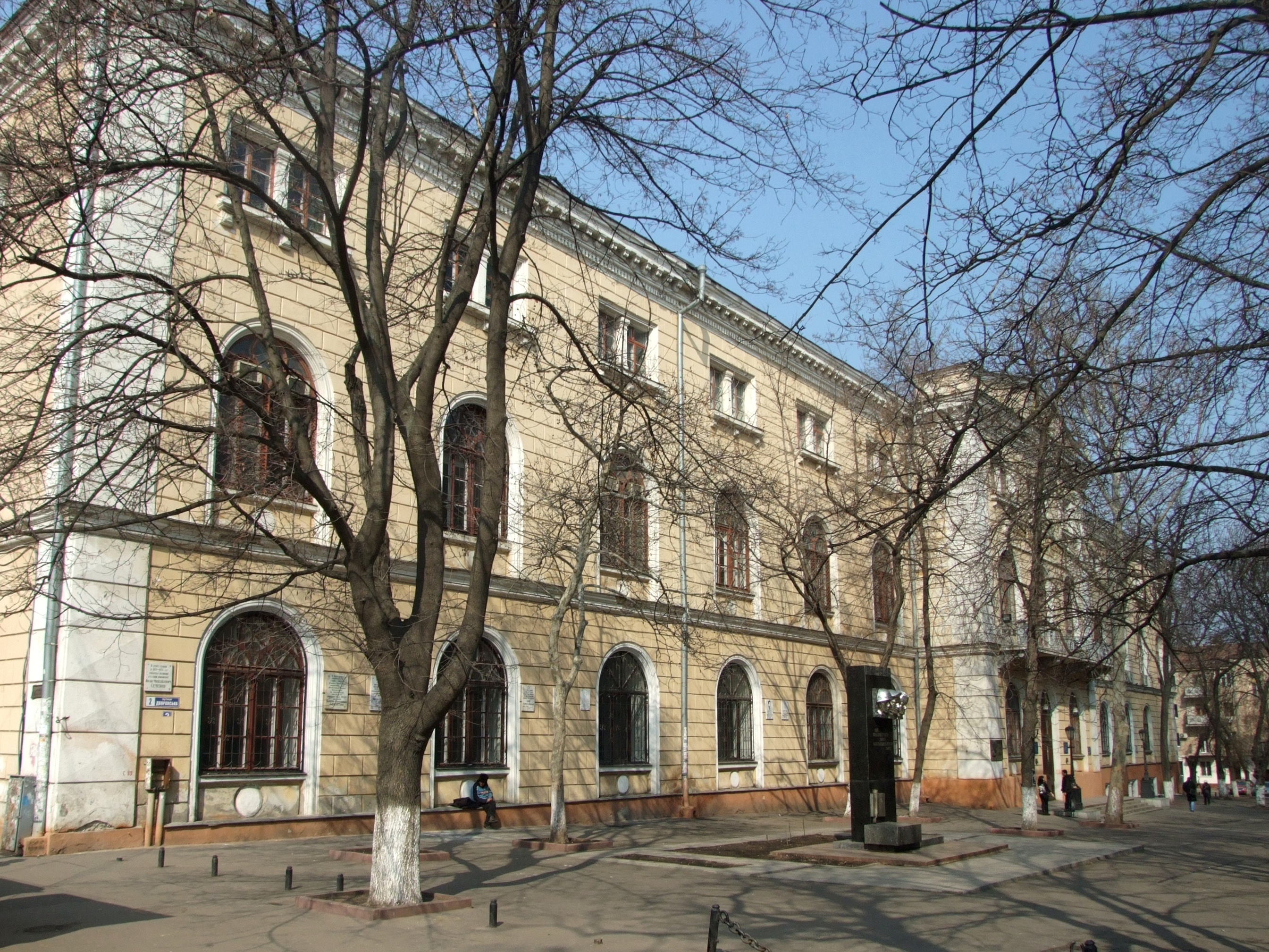
Одеса. Будівля Рішельєського ліцею, арх. О. С. Шашин, проєкт 1848 р.)
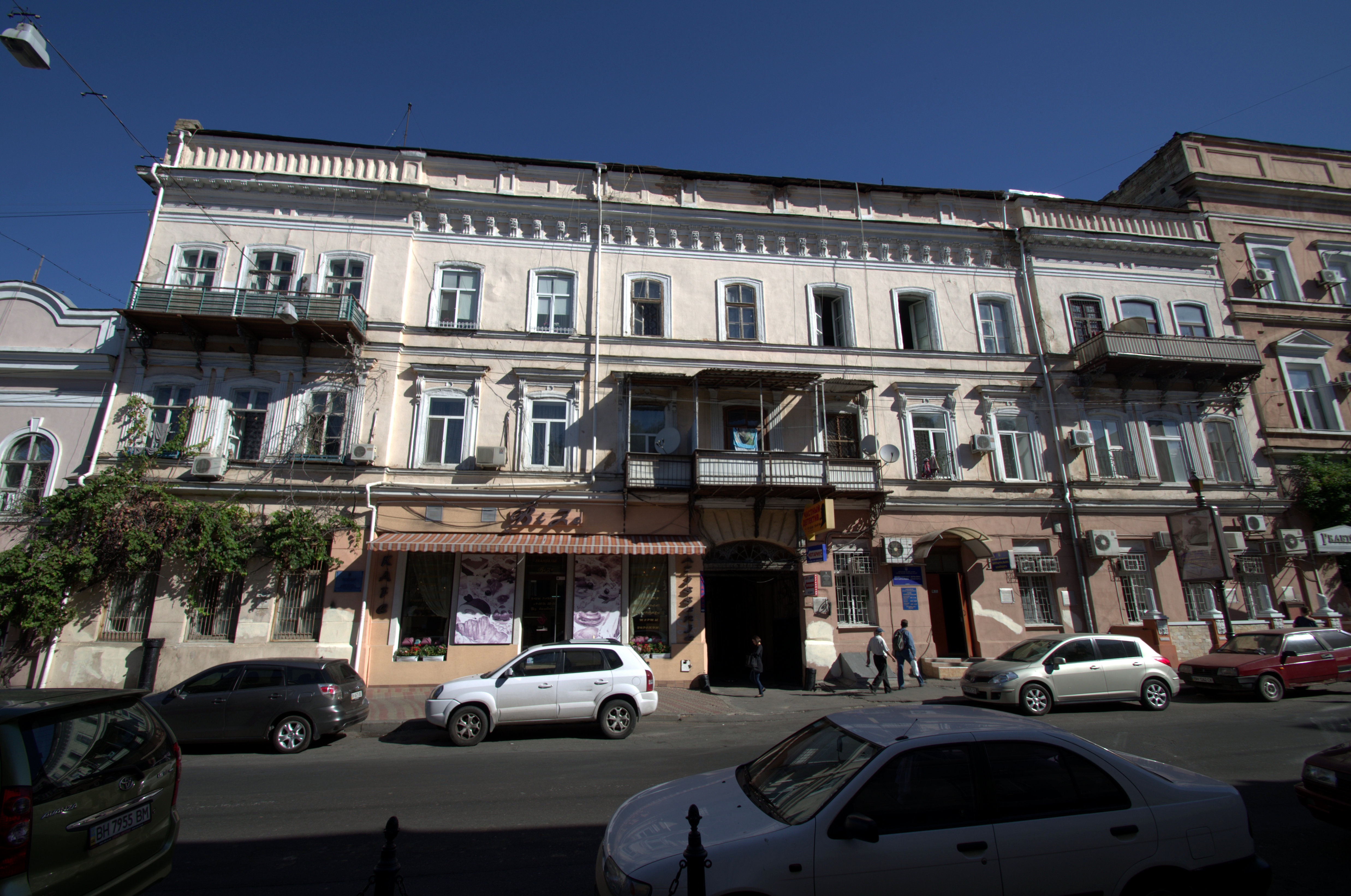
Ланжеронівська вул., 26. Будинок М. Страц (арх. Боффо Ф. К., 1850 р.)
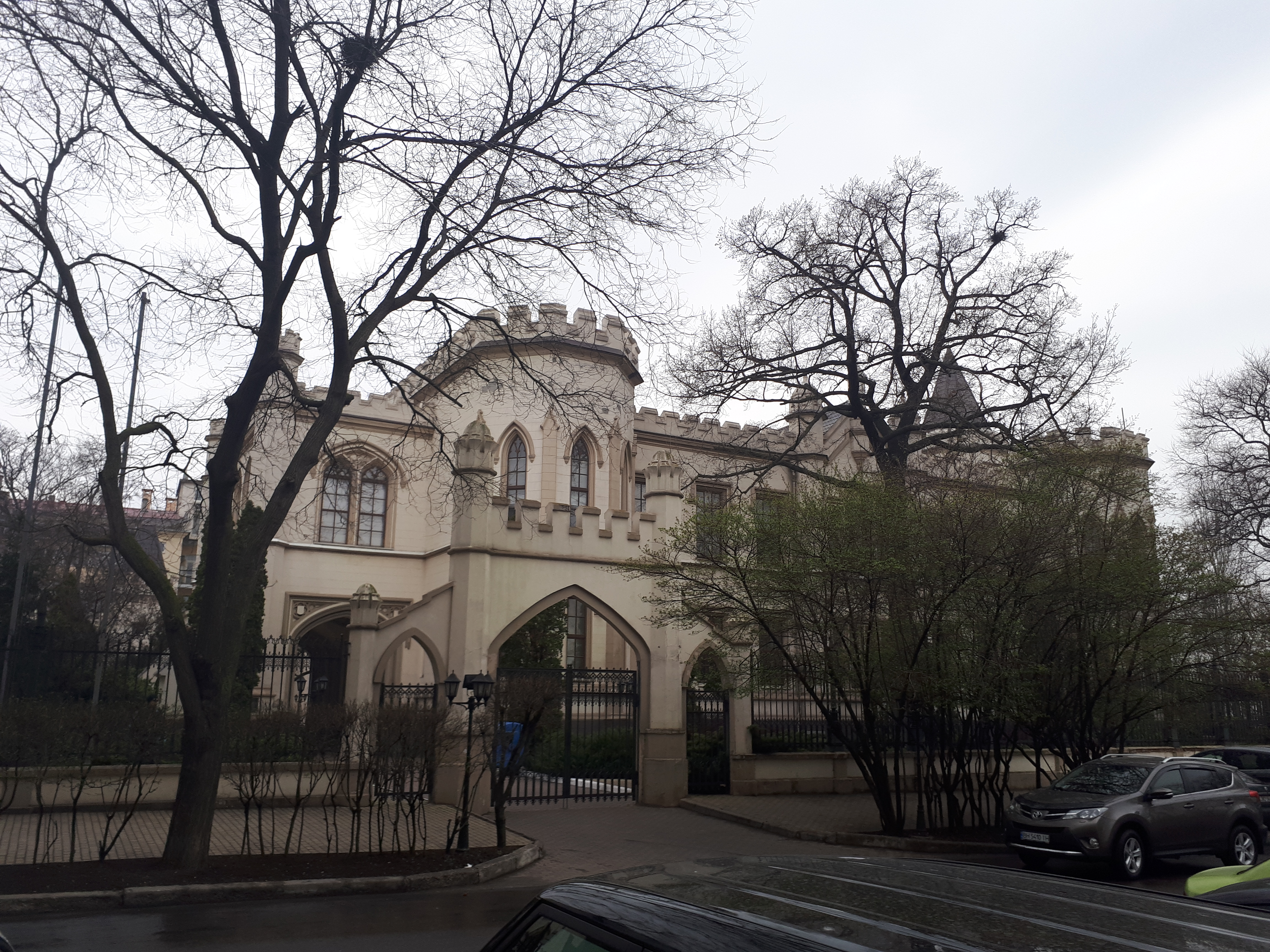
Будинок З. Бржозовського, арх. Ф. В. Гонсіоровський, 1851–1852 рр.
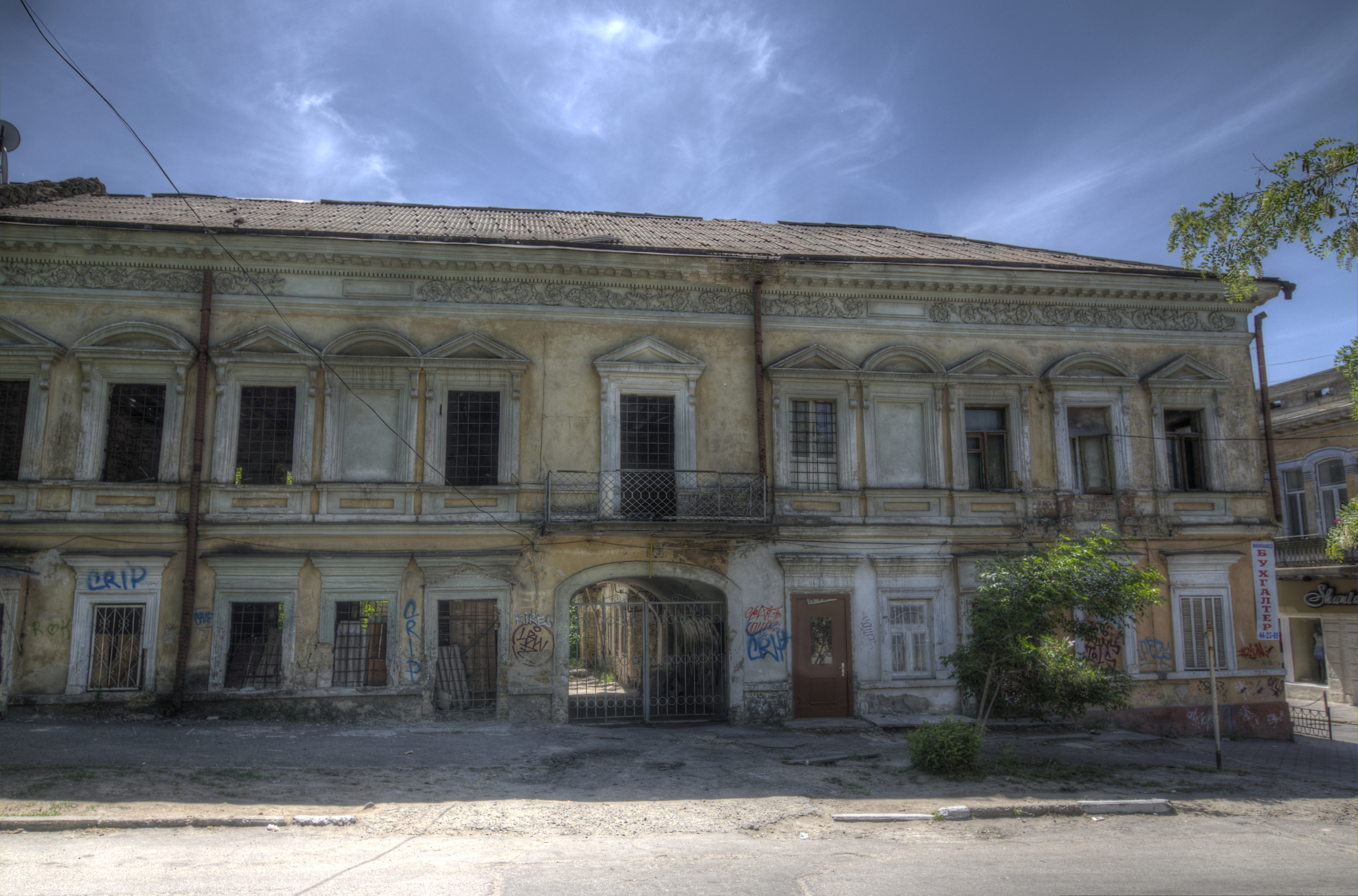
Херсон. Будинок на вул. Старообрядницькій
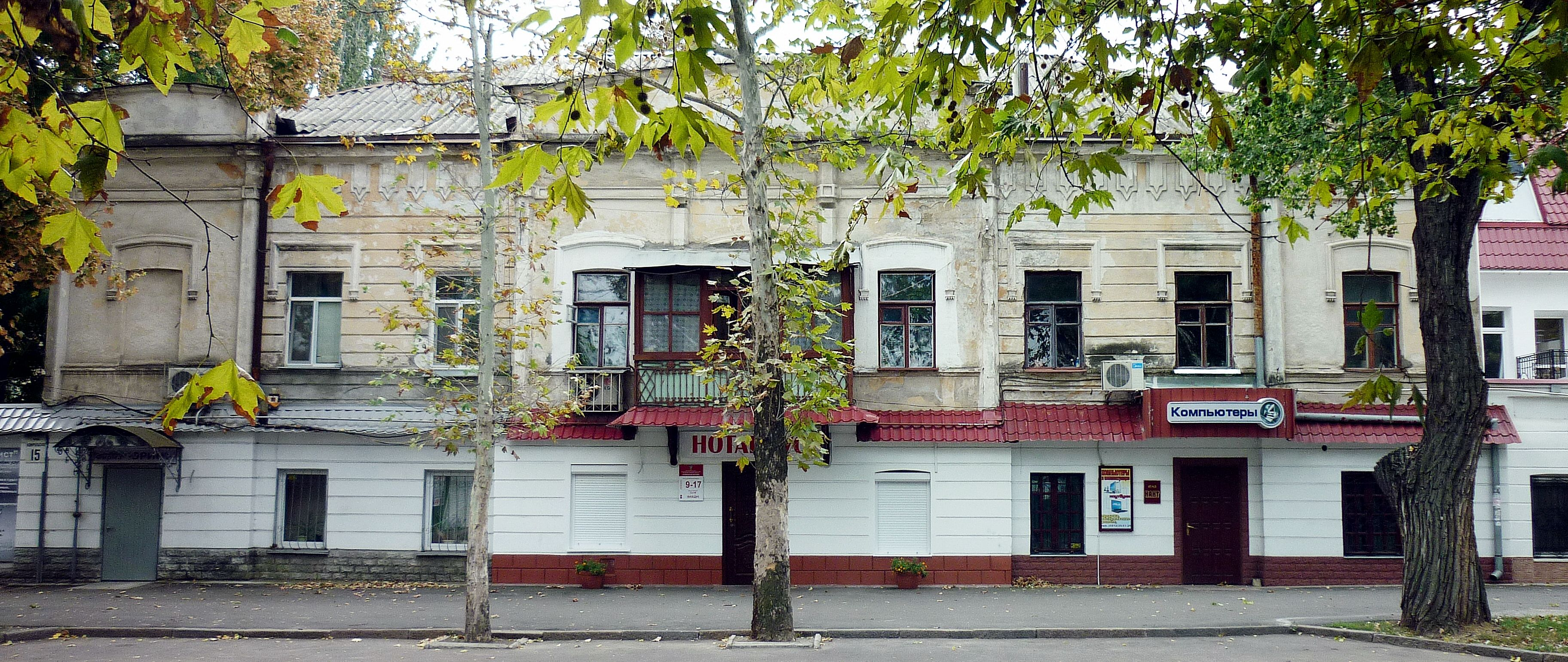
Миколаїв. Будинок на Адміральскій вулиці
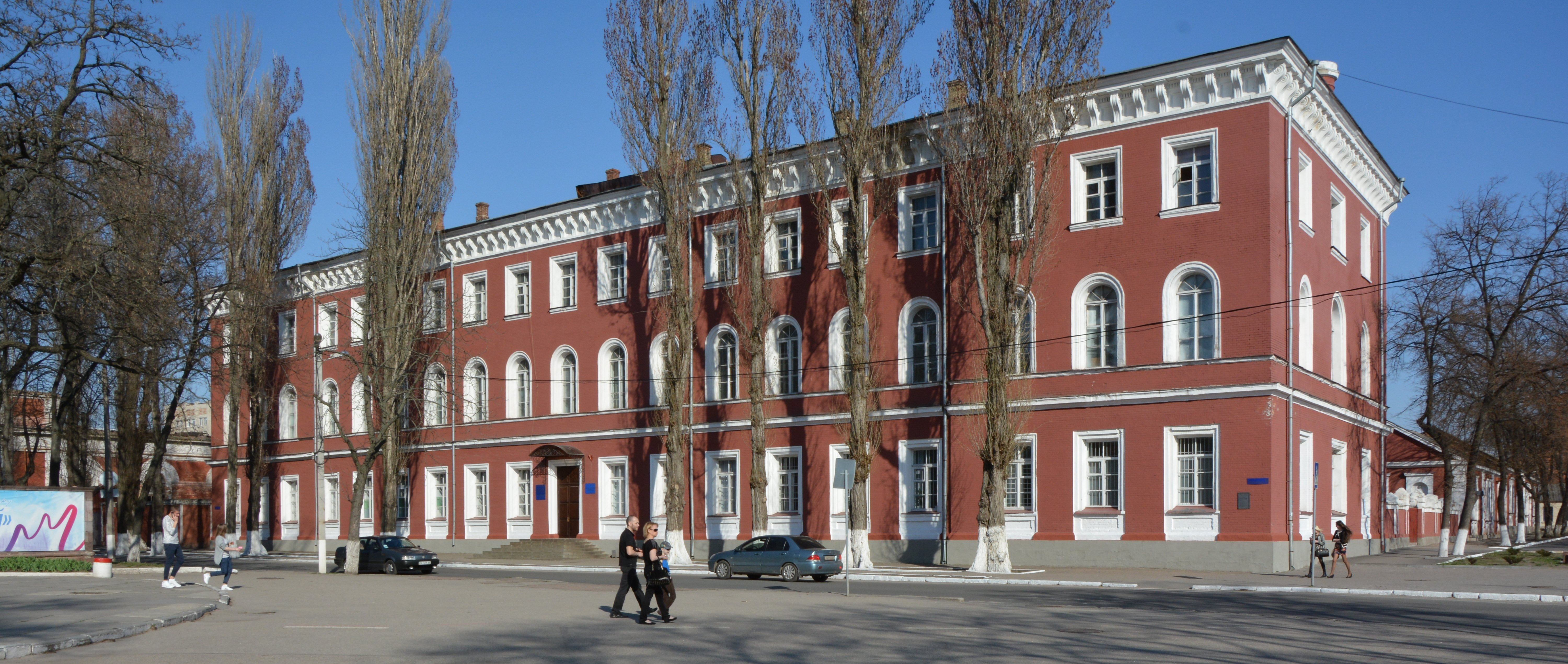
Кропивницький. Військова прогімназія Юнкерського кавалерійського училища, 1851–1855 рр.
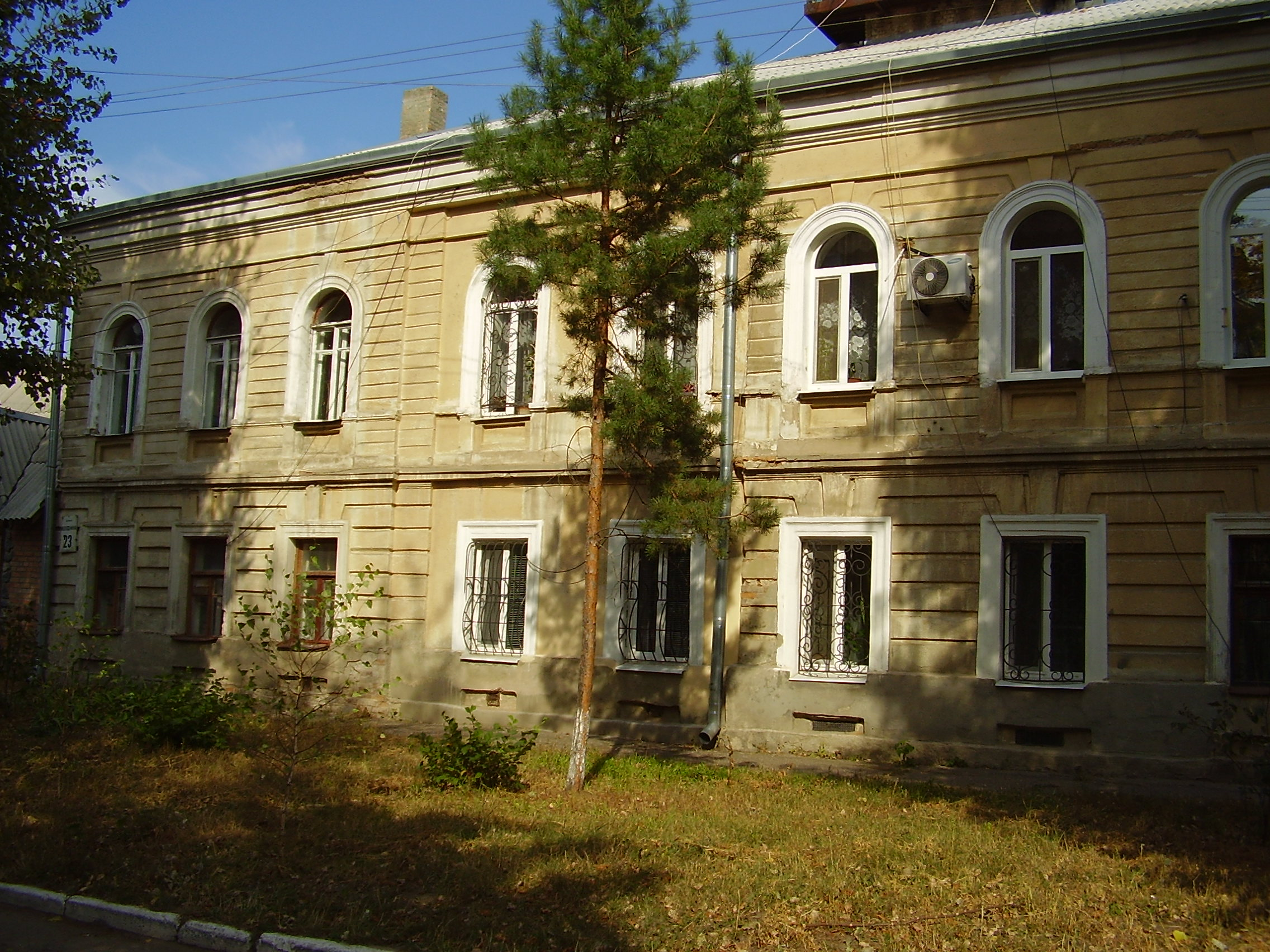
Кропивницький. Будинок на Молодіжній вул., 23
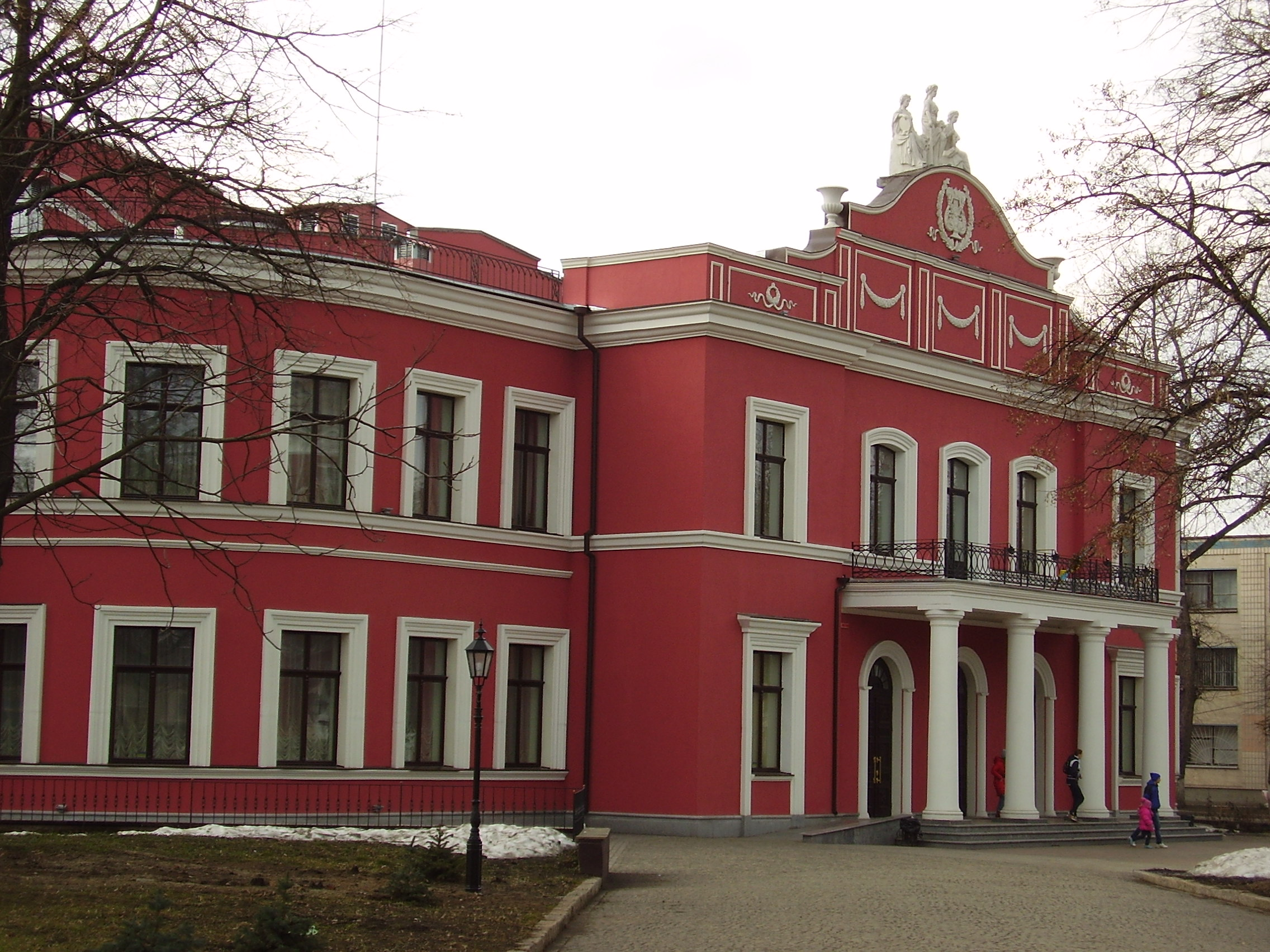
Кропивницький. Зимовий театр, 1867 р.
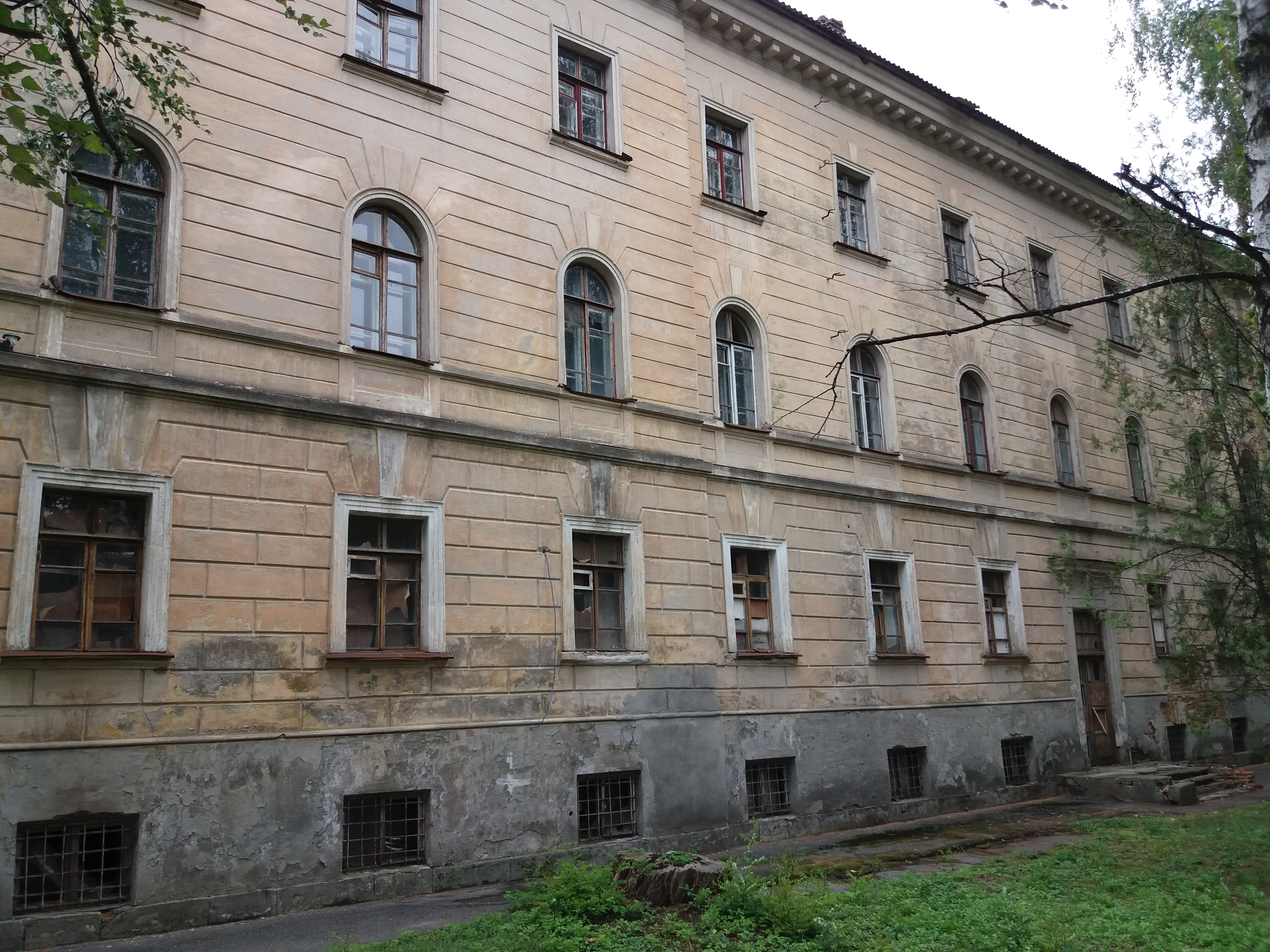
Кременчук. Корпус № 2 Військового шпиталю, 1849–1853 рр.
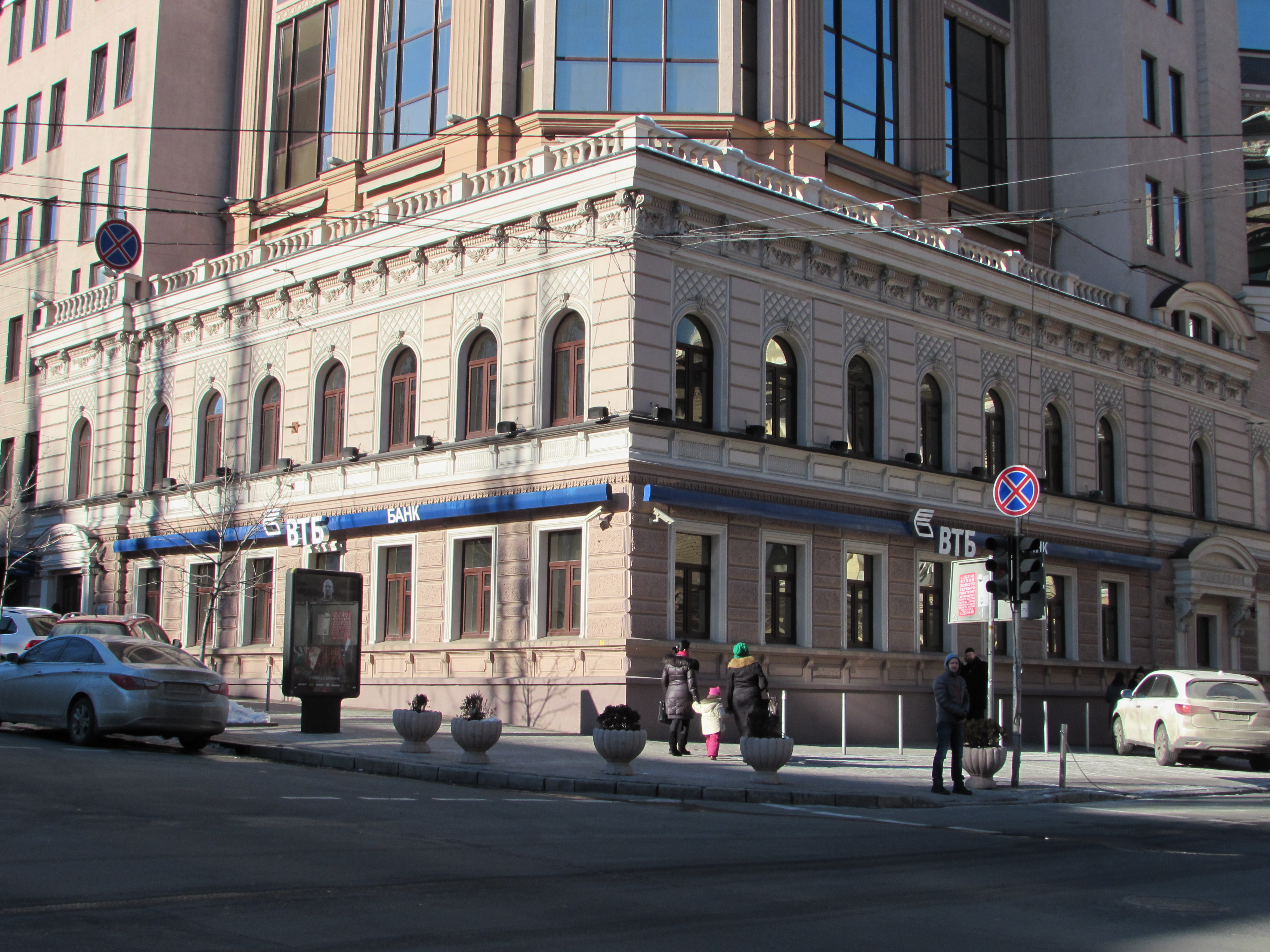
Київ. Особняк родини Шпаковських, 1845 р.
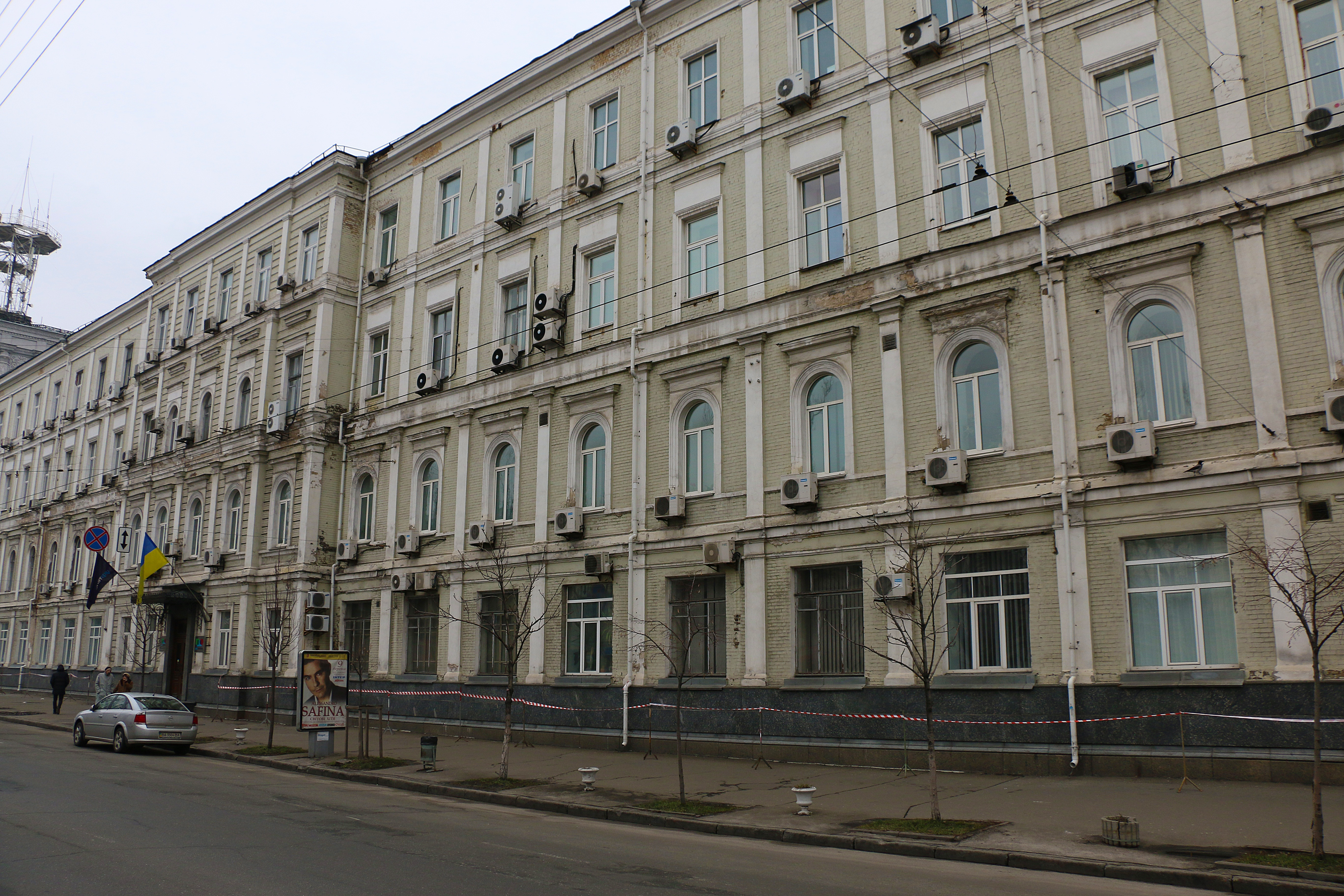
Київ. Будинок 2-ї чоловічої гімназії, арх. П. Шлейфер, 1856 р. Пізніше надбудований двома поверхами.
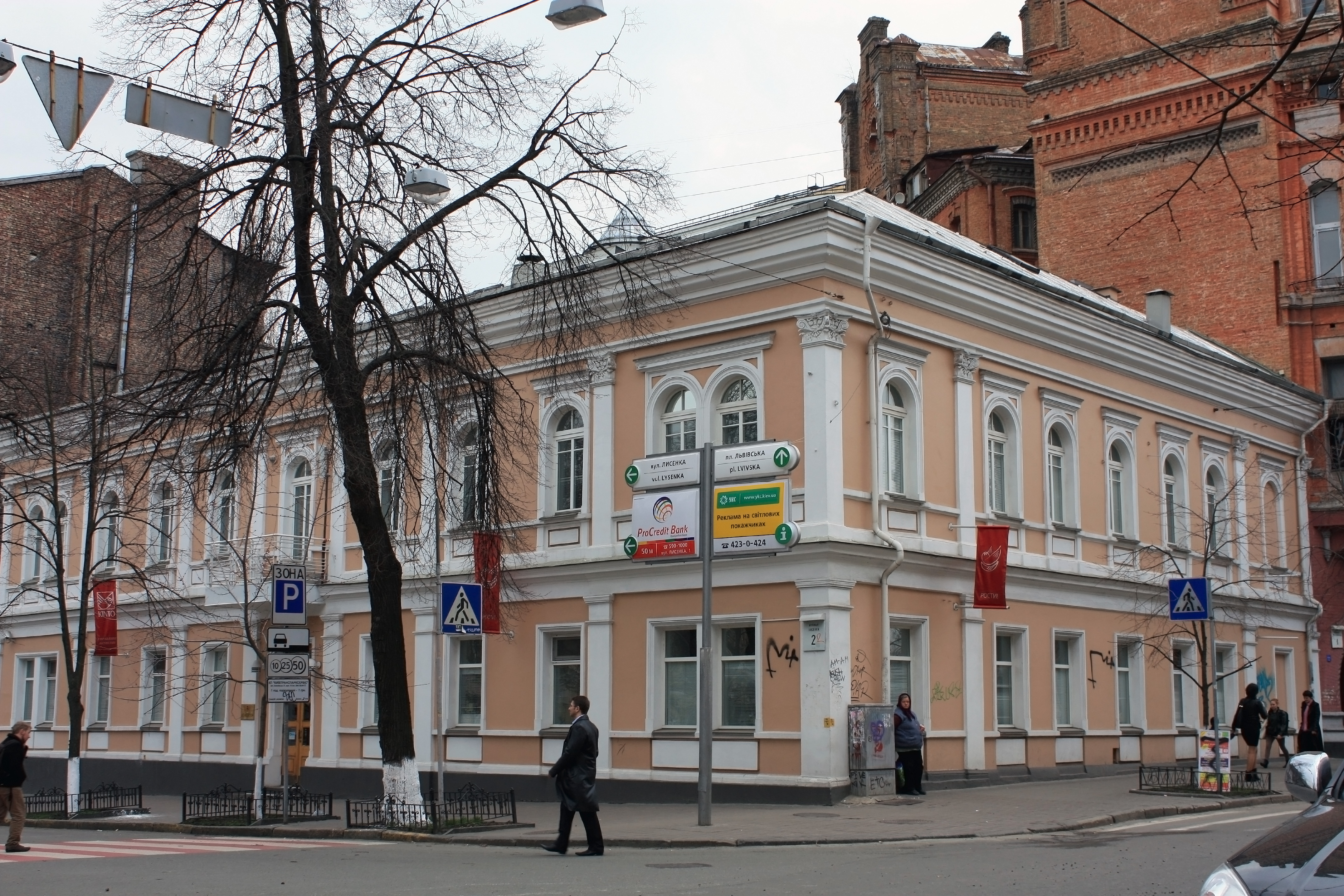
Київ. Житловий будинок на вул. Ярославів Вал, 1
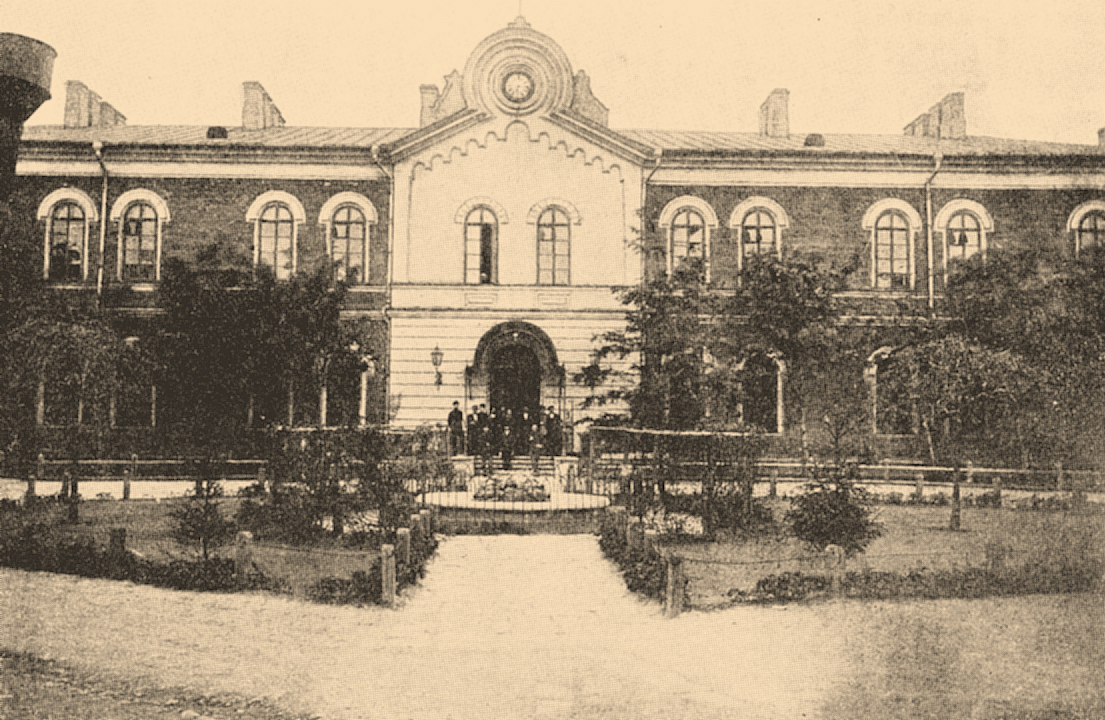
Одеса. Головний корпус Єврейської лікарні, 1860—1864 рр.
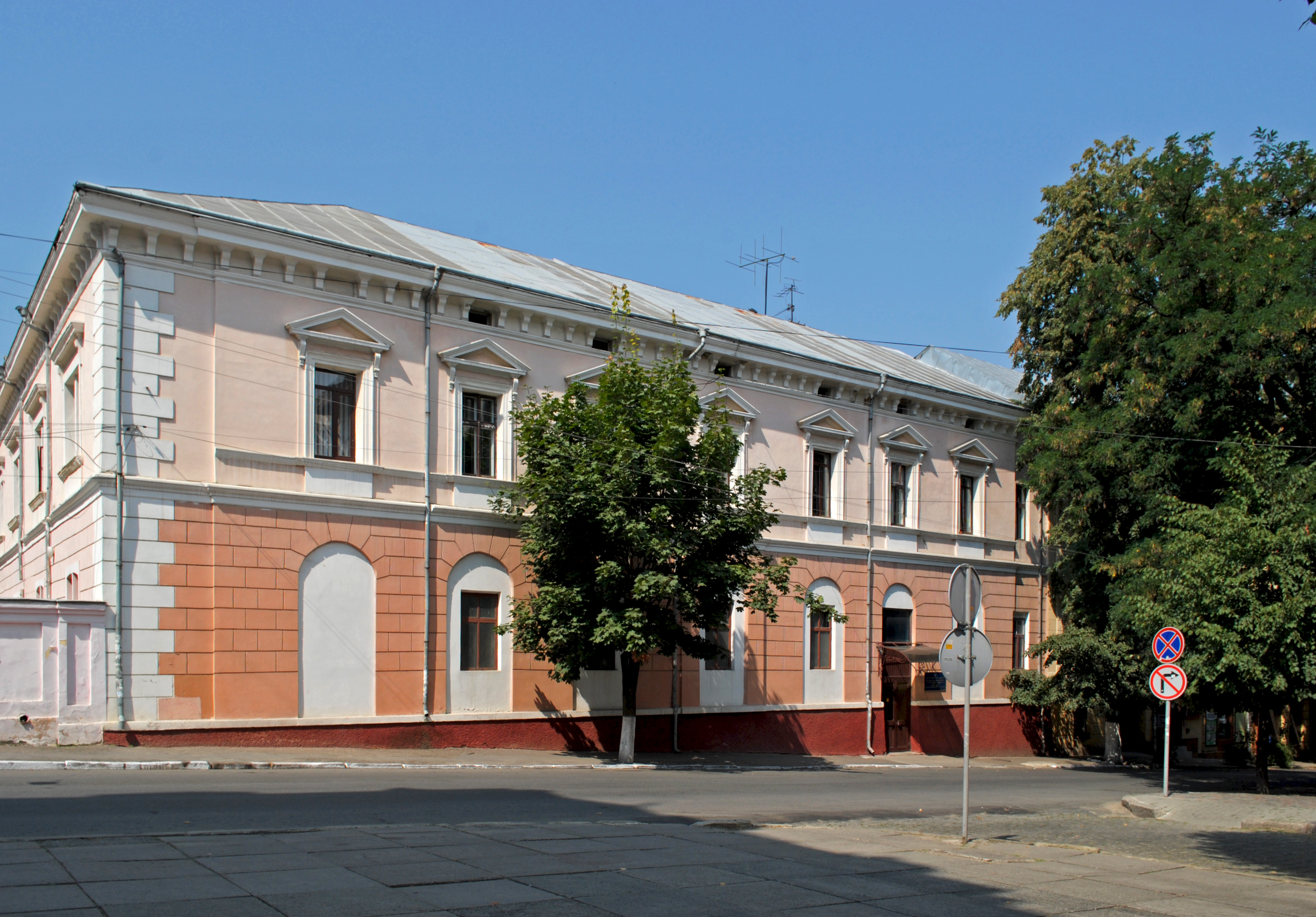
Чернівці. Гауптвахта, 1840-ві рр.
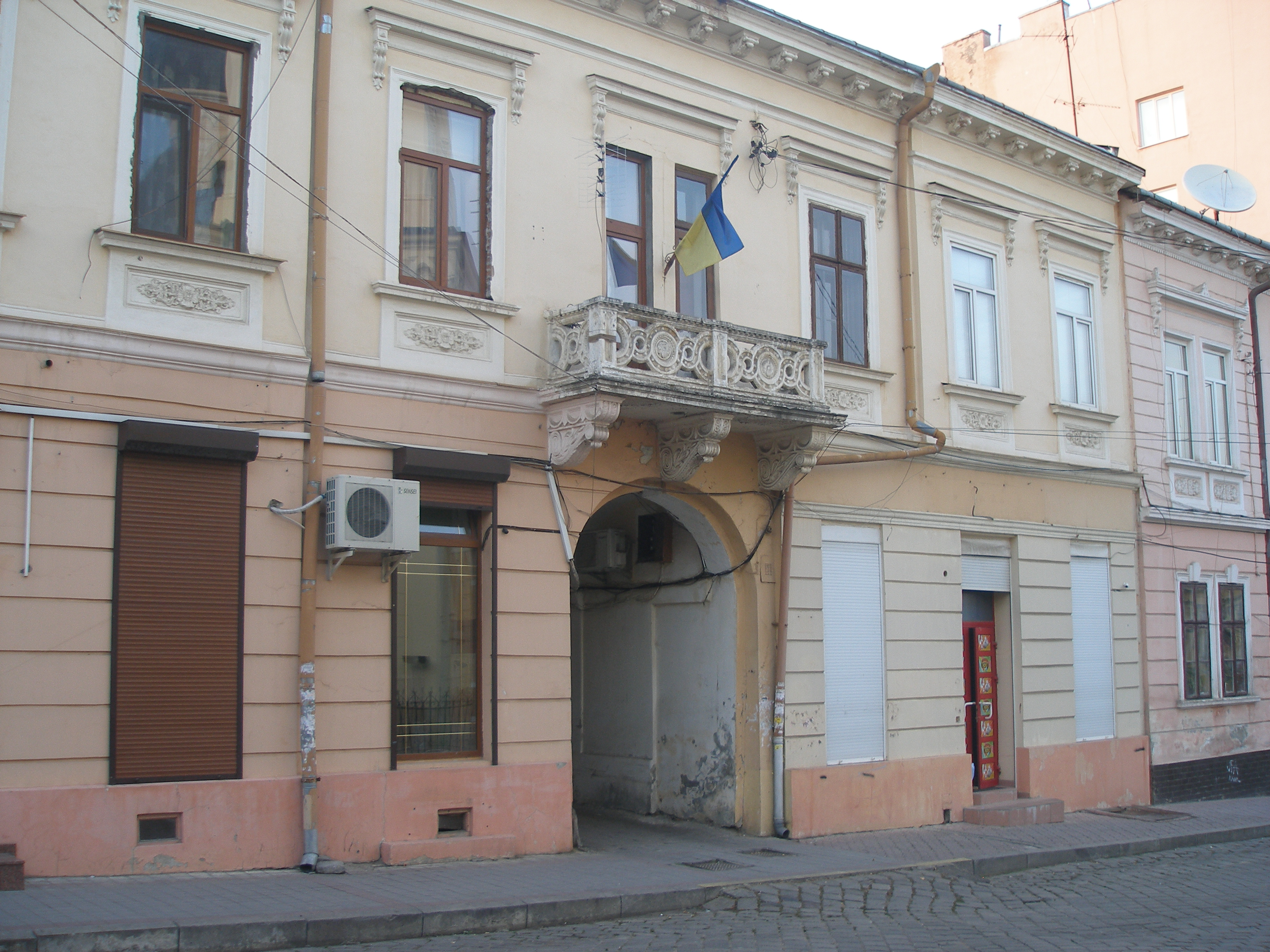
Чернівці. Будинок на вул. Заньковецької Марії, 23
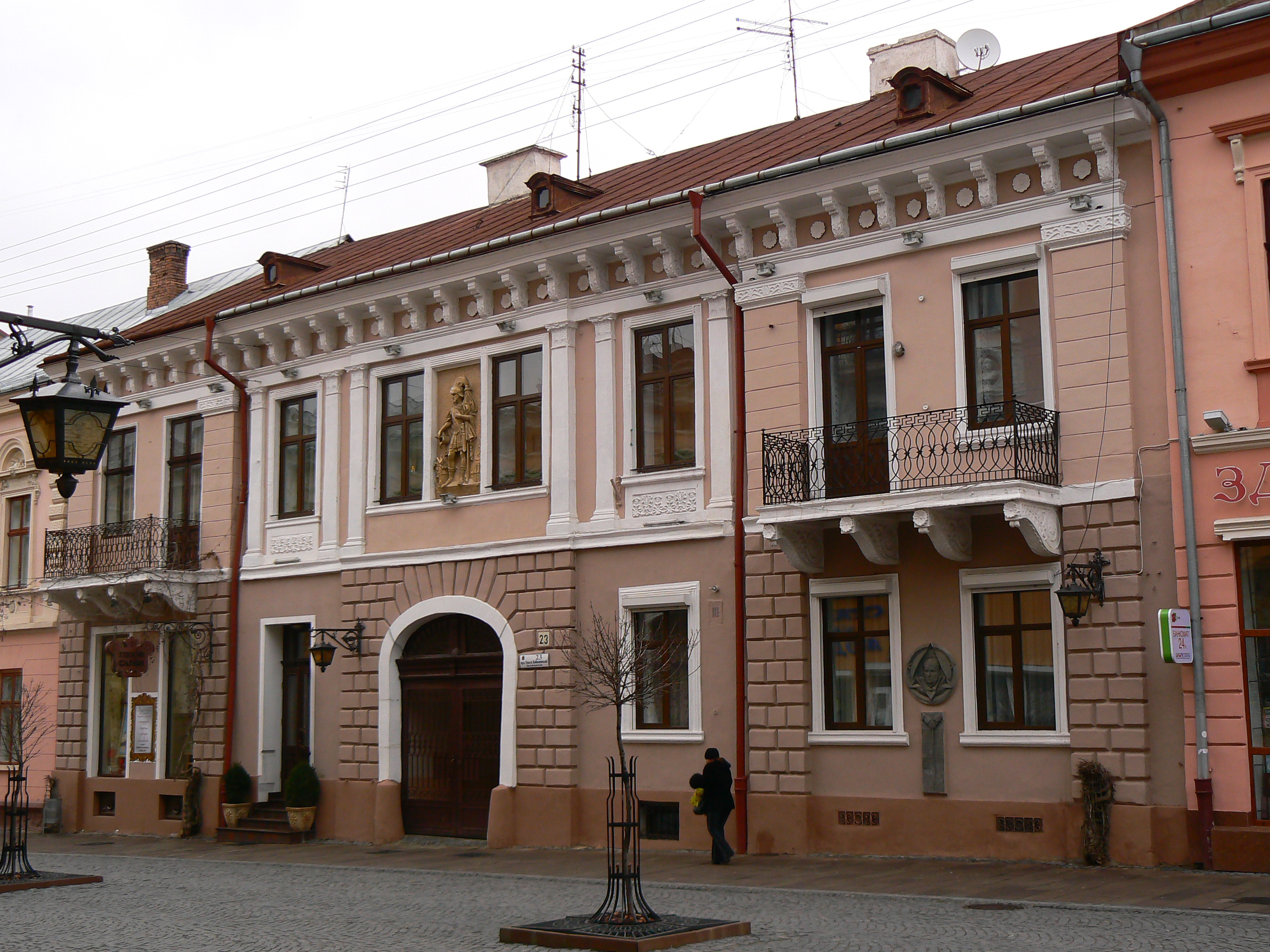
Чернівці. Будинок на вул. Ольги Кобилянської, 23
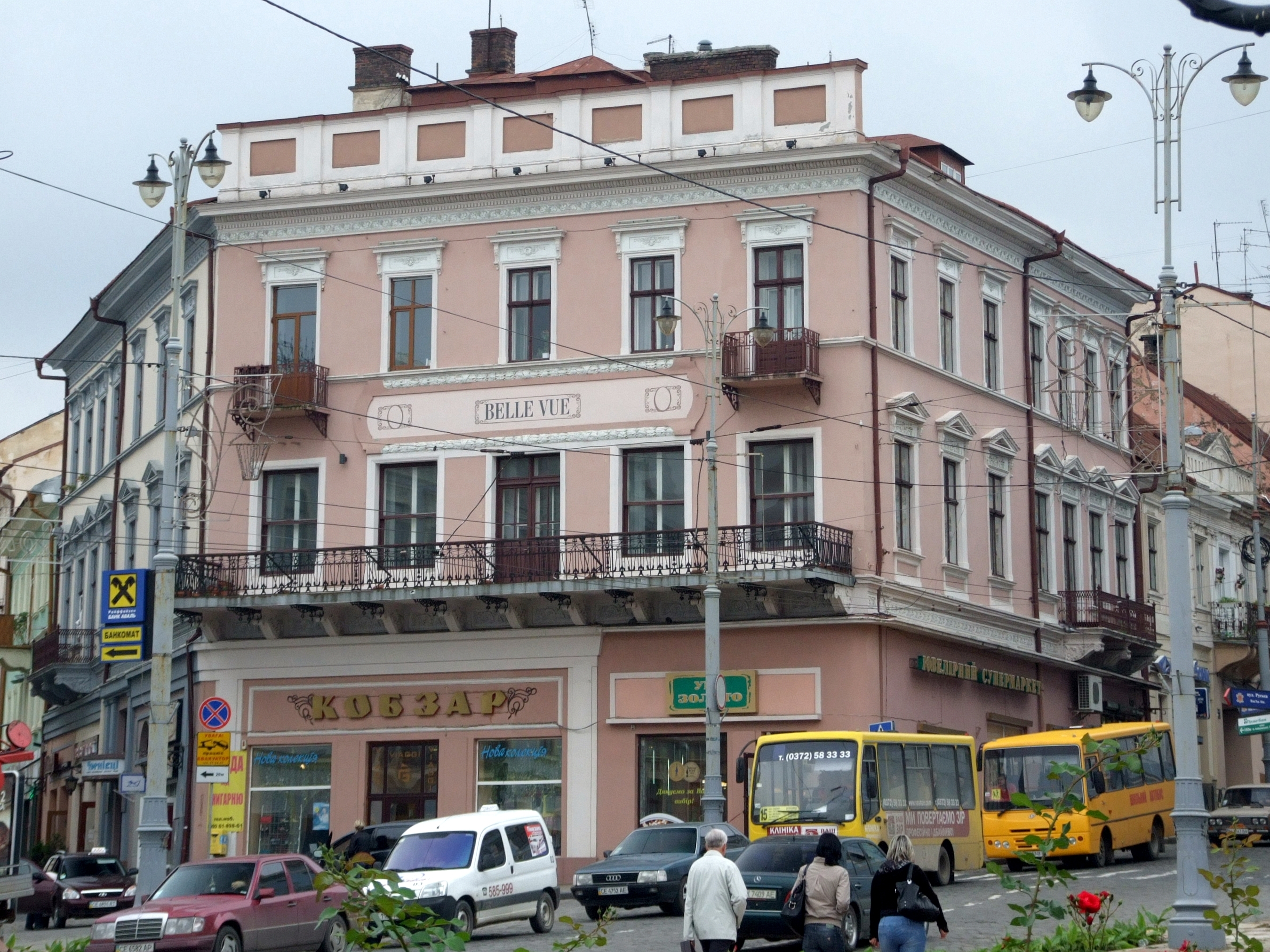
Чернівці. Прибутковий будинок з готелем та кафе «Бель В'ю», 1865 р.

### Львівська цитадель (1852—1854рр.)

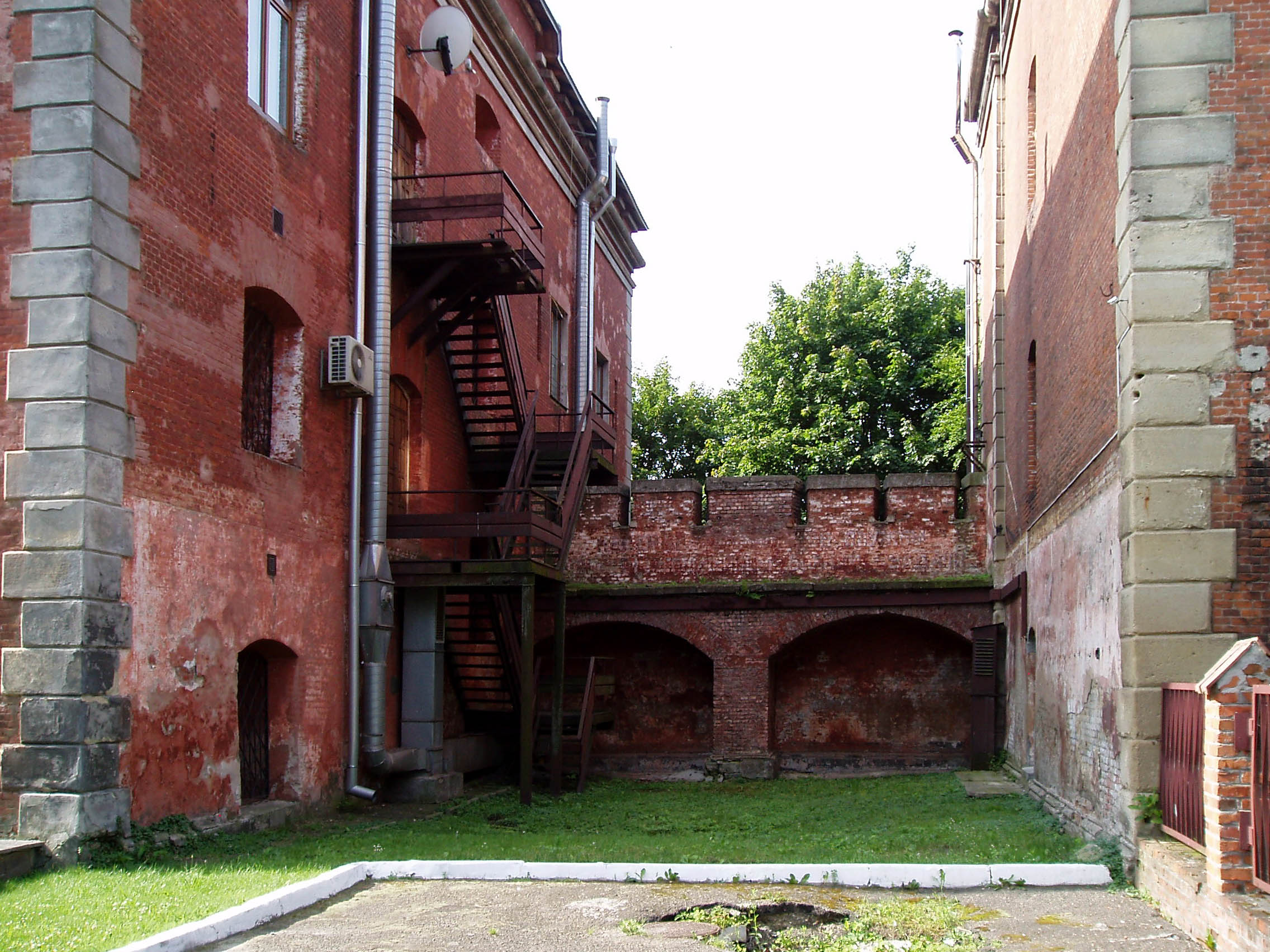
Львівська цитадель
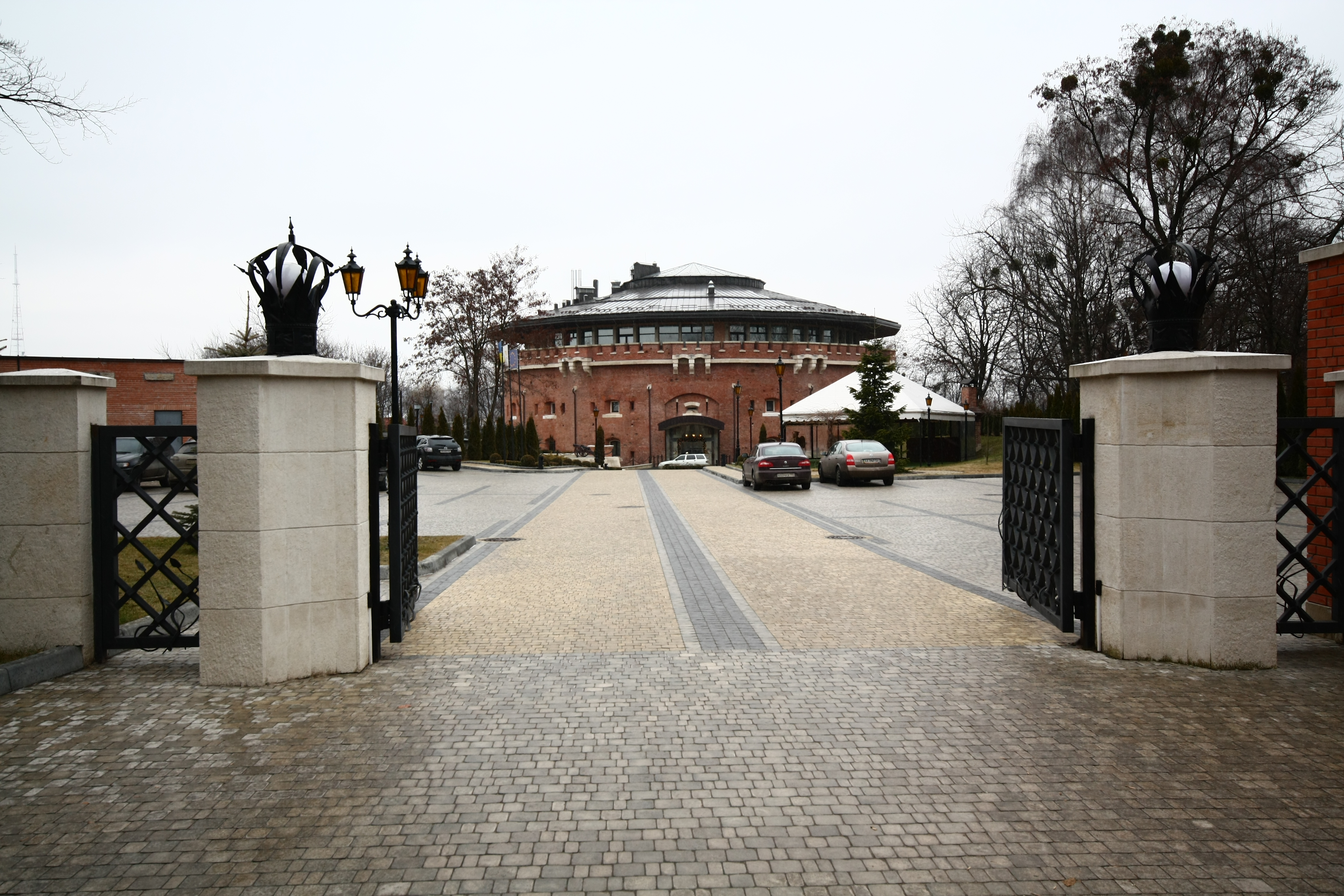
Готель «Гальцька цитадель», Велика Максиміліанська вежа
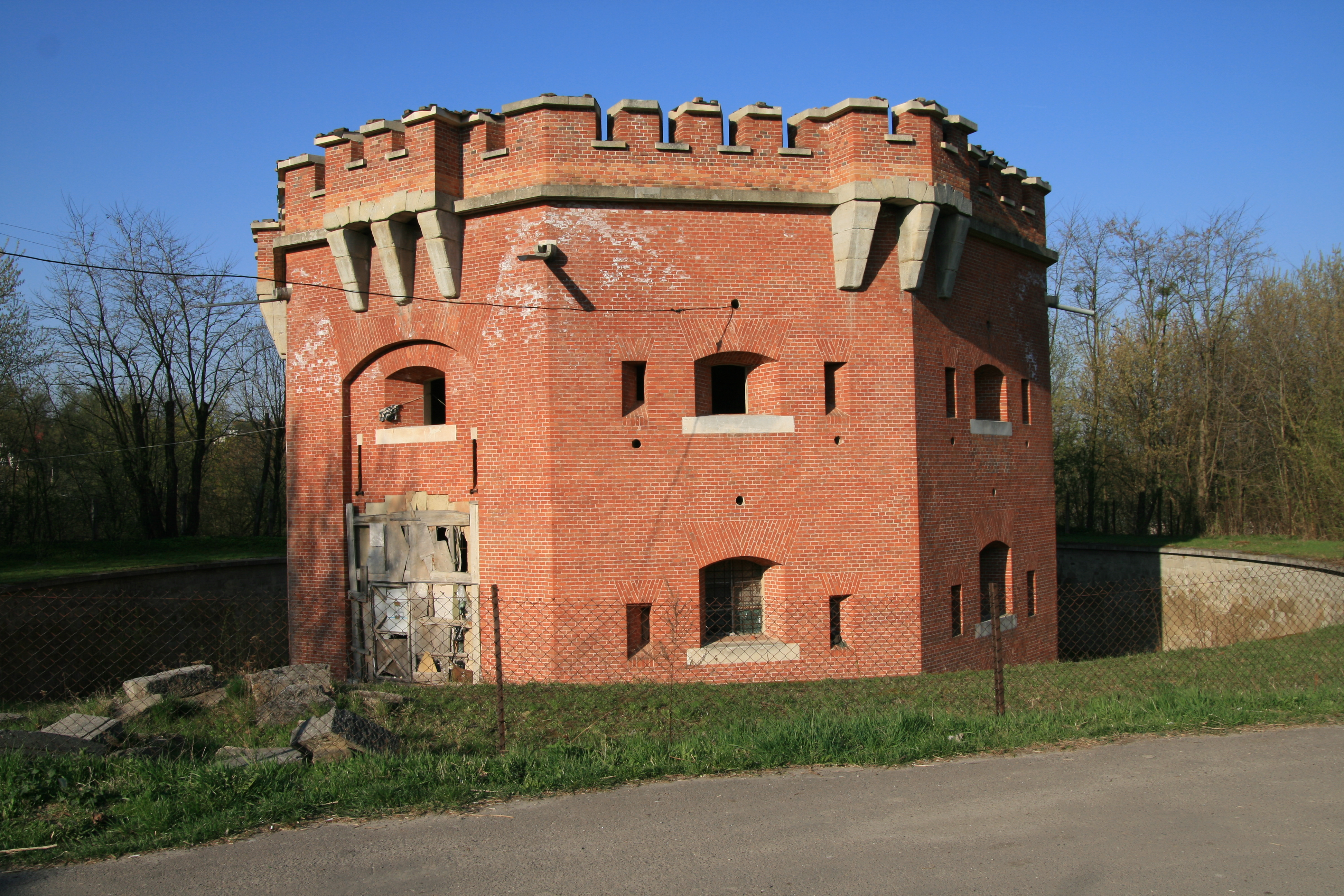
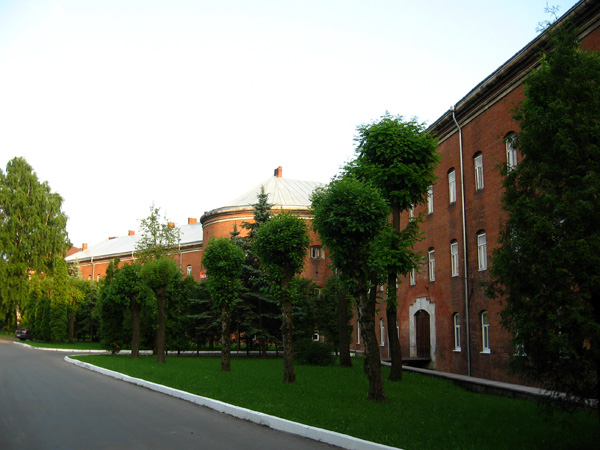
Цитадель

## Історизм в Україні

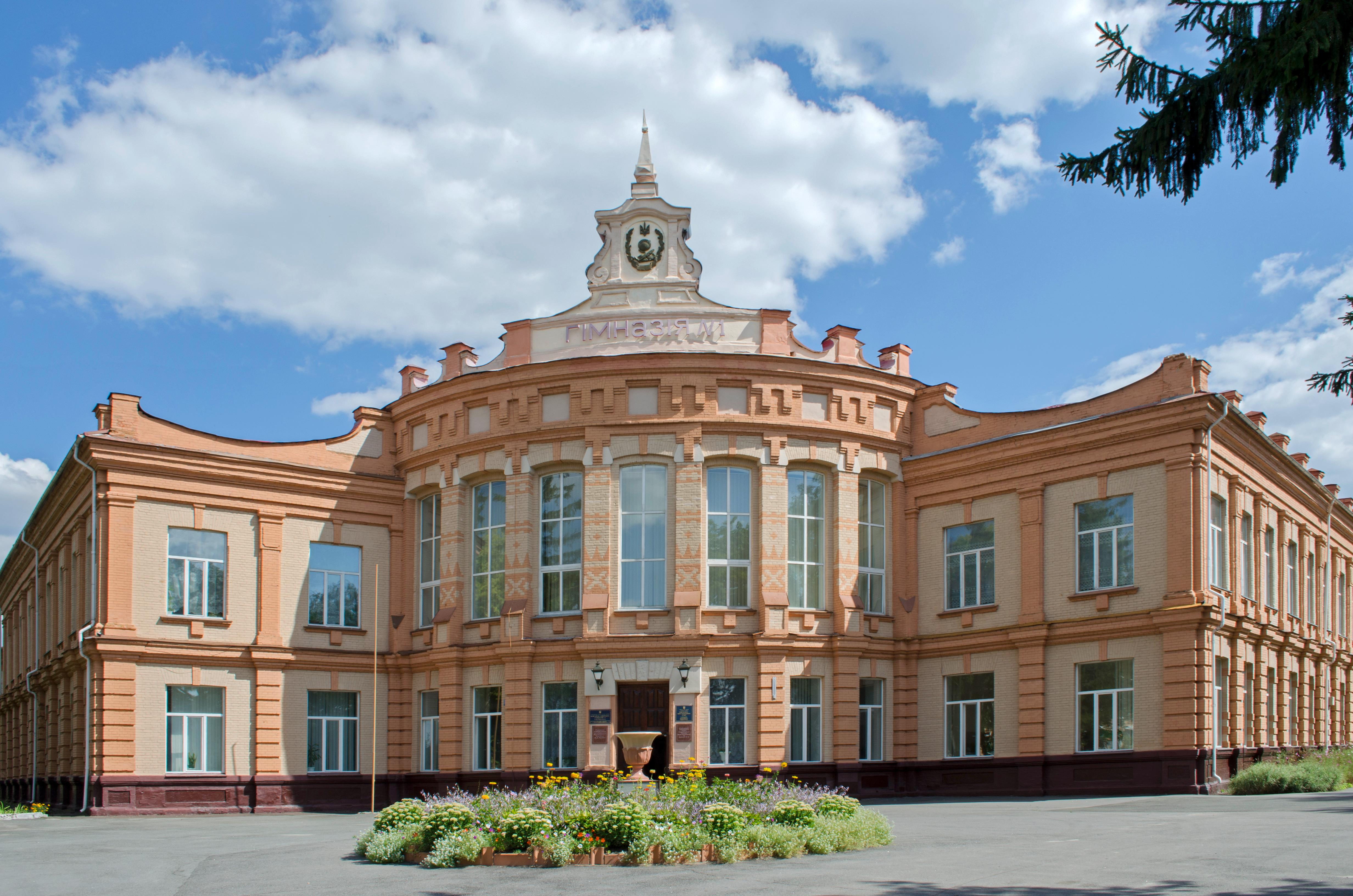
Будинок жіночої гімназії, Чернігівська область, Новгород-Сіверський, вул. Майстренка, 2

Застосування історичних стилів спостерігалось ще у І-й половині ХІХ ст. у рамках хвилі романтизму, коли особливу популярність набула неоготика. Однак такі проєкти затверджувались окремо — неоготичні взірці були відсутні у альбомах найвеличніше затверджених фасадів. Якісний ривок відбувся у наслідок затвердження нових альбомів проєктів
фасадів у 1840-х роках, де використовувався суцільний руст, аркові вікна, та інше. Черговою віхою було скасування у 1857 році обов'язку притримуватися альбомних фасадів, однак згодом у Російській імперії настала економічна криза, що зовсім не сприяло будівництво багато оздоблених споруд. З 1870-х років все більше з'являється рясно оздоблених будинків заможних домовласників, з другий половини 1890-х певні будинки отримають навіть надмірну кількість оздоблення, отримує популярність необароко, що дозволяє створювати як можна більше рясне оздоблення.

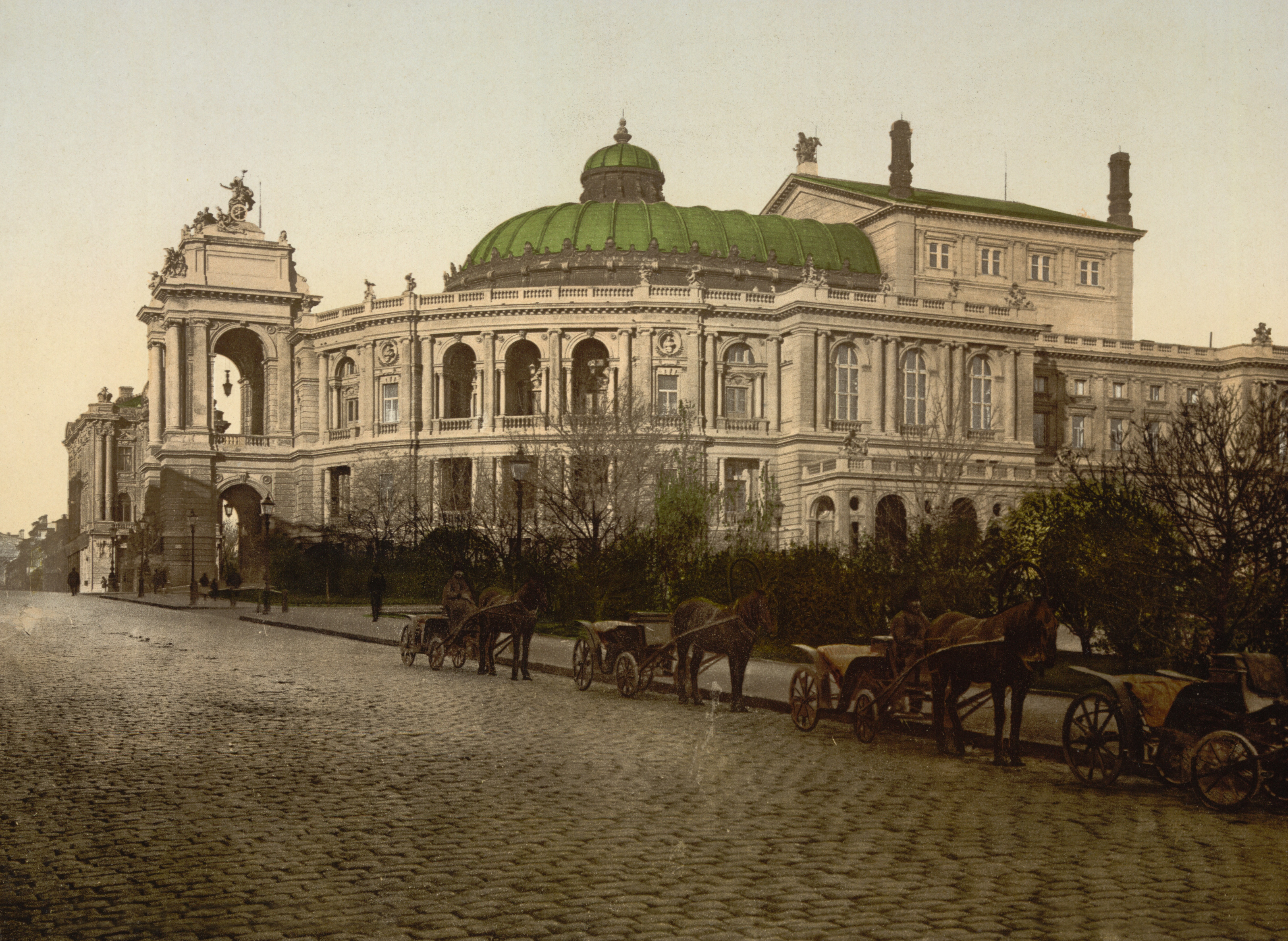
Одеса.Фердинанд Фельнер, Міський театр, арх. Ф. Фельнер, Г. Гельмер, 1884–1887 рр.
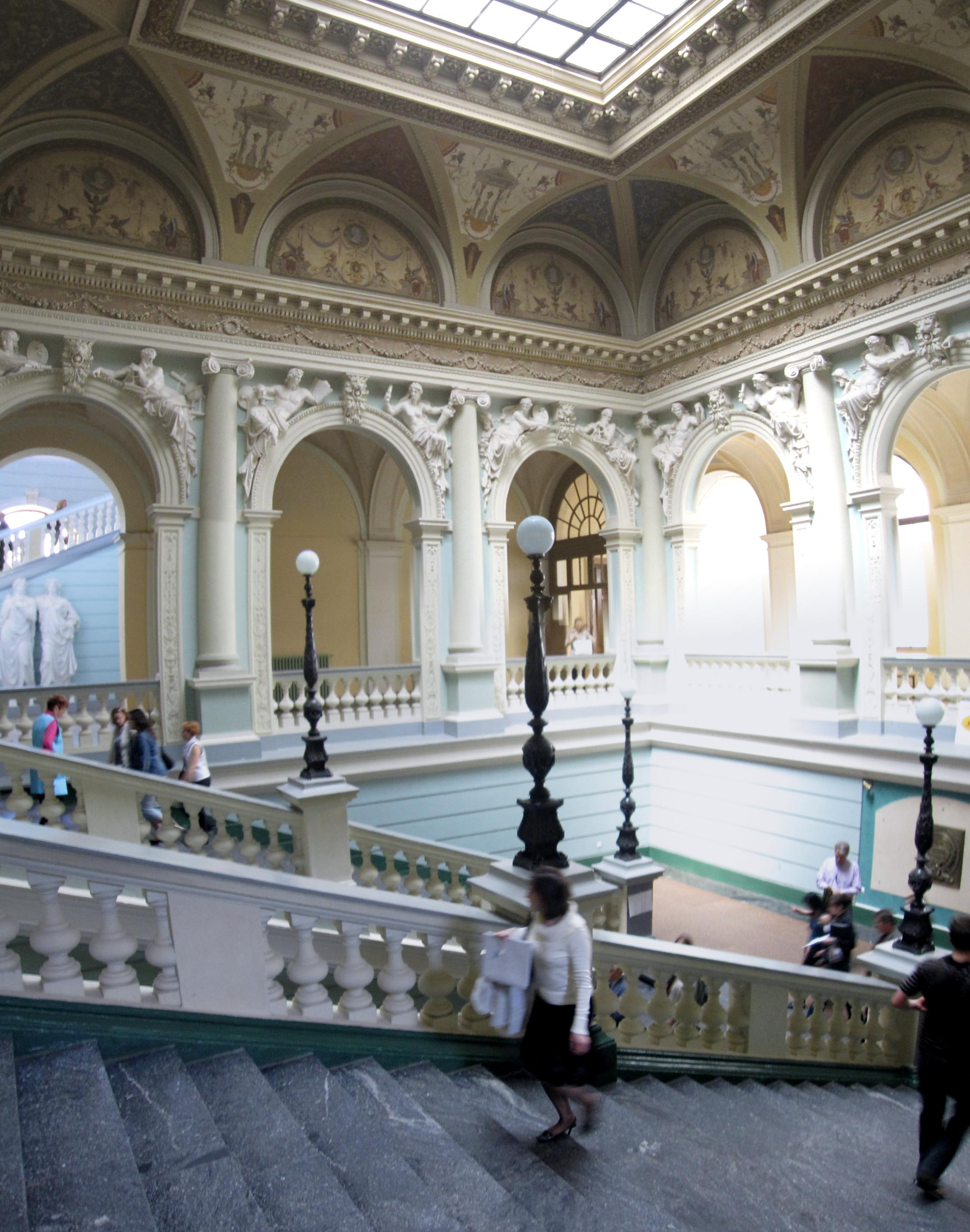
Львів. Національний університет «Львівська політехніка», Інтер'єр головного корпусу
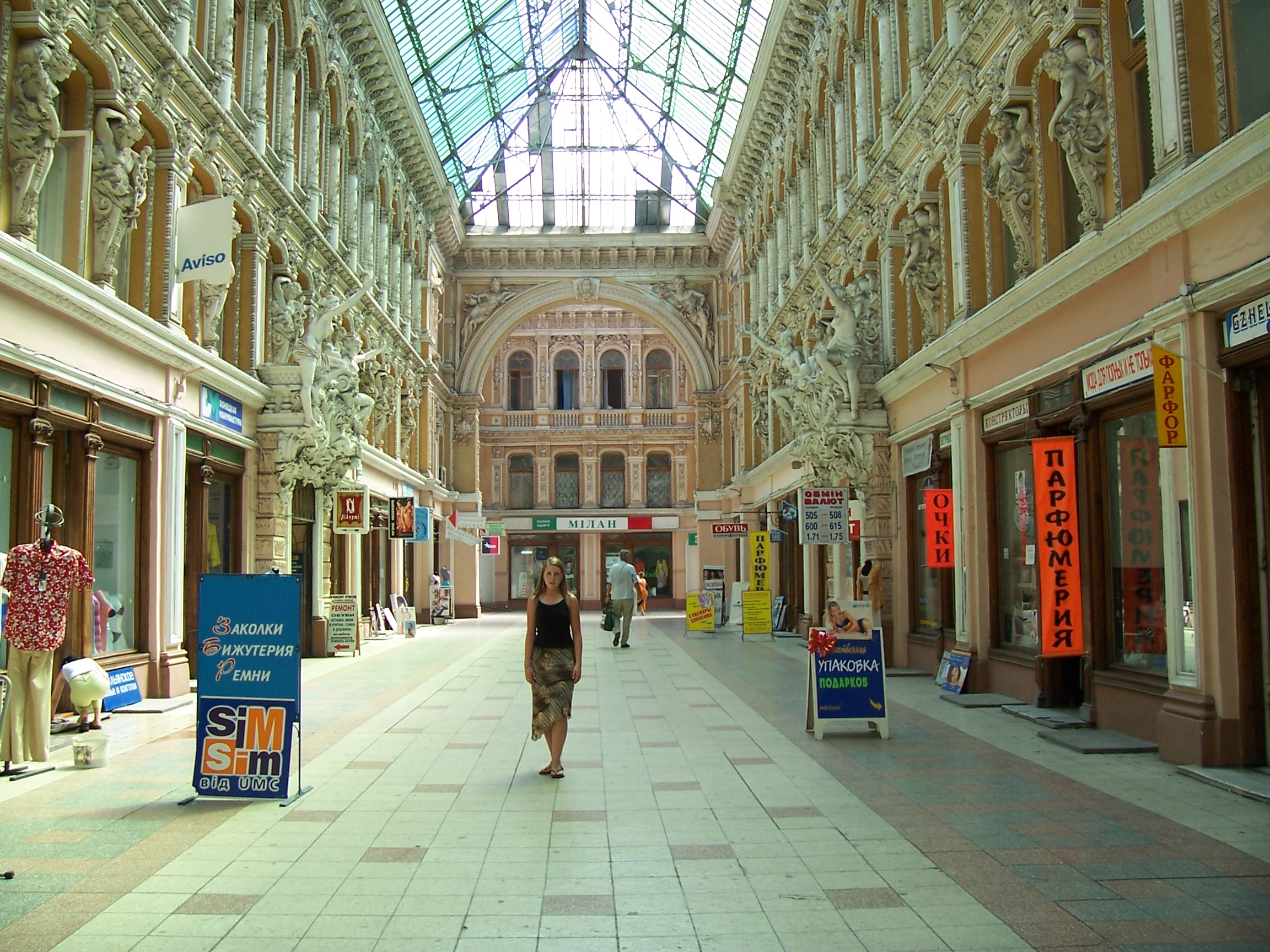
Одеса. Пасаж М. Я. Менделевича, арх. Фішель, Мільман, Влодек, 1898—1899 рр., інтер'єр.
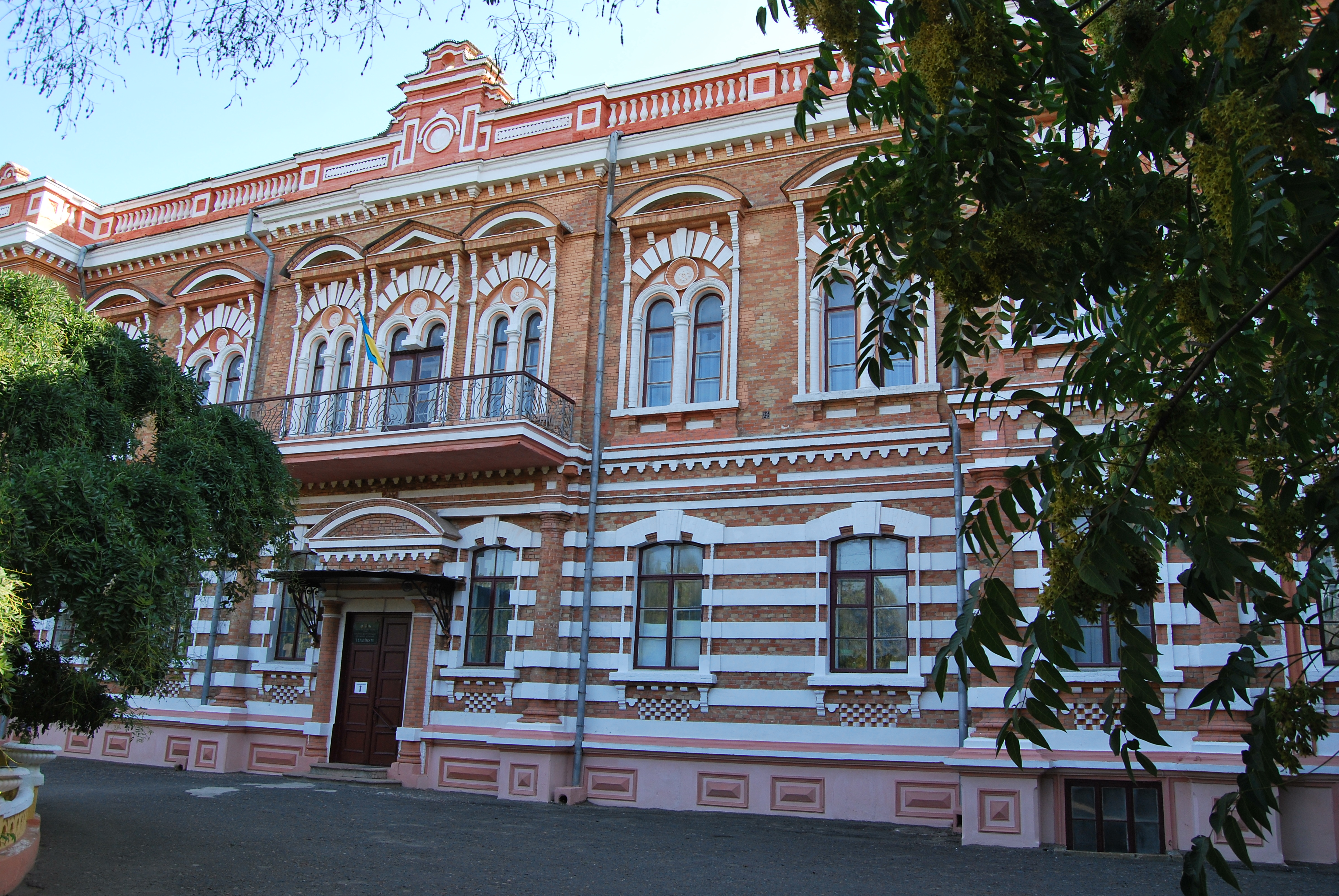
Білгород-Дністровський. Земська управа
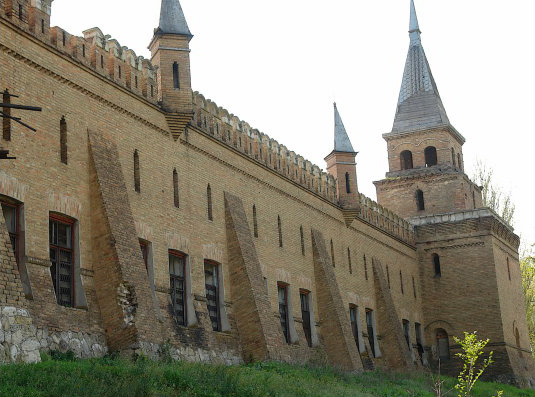
Василівка, Запорізька область. Стайні садиби Попова
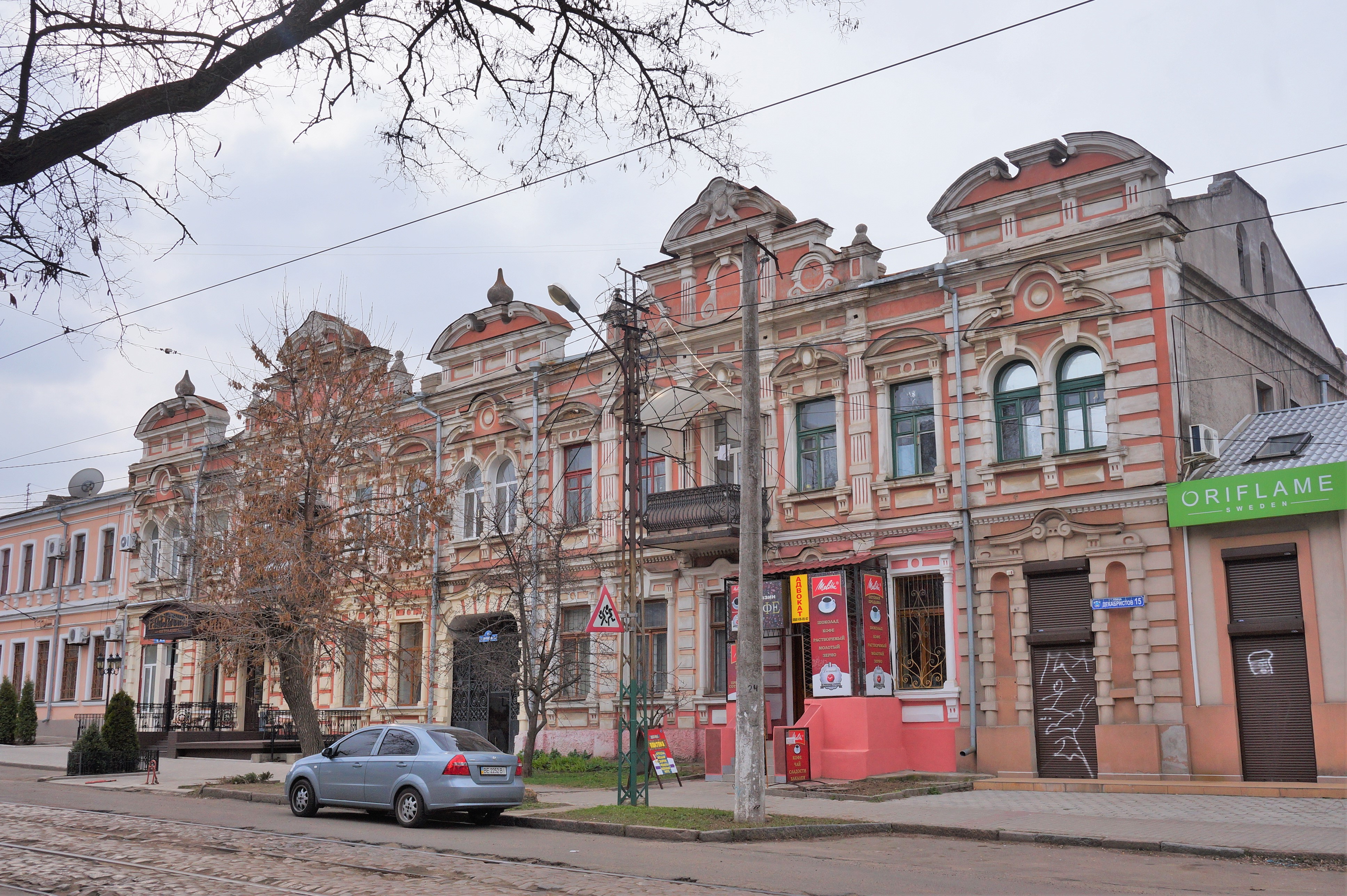
Миколаїв. Будинок на вул. Декабристів, 15
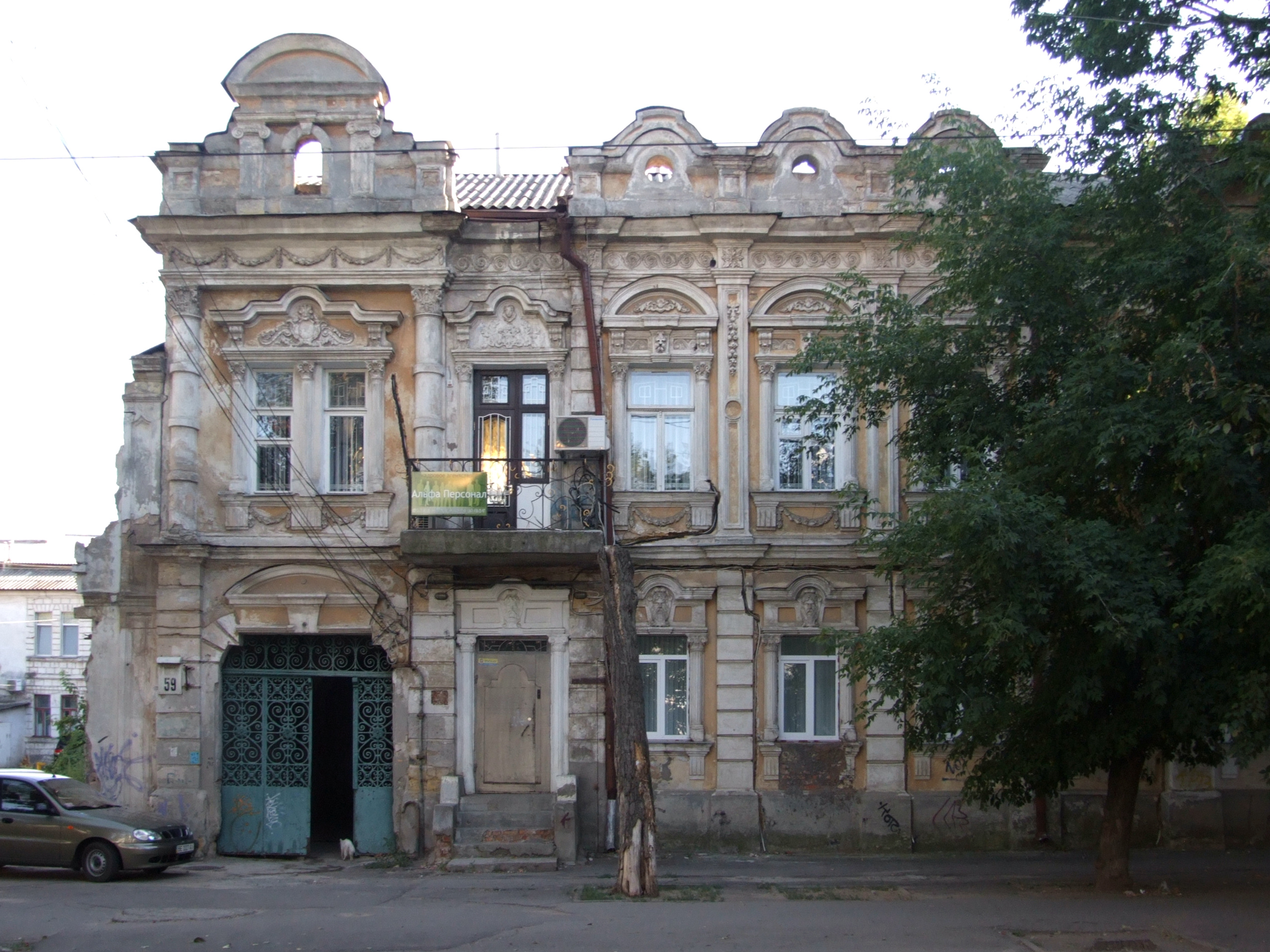
Миколаїв. Будинок на вул. Потьомкінській, 59
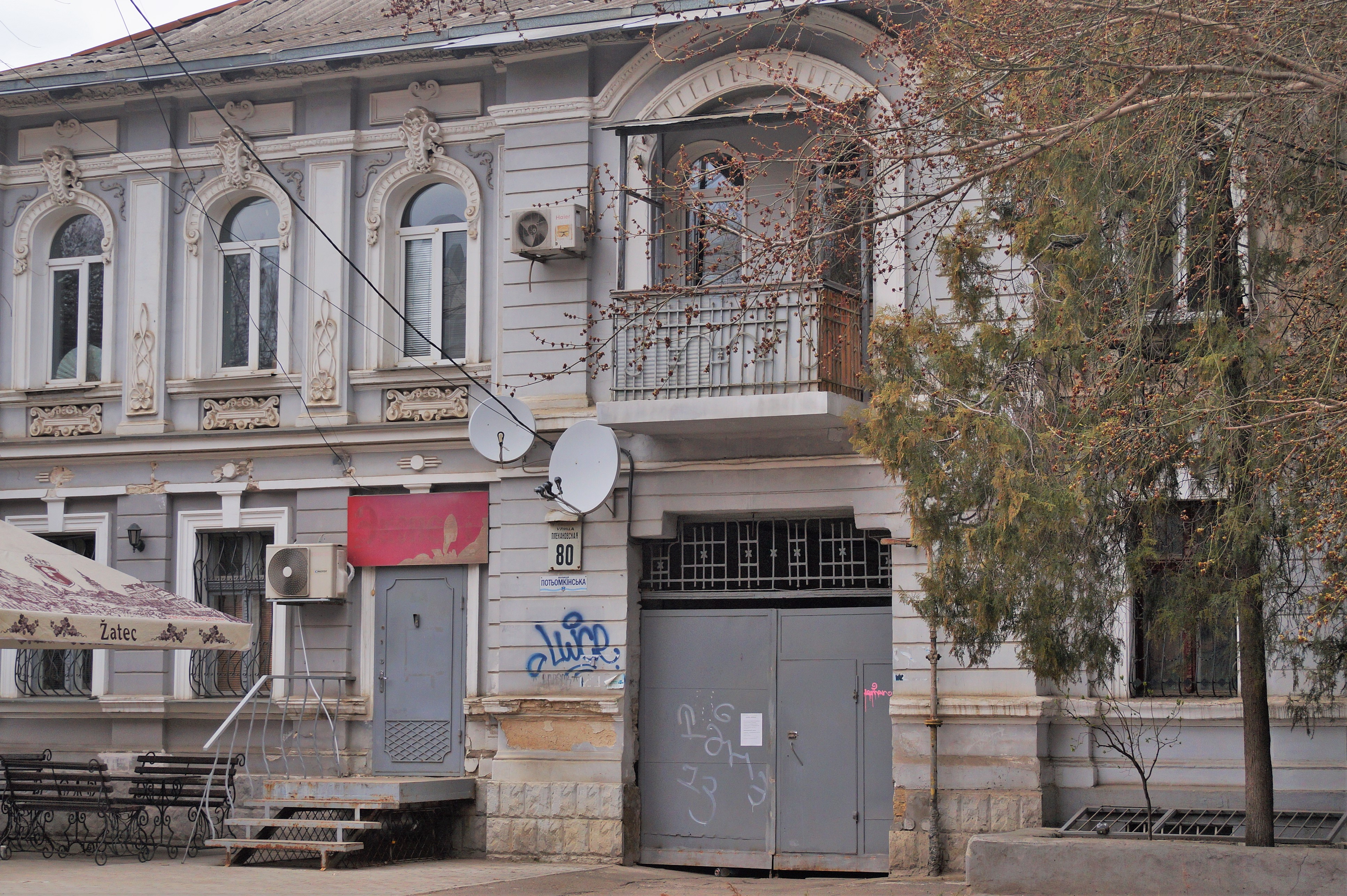
Миколаїв. Будинок на вул. Потьомкінській, 80
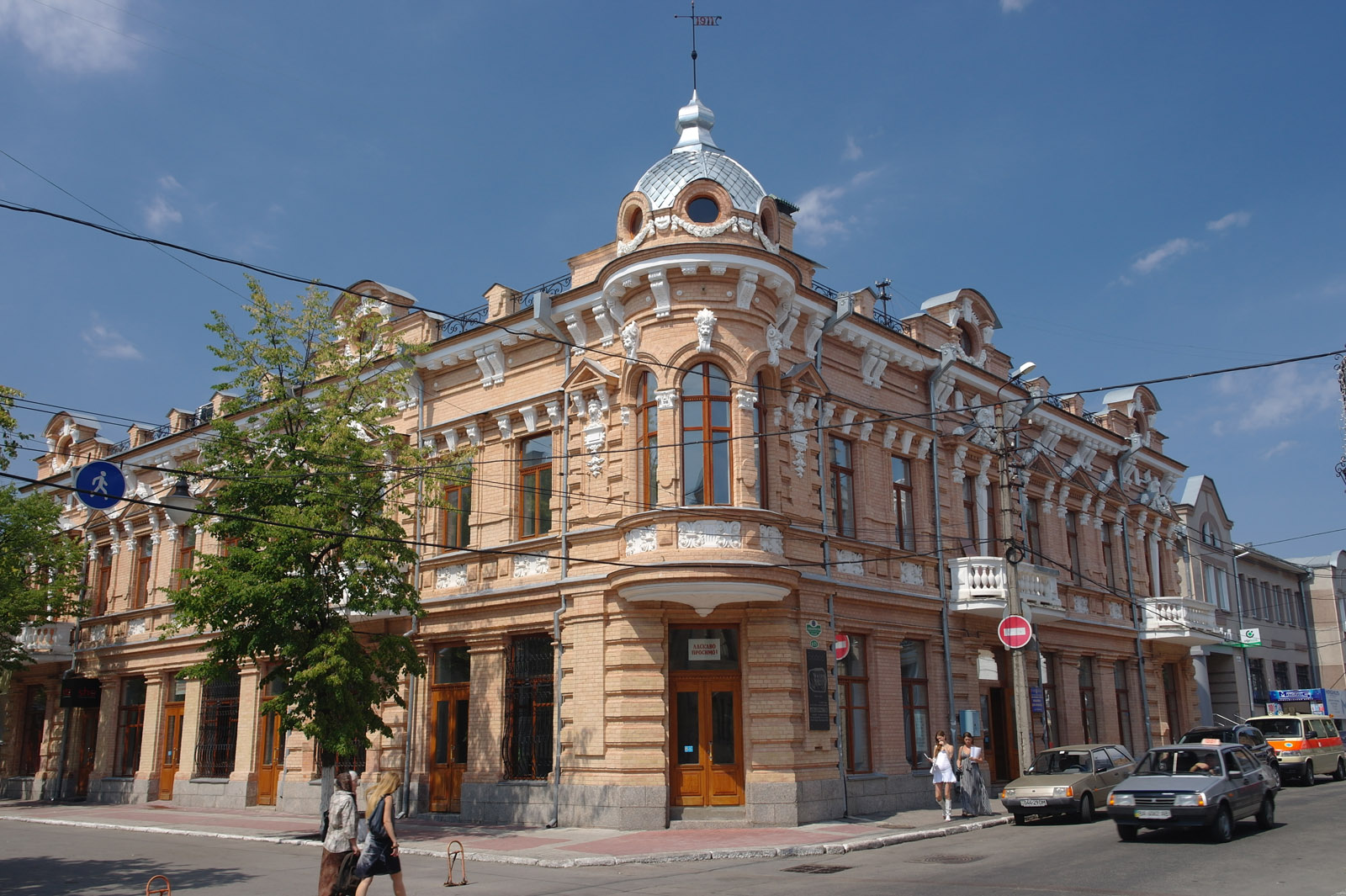
Кропивницький. Особняк І. М. Марущака
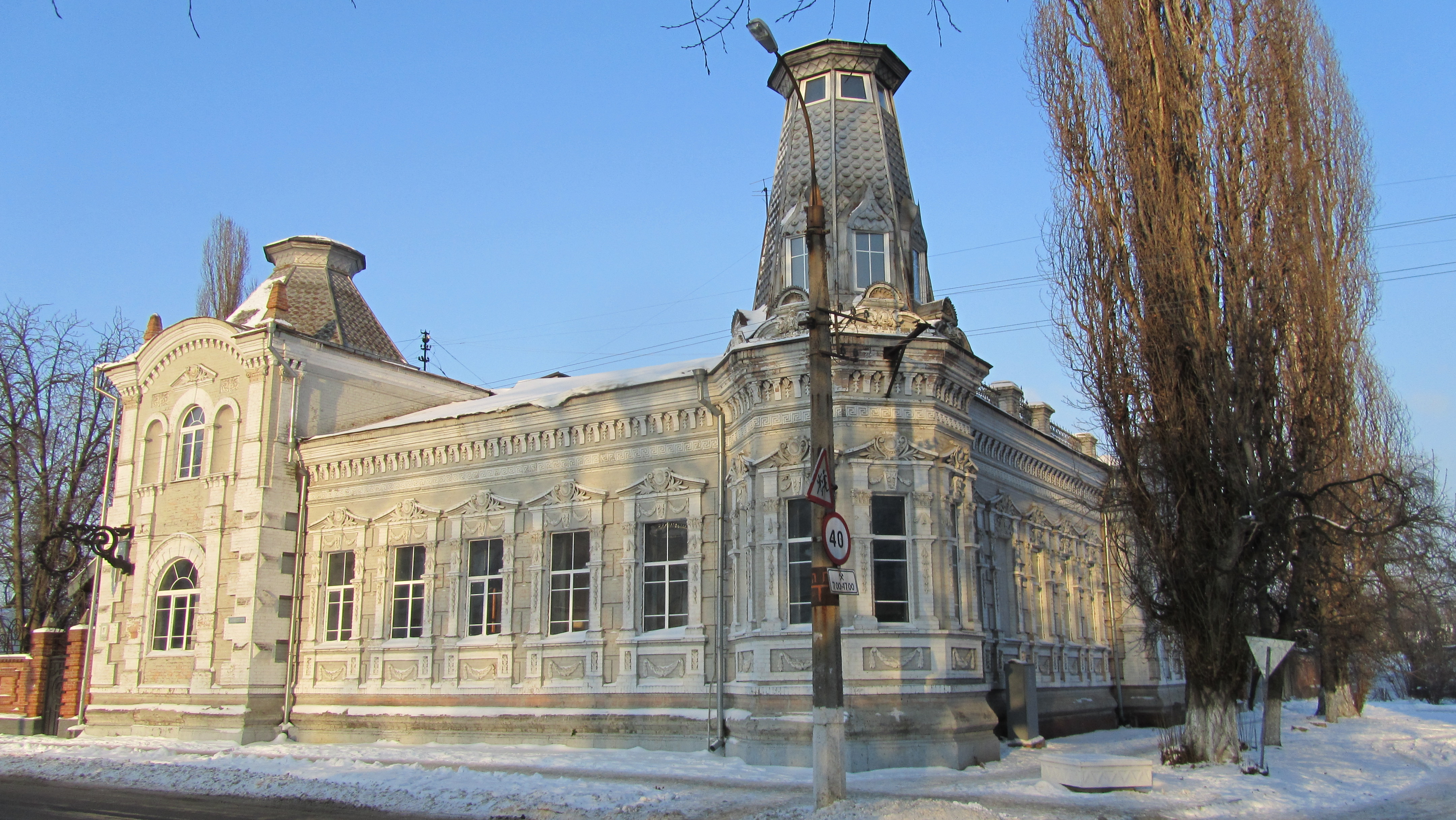
Кременчук. Будинок купця 1-ї гільдії Г. Чуркіна, 1902 р.
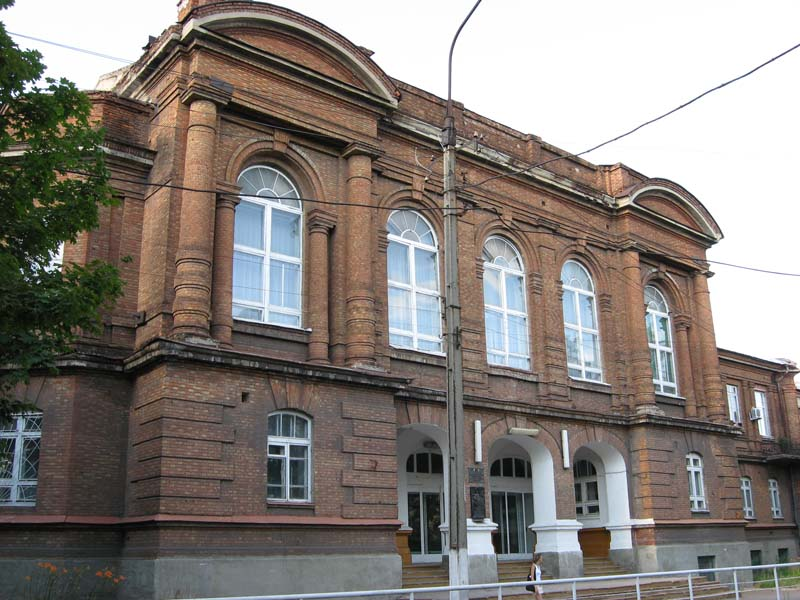
Маріуполь. Олександрівська чоловіча гімназія
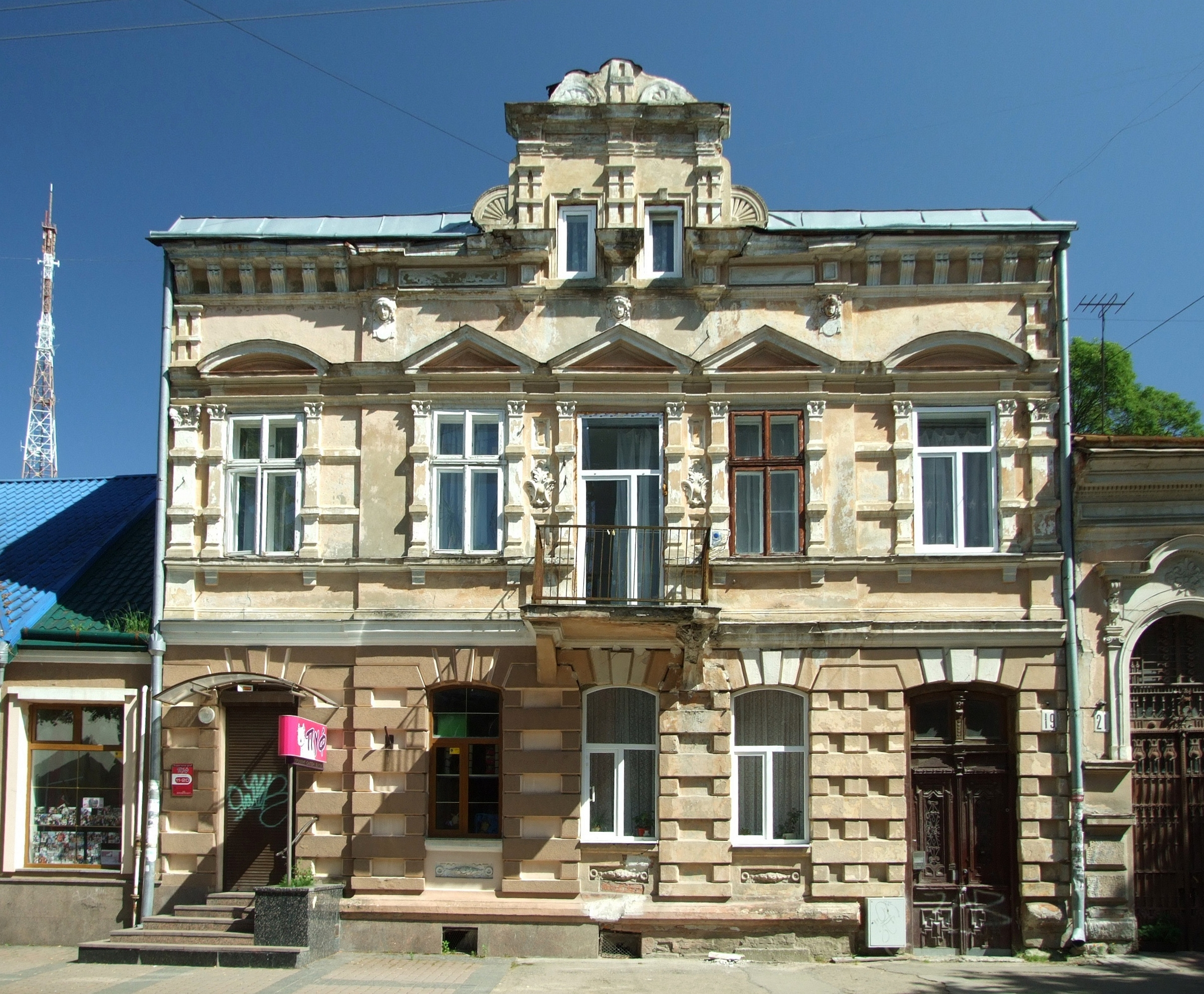
Івано-Франківськ. Житловий будинок на вул. Шевченка, 19, 1895 р.
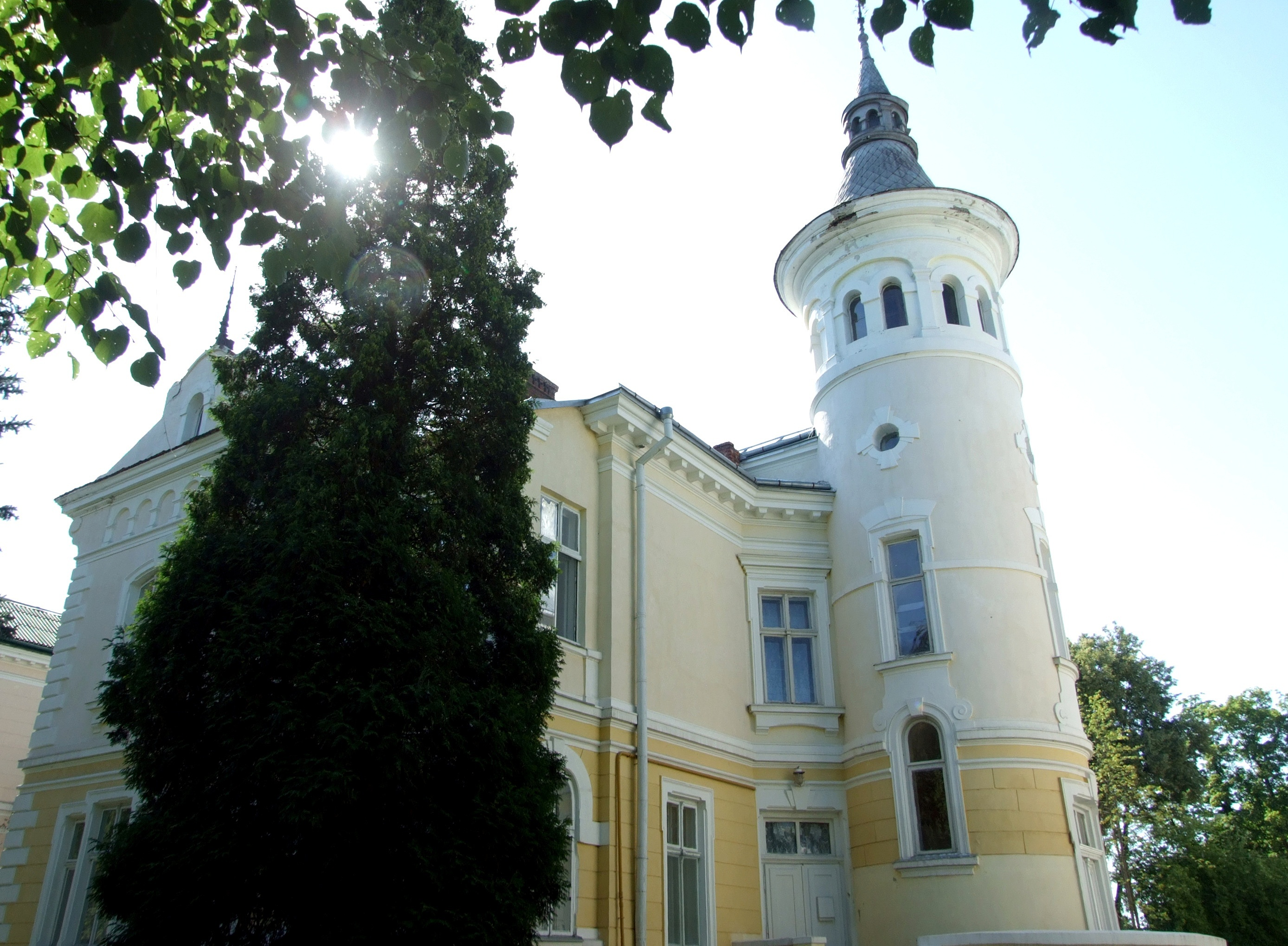
Івано-Франківськ. Житловий будинок на вул. Шевченка, 102, 1897–1899 рр.
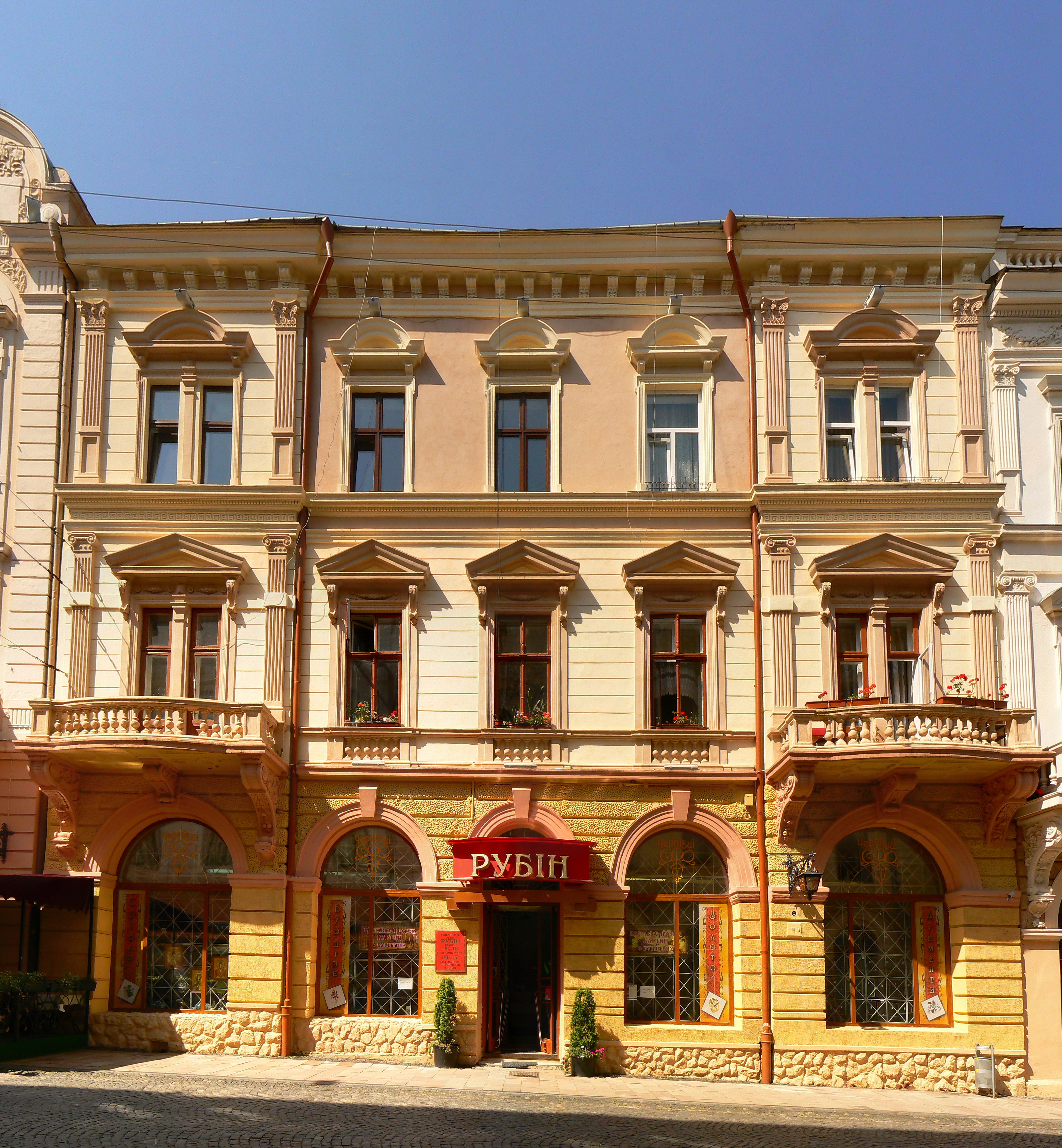
Чернівці. Будинок Н. Наглера
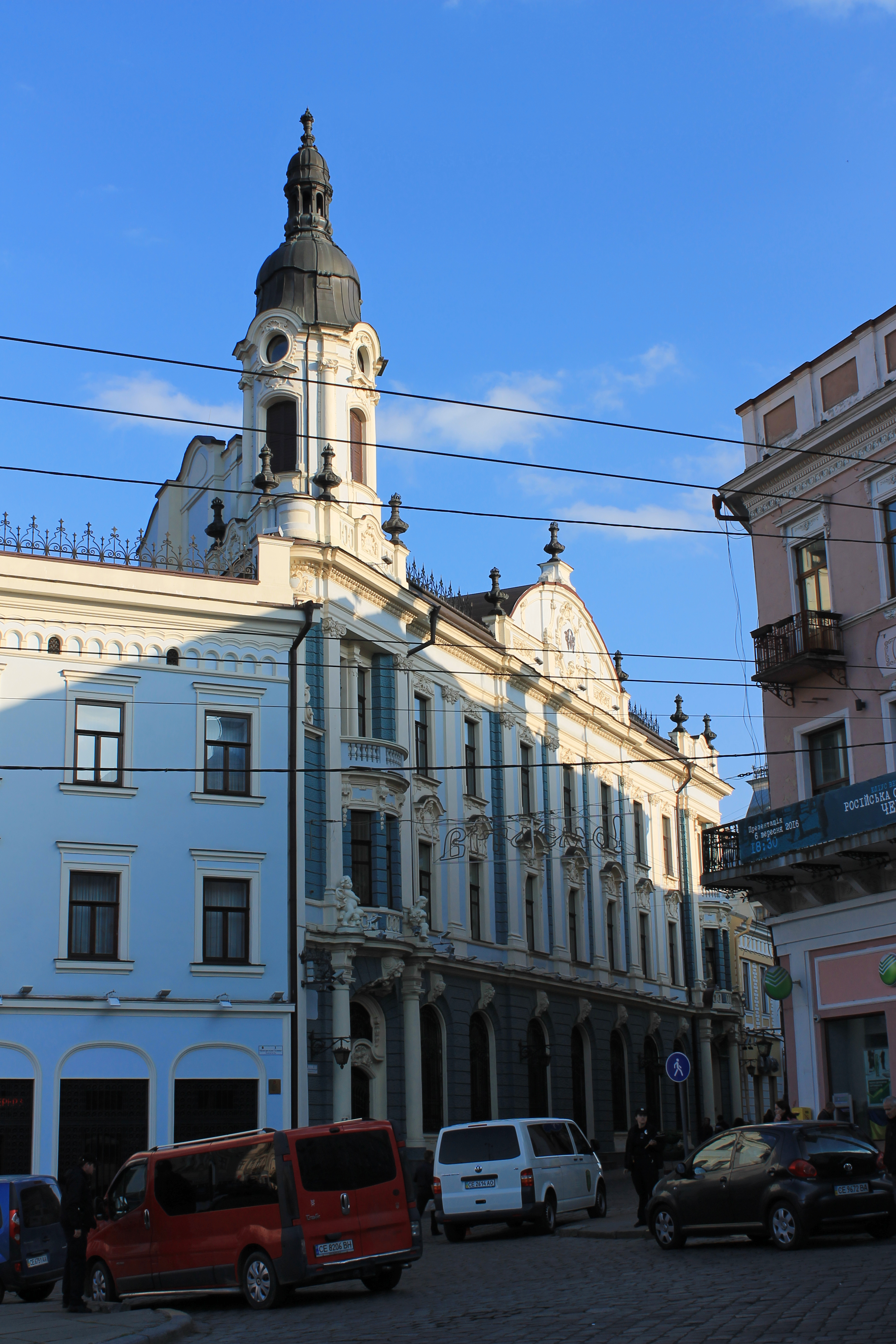
Чернівці. Прибутковий будинок з кафе «Габсбург», арх. фон Клаузевіц, 1898 р.
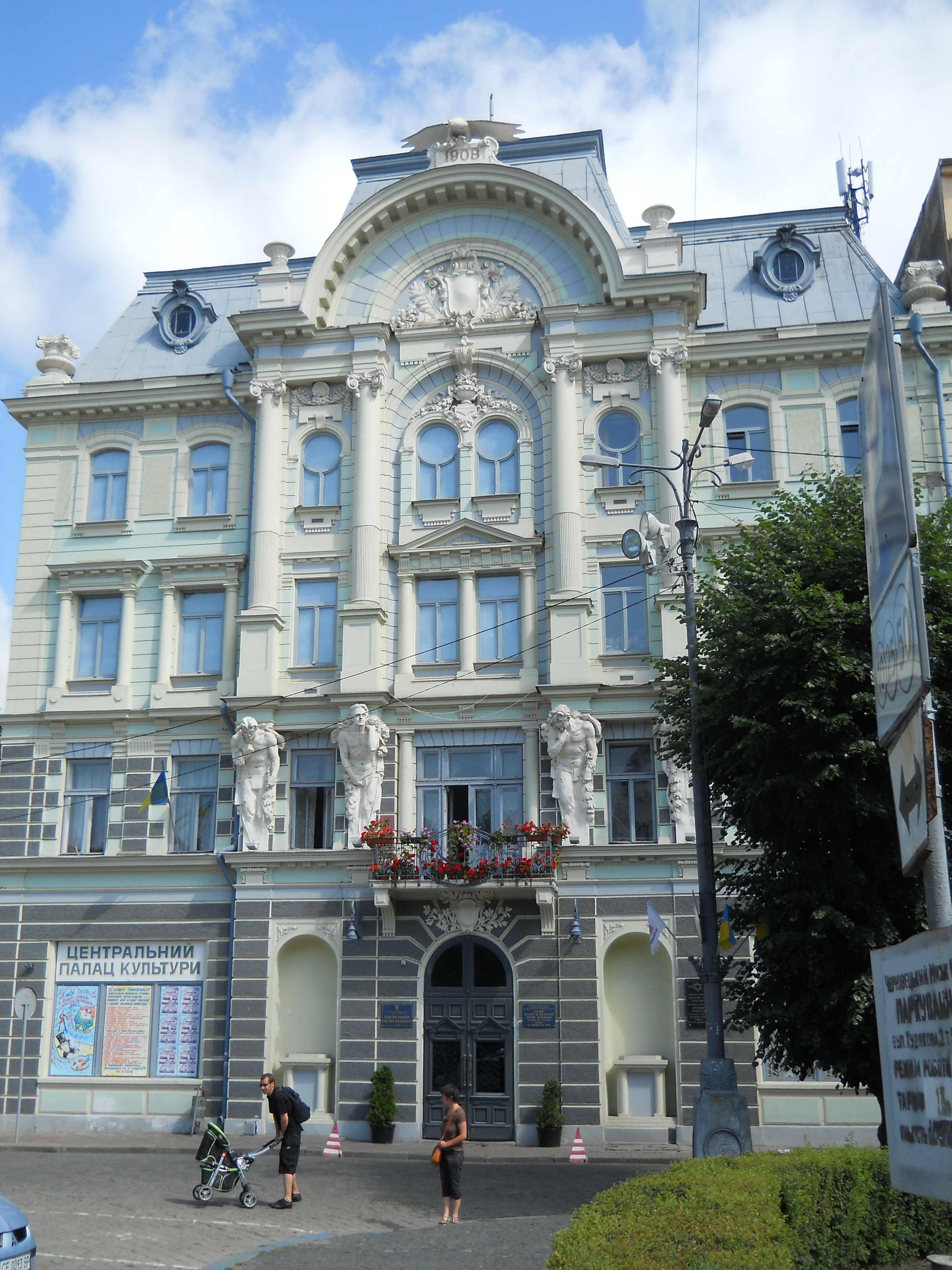
Чернівці. Єврейський Народний Дім, арх. Т. Левандовський, 1907–1908 рр.
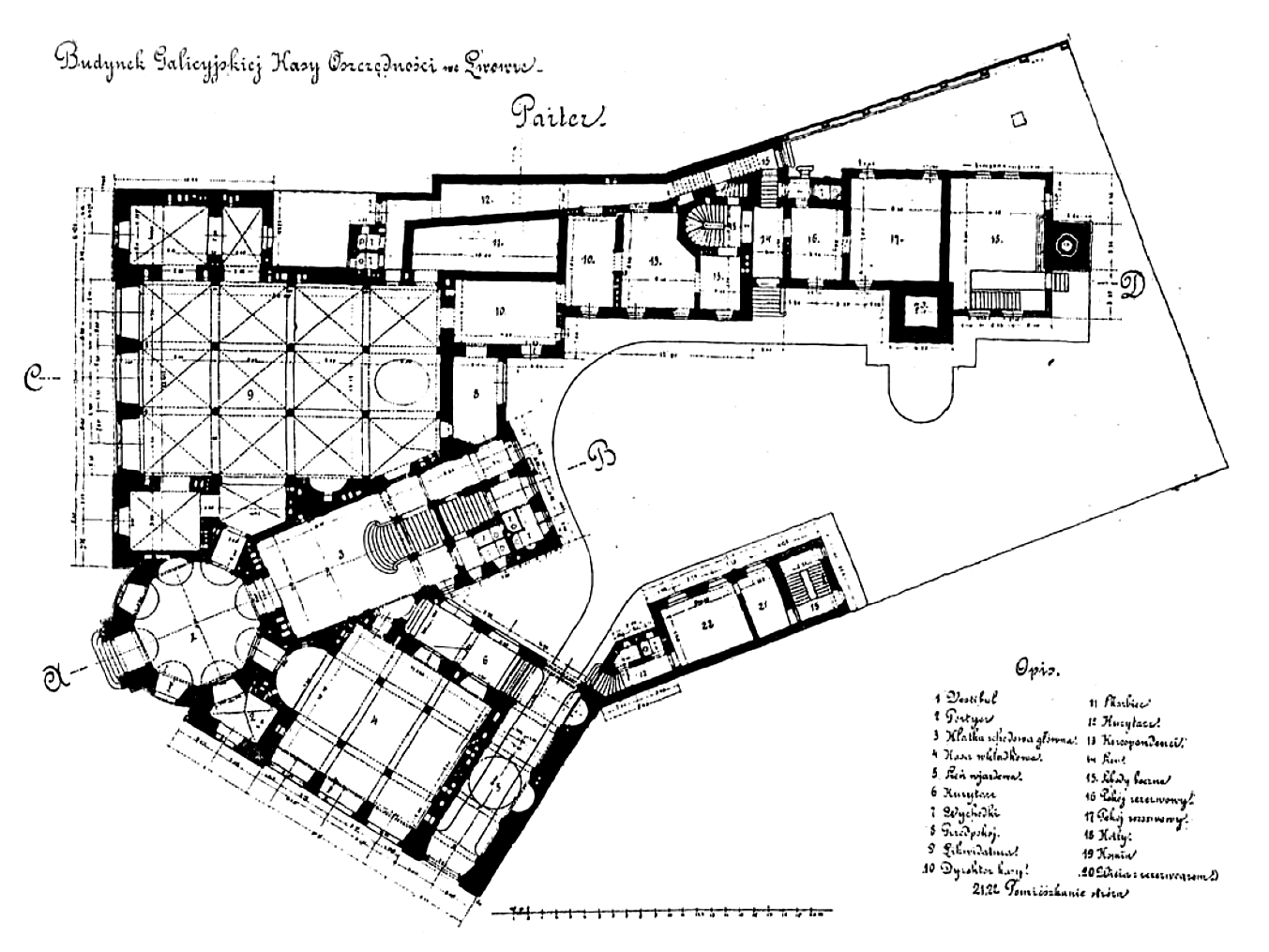
Львів. Колишня Галицька ощадна каса, нині Музей етнографії і художнього промислу Інституту народознавства Нац.академії наук України
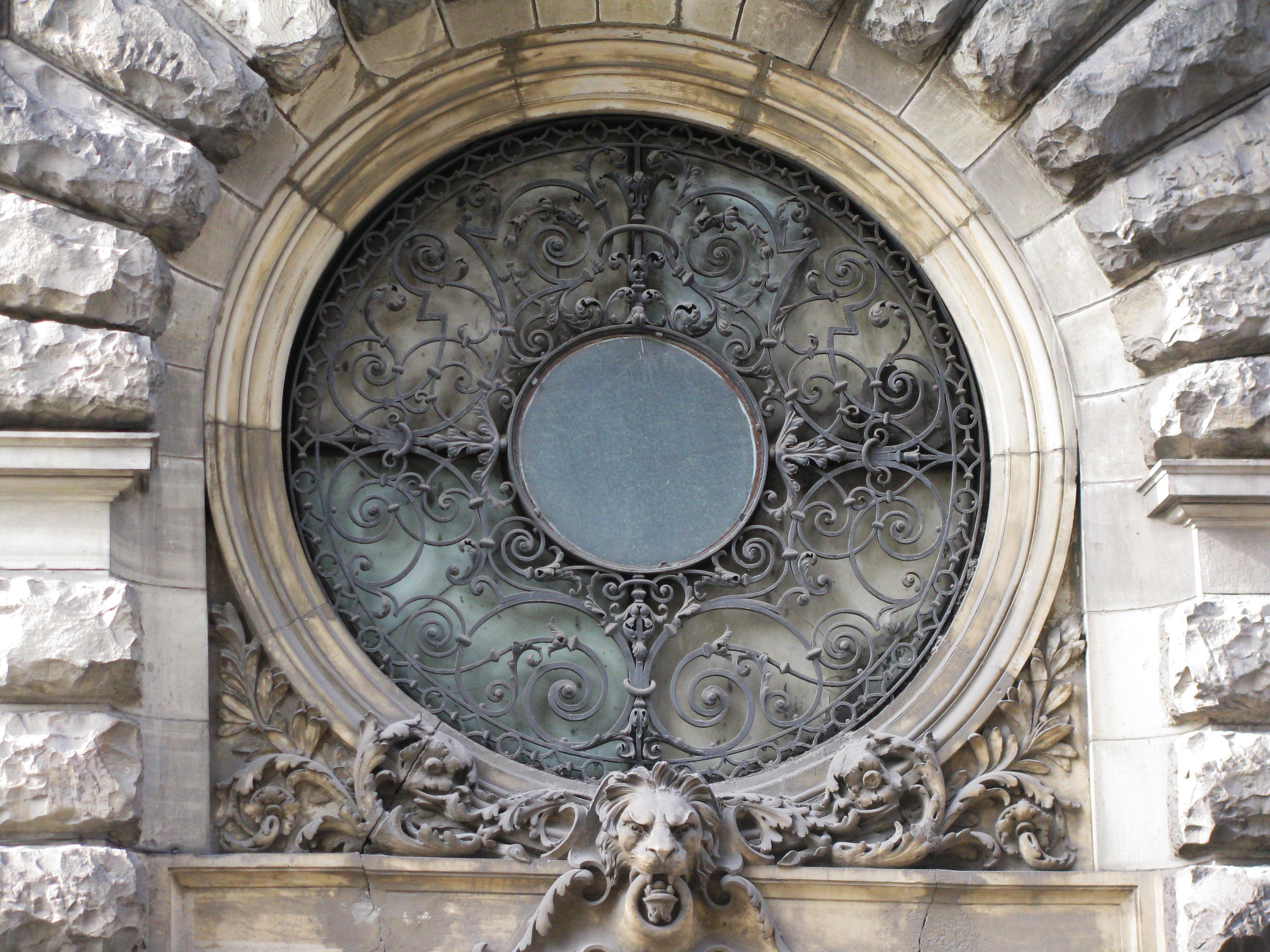
Львів. Художня ґратка на вікні Музею етнографії
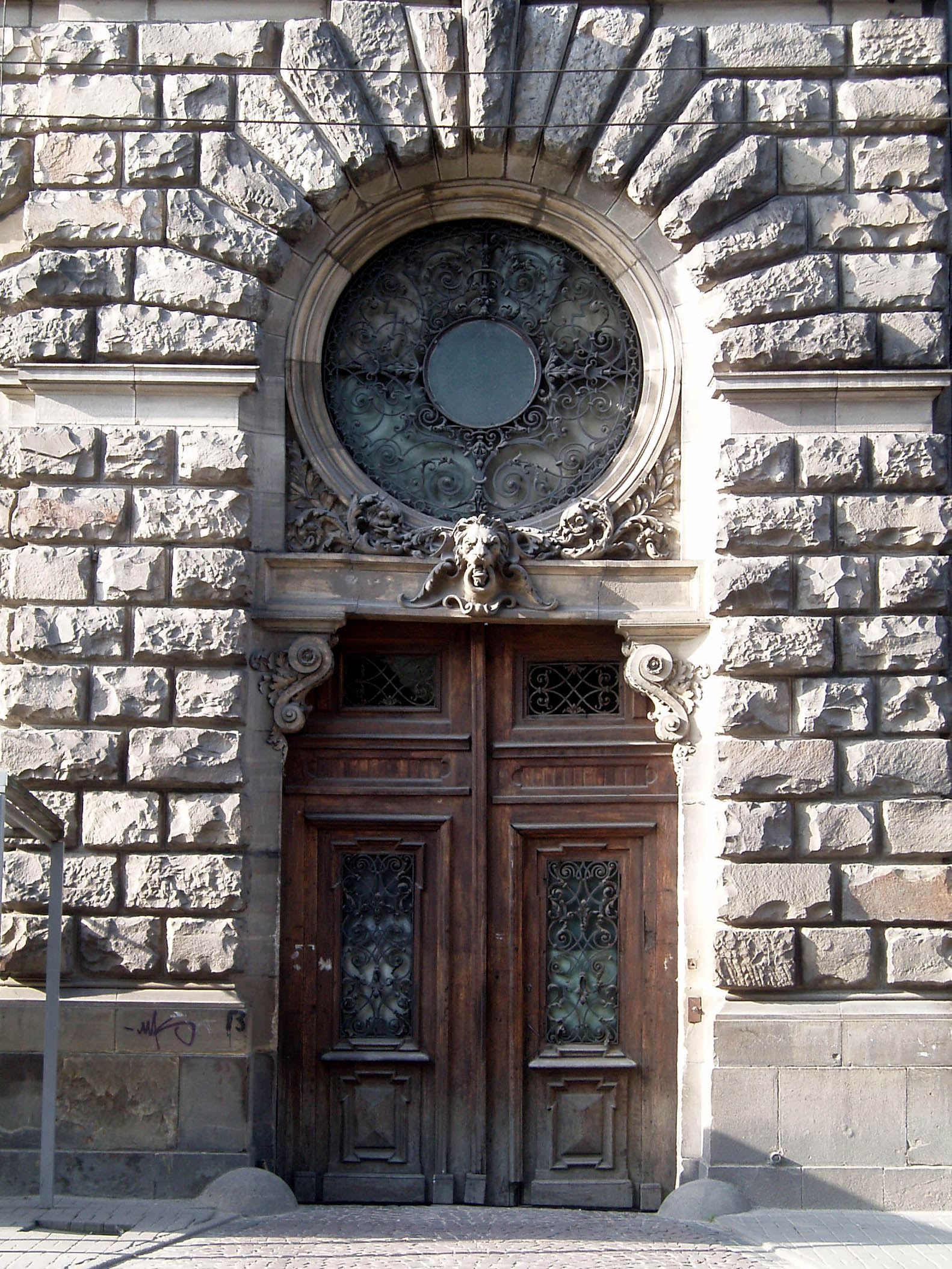
Львів. Портал колишньої Галицької ощадної каси
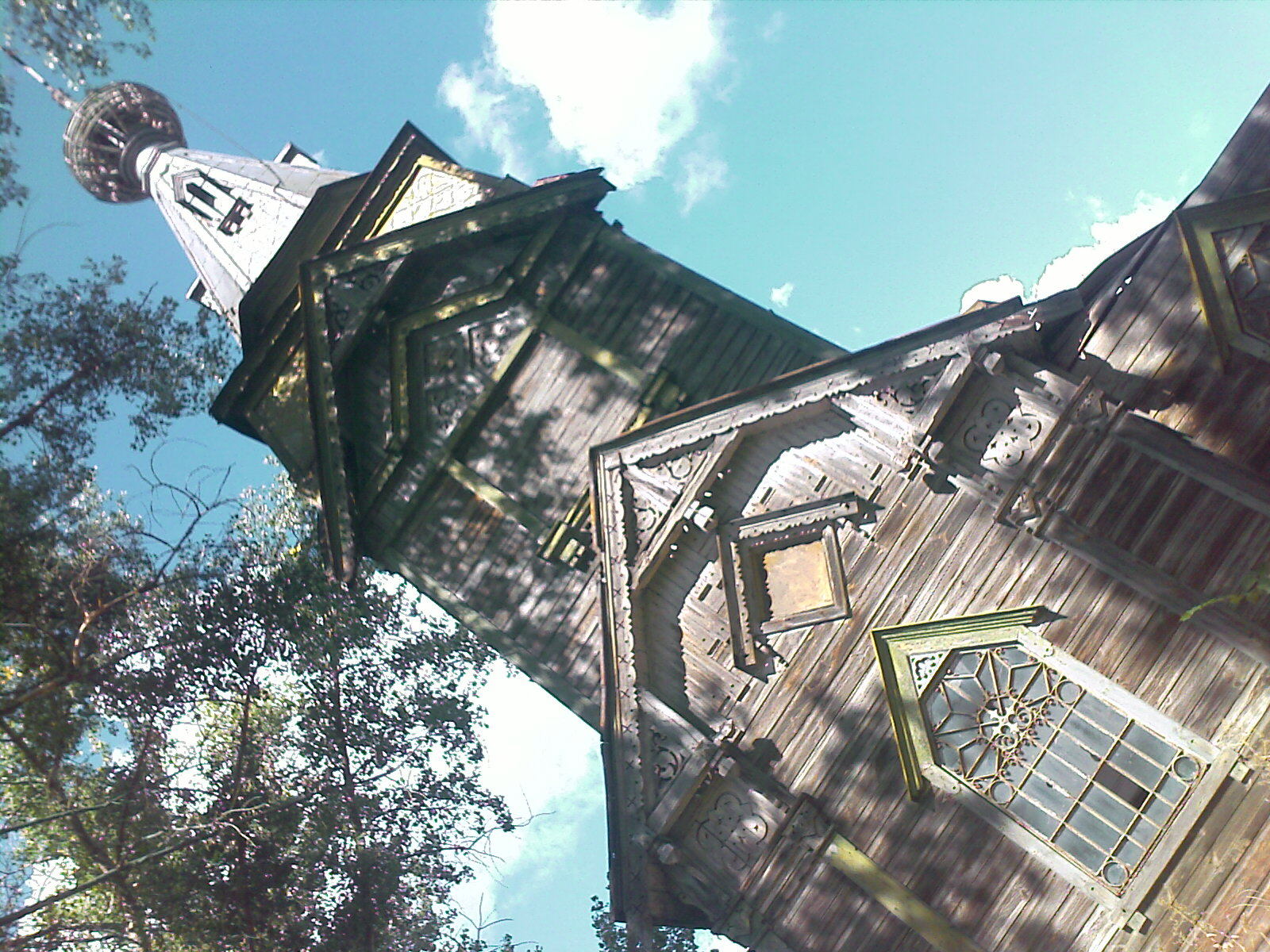
Бакирівка, Сумська область, П'ятницька церква, 1891 р.
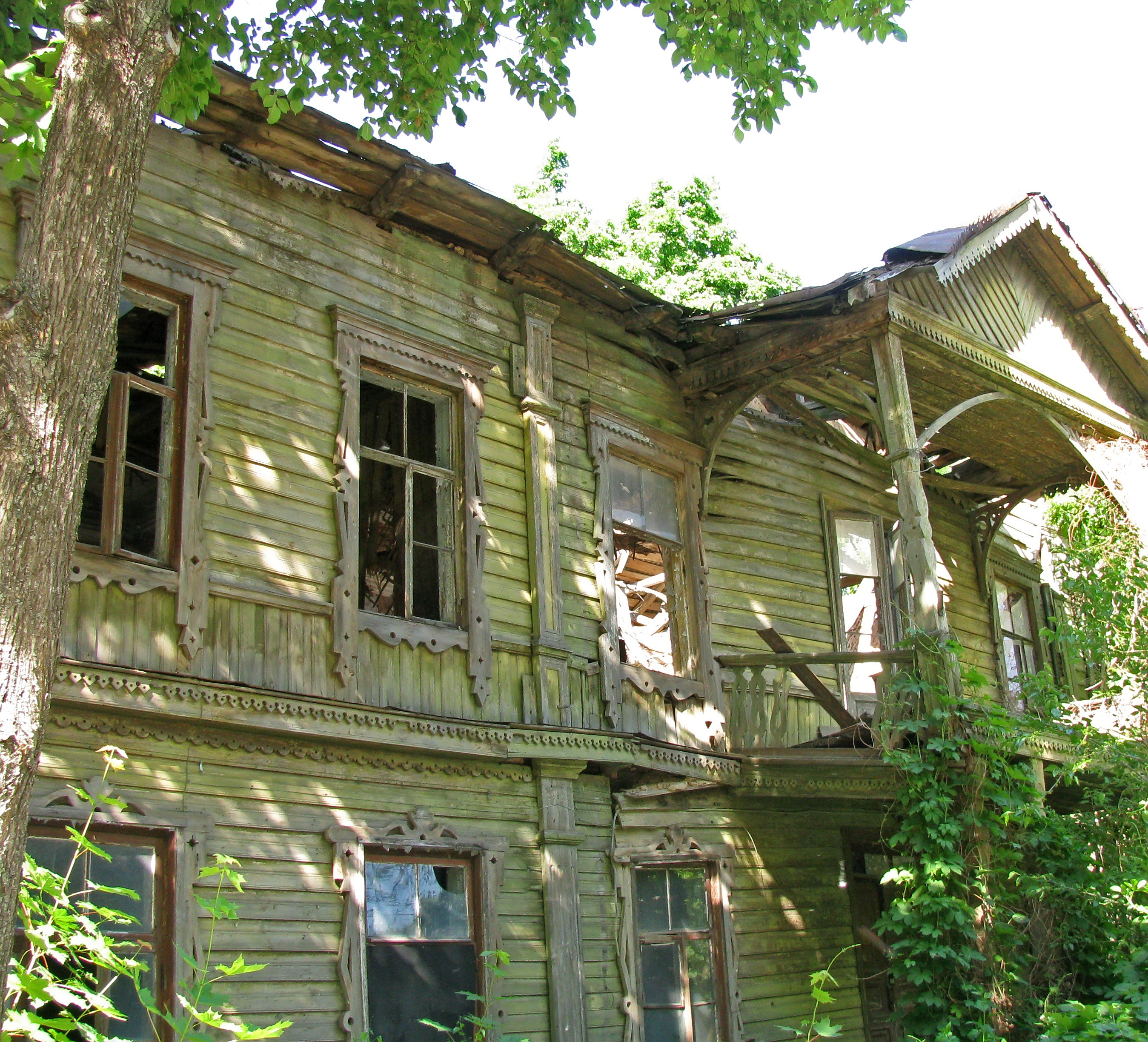
Київ. Будинок В. Крістера до руйнації
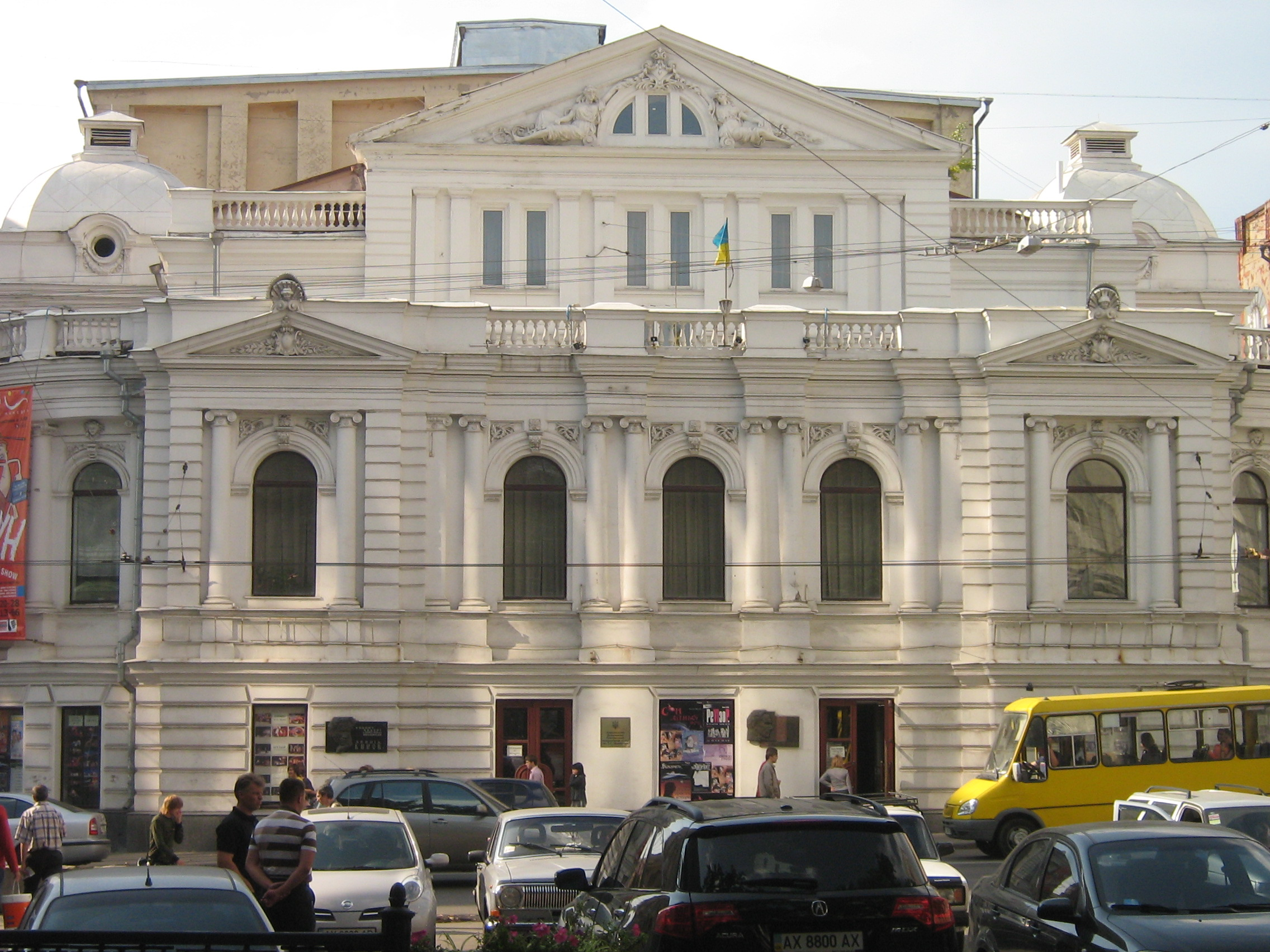
[[Харківський академічний український драматичний театр імені Тараса Шевченка|Харків. Міський театр, арх. А. А. Тон, 1841. Реконструкція, арх. Б. Михайловський, 1883 р.

### Псевдоросійський стиль
У наслідок зменшення популярності інтересу до класицизму у 1840-х роках у архітектурі поширюються різноманітні стилізації, у єпархіальній архітектурі це означала заміну класицизму на стилізації з історії російської архітектури. У різні десятиліття були популярними дещо різні стилізації — орієнтація на московсько-суздальську архітектуру, на архітектуру XVII ст. та інше. Таким чином перші споруди у псевдоросійському стилі були єпархіальними, але у деяких регіонах псевдоросійський стиль набув певної популярності у місцевого населення, зокрема на Київщині та Чернігівщині і у ньому зводились і житлові будинки.
На півдні України псевдоросійський стиль популярності не мав, наприклад у Одесі, окрім єпархіальних та благодійних споруд можна згадати типографію Ю. І. Фесенка, який заробляв друком зображень святих.
На початку ХХ ст. новий неоросійський стиль частково замінив псевдоросійський стиль, однак псевдоросійський стиль не втрачав популярності до початку Жовтневої революції.

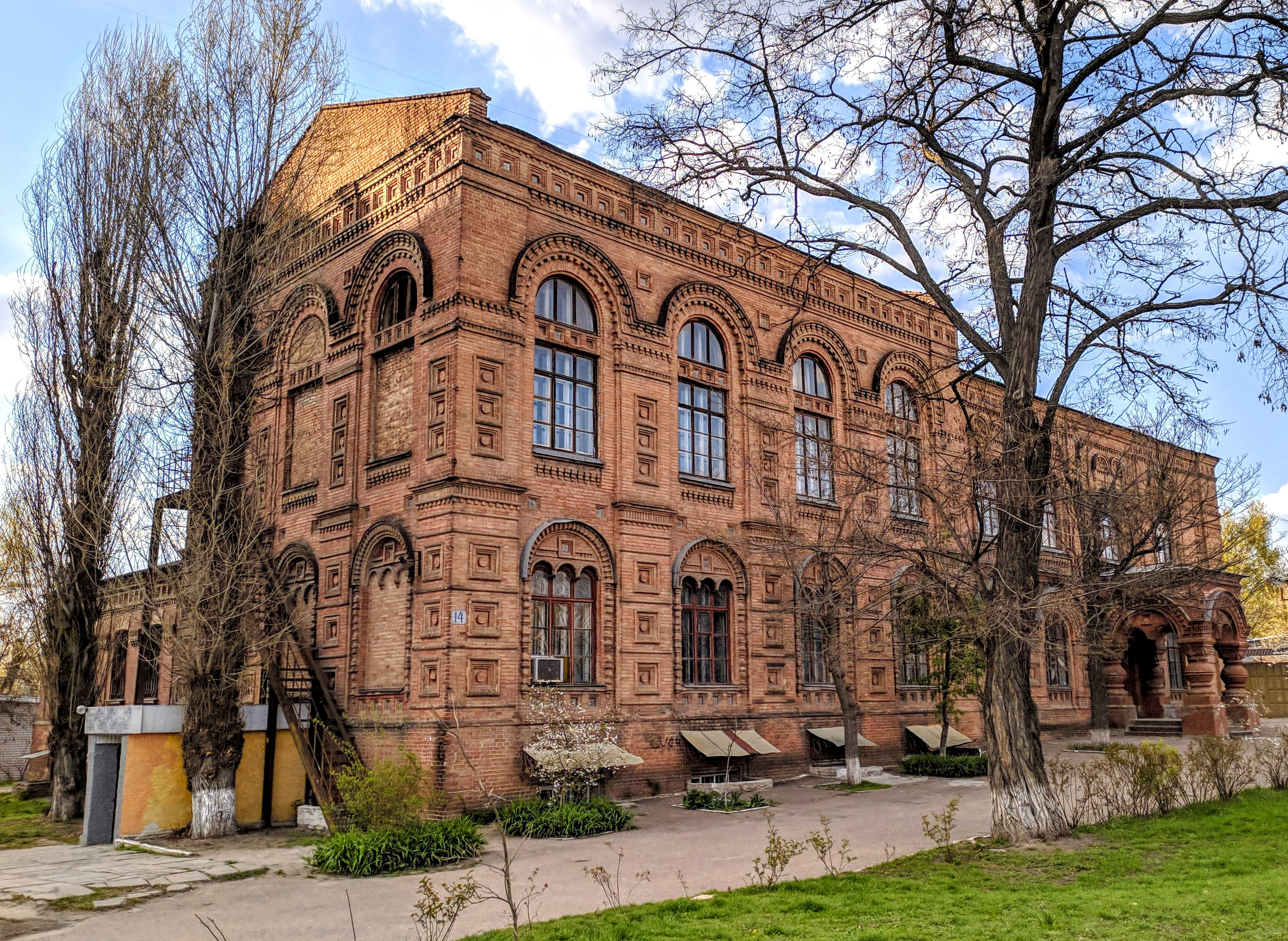
Кропивницький. Ремісниче грамотне училище
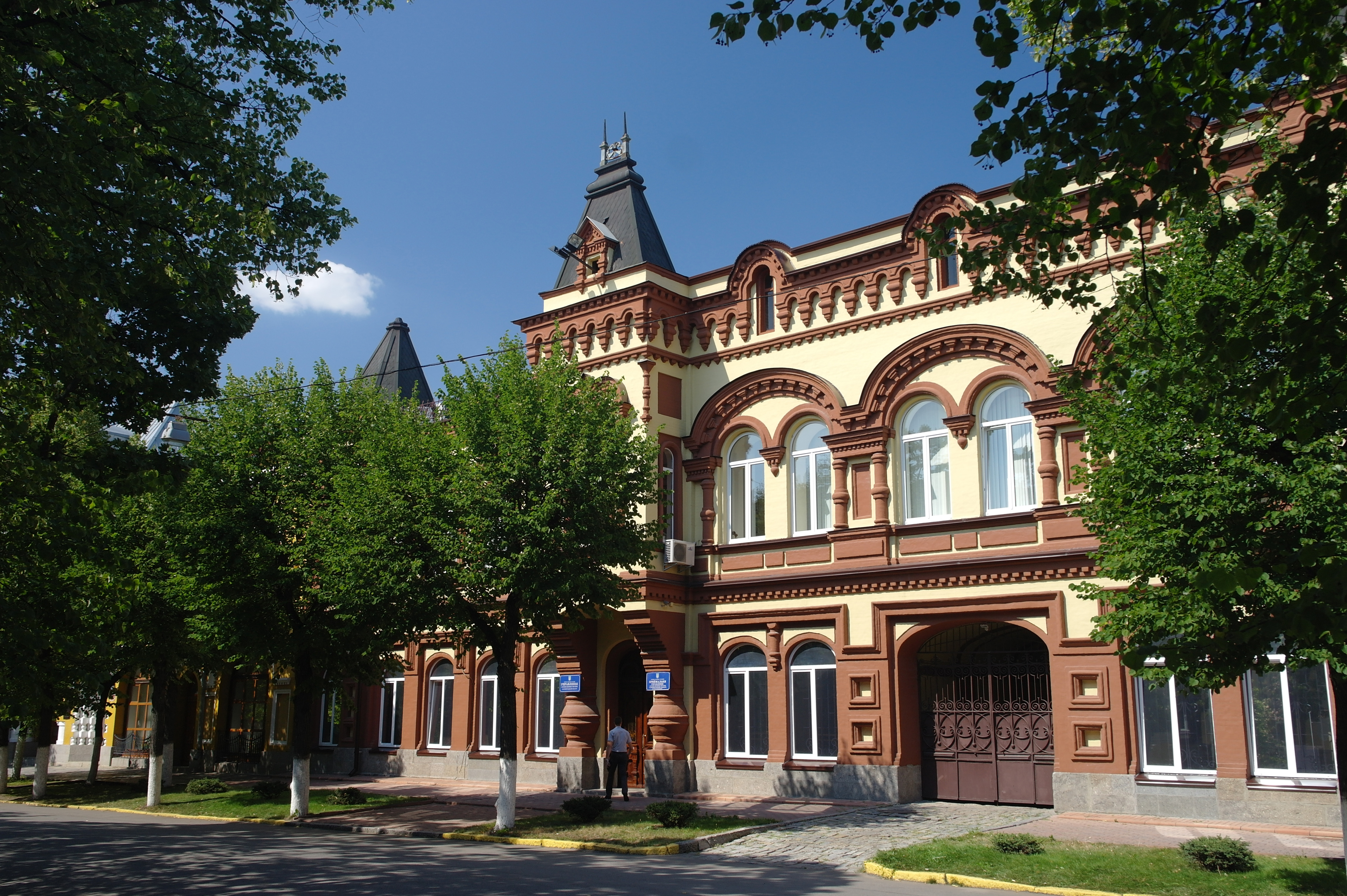
Кропивницький. Гостинний двір
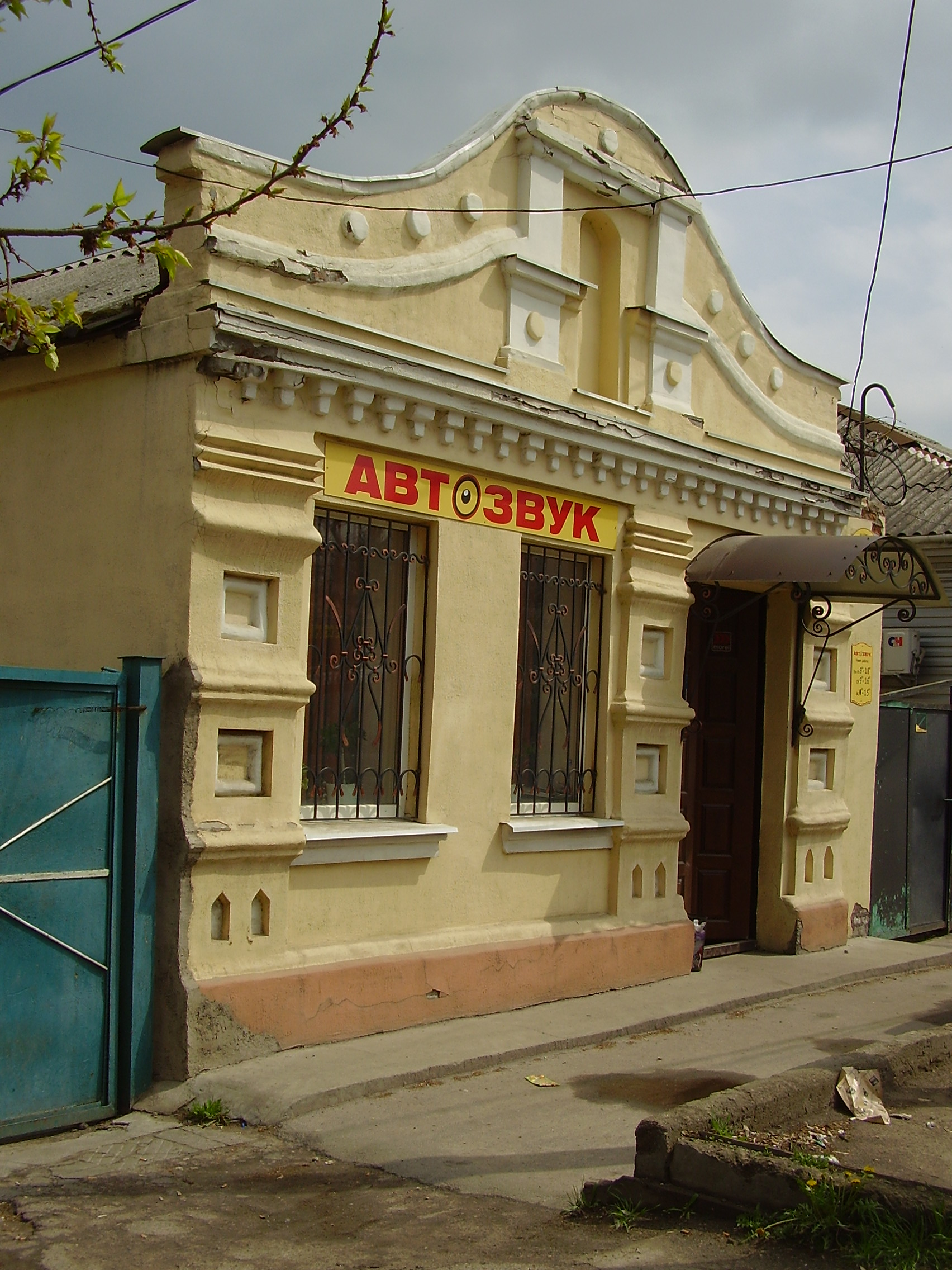
Кропивницький. Будинок на вул. Великій Пермській
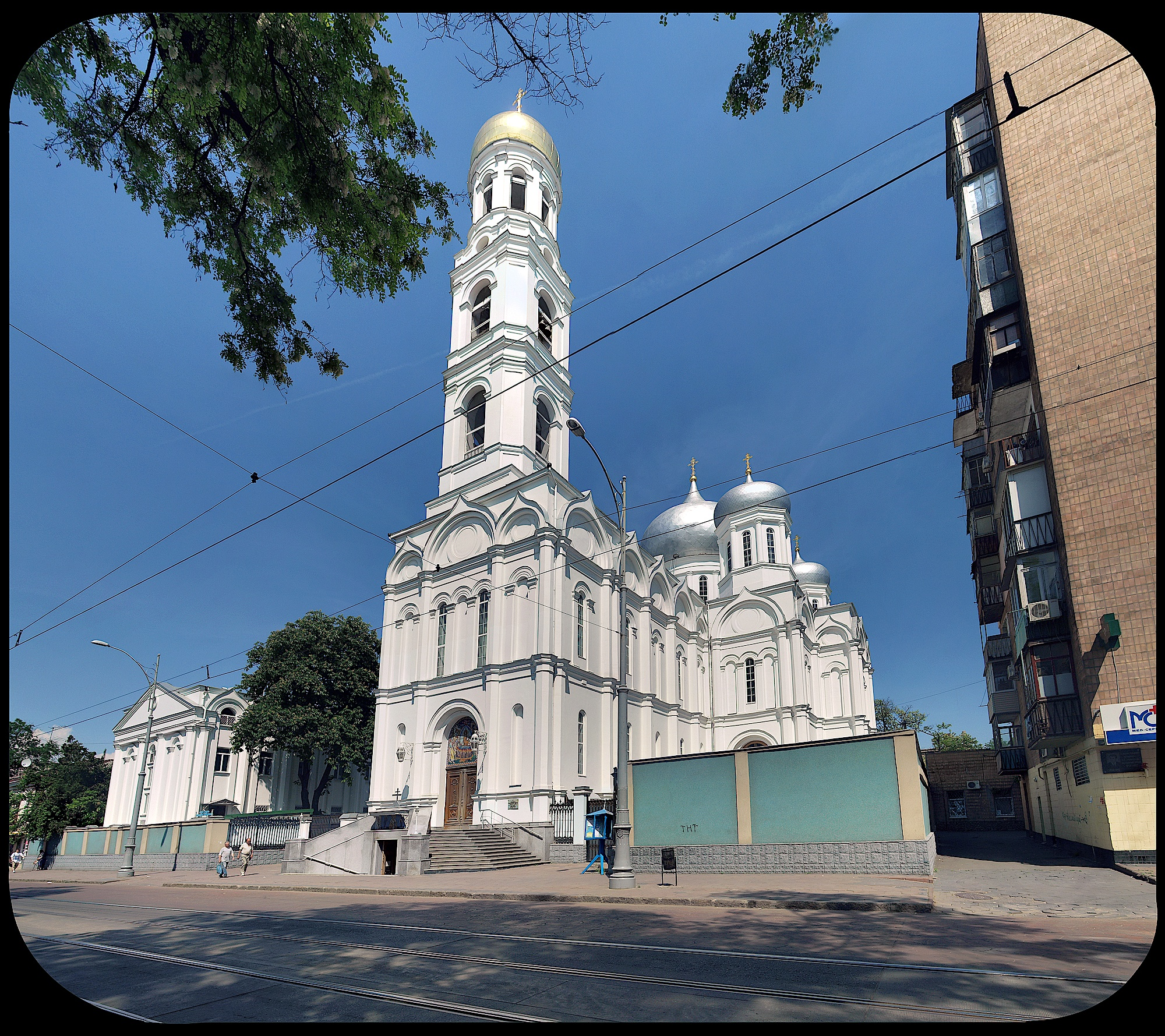
Одеса. Успенський собор, 1856–1869 рр.
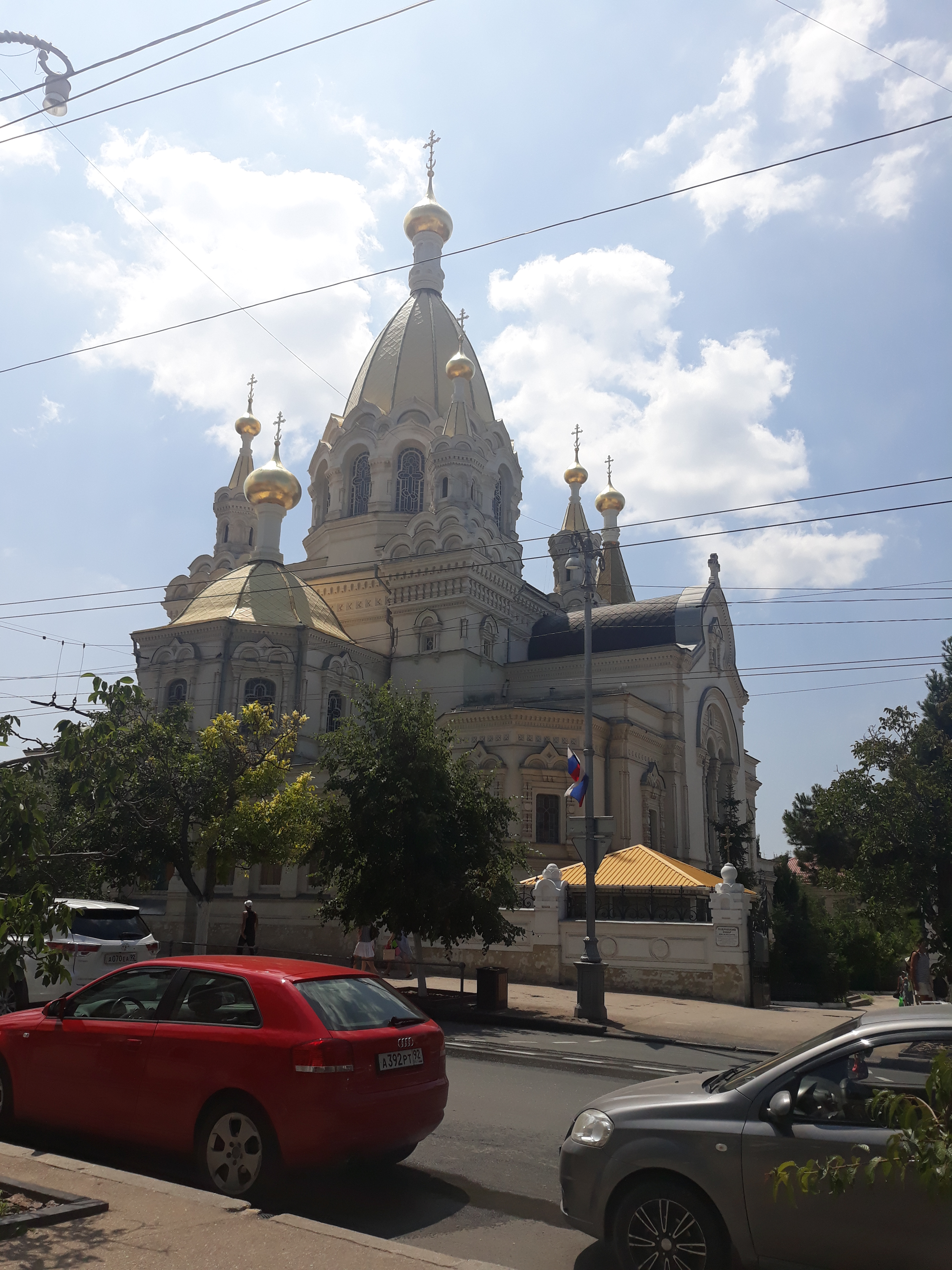
Севастополь. Церква Покрови Богородиці, 1891–1908 рр.
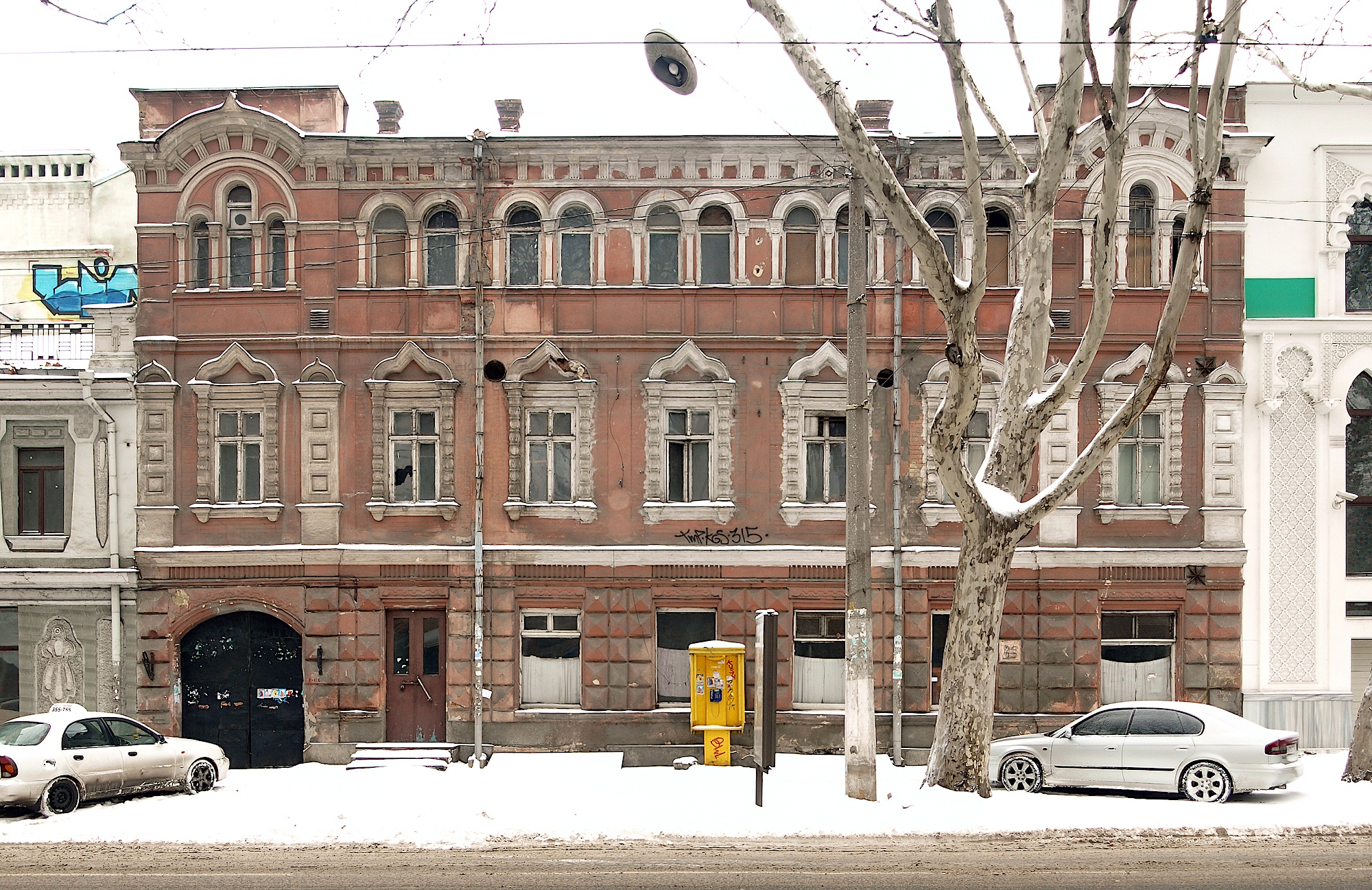
Одеса. Оздоблення фасаду для типографії Е. І. Фесенка, арх. Л. Ф. Прокопович, 1893 р. Надбудова третього поверху, І-а пол. ХХ ст.
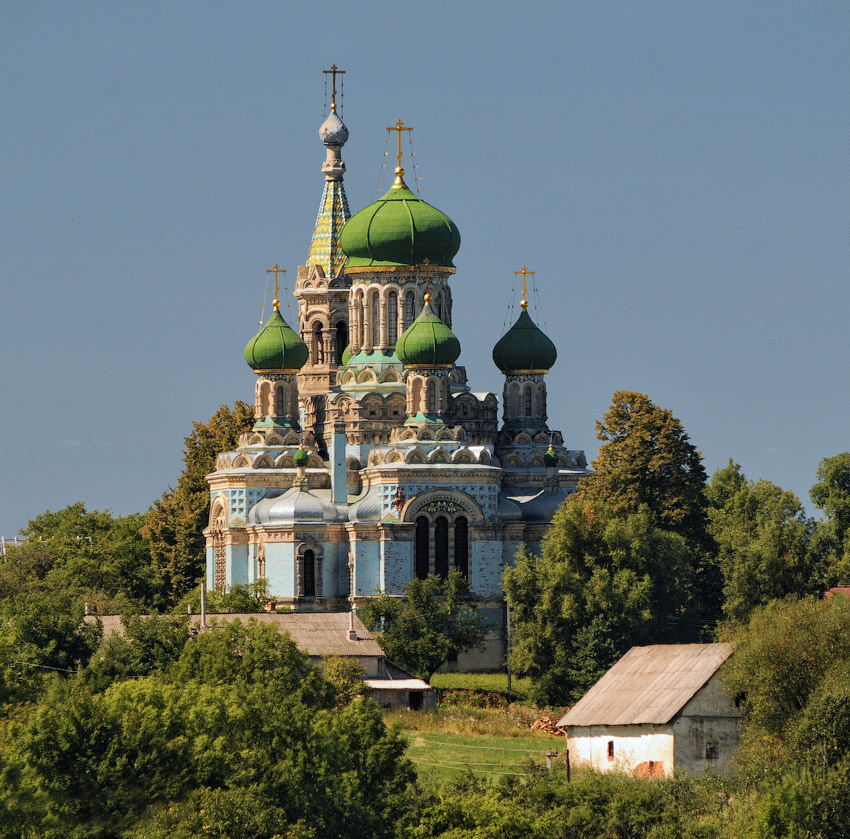
Біла Криниця, Чернівецька область. Старообрядницький Успенський собор, пр.: В. Клік, нагляд: інж. О. В. Кузнецов, 1901–1908 рр.

### Неоготика

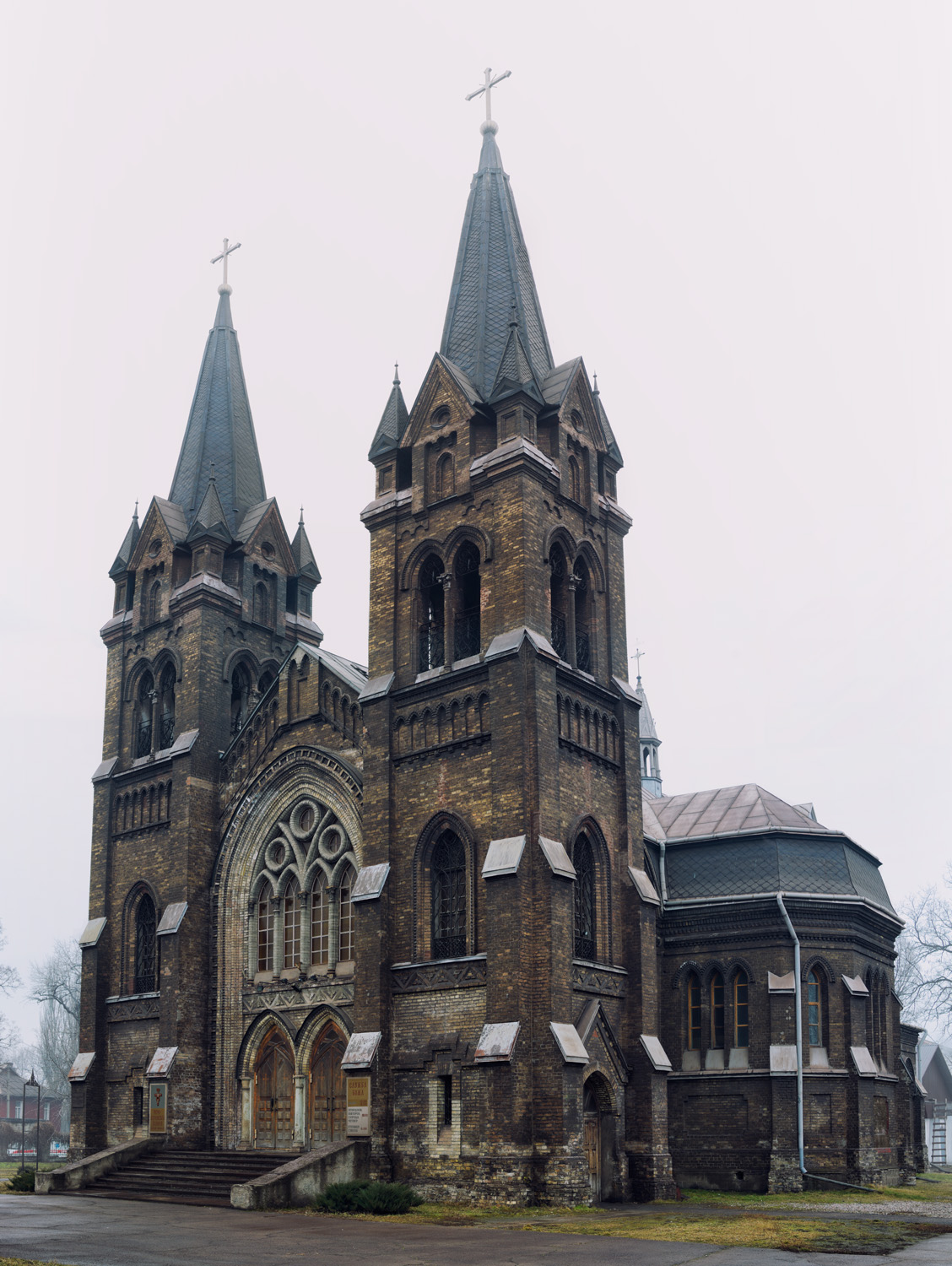
Кам'янське. Костел святого Миколая, арх. Маріан Хорманський, 1897 р.
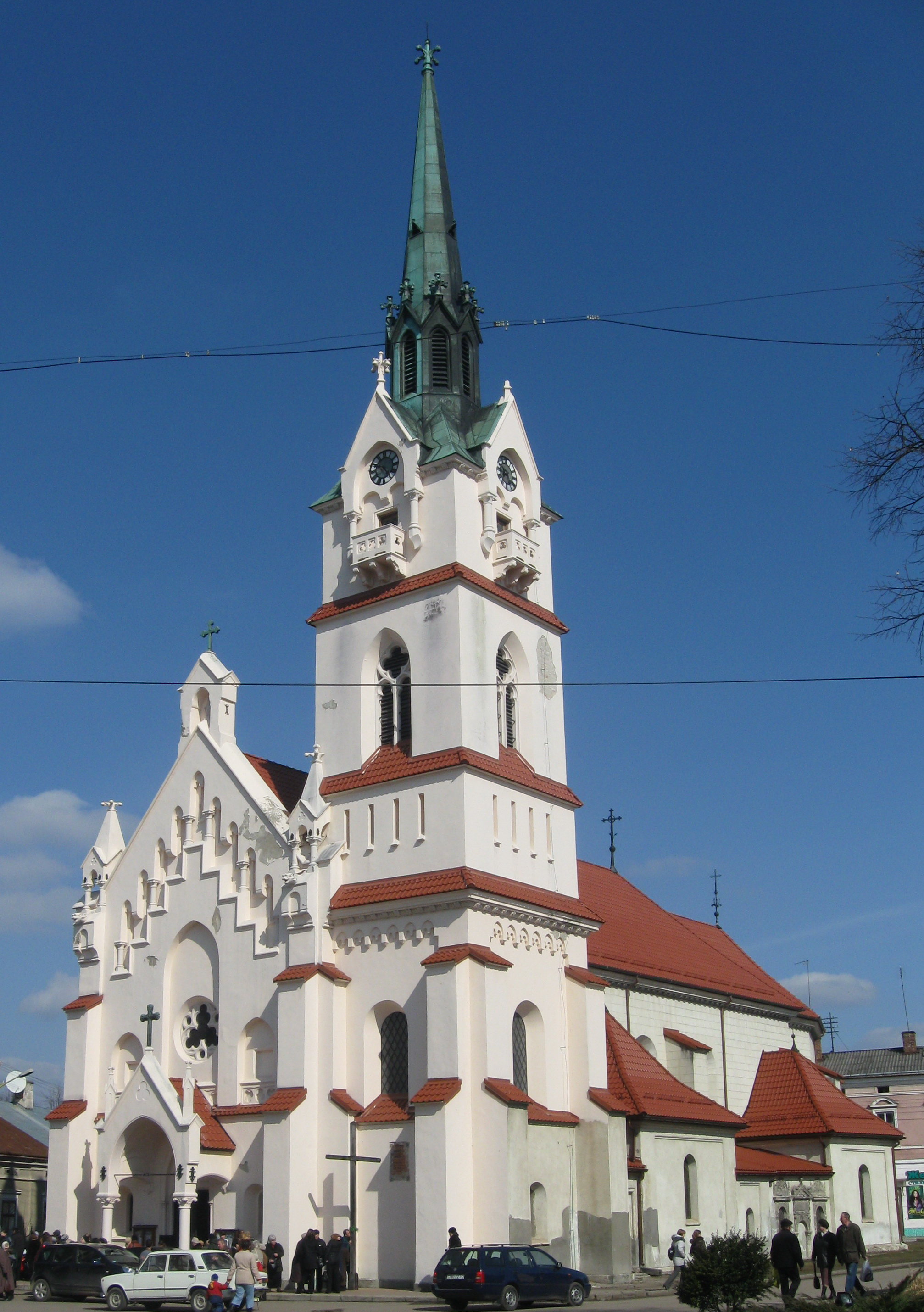
Костел Різдва Пресвятої Богородиці (Стрий)
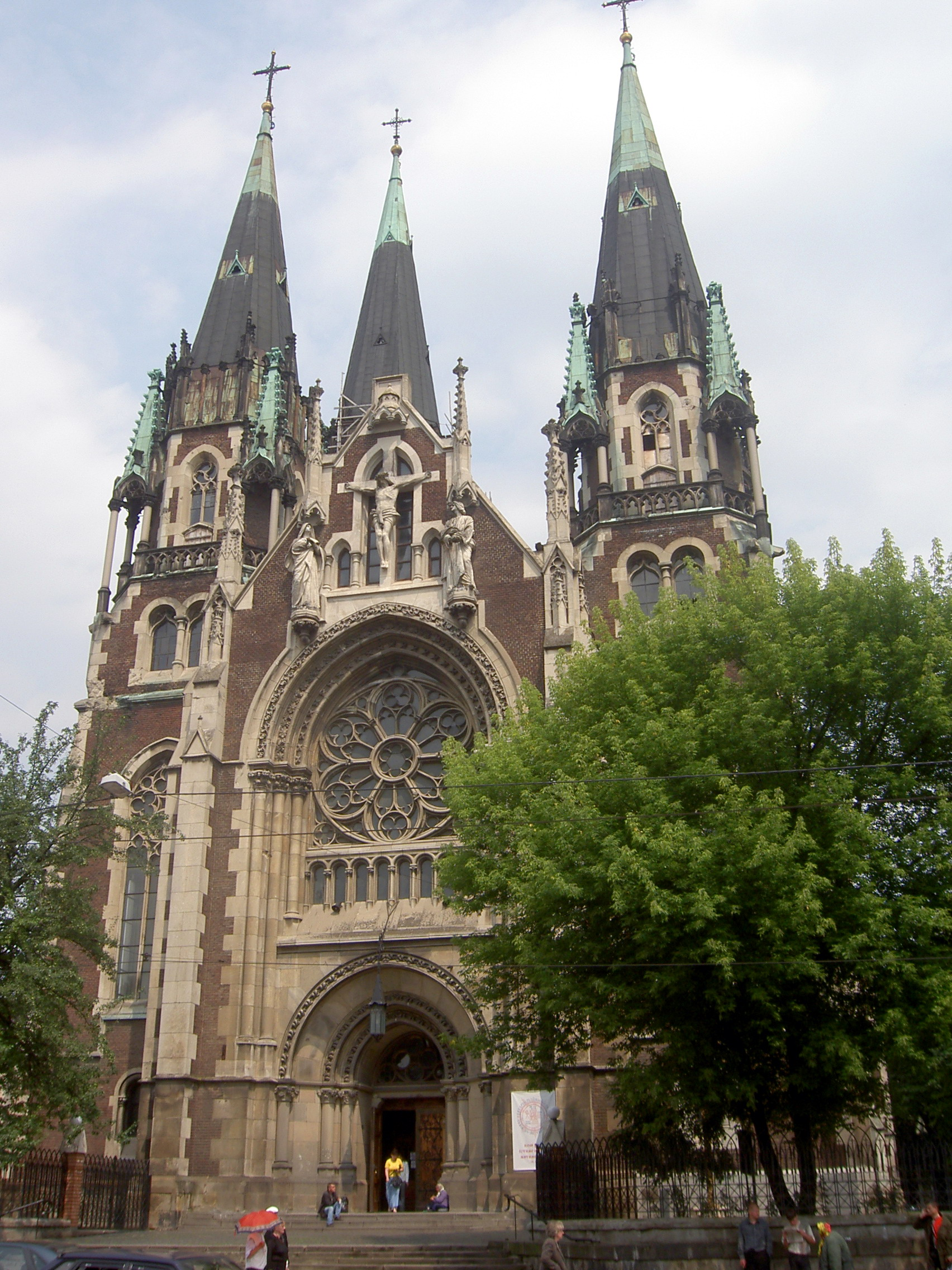
Львів. Церква святих Ольги і Єлизавети
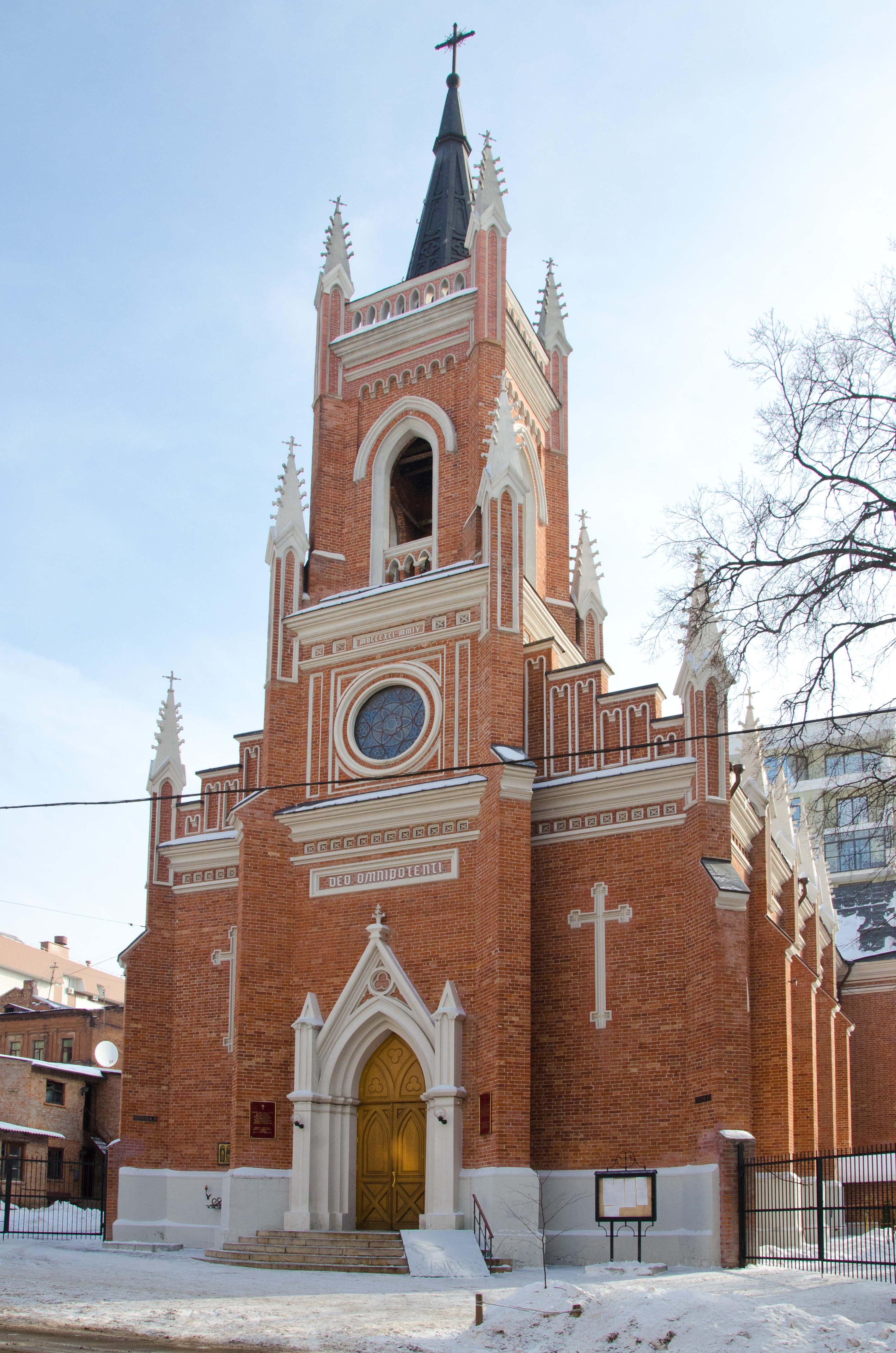
Харків. Собор Успіння Пресвятої Діви Марії
Чернівці. Костел Пречистого Серця Ісуса
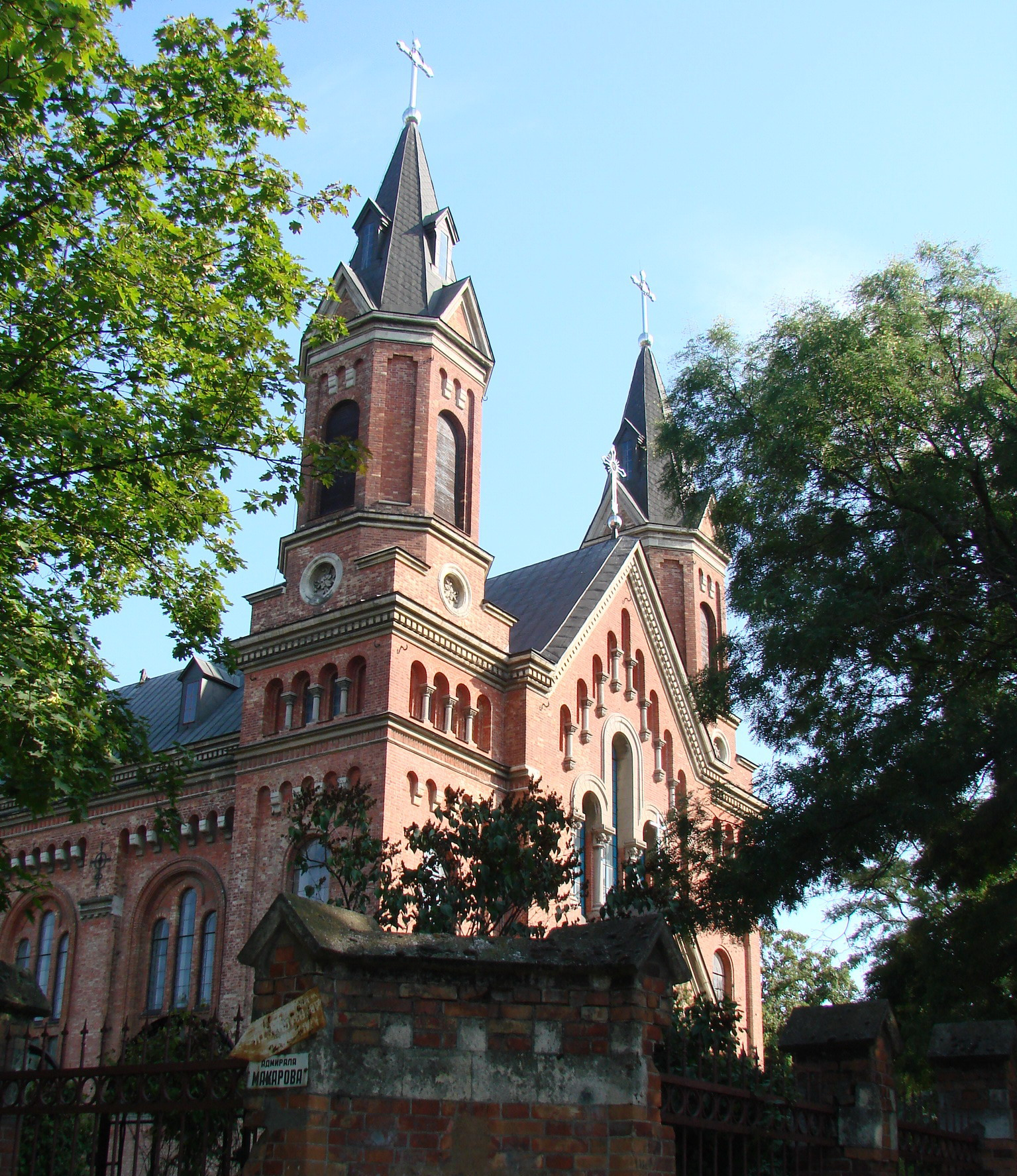
Миколаїв. Костел святого Йосипа, 1891—1895 рр.
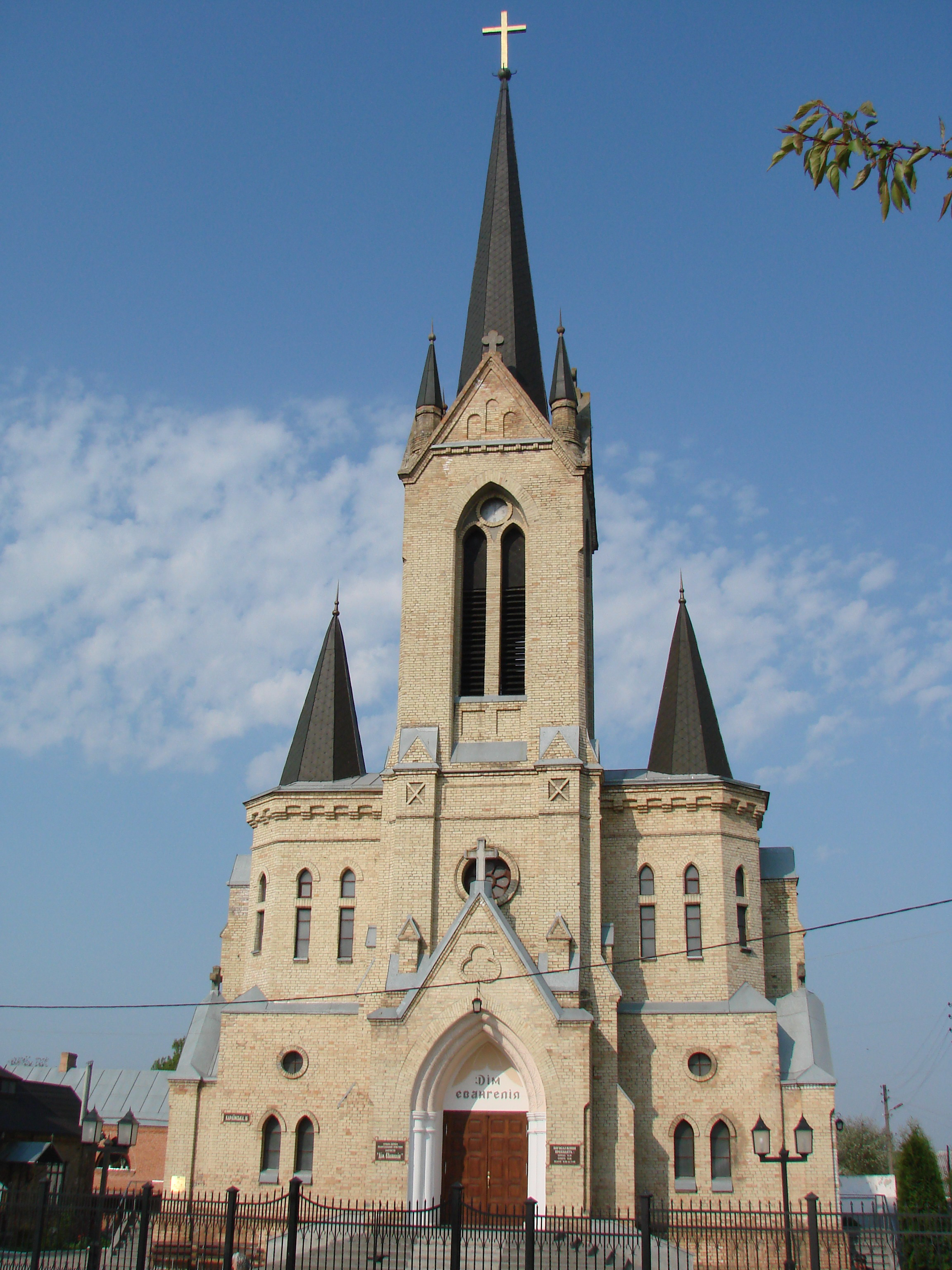
Луцьк. Лютеранська церква, 1906—1907 рр.
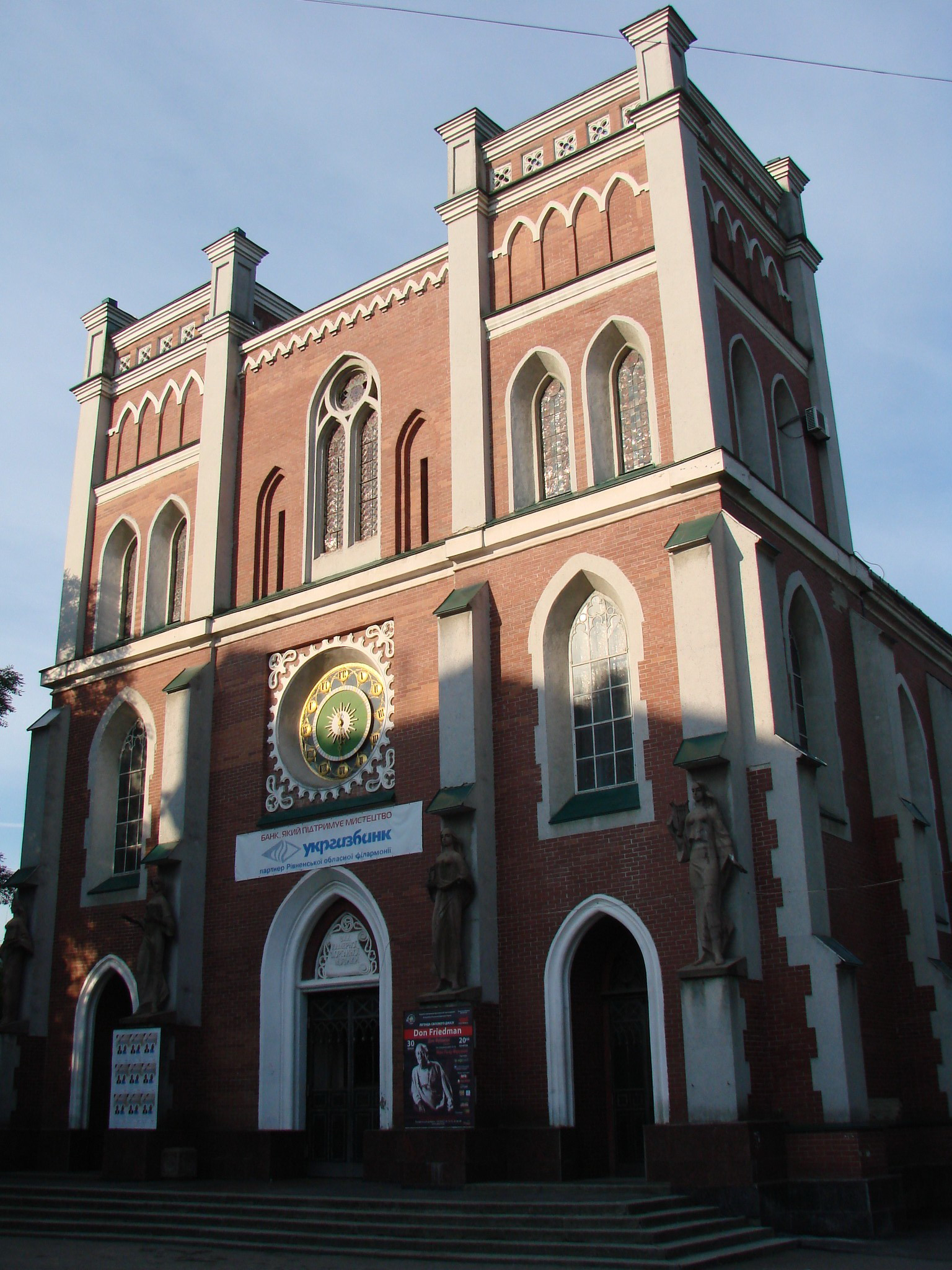
Костел святого Антонія (Рівне), 1890-ті рр.
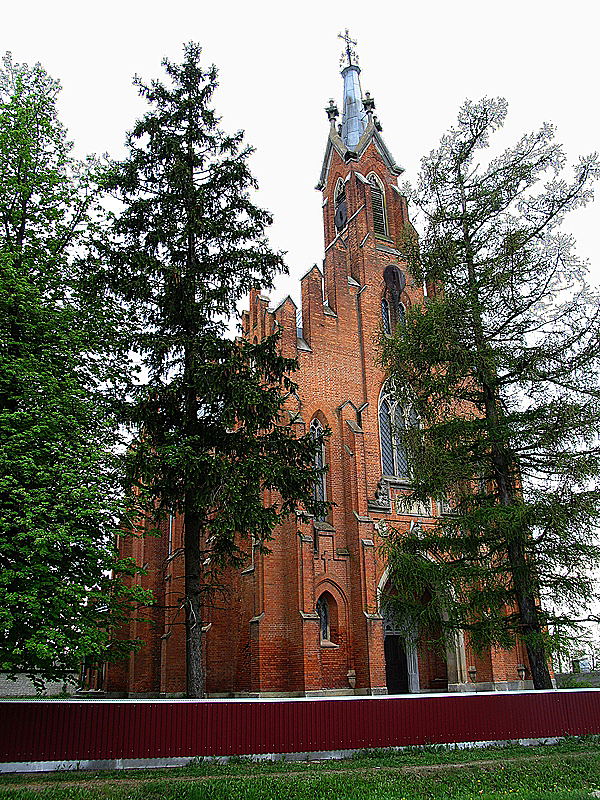
Костел святої Анни (Озеряни) , 1875 р.
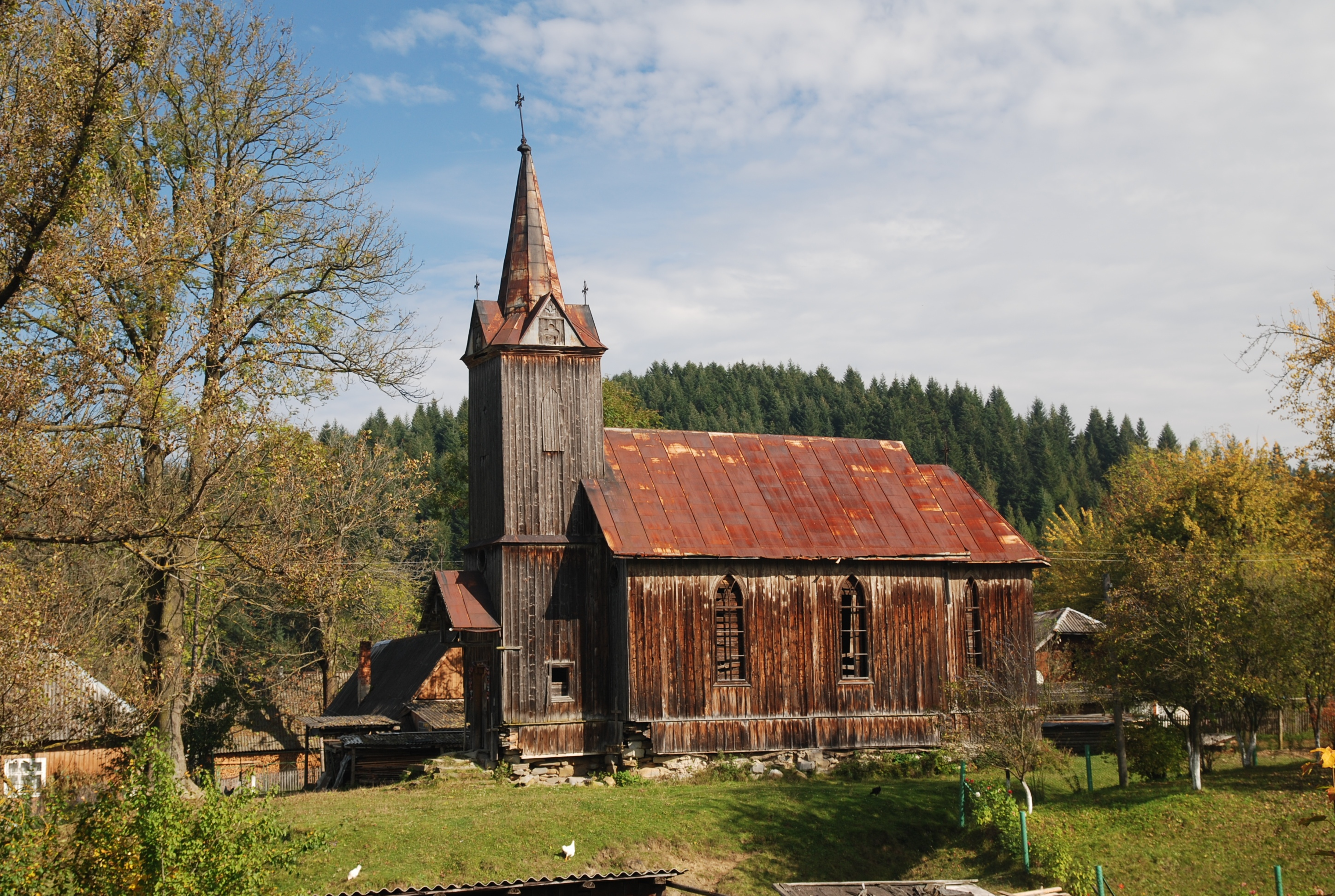
с. Розлуч, Львівська область. Костел святого Франциска Борджія, 1902 р. (дерев'яна неоготика),
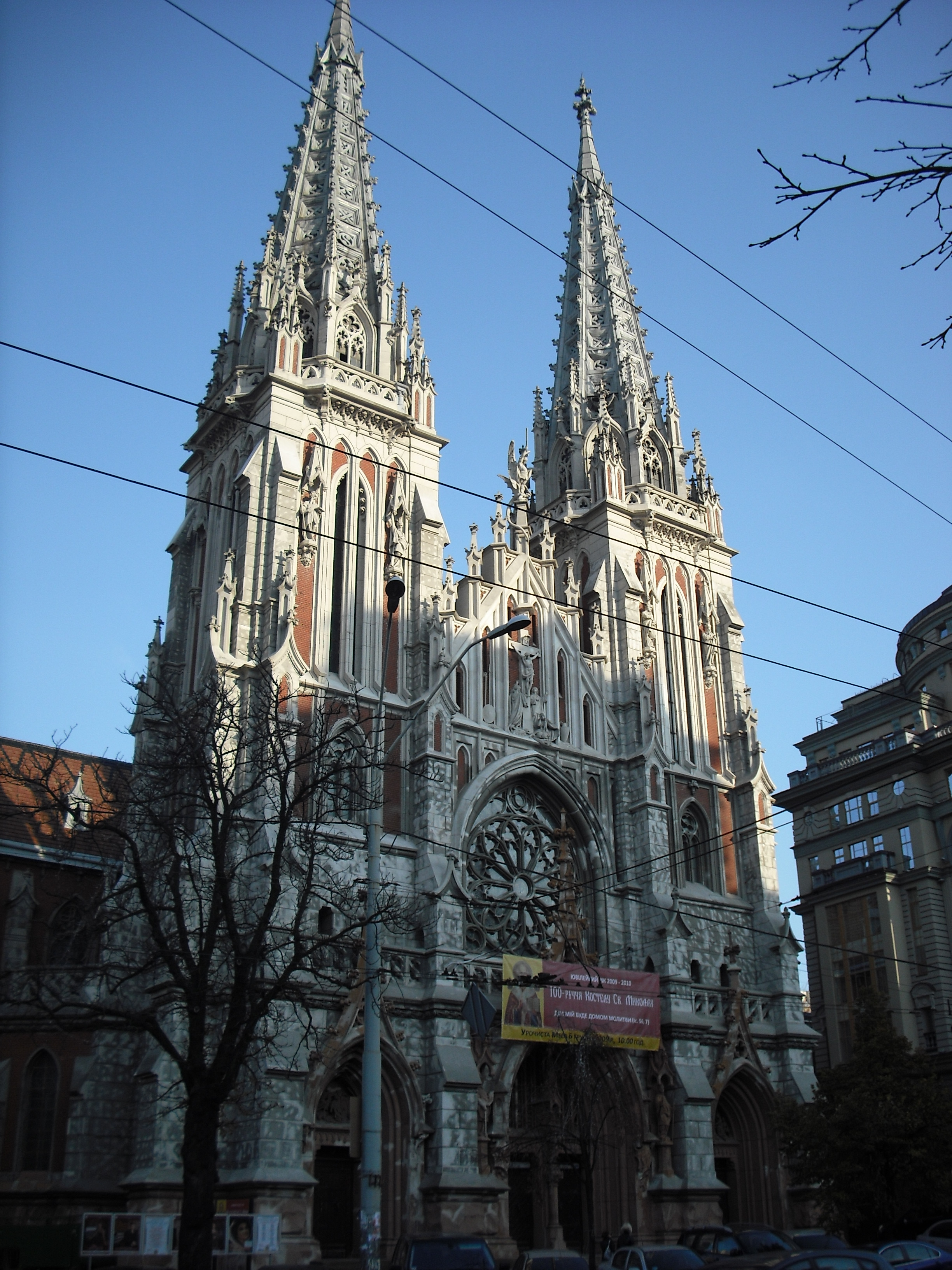
Київ. Костел святого Миколая, арх. Воловецький, 1899 р.

## Модерн (сецесія)

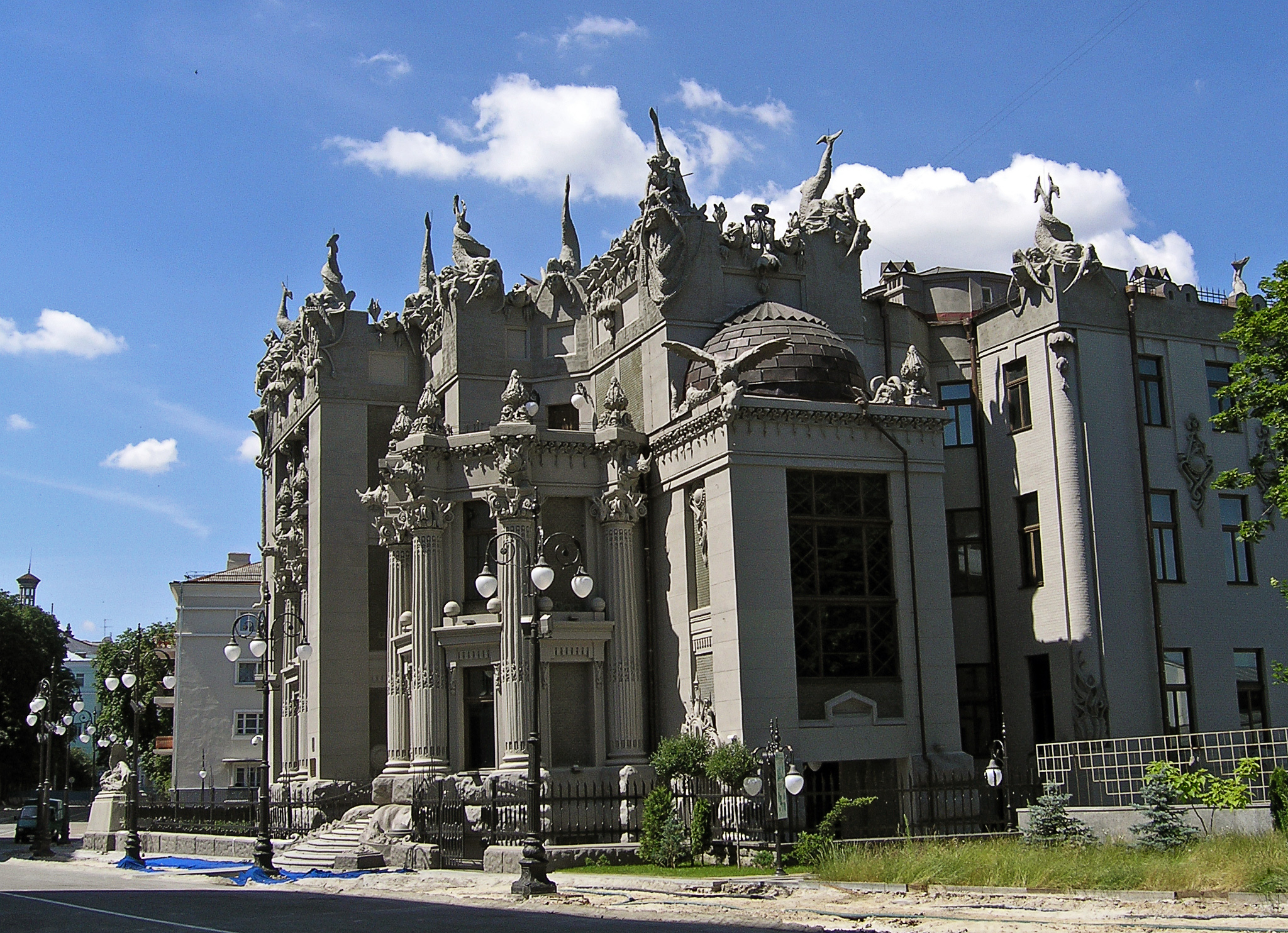
Будинок В. В. Городецького, Київ, арх. В. В. Городецький, 1901–1902

Наприкінці ХІХ ст. Європі виникає новий напрямок в мистецтві, та, зокрема, в архітектурі — модерн. Основними школами модерну були бельгійська школа Ектора Орта та віденська Отто Вагнера, які мали світовий вплив. Також існувало декілька локальних шкіл, які мали обмежене поширення. В Західній Україні, як складовій частині Австро-Угорської імперії переважала архітектура віденського сецесіону (на місцевому діалекті для стилю використовувалась назва «сецесія»), але у частині королівства Угорщина (ніні Закарпатська область) спільно з тим набув поширення угорський модерн. В частині України, що була підпорядкована Російській імперії були популярні як бельгійська школа, так і віденський сецесіон, причому останній набув більшого поширення ближче до 1910-х років.
У Російській імперії тривалий час модерн був стилем барських будинків, фонова забудова зводилась, як і раніше у стилі історизму або взагалі без ознак стилю. Перші будинки у стилю модерну з'явилися приблизно у 1901 році і це були винятково коштовні споруди. Ситуація щодо бюджетних споруд змінюється наприкінці 1900-х років, але історизм до кінця не втратив своїх позицій у бюджетній архітектурі.
Якість архітектури у Російській імперії продовжувала залишатися низькою, темпи будівництва були високими, а кількість талановитих архітекторів невелика, у більшості міст як Російської так і Австро-Угорської імперії працювало один — два місцевих архітектори, яки виконували вал замовлень Лише такі міста як Одеса, Харків, Київ, Львів мали власні архітектурні школи і велику кількість митців. Однак у Києві серед домовласників не склалася традиція високомистецького будівництва — як і у провінції будинки не штукатурились, що приводило до обмеженості художніх засобів. Серед маси київських архітекторів та інженерів виділялись Кобелев, Зекцер, Брадтман, Альошин, проєкти яких досягали європейського рівня. Одним з перших і найкращих будинків у Києві був власний будинок В. В. Городецького, що відрізняється великою кількістю монументальної скульптури з бетону. Але подалі Городецький виконував проєкти у стилі історизму і це єдина його споруда у стилі модерну високого рівня виконання. Проєкти архітектора О. В. Кобелева, який працював на ПЗЗ збагатили велику кількість залізничних станцій не лише на Київщині, але й у інших губерніях. Також якісна архітектура існувала і на південному узбережжю Криму, де працювало декілька талановитих архітекторів, у тому числі і столичних.
На території України за часів модерну творили такі постаті як академік Олексій Бекетов, Адольф Мінкус, Григорій Артинов, Адам Генріх, Василь Кричевський, Тадей Обмінський, Іван Левинський.
Добре представлена віденська школа Отто Вагнера, окрім приблизного наслідування його школі, у Одесі був скопійований фасад будинку у Флорідсдорфі (арх. фон Діц), у Чернівцях проєкт відділення ощадної каси виконав безпосередньо учень Вагнера Ґуберт Гесснер, що є єдиним відомим зразком сецесіону в Україні від архітектора столичного рівня. Також у Чернівцях віденське бюро «Фельнер і Гельмер» спорудило за повторно проєктом повторного застосування міський театр.
Серед визначних митців, що працювали в стилі модерну (сецесії), низка архітекторів Львова, Харкова, Києва, Вінниці, Одеси, Дніпропетровська, Маріуполя, Ялти, Гурзуфа:
- Лінецький Моісей Ісакович
- Мінкус Адольф Борисович
- Бекетов Олексій Миколайович
- Городецький Владислав Владиславович
- Артинов Григорій Григорович
- Нільсен Віктор Олександрович
- Брадтман Едуард-Фердинанд Петрович та інші.

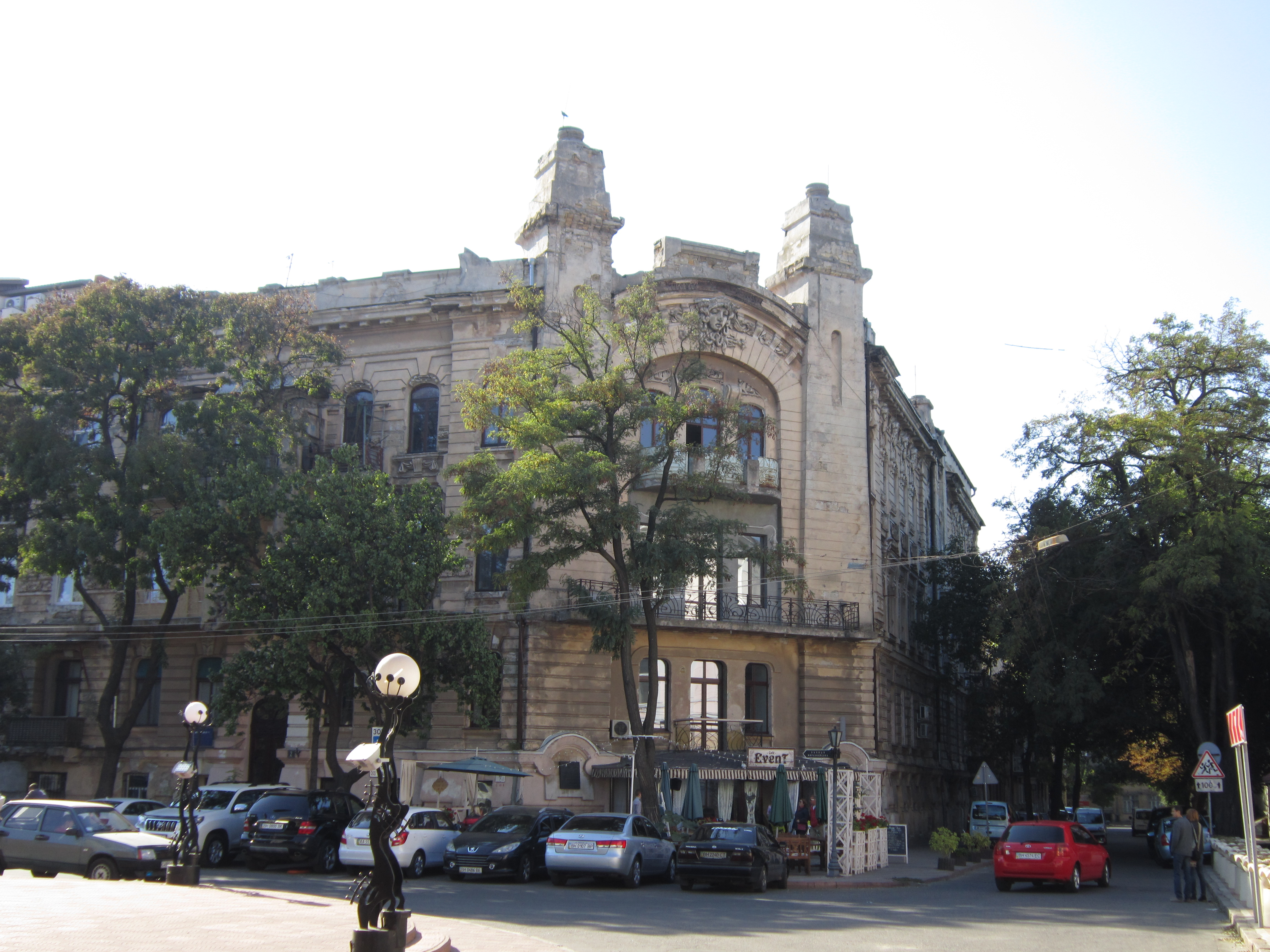
Одеса. Будинок М. Д. Луцького, арх. М. І. Лінецький, 1902–1903 рр.
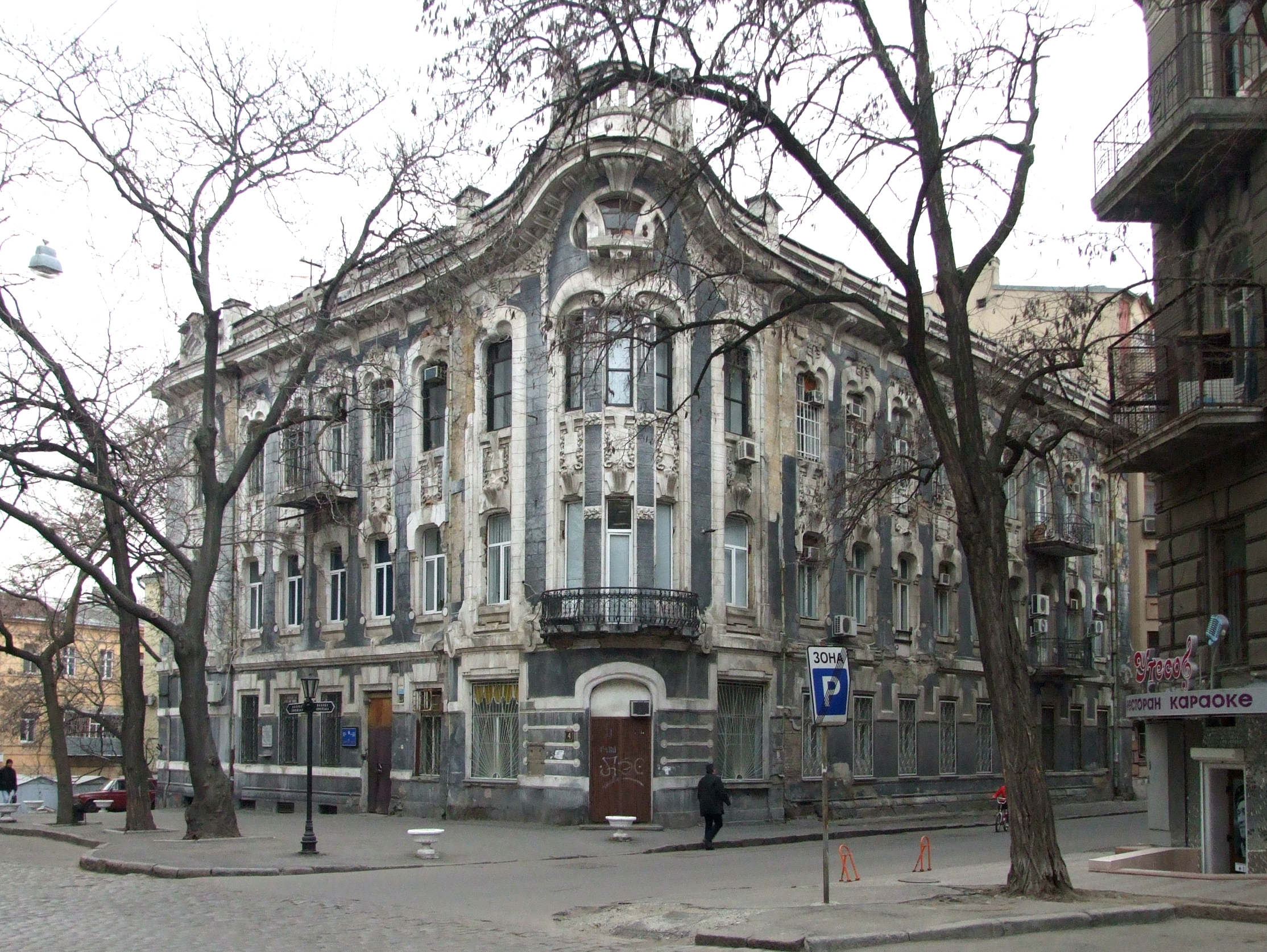
Одеса. Будинок А. Топуза, арх. М. І. Лінецький, 1904 р.
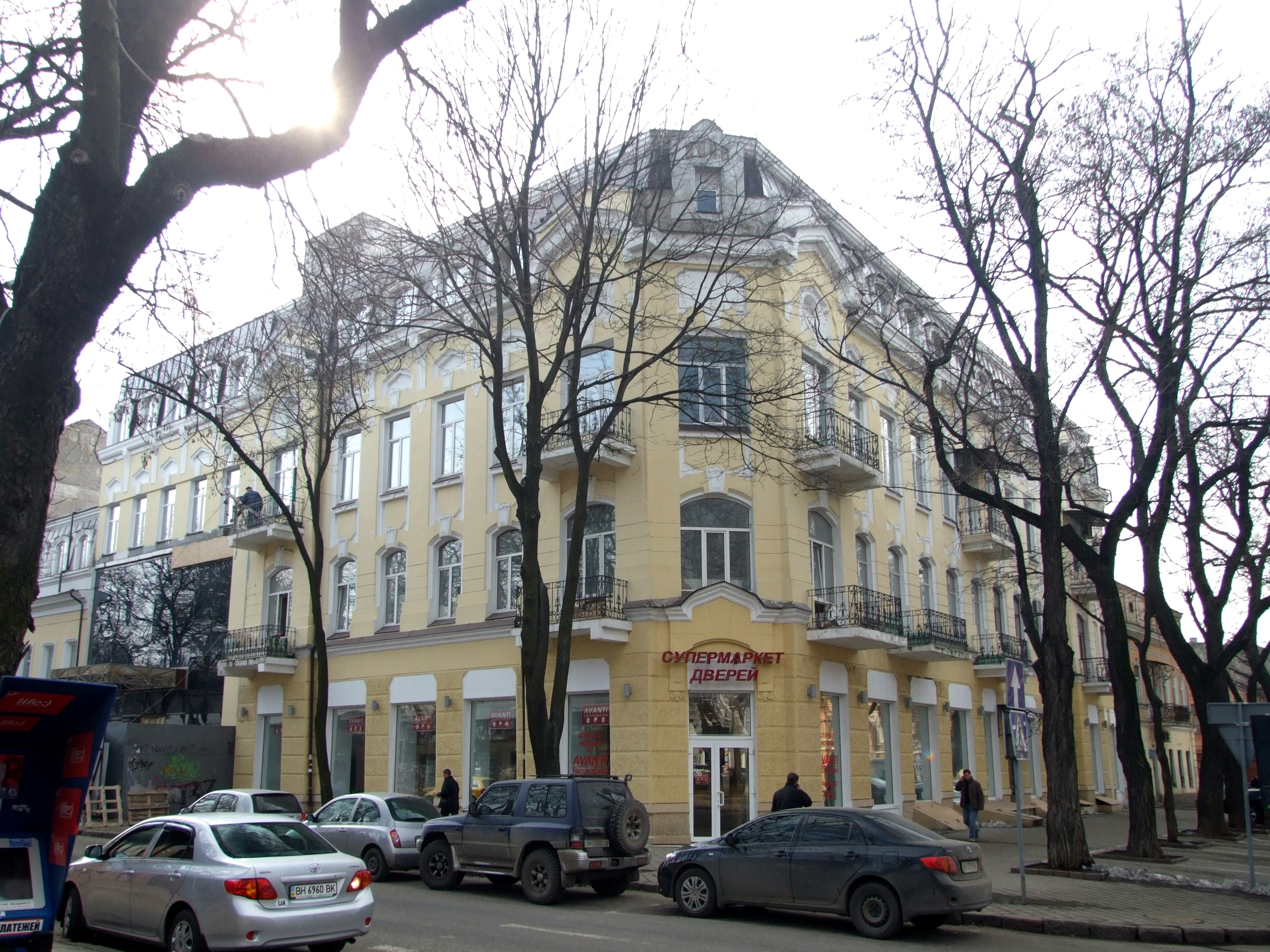
Одеса. Будинок Бомзе, арх. Л. М. Чернігов, нагляд: А. В. Юргевич, 1905 р.
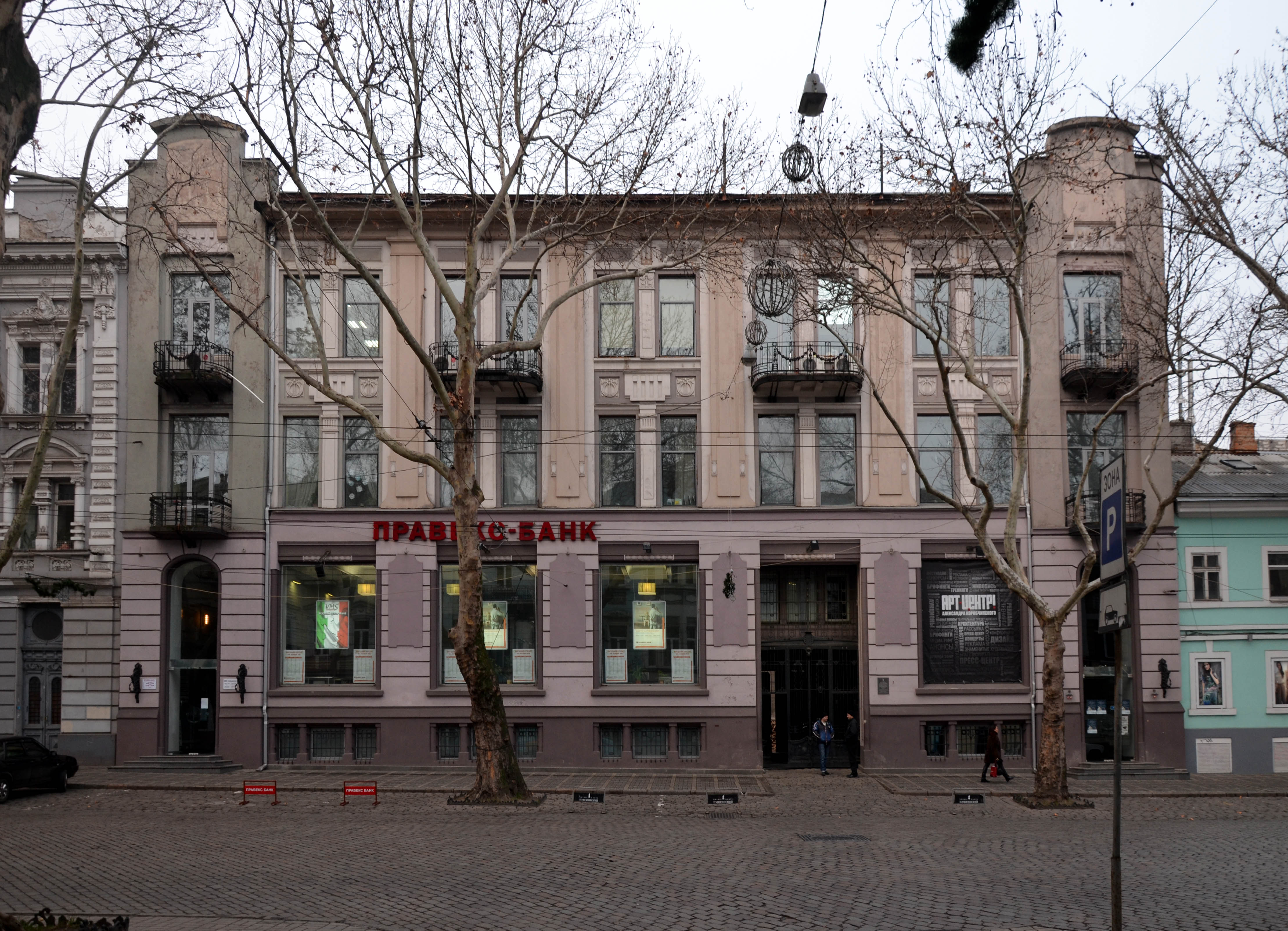
Одеса.Віділлення товариства Російсько-американської гумової мануфактури, арх. Х. Л. Бейтельсбахер, В. І. Кундерт, 1907–1908 рр.
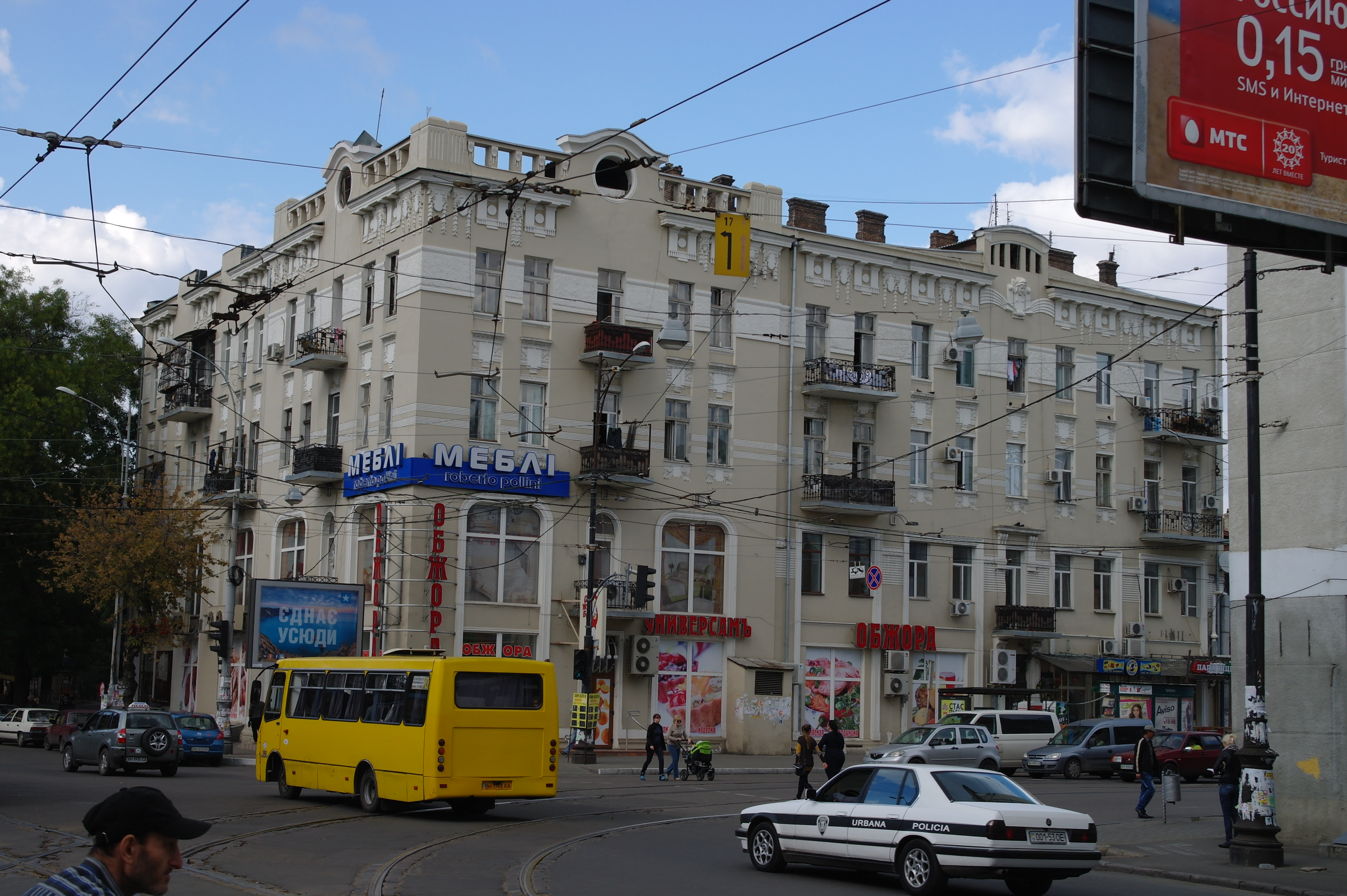
Одеса. Будинок Пташникових, 1908 р. Приблизна копія будинку у Флорідсдорфі у Відні
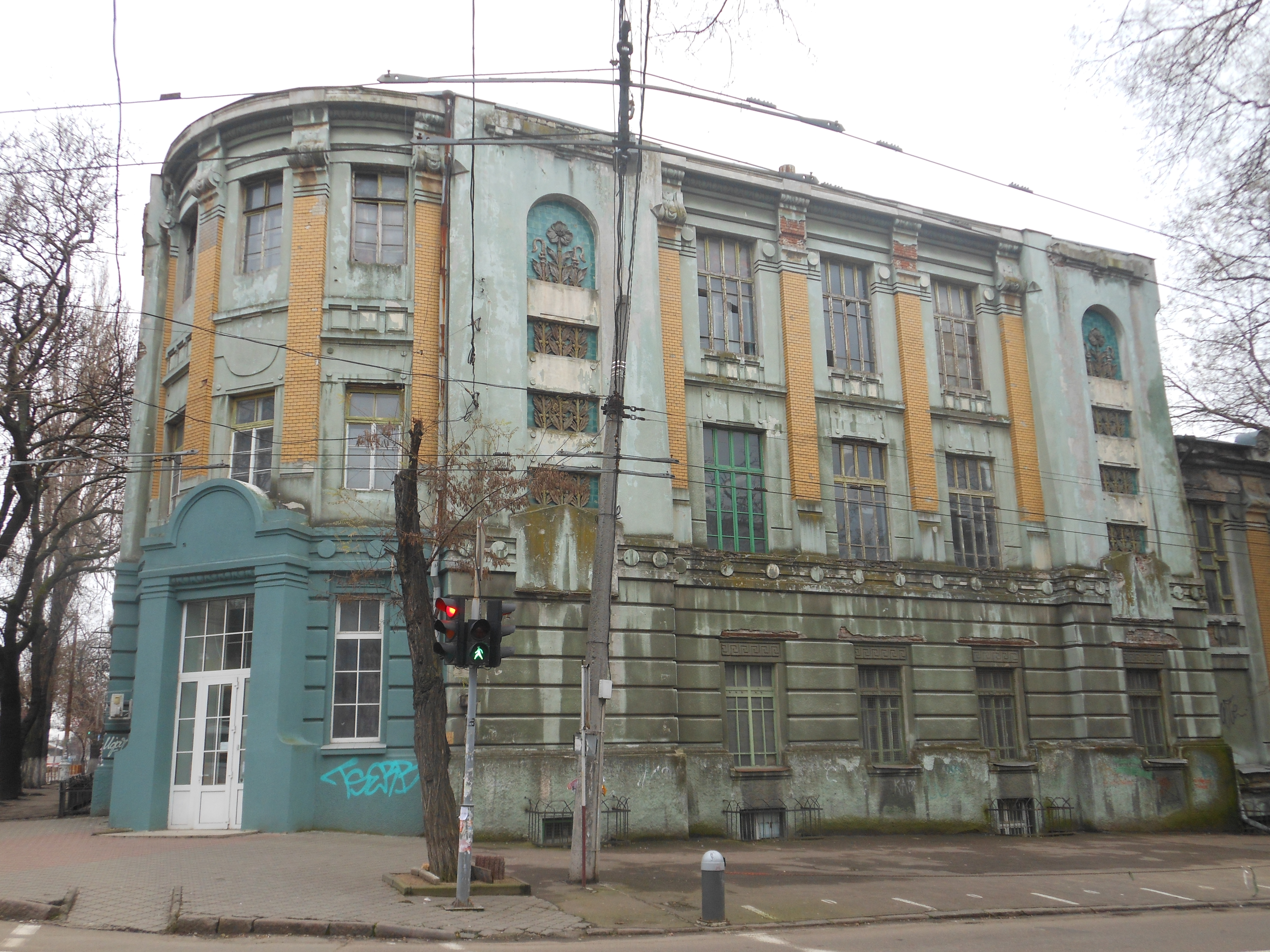
Одеса. Чаєрозважувальна фабрика т. д. «Висоцький В. і Ко» (автор невідомий, 1909 р.; (бетоний каркас: інж. В. І. Кундерт)
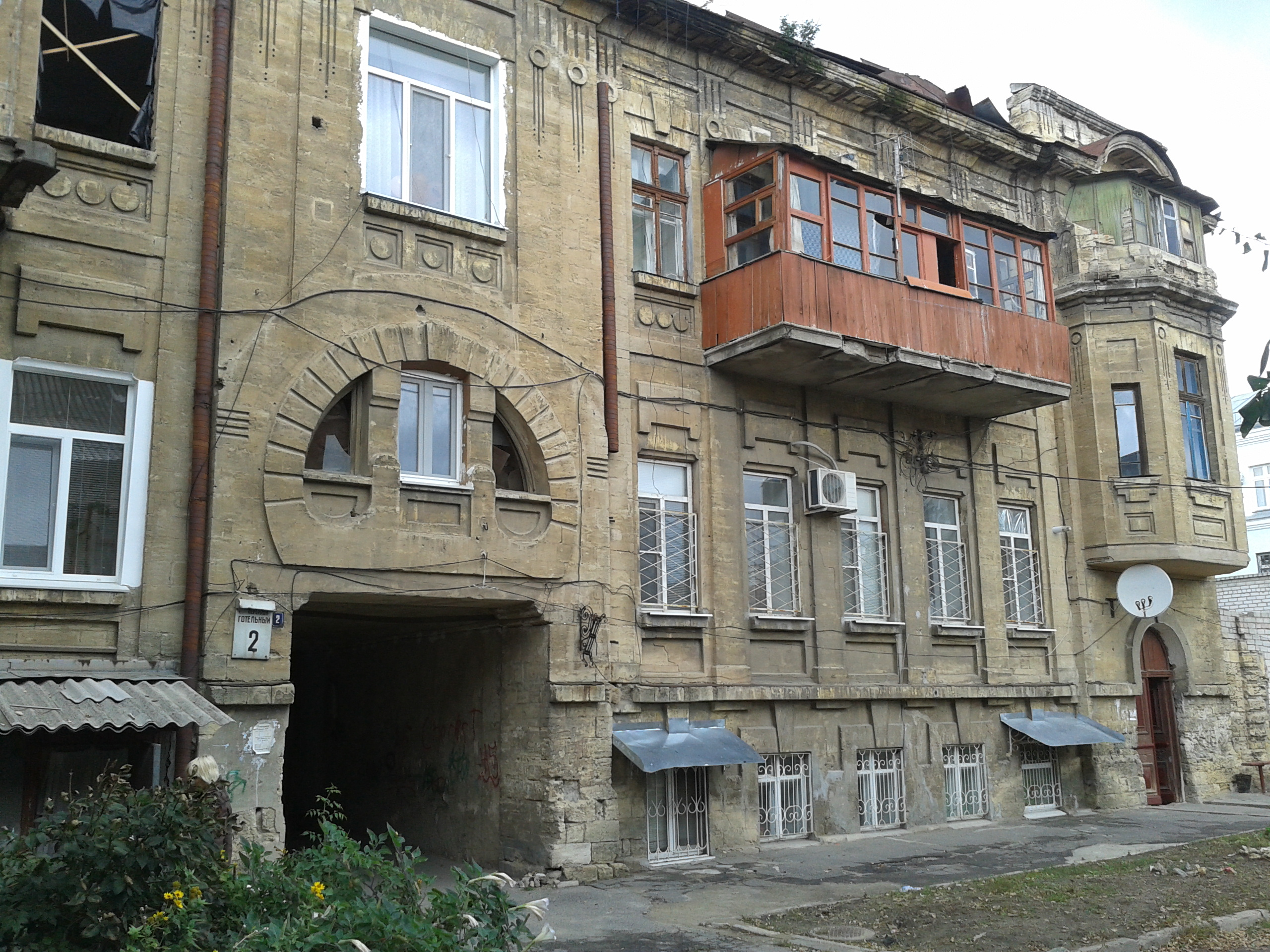
Херсон. Будинок у Готельному провулку
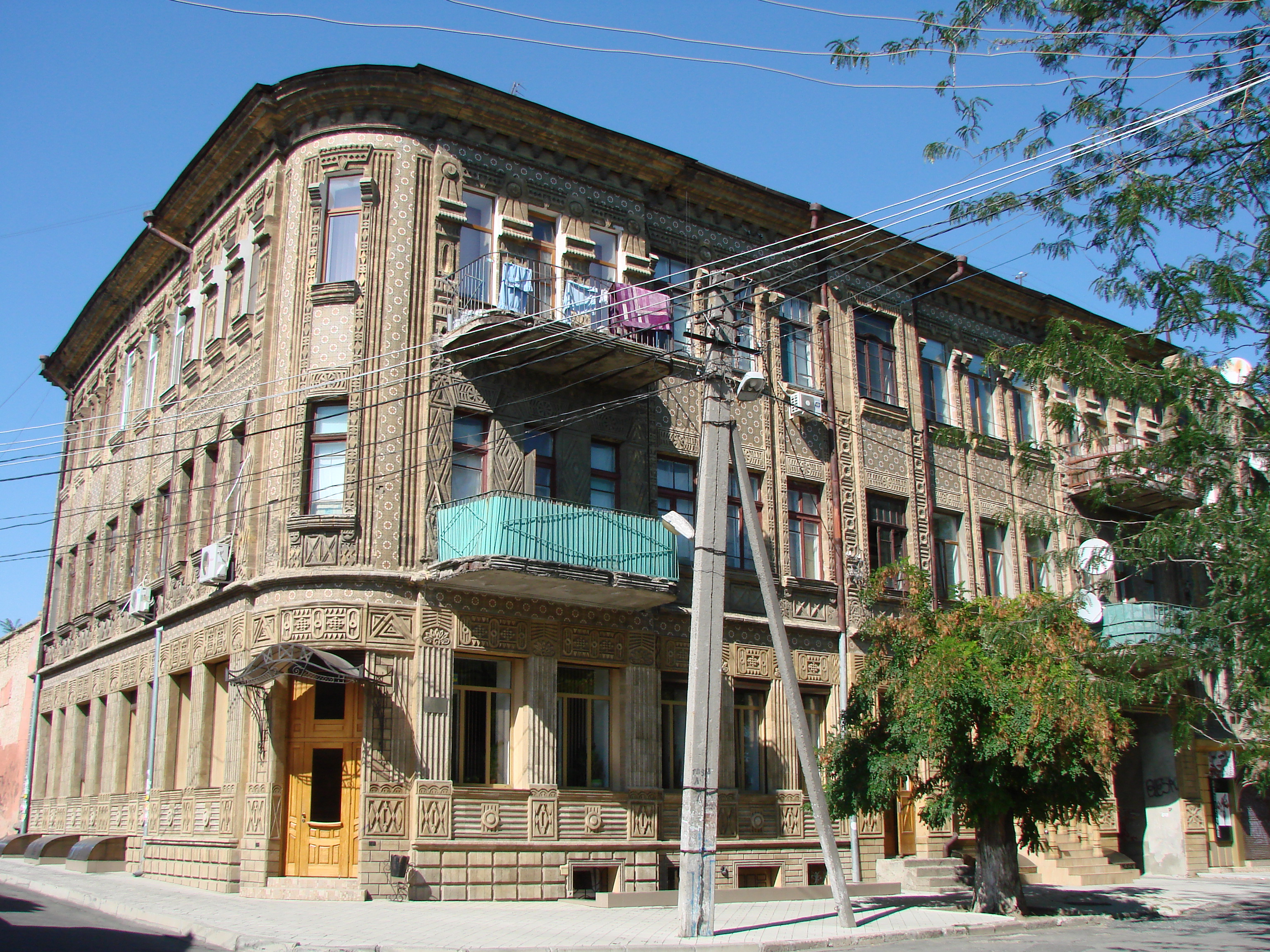
Херсон. Будинок на вул. Старообрядницькій
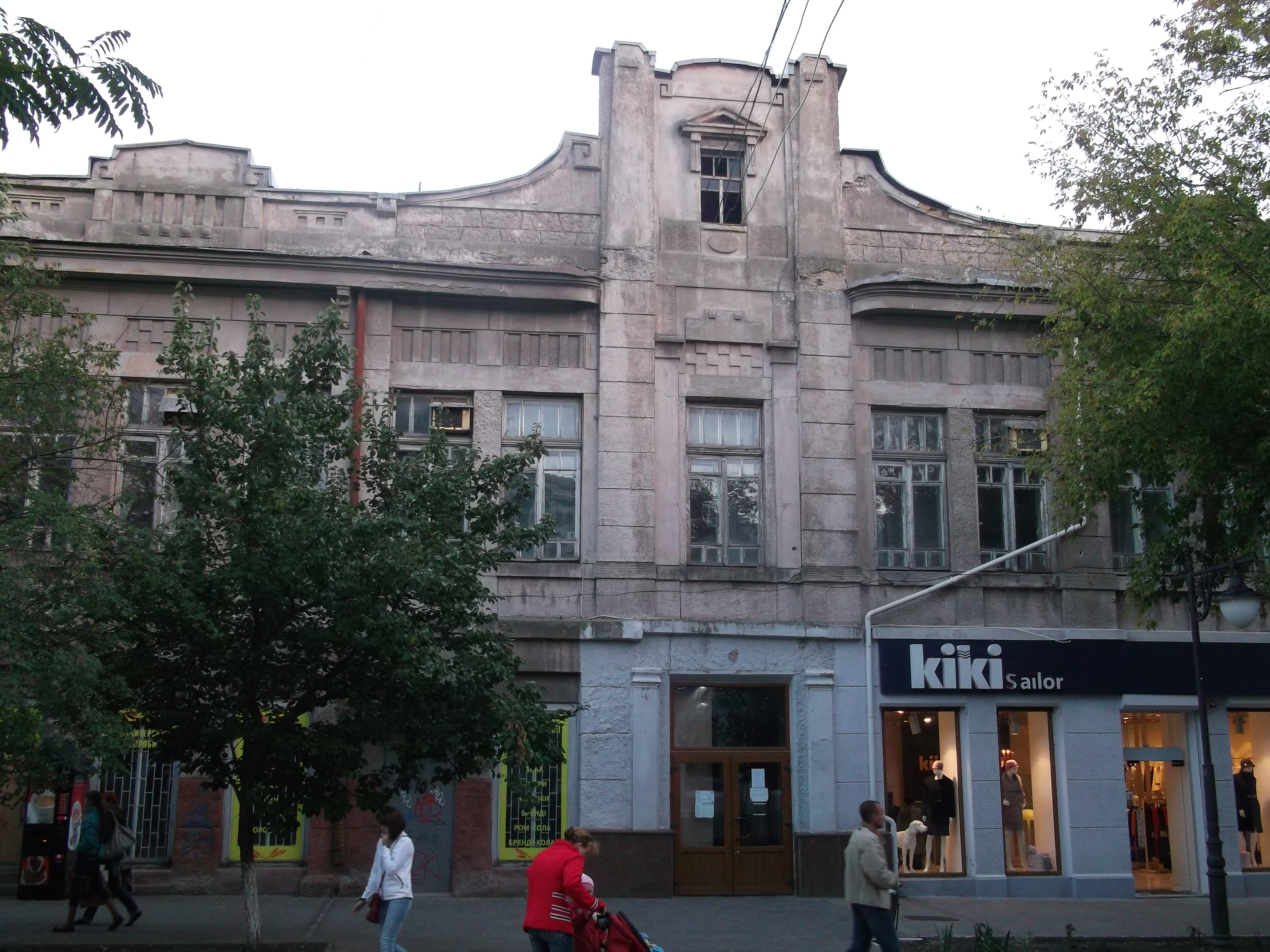
Херсон. Будинок на вул. Суворова, 1910-ті рр.
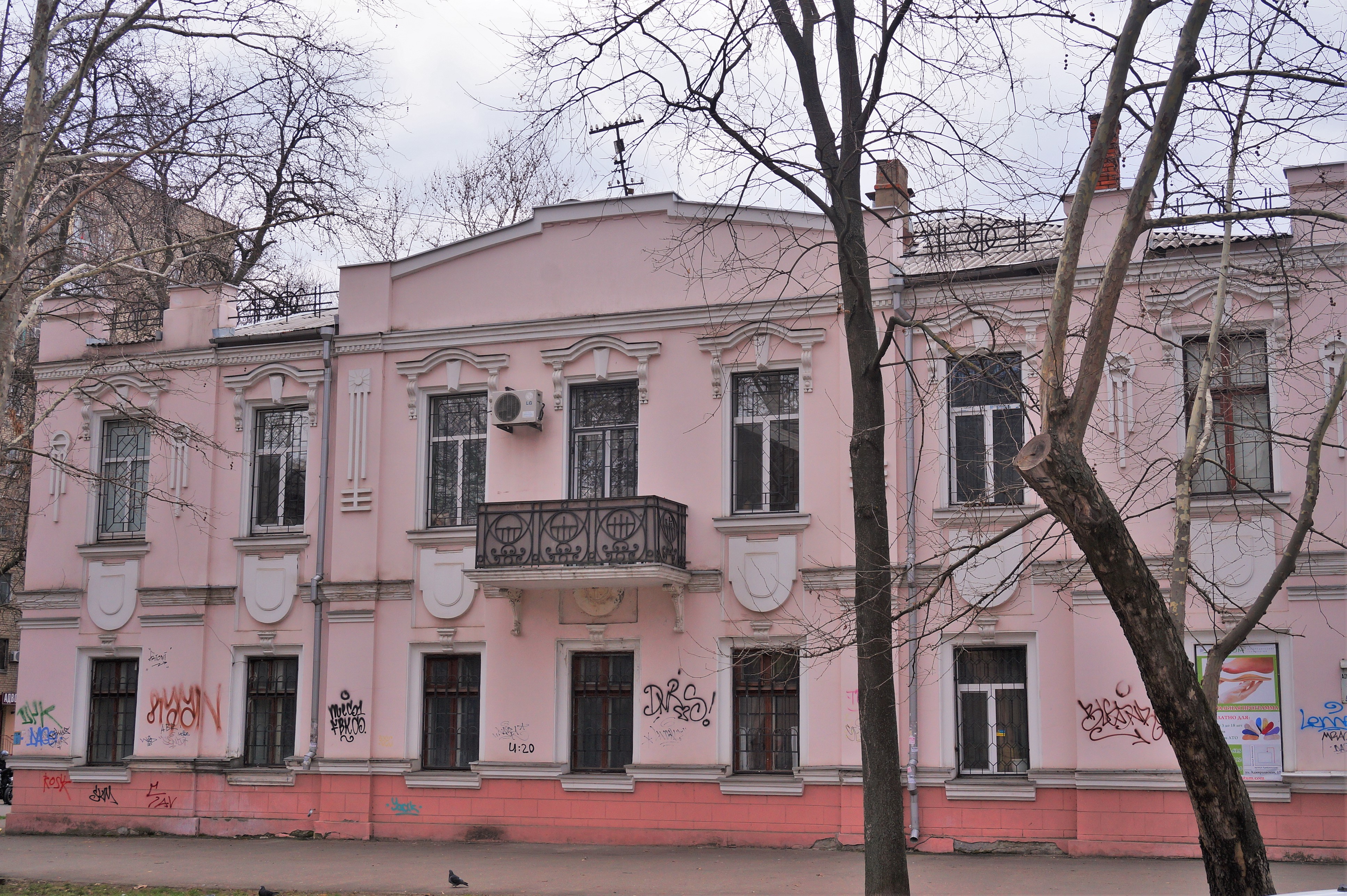
Миколаїв. Будинок на вул. Адміральській, 17
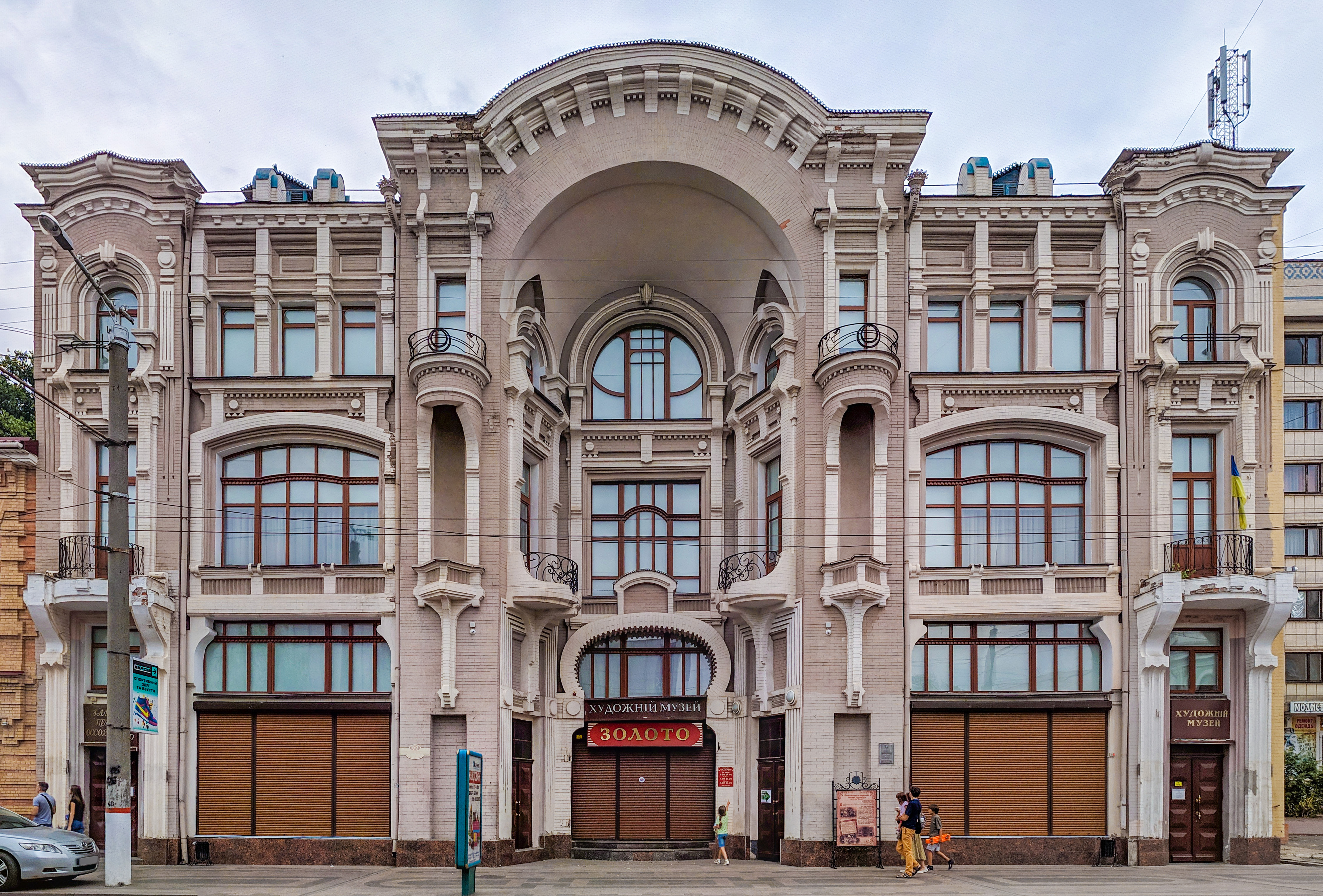
Кропивницький. Пасаж
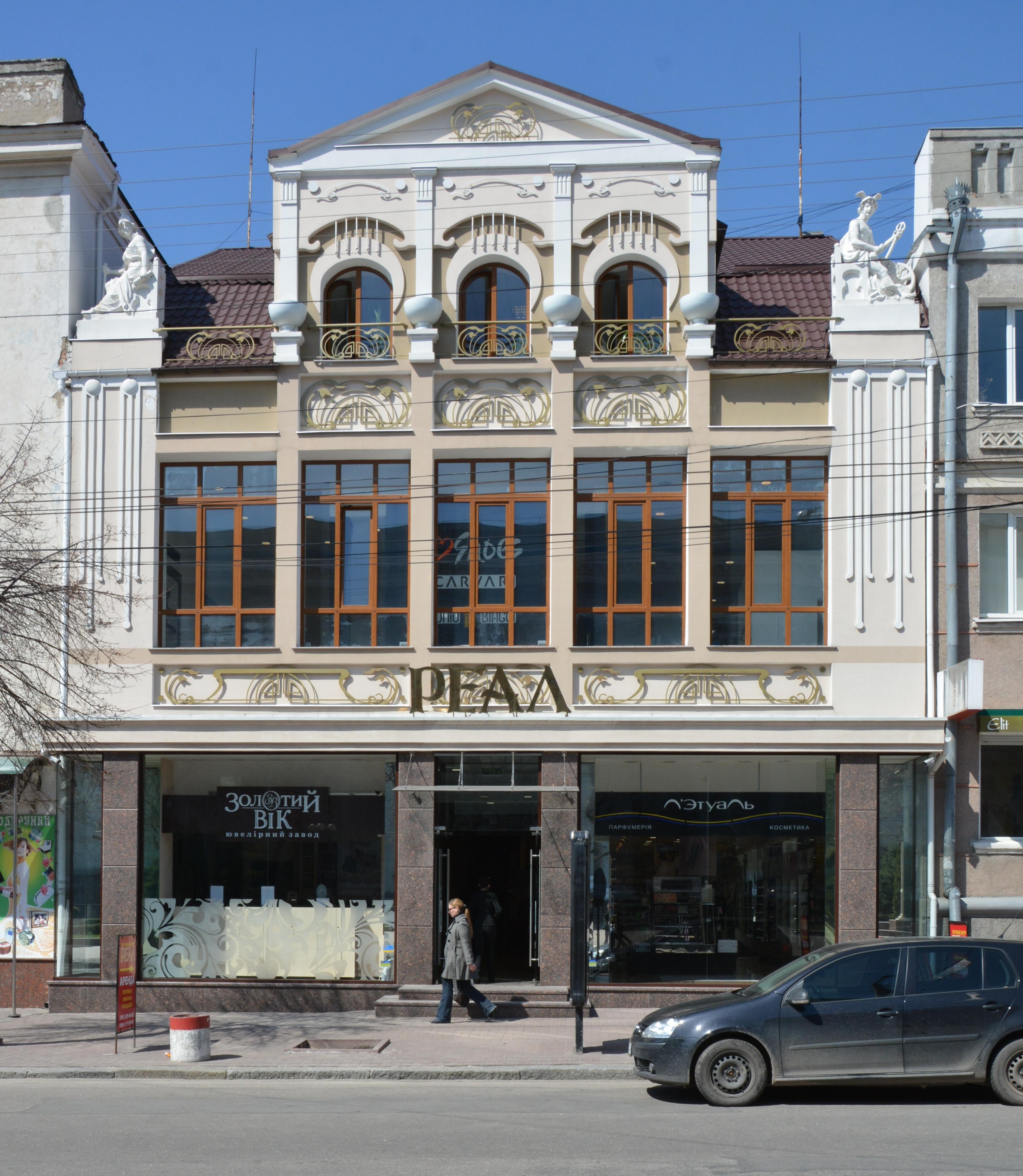
Кропивницький. Торговельний будинок
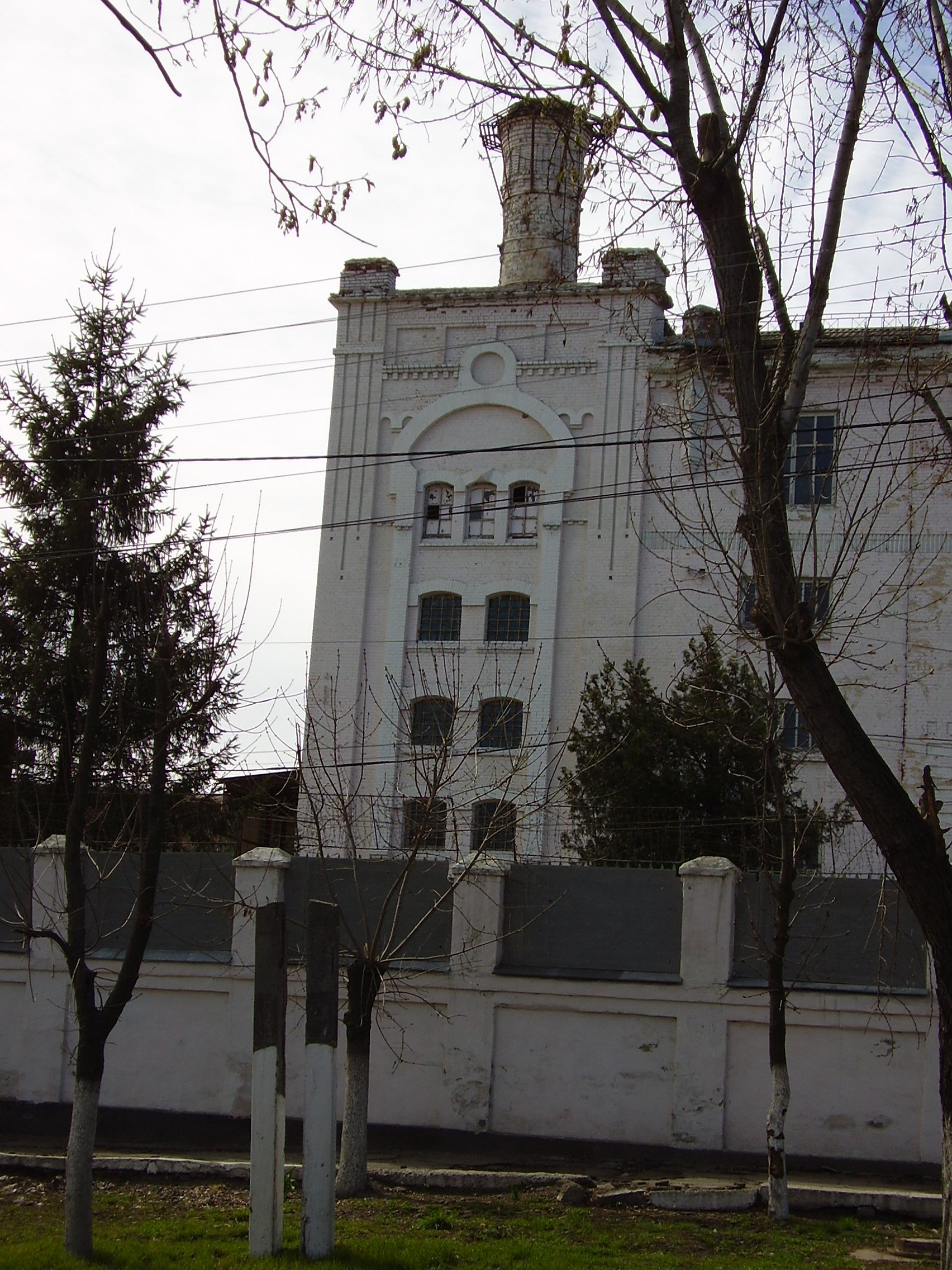
Кропивницький. Завод
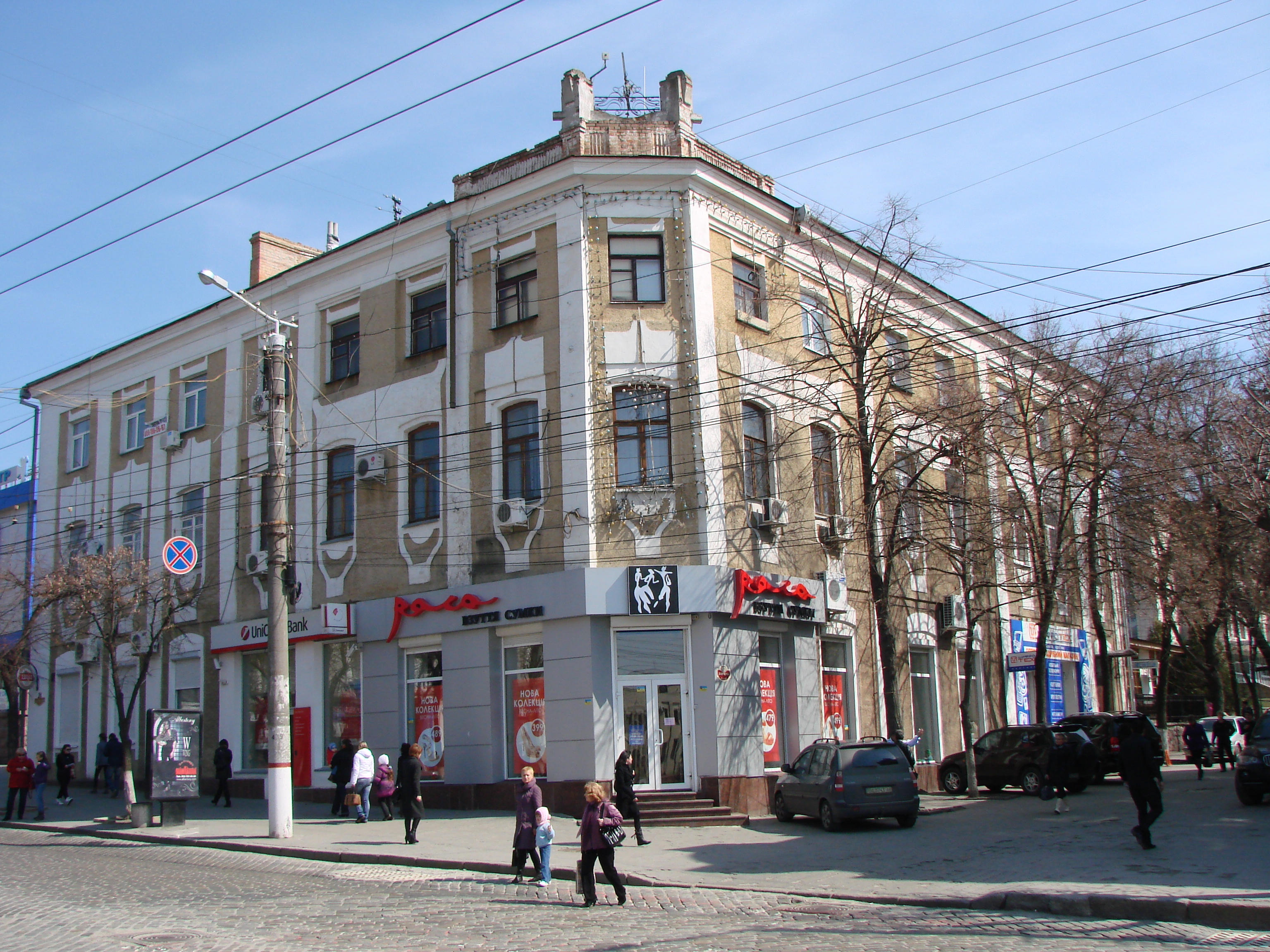
Кропивницький. Будинок на вул. Дворцовій, 35, 1901 р.
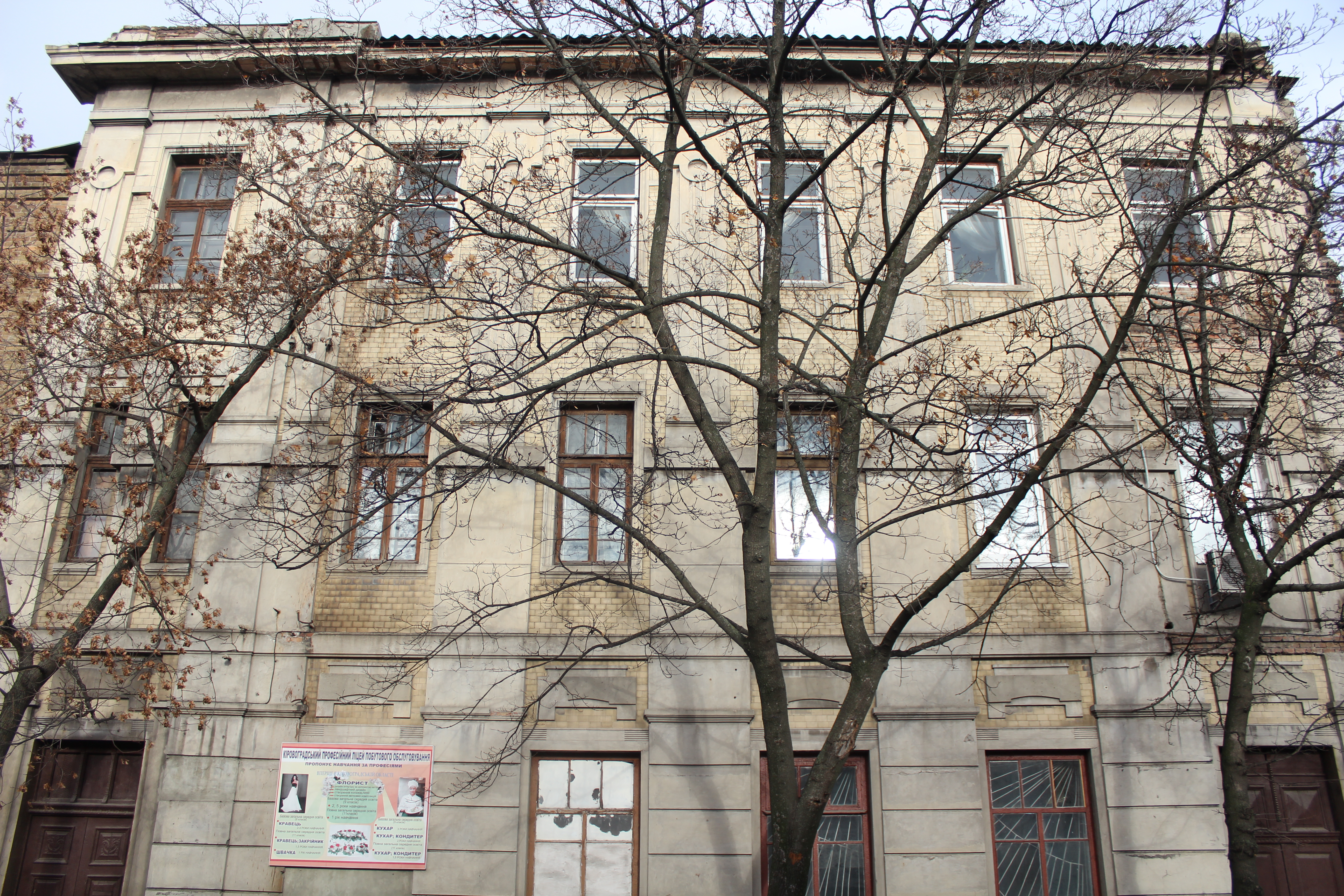
Кропивницький. Будинок на вул. Гоголя, 79
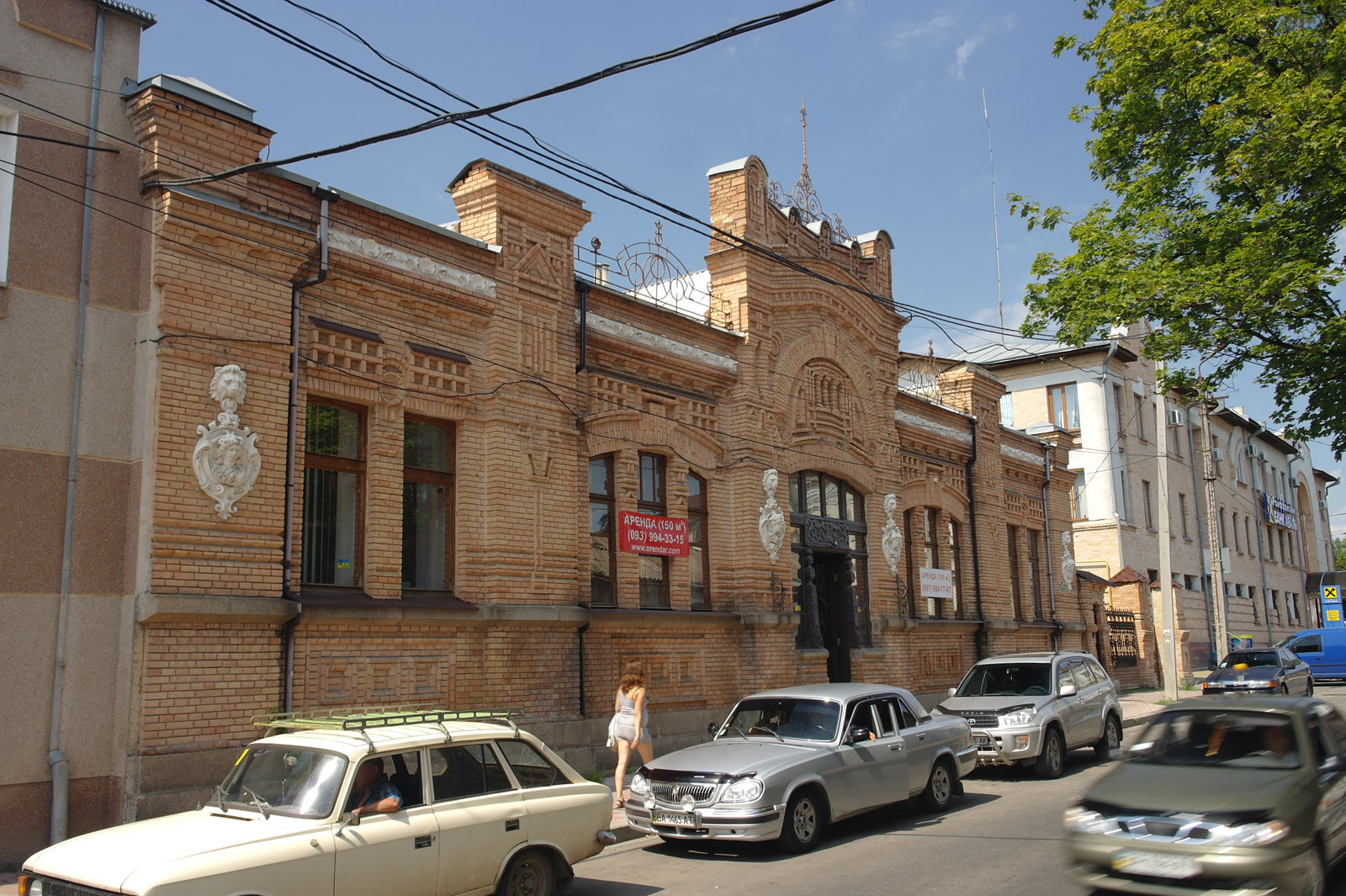
Кропивницький. Будинок на вул. Декабристів, 4
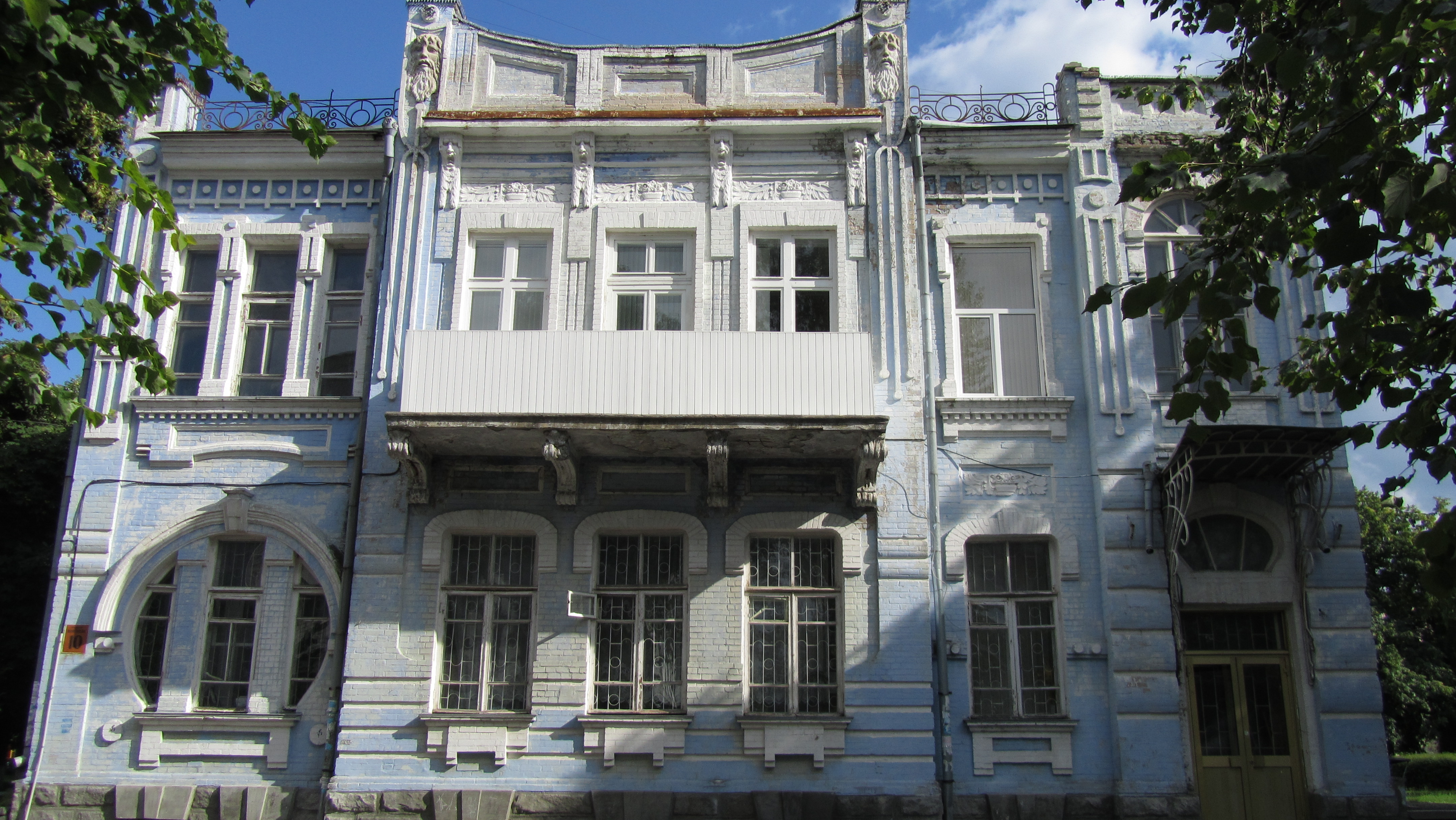
Кременчук. Будинок поліцмейстера Козачека
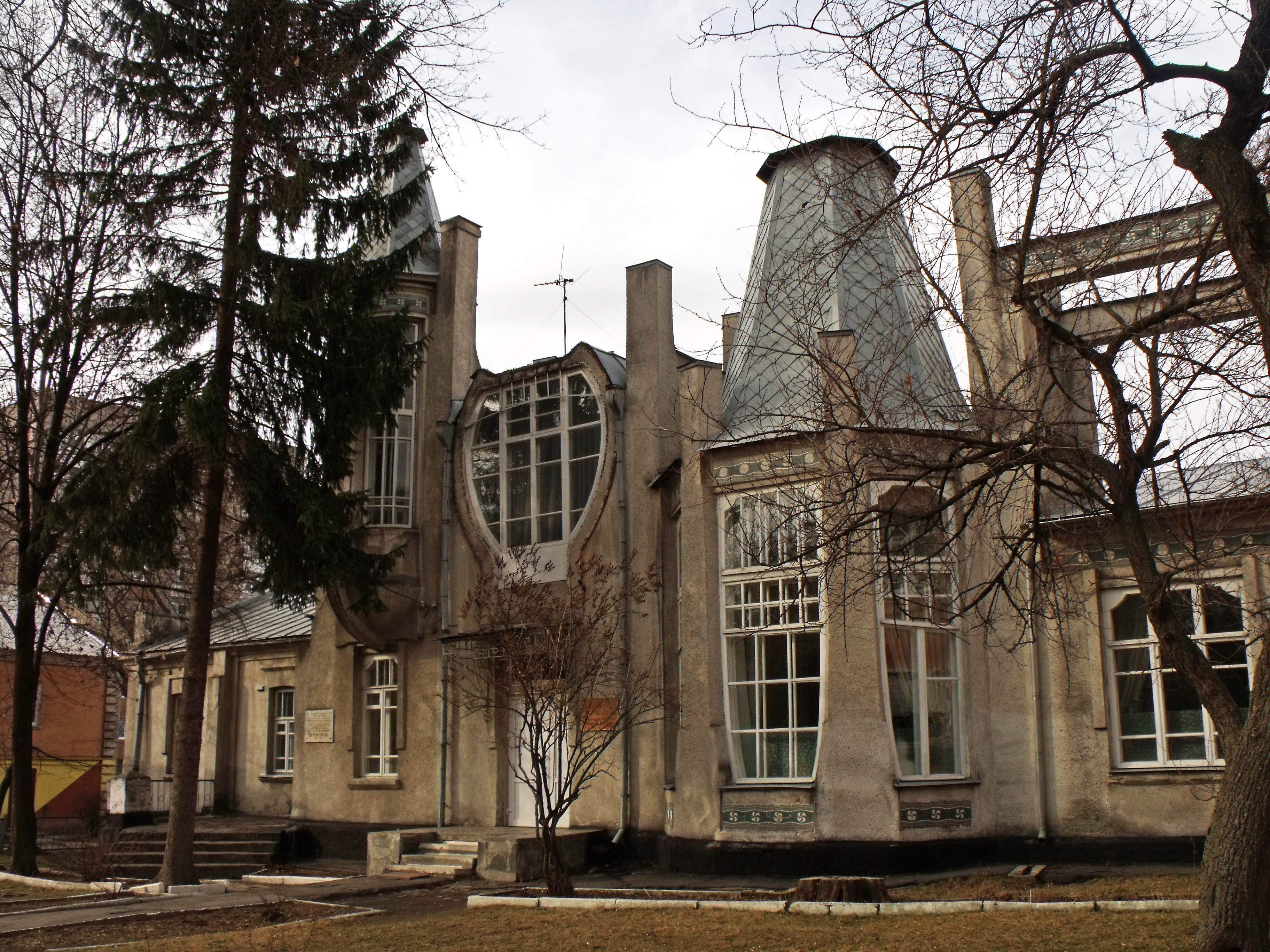
Вінниця. Особняк капітана Длуголенського
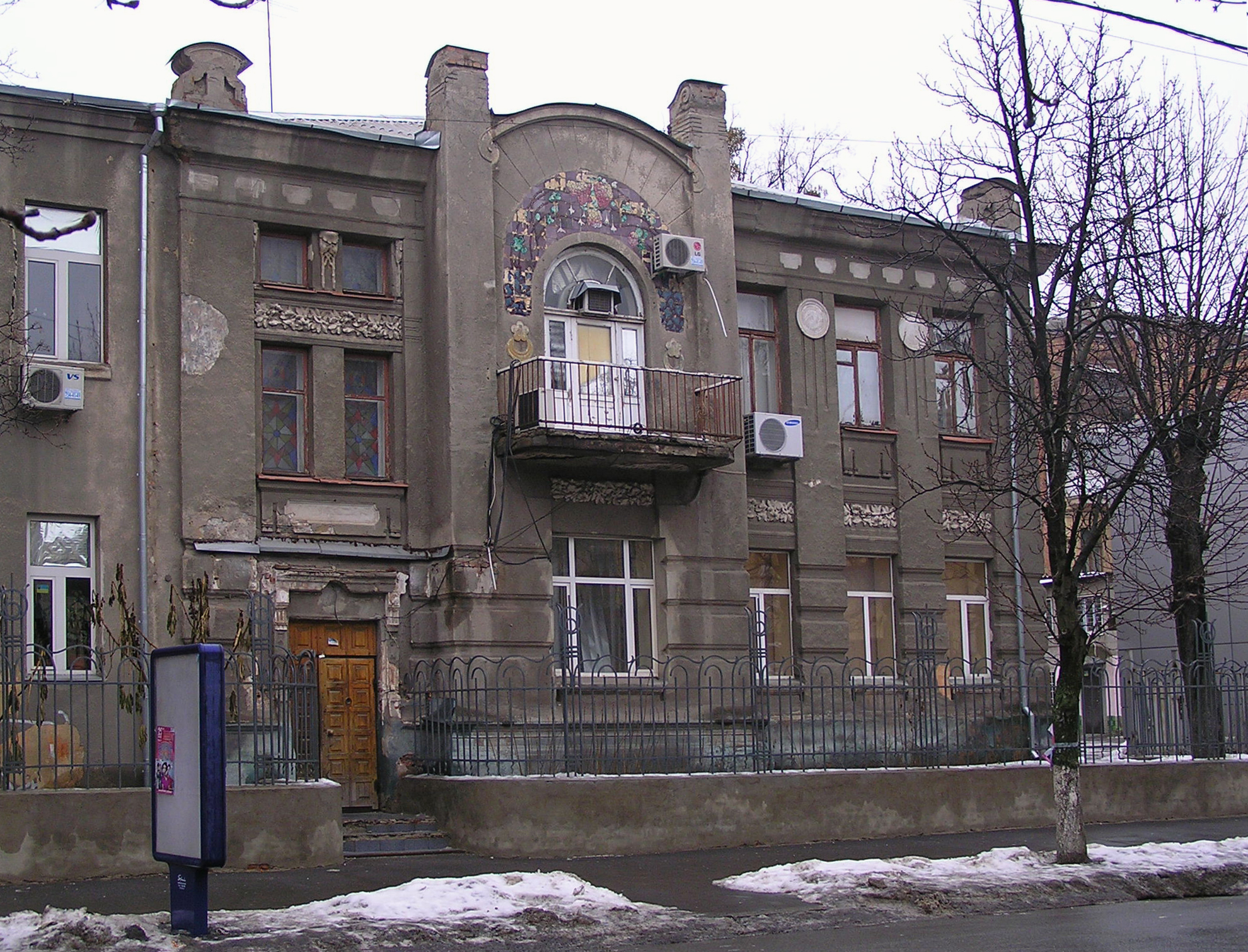
Харків. Особняк на вул. Ярослава Мудрого, 1903 р.
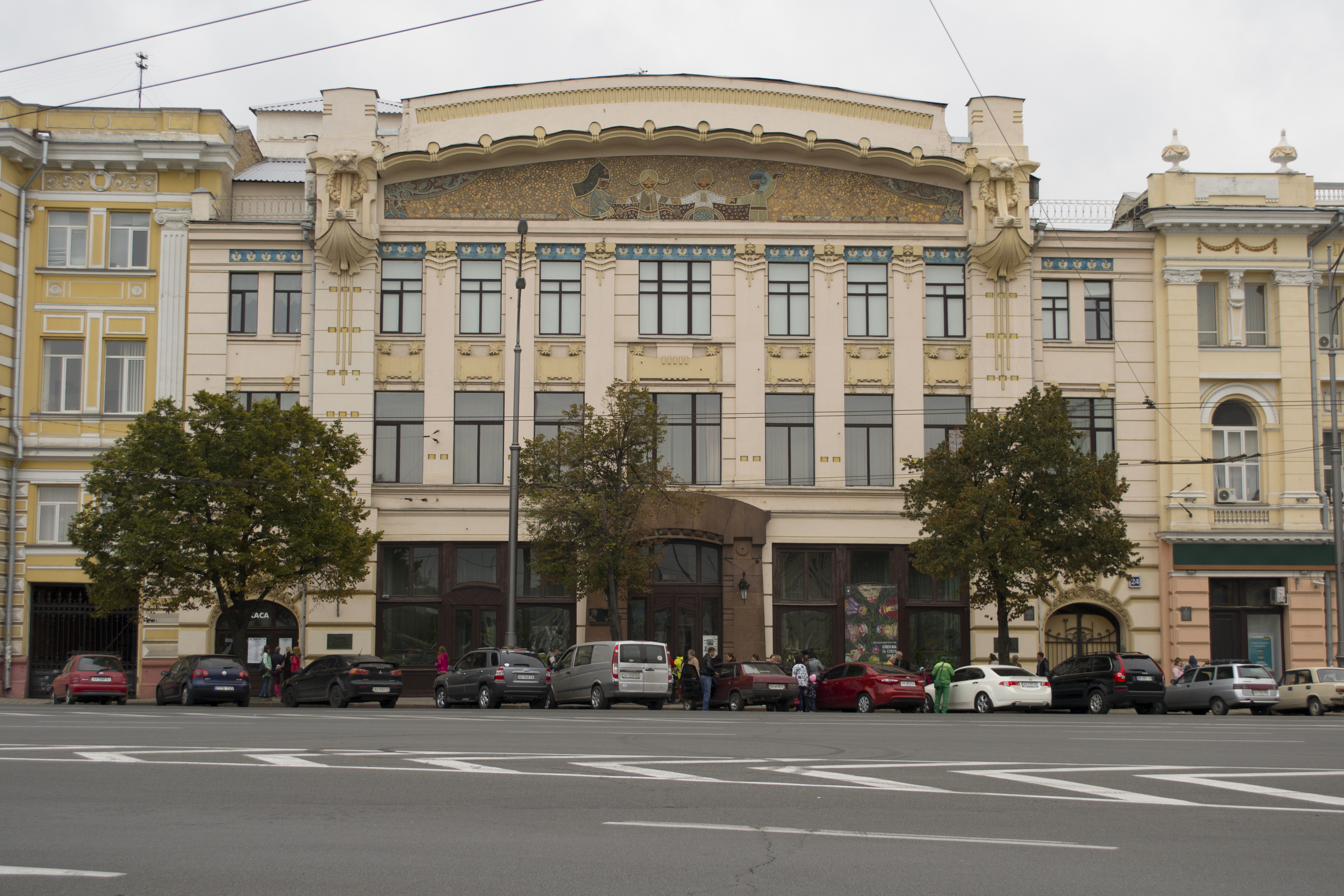
Харків. Волзько-Камський банк, арх. А. Н. Бекетов, 1907 р.
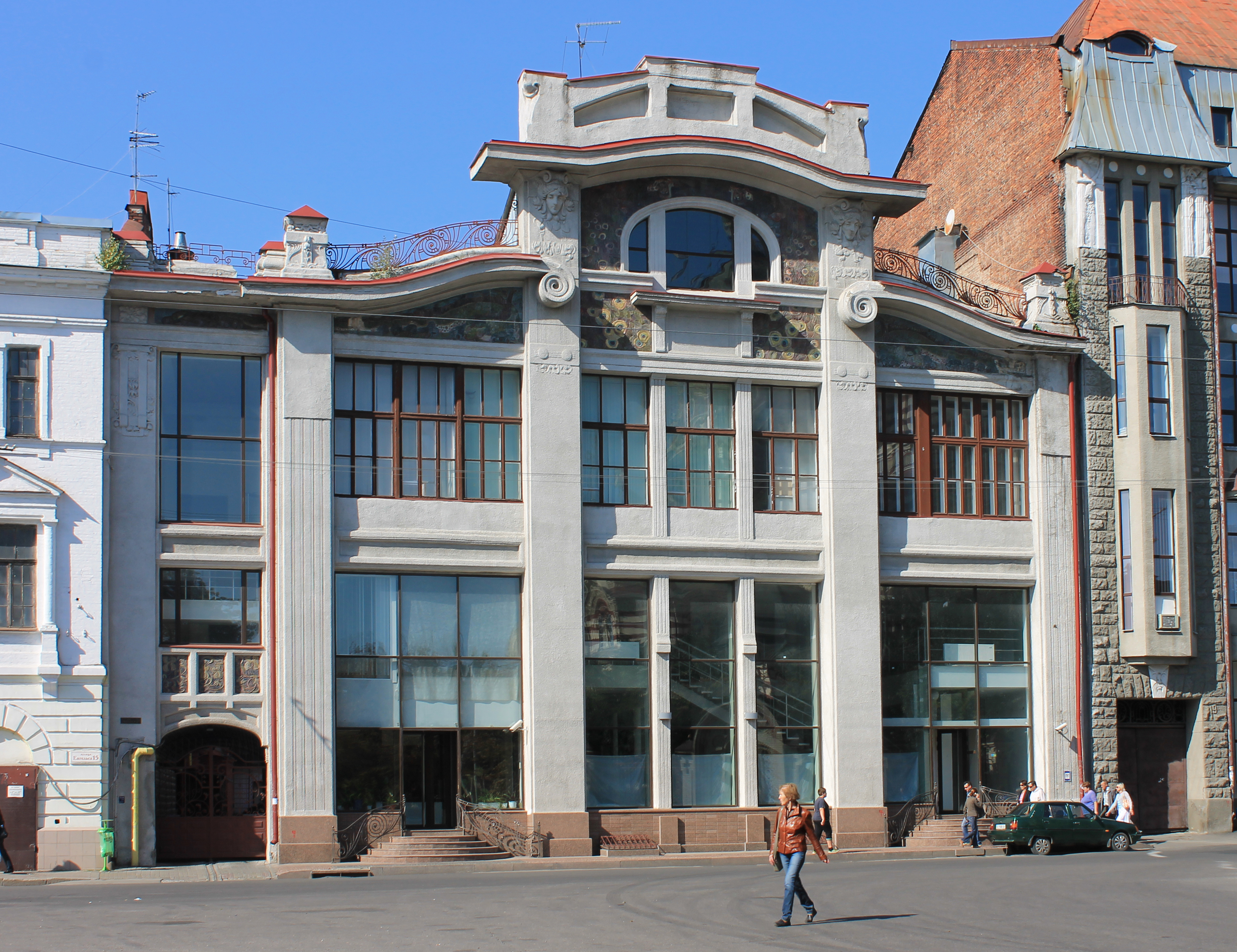
Харків. Мануфактура Кулаковського, арх. М. В. Васильєв, А. Н. Ржепишевський, поч. ХХ ст.
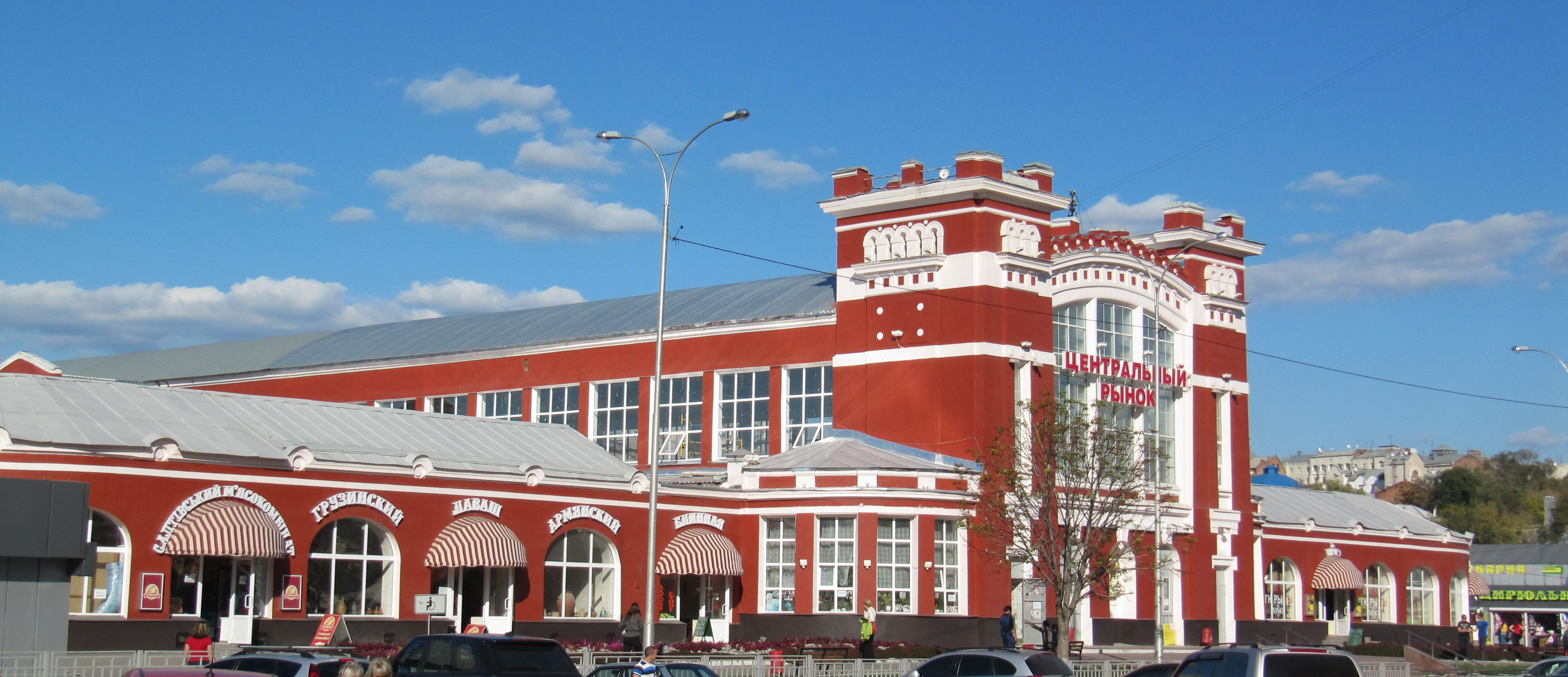
Харків. Критий ринок, 1914 р.
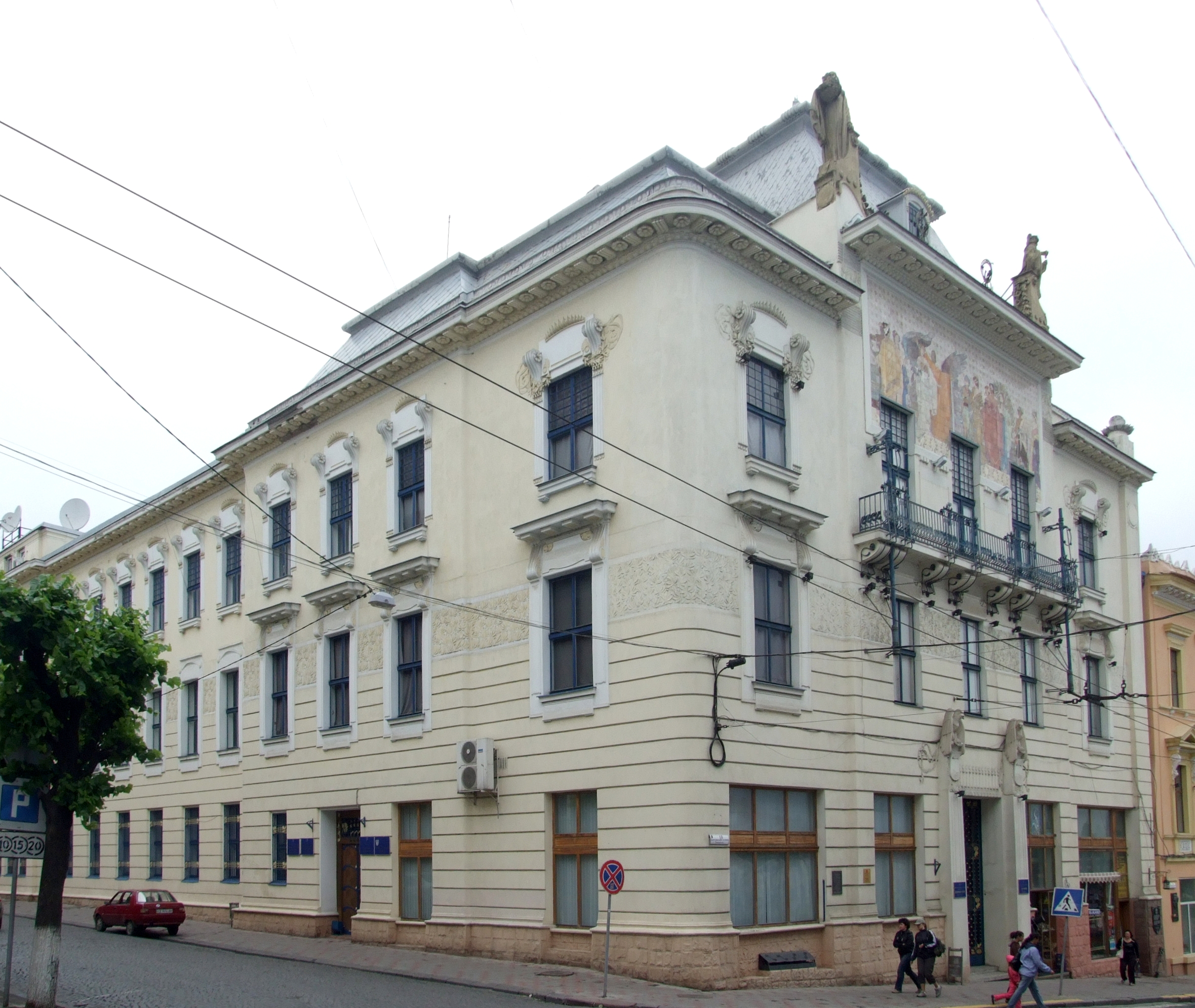
Чернівці. Відділення ощадної каси, арх. Г. Гесснер, 1901 р.
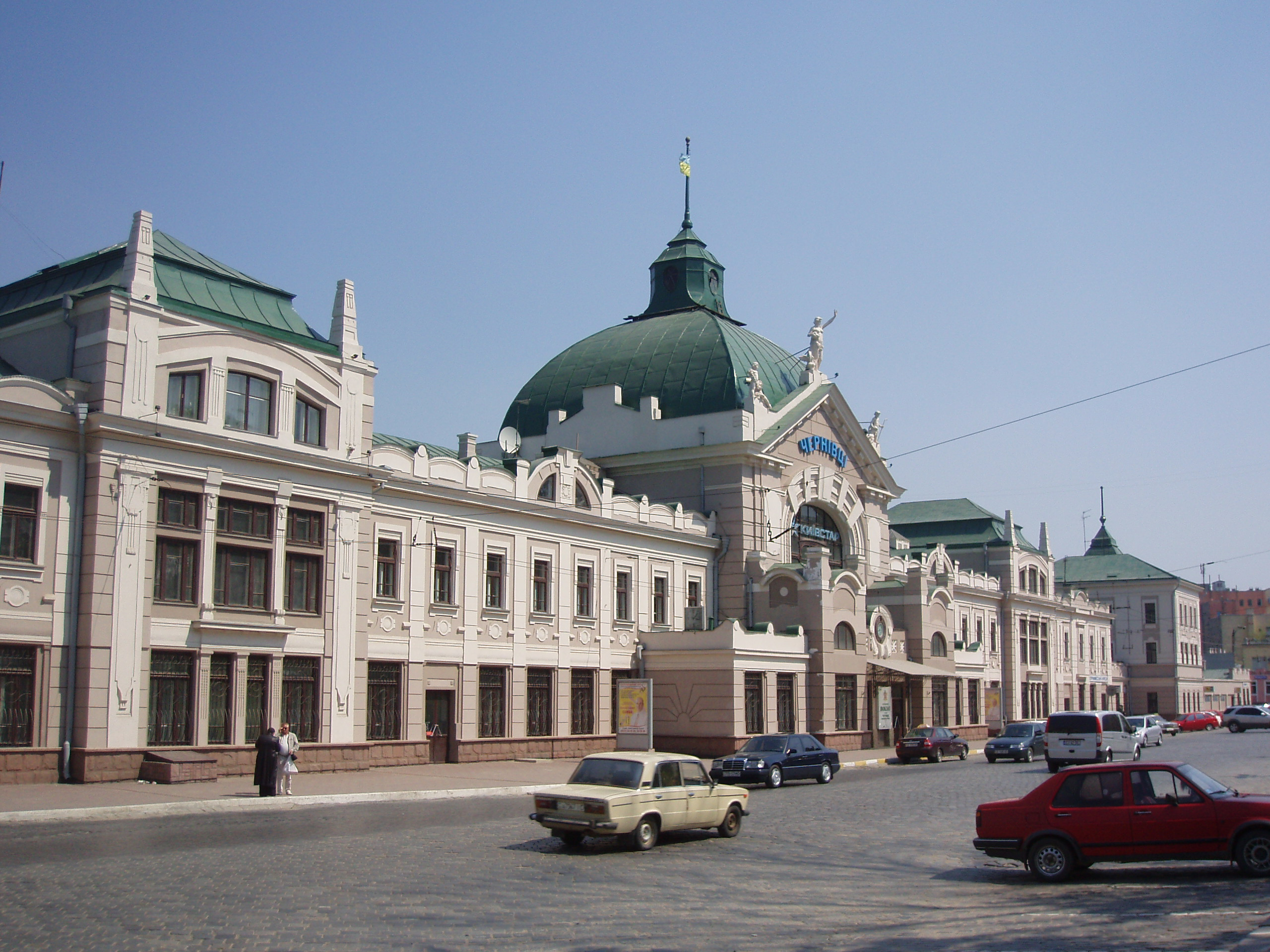
Чернівці. Залізничний вокзал
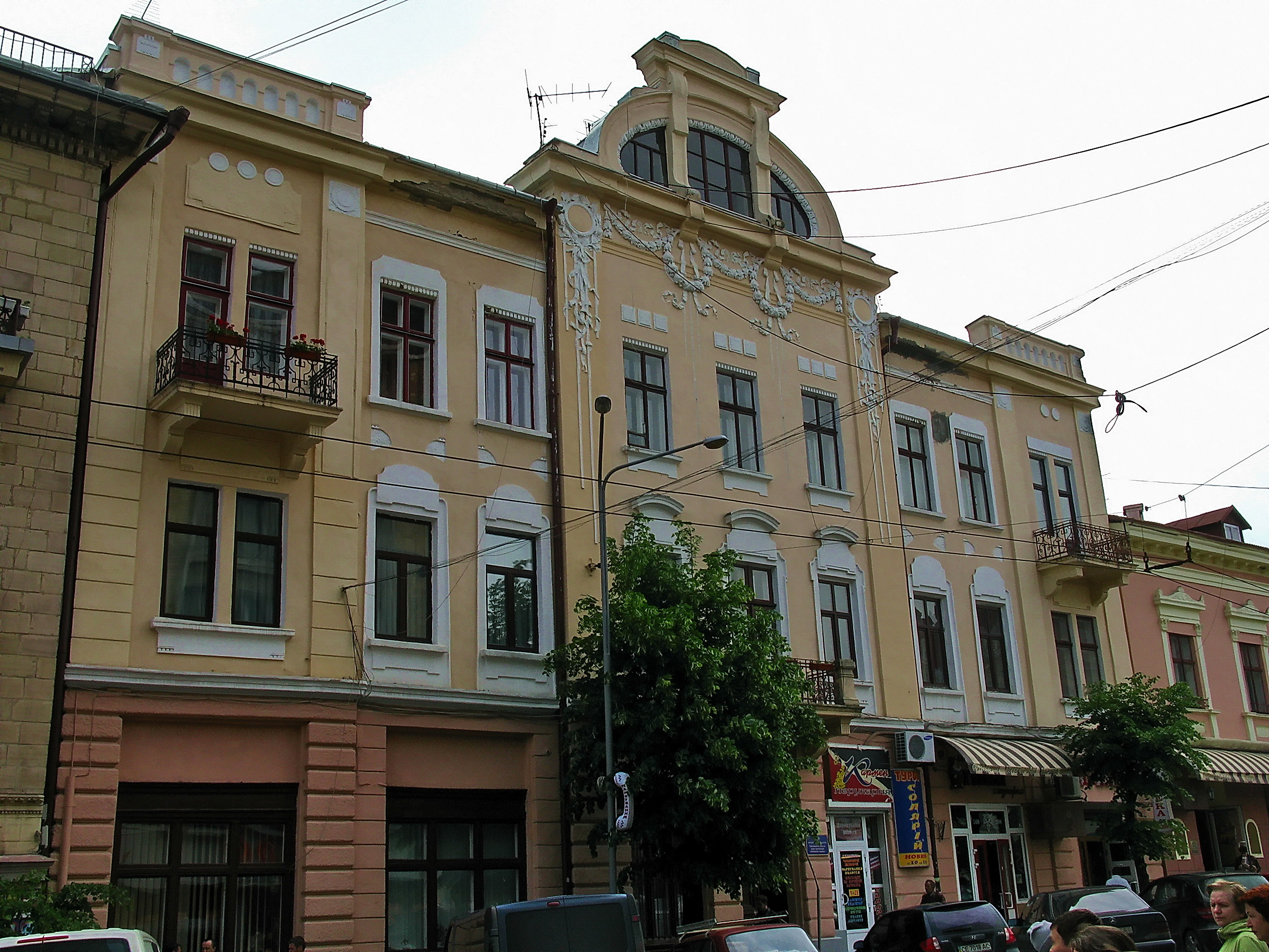
Чернівці. Житловий будинок на вул. С. Бандери, 3
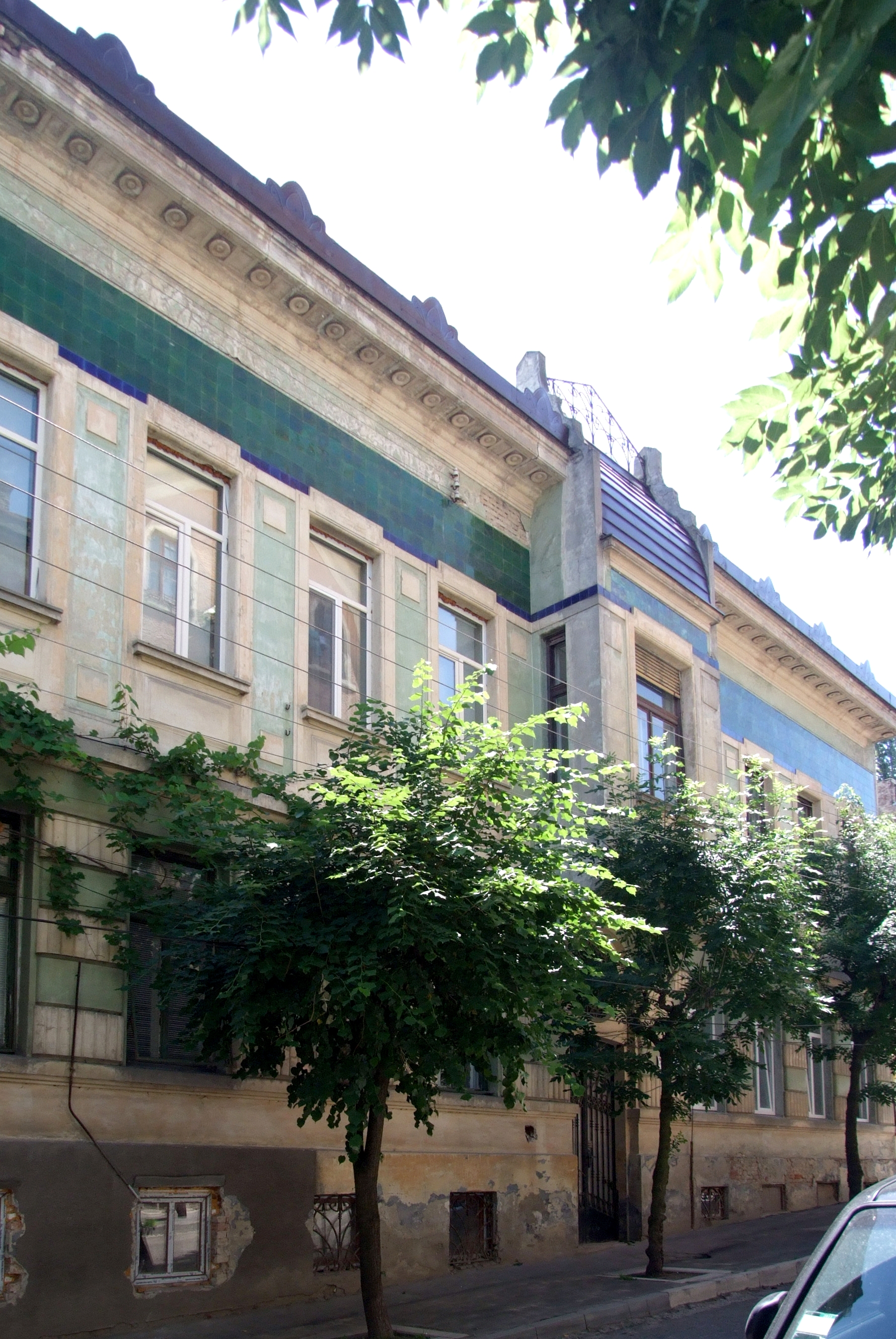
Чернівці. Житловий будинок на вул. Саксаганського, 8
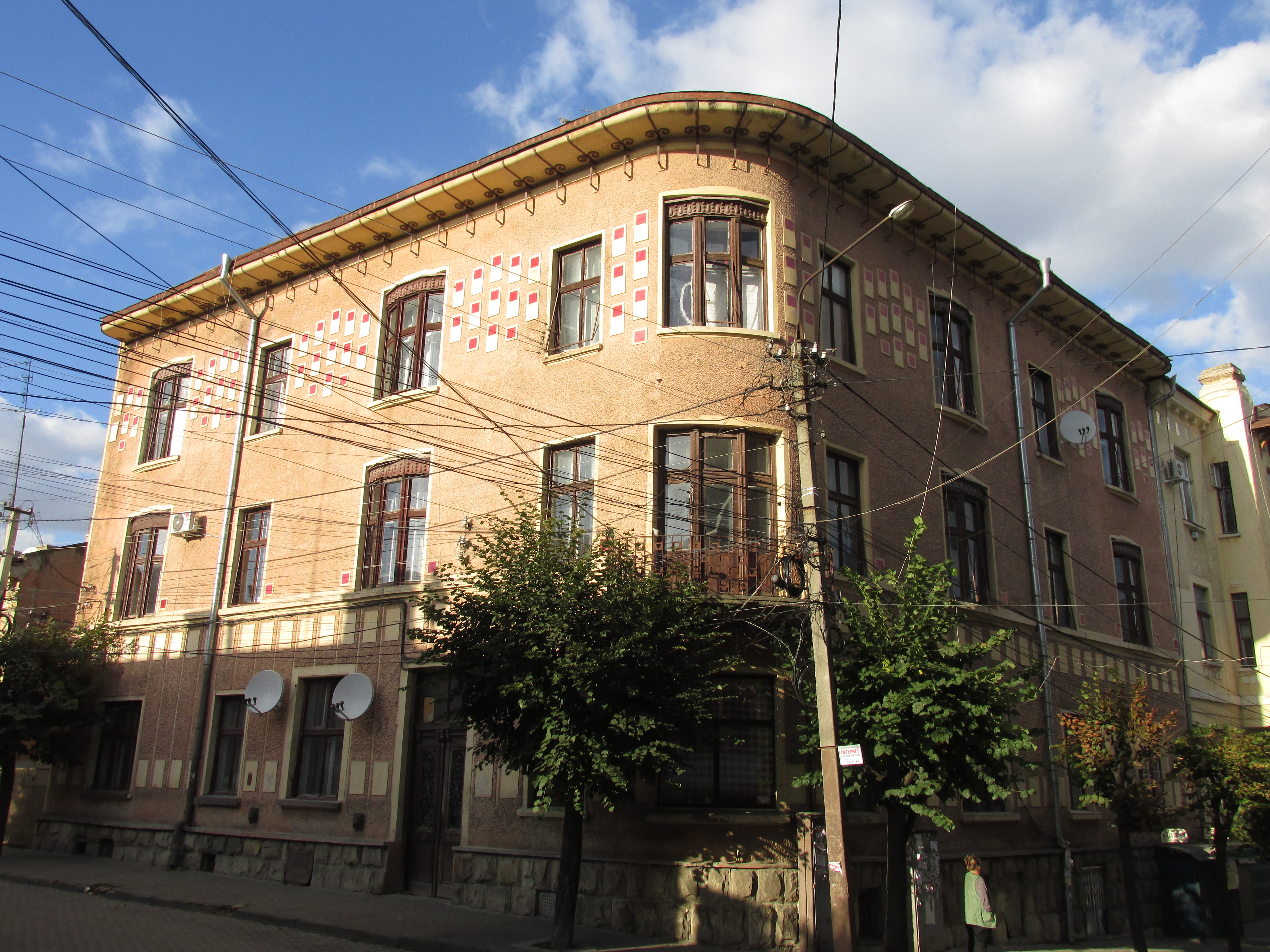
Чернівці. Житловий будинок на вул. Українській, 44
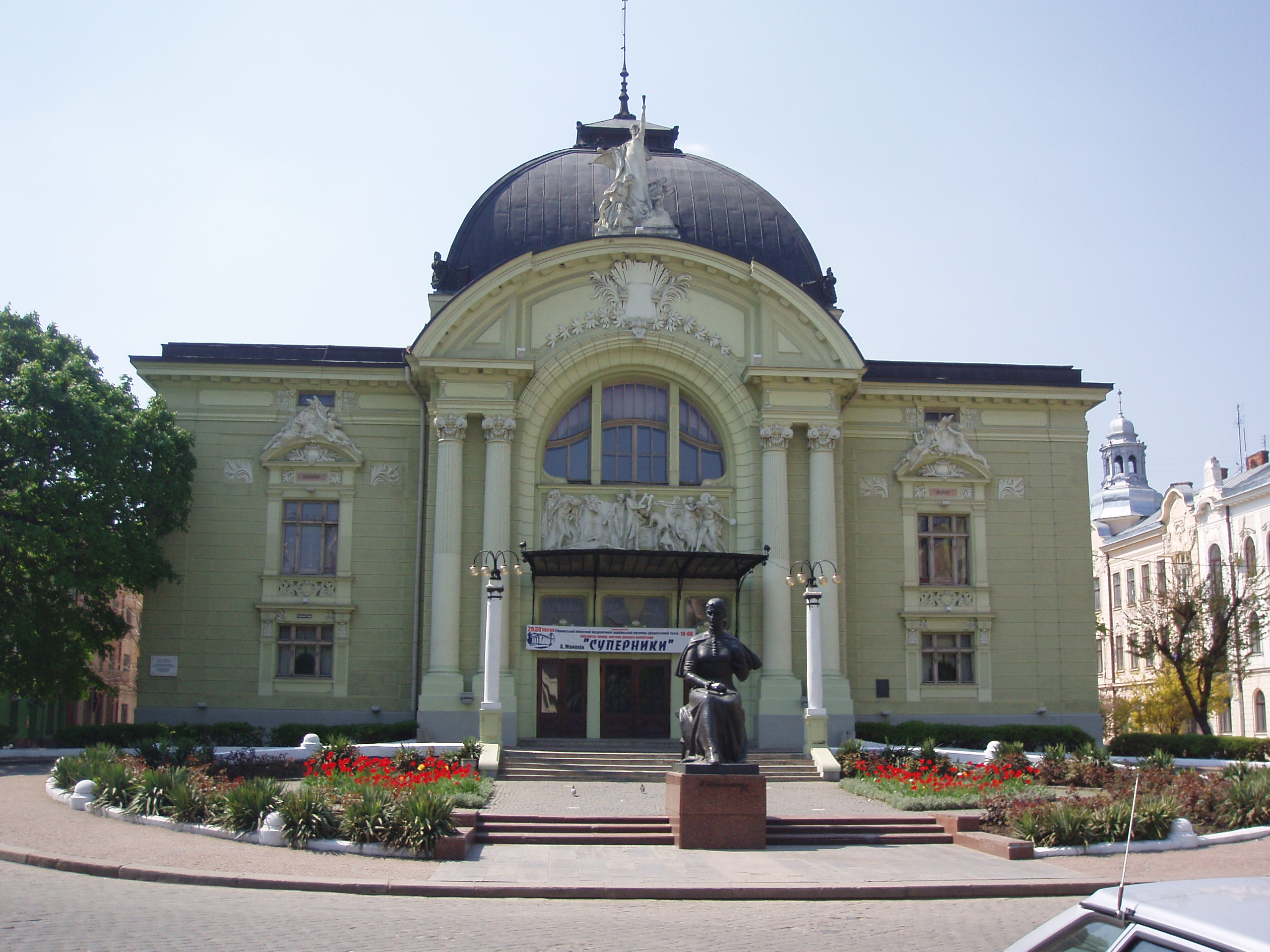
Чернівці. Міський театр, арх. Ф. Фельнер, Г. Гельмер, 1904–1905 рр.
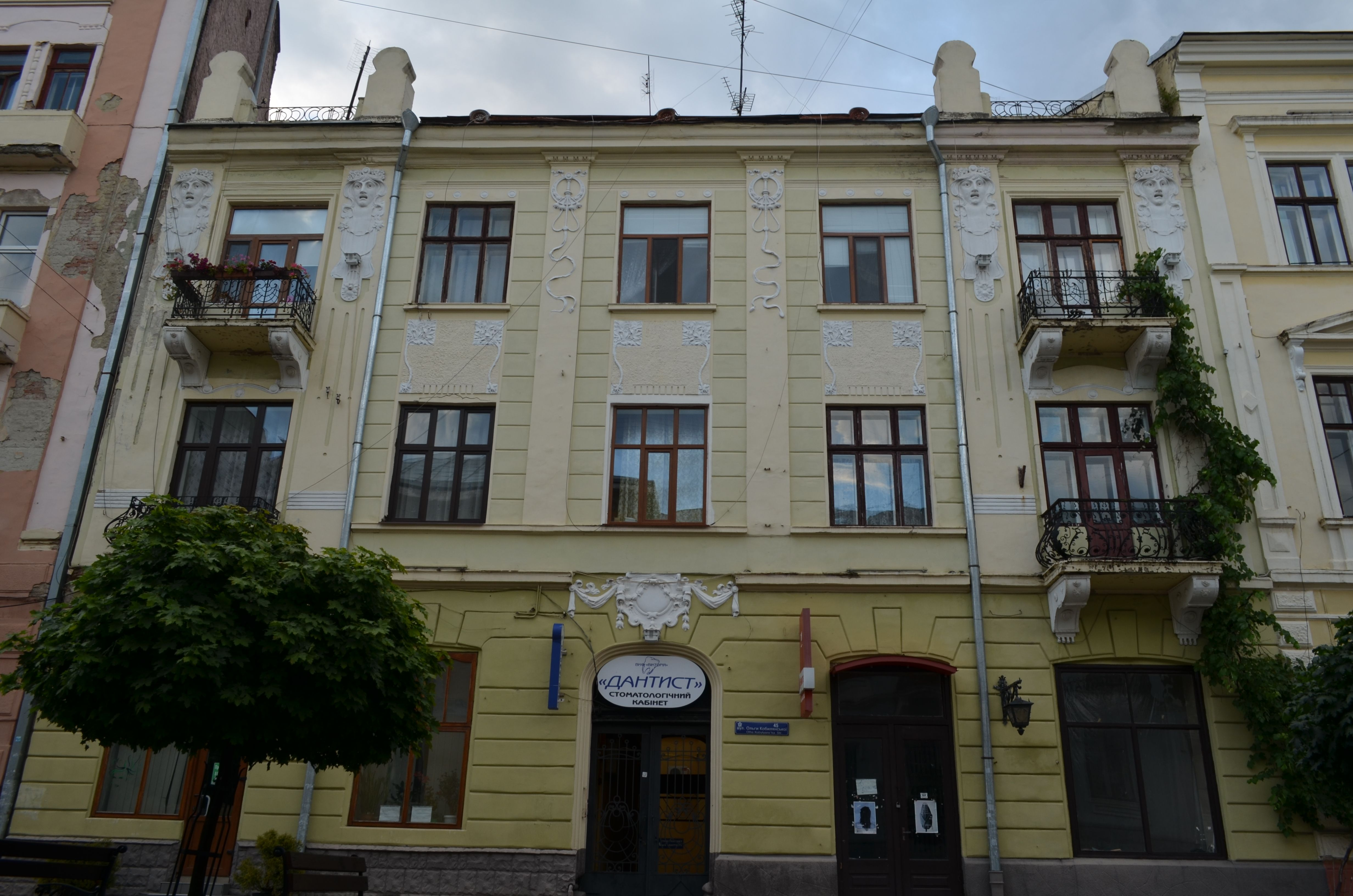
Чернівці. Житловий будинок на вул. Кобилянської, 45
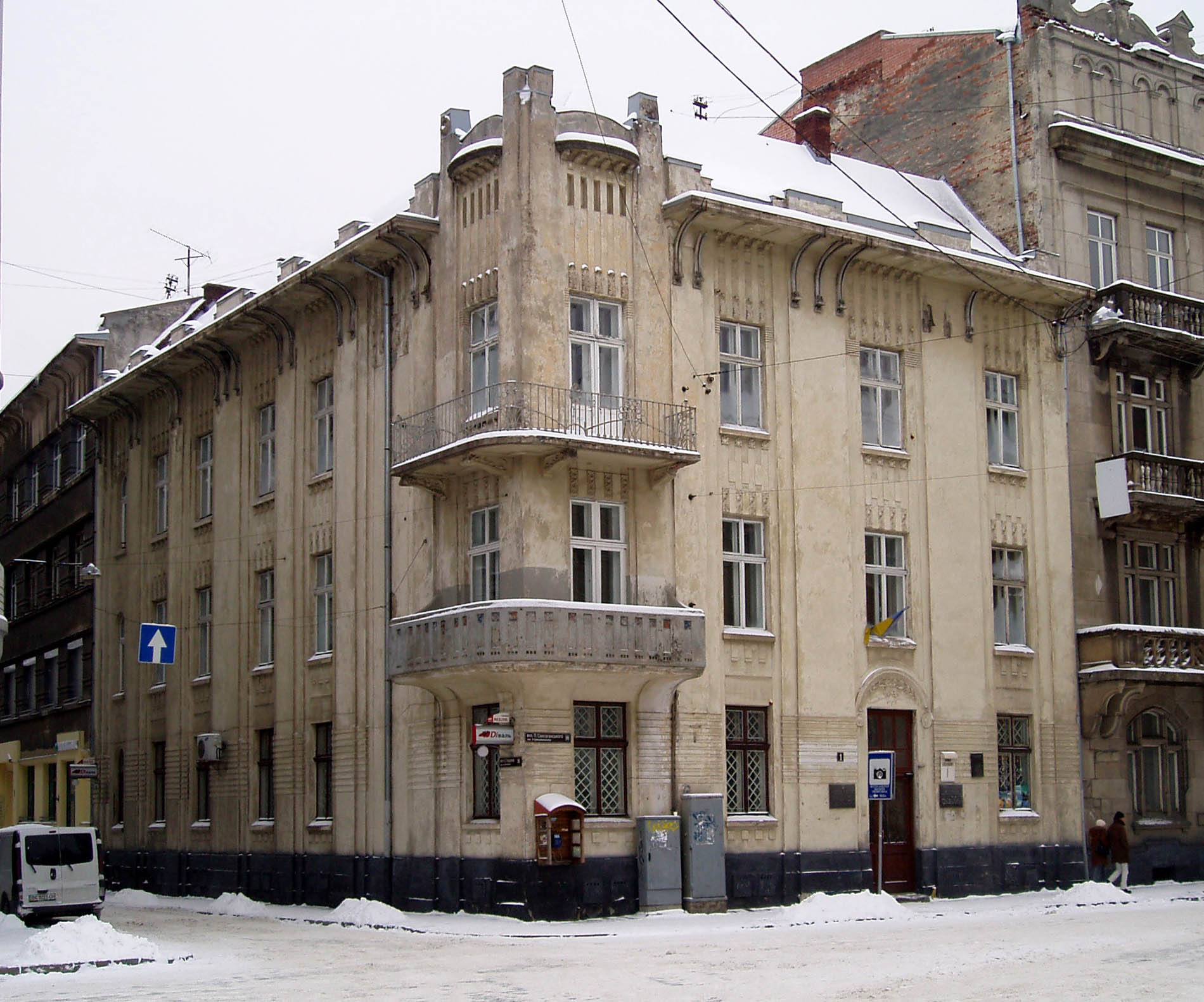
Львів. Житловий будинок на вул Саксаганського, арх. Ю. Захаревич
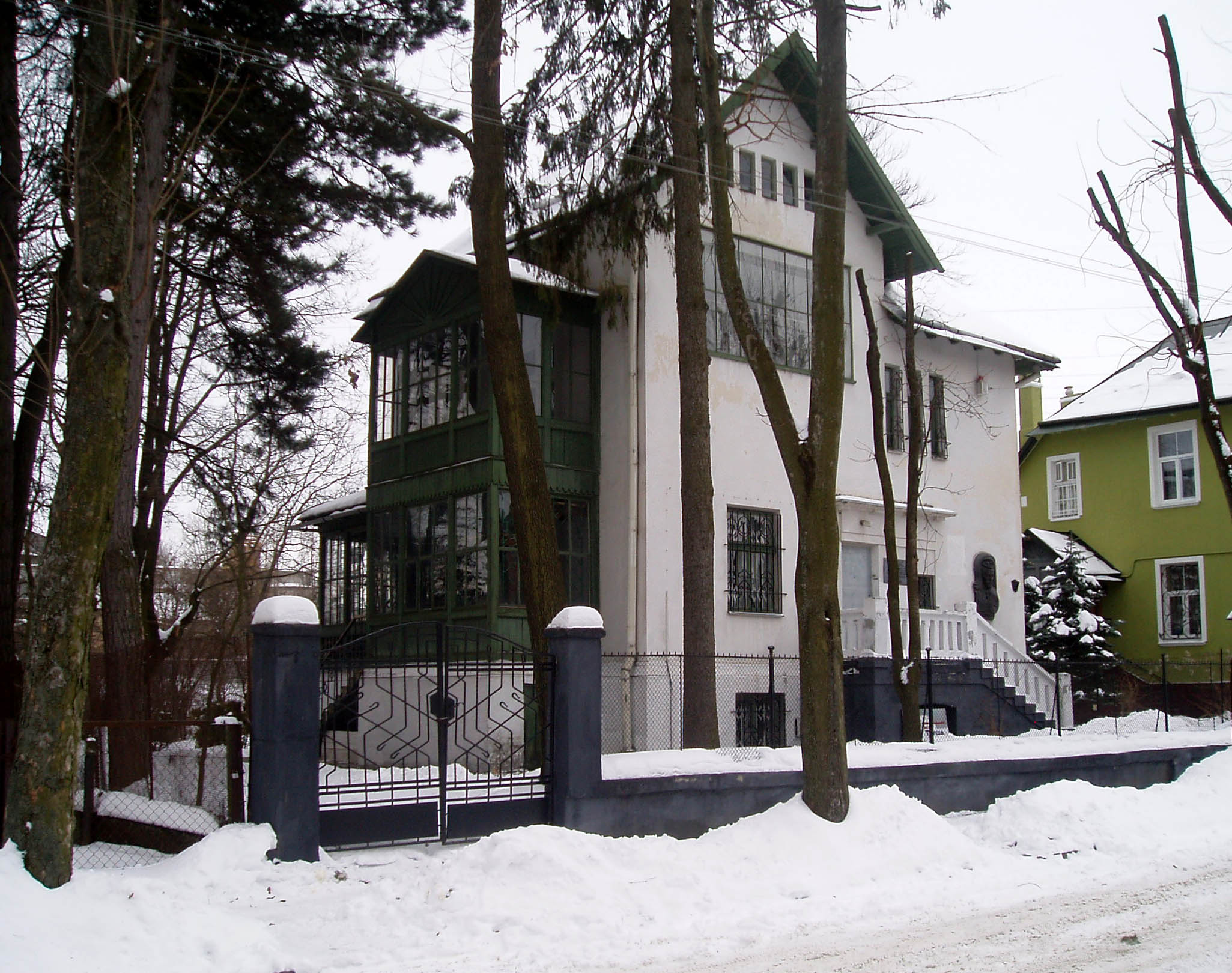
Львів. Віла-музей І. Труша
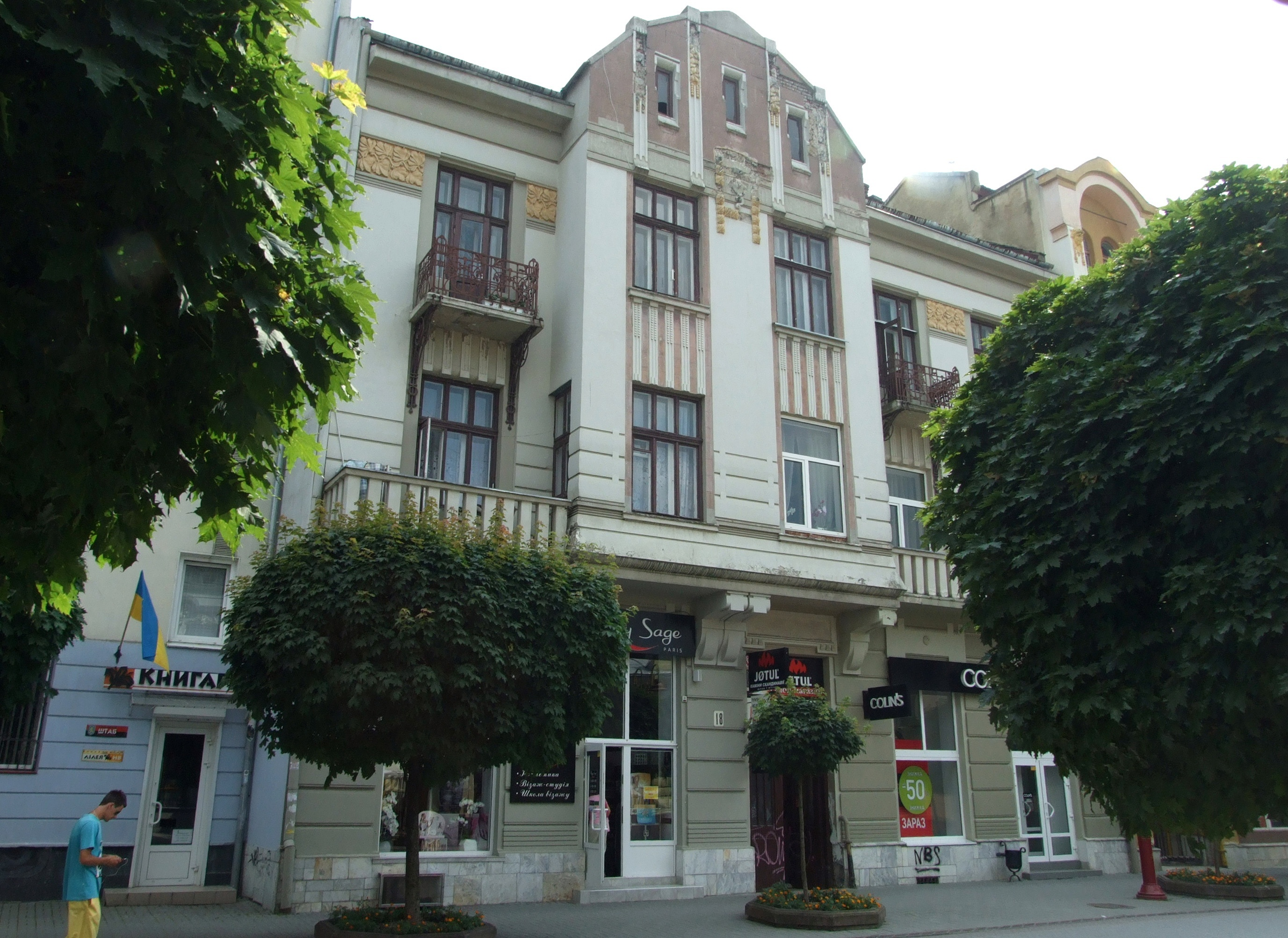
Івано-Франківськ. Житловий будинок на вул. Незалежності, 18, 1908 р.
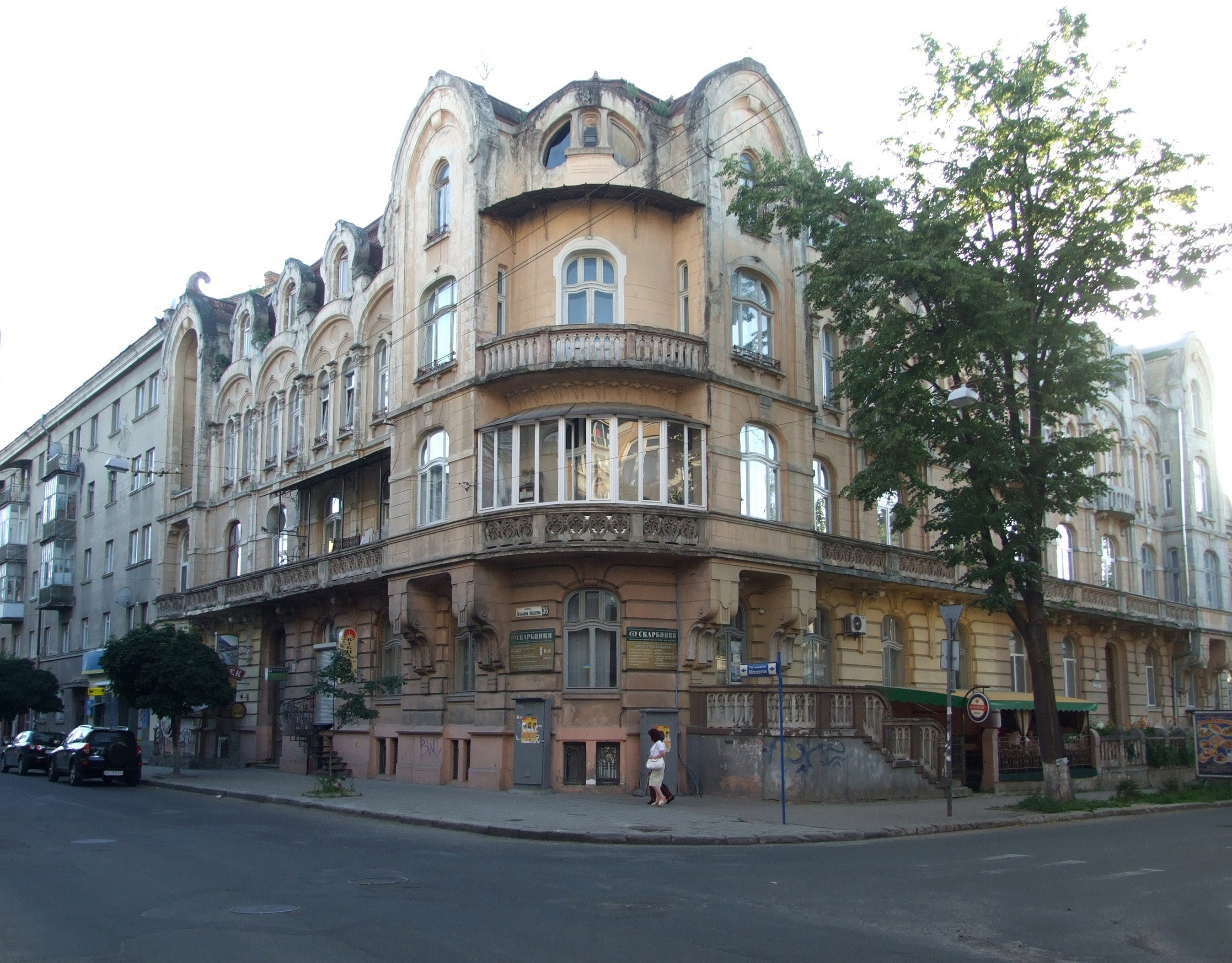
Івано-Франківськ. Житловий будинок на вул. Мазепи, 1910 р.
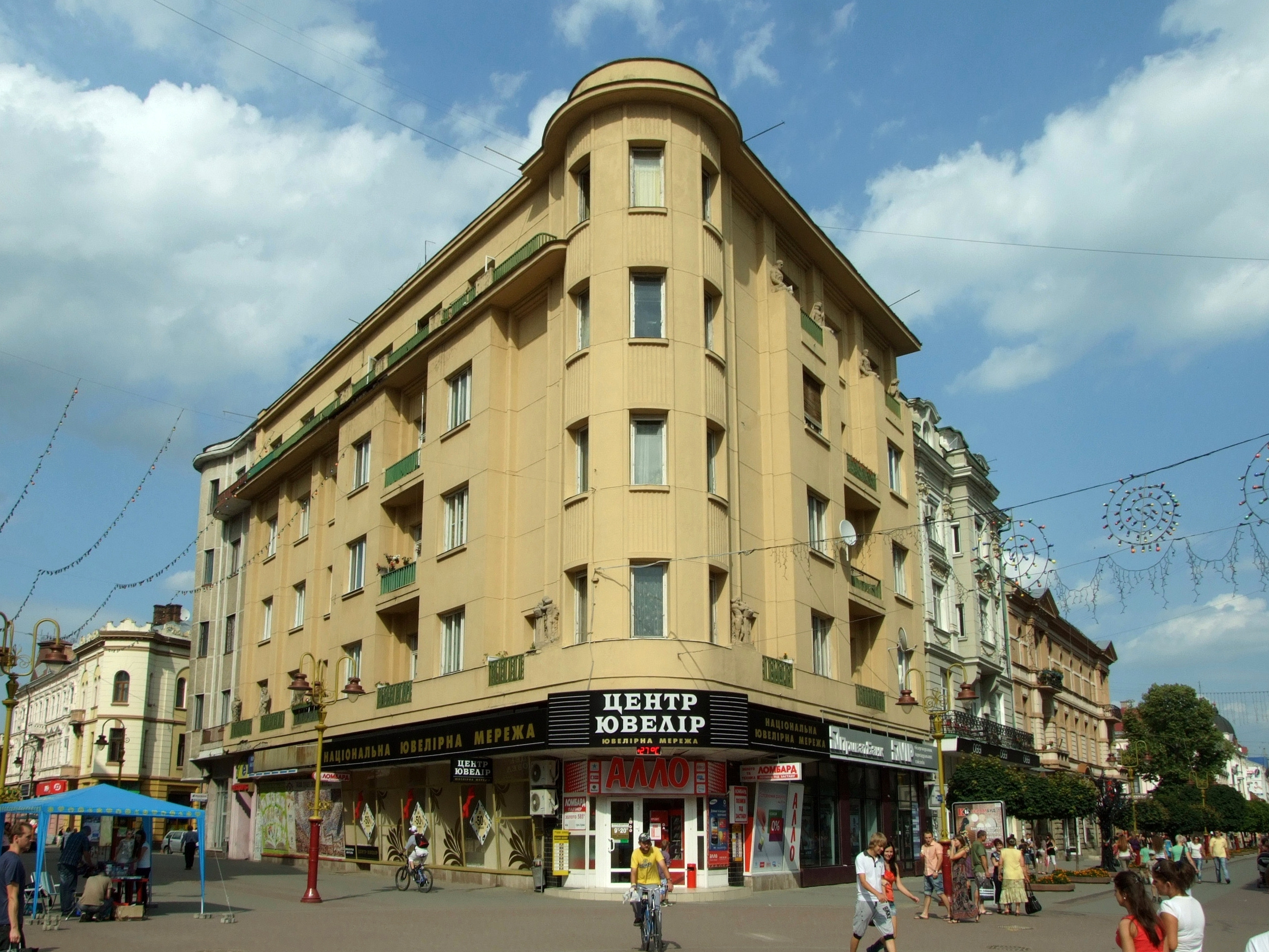
Івано-Франківськ. Будинок С. Хованця, арх. Я. Фредерик, 1912 р.
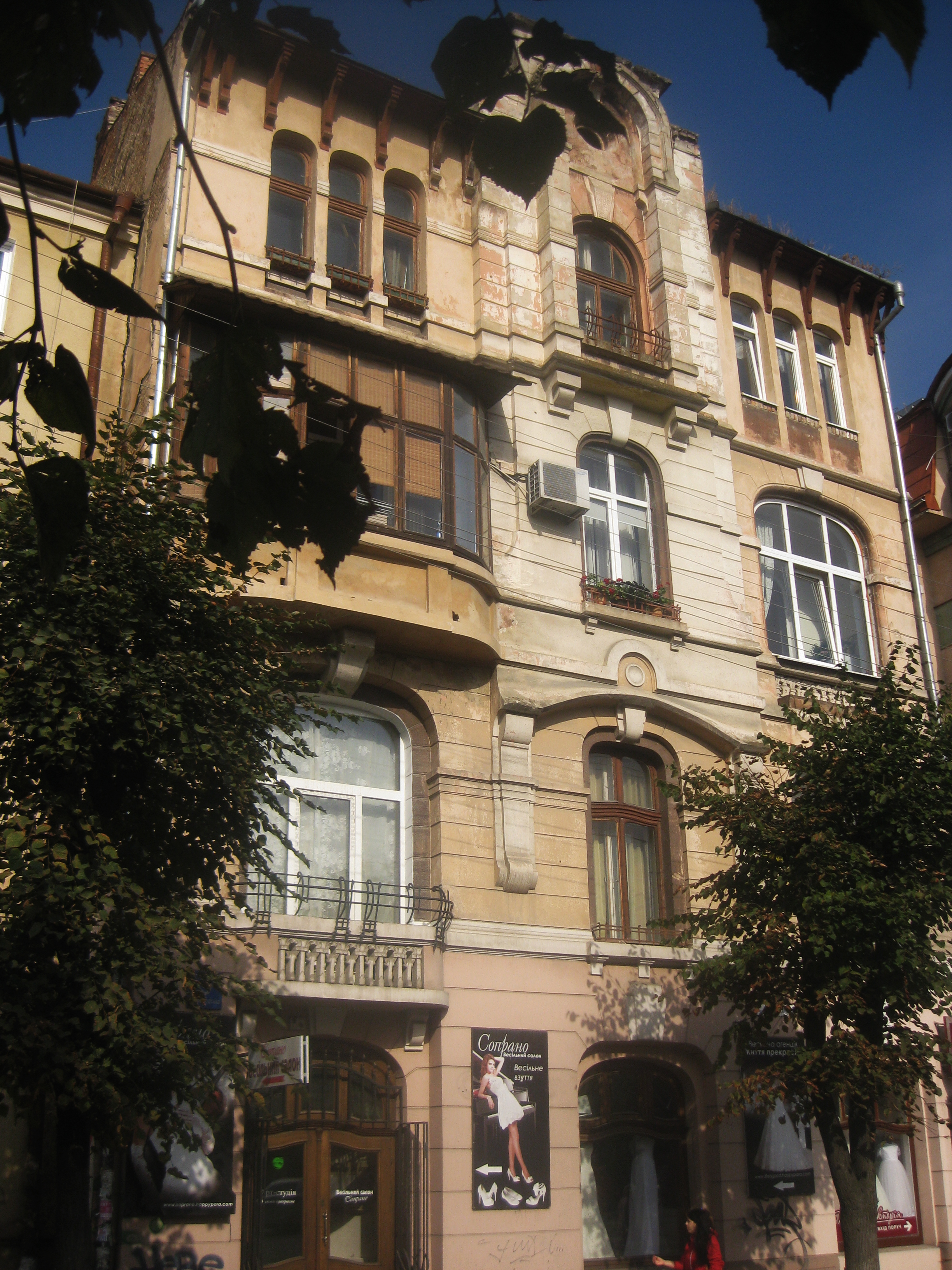
Івано-Франківськ. Житловий будинок на Новгородскій вул., 1913 р.
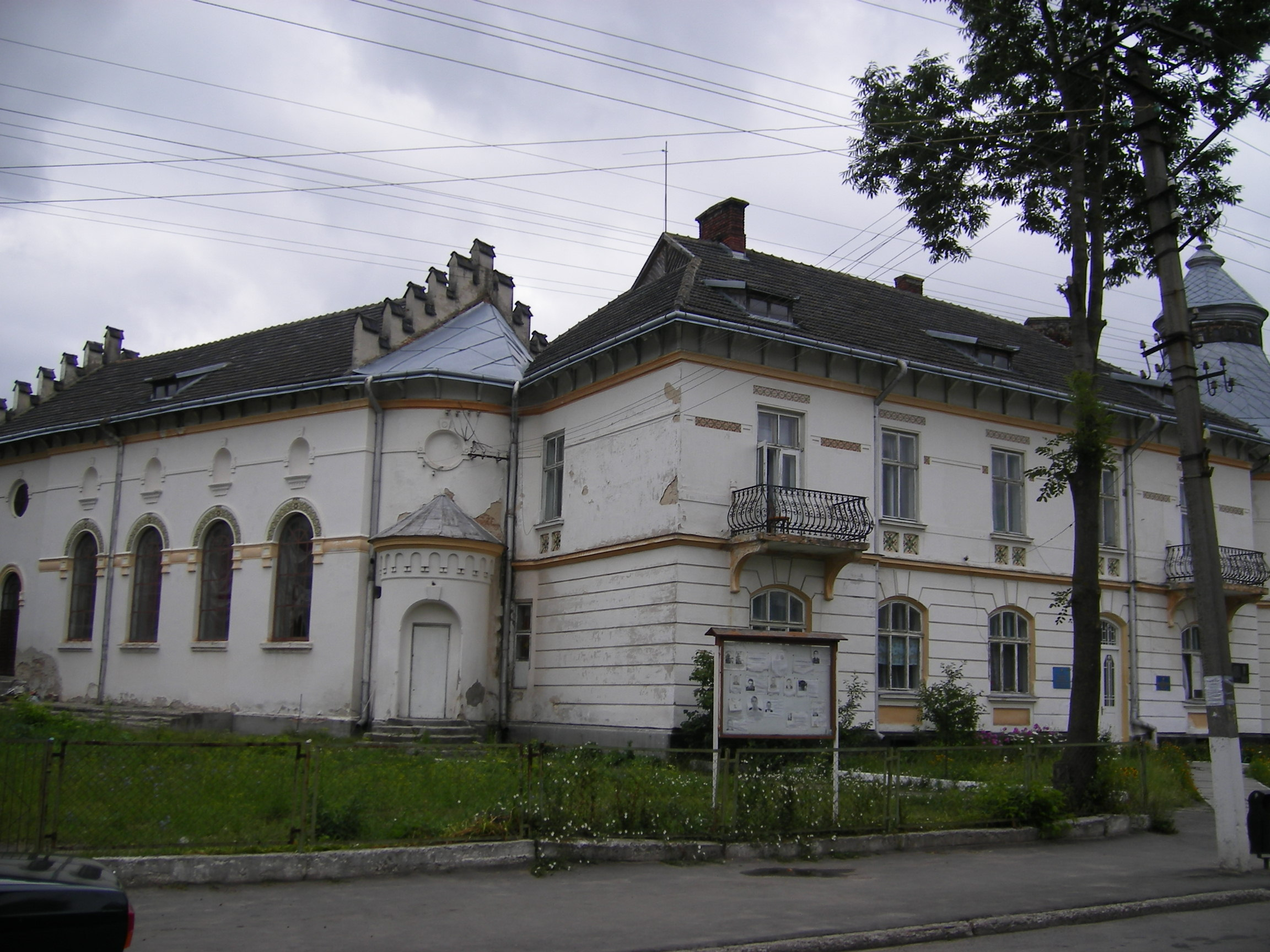
Радехів. Колишній Народний будинок
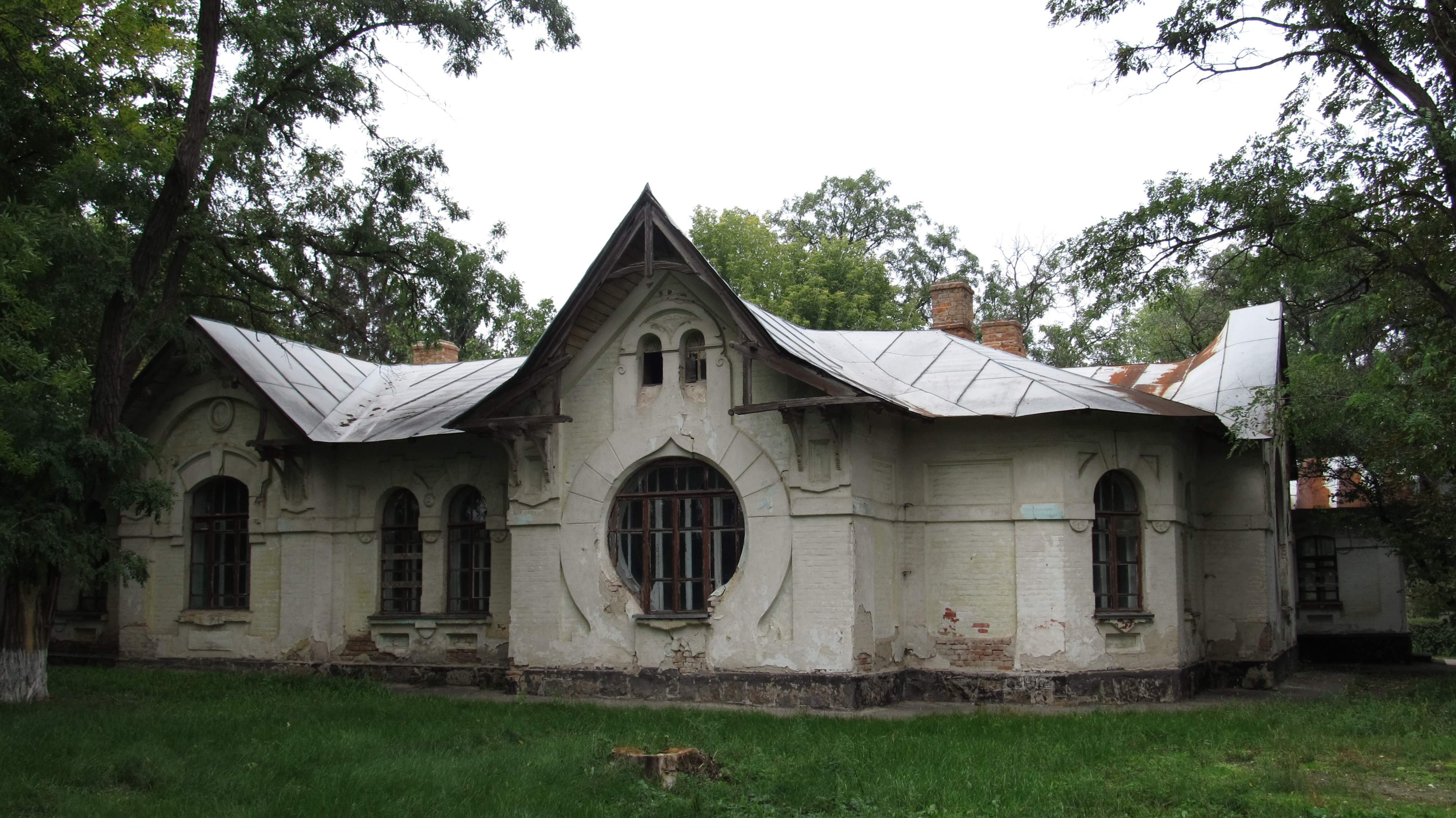
Нова Прага, Кіровоградська область, Лікарня
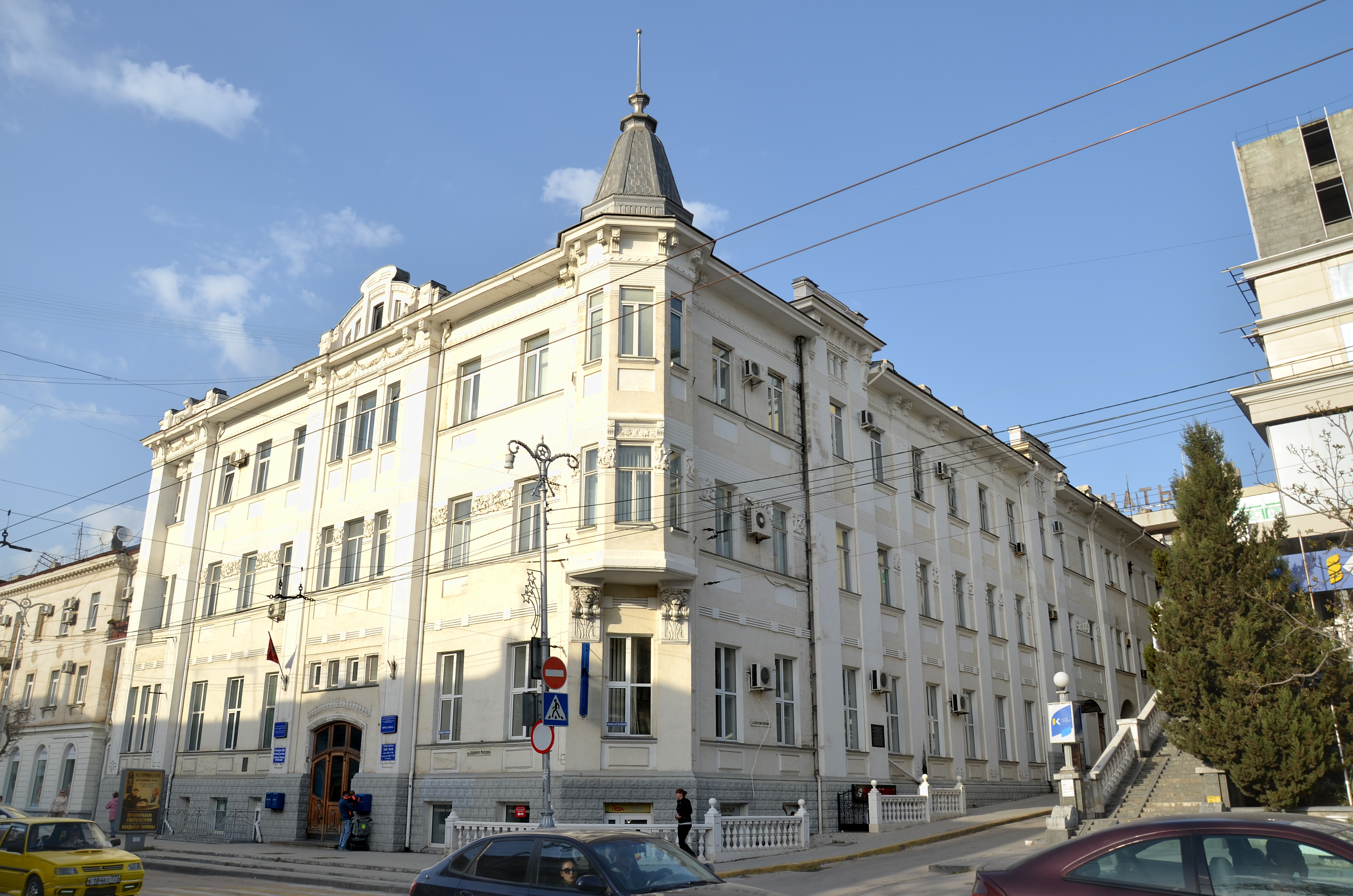
Севастополь. Прибутковий будинок (головпоштамт), арх. Г. П. Долін, 1914 р.

## Ретроспективізм

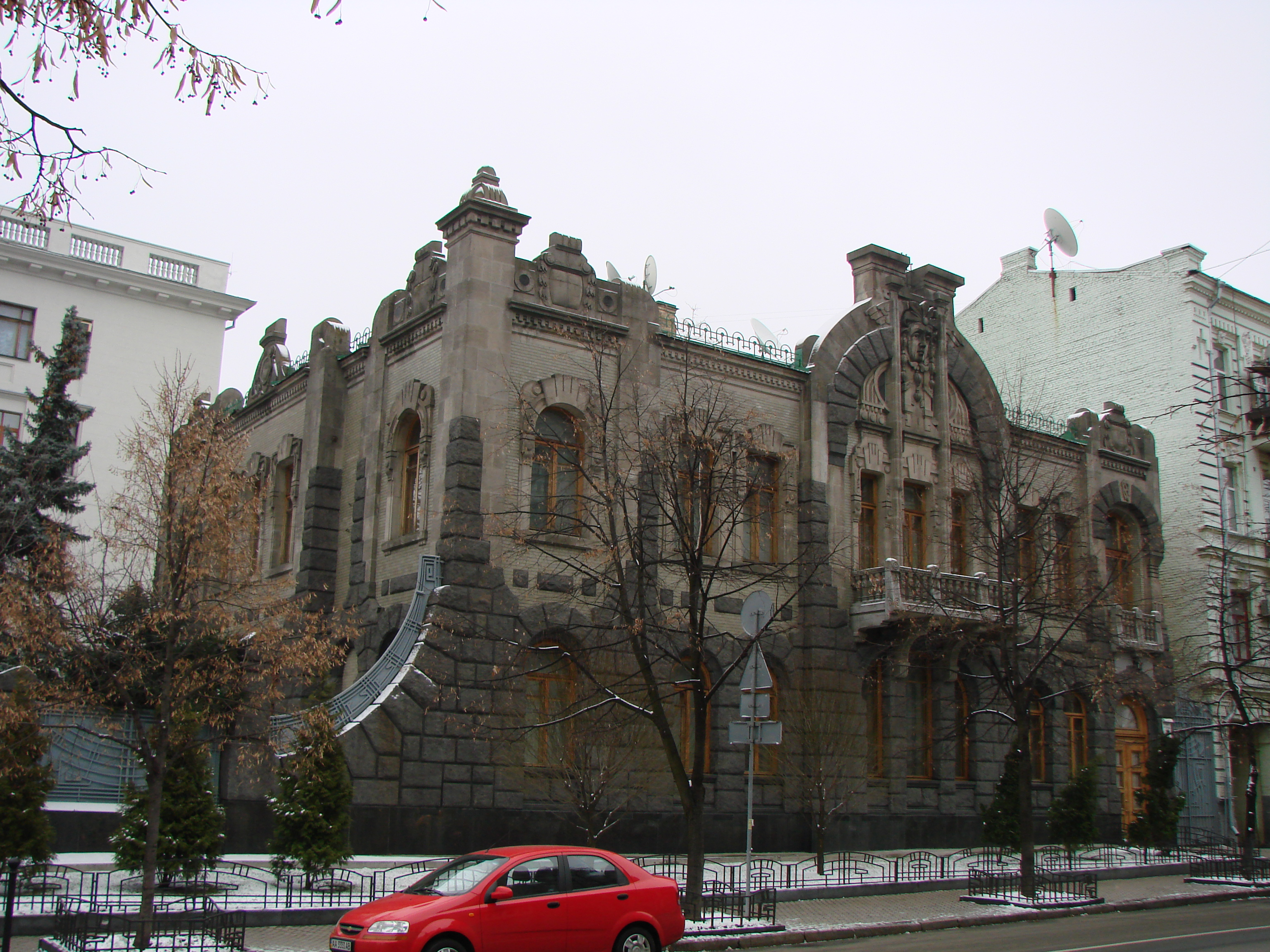
Особняк Аршавського, Київ.

На відміну від Бельгії та Австро-Угорської імперії у Німеччині і скандинавських країнах, місце нового стилю посів ретроспективізм або національній романтизм, що базувався на національних архітектурних особливостях. В Україні ретроспективізм набував популярності завдяки національним меншинам — німцям та полякам, а також перебування Петербургу під впливом культури сусідніх країн. За відсутності чіткої класифікації національний романтизм у ряді випадків відносять до модерну, зокрема у Росії ретроспективізм країн Балтії отримав назву «Північний модерн».
Найбільш сильний вплив ретроспективних течій спостерігався у Одесі, де мешкала велика і заможна німецькомовна діаспора, а також працювало декілька архітекторів — німців. У 1901 році був збудований будинок швейцарця Флоріана Скведера, у 1902—1903 роках у формах німецького необароко було споруджено німецький клуб «Гармонія». Пізніше з'явилися особняки родини Лемме та інші.
У Києві одним з найбільш виразних зразків скандинавської архітектури є особняк Аршавського. Вирізняється постать Владислава Городецького. Він доробив проєкт музею старожитностей і мистецтва, нині Національний художній музей), у стилі неоготики (Католицький храм св. Миколая, нині Національний будинок органної музики), і мавританської архітектури (караїмська кенаса, нині Будинок актора).
Безпосередньо у Російській імперії поступово набував популярності неокласицизм, який успадковував риси, що були характерні для класицизму російської імперії. Таким чином спільно з неоросійським стилем місцеві форми класицизму можна вважати наслідком російського національного відродження, але якщо неоросійський стиль базувався на народній архітектурі, то неокласицизм враховував особливості архітектури панських маєтків і тому мав краще поширення і використовувався при проєктуванні банківських, та інших громадських споруд та коштовних прибуткових будинків.

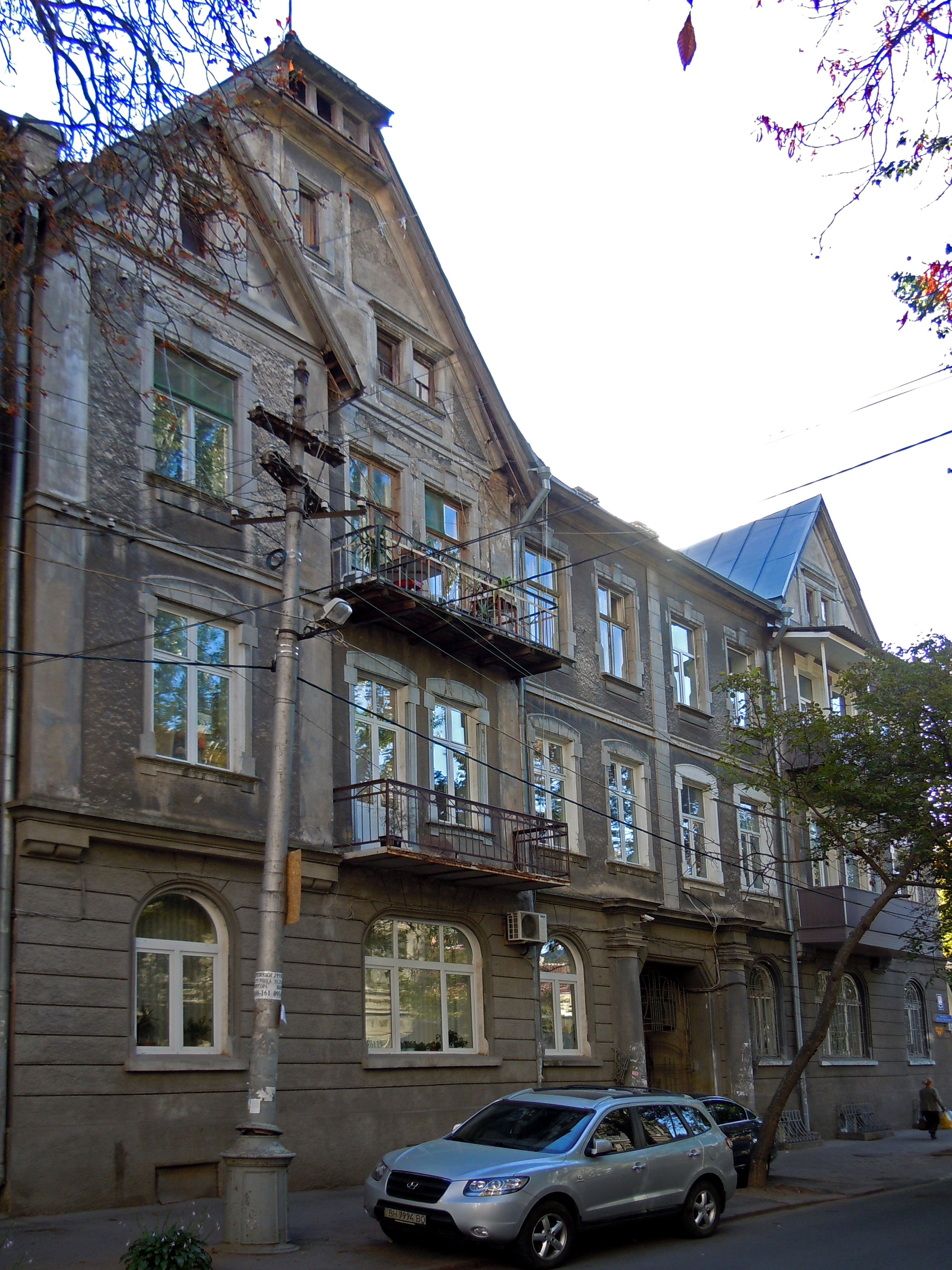
Одеса. Будинок Ф. Скведера, нагляд: М. І. Сталь, 1901–1902 рр.
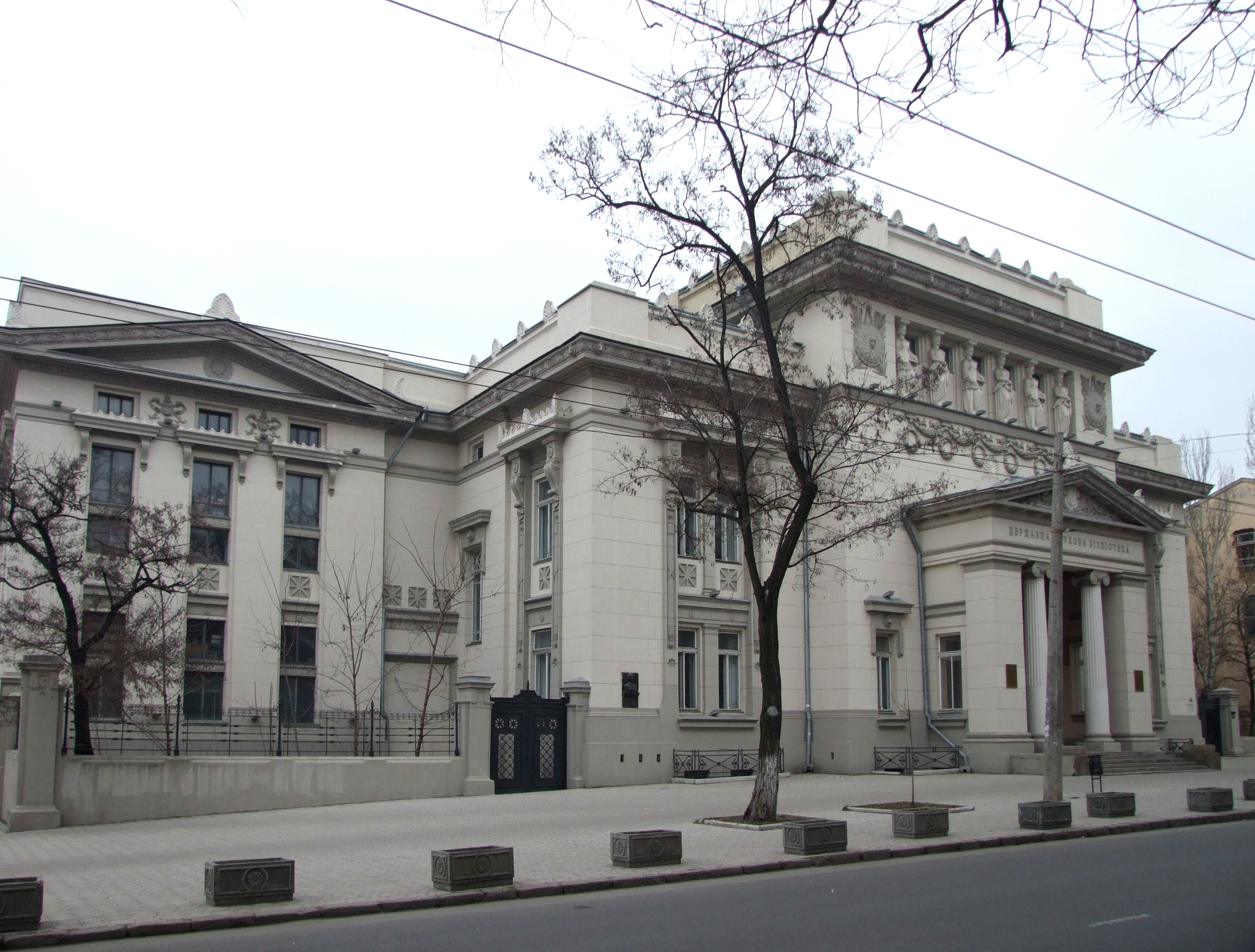
Одеса. Публічна бібліотека, проєкт: арх. Ф. П. Нестурх, 1904 р. Нагляд, арх. О. Й. Бернардацці, 1905–1907 рр.
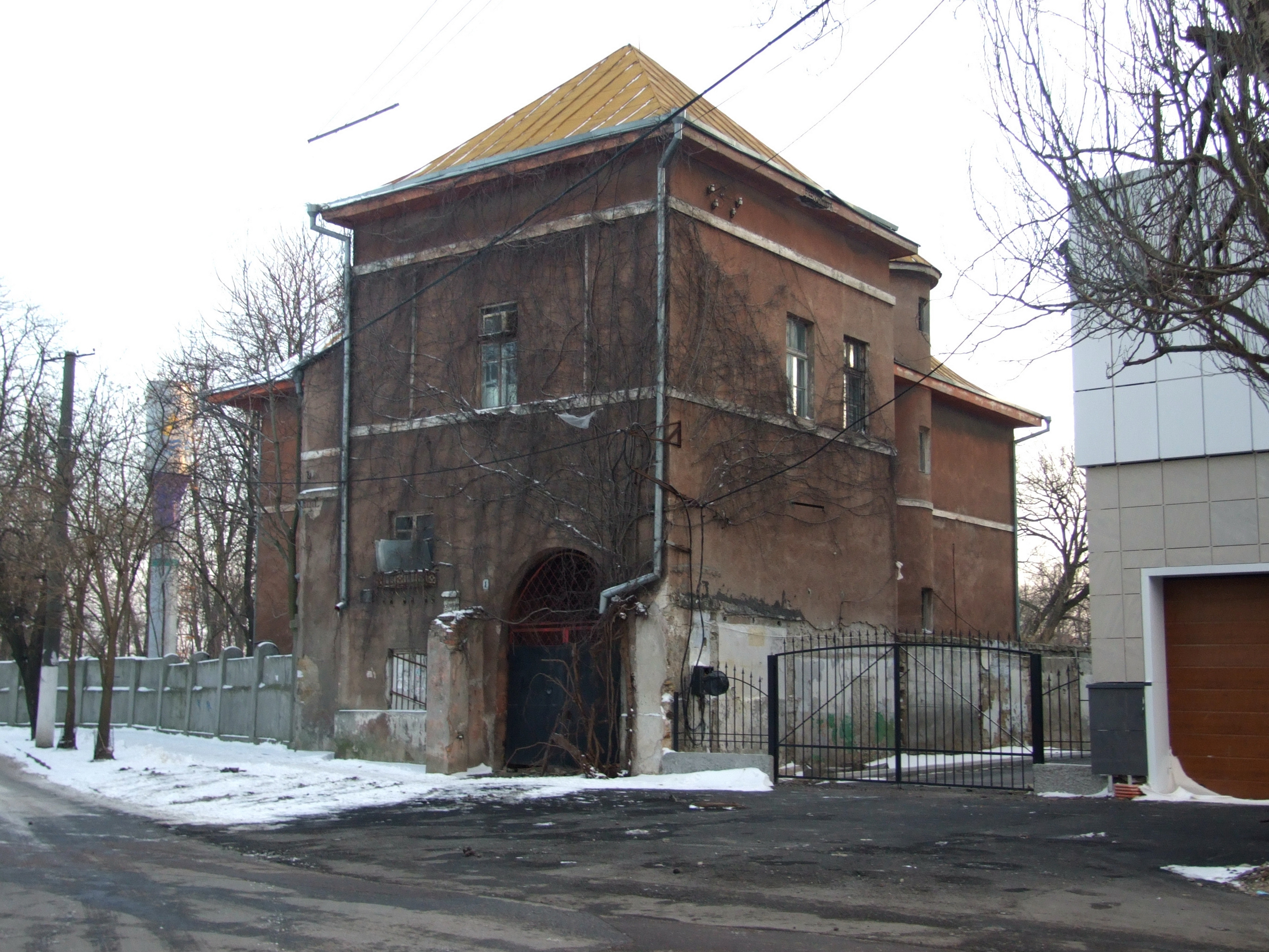
Одеса. Особняк К. Ю. Лемме, арх. Е. Я. Меснер, 1906 р.
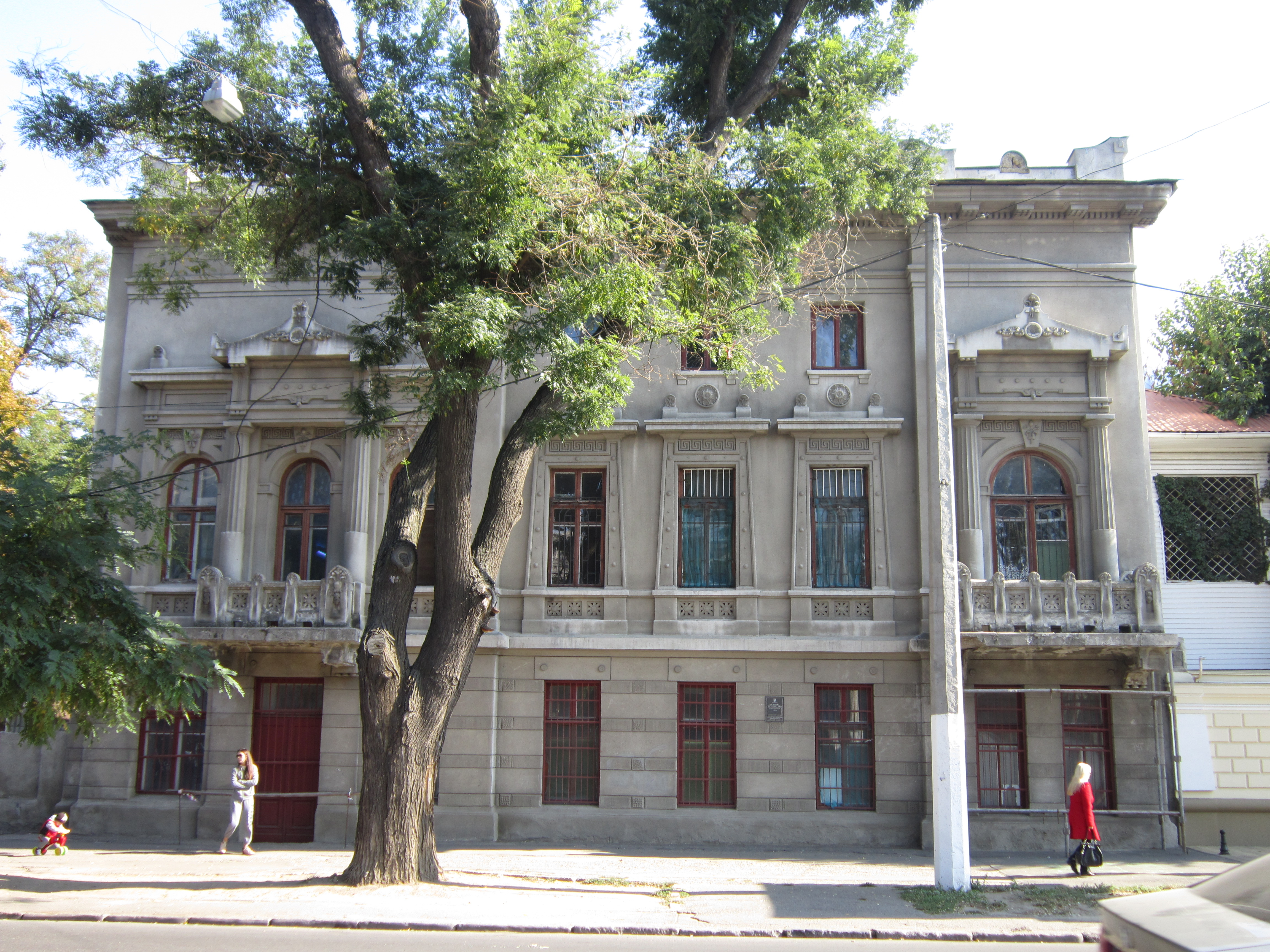
Одеса. Реконструкция і надбудова для лікарні «Санітас», арх. А. Б. Мінкус, Е. Я. Меснер, 1908 р.
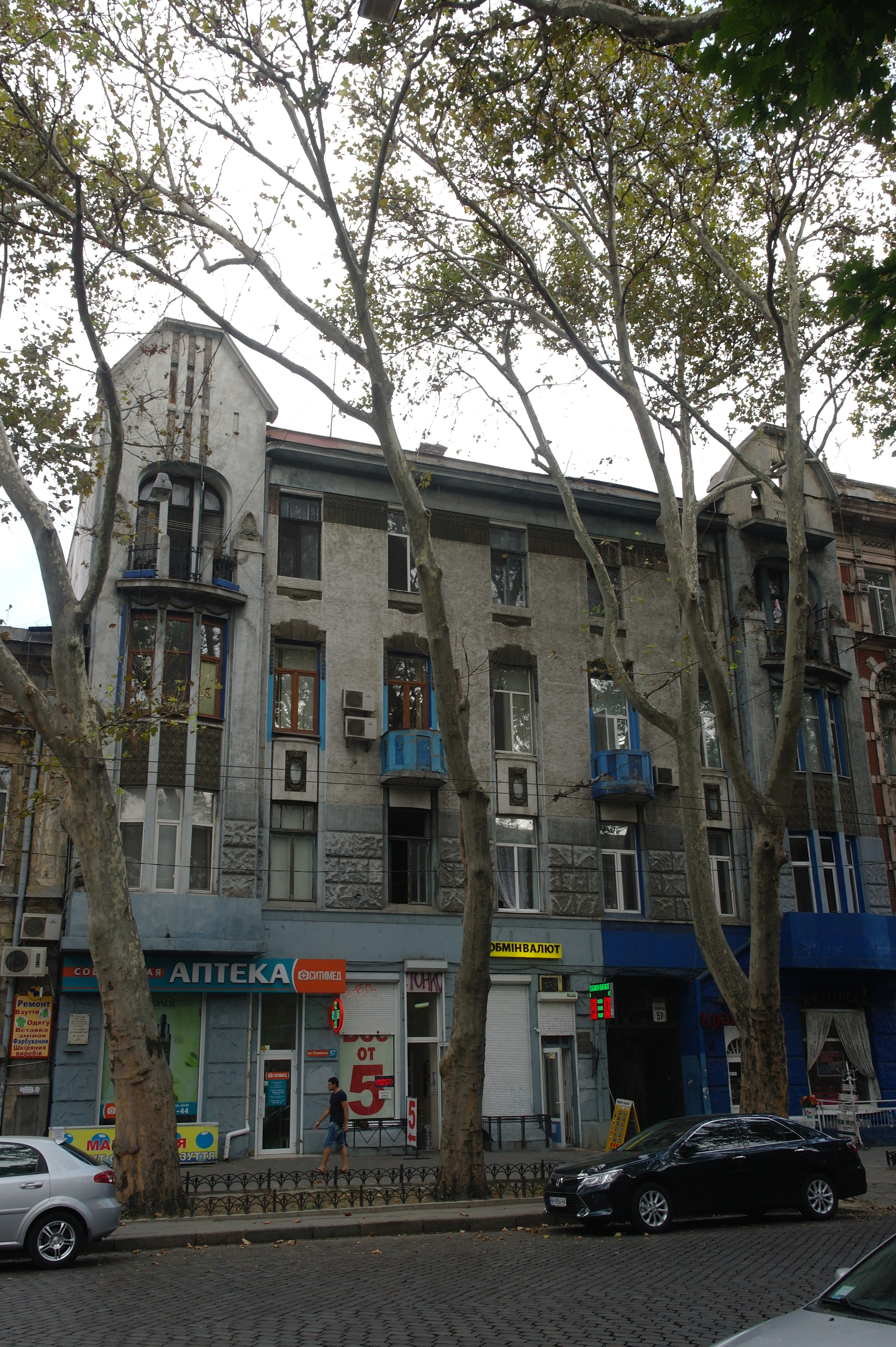
Одеса. Будинок А. А. Хаджи-Хачикова, арх. П. Л. Славкін, Ф. Л. Паппе, 1913 р.
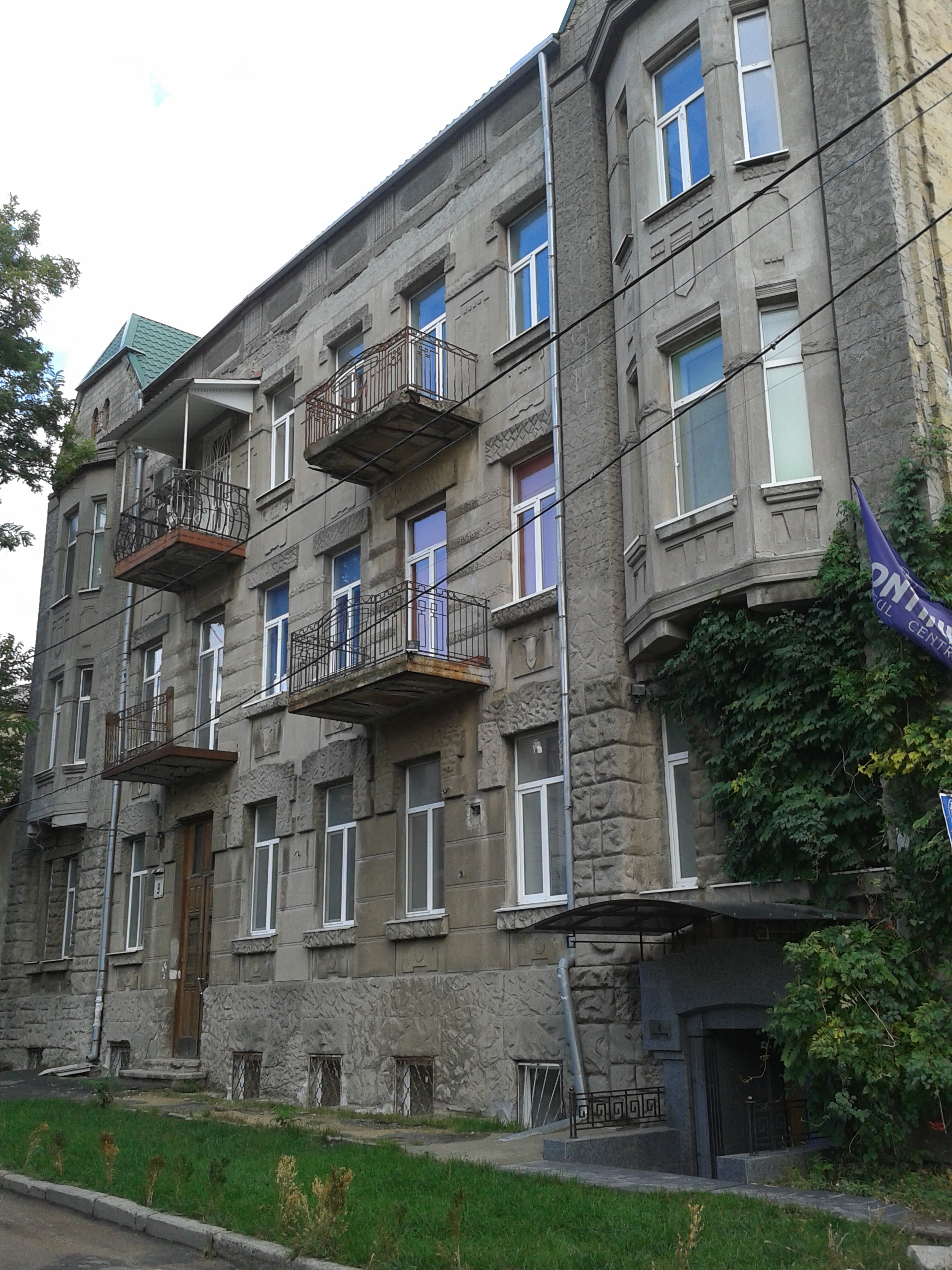
Херсон. Будинок у Готельному провулку
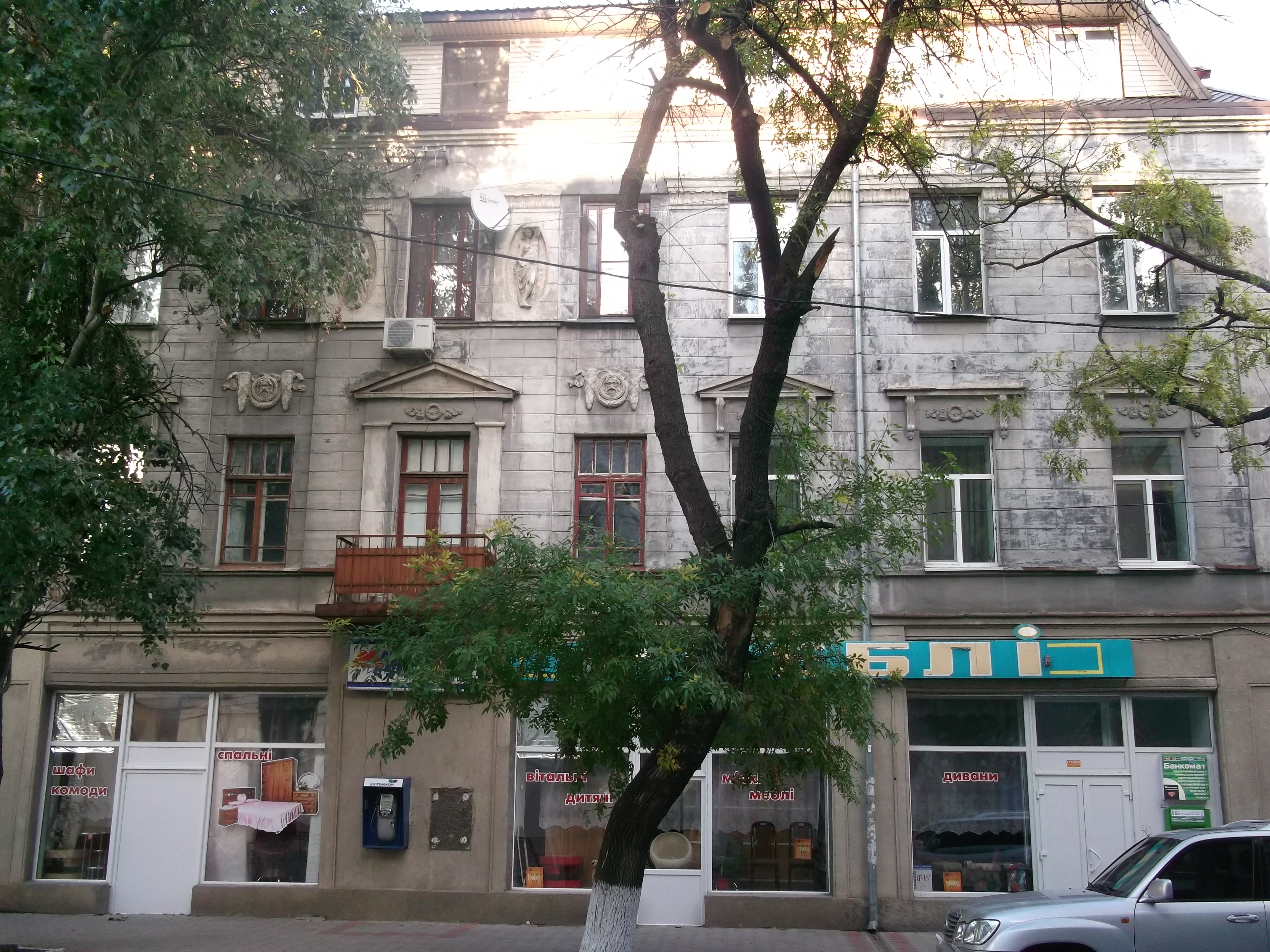
Херсон.Будинок на вул. Рішельєвській
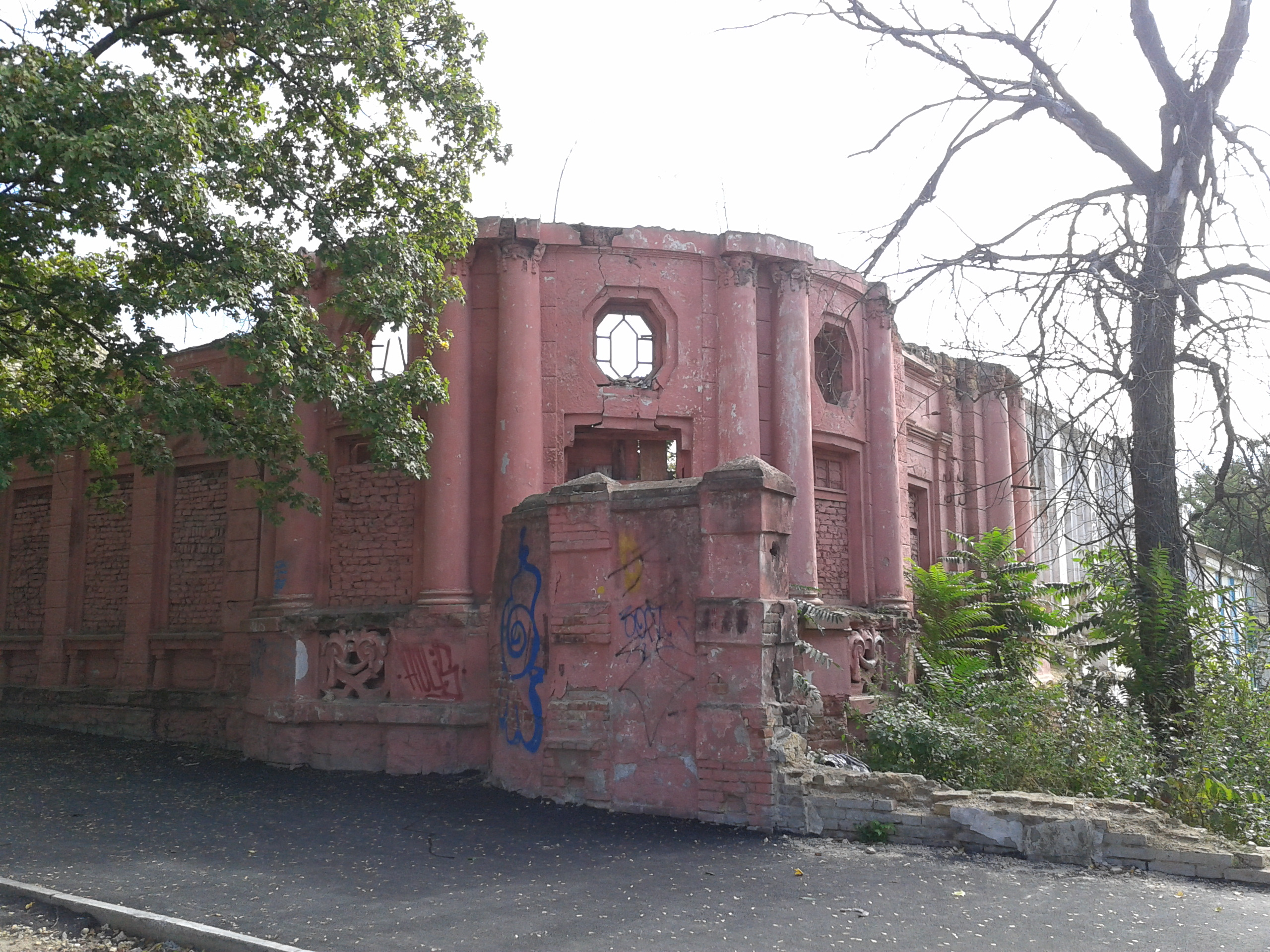
Херсон. Лікарня, 1910-ті рр.
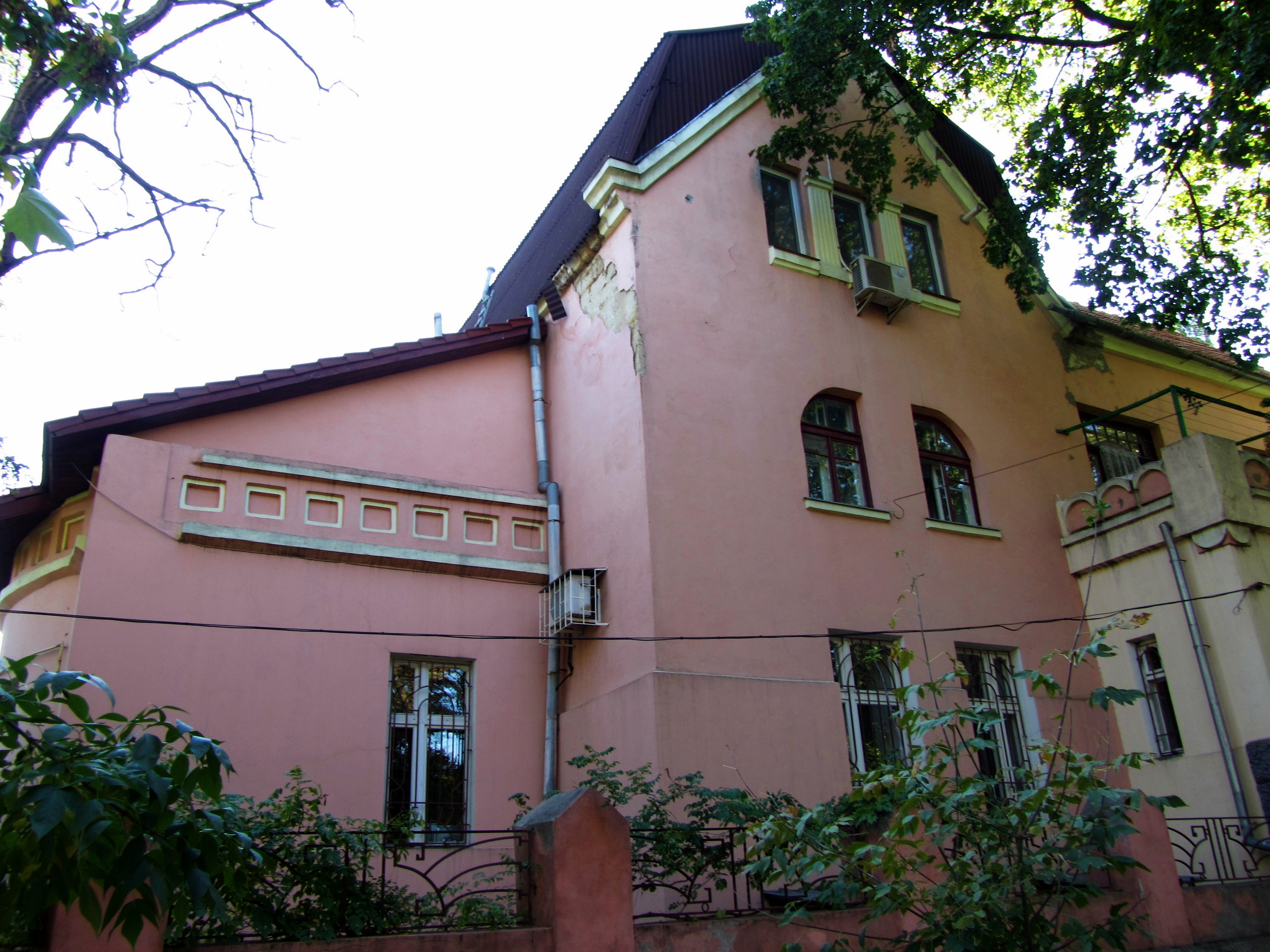
Миколаїв. Особняк на Адміральскій вул.
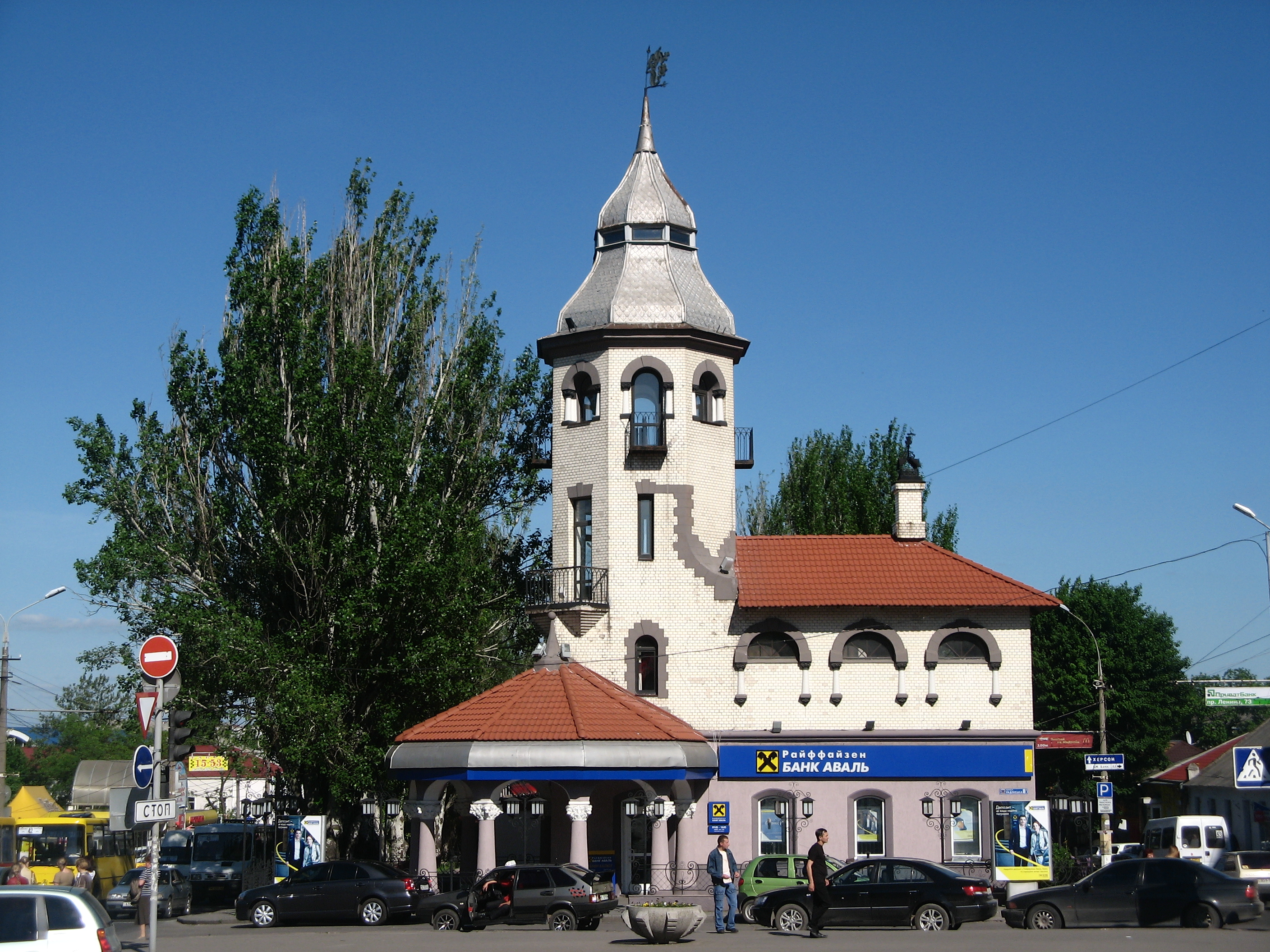
Миколаїв. Трамвайна підстанція, 1913–1916 рр.
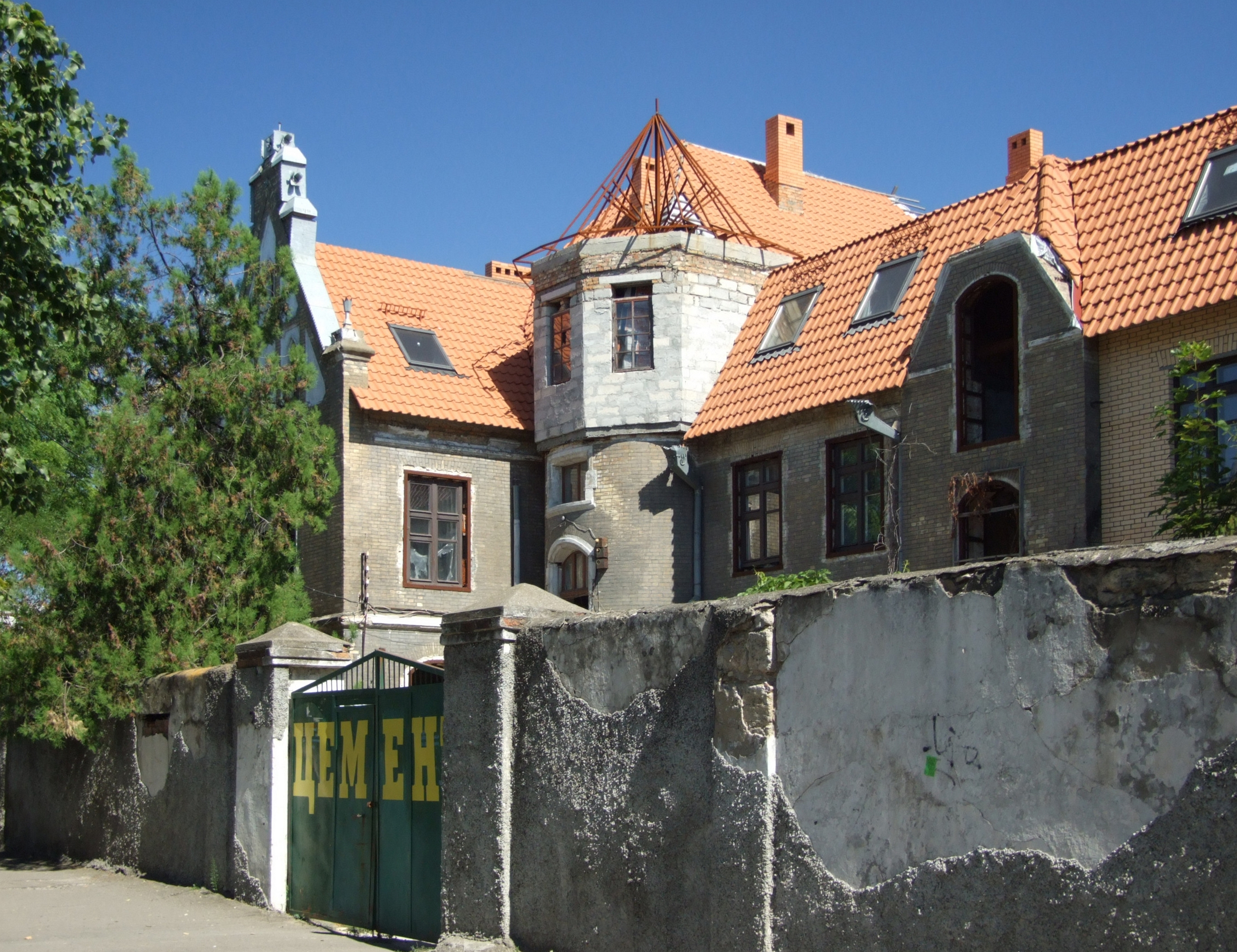
Миколаїв. Особняк на вул. Рюміна
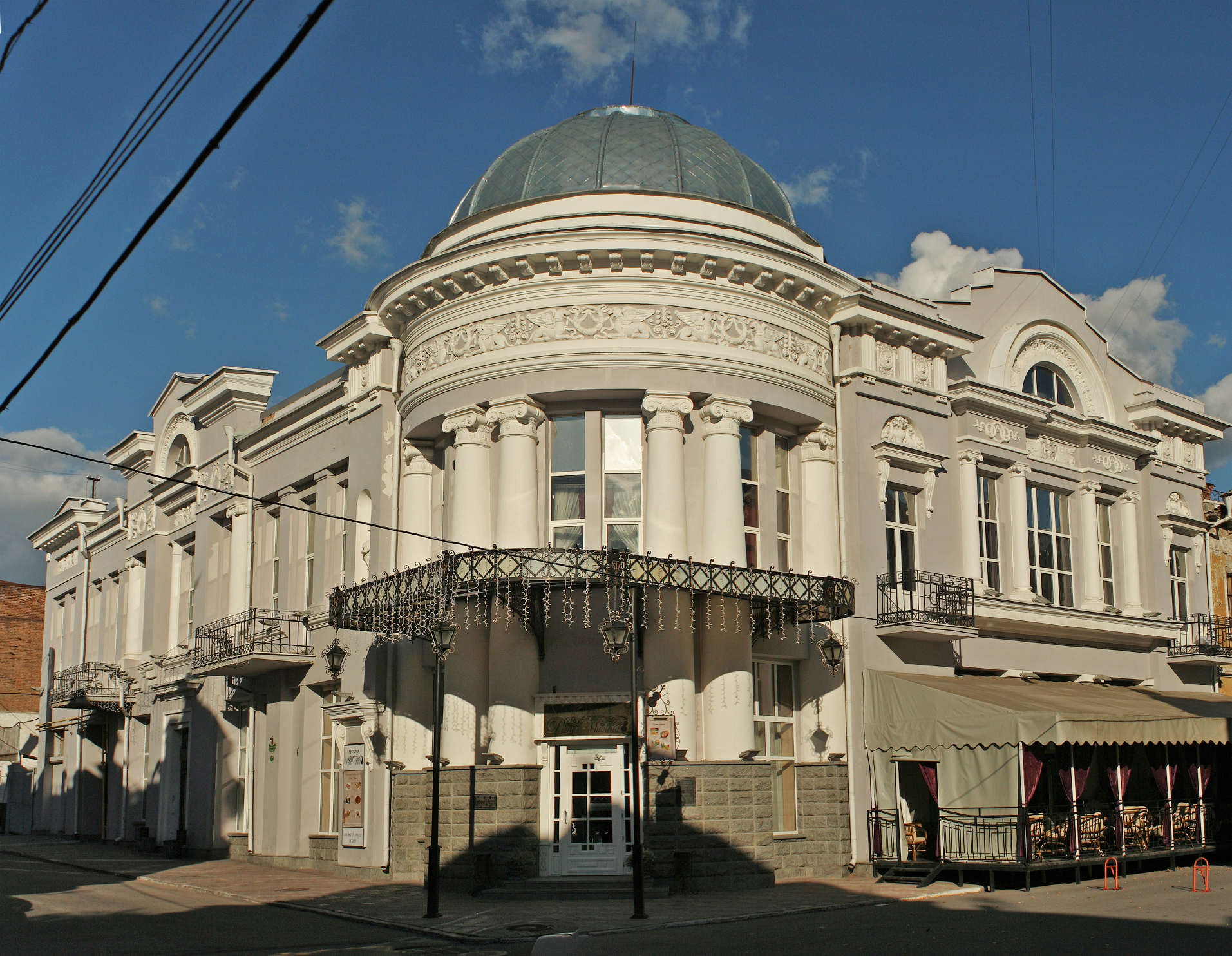
Кропивницький. Відділення Петроградського міжнародного банку, 1915 р.
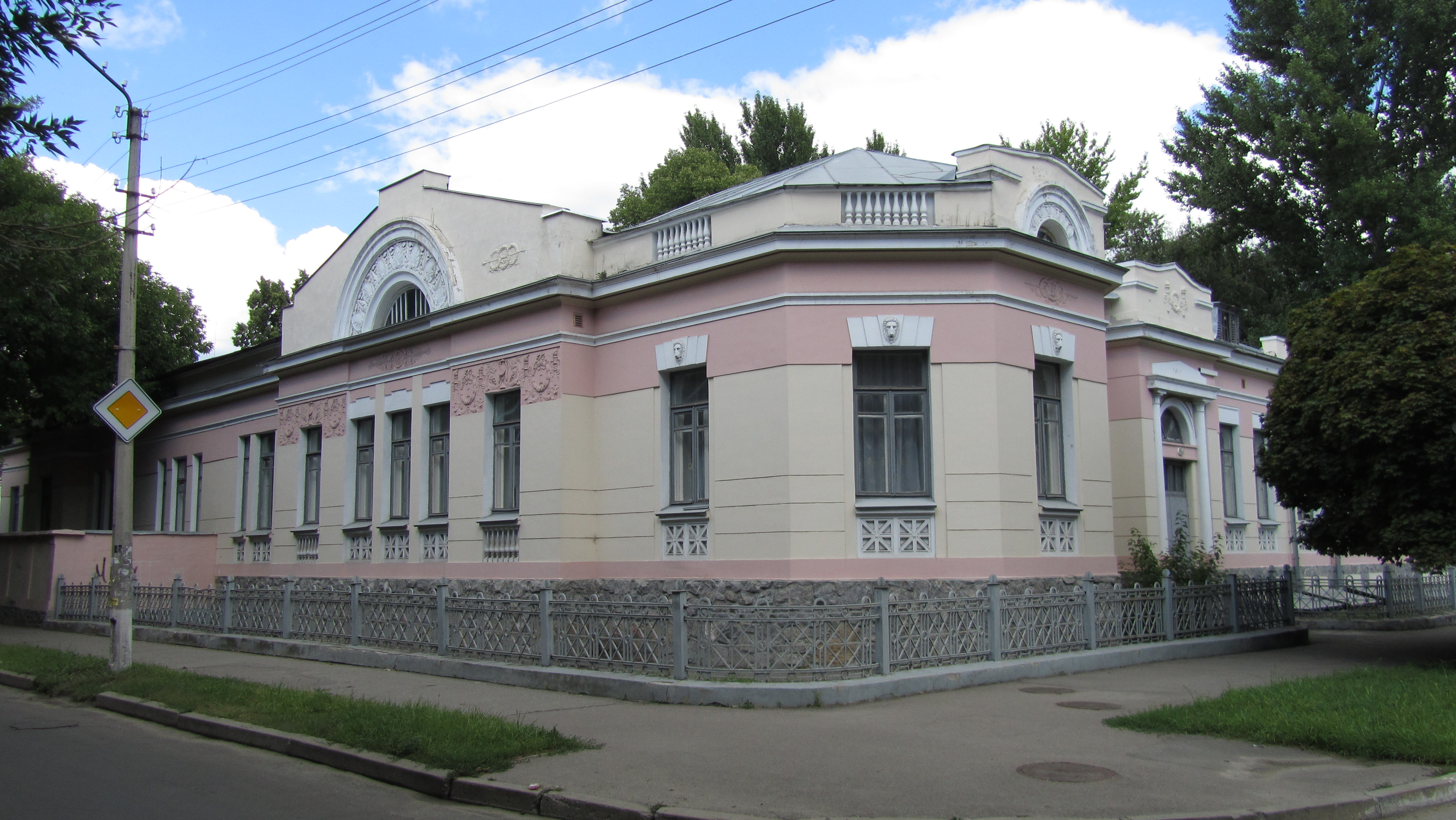
Кременчук. Будинок Шапошникова, 1910-ті рр.
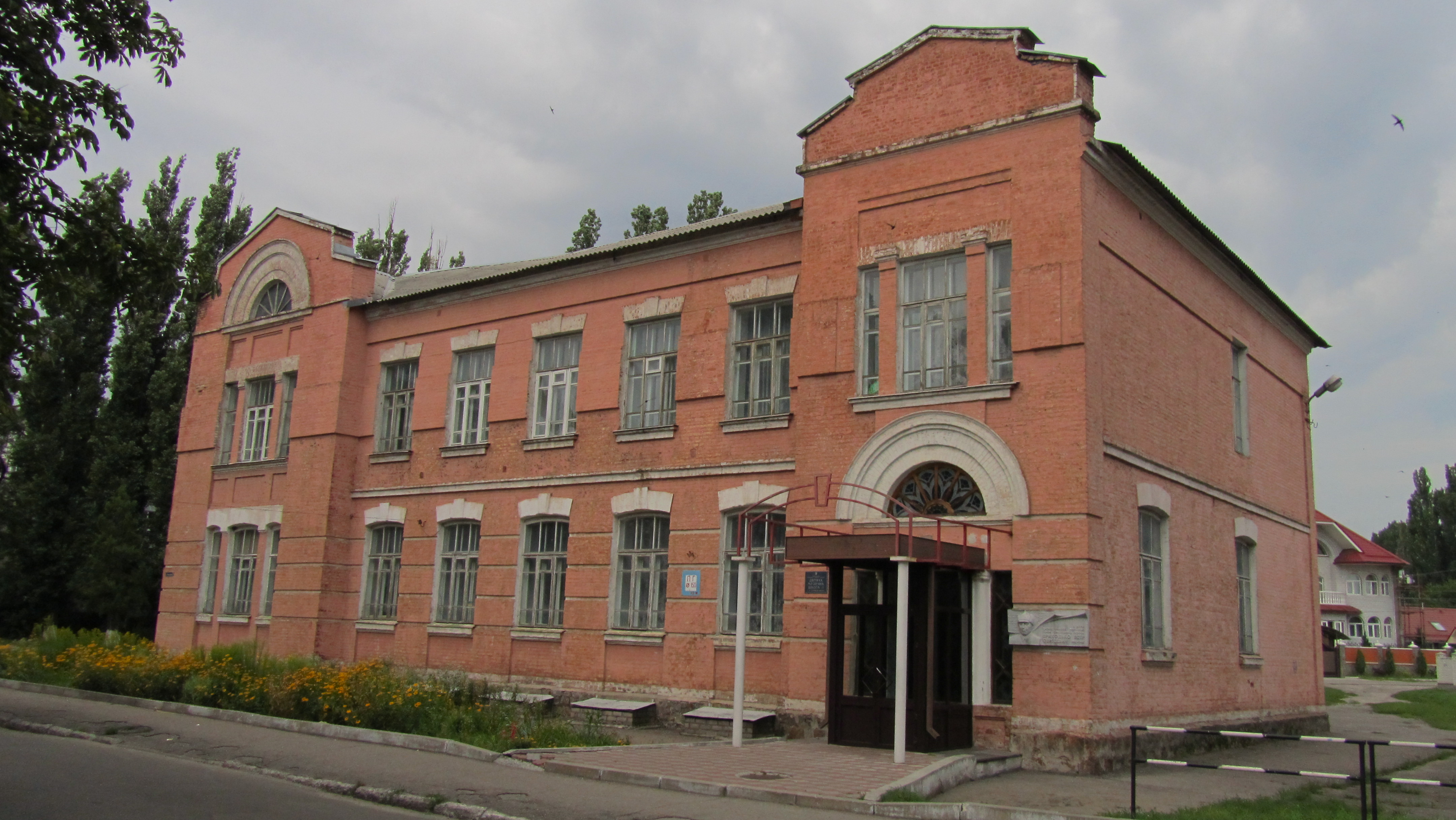
Кременчук. Народне Семикомплектне початкове училище, 1914 р.
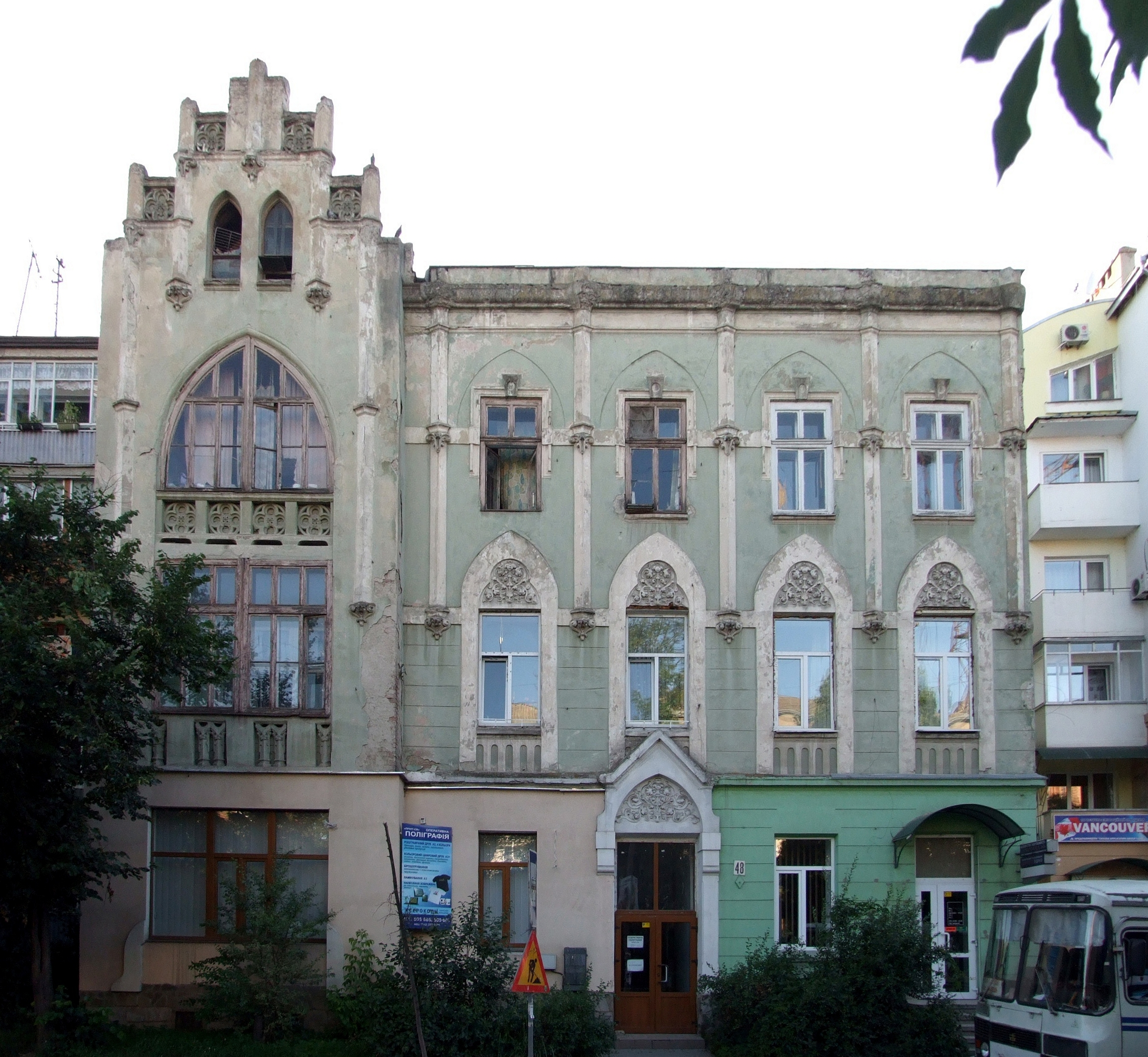
Івано-Франківськ. Житловий будинок на вул. Мазепи, 1908 р.
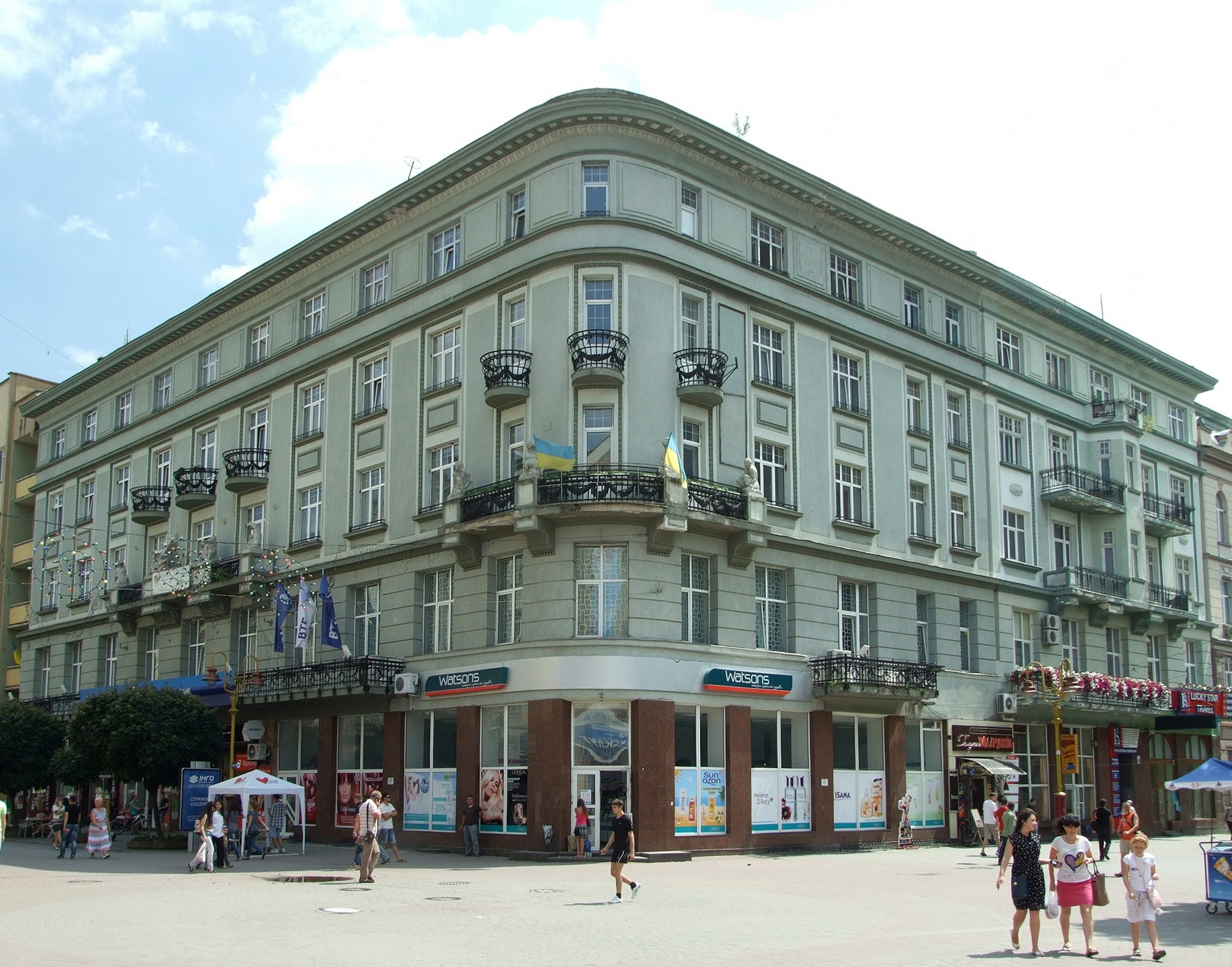
Івано-Франківськ. Готель «Уніон», 1912 р.
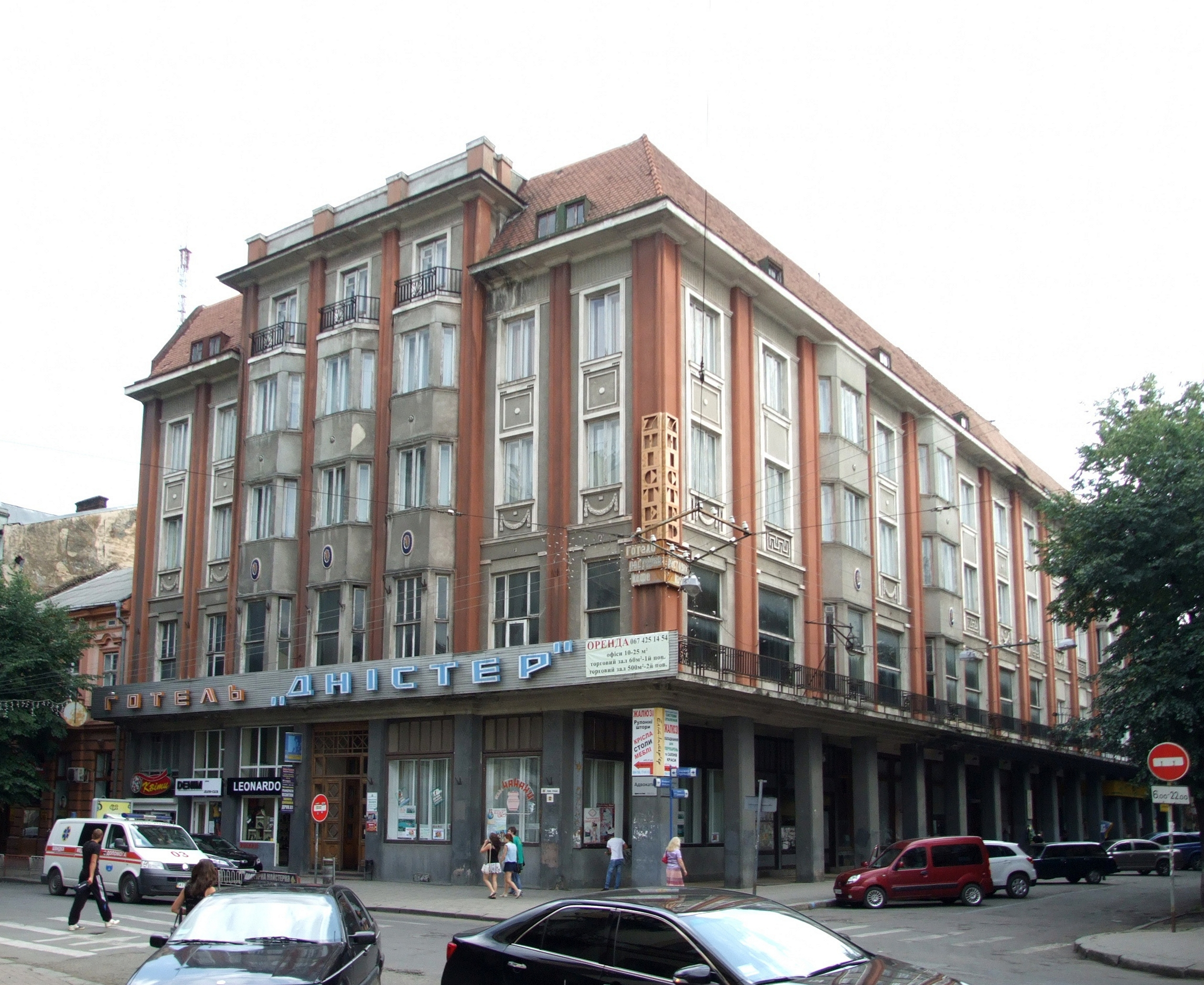
Івано-Франківськ. Будинок з готелем «Австрія», 1912 р.
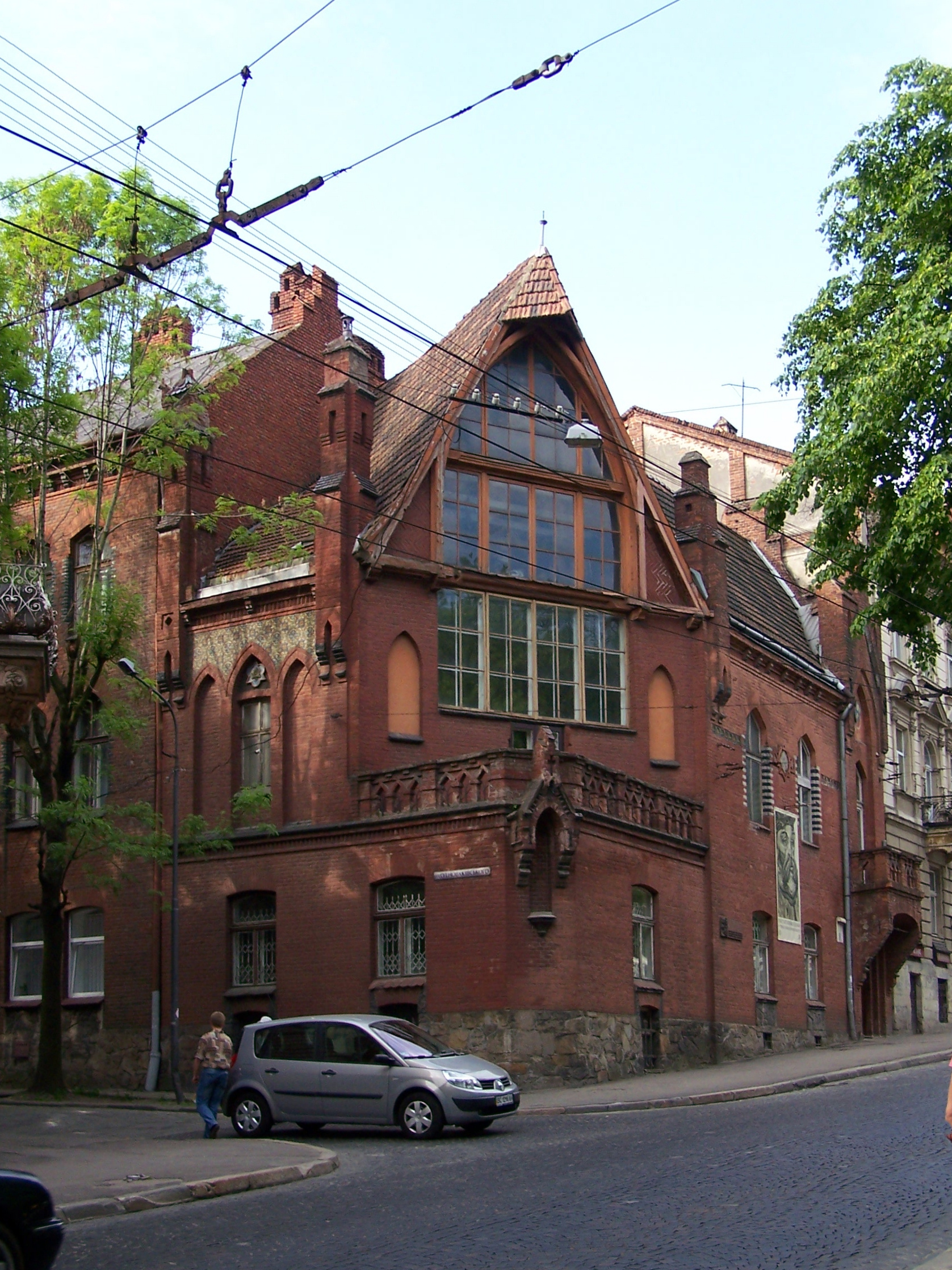
Львів. Будинок Яна Стика
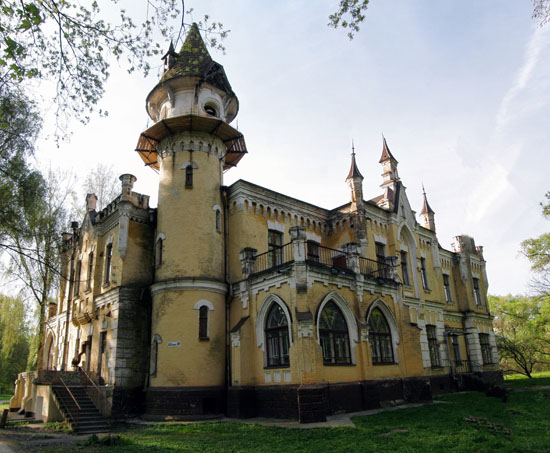
Чернігів. Будинок Григорія Глібова
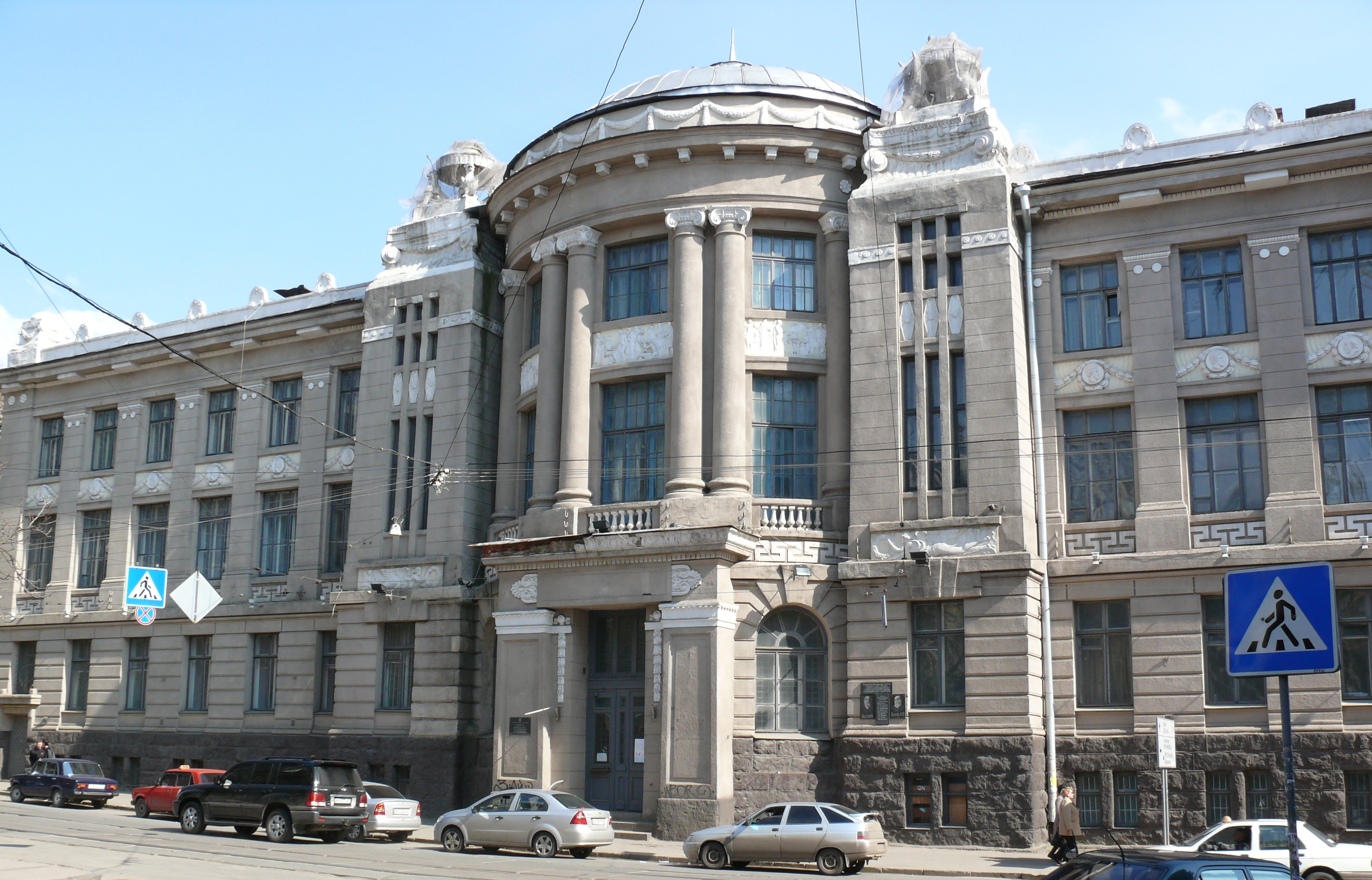
Харків. Медичний інститут імені Мечникова, арх. О. М. Бекетов, 1913 р..
Ялта. Музей Лесі Українки
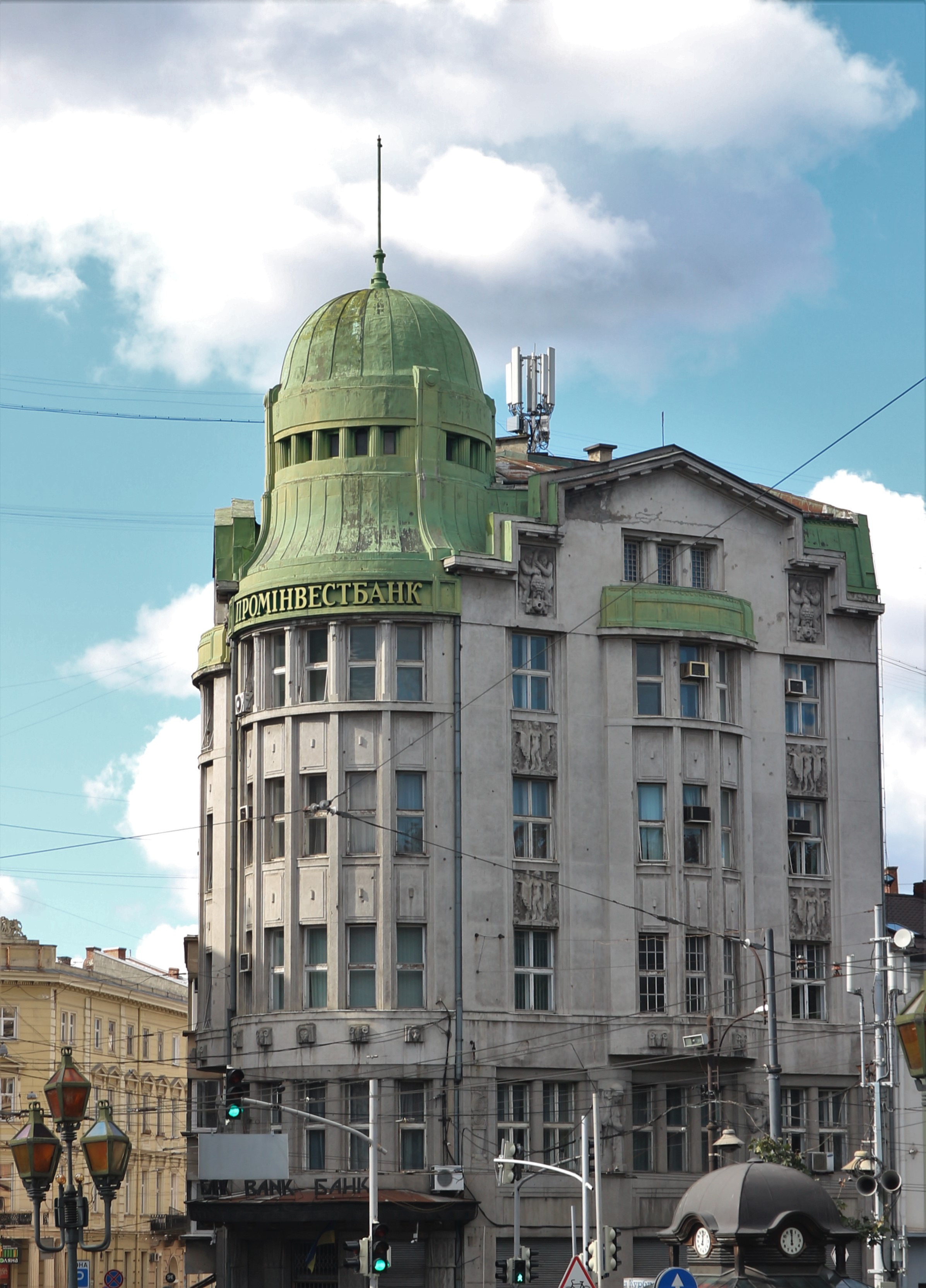
Львів. будівля Чеського банку
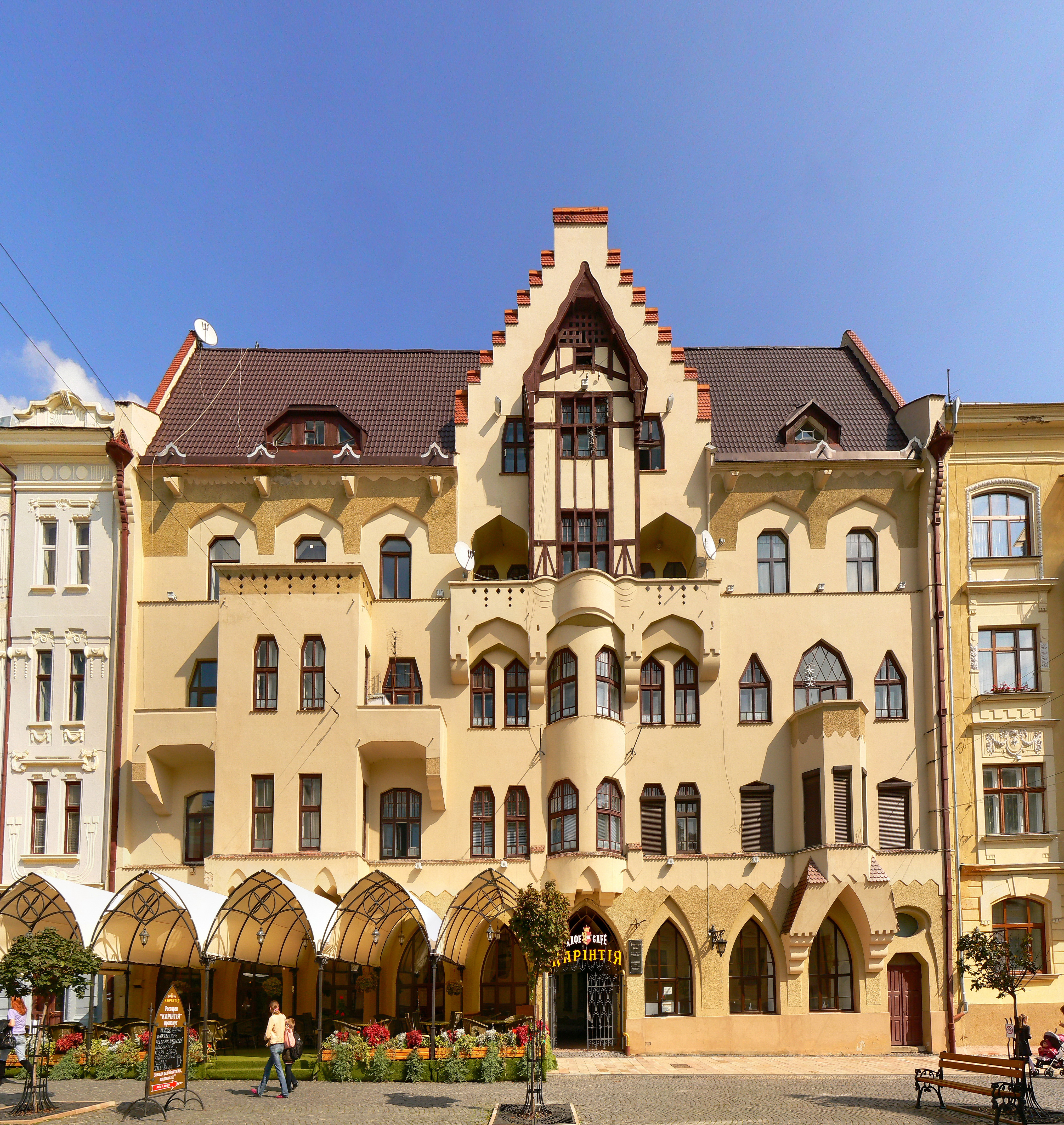
Чернівці. Німецький народний дім, арх. Г.Фріч, 1900-ті рр. Перебудова, інж. Е. Мюллер, 1908–1910 рр.
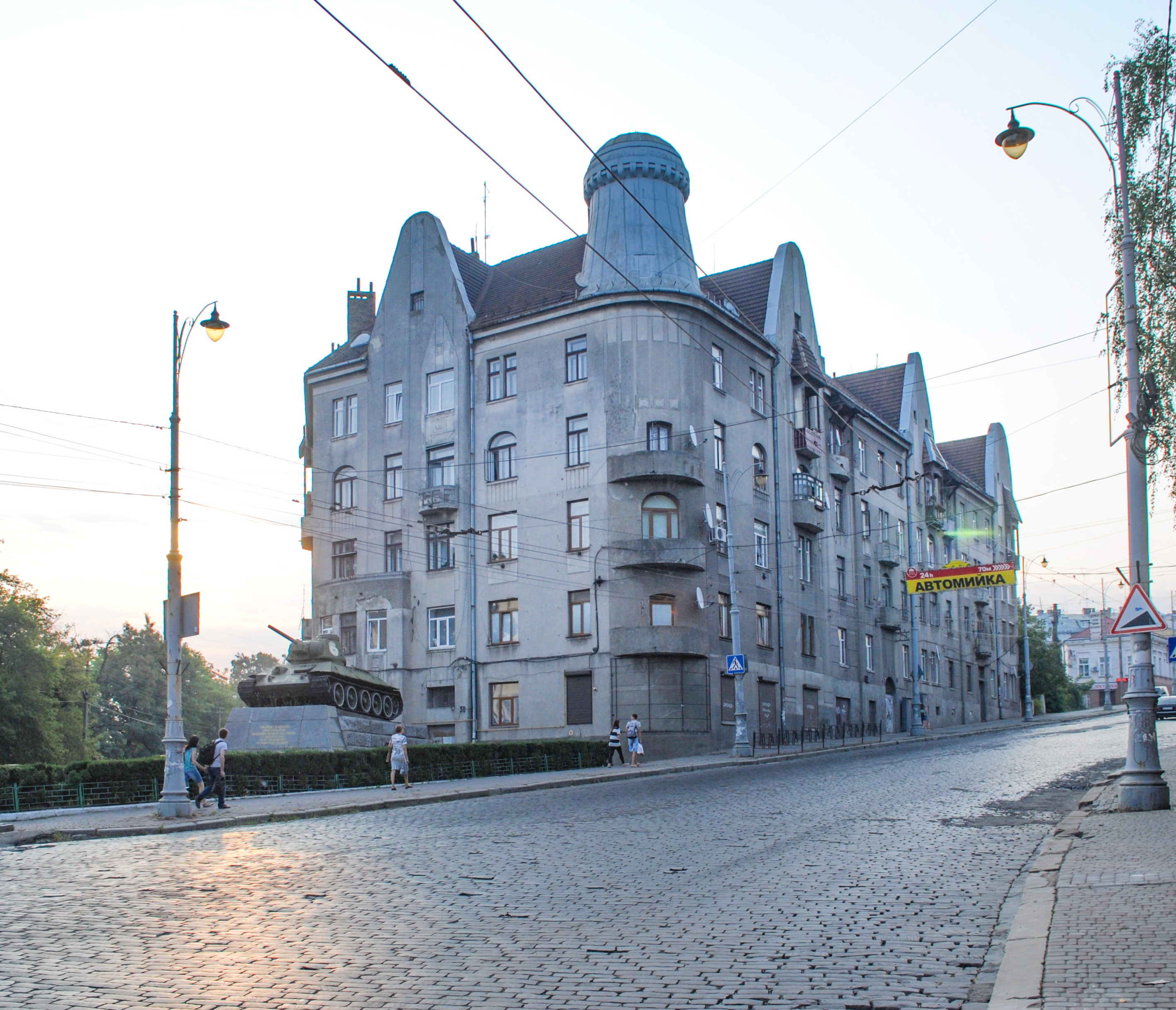
Чернівці. Будинок на вул. Ю. Гагаріна, 1910-ті рр. Фінський романтизм.
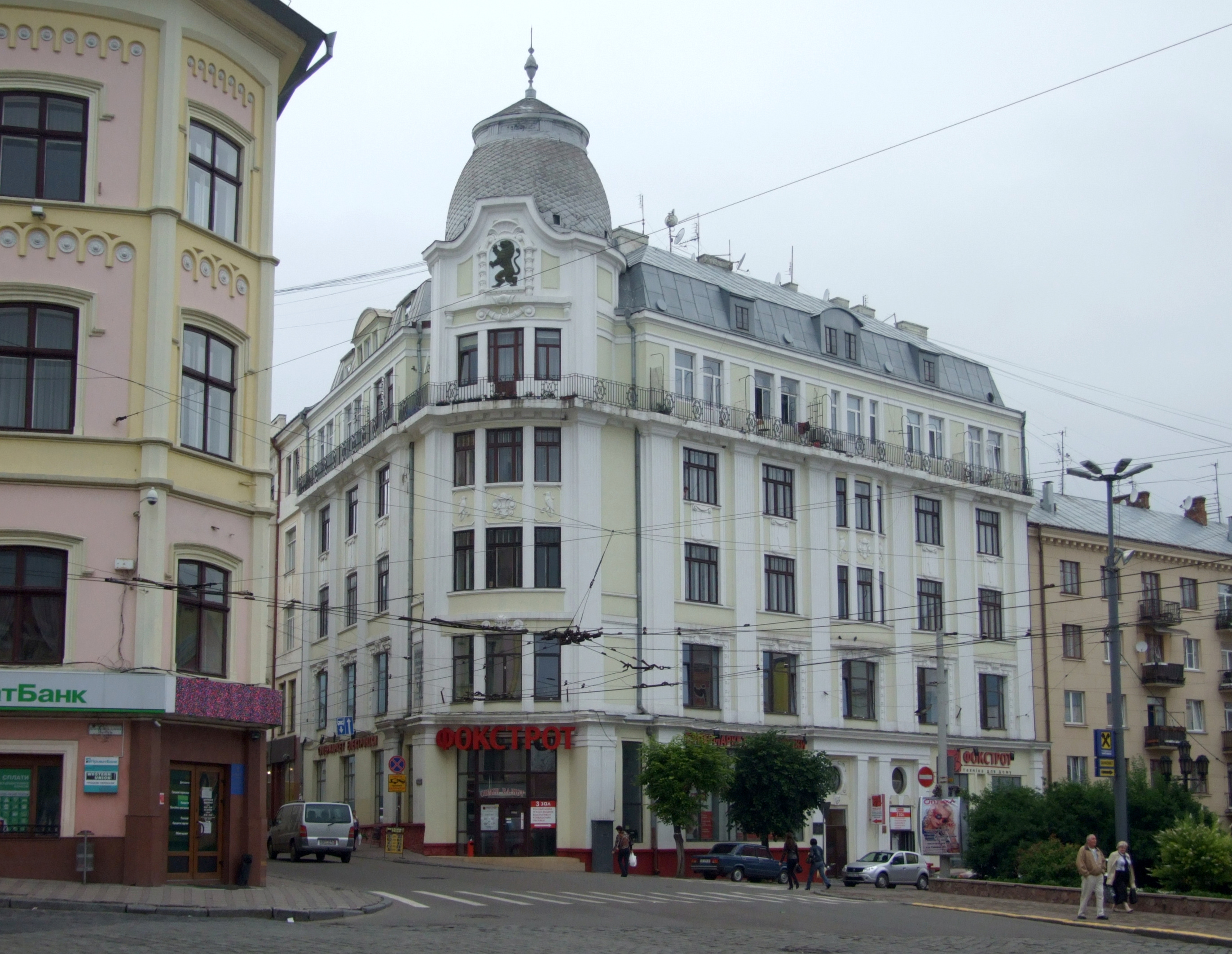
Чернівці. Готель «Золотий Лев»
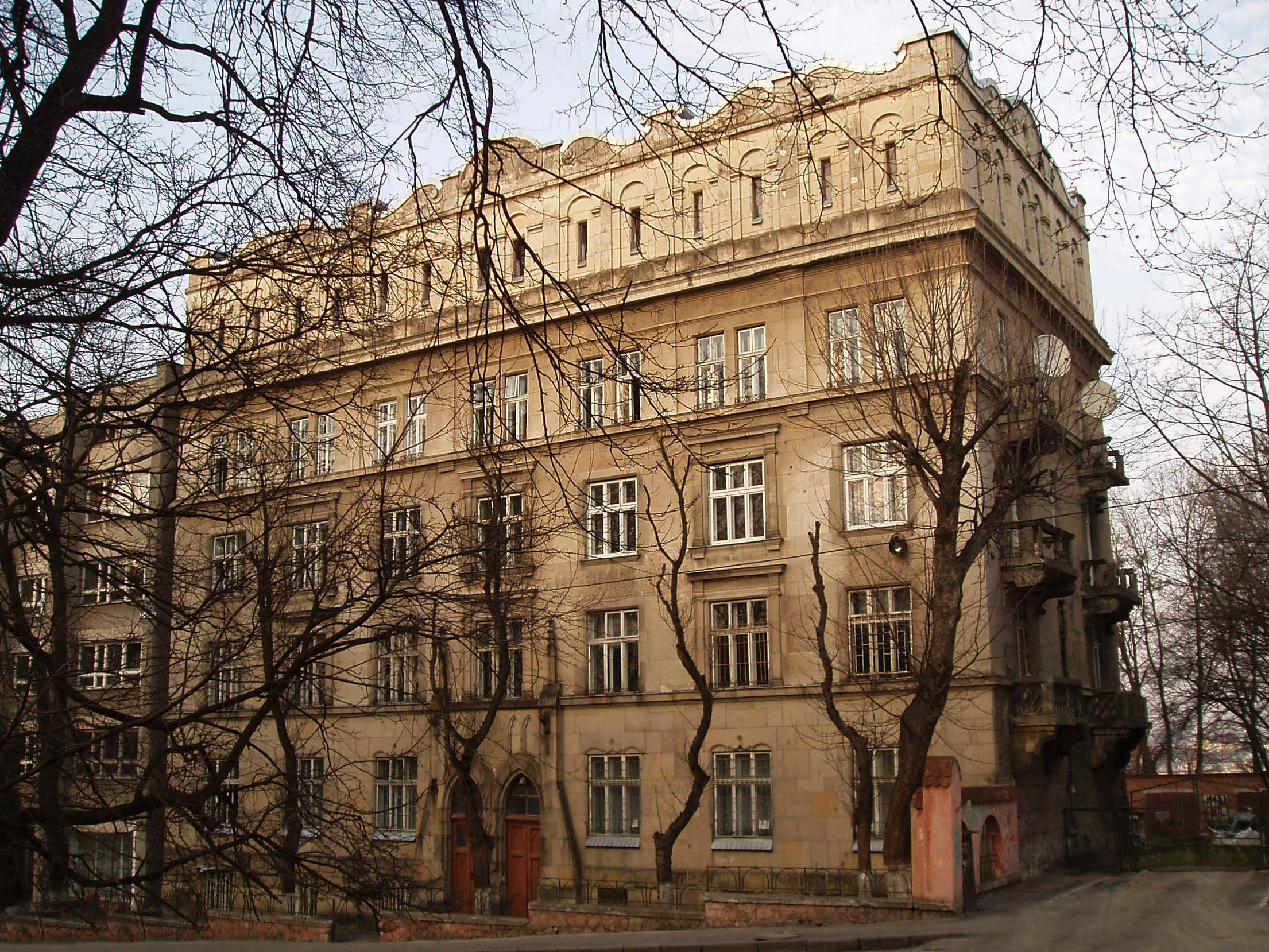
Львів. Житловий будинок, арх. Т. Мостовський, 1912 р.
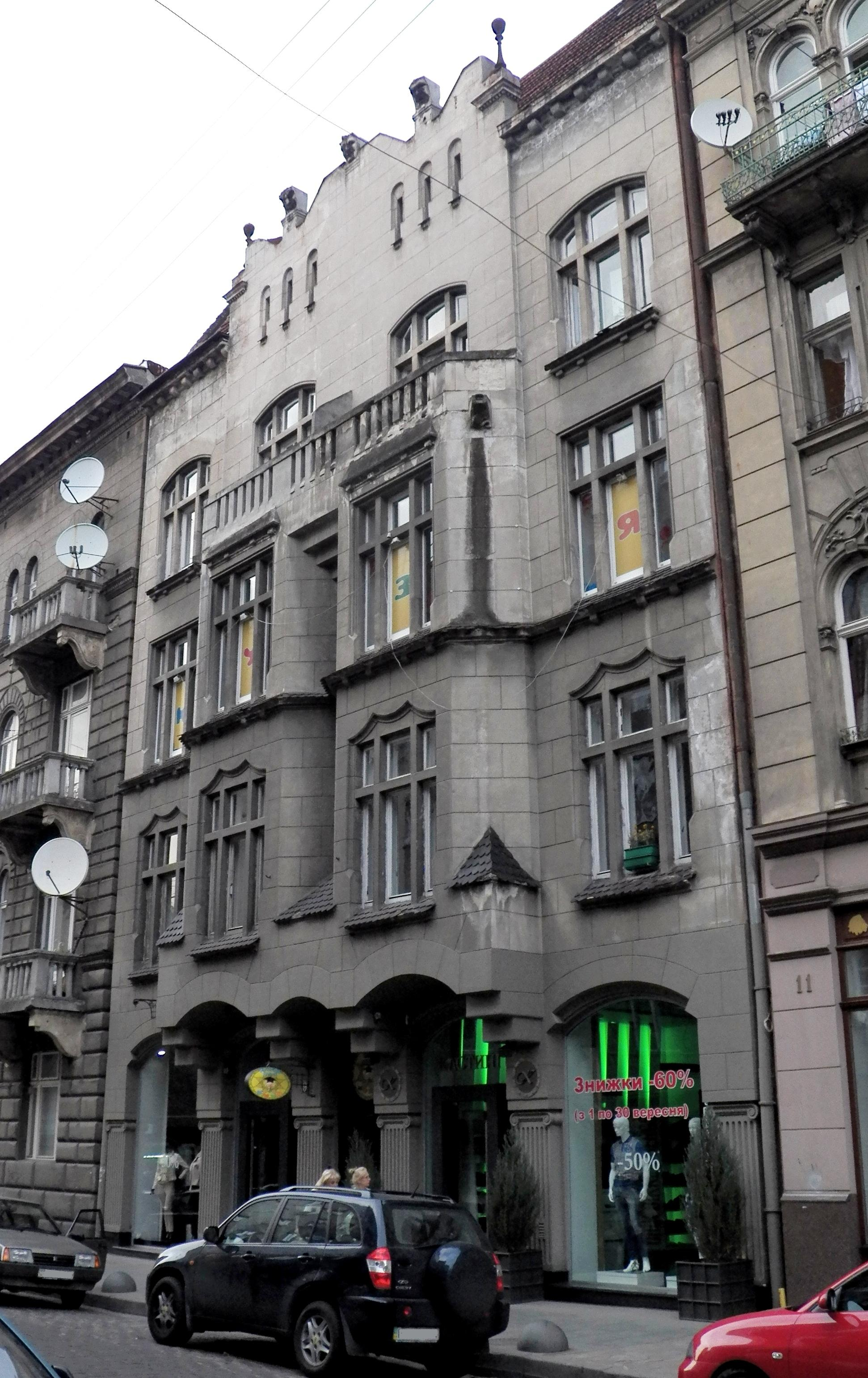
Львів. Житловий будинок на вул. Саксаганського, 9
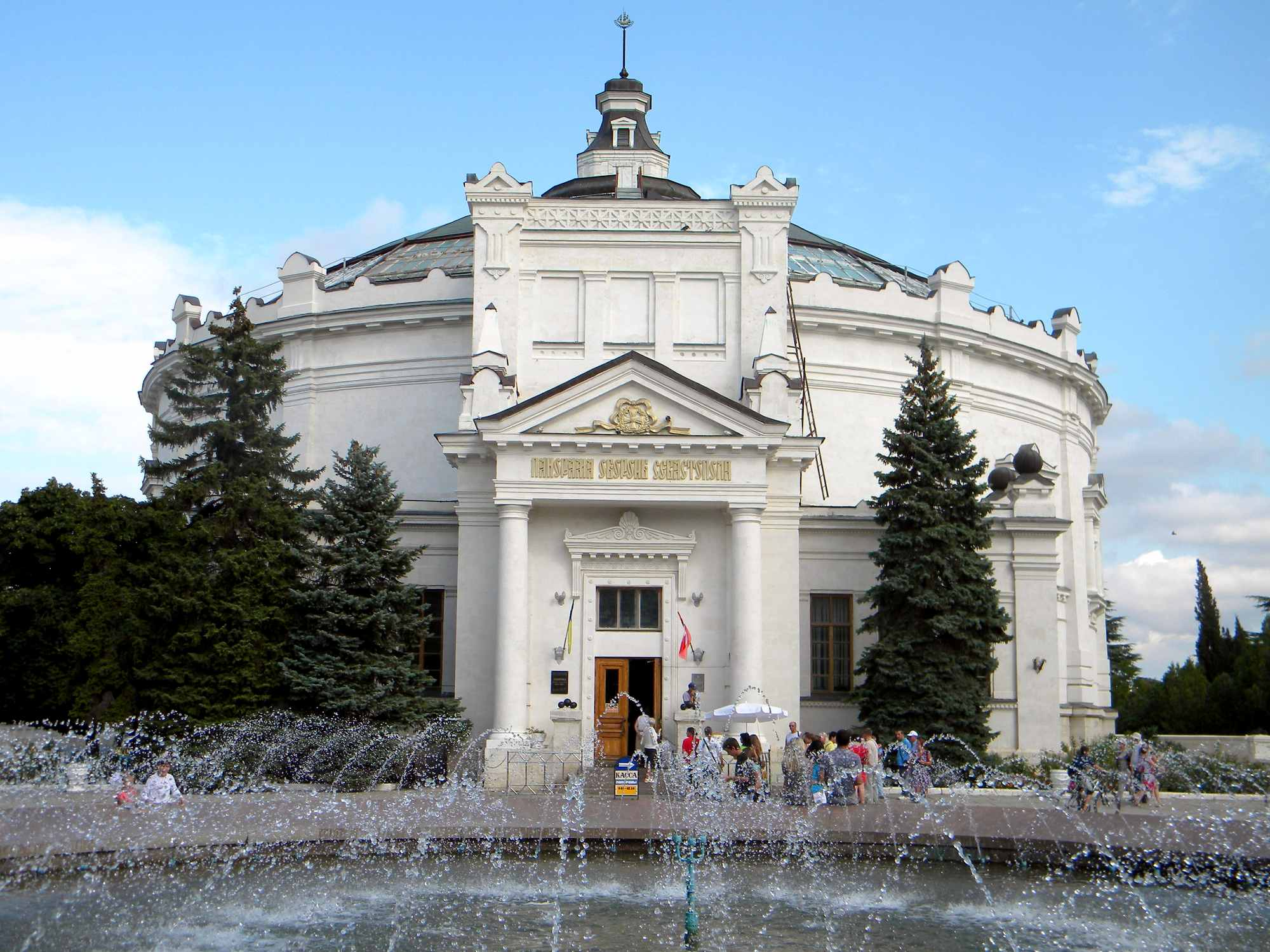
Севастополь. Панорама «Оборона Севастополя 1854—1855 рр.» арх. В. О. Фельдман, О. І. Енберг, 1902–1905 рр.
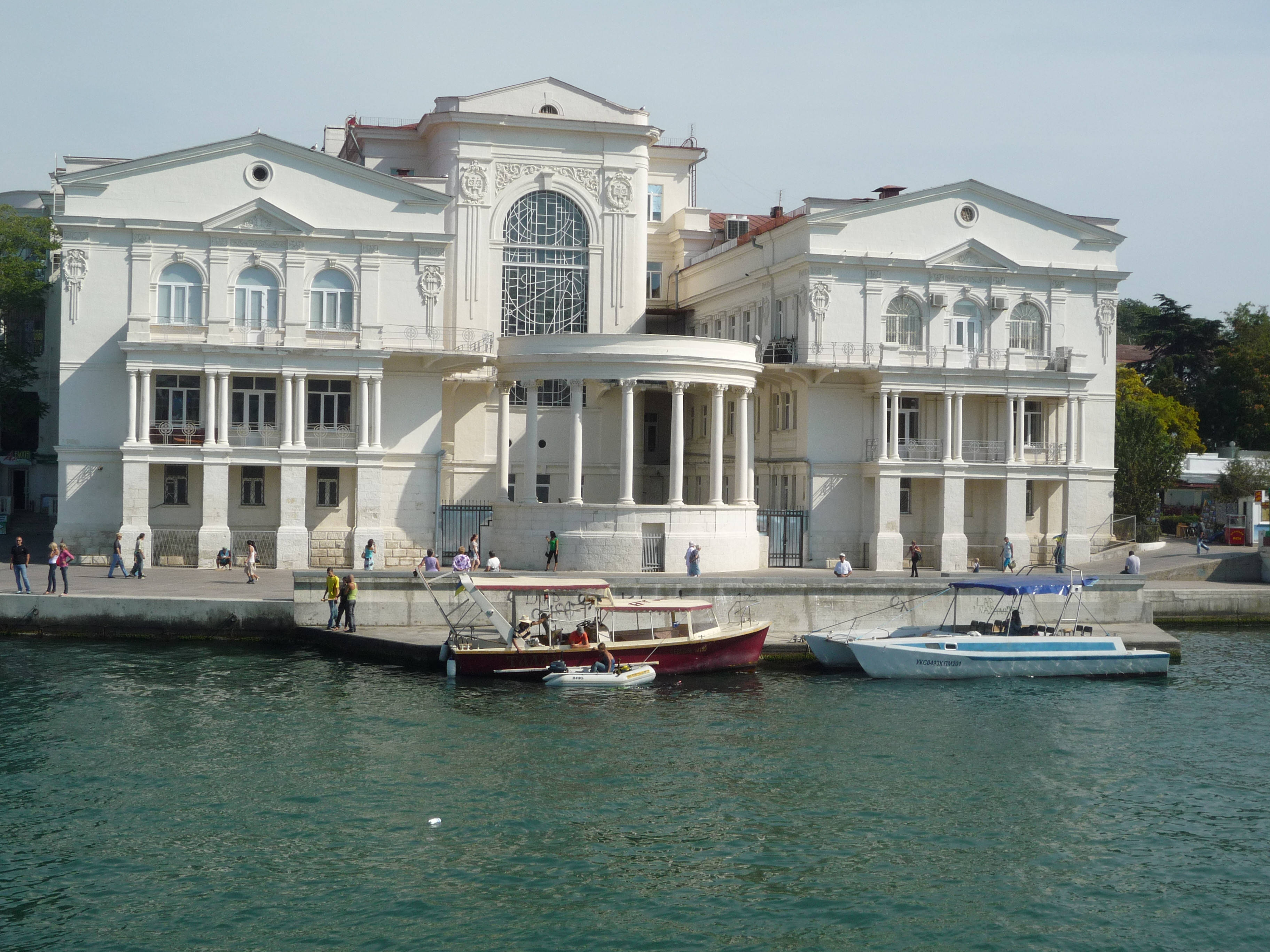
Севастополь. Інститут фізичних методів лікування ім. І. М. Сечеова, проєкт: арх. О. М. Вейзен, кін. ХІХ ст. Переробка проєкту: арх. В. О. Чистов, будівництво: ? — 1914 рр. Відновлення, 1964 р.
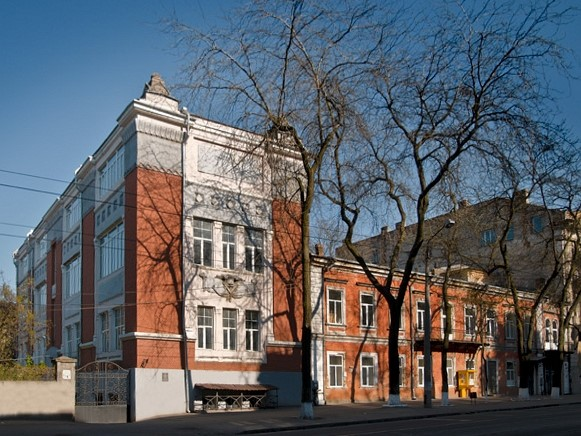
Одеса. Майстерні рисувальної школи Одеського товариства красних мистецтв, арх. П. У. Клейн, Я. М. Пономаренко, 1909 — ? рр.
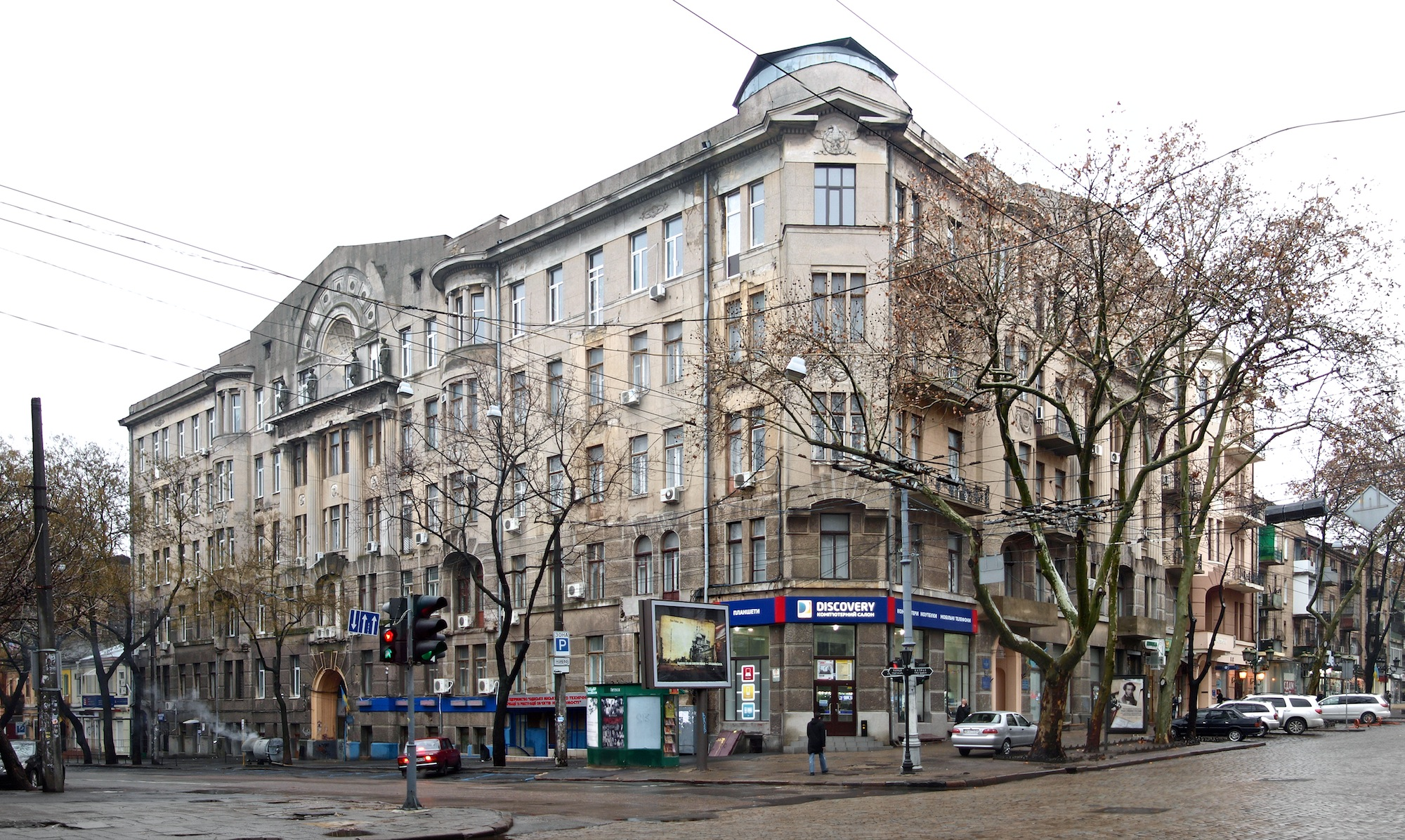
Одеса. Будинок К. С. Асвадурова (автор невідомий, проєкт: 1913 р., будівництво: 1914 — ? рр.
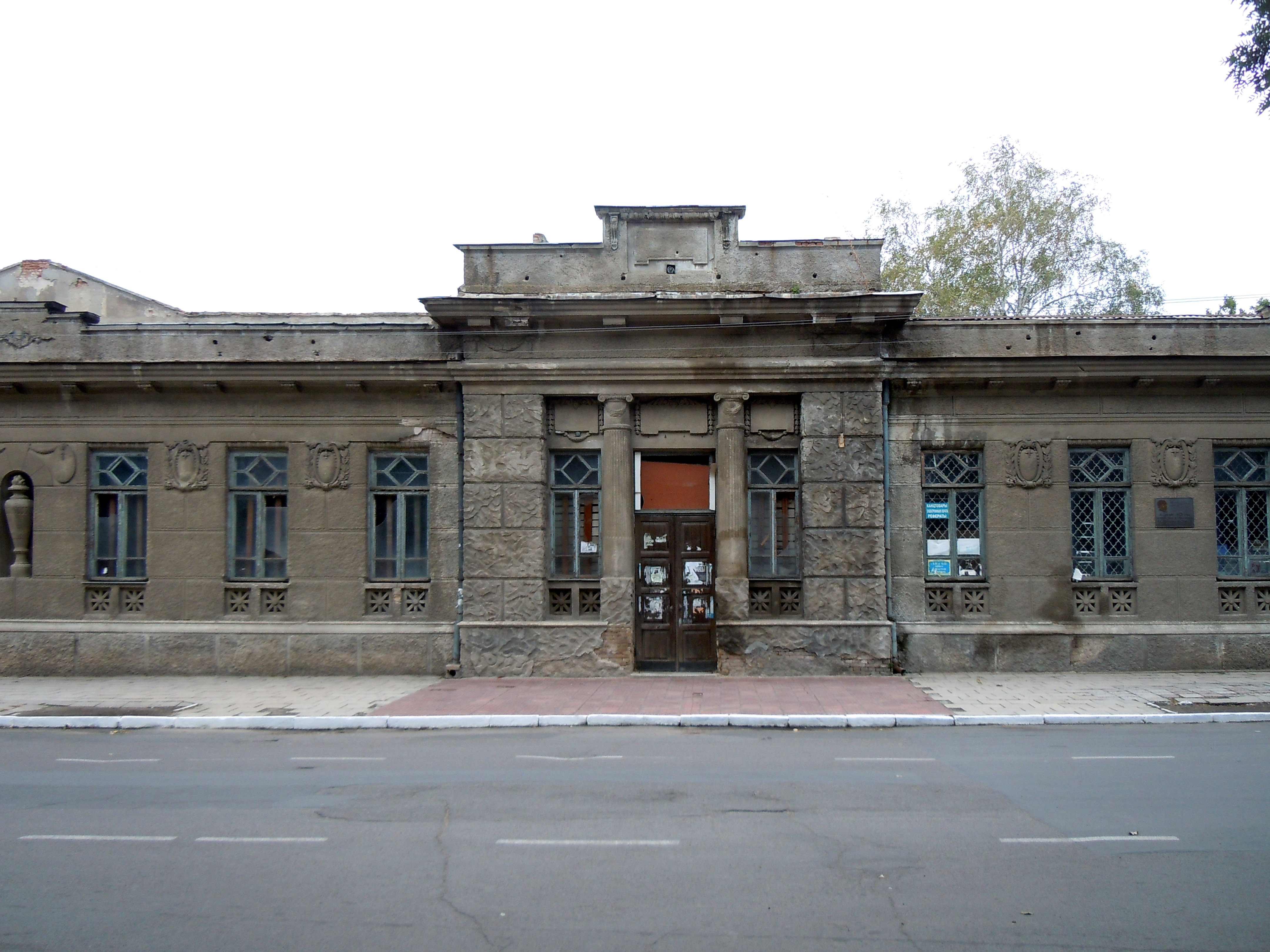
Ізмаїл. Суворовські аудиторії, 1910-ті рр.
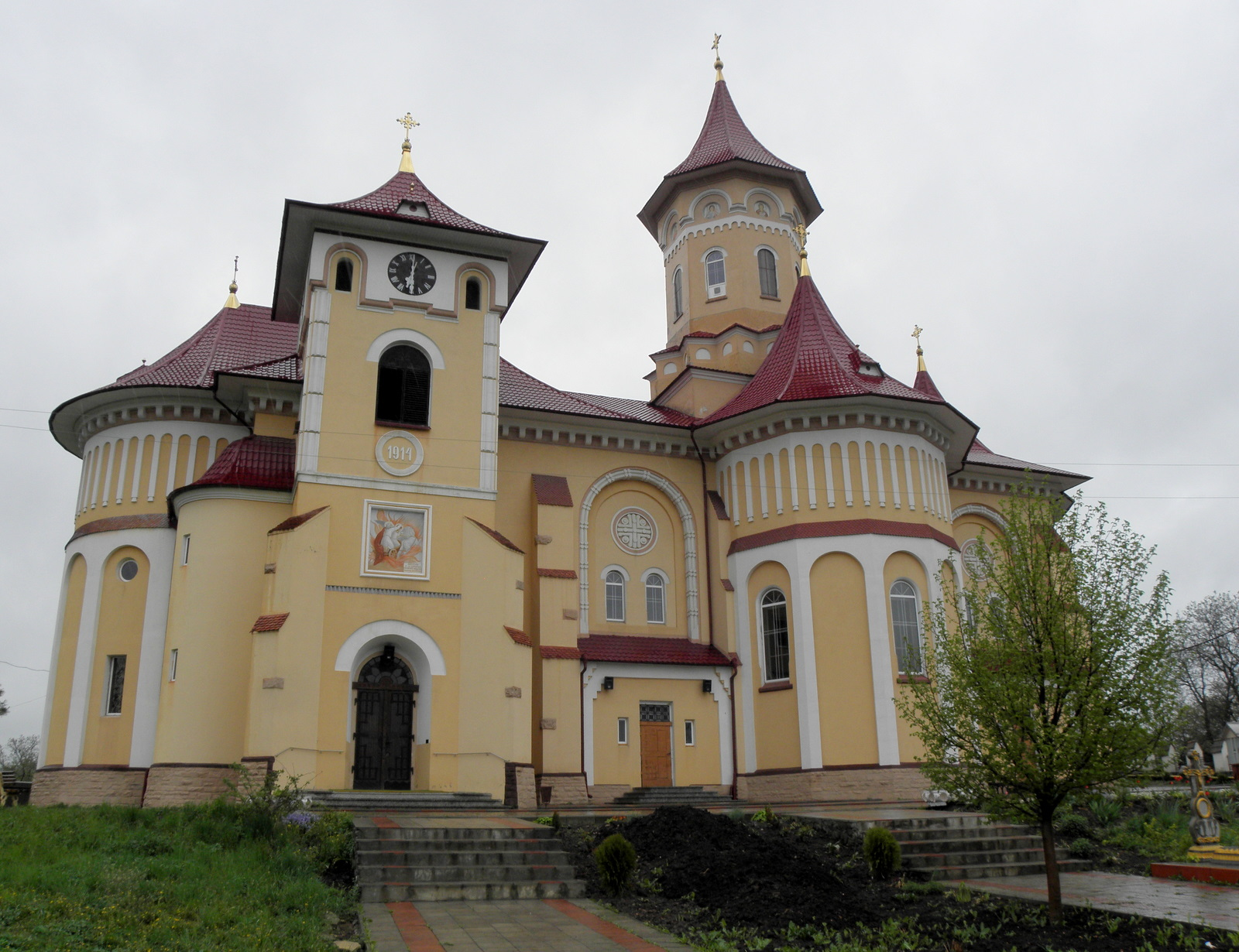
Топорівці, Чернівецька обл. Церква святого Іллі, 1914 р.

## Український модерн
Розвиток національної самосвідомості привів до появи національних стилів, які у тій або іншій мірі поєднували ретроспективні течії та модерн. Одним найяскравіших зразків був фінський романтизм, який опирався на народну дерев'яну та кам'яну архітектуру. Художні засоби фінського романтизму виявилися достатньо потужними і були використані для утворення стилів інших країн, зокрема України, Угорщини та Росії.
На початку 1900-х років у Російській імперії Харкові виник український модерн, який відтворював особливості українських хат і церков і народне художнє мистецтво. Деякі дослідники називають стиль «Українським архітектурним модерном», спрощено — УАМ і відносять до нього навіть ретроспективізм 1920-х років. Програмним твором українського модерну стала будівля Полтавського губернського земства, арх. В. Кричевський, 1903—1908 рр. Найвідоміші споруди цього стилю були побудовані в Харкові, Полтаві, Києві, але керівництво імперії протидіяло розвитку української культури і, зокрема, національної архітектури. Це було однією з причин, які не сприяли розповсюдженню українського модерна. Замість цього у якості народного стилю впроваджувався неоросійський стиль, який також виник під впливом фінського романтизму. У неоросійському стилі будувалися відділення селянських банків та деякі храми, зокрема у Почаївській лаврі або на місці Полтавської битви. Незважаючи на це українська спільнота у Києві не залишала намагань поширити український стиль і таким чином було споруджено декілька навчальних закладів та прибуткових будинків, зокрема будинок М. С. Грушевського. Поодинокий випадок застосування українського модерну на півдні України зустрічається у Одесі, де архітектор Пономаренко у 1911—1912 роках спорудив кооперативний житловий комплекс Товариства домовласників. Первісний проєкт передбачав набагато більш виражений український стиль, ніж було реалізовано. Для споруд комплексу характерні дахи з великими виступами, наявність специфічного рослинного оздоблення огорож сходів та трапецоїдні форми верхньої частини деяких віконних отворів.
За зразком Харкова у Австро-угорській частині українці намагалися створити національний стиль на базі віденського сецесіону, гуцульських та закопанських мотивів — найбільш відомим твором став будинок страхового товариства «Дністер», арх. Т. Обмінський, І. Левинський, 1905—1906 рр.

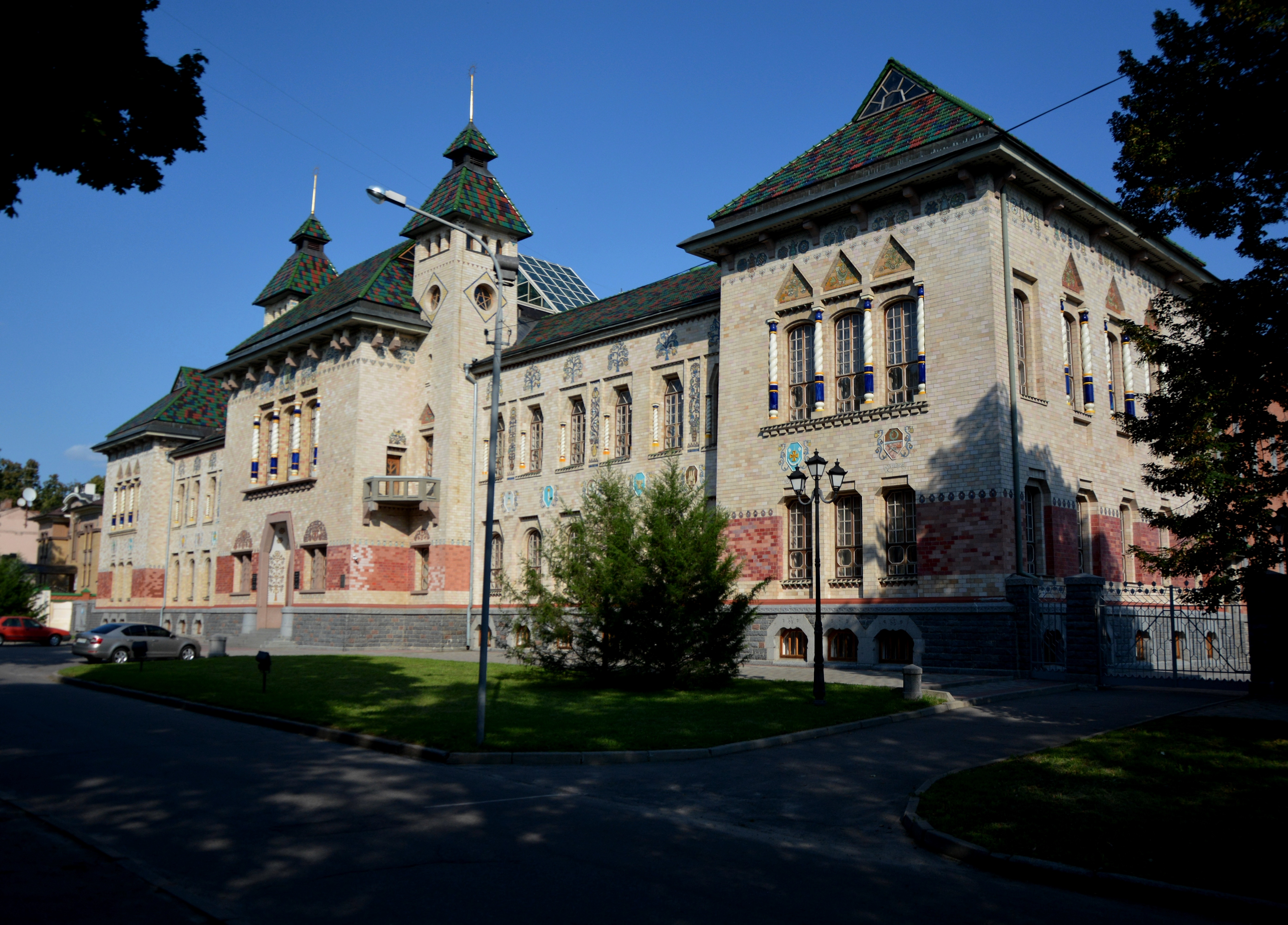
Полтава. Будинок Полтавського губернського земства, арх. В. Г. Кричевський, 1903–1908 рр.
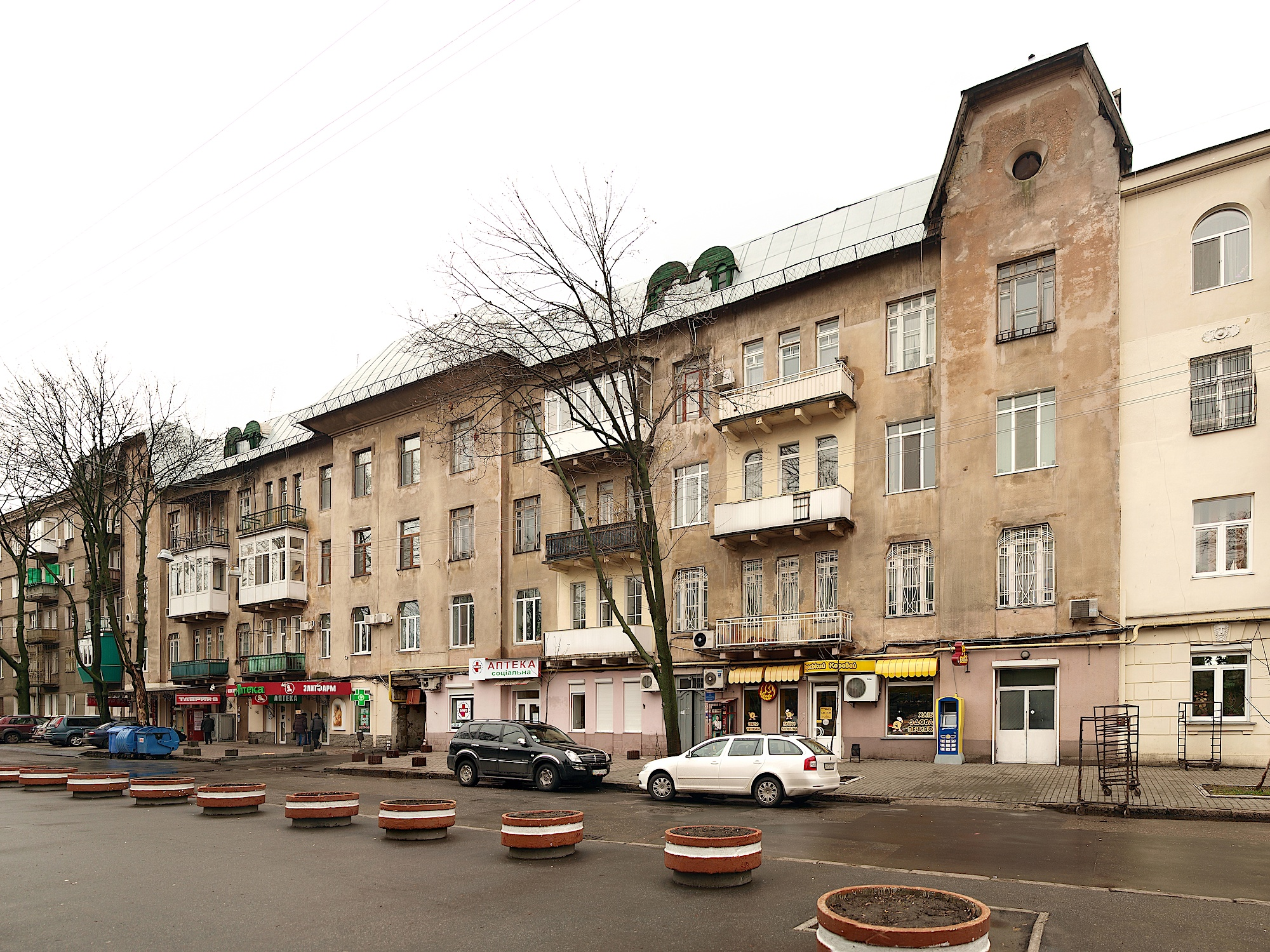
Одеса. Будинок ЖК товариста Домовласників, арх. Я. М. Пономаренко, 1911–1912 рр.
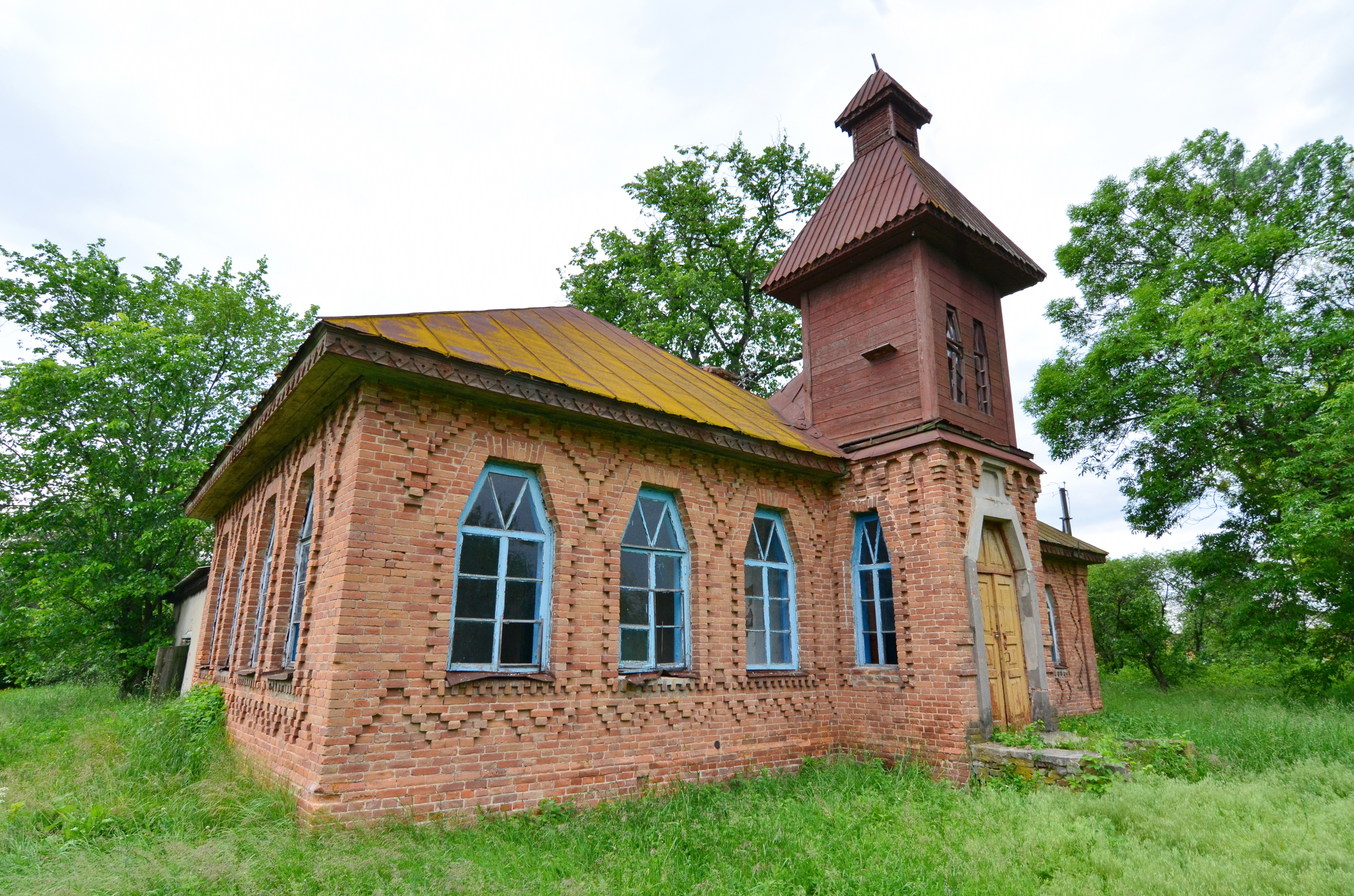
с. Піски-Удайські (Полтавська область). Школа земська однокомплектна, 1913–1914 рр.
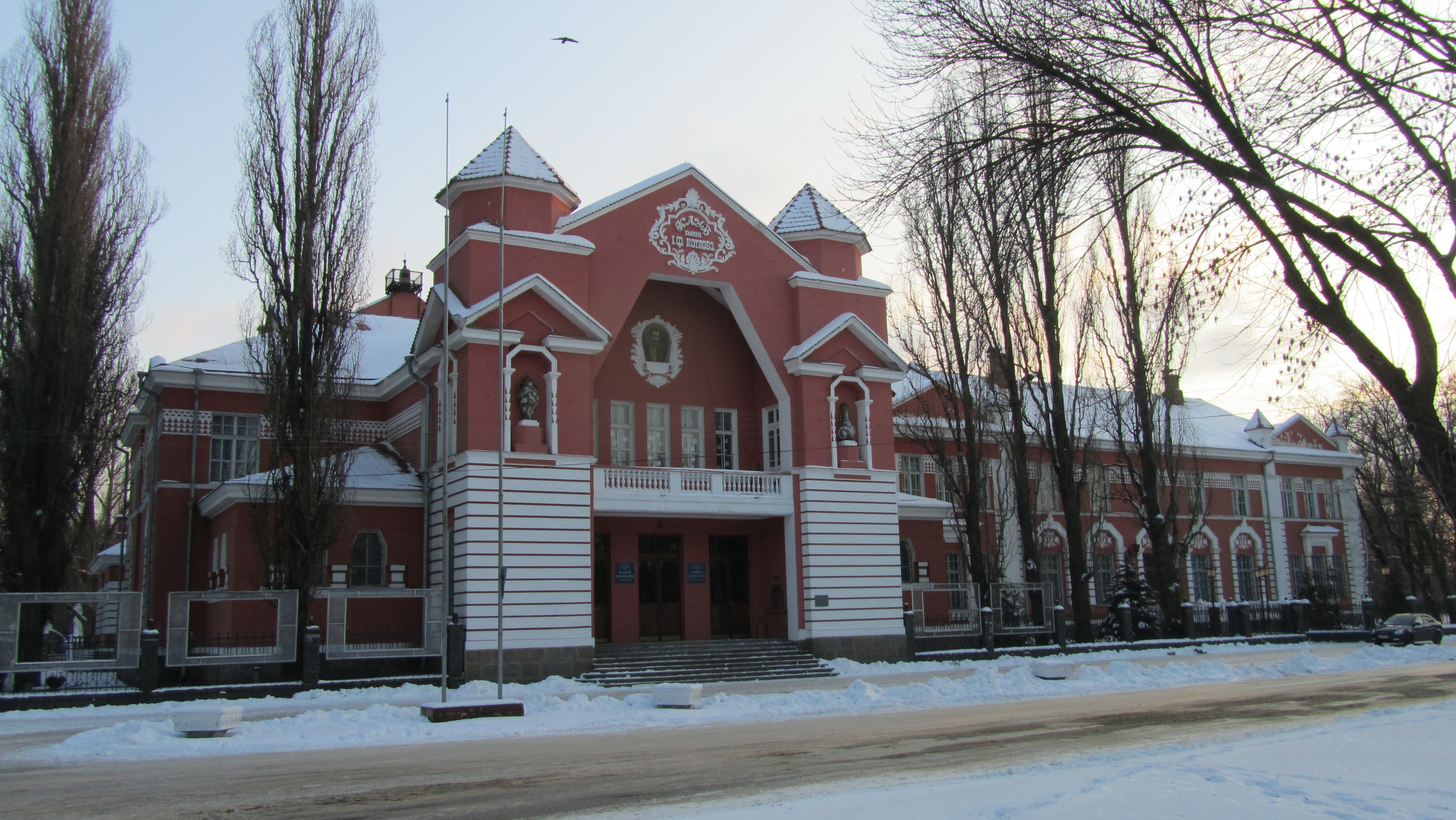
Кременчук. Клуб ім. І. Ф. Котлова, арх. Ф. Мазуленко, 1925–1927 р.
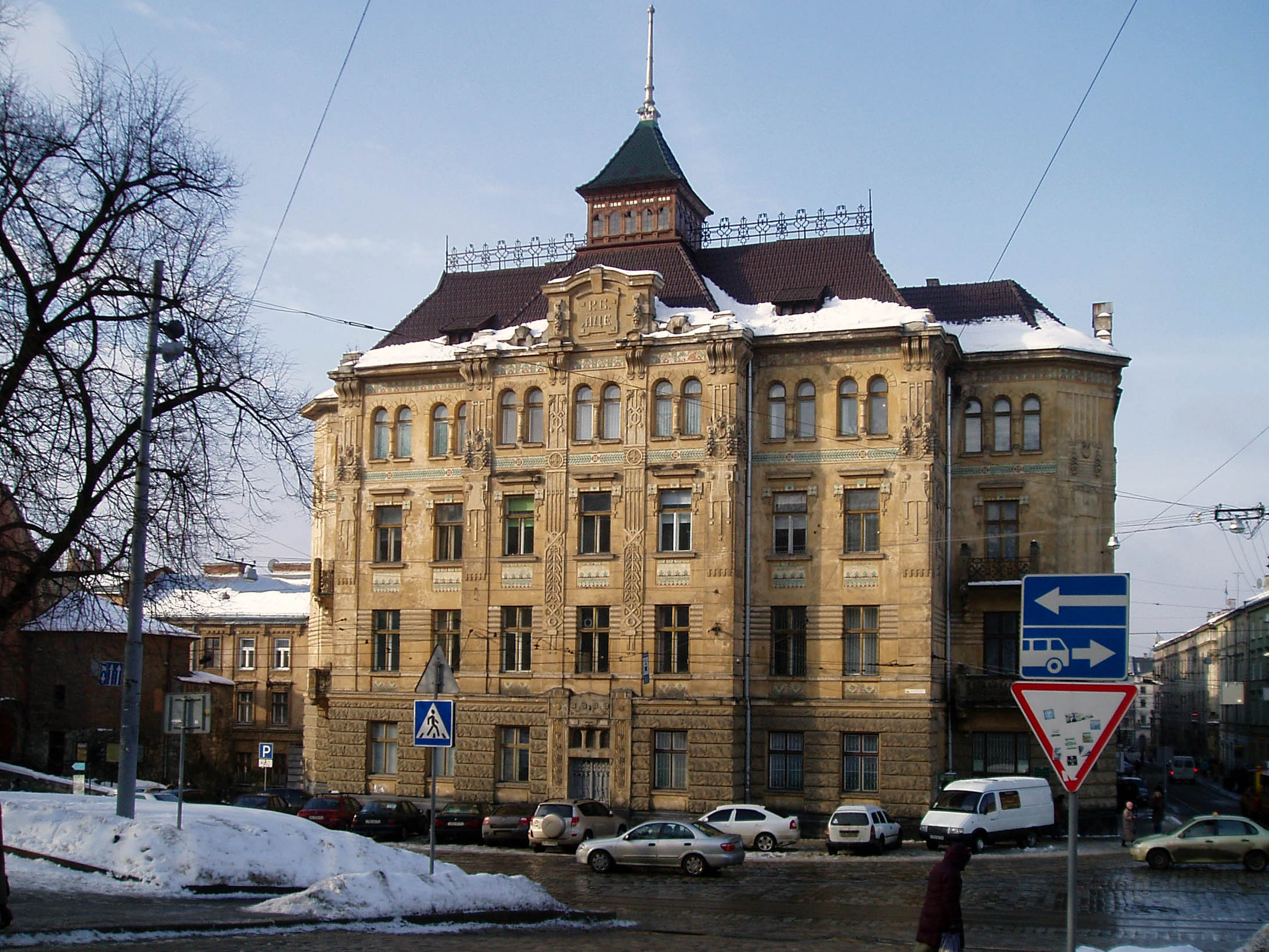
Львів. Будинок страхового товариства «Дністер», арх. Т. Обмінський, І. Левинський, 1905—1906 рр.

## Неоросійський стиль

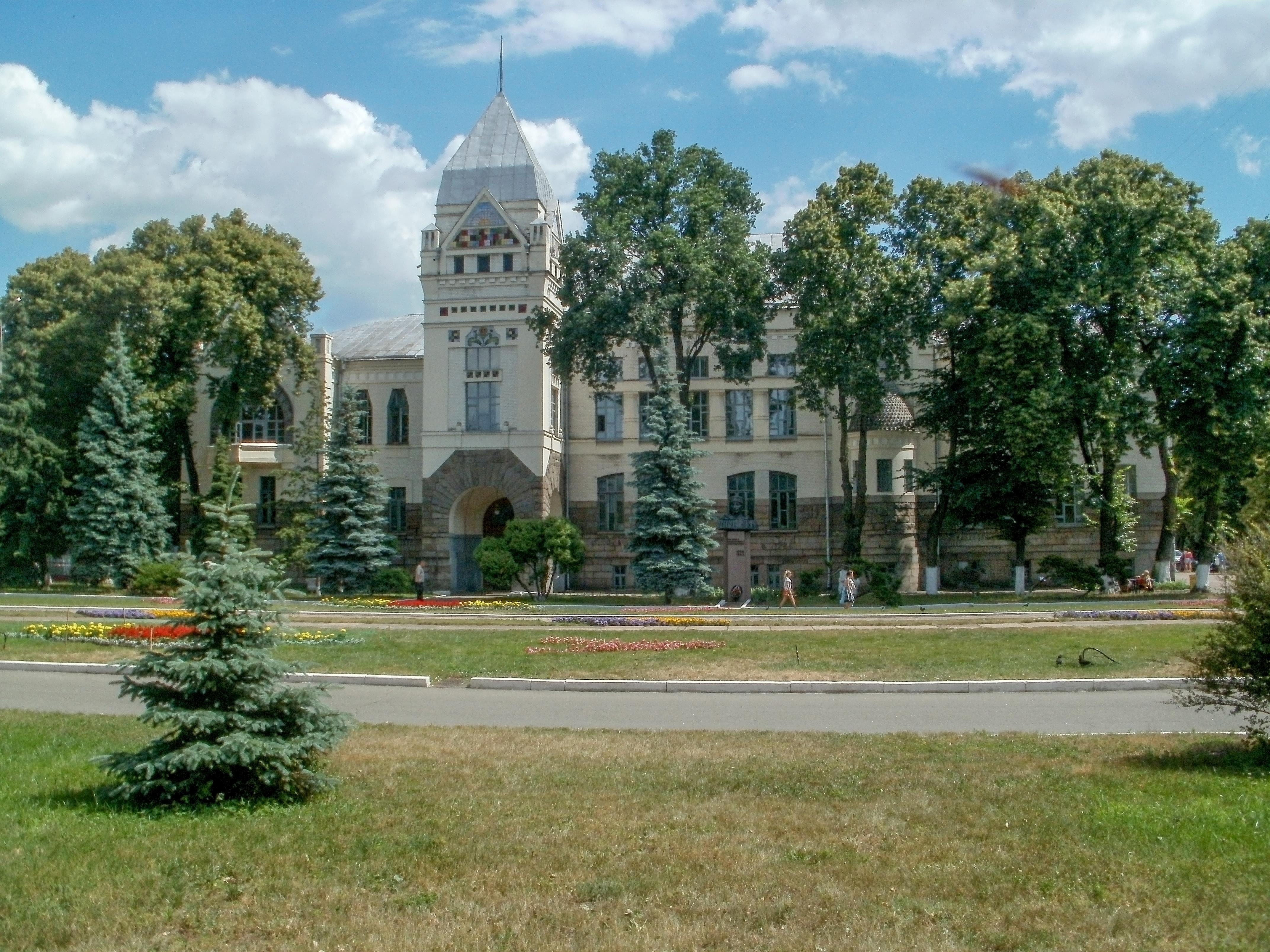
Чернігів. Дворянський банк, арх. О. І. Фон-Гоген, 1910–1913 рр.

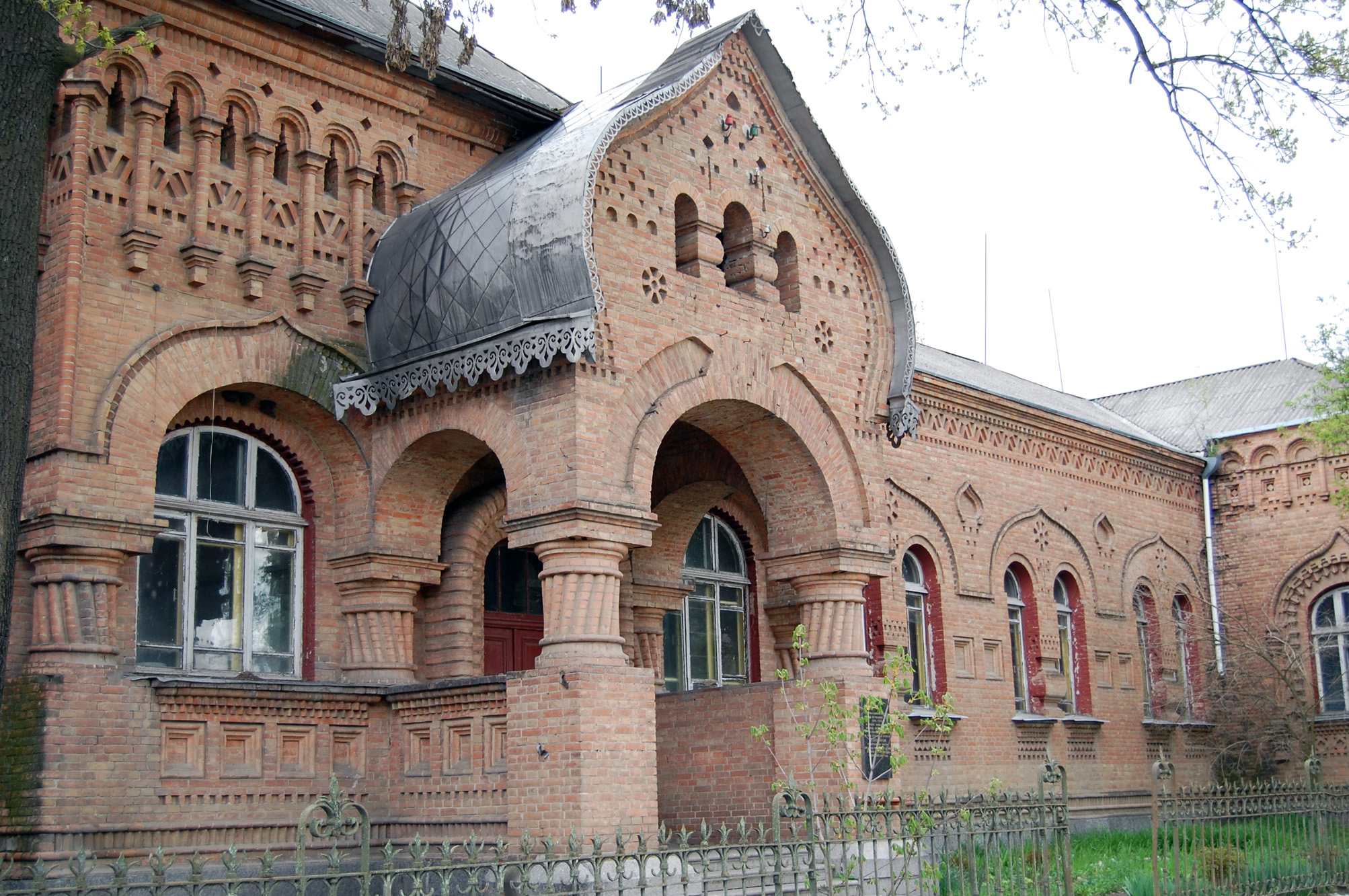
Новомиргород, міська лікарня, 1910 р.

Ще у ІІ-й половині ХІХ ст. національне у архітектурі Росії визначав псевдоросійський стиль. Він не вважався достатньо шляхетним і на початку ХХ ст. у якості більш мистецької альтернативи під певним впливом фінського романтизму виник неоросійський стиль. У якості взірців бралися мотиви давньої архітектури Новгорода і Пскова, Москви. Важливим була відмова від візерунчатості (рос. «узорочья») притаманного псевдоросійському стилю. У неоросійському стилі будувалися переважно споруди за державним замовленням: відділення селянських банків та деякі храми, зокрема у Почаївській лаврі, та за ініціативою окремих архітекторів — прихильників неоросійського стилю, зокрема столичних: Щусєва, Гогена, Покровського, а два храми цього стилю в Україні мають панно за ескізами М. К. Реріха. Стиль мав нерівномірне поширення, на півдні України він був зовсім не популярним, однак у Одесі за проєктом Ю. М. Дмитренка у формах московської архітектури було споруджено будівлю Селянського поземельного банку.

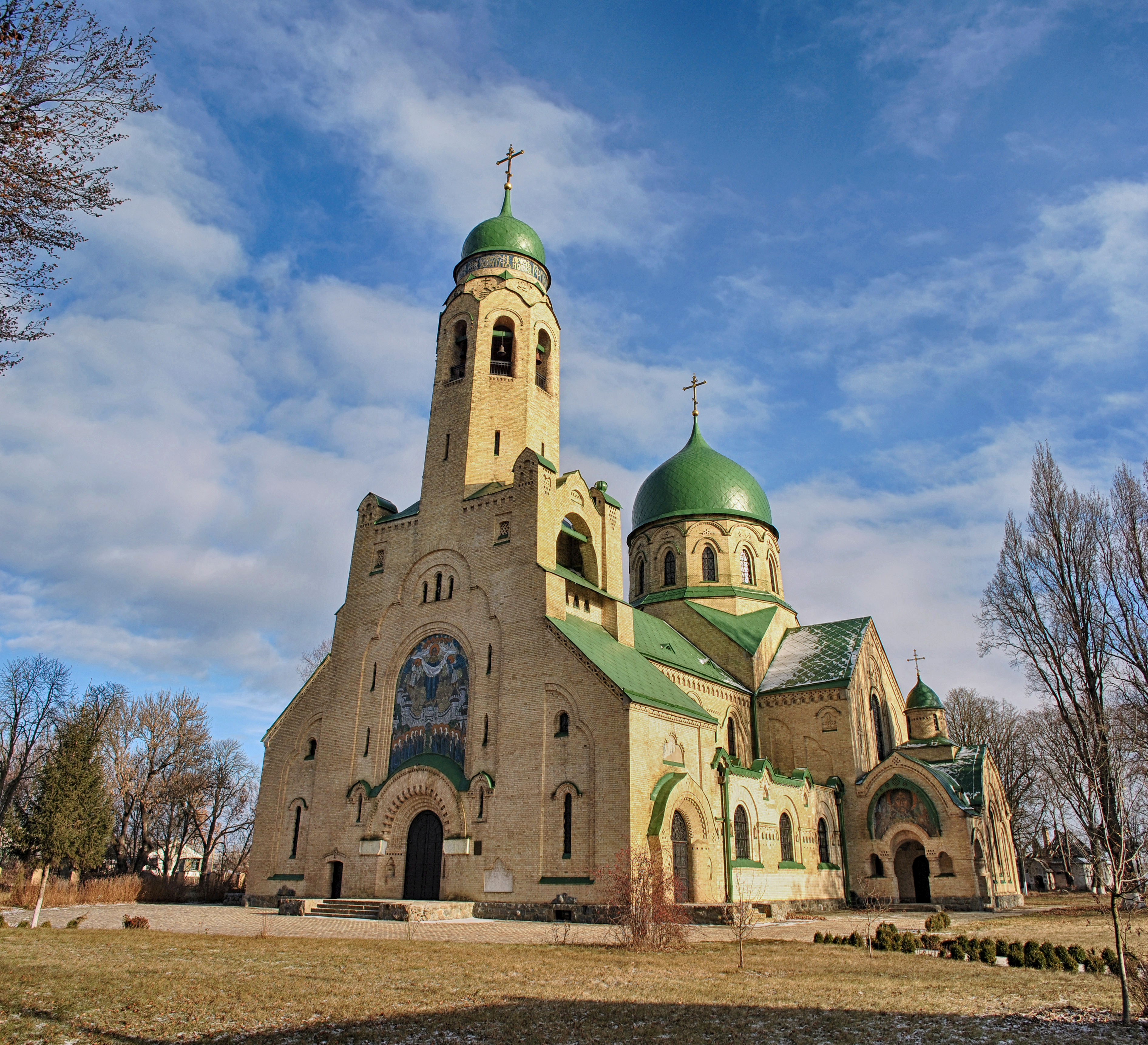
Пархомівка, Київська область. Покровська церква, арх. Покровський В. О., панно: худ. Реріх М. К., 1903–1907 рр.
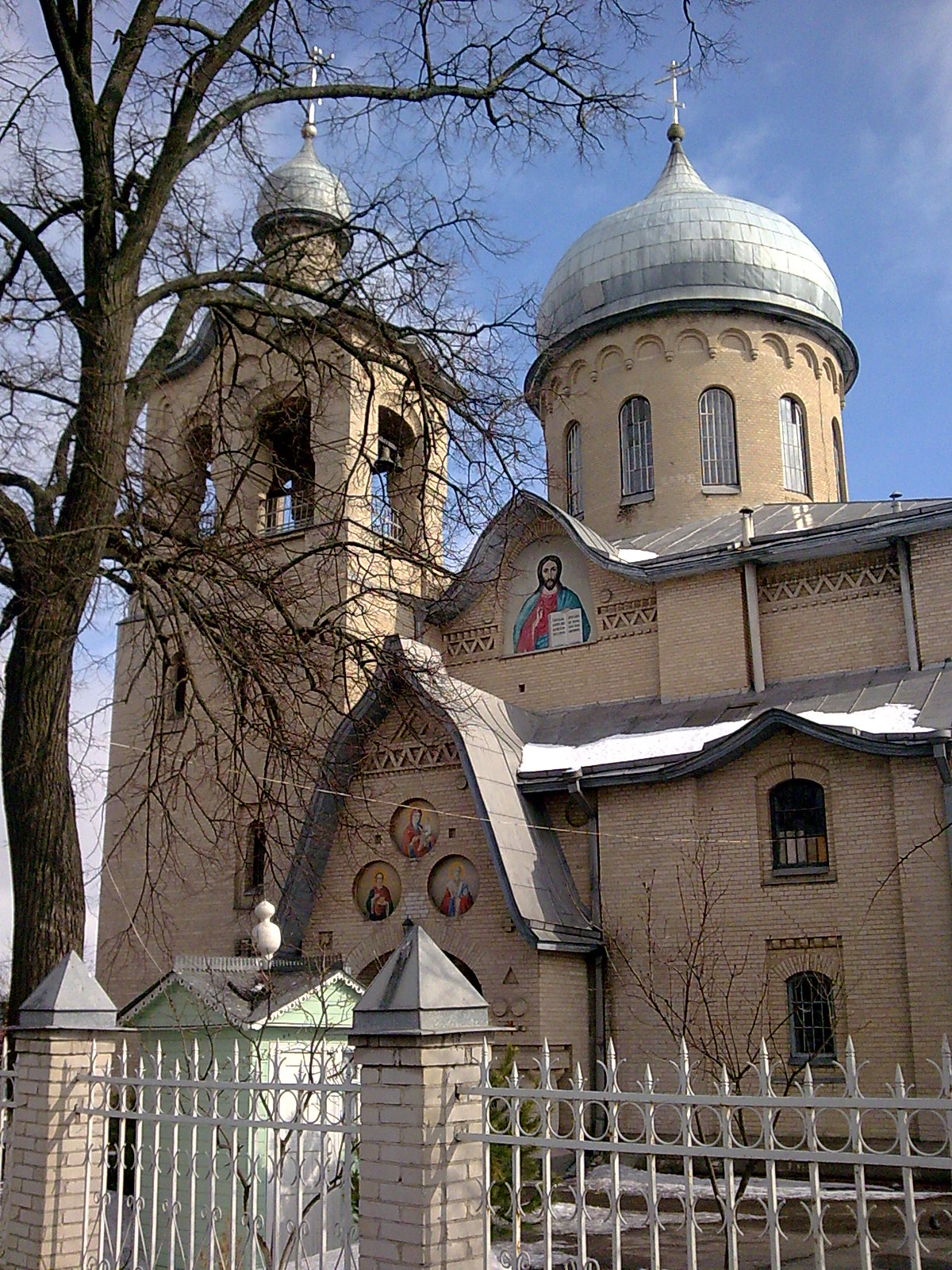
Суми. Пантелеймонівська церква
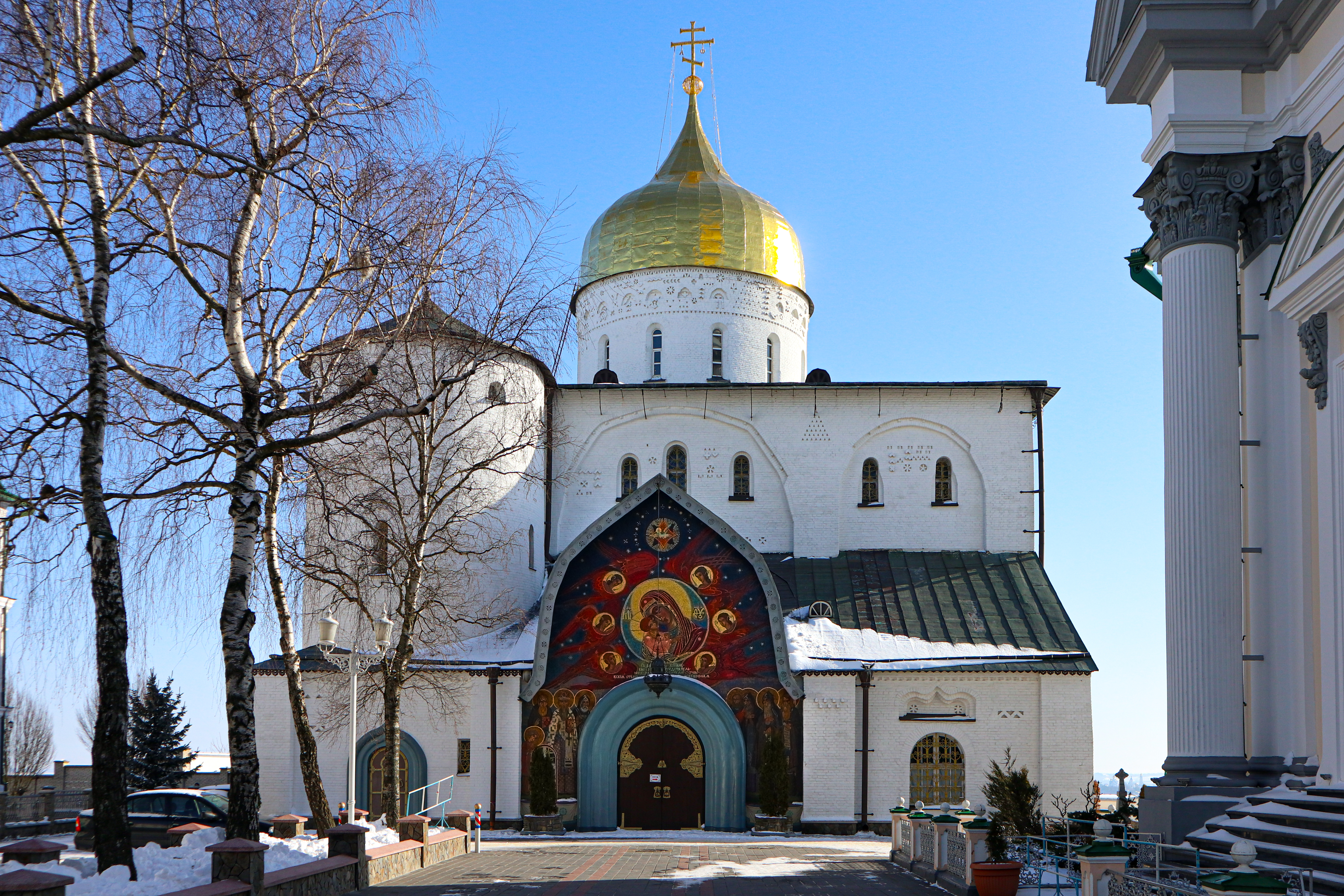
Почаїв, Тернопільська область. Троїцький собор, арх. Щусєв О. В., худ. Дамаскін, панно: худ. Реріх М. К., 1906–1912 рр.
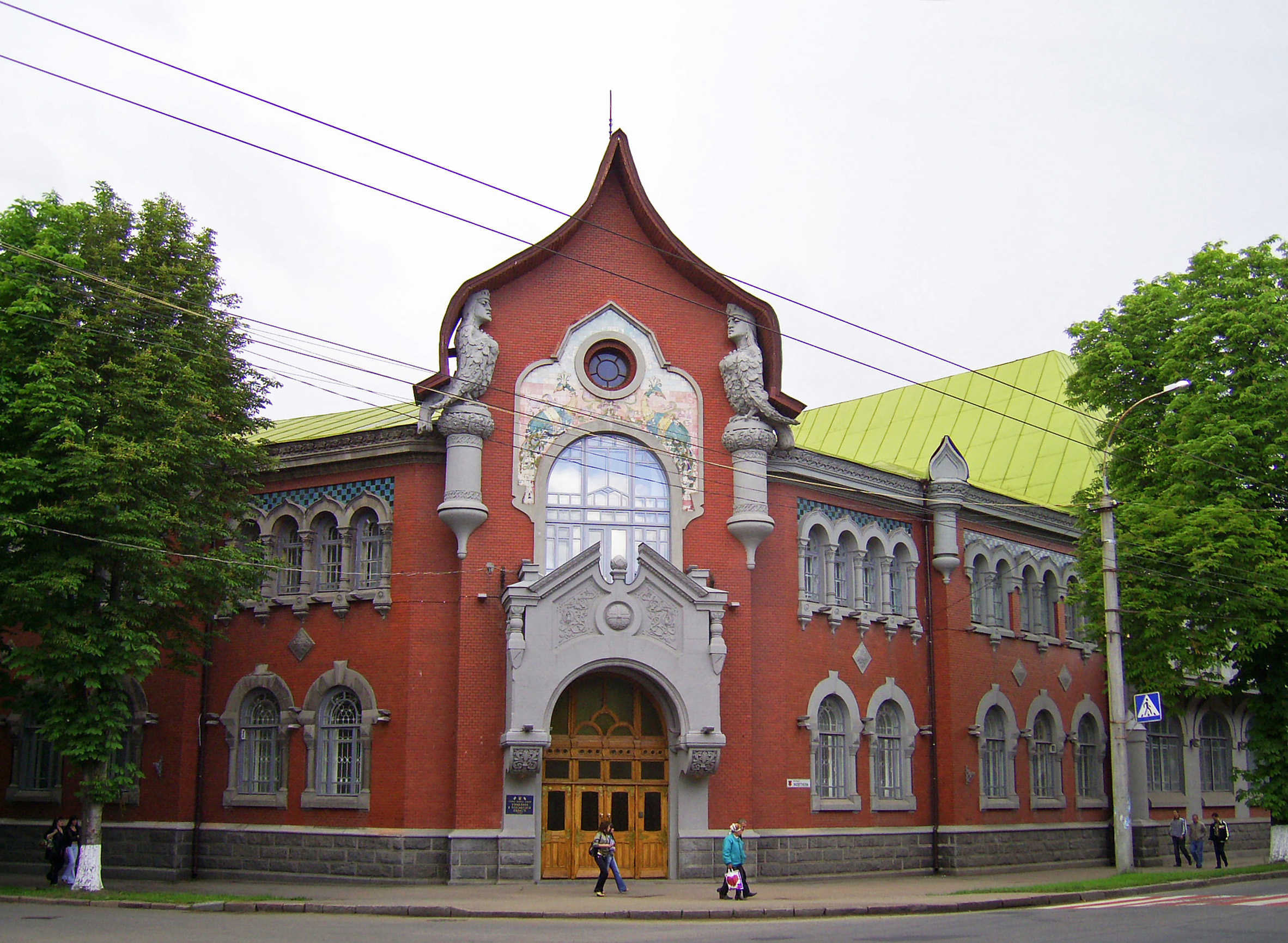
Полтава. Відділення Дворянського і Селянського поземельного банків, арх Кобелєв О. В., інж. Носов С. В., 1906–1909 рр., вул. Соборності, 39
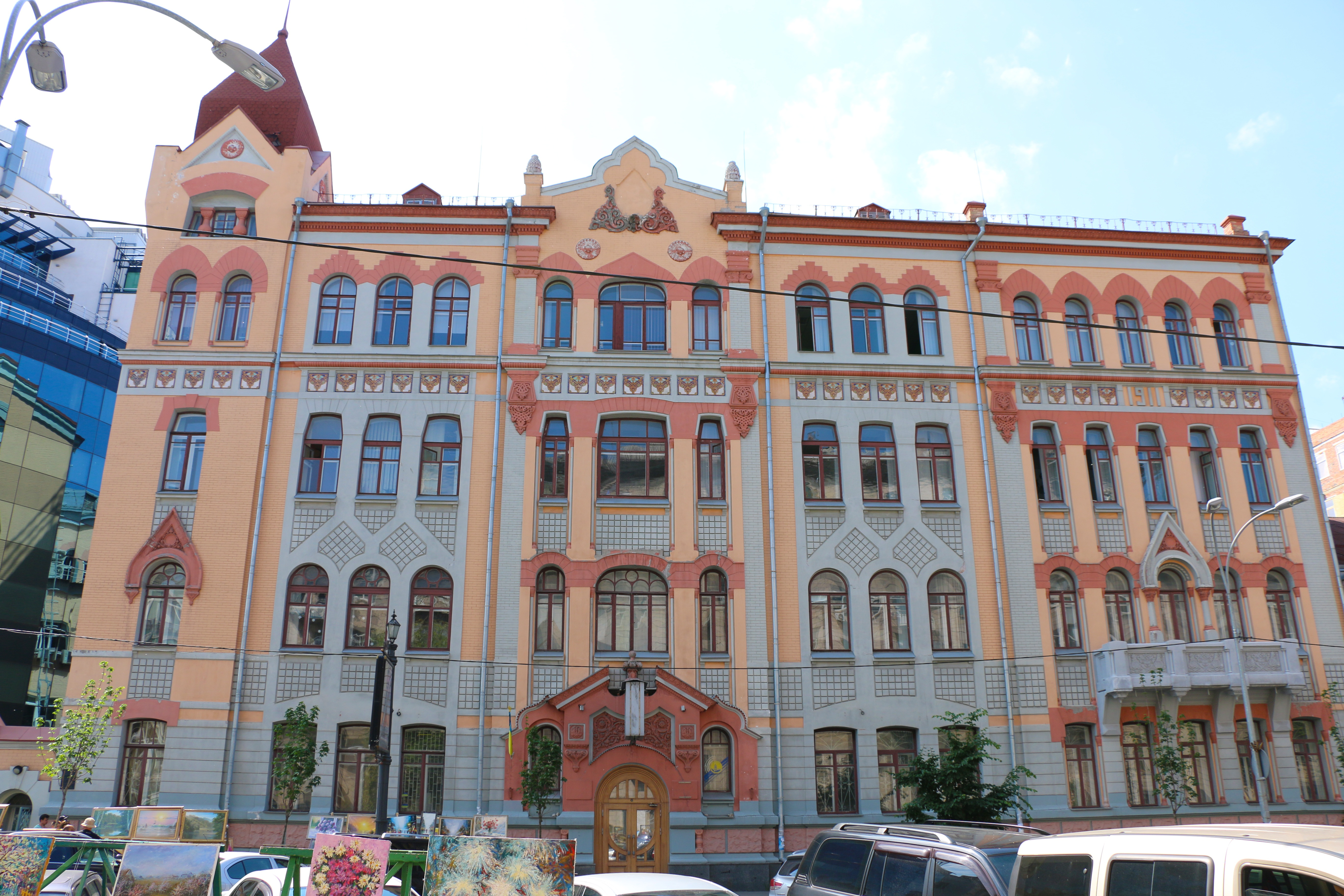
Київ. Відділення Дворянського і Селянського поземельного банків, арх Кобелєв О. В., 1910–1911 рр. Надбудова поверху, 1953 р., вул. Володимирська, 10
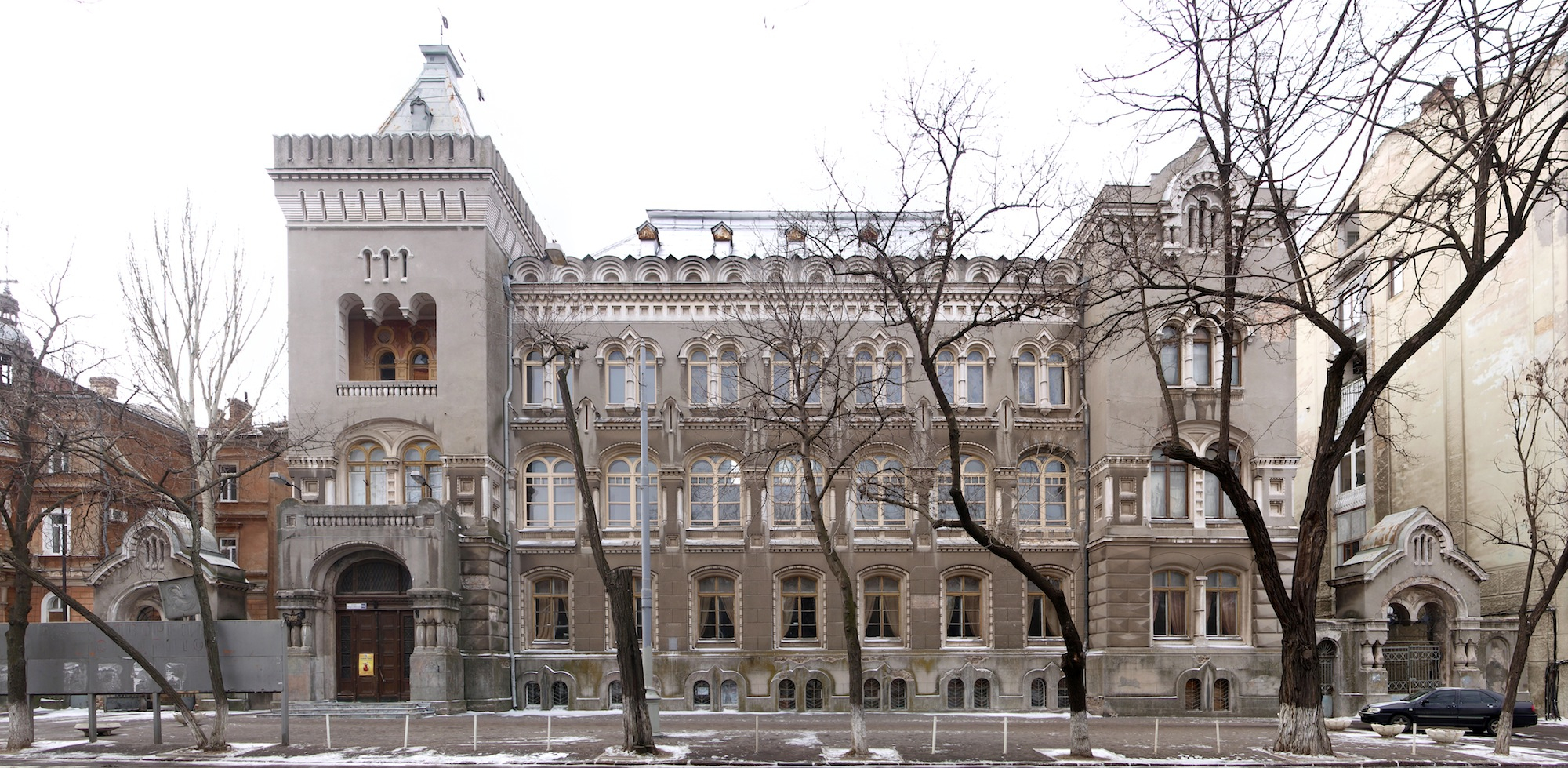
Одеса. Відділення Селянського поземельного банку (арх. Ю. М. Дмитренко, проєкт: 1913 р. Будівництво: 1914 — ? рр.)
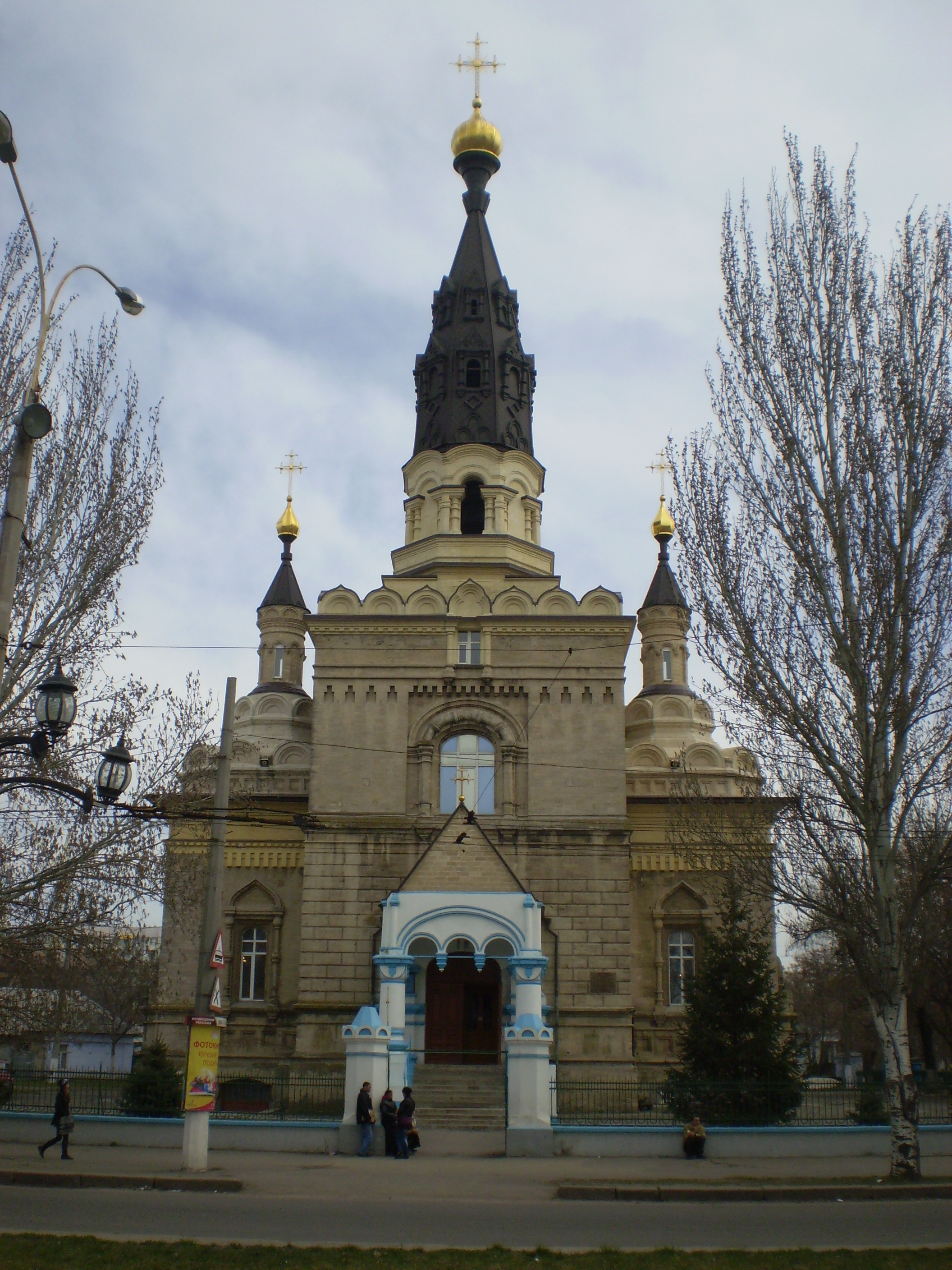
Миколаїв. Церква Касперівської Божої матері, 1904–1916 рр.

## Дерев'яна архітектура кінця ХІХ— початку ХХ ст
Серед збережених —

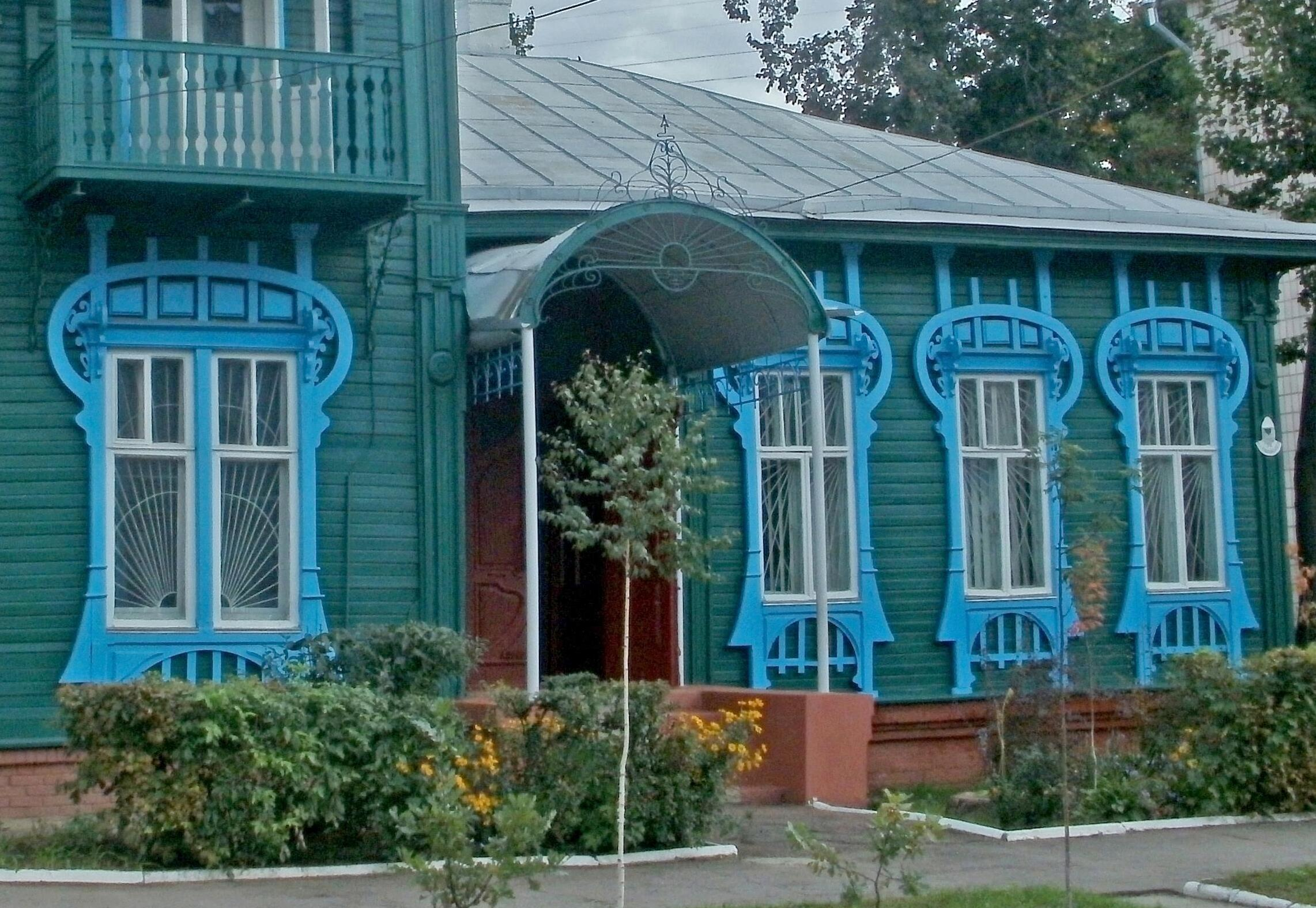
Чернігів, Україна, фігурна лиштва доби сецесії, фото 2013 р.

- дерев'яна Земська лікарня в селі Мошни в Черкаському районі Черкаської області (арх. Городецький Владислав Владиславович).
- дачні будинки в Харківській обл.

с.Язлівчик. Римо-католицька каплиця, доба сецесії, 1936 р.
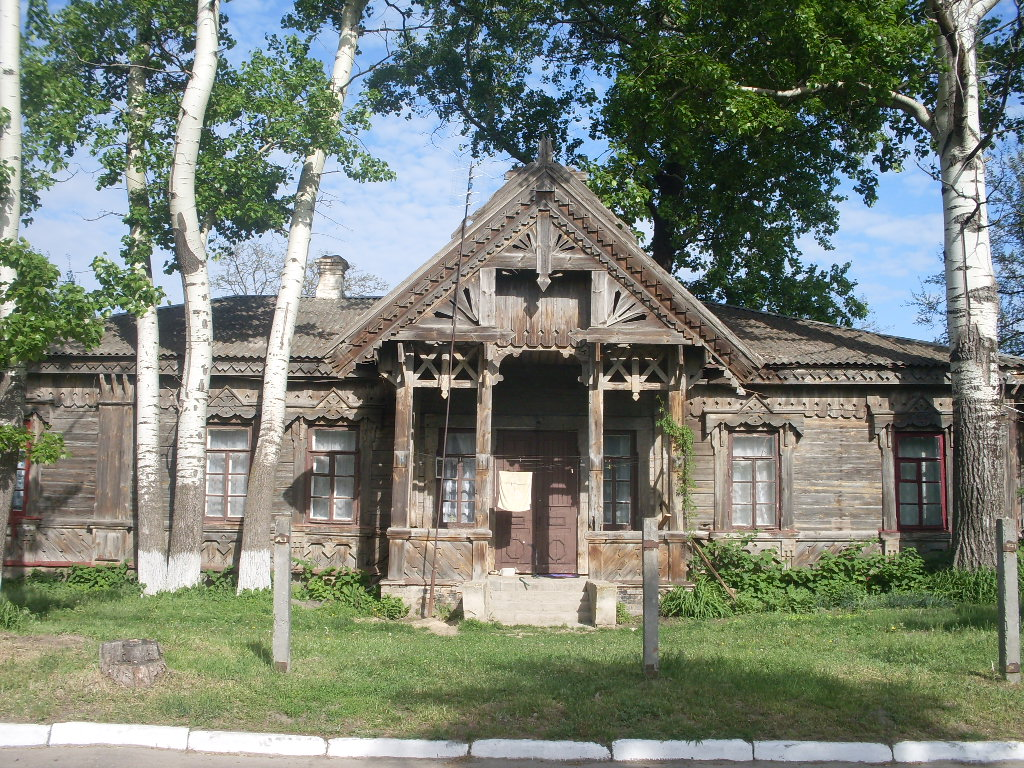
Арх. В. Городецький, с.Мошни. Будівля земської лікарні 1894 р.
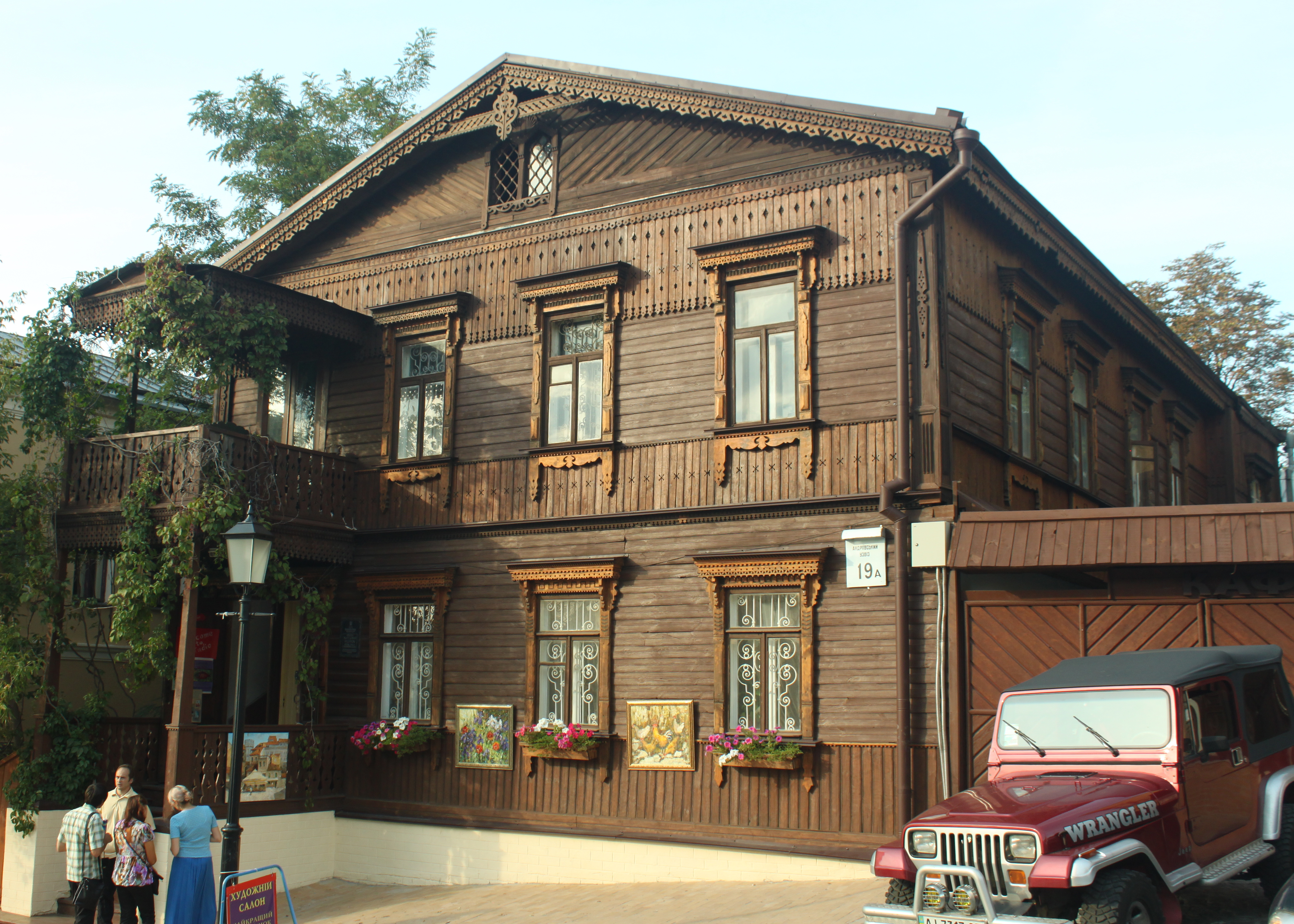
Київ, Андріївський узвіз, житловий будинок 19 ст.
Церква Івана Богослова, с. Вівсяники, Деражнянський р-н, Хмельницька область.
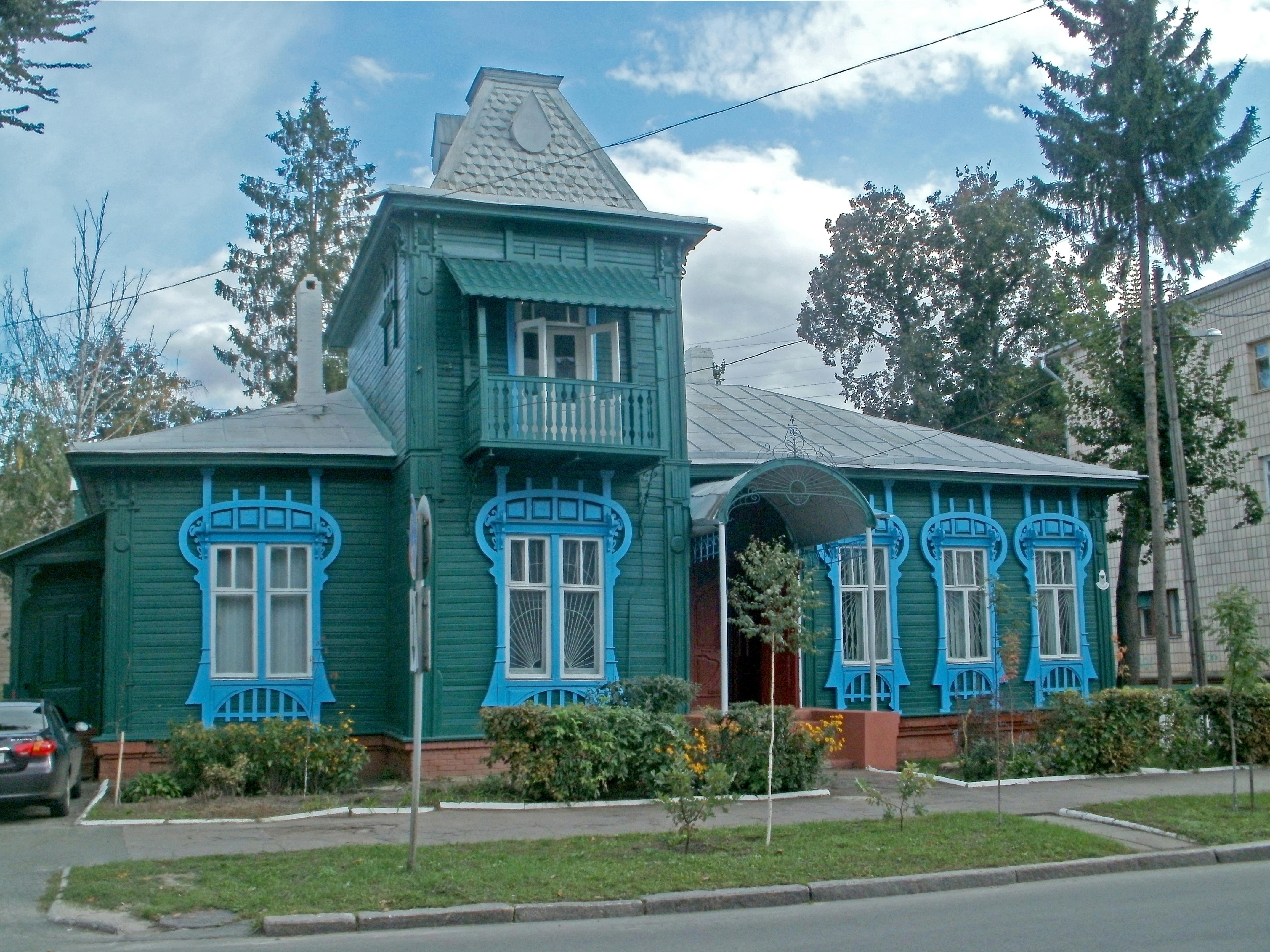
Житловий будинок, Чернігів, вул. Коцюбинського, 39
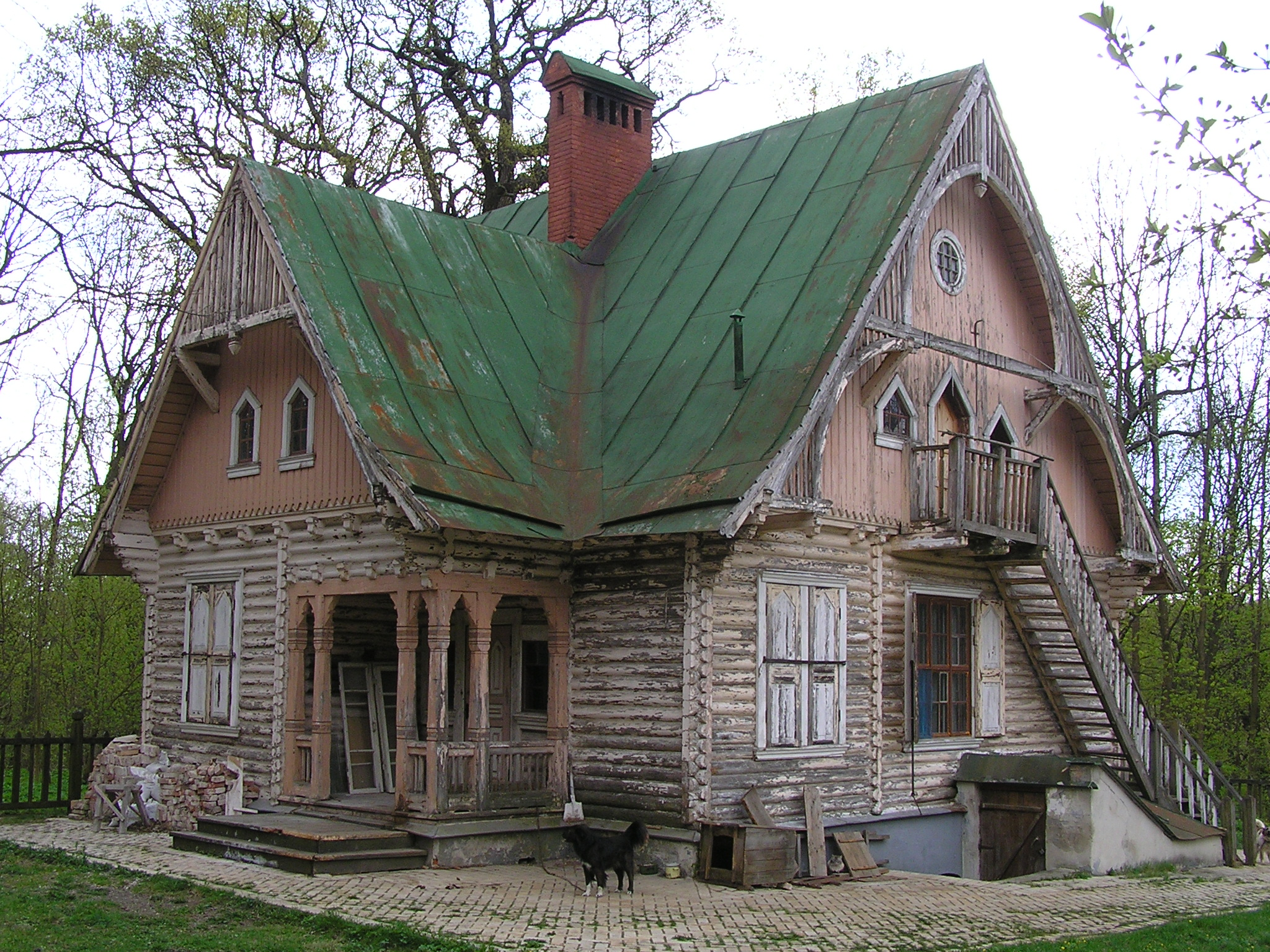
Садиба Шарівка біля Харкова, будинок лісничого, 1910 р., Богодухівський р-н, Харківська обл.
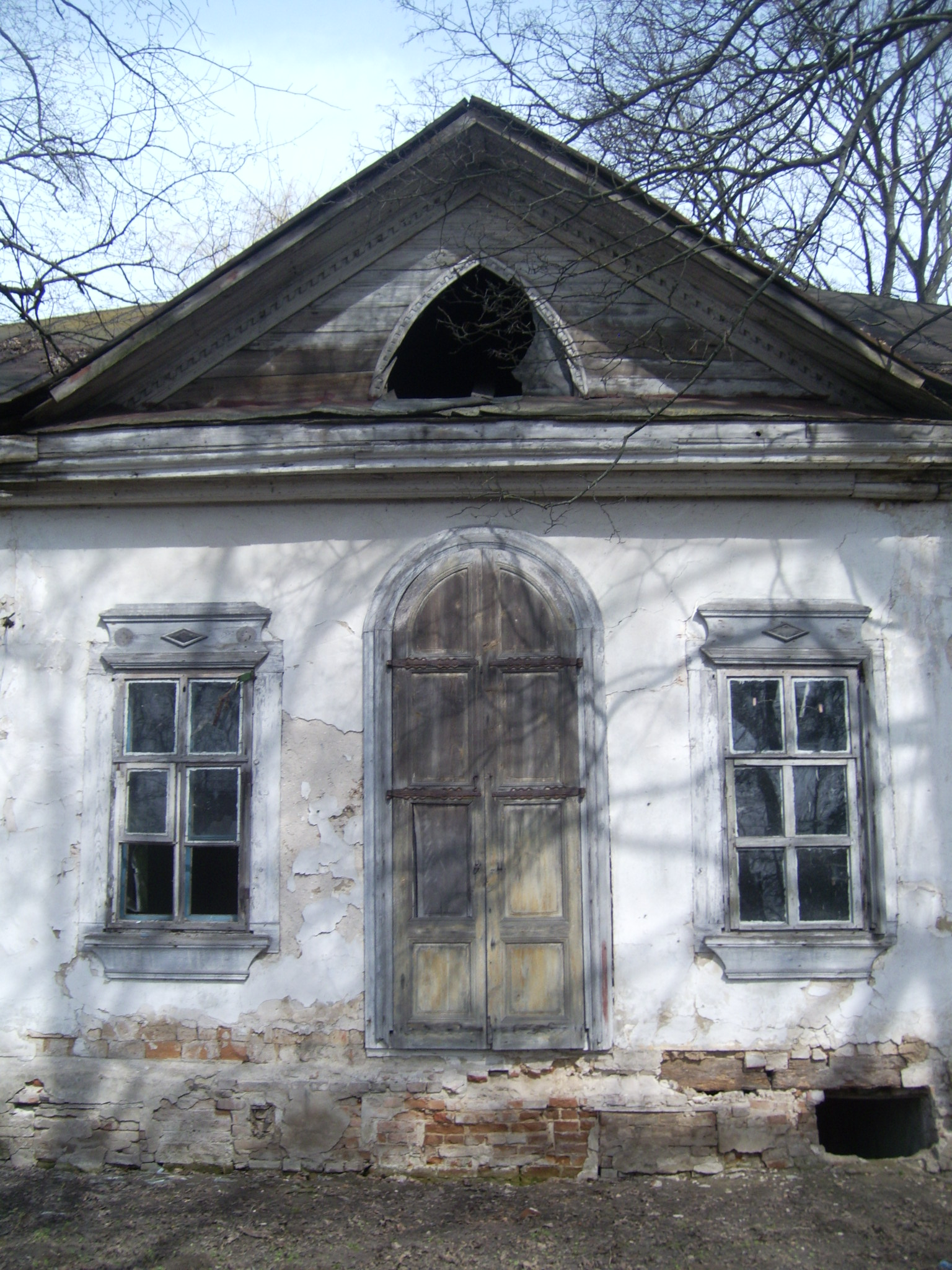
В садибі Покорщина, Чернігівщина.
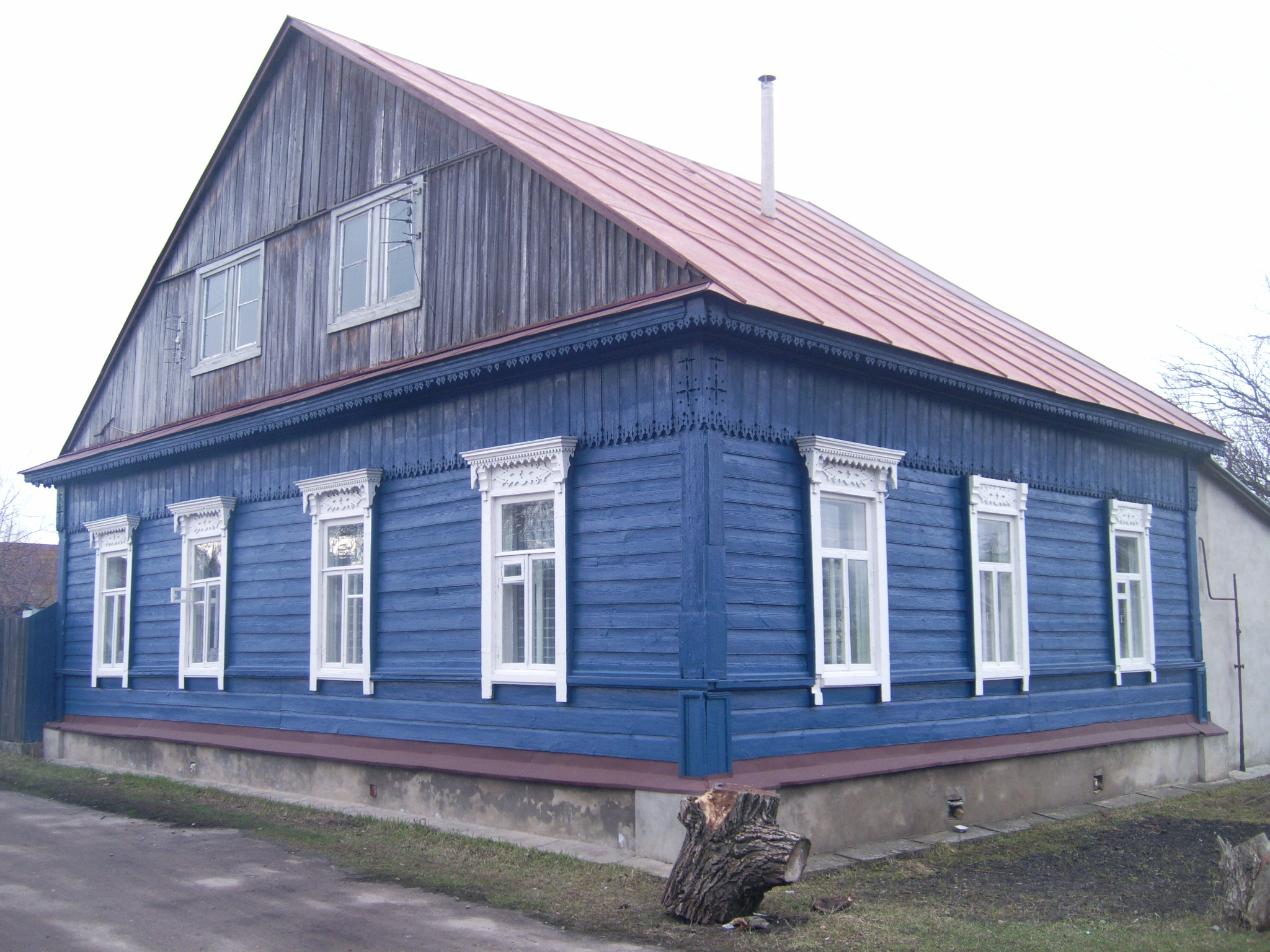
Будинок у селищі Козелець
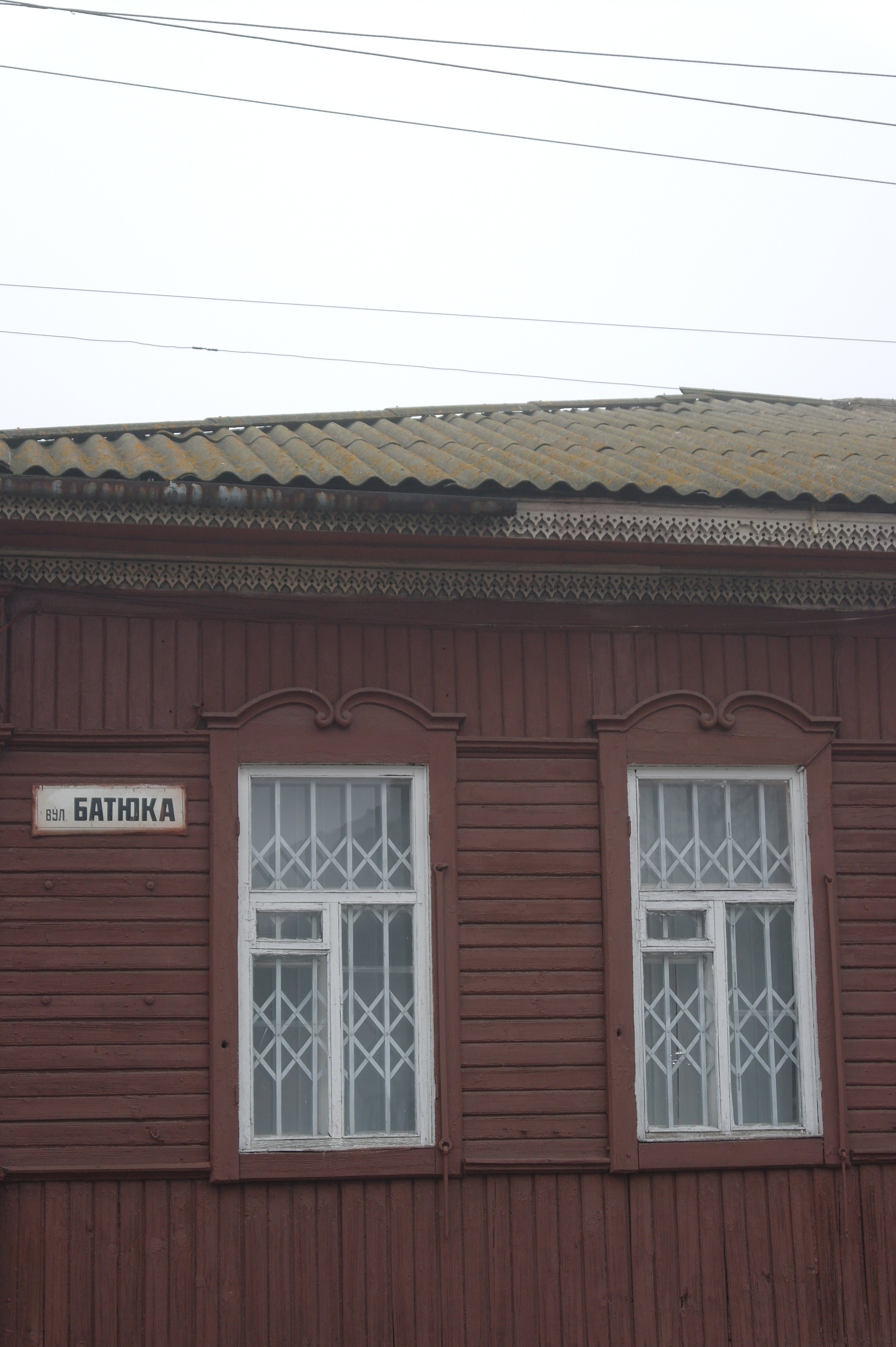
м. Ніжин, вул. Батюка, Чернігівщина.

## Пересічна і народна архітектура в Україні

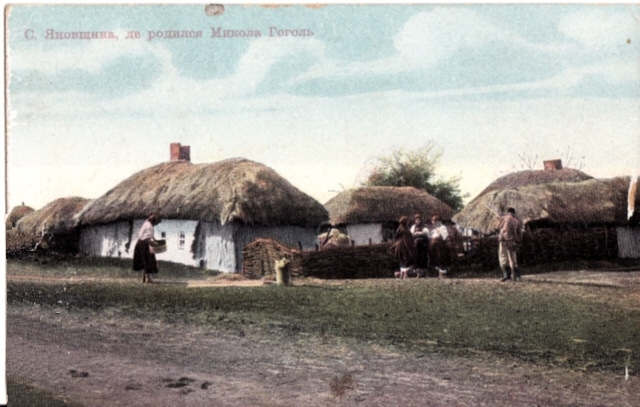
Екологічно чиста архітектура українців, село Яновщина, де народився М. Гоголь. Фото 2015 року, стара поштівка
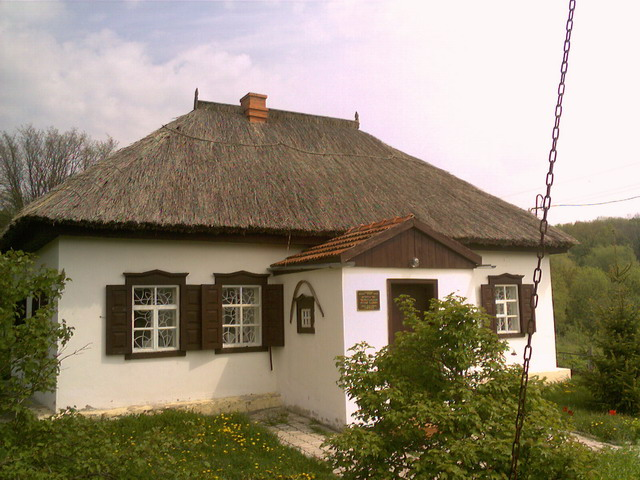
Хата-музей письменника Олеся Гончара в селі Суха Кобеляцького району Полтавської області
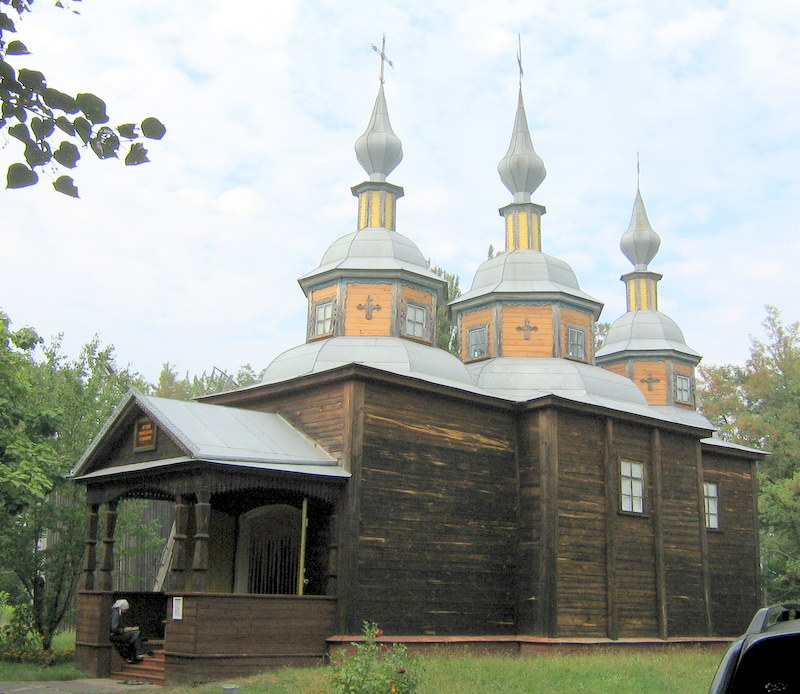
Колишня дерев'яна церква, село Пищики Сквирського району Київської області, 1745 р. Використовується як Музей українського рушника (Переяслав).
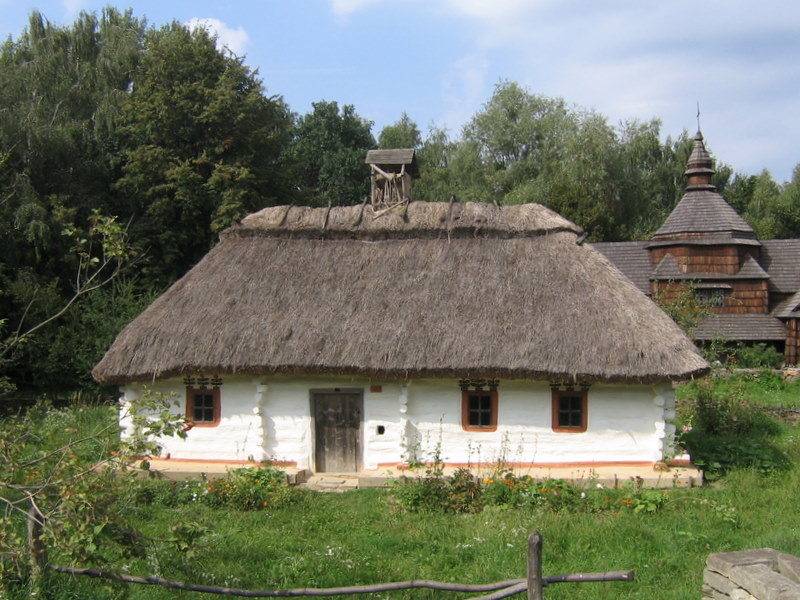
Побілена дерев'яна хата з солом'яною стріхою із села Луги на Поділлі
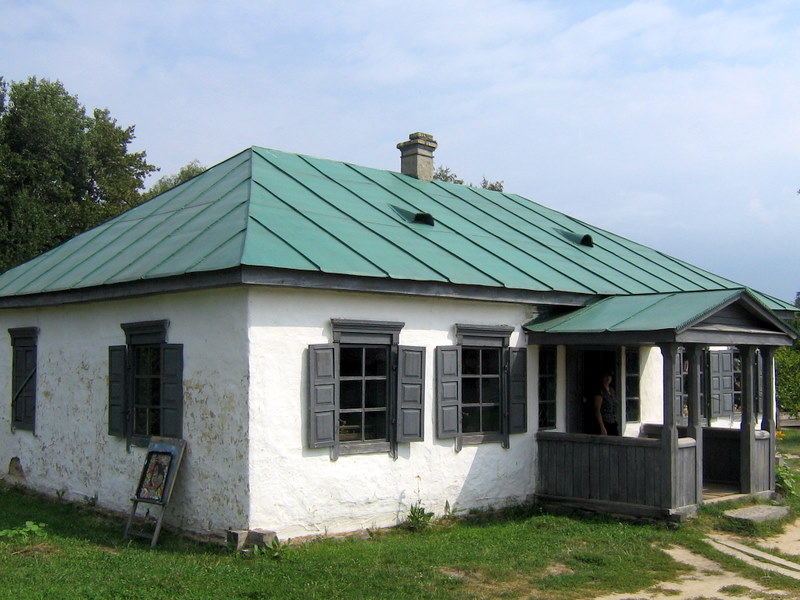
Хата священика, крита бляхою
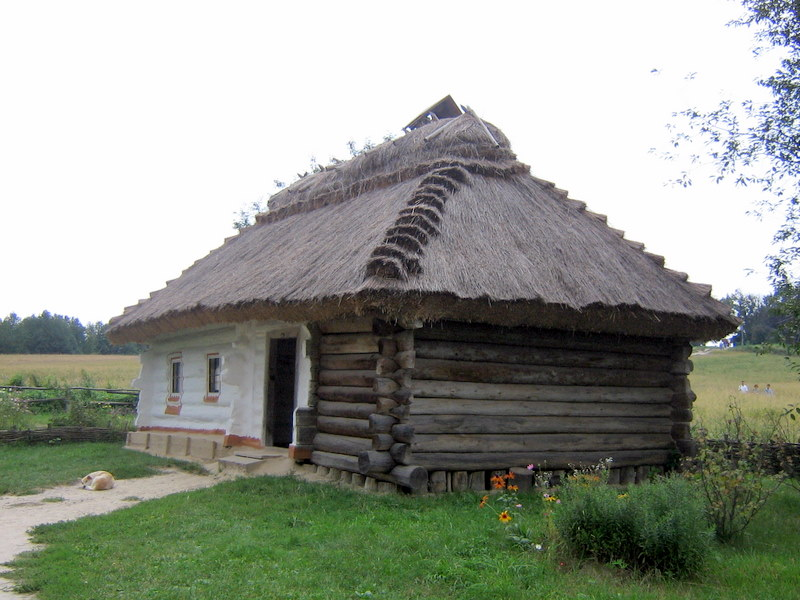
Дерев'яна хата із села Таборів
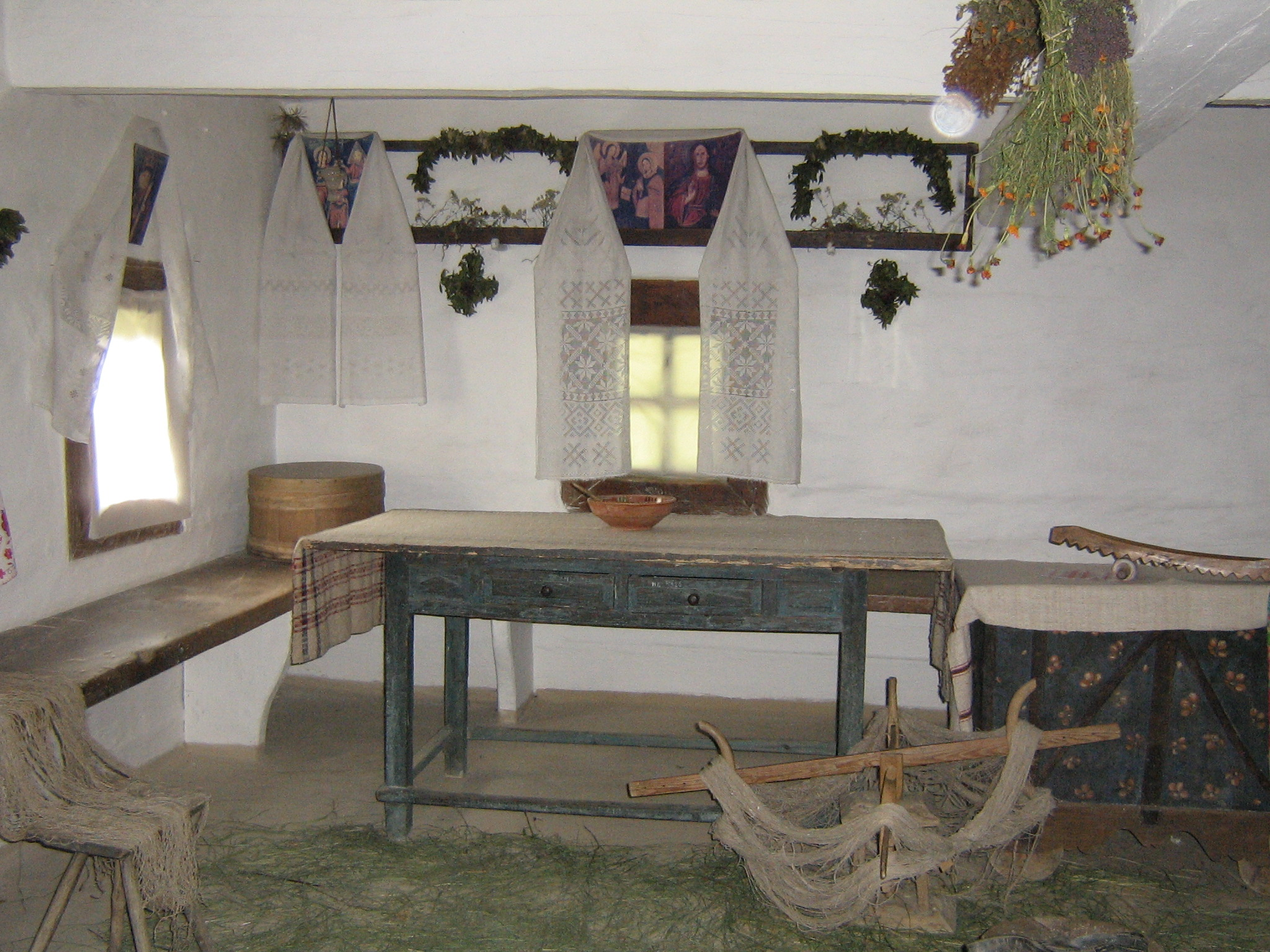
У хаті рибалки
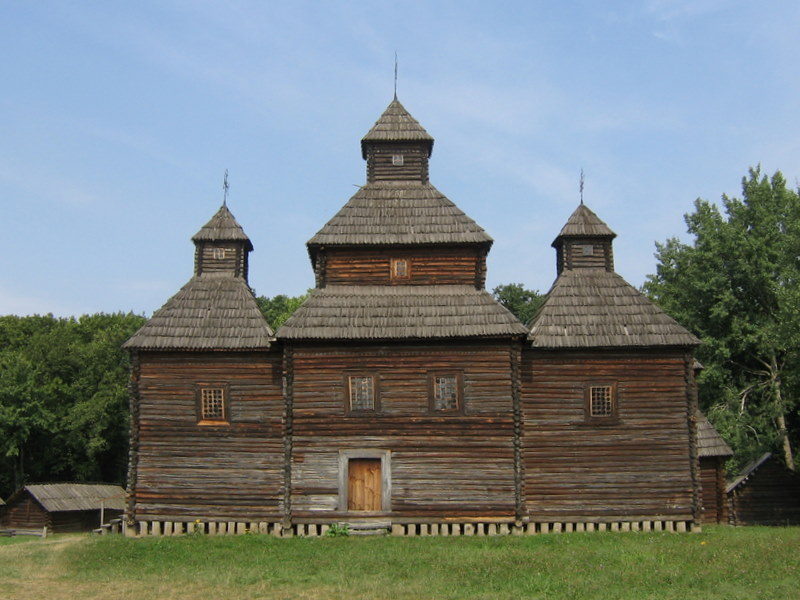
Воскресенська церква із села Кисоричі, Рівненська область
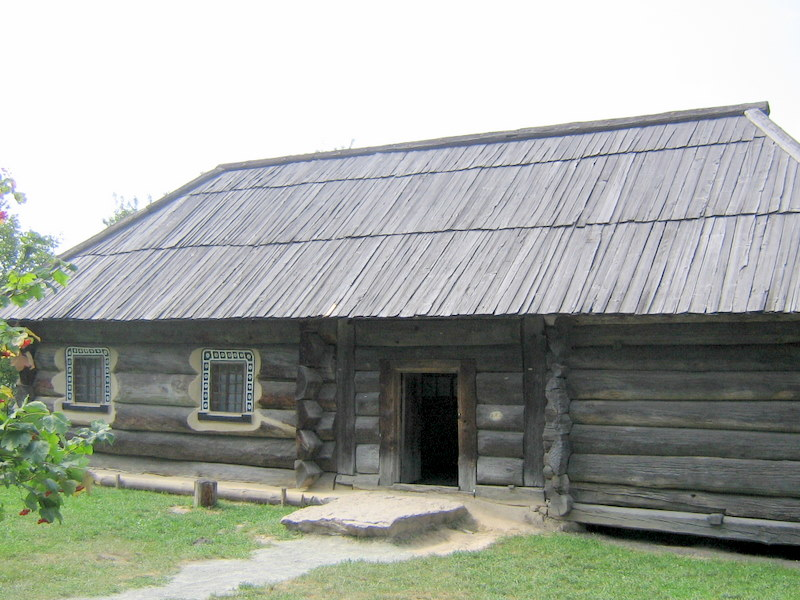
Будинок із села Бехи, Житомирська область
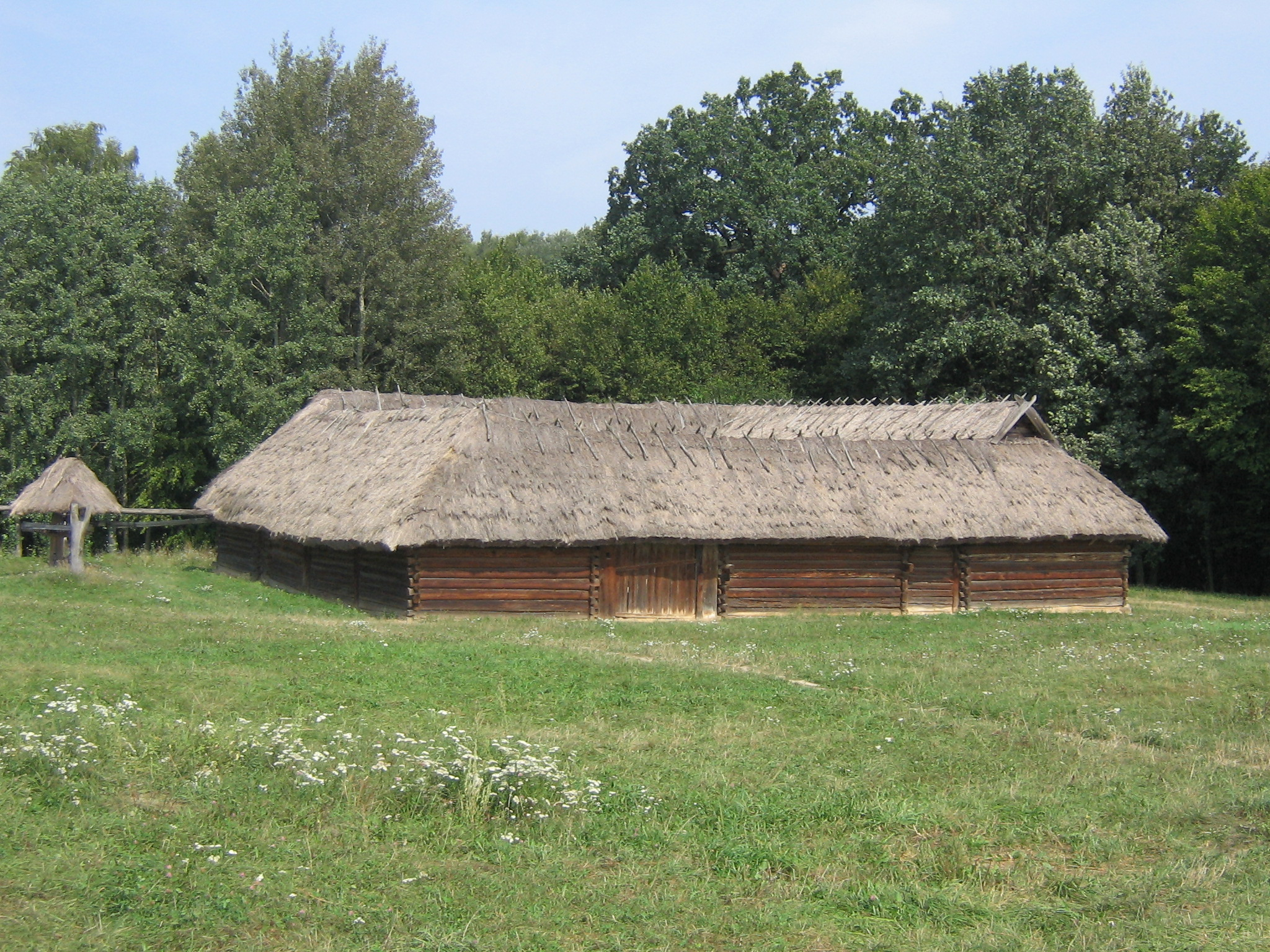
Окружний двір із села Солов'ї, Волинська область
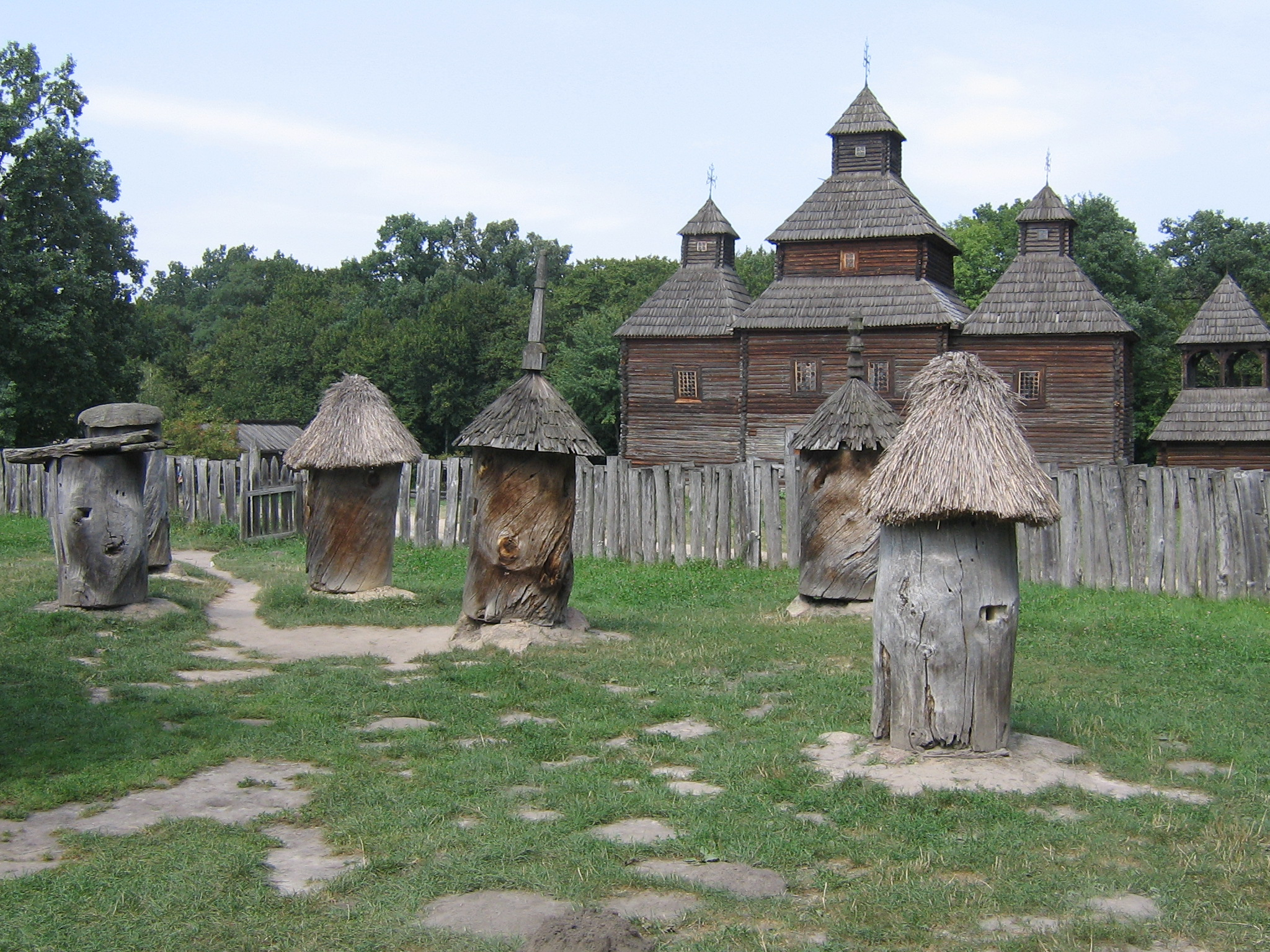
Пасіка

## Архітектура міжвоєнної доби

### на заході України
Архітектура польської України визначалася достатньо сухим функціоналізмом, на що імовірно впливало захоплення польськими архітекторами німецькою школою Баухаус. Також набув поширення неокласицизм, а у 1930-х роках — ар-деко.

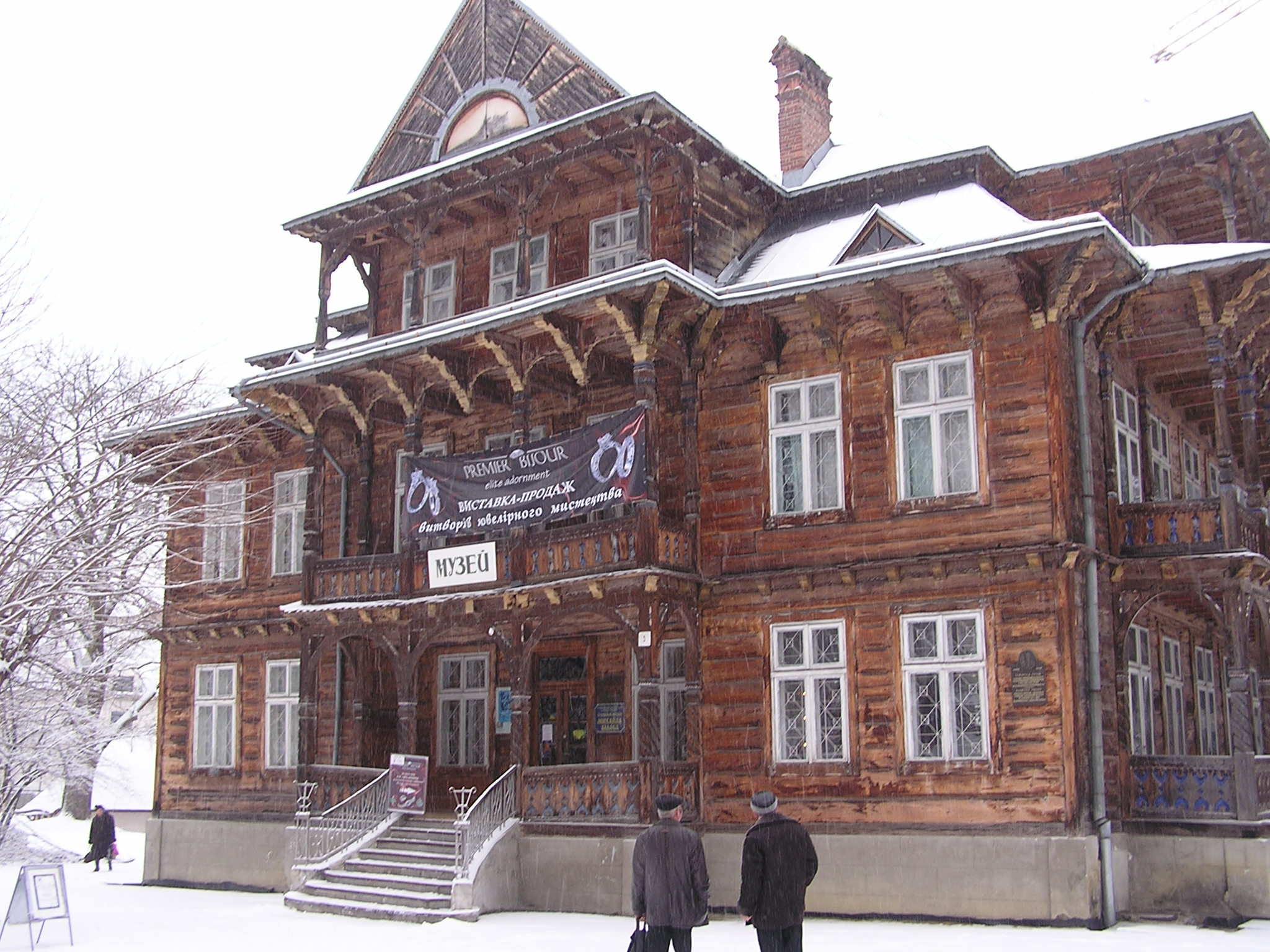
Трускавець. Вілла Гопляна, арх. Я. Семкович, 1925—1926 рр. (нині Художній музей Михайла Біласа)
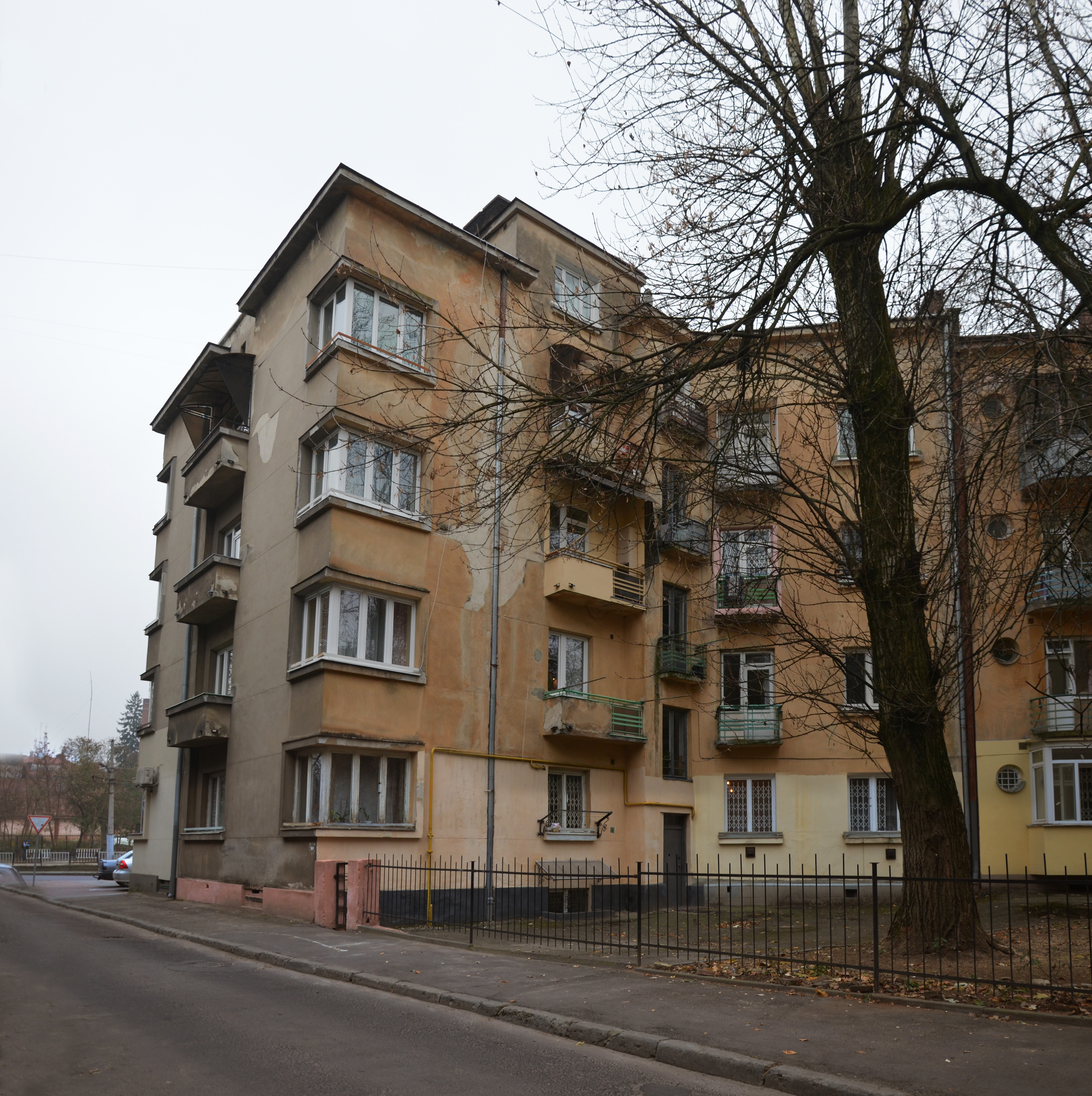
Львів. Будинок на вул. Сахарова, 12
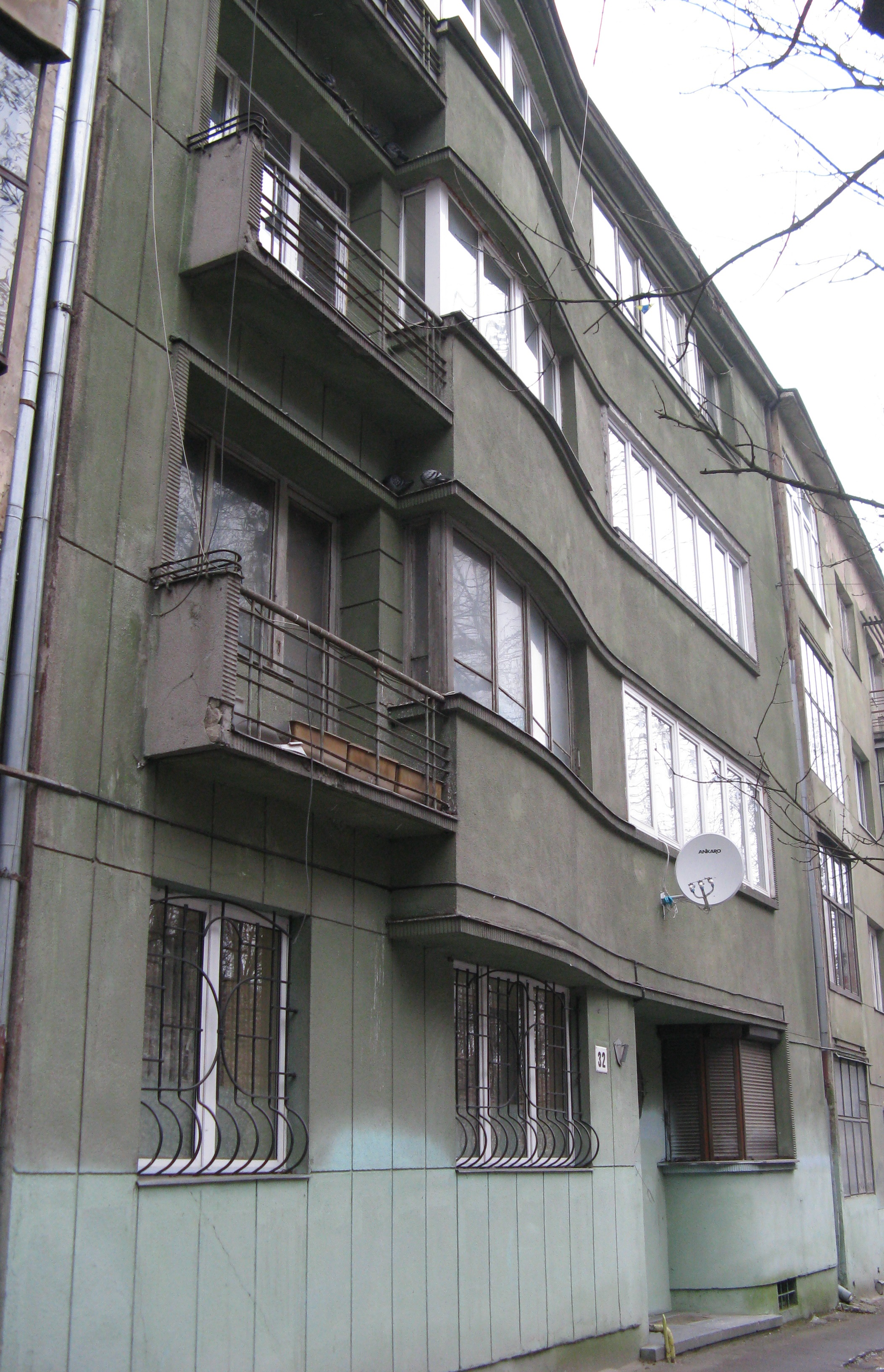
Львів. Будинок на вул. Сахарова, 32
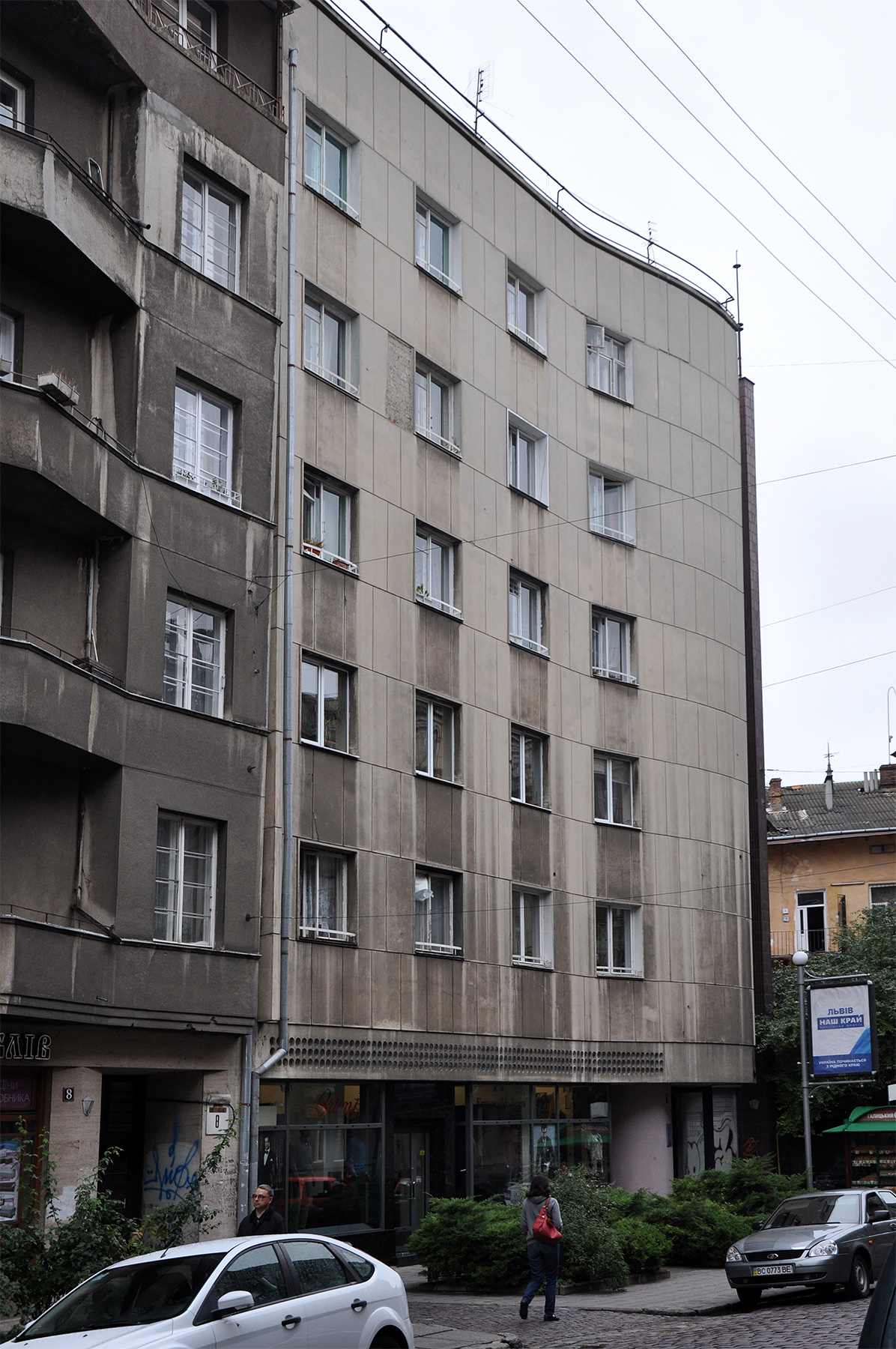
Львів. Будинок на вул. Саксаганського, 6
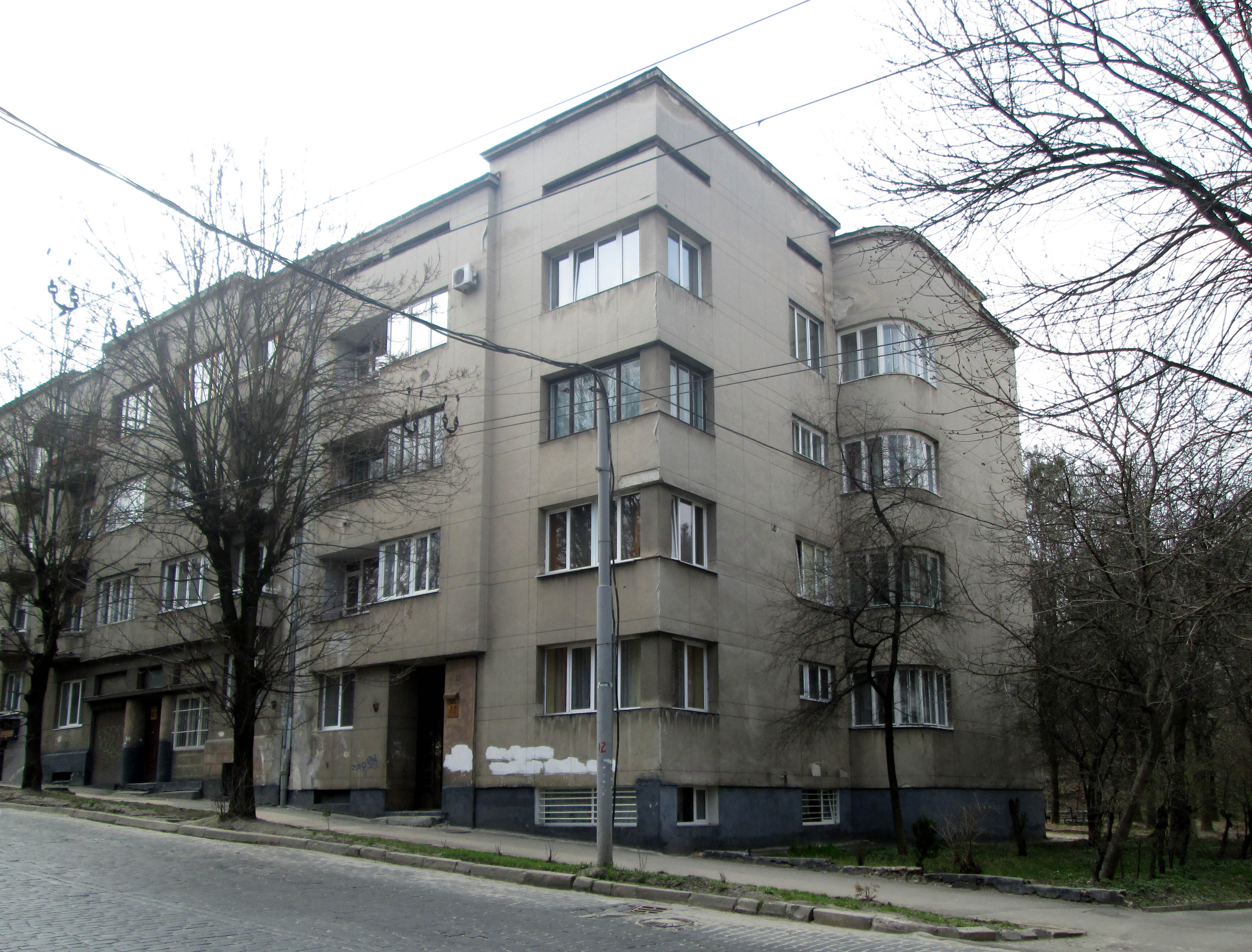
Львів. Будинок на Стрийській вул., 44
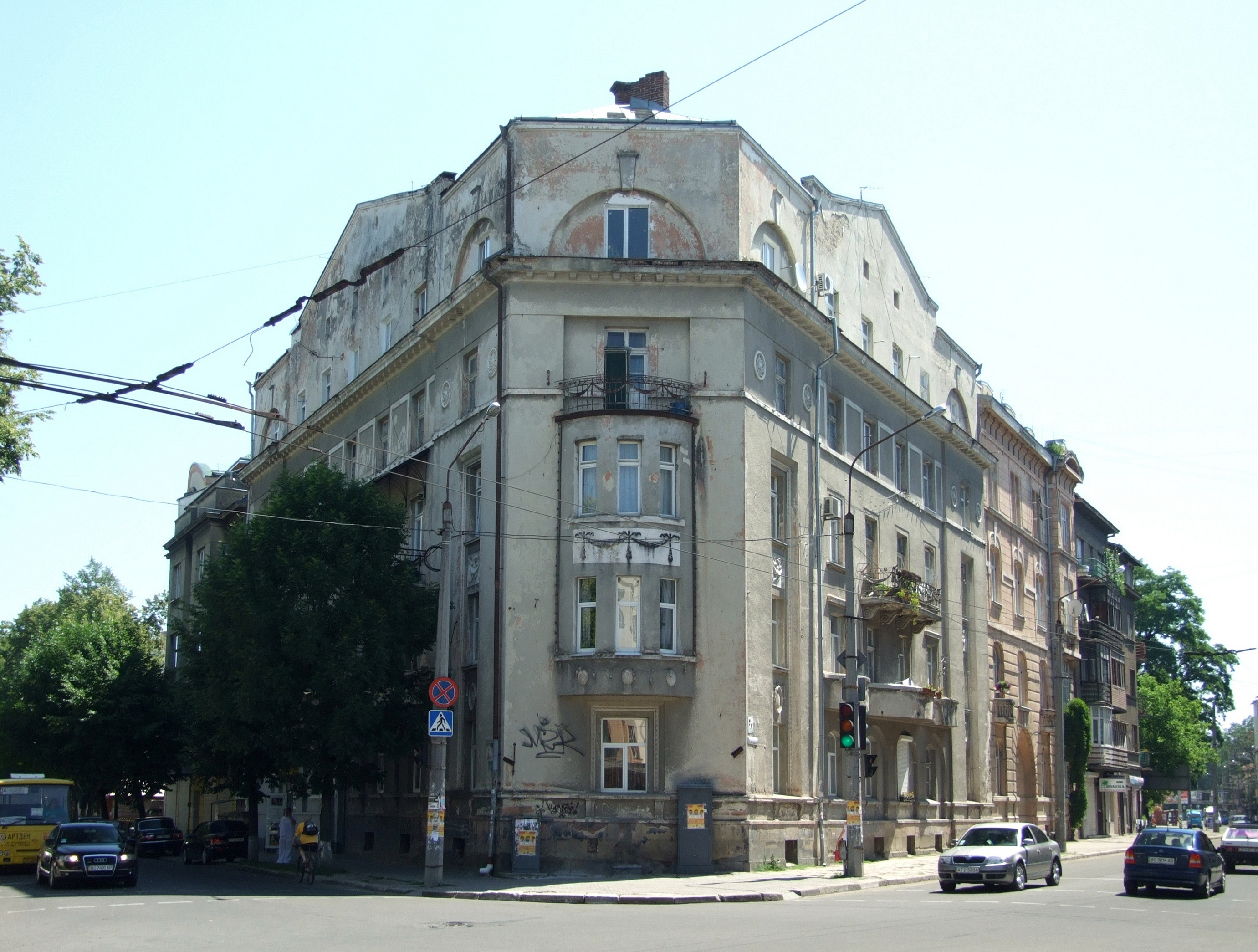
Івано-Франківськ. Житловий будинок на Грюнвальдській вул.
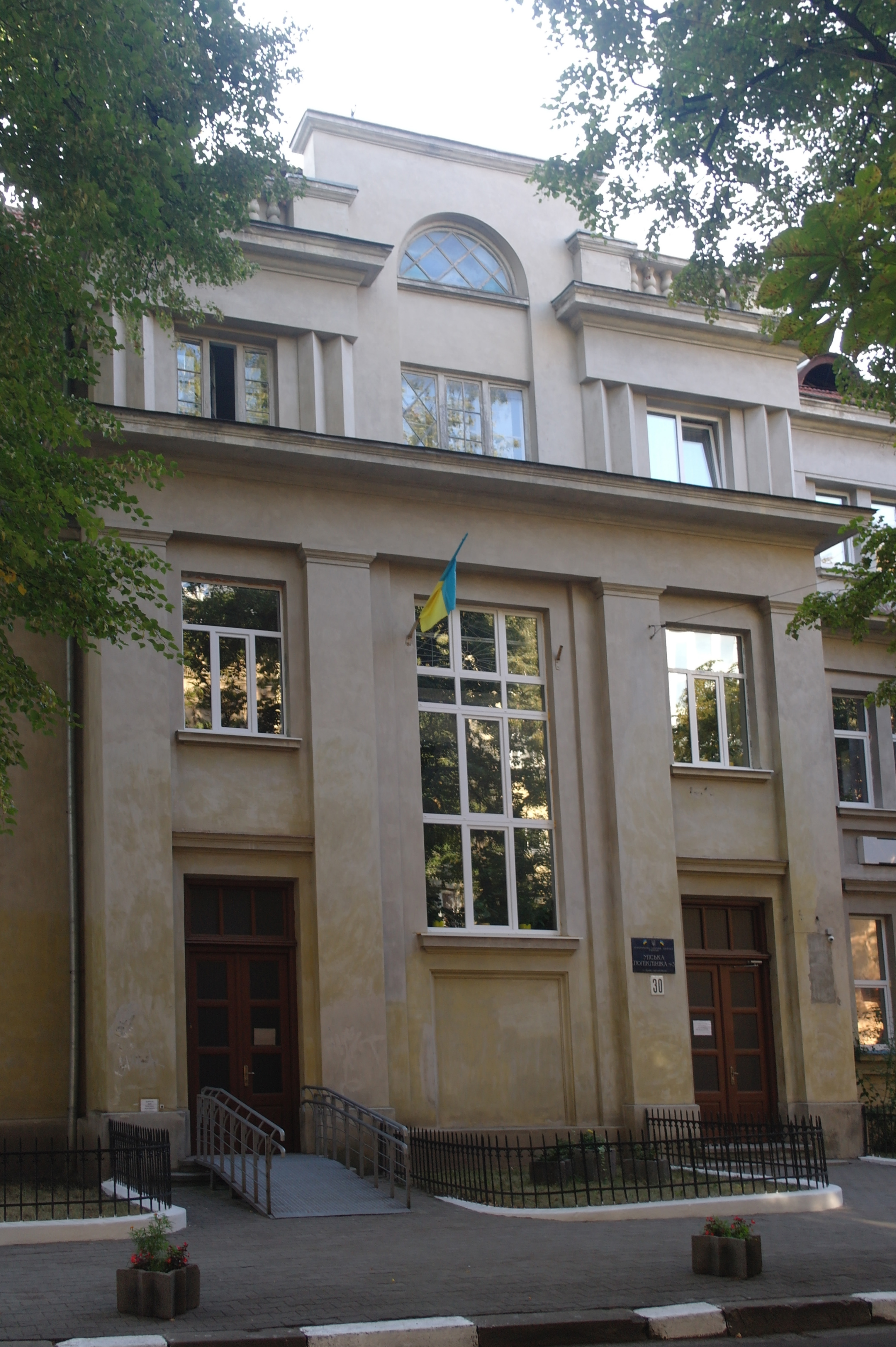
Івано-Франківськ. Каса хворих, 1925 р.
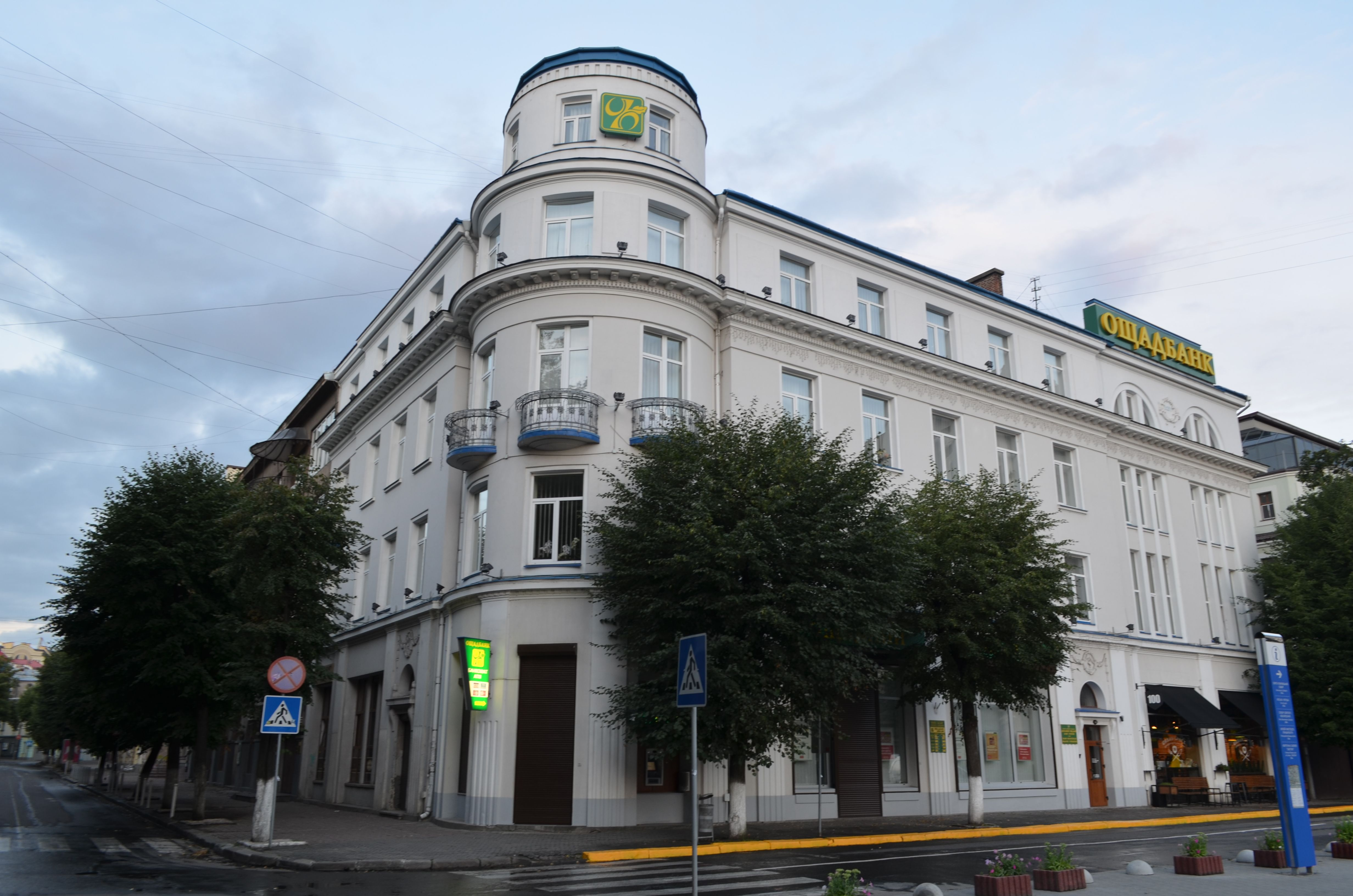
Івано-Франківськ. Будинок союзу польських залізничників, 1925–1927 рр.
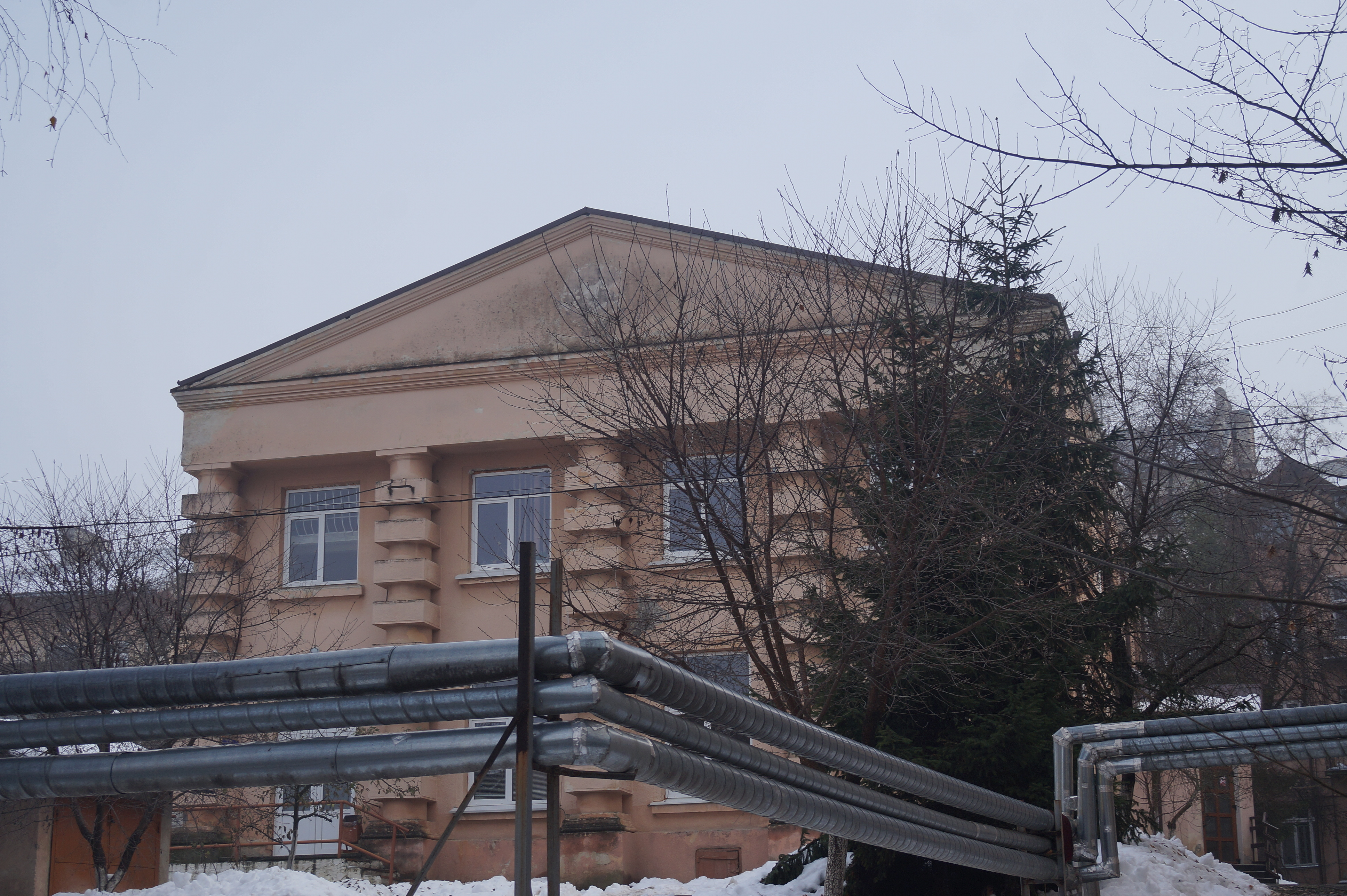
Івано-Франківськ. Сингагога, 1926 р.
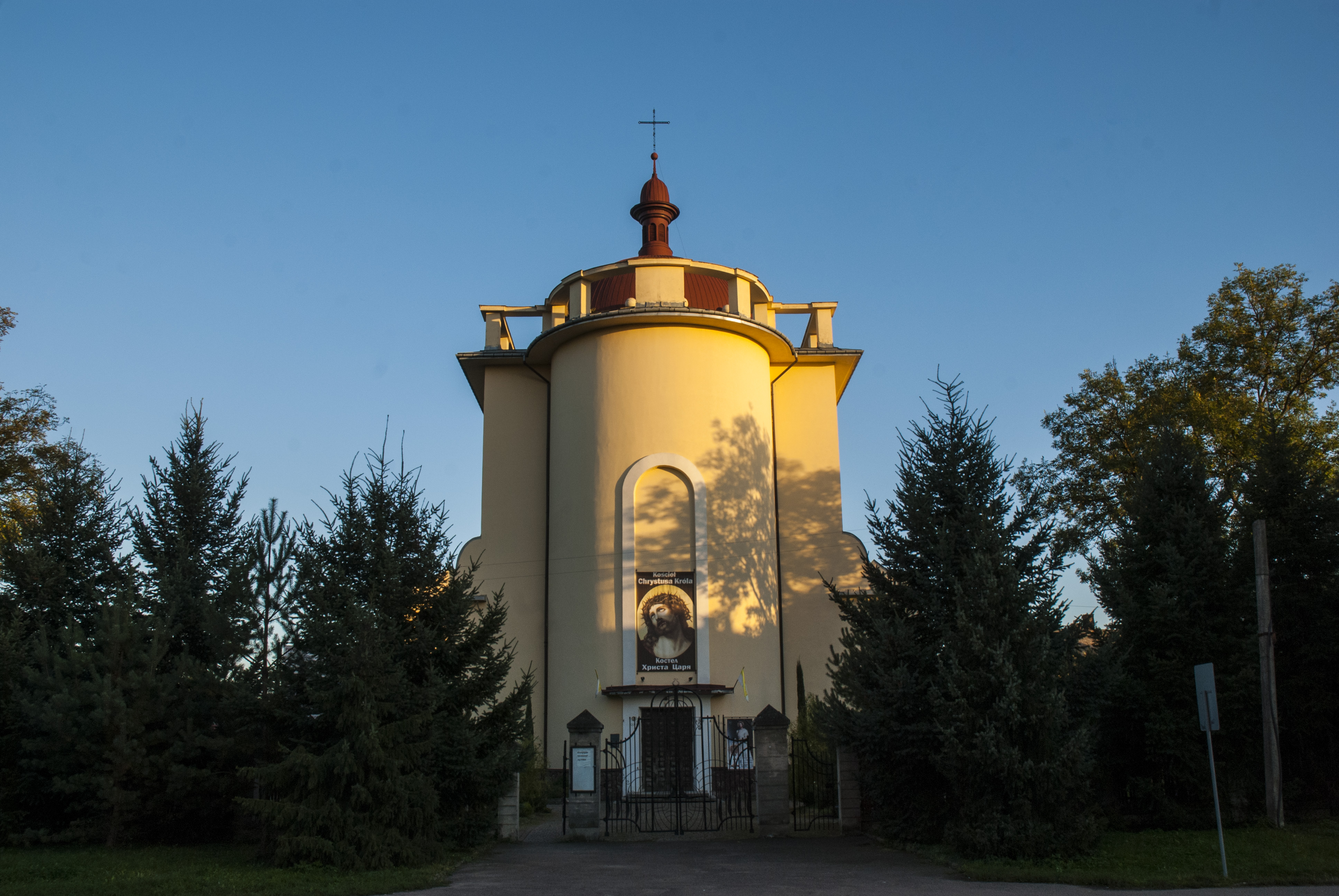
Івано-Франківськ. Римо-католицький костел на Вовчинецькій вул., 1927–1928 рр.
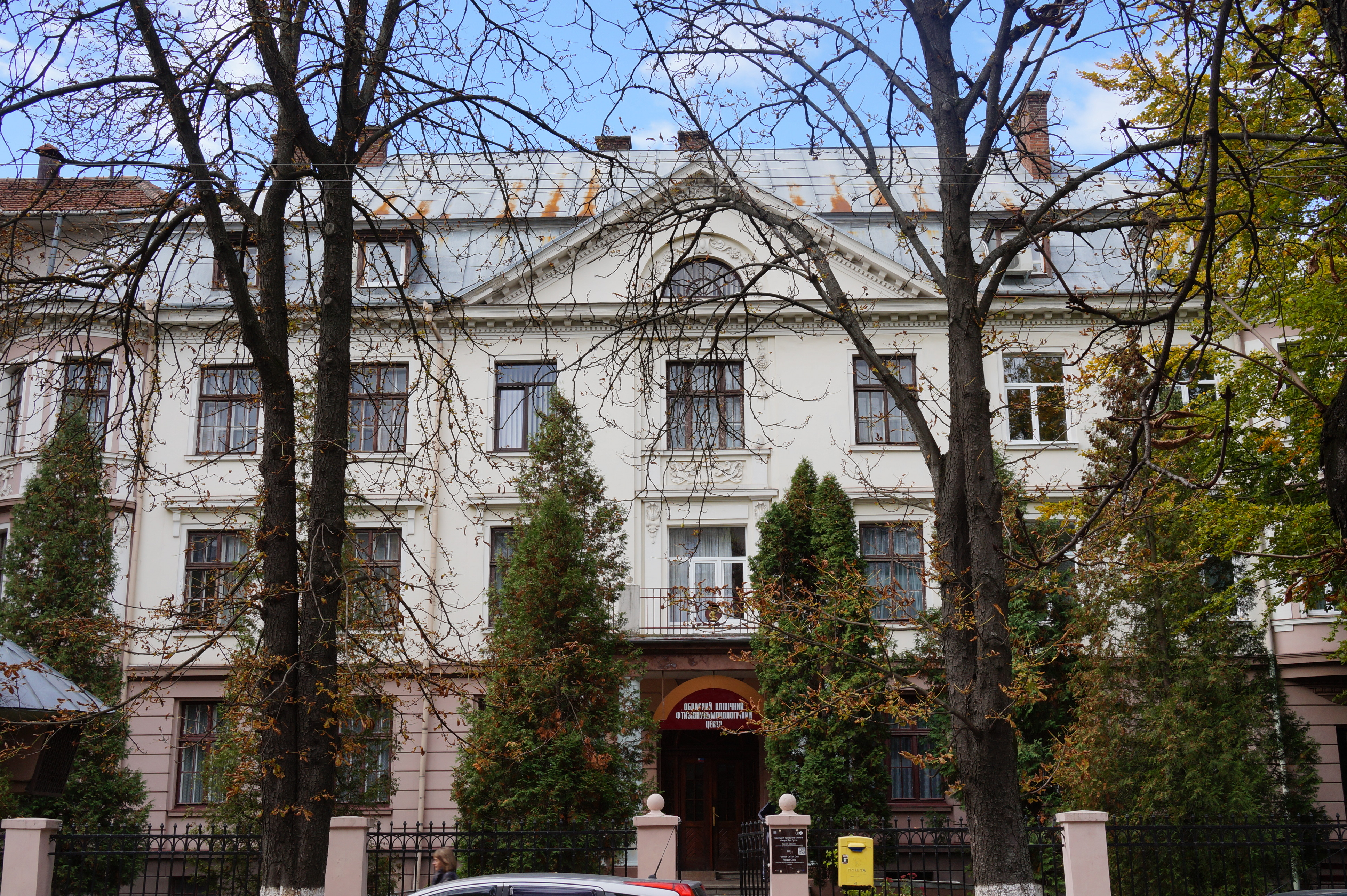
Івано-Франківськ. Приватна клініка, 1927 р.
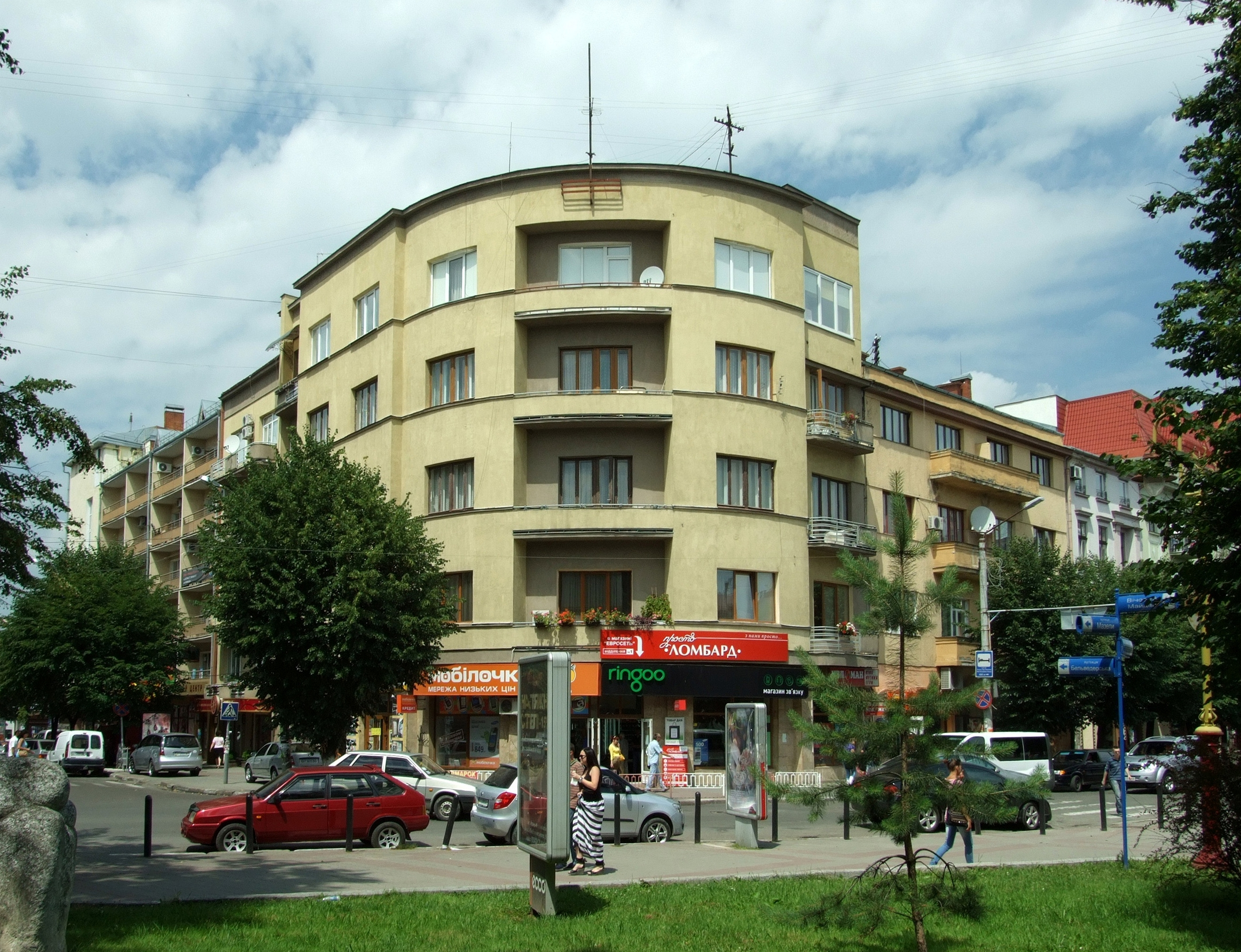
Івано-Франківськ. Житловий будинок на Бельведерській, 1937 р.
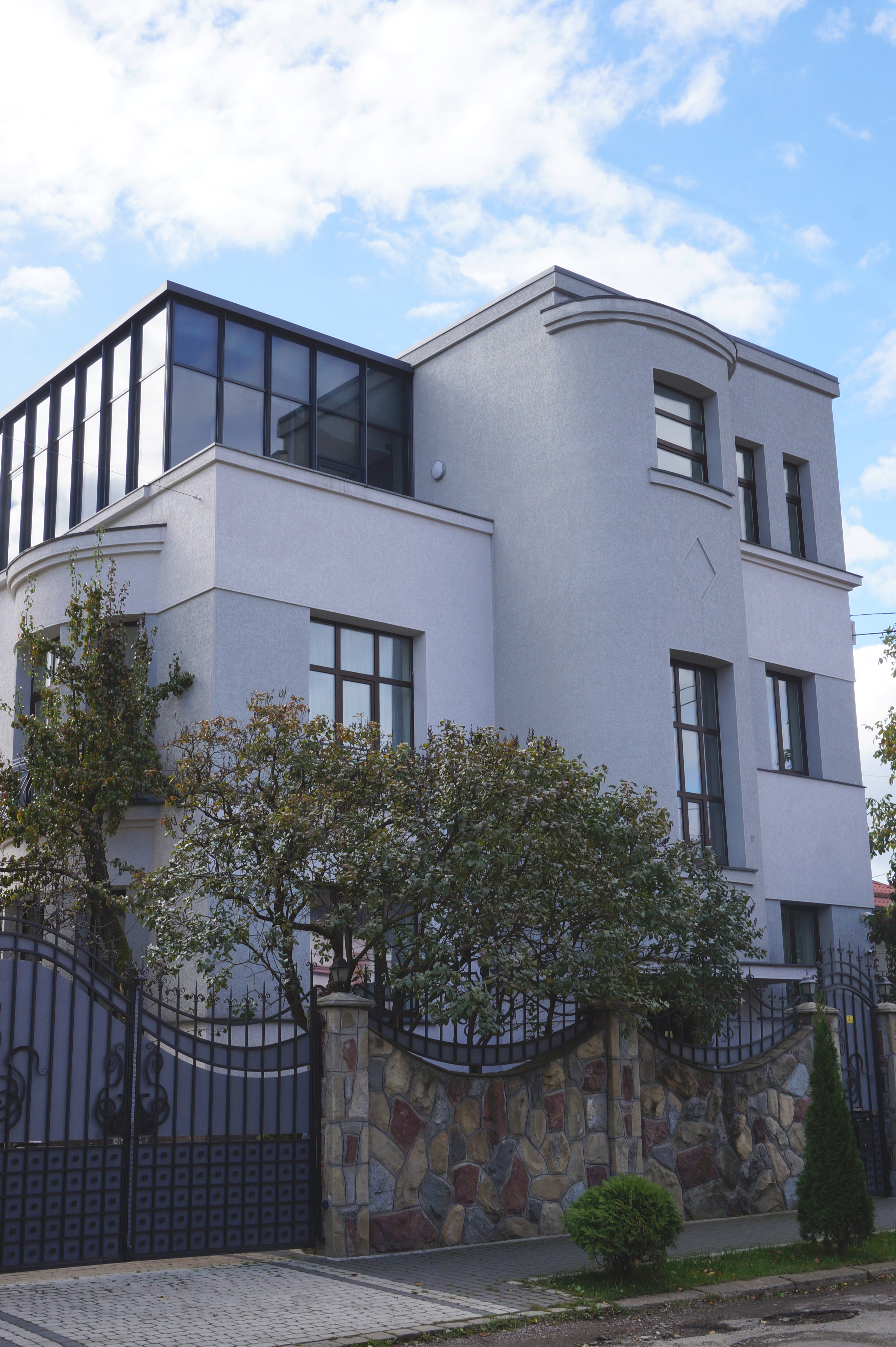
Івано-Франківськ. Житловий будинок на вул. Коперника, 1935 р.
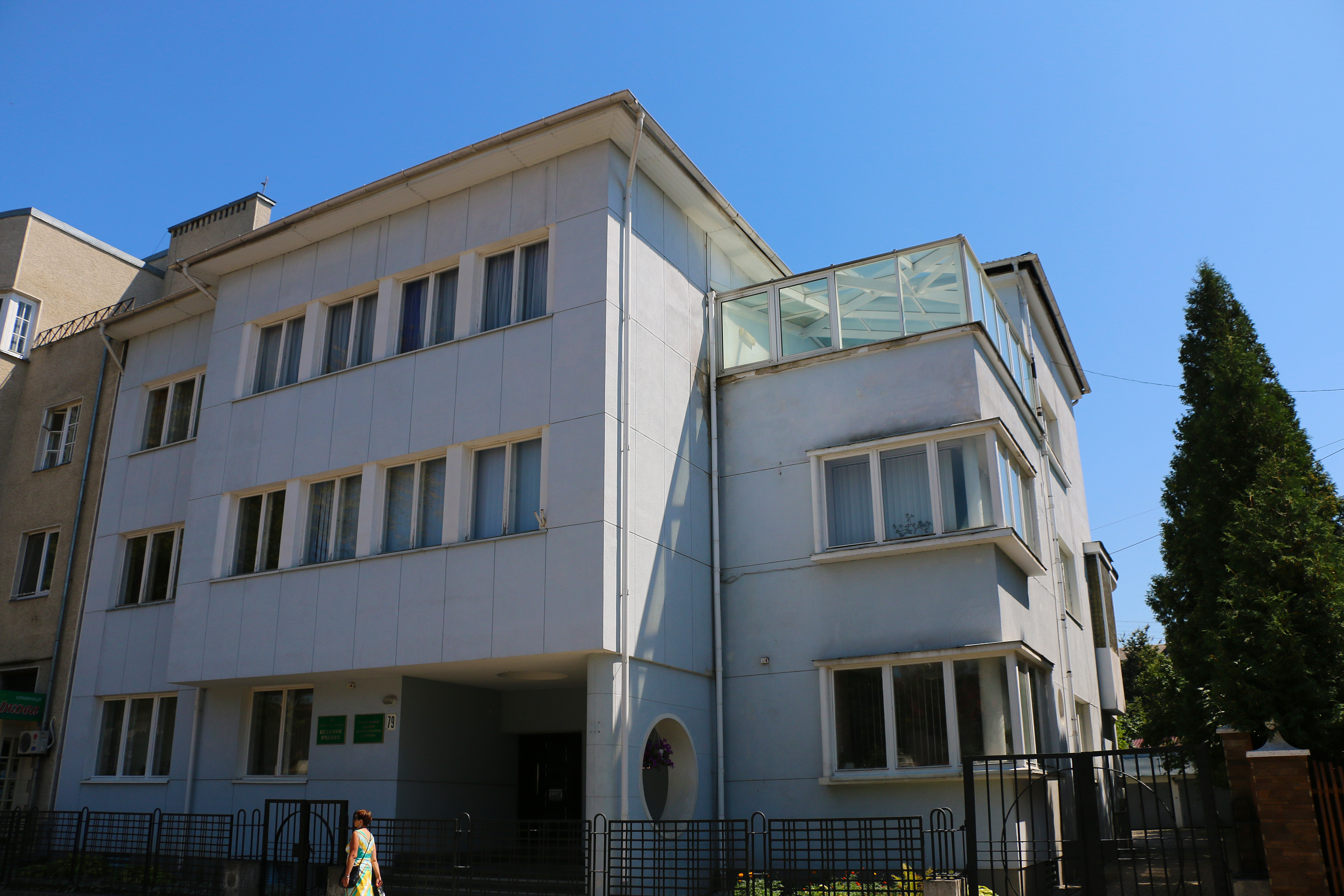
Івано-Франківськ. Будинок Маргошеса, 1938 р.

### на Буковині і Буджаку
Після встановлення румунської влади будівництво велося у дусі функціоналізму та у характерних для Румунії пластичних формах ар-деко. Будівництво велося переважно у Чернівцях, як у історичному центрі, так і у нових кварталах. У 1930-х набув поширеності неорумунський стиль, який відтворював характерні риси давньої румунської архітектури. Особливий вигляж отримали румунські православні церкви із спіралеподібними банями. Наприкінці 1930-х набув поширення тоталітарний стиль, як наприклад у будівлі на Театральній площі.

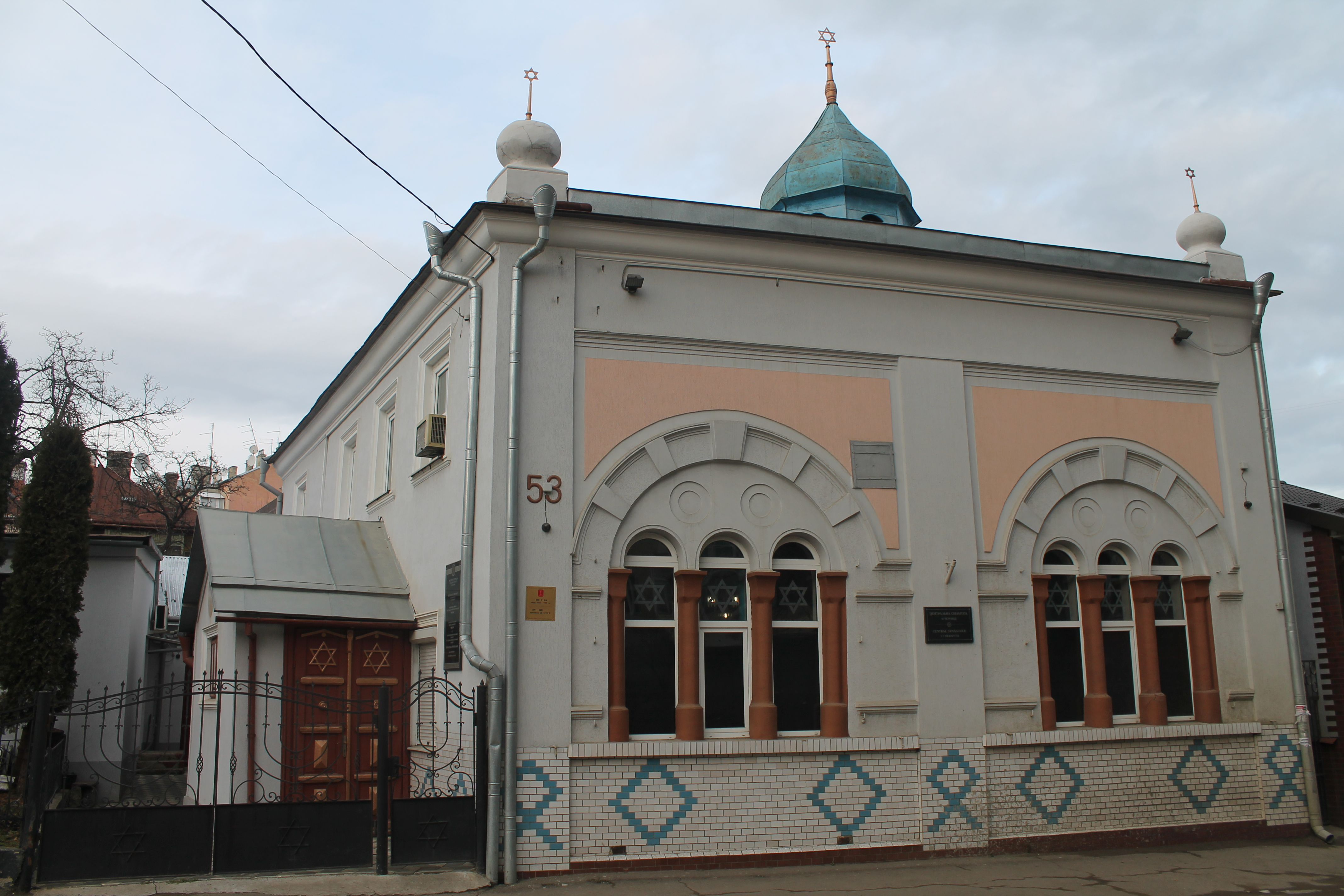
Чернівці. Синагога на вул. Л. Кобилиці, 1923 р.
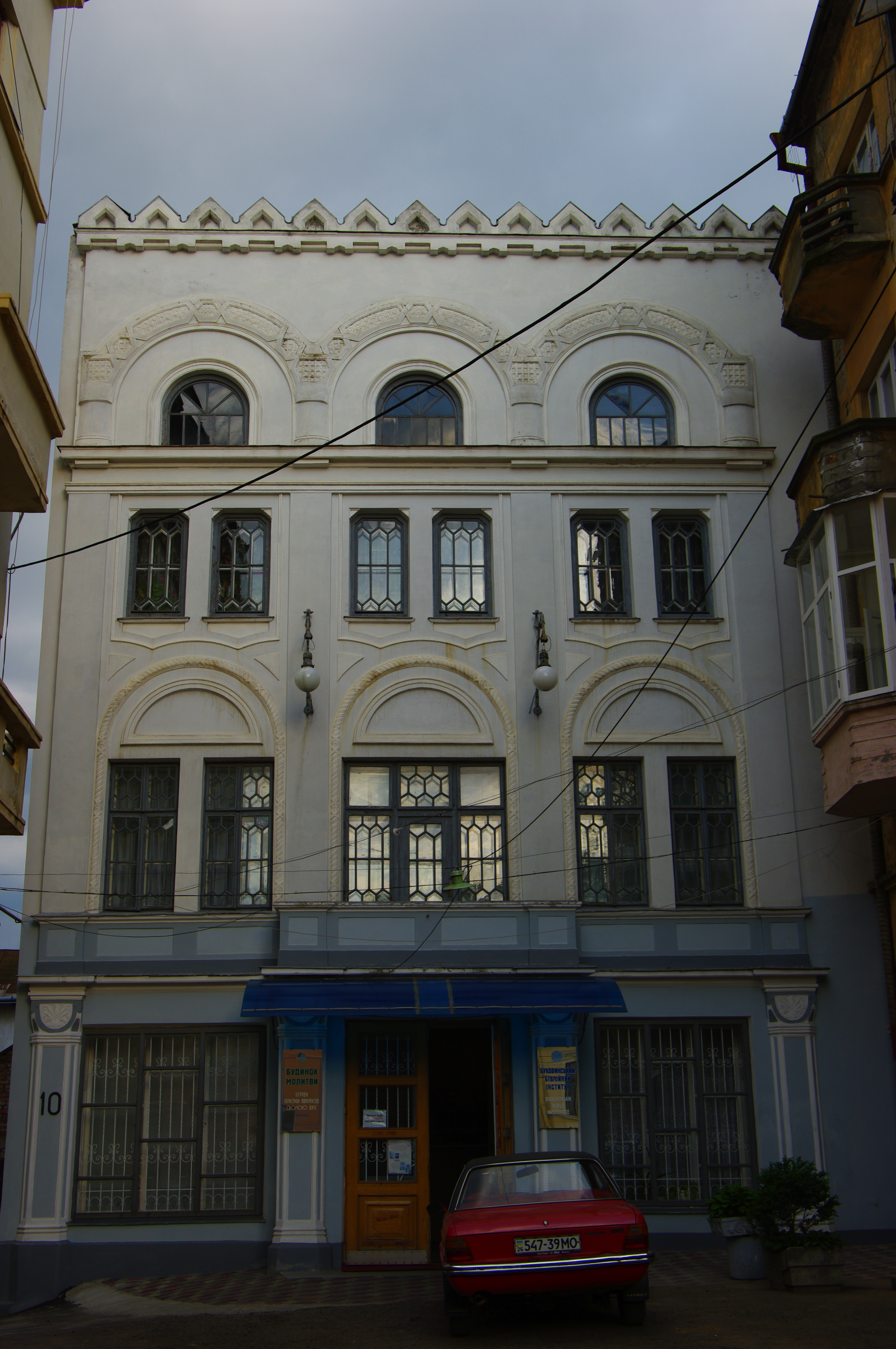
Чернівці. Єврейська синагога
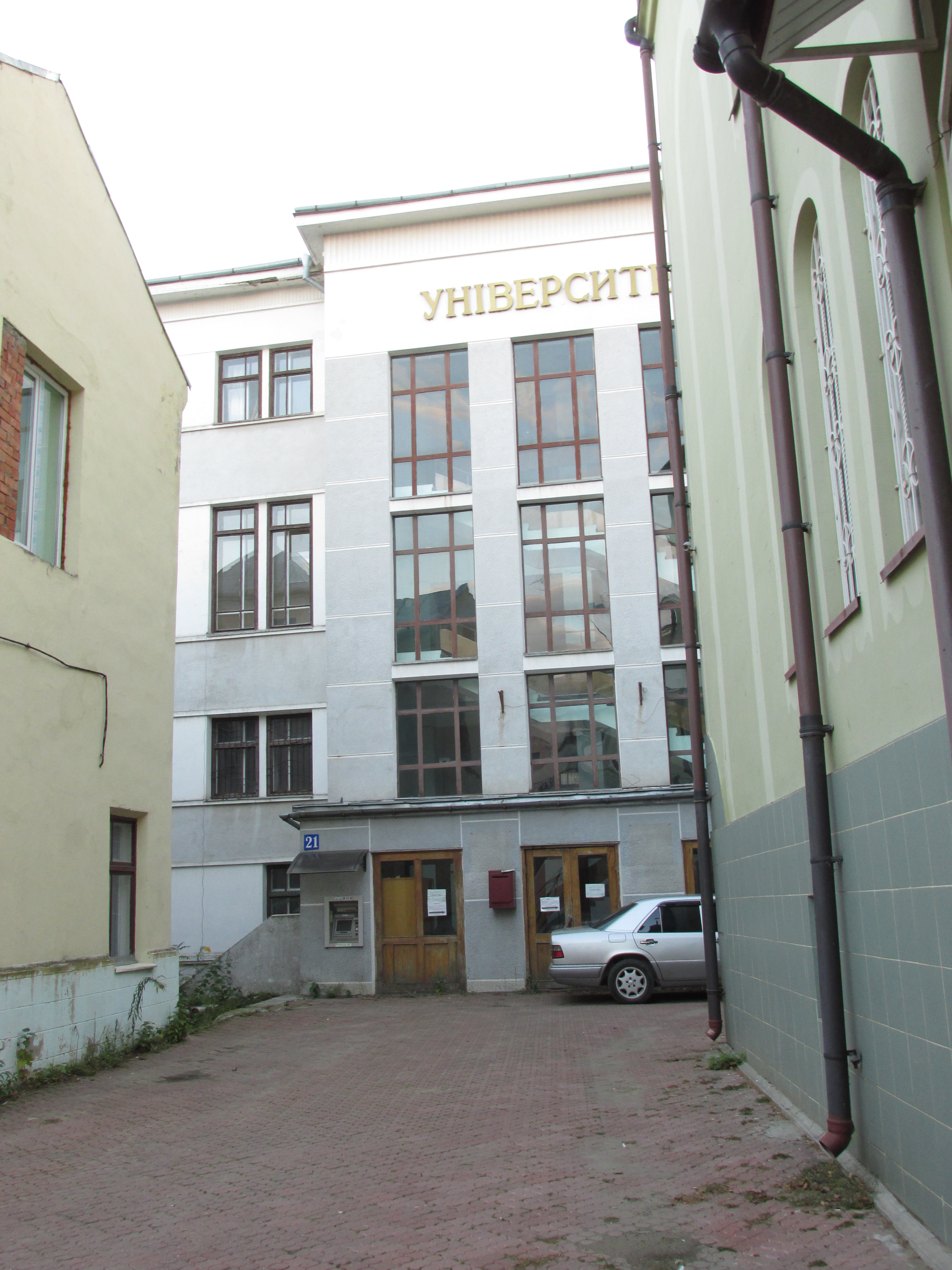
Чернівці. Будинок доктора Гайма, 1925 р.
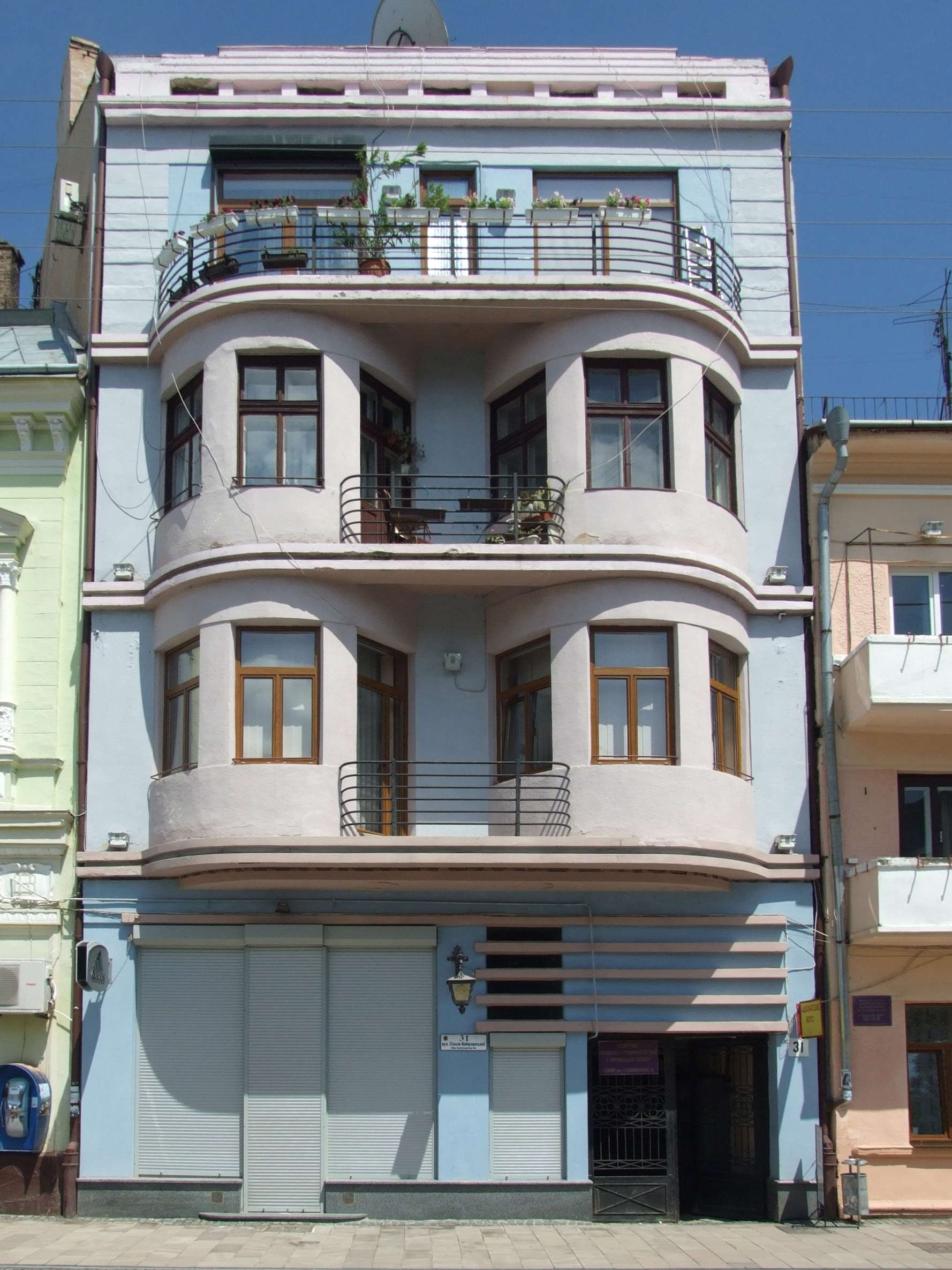
Чернівці. Будинок на вул. Кобилянської, 23
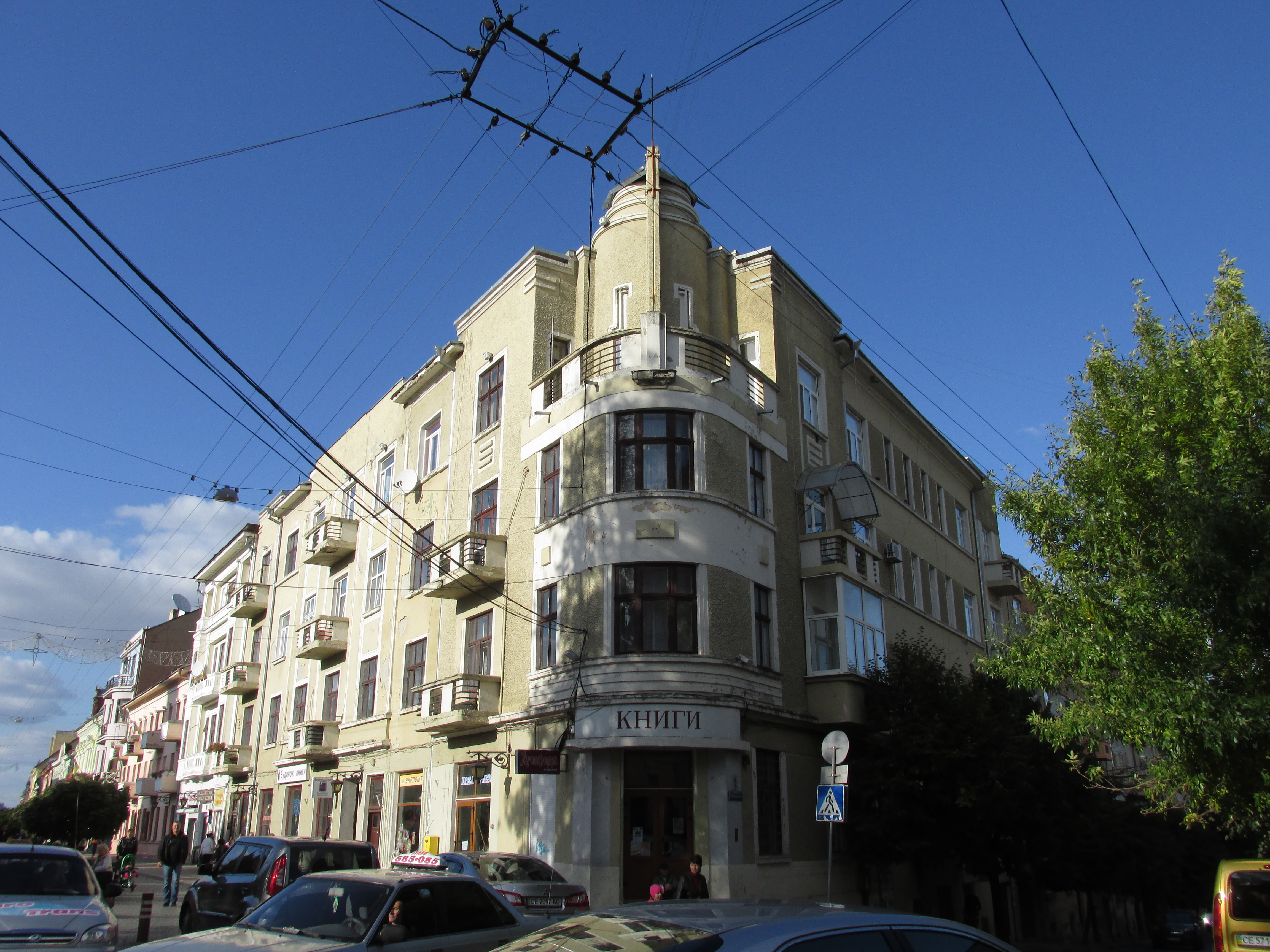
Чернівці. Будинок, арх. М. Бреттшнайдер, 1934 р.
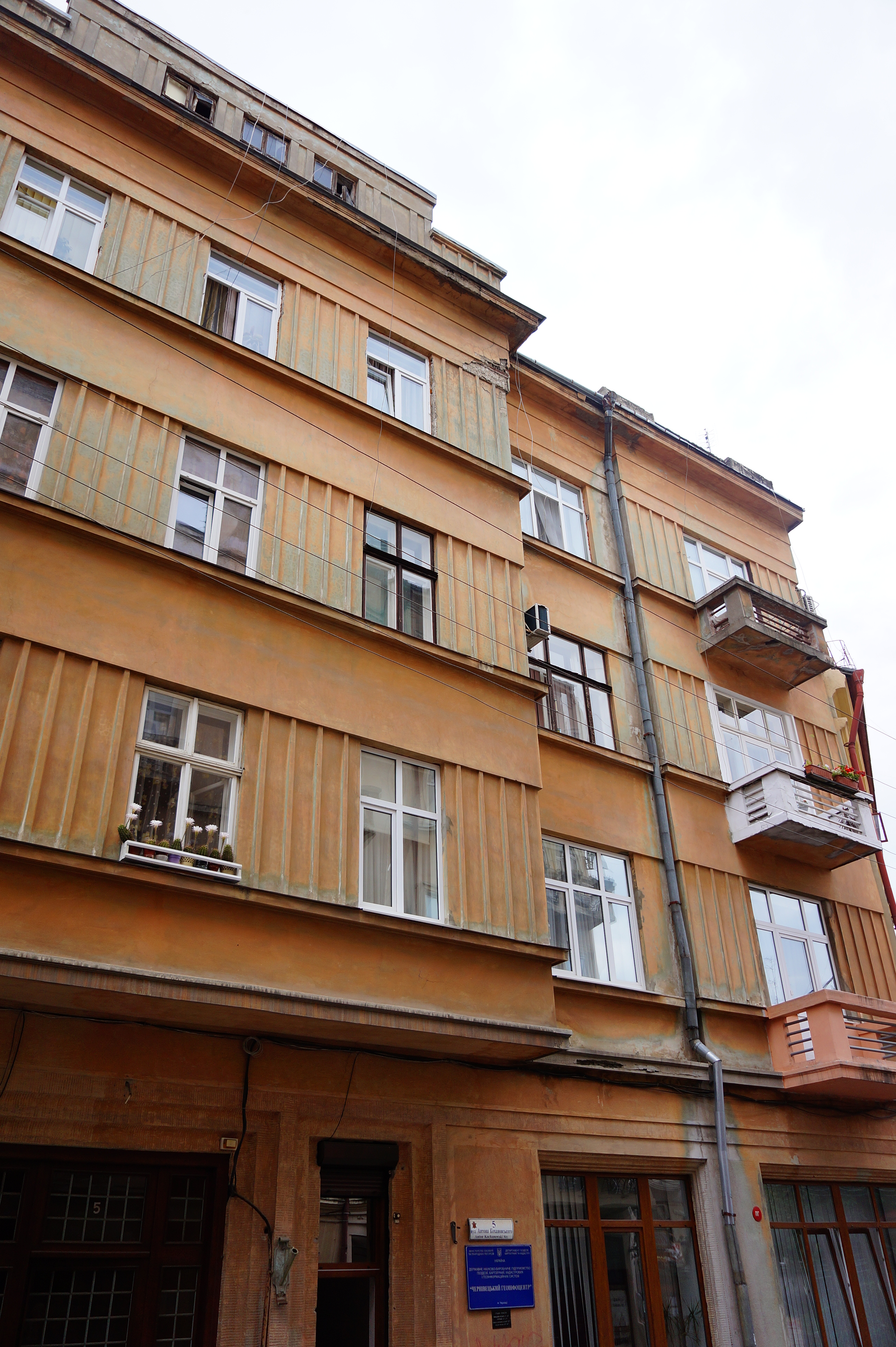
Чернівці. Будинок на вул. Коханського
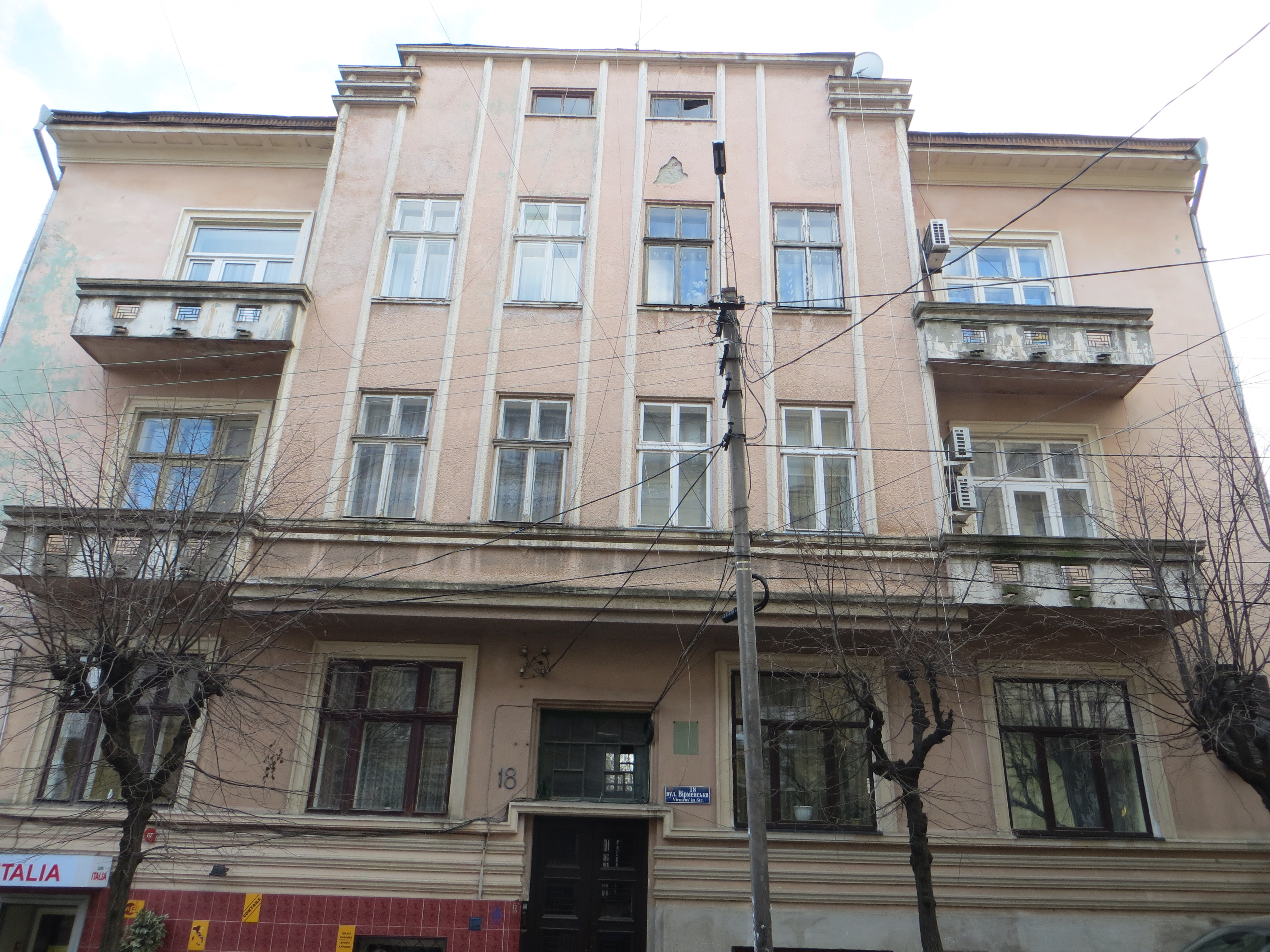
Чернівці. Будинок на ву. Вірменській
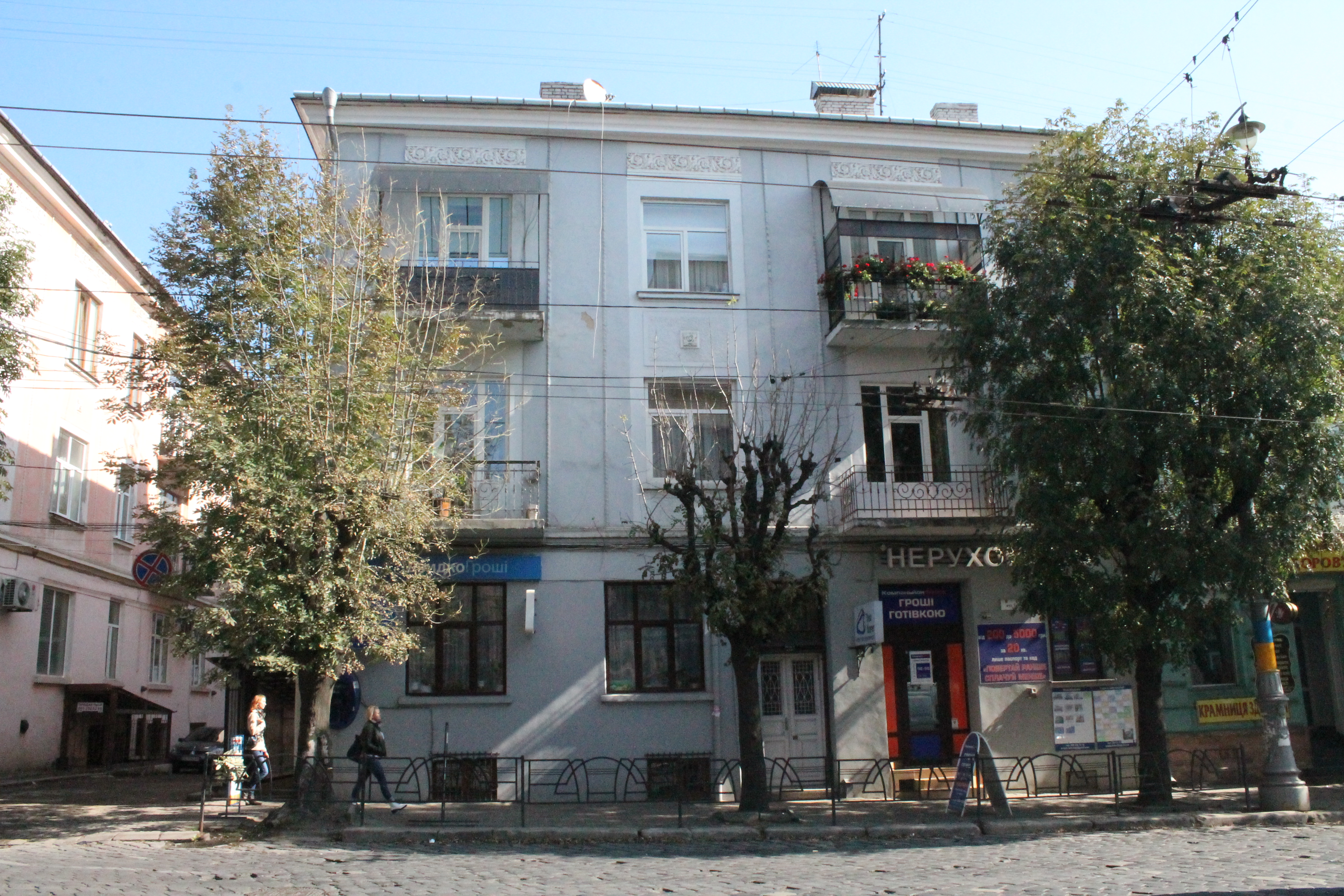
Чернівці. Будинок на Головній вул., 99
Чернівці. Бурса ім. Нестора, 1930 р.
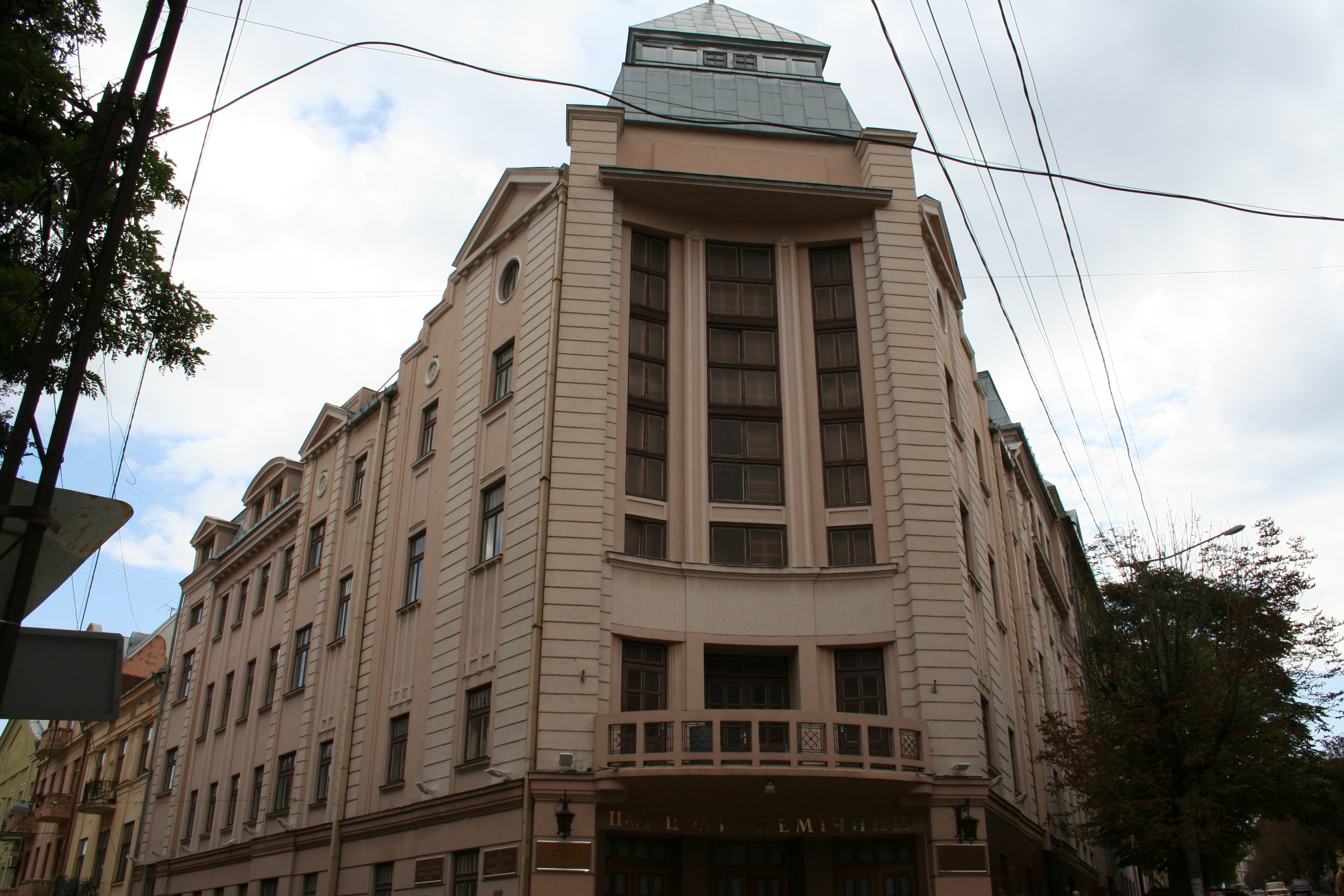
Чернівці. Перебудова будинку для кінотеатру «Скала», ? — 1931 р.
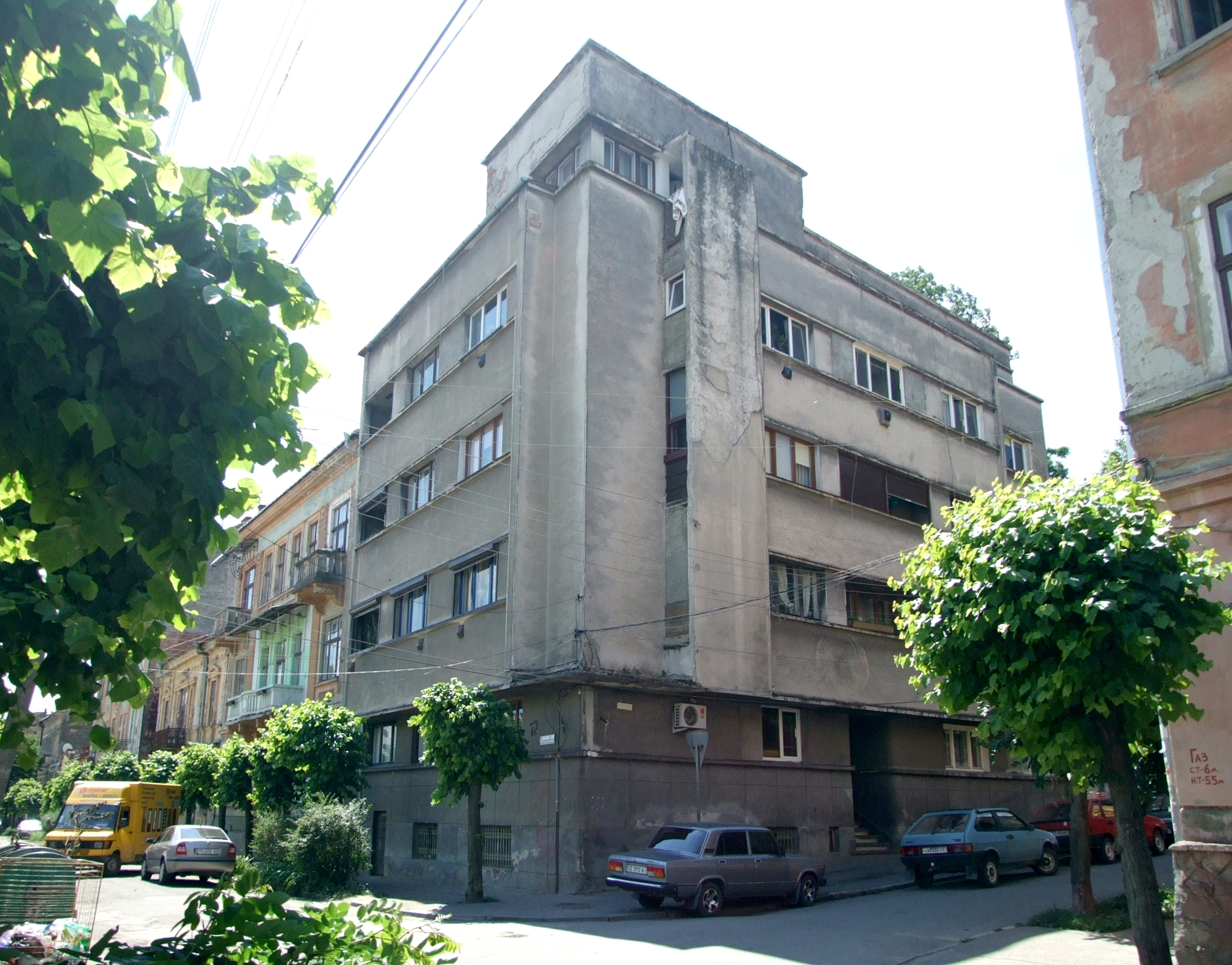
Чернівці. Будинок на вул. Смаль-Стоцького, 1938–1939 рр.
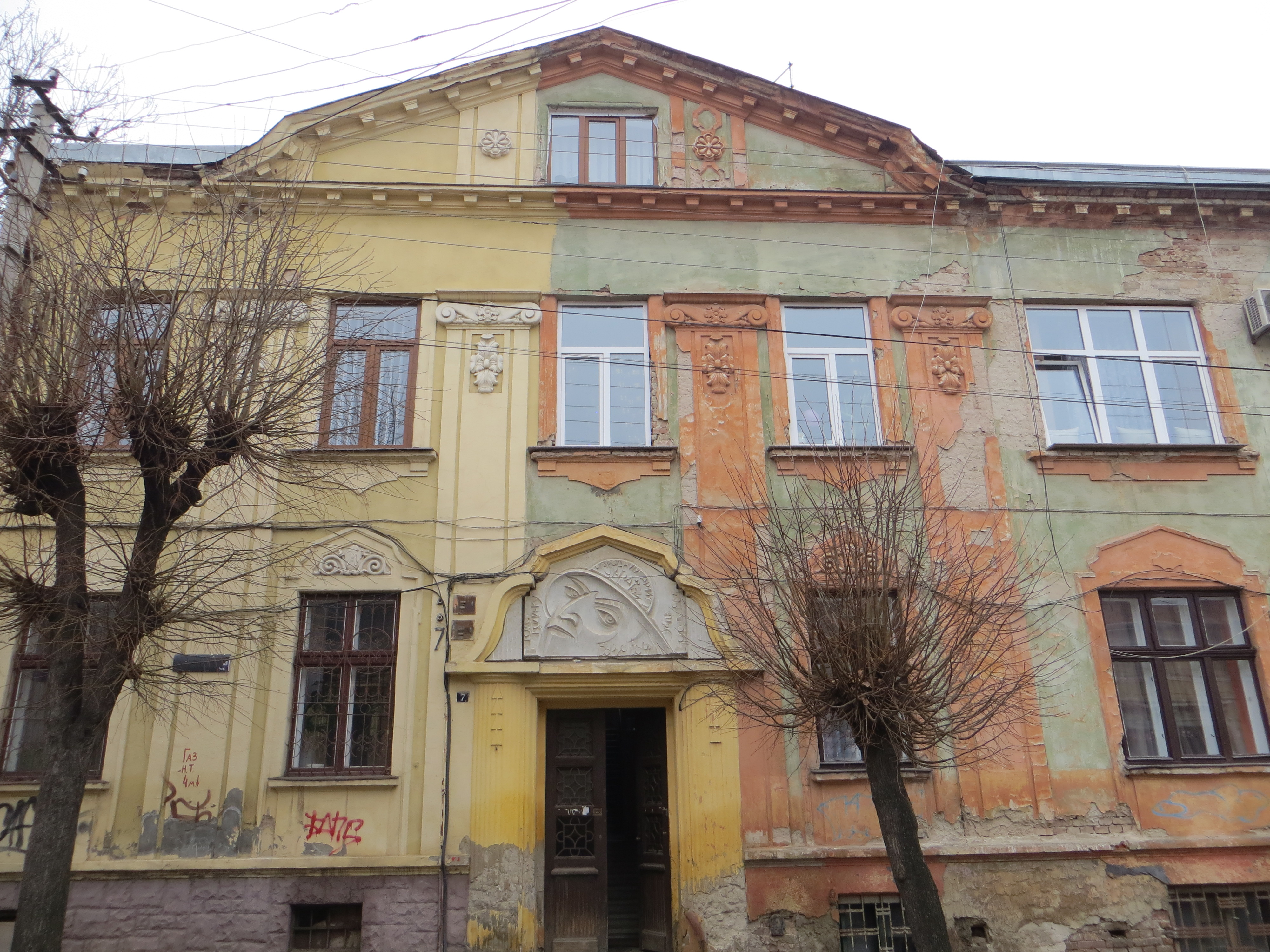
Чернівці. Будинок на вул. Ломоносова
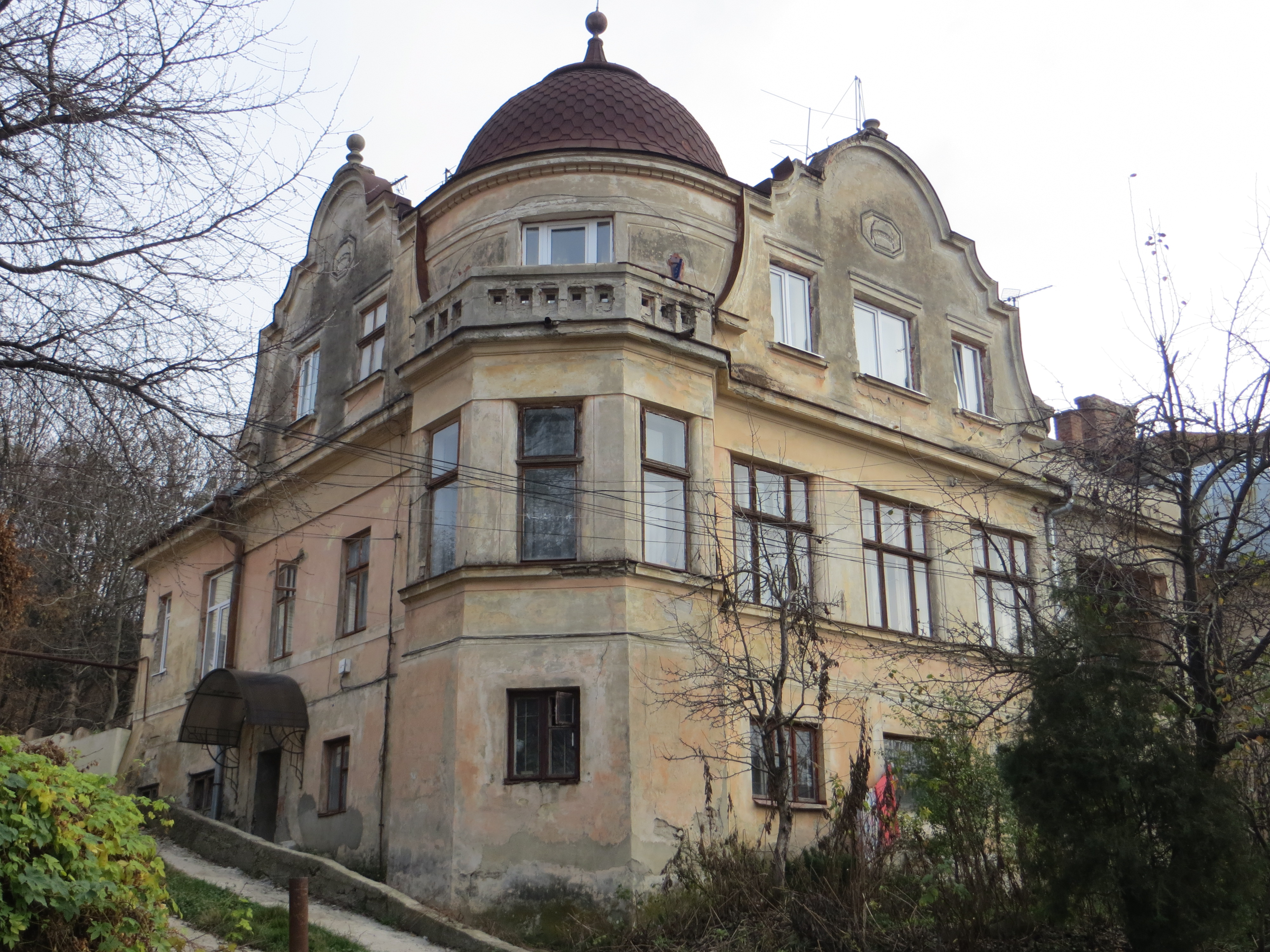
Чернівці. Будинок на вул. Пирогова
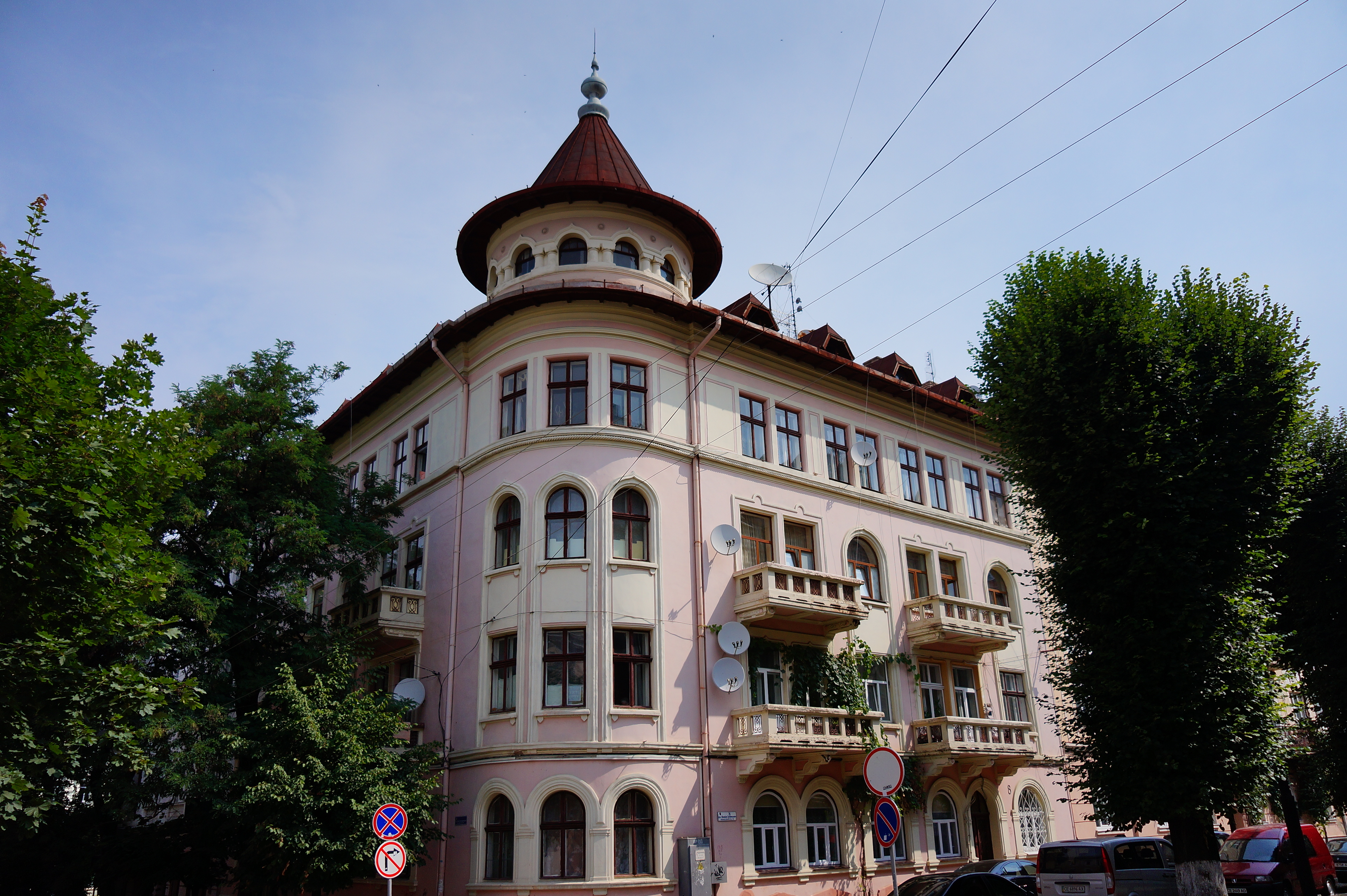
Чернівці. Будинок на вул. Грушевського, 8
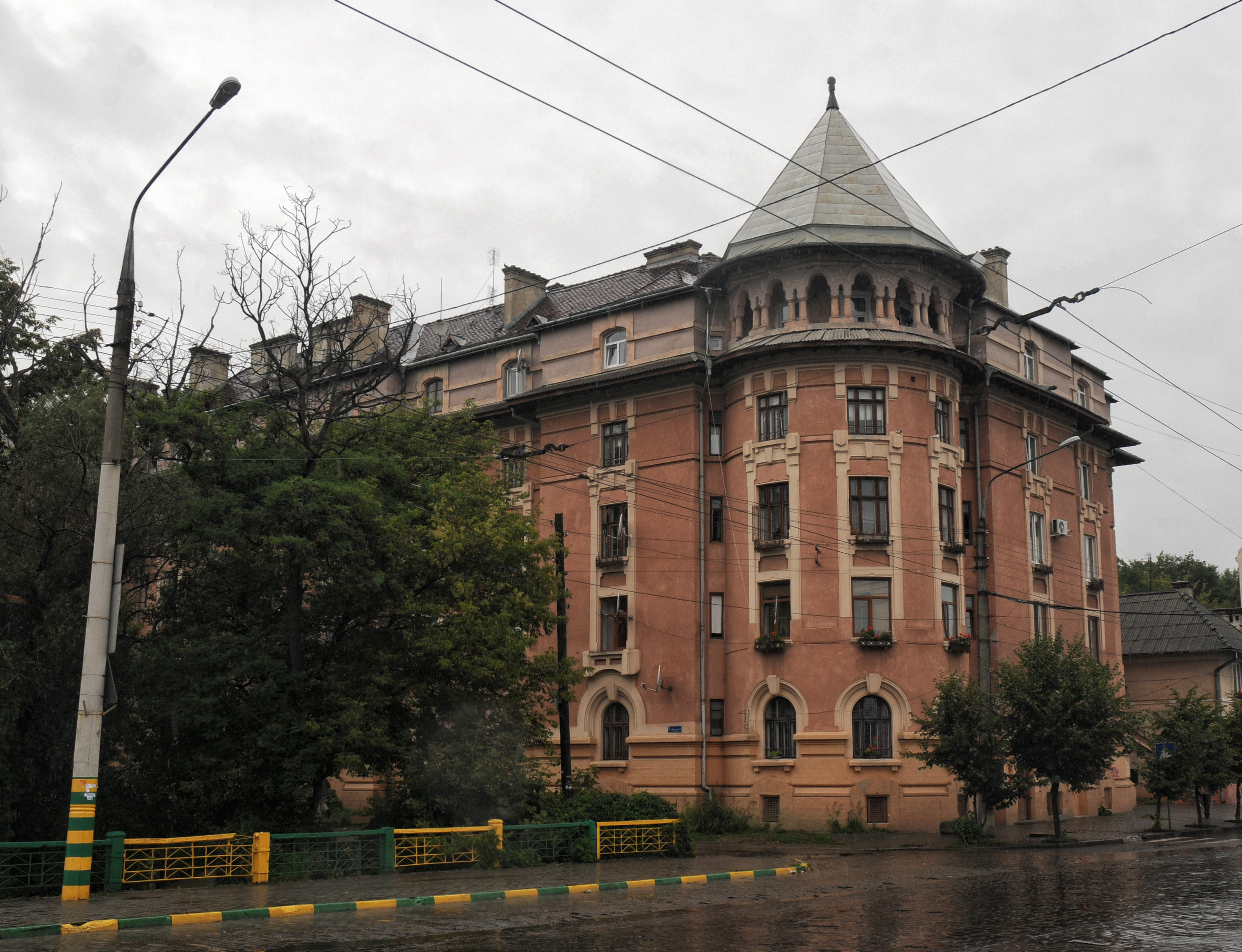
Чернівці. Будинок на вул. Ю. Гагаріна, 1930 р.
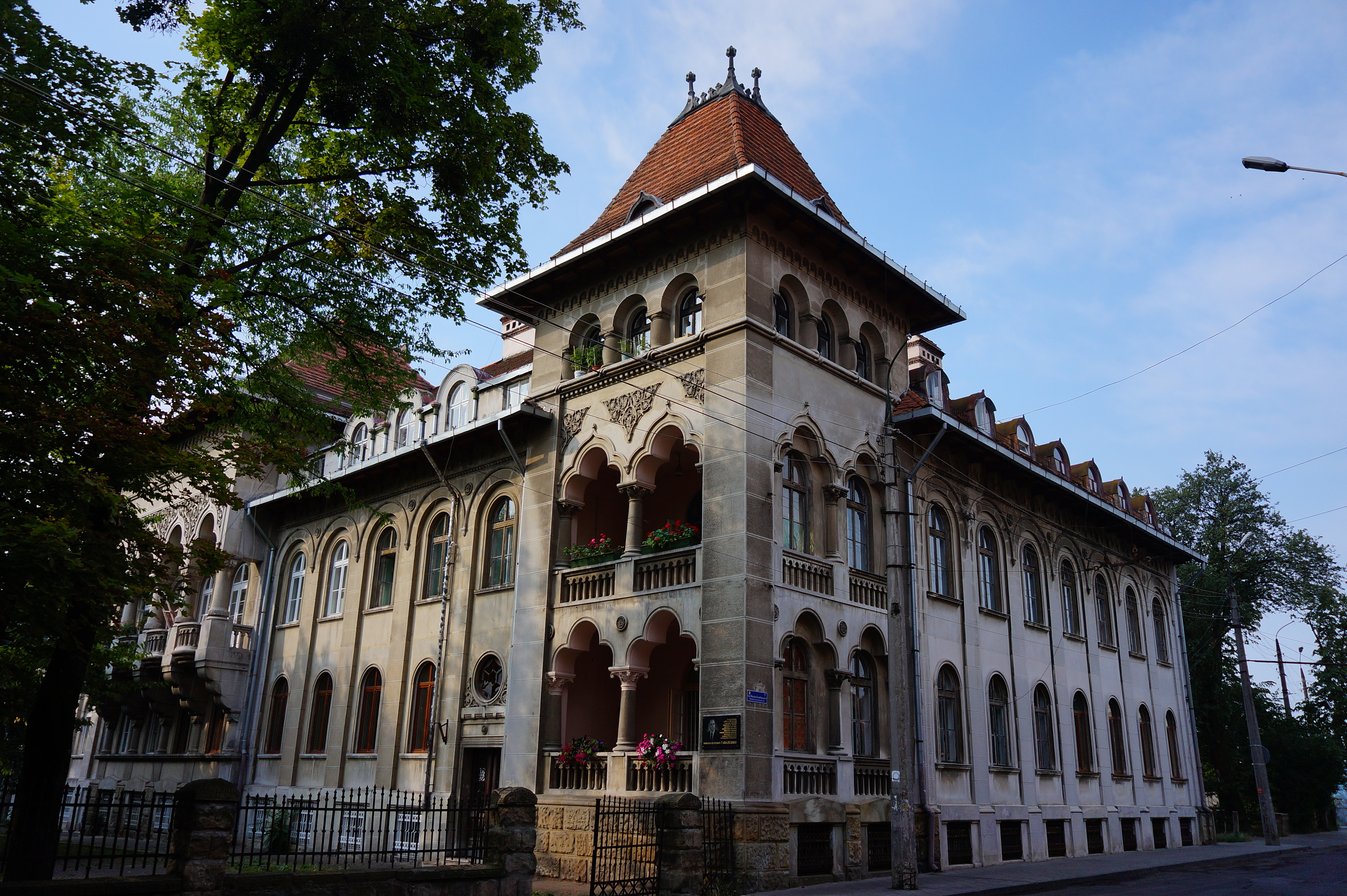
Чернівці. Житловий будинок резиденції митрополитів, 1930-ті рр.
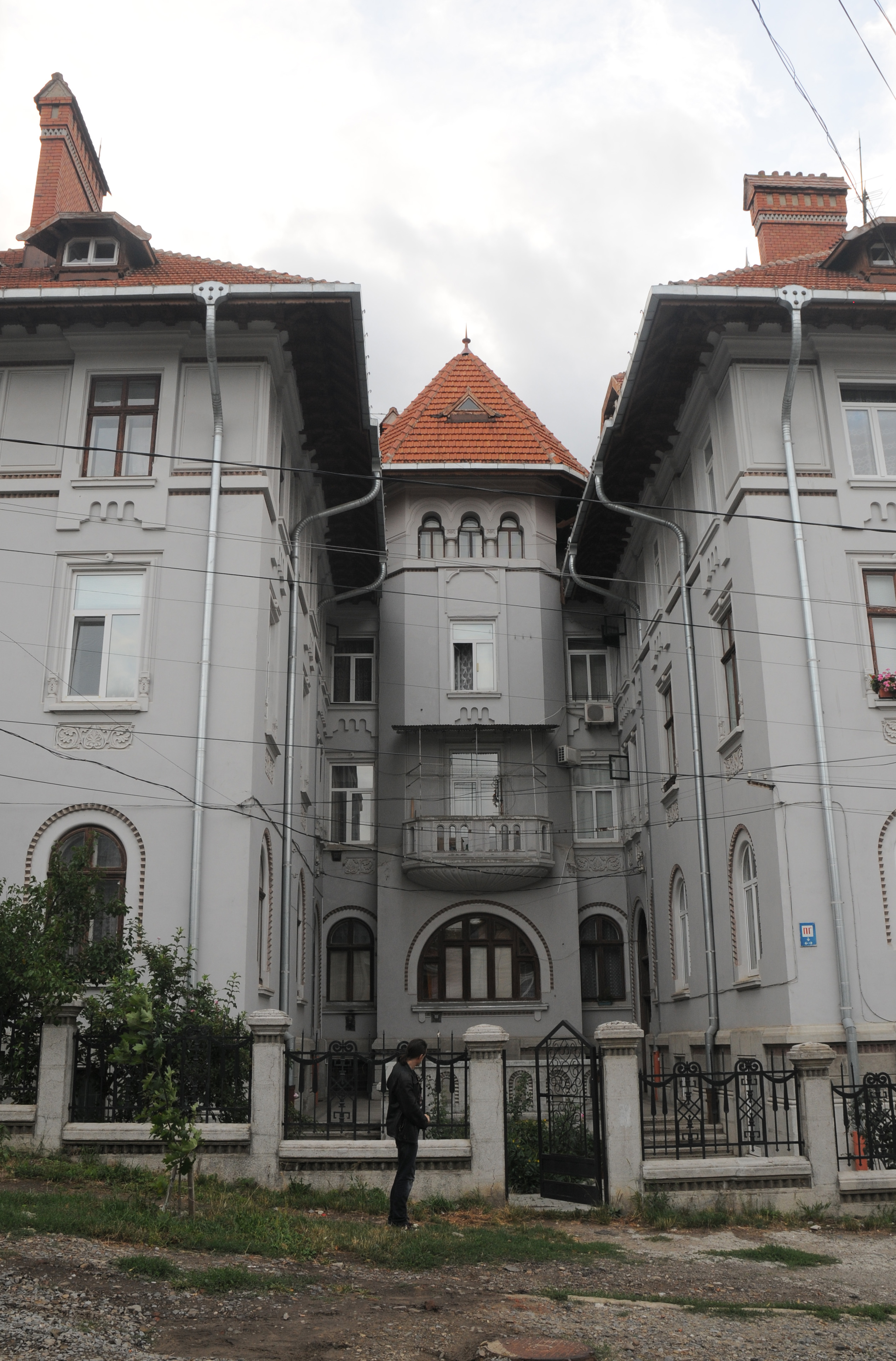
Чернівці. Будинок для офіцерів на вул. Суворова
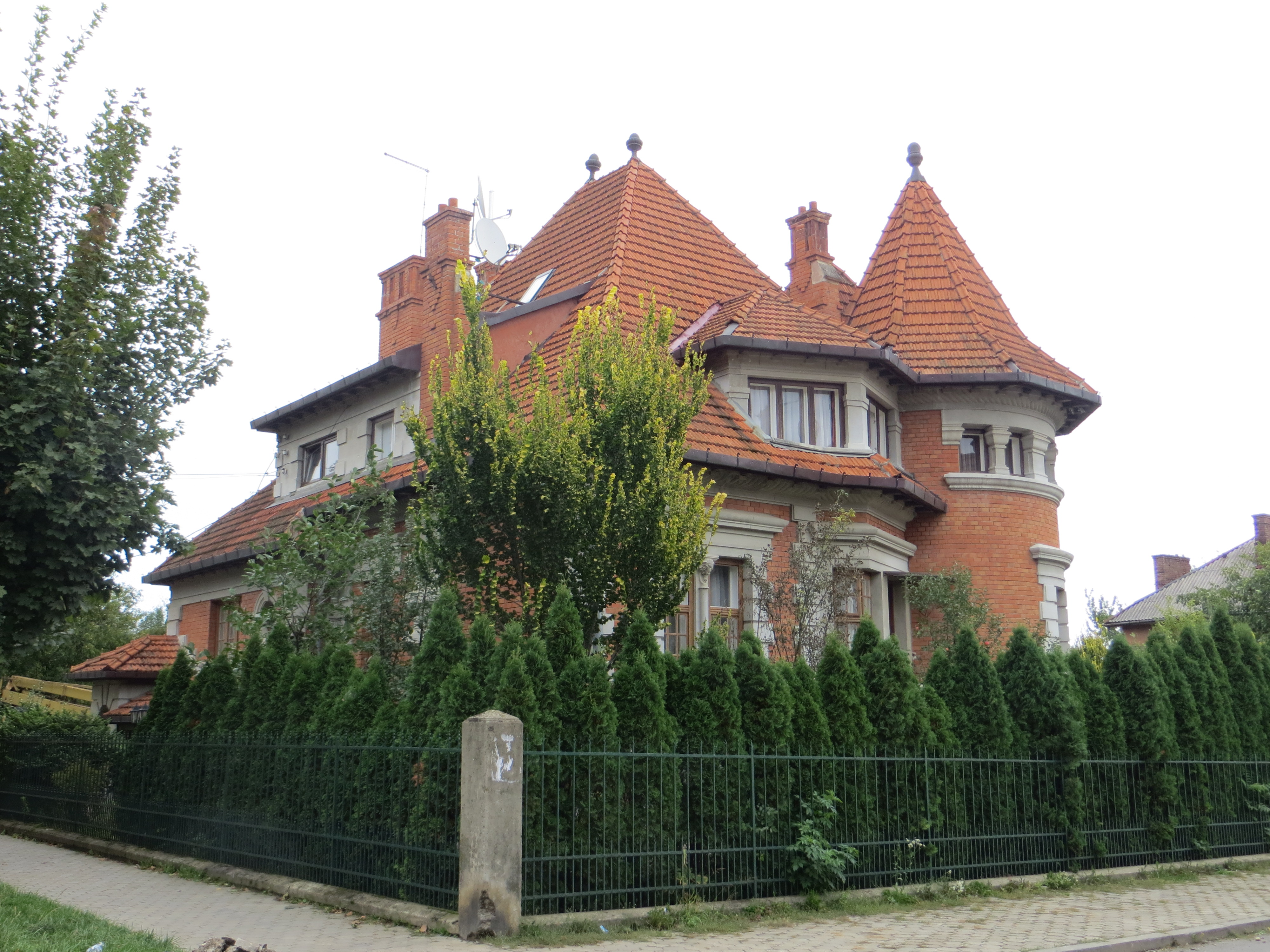
Чернівці. Житловий будинок га вул Трепка, 1930 р.
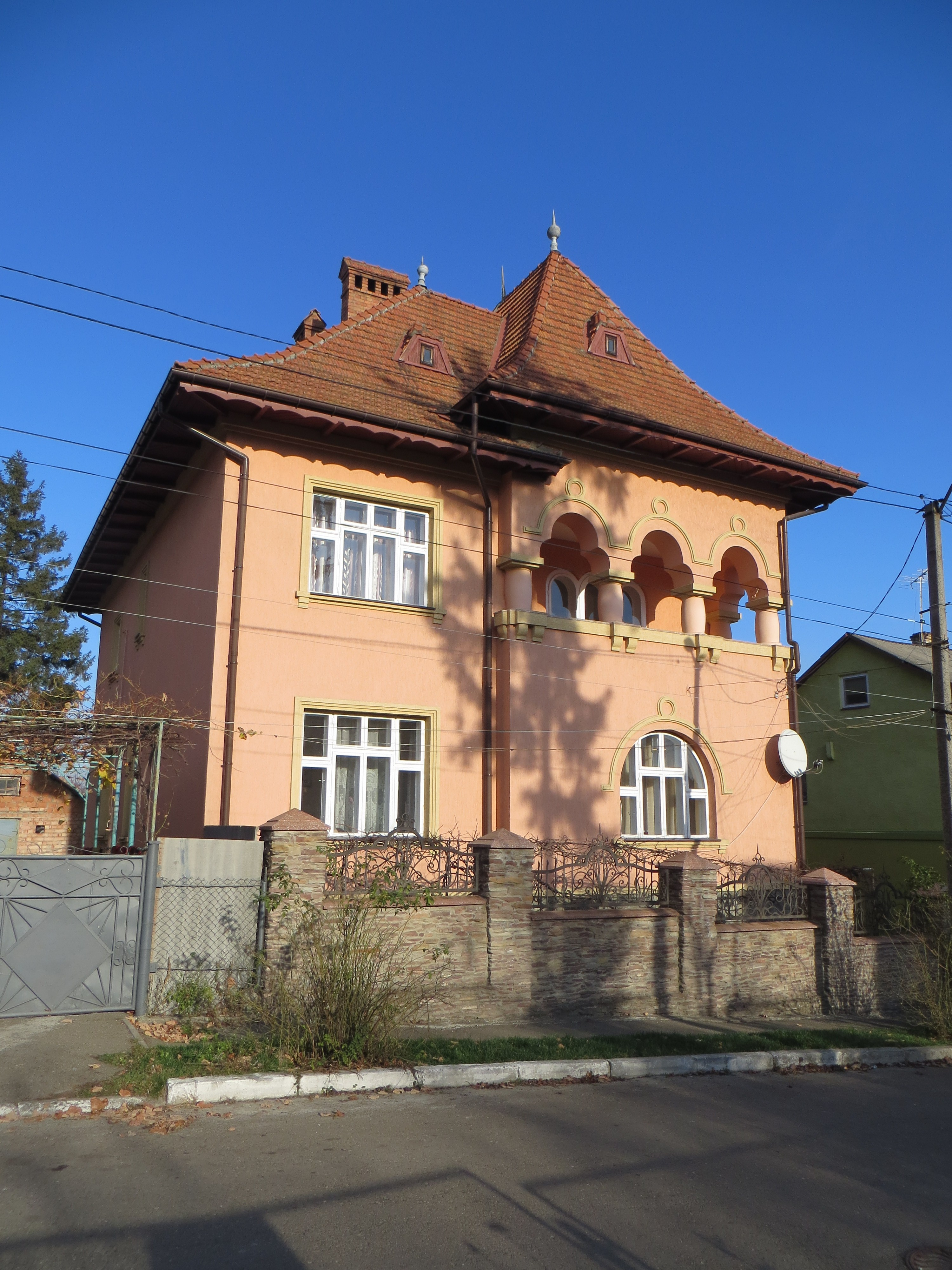
Чернівці. Вілла Филиповича, 1930-ті рр.
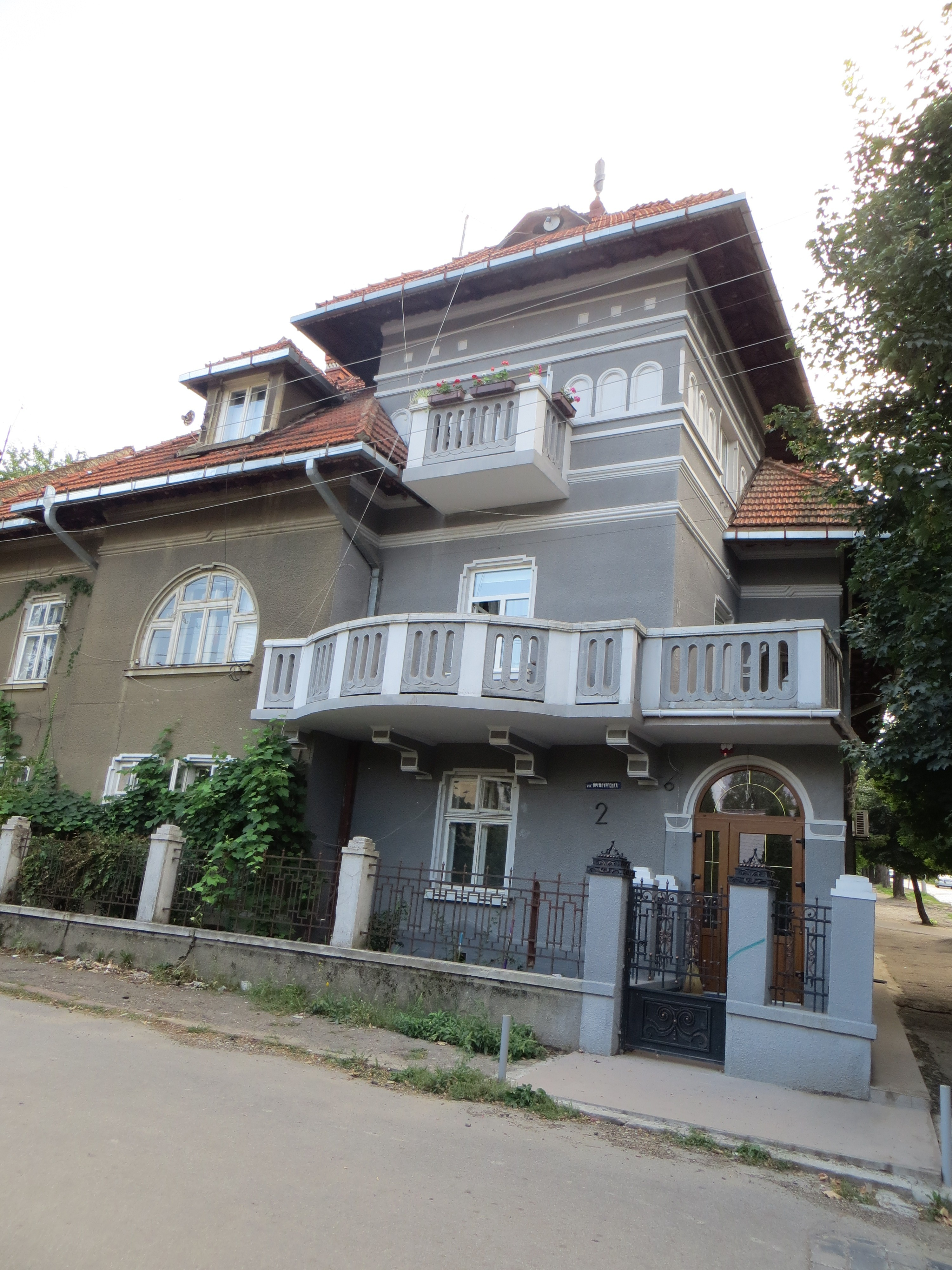
Чернівці. Будинок на вул. Андрія Кушніренка
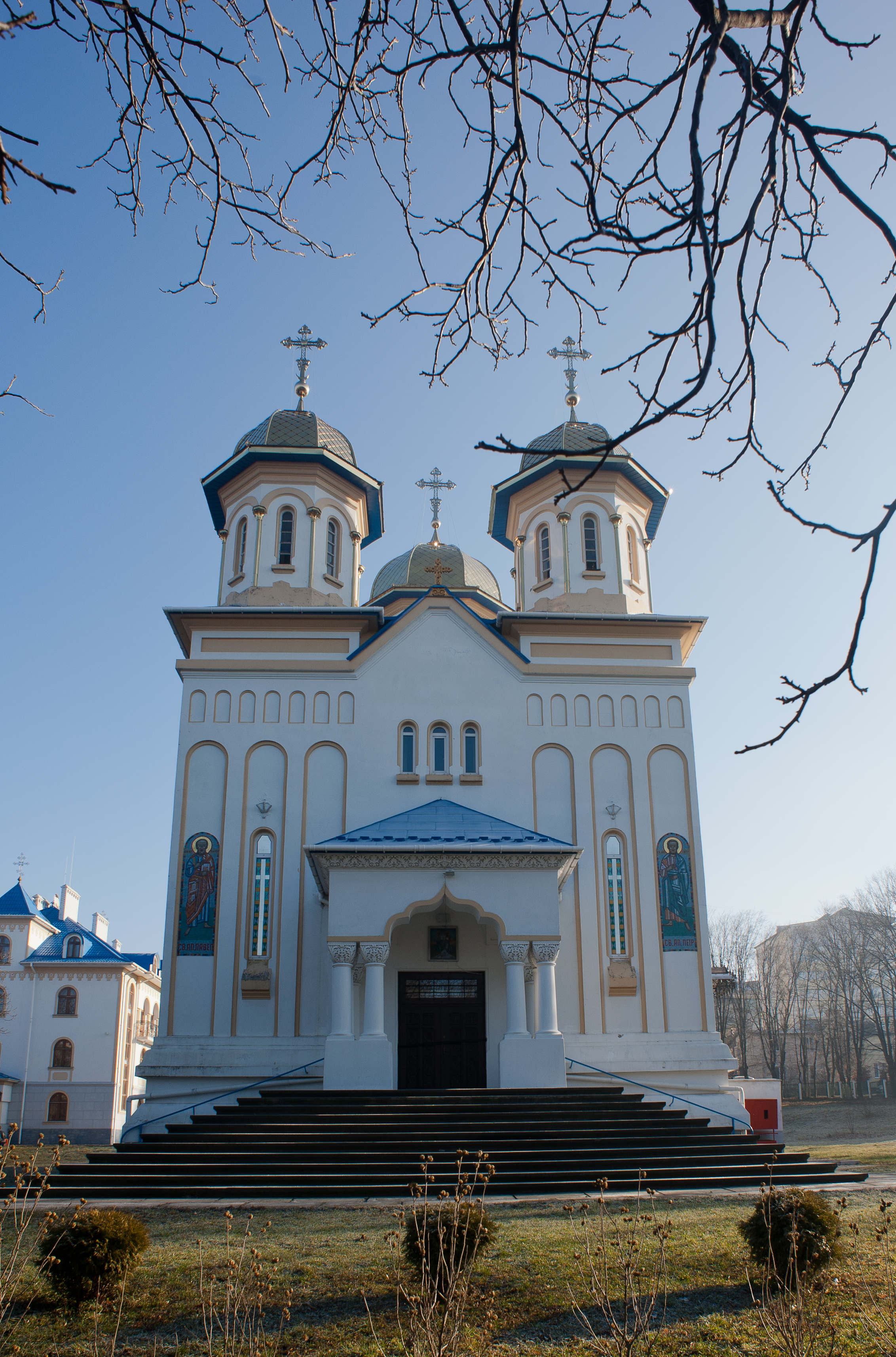
Чернівці. Церква Петра і Павла
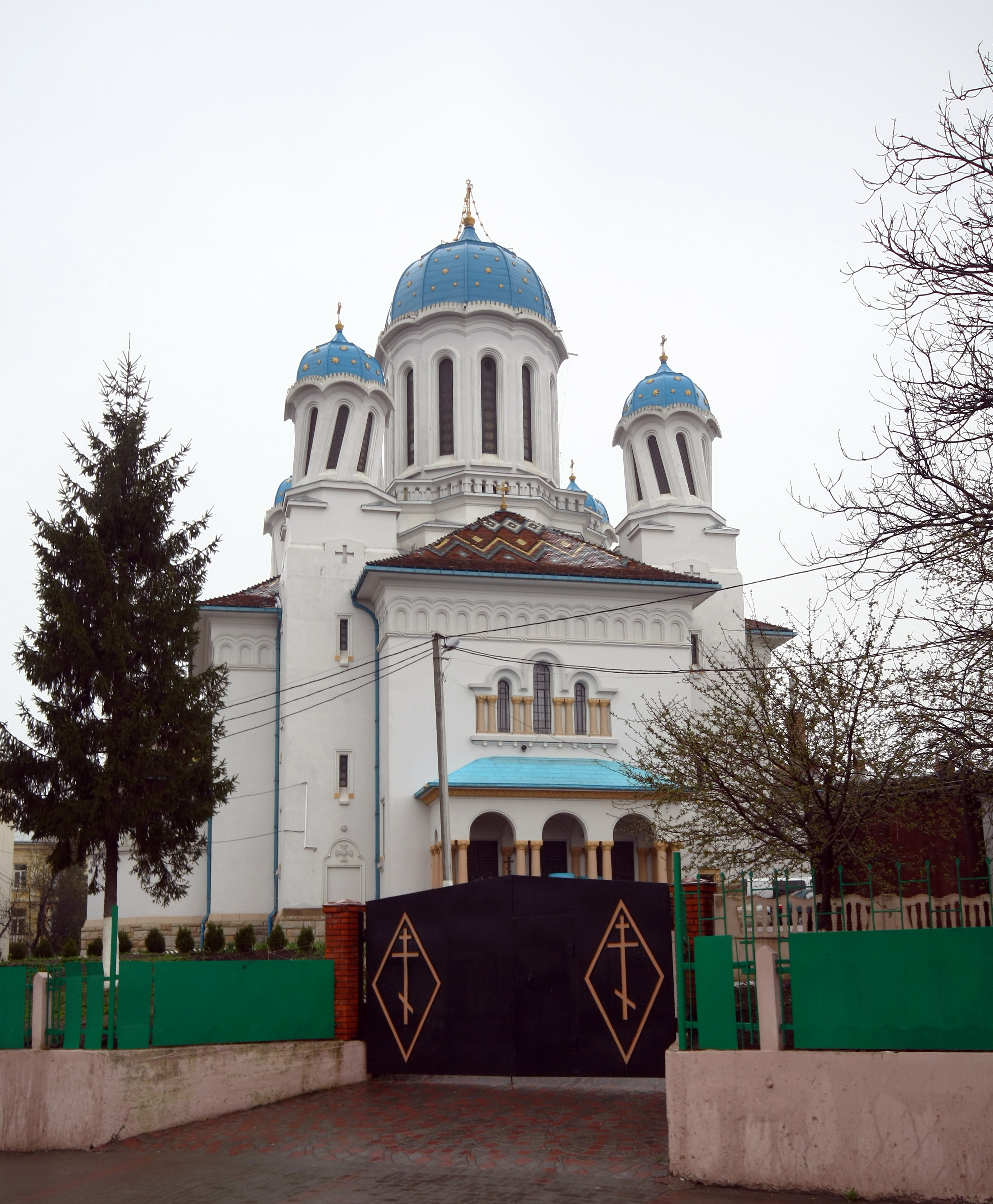
Чернівці. Миколаївський кафедральний собор, 1936–1939 рр.
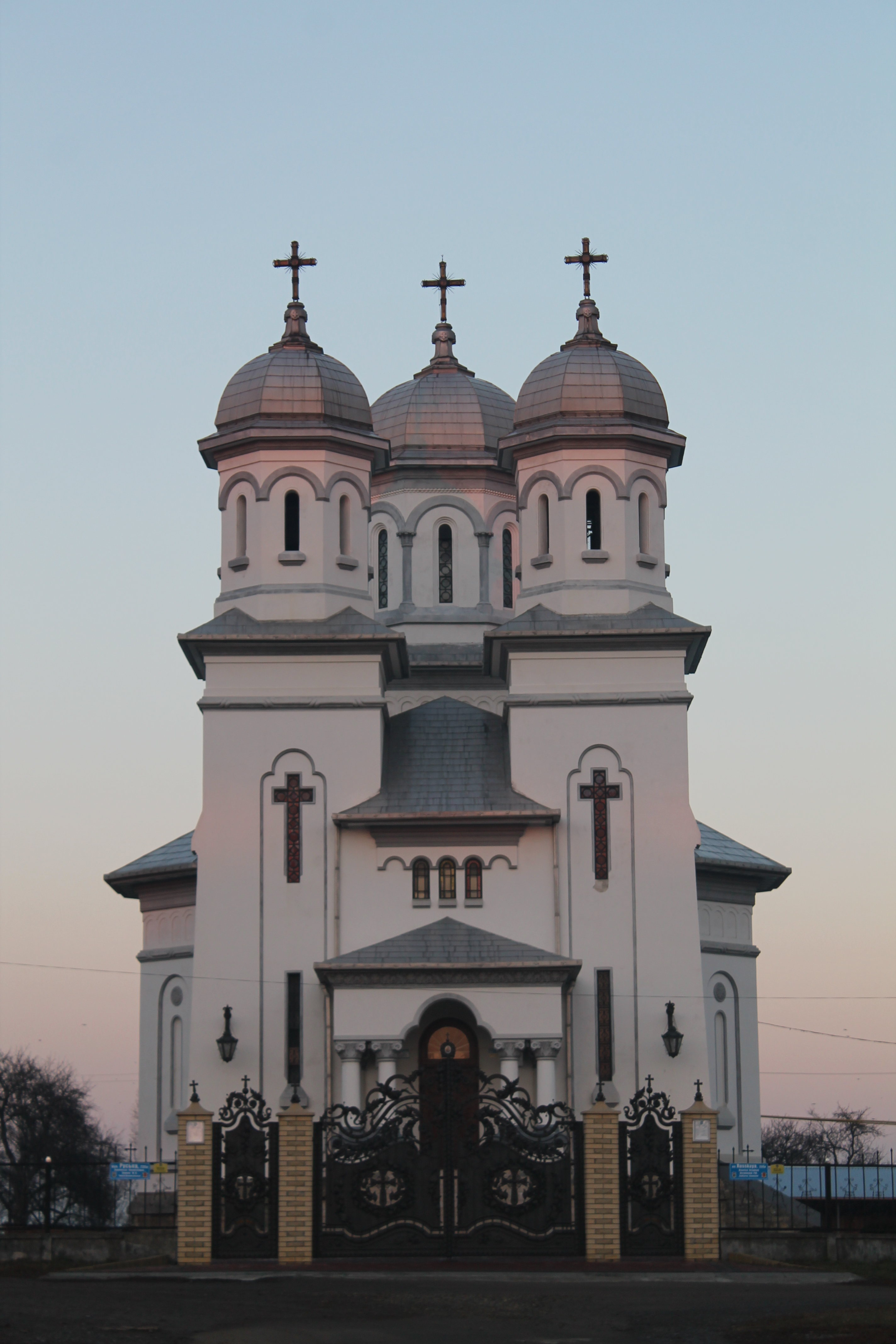
Чернівці. Петропавлівська церква, 1938 р.
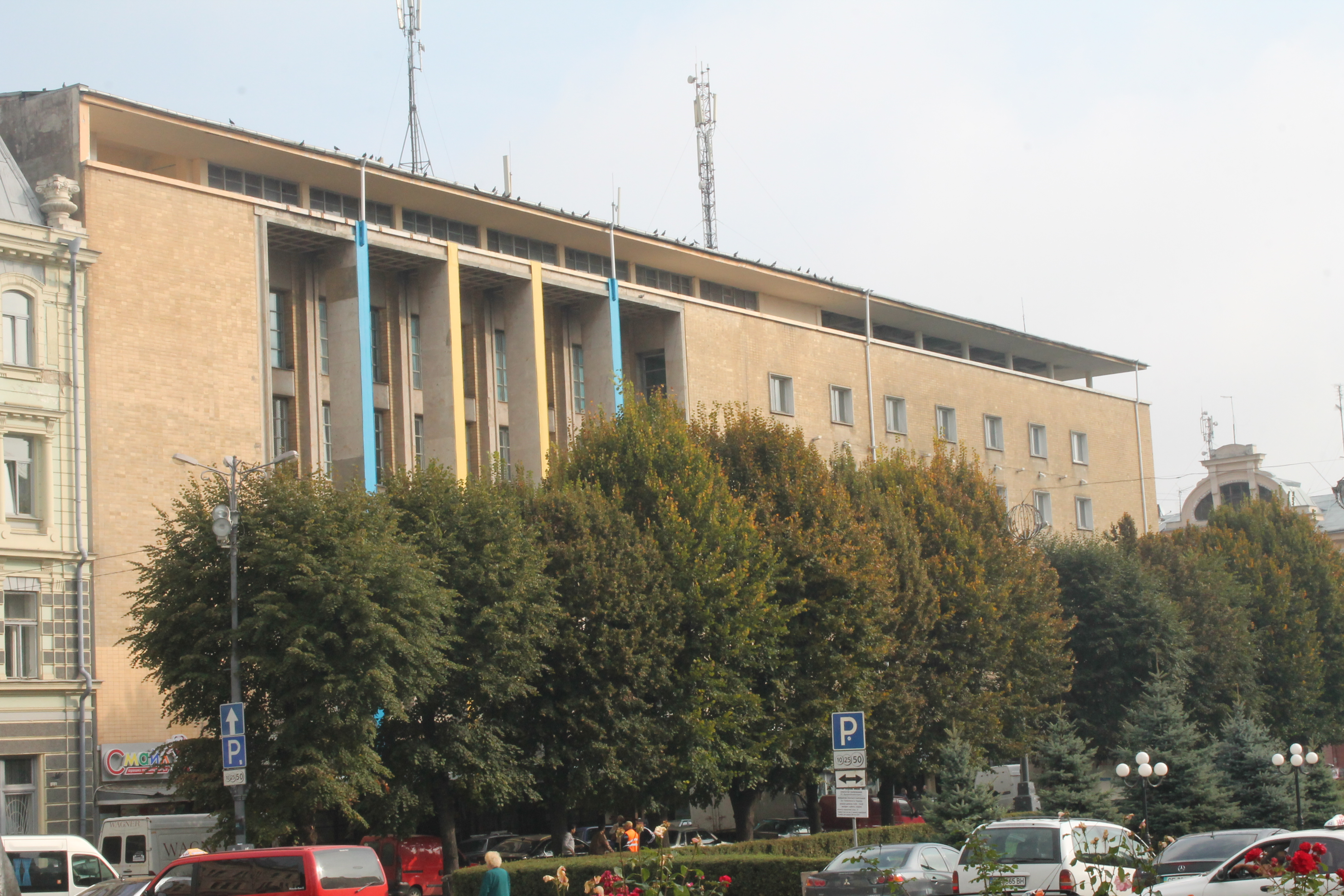
Чернівці. Румунський національний палац, арх. Х. Крянге, 1937–1940 рр.
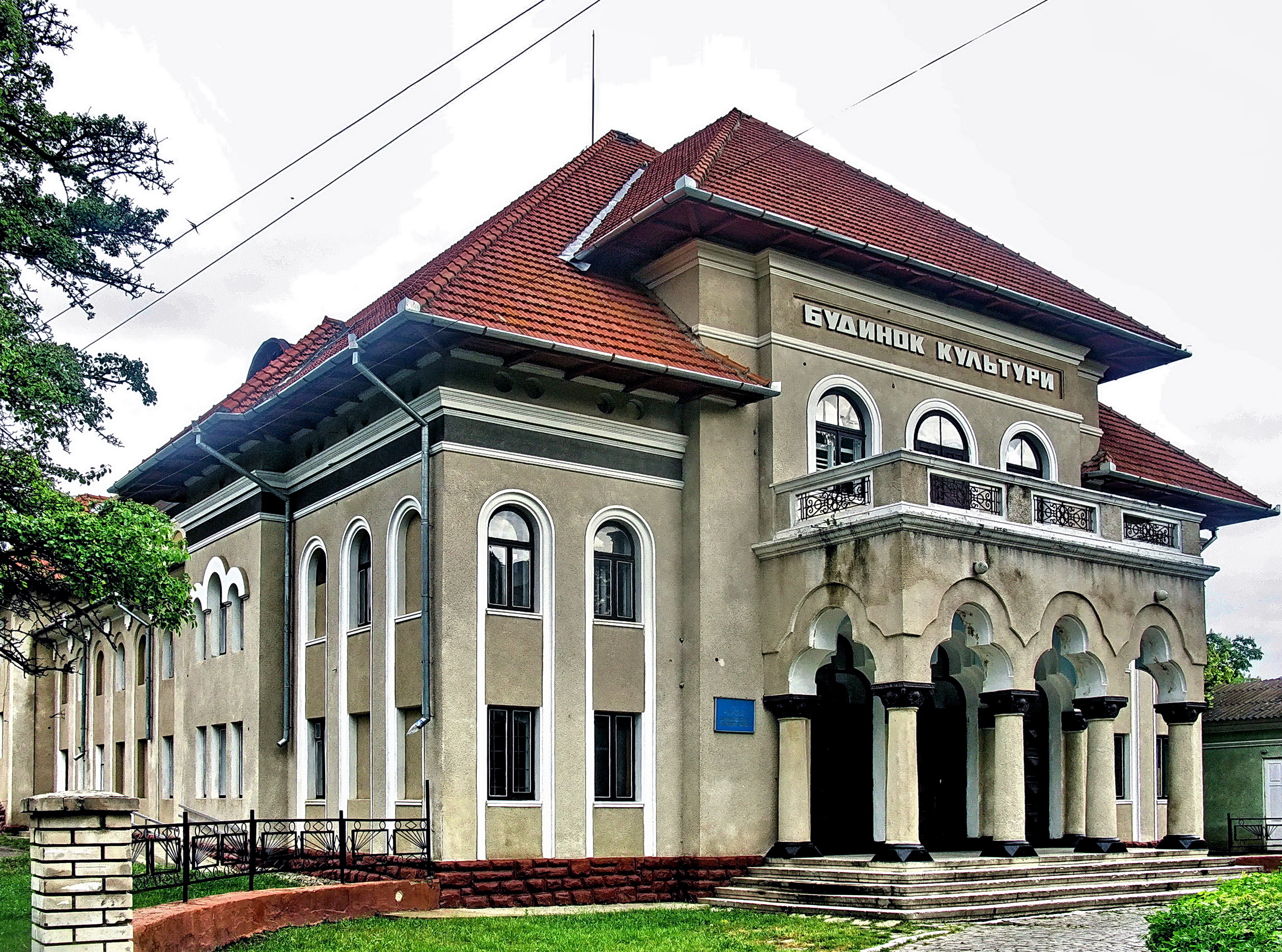
Хотин. Театр, 1934 р.
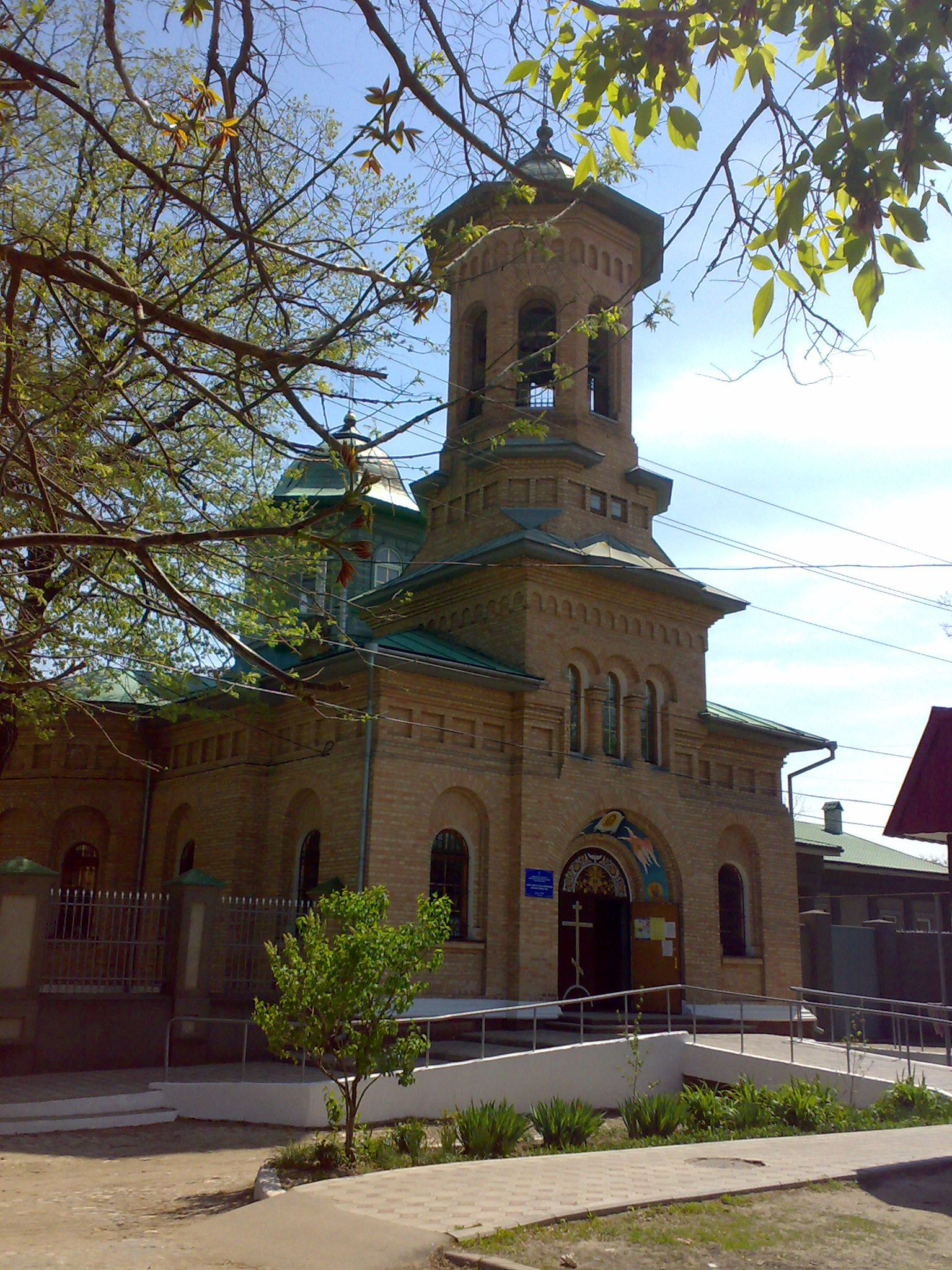
Ізмаїл. Церква Св. Костянтина і Олени, 1931–1936 рр.
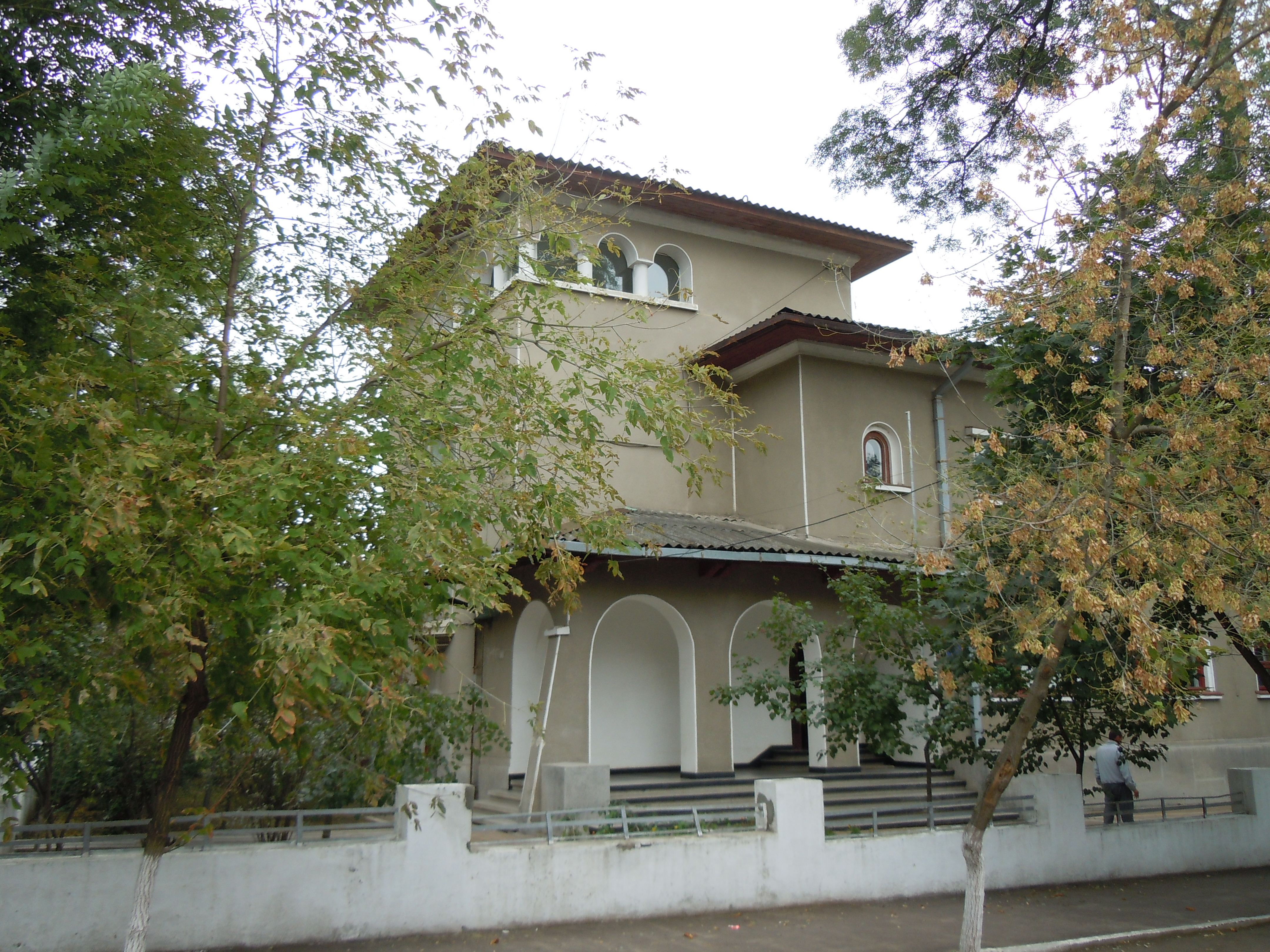
Ізмаїл. Лікарня, 1938 р.
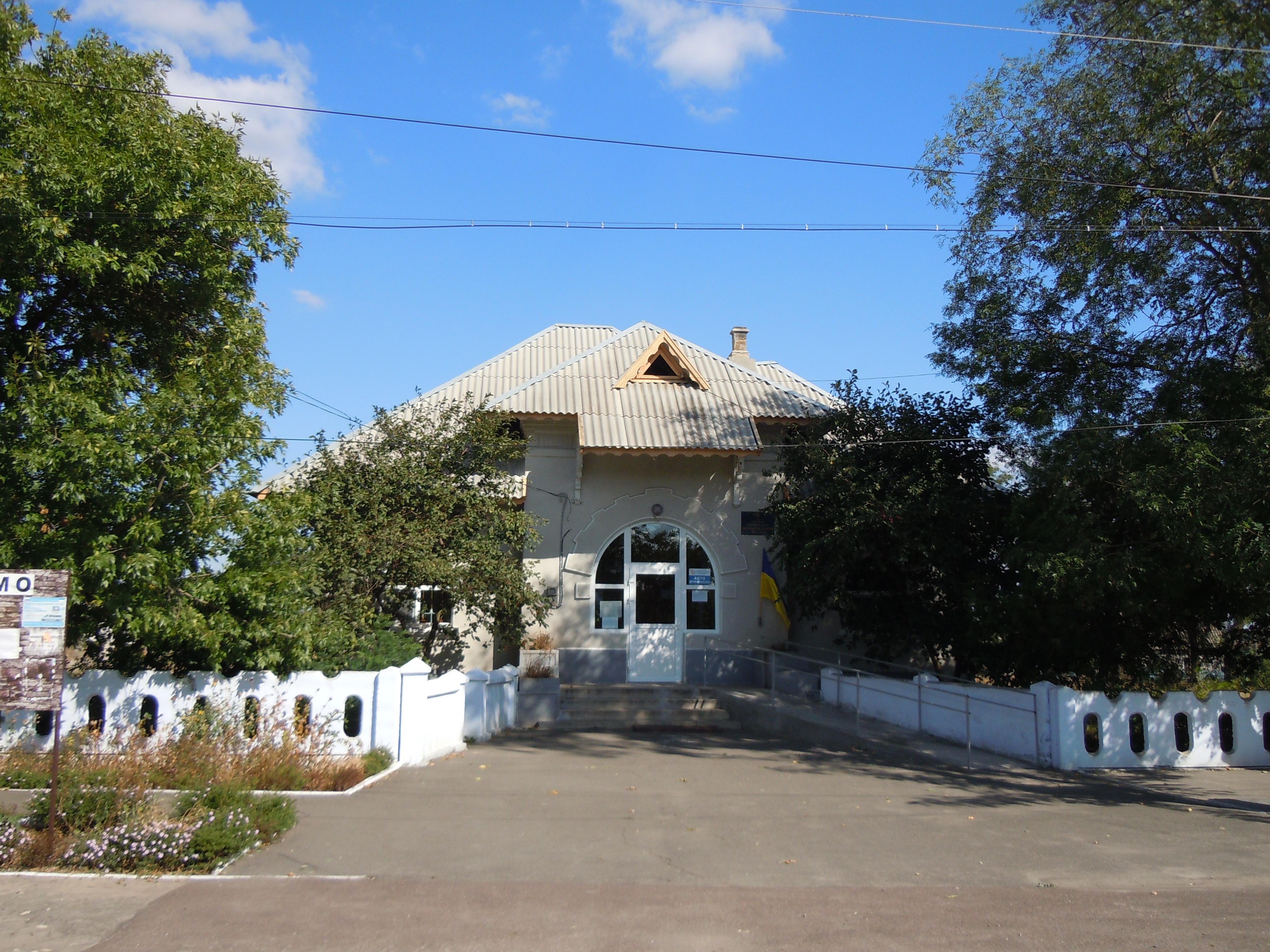
Саф'яни, Одеська область. Будівля сільської управи, 1935–1938 рр.
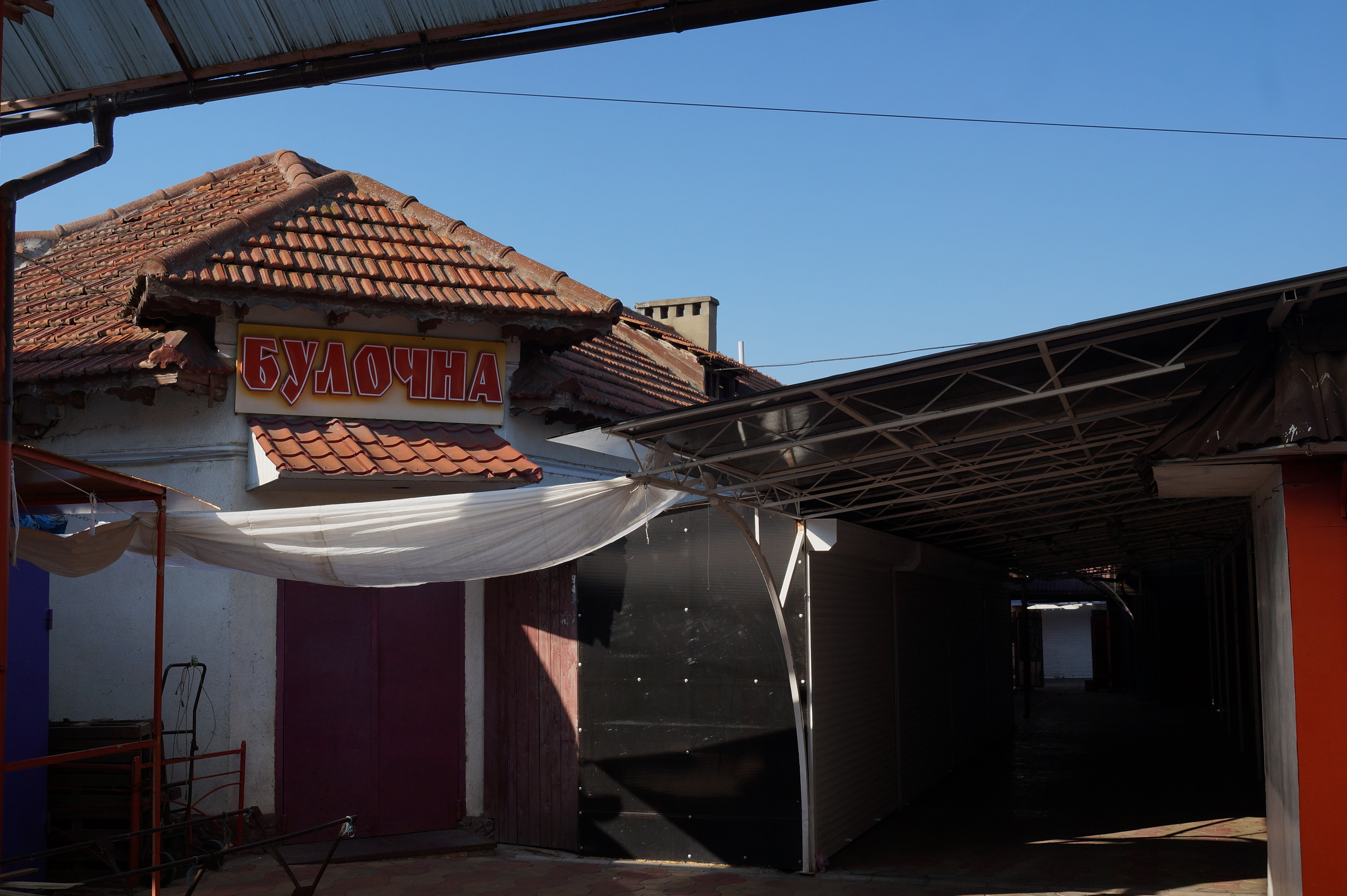
Білгород-Дністровський. Торгові ряди
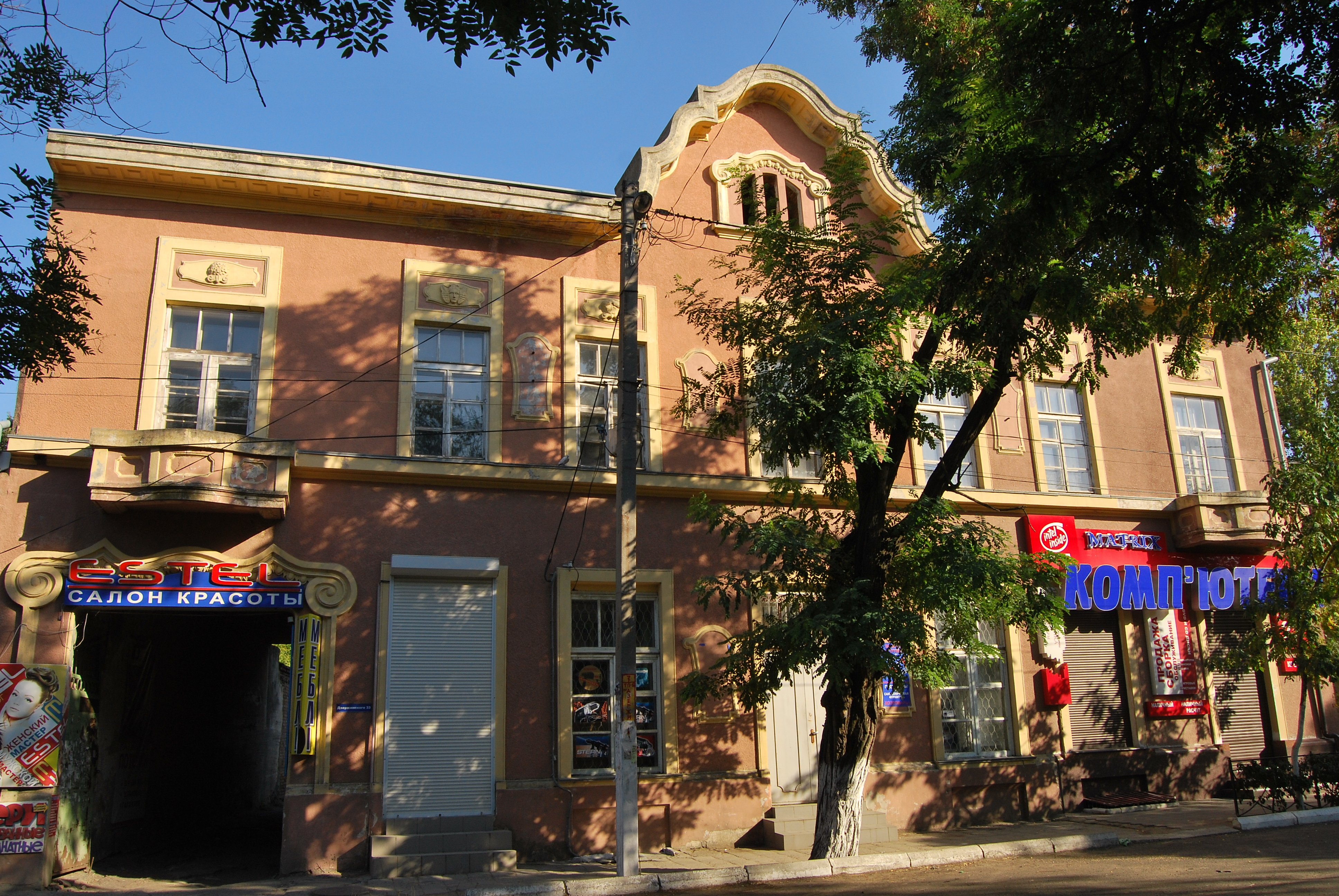
Білгород-Дністровський. Будинок на вул. Миколаївській, 33-35
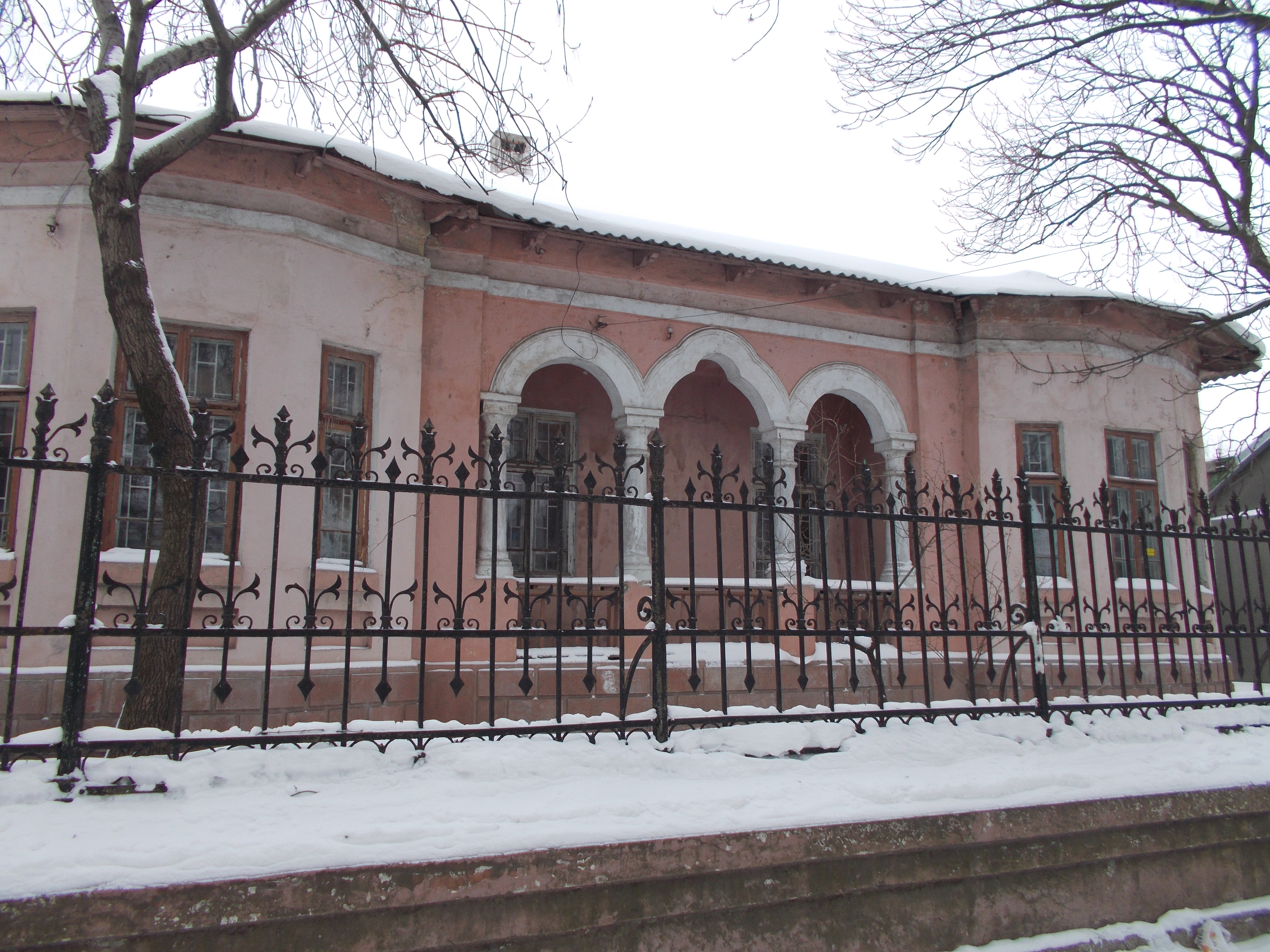
Білгород-Дністровський. Особняк Суфлері на вул. Маяковського
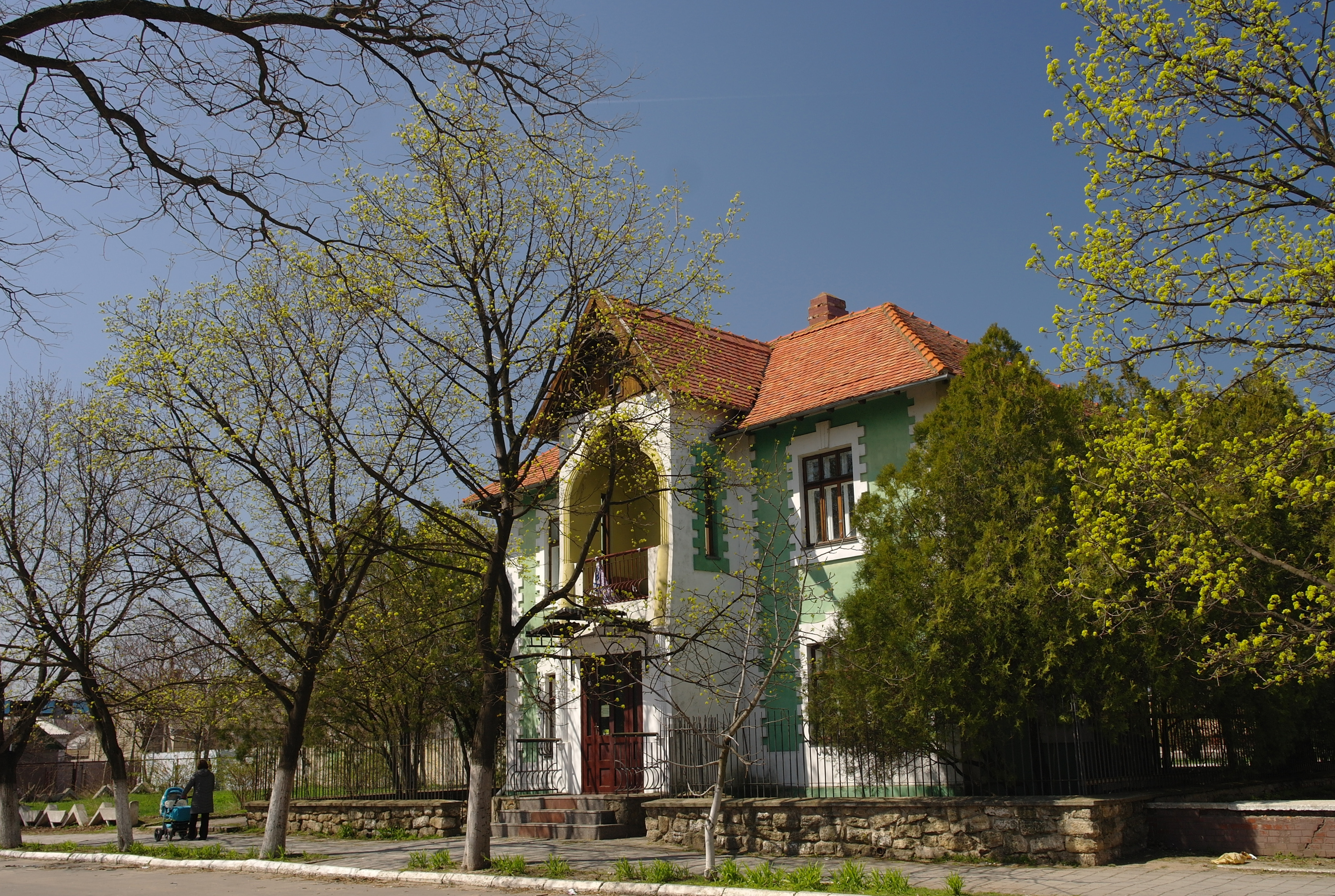
Білгород-Дністровський. Особняк на вул. Михайлівській, 1936 р.
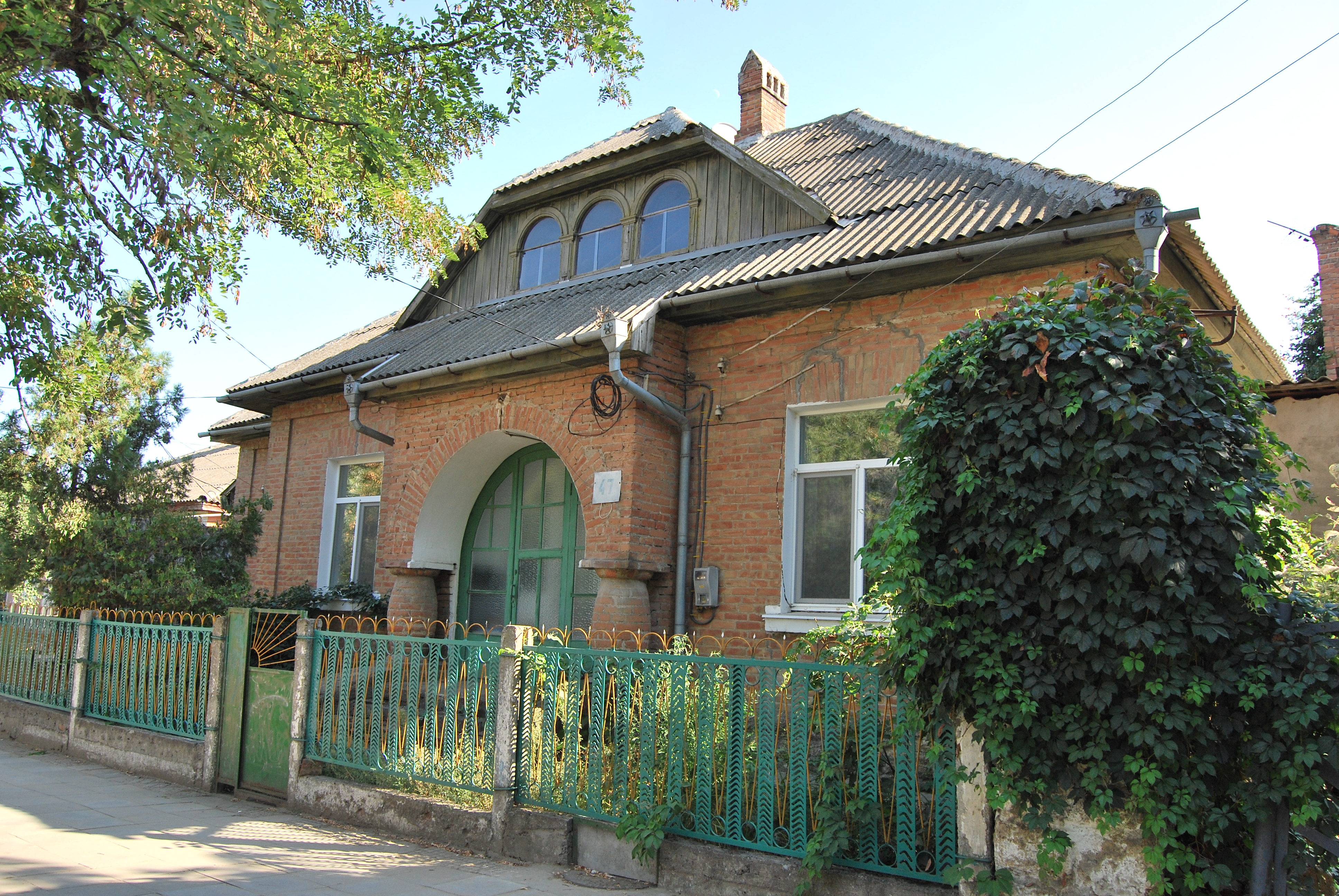
Білгород-Дністровський. Будинок на Першотравневій вул.
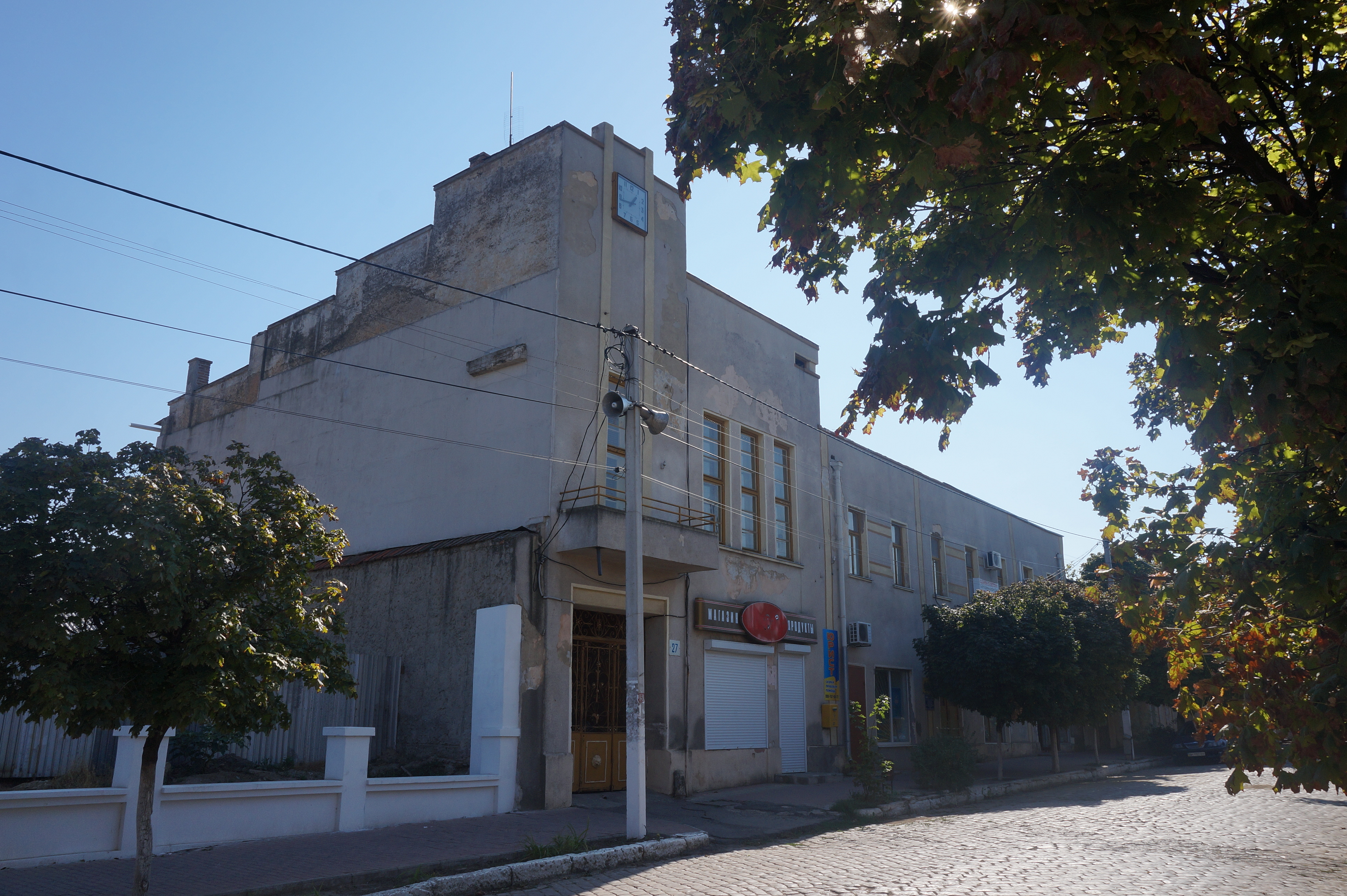
Білгород-Дністровський. Особняк

### у Закарпатській області
Після надходження Закарпаття до Чехословаччині по всій країні почалася активна розбудова міст у характері чеської архітектури, зокрема у стилі кубізму. Проєкти виконували чехословацькі архітектори. Особливо потужною було будівництво у центрі краю — Ужгороді, центральні вулиці якого наповнила кубістична забудова. Був створений новий урядовий центр — Малий Ґалаґов, який отримав радіальне планування. Ближче до 1930-х років все більша перевага віддавалася функціоналізму.
Після захоплення Закарпаття Угорщиною характер нової забудови змінився на притаманний цій країні.

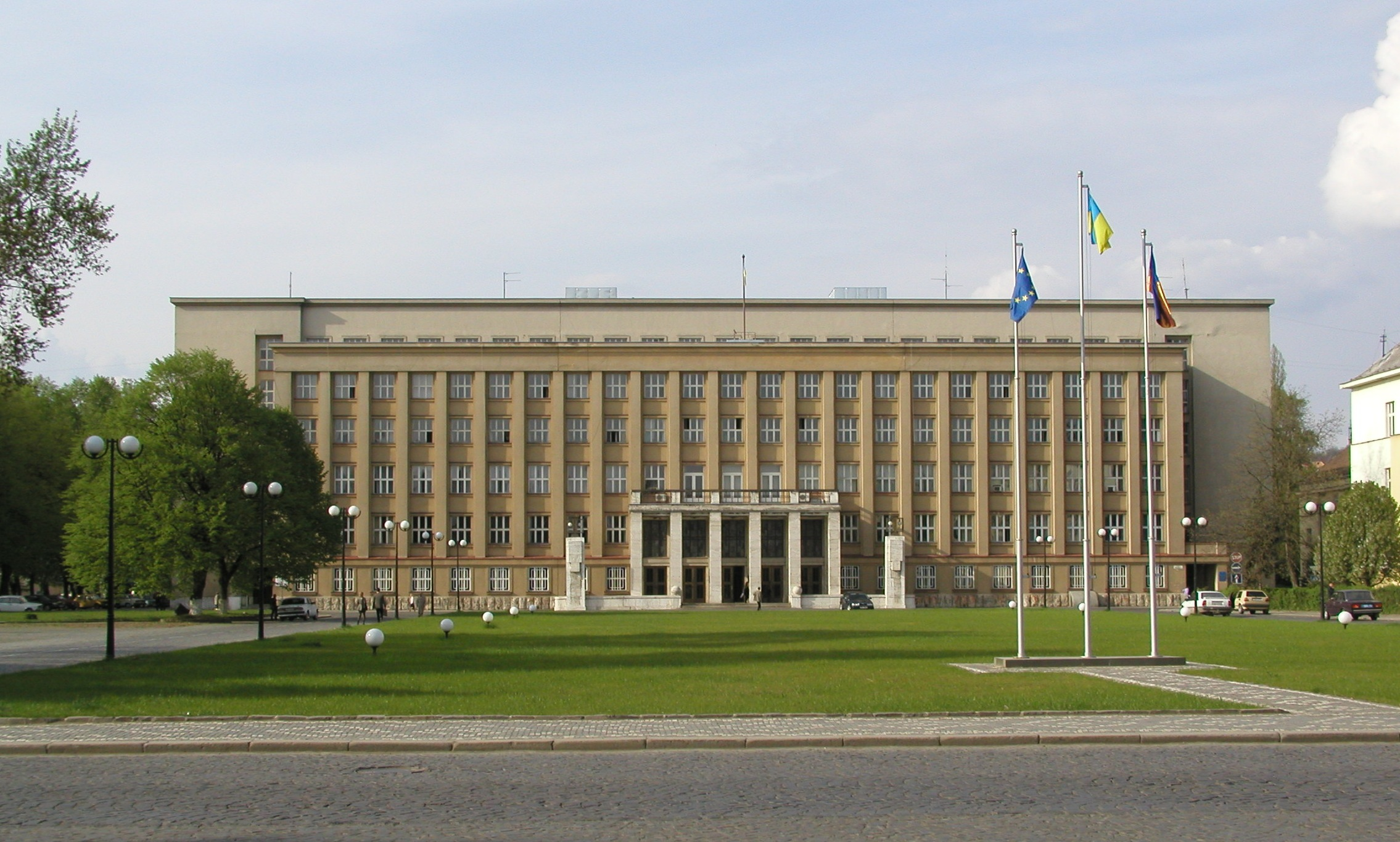
Ужгород, Малий Ґалаґов. Будівля Земського уряду, 1932–1936 рр., пл. Народна, 4
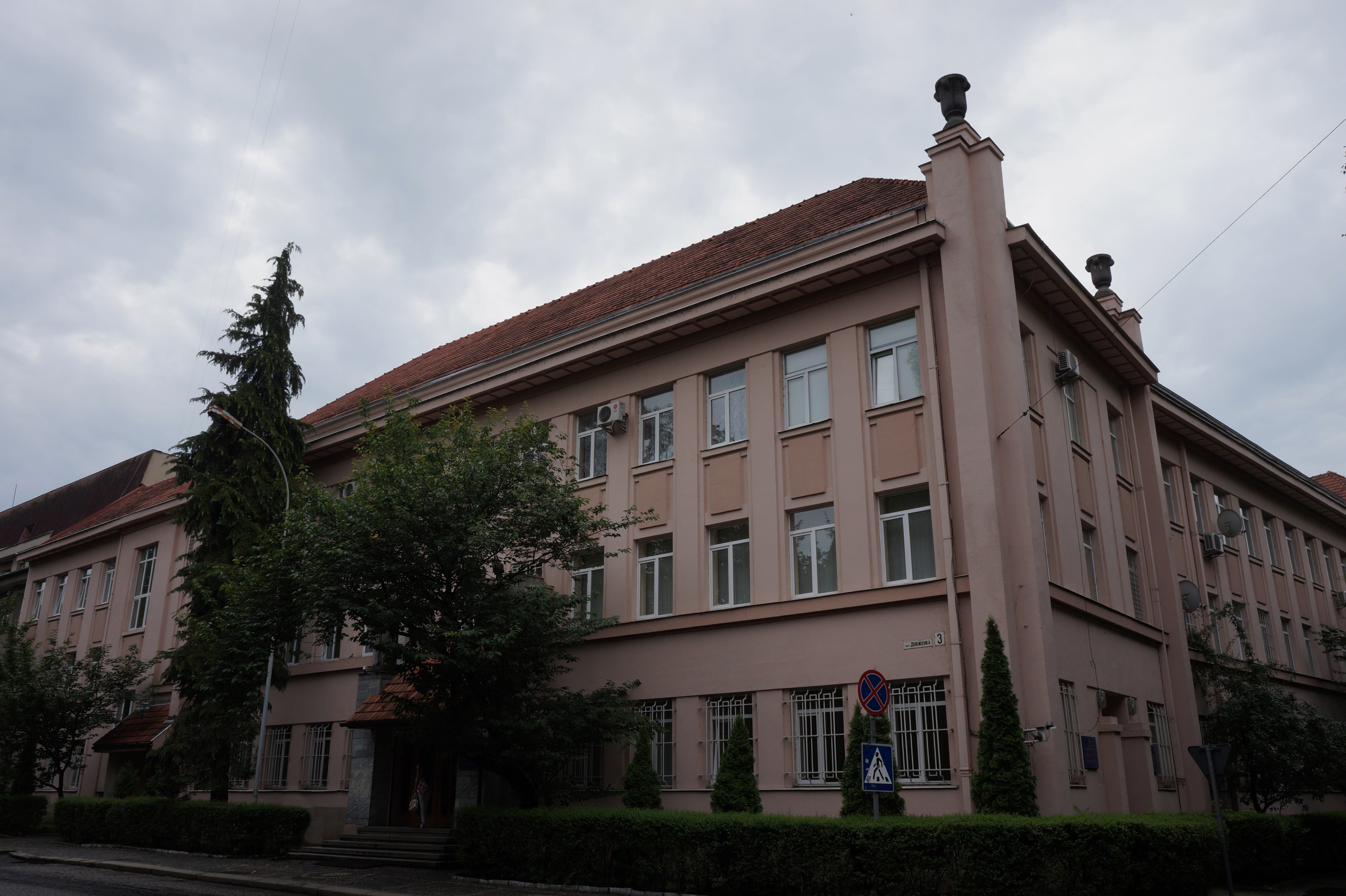
Ужгород, Малий Ґалаґов. Будинок чеського поліційного управління, 1930-ті рр., вул. Олександра Довженка, 3
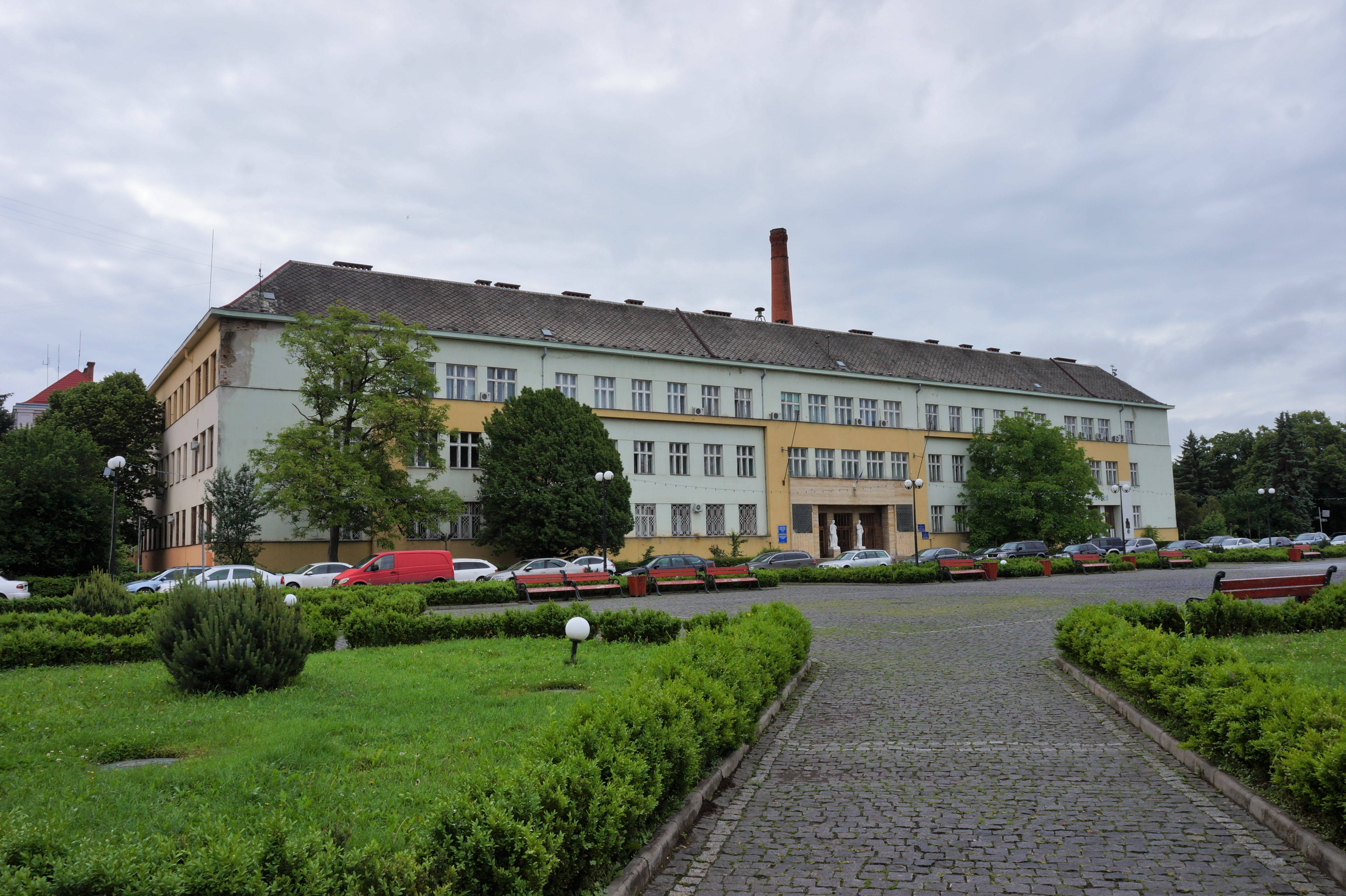
Ужгород, Малий Ґалаґов. Будинок суду, 1930-ті рр., пл. Народна, 5
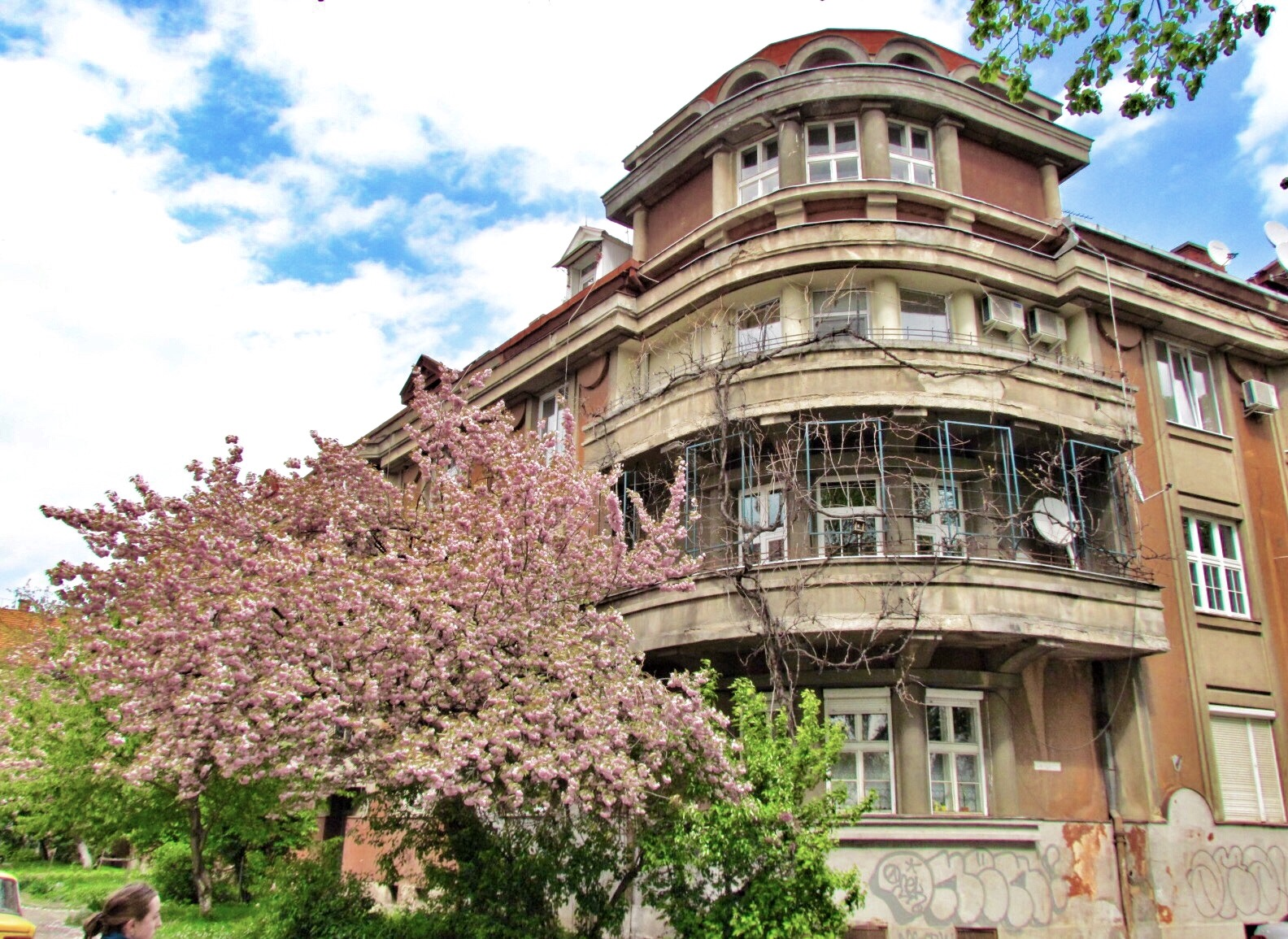
Ужгород, Малий Ґалаґов. Житловий будинок, 1930-ті рр., наб. Незалежності
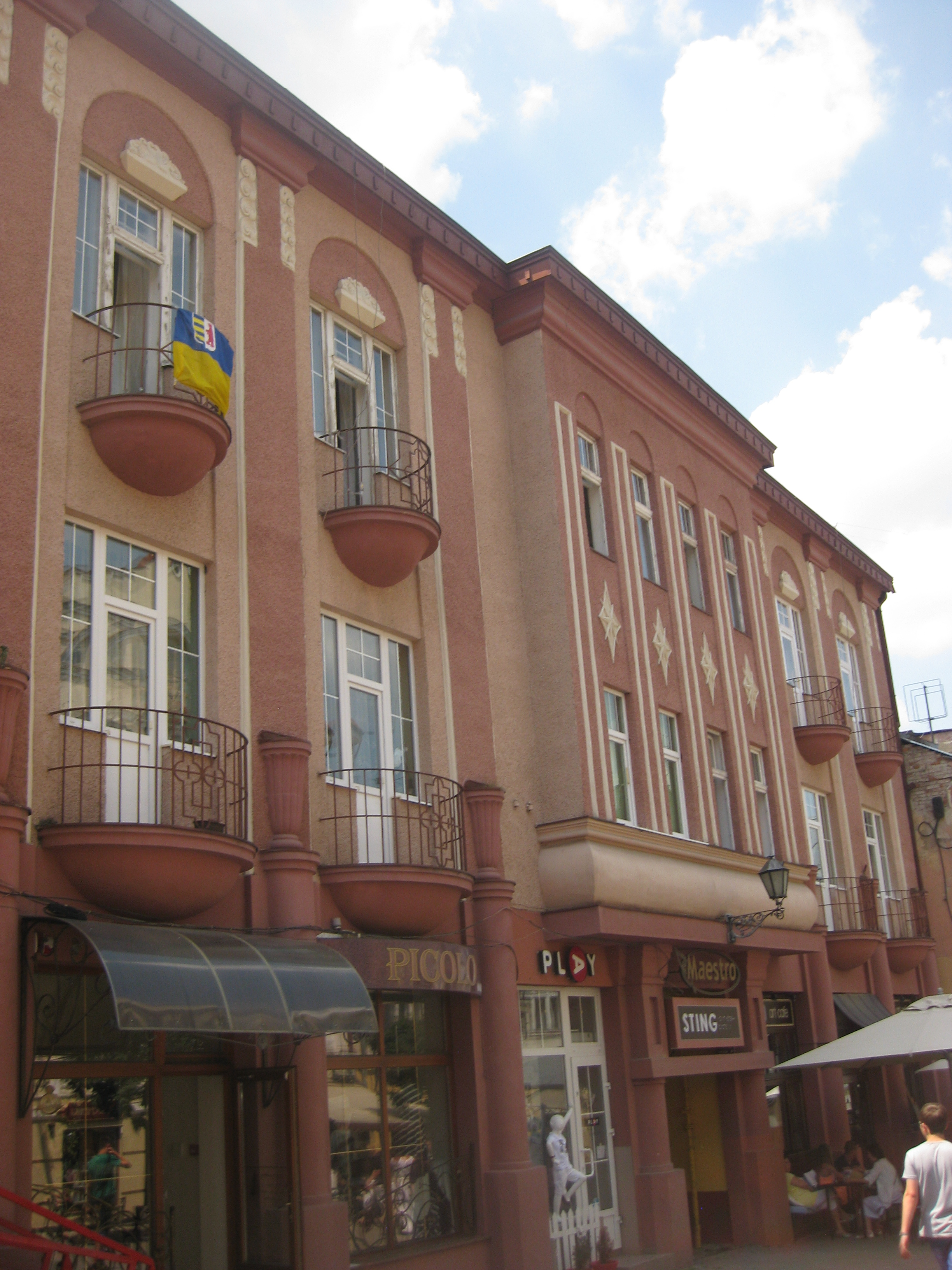
Ужгород. Житловий будинок, вул. Августина Волошина, 24
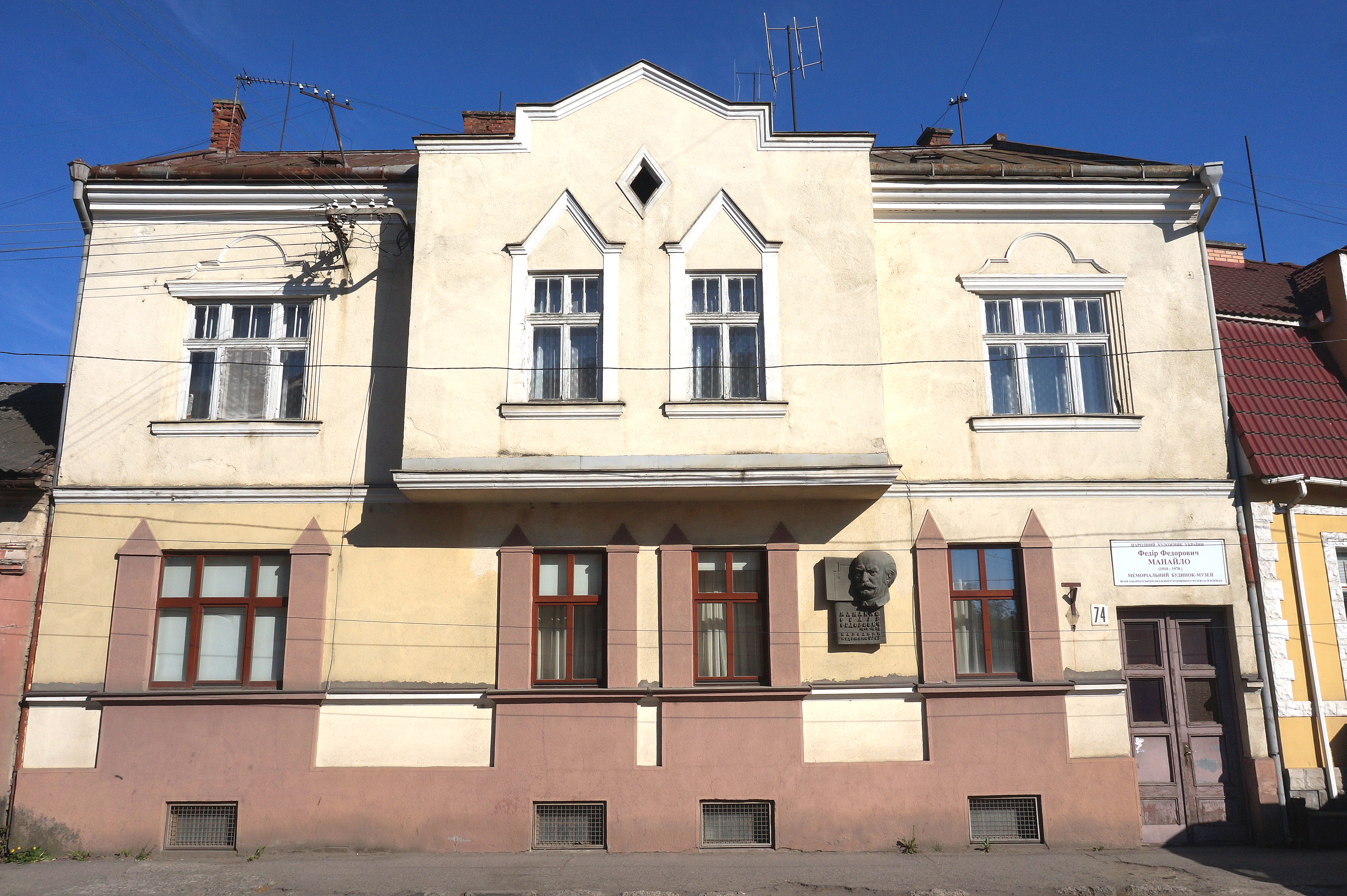
Ужгород. Житловий будинок, вул. Другетів, 74
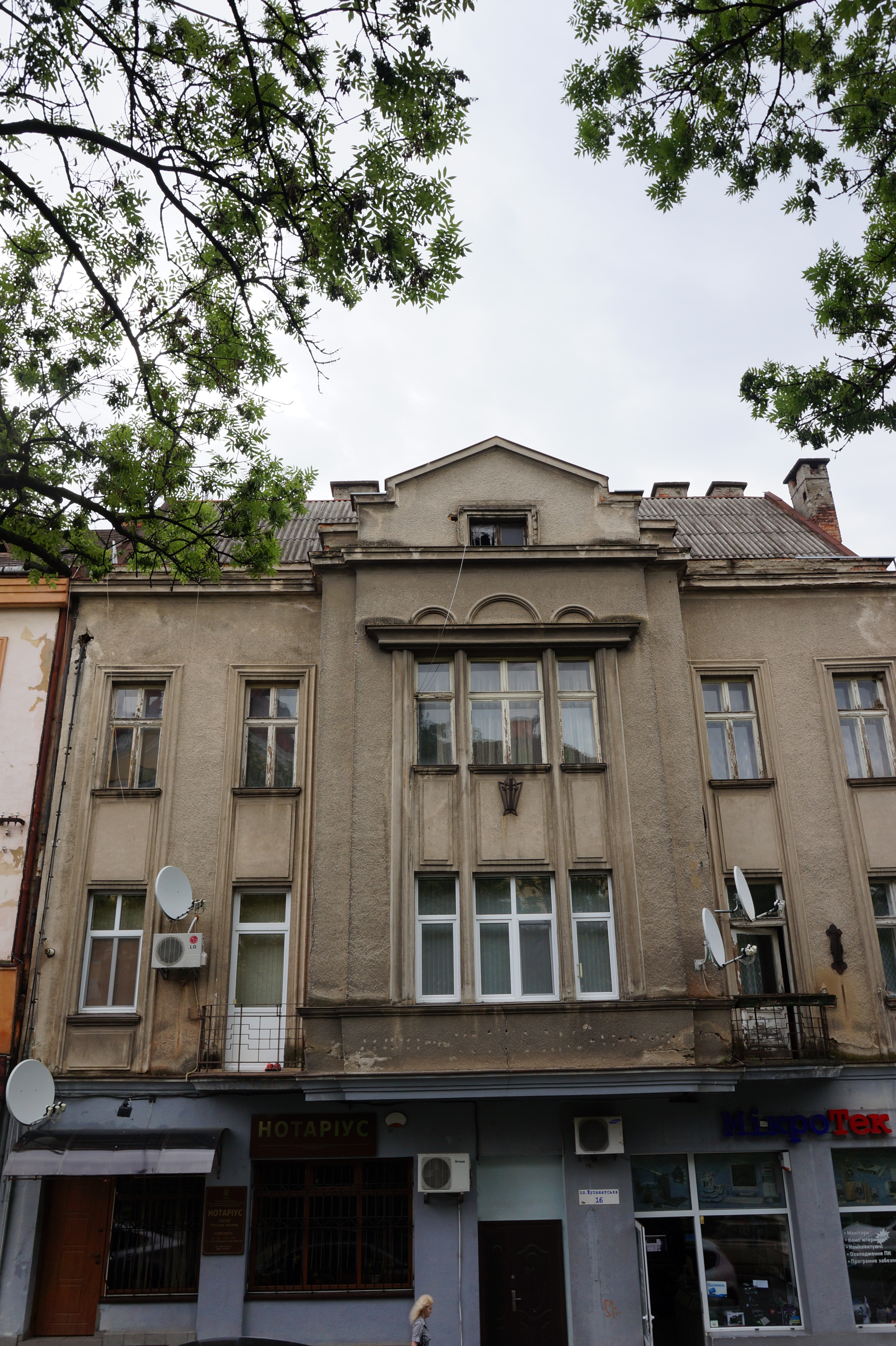
Ужгород. Житловий будинок, пл. Жупанатська, 16
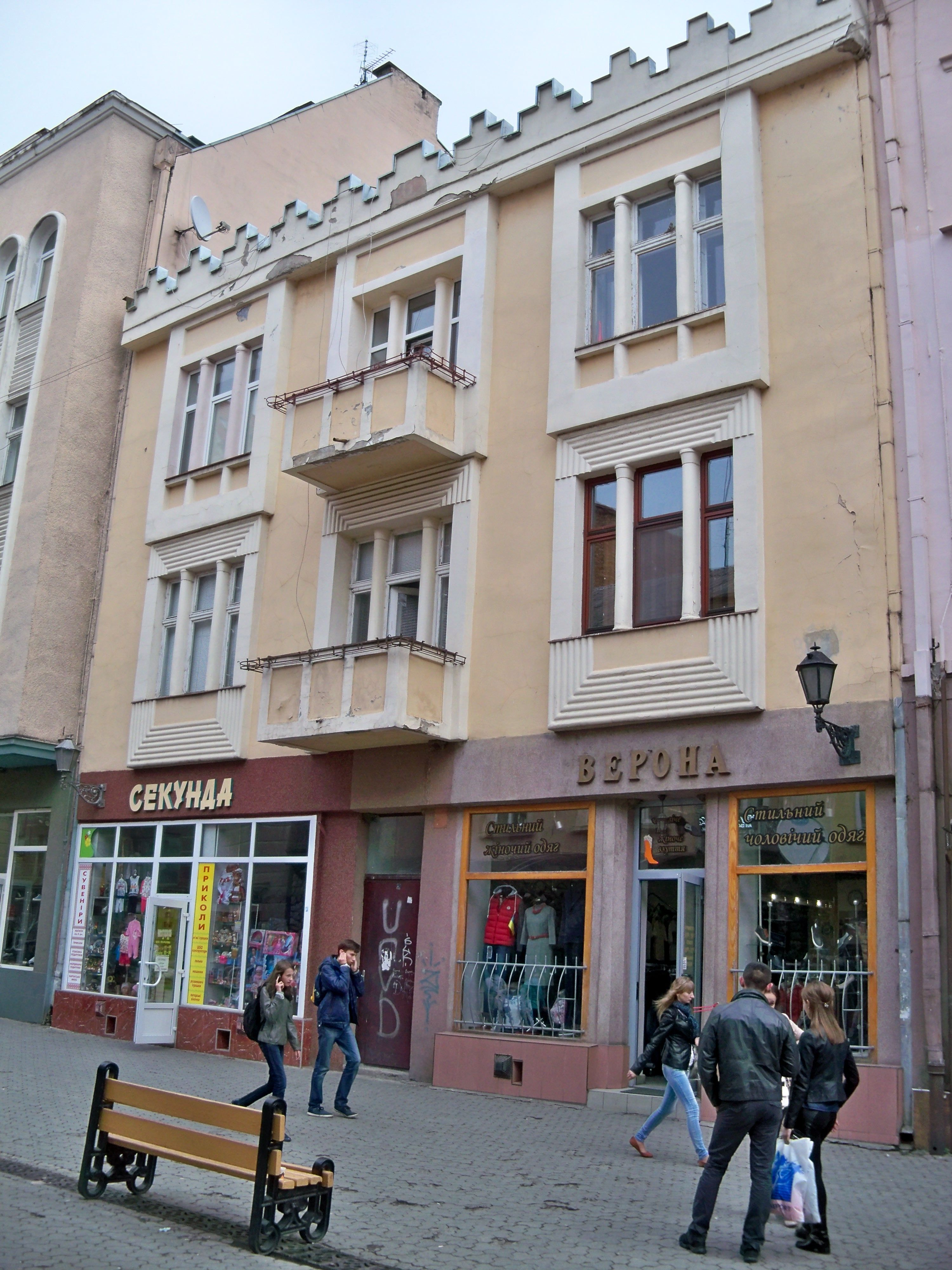
Ужгород. Житловий будинок, вул. Корзо, 8
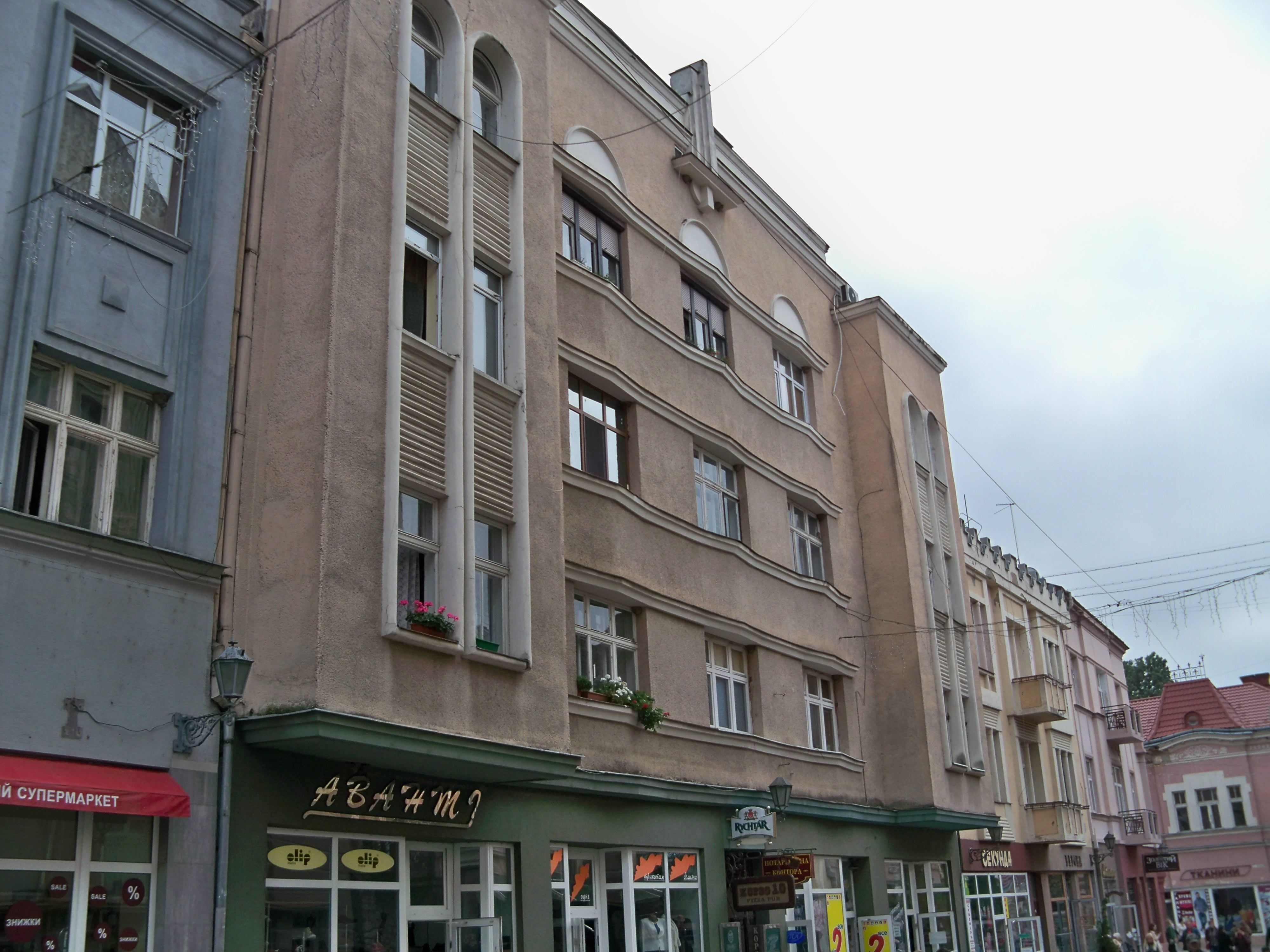
Ужгород. Житловий будинок, вул. Корзо, 10
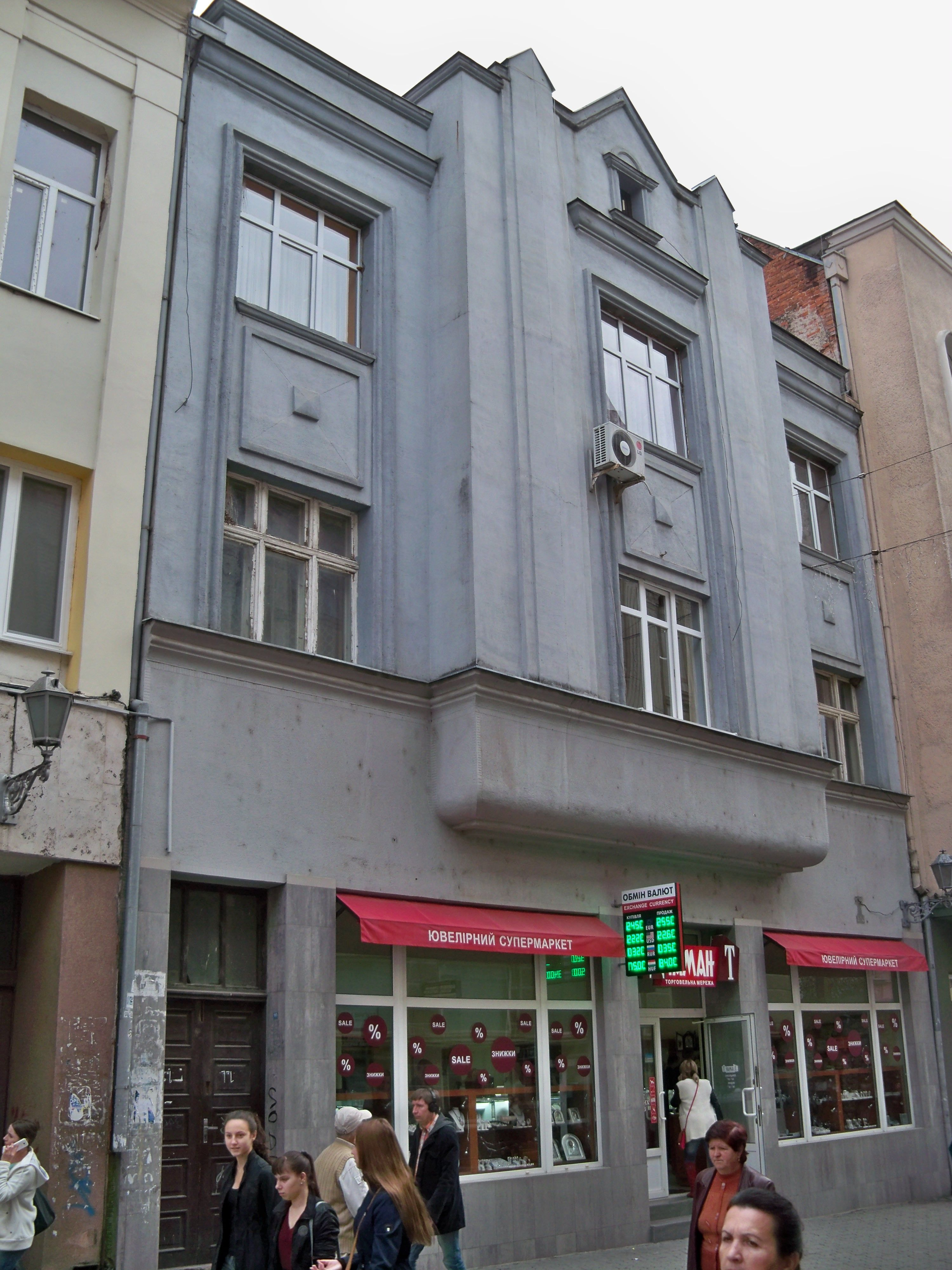
Ужгород. Житловий будинок, вул. Корзо, 12
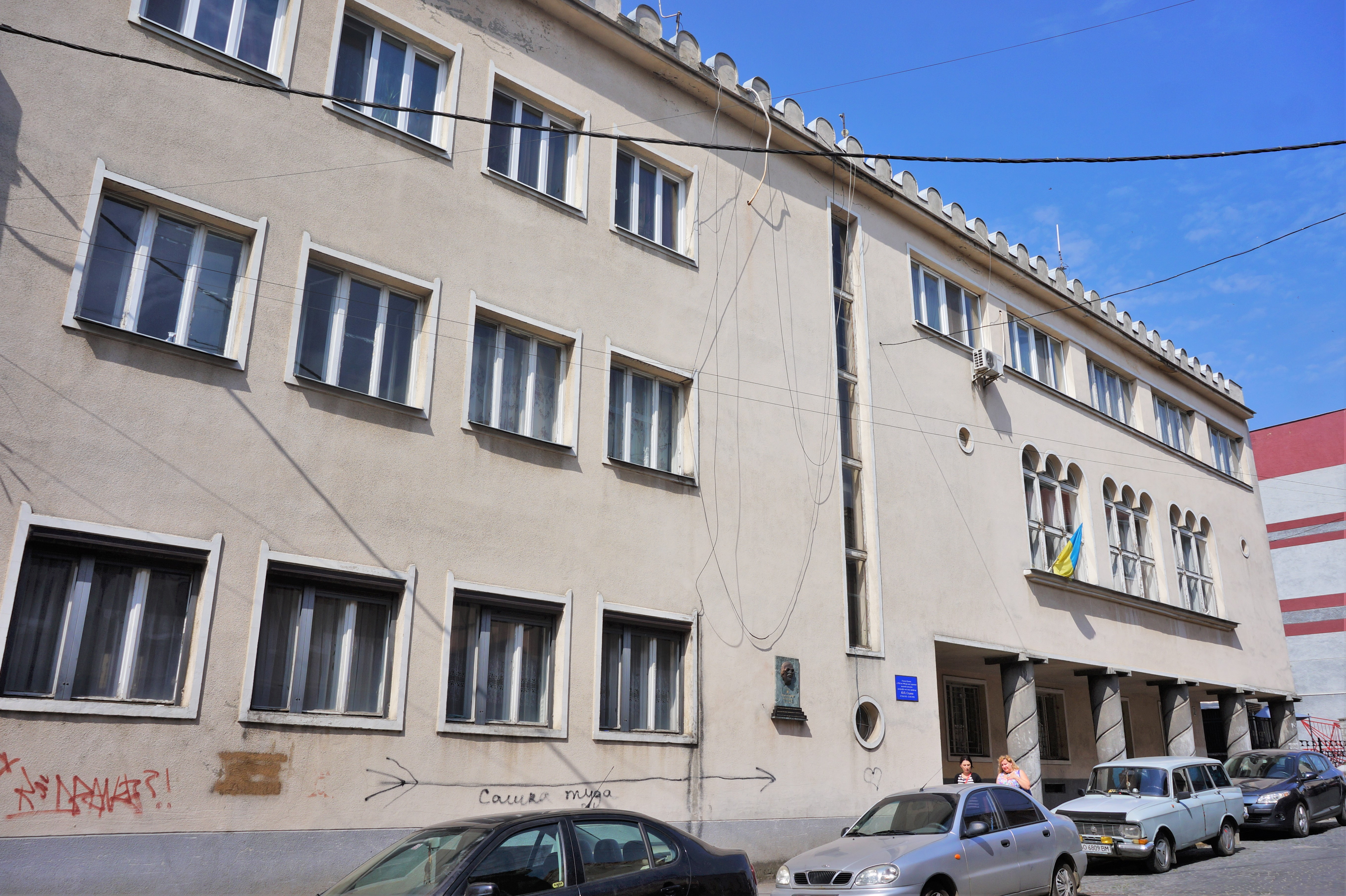
Ужгород. Будинок єврейського культурного центру і школи, арх. Л. Ельшлєґєр, 1926 р., вул. Августина Волошина, 32
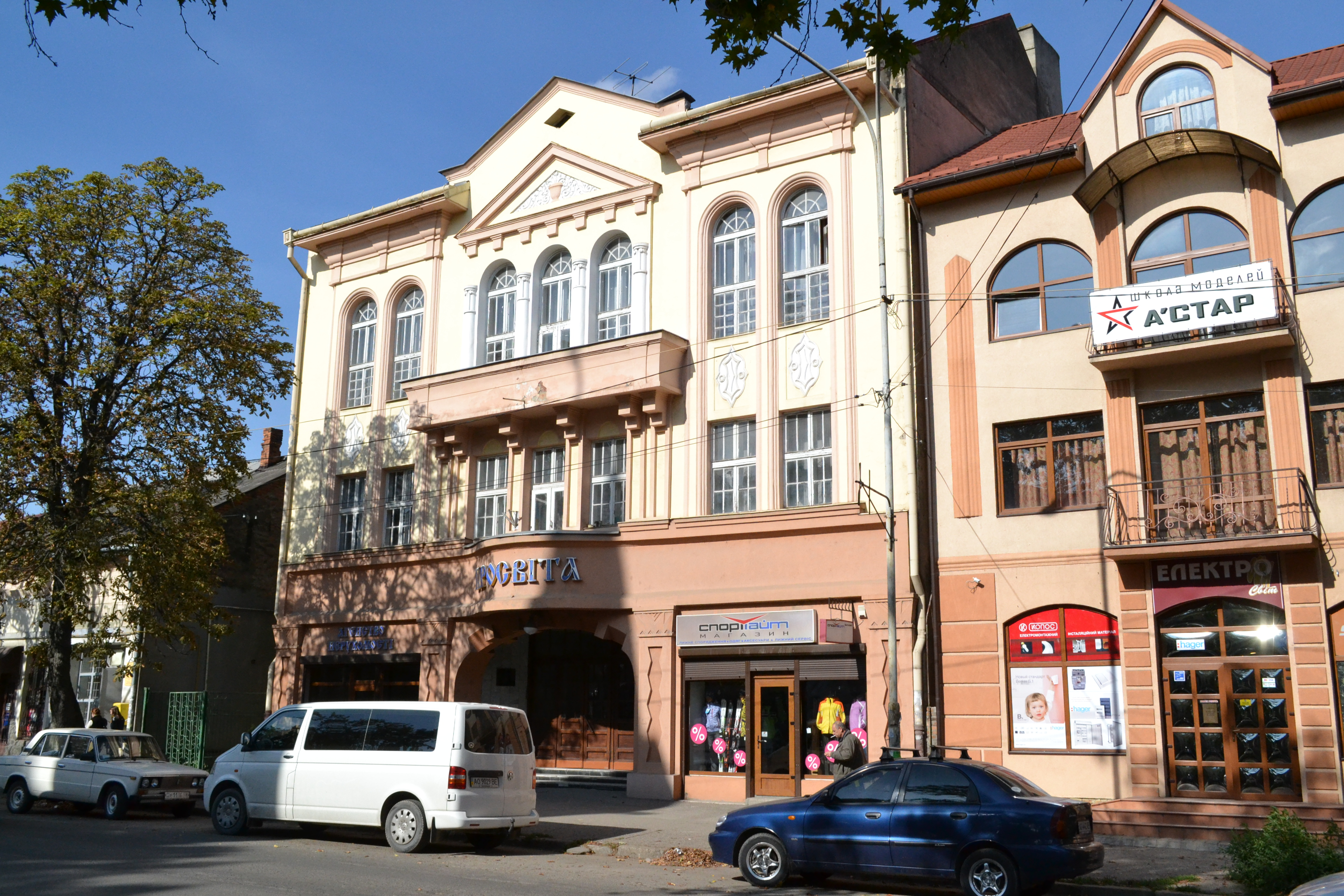
Ужгород. Український народний дім, 1928 р., пл. Василя Гренджі-Донського, 3
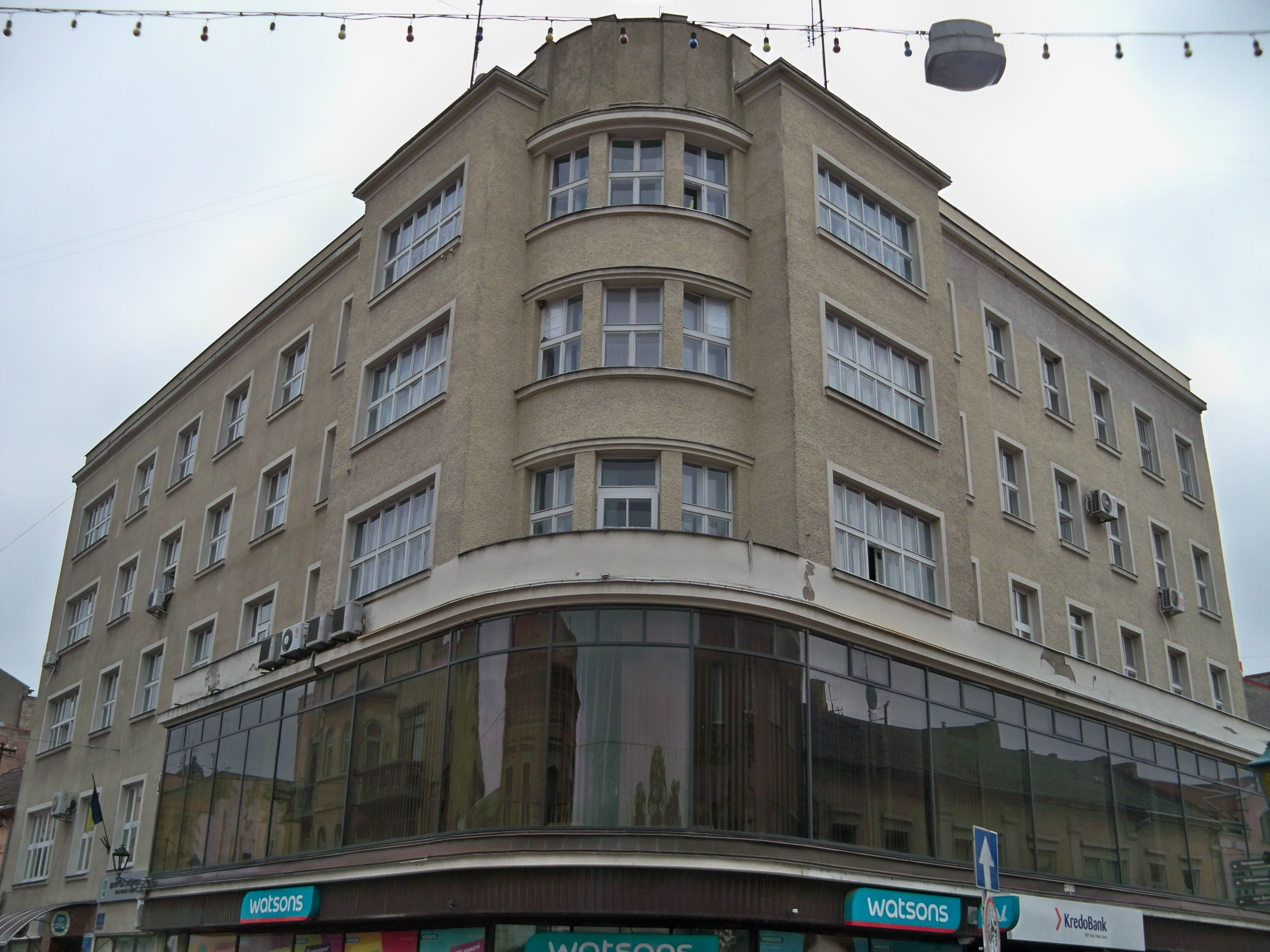
Ужгород. Будинок ремісничого товариства «Легіо дружство», 1931 р.
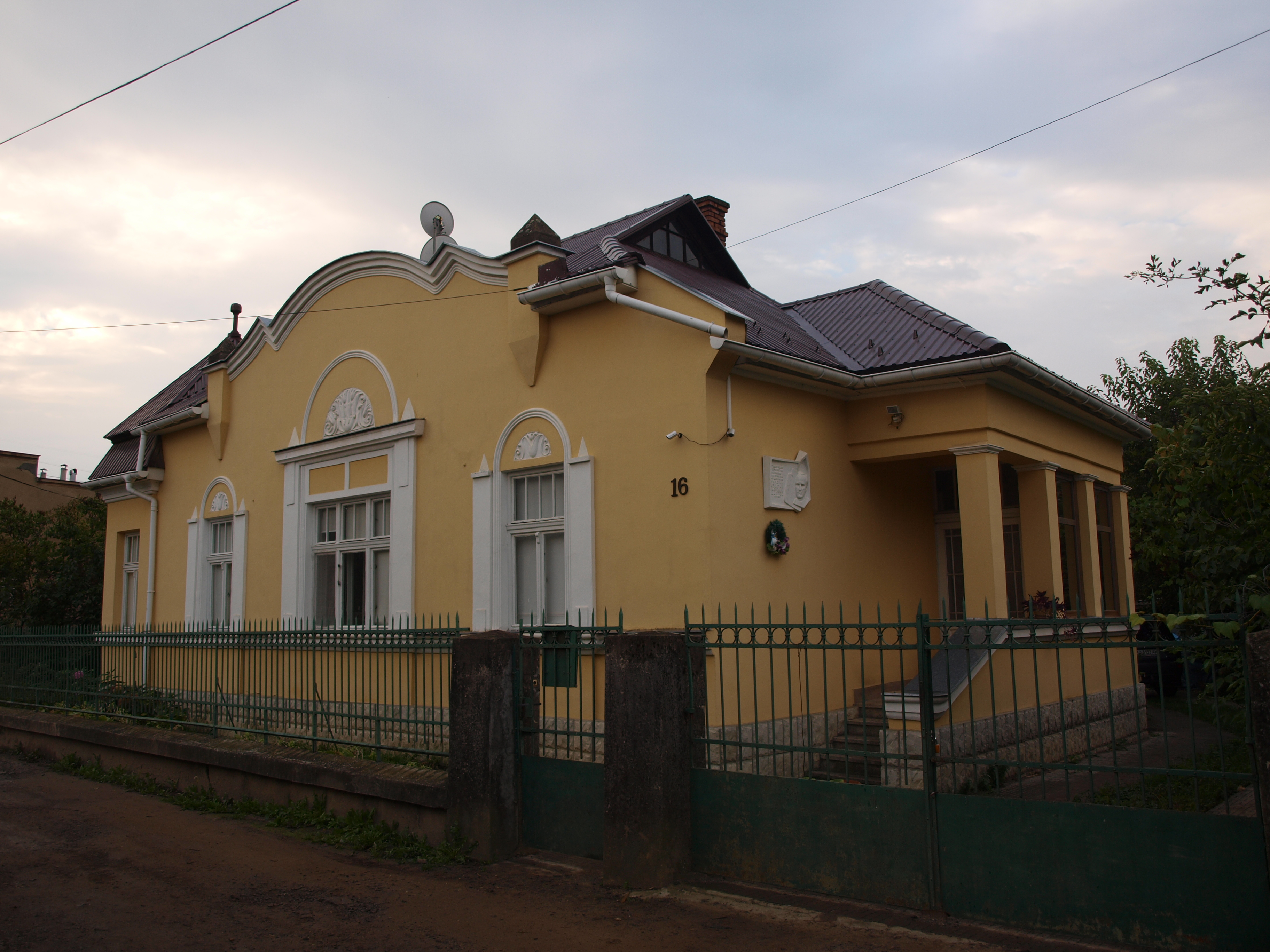
Ужгород. Житловий будинок, вул. Устима Кармелюка, 16
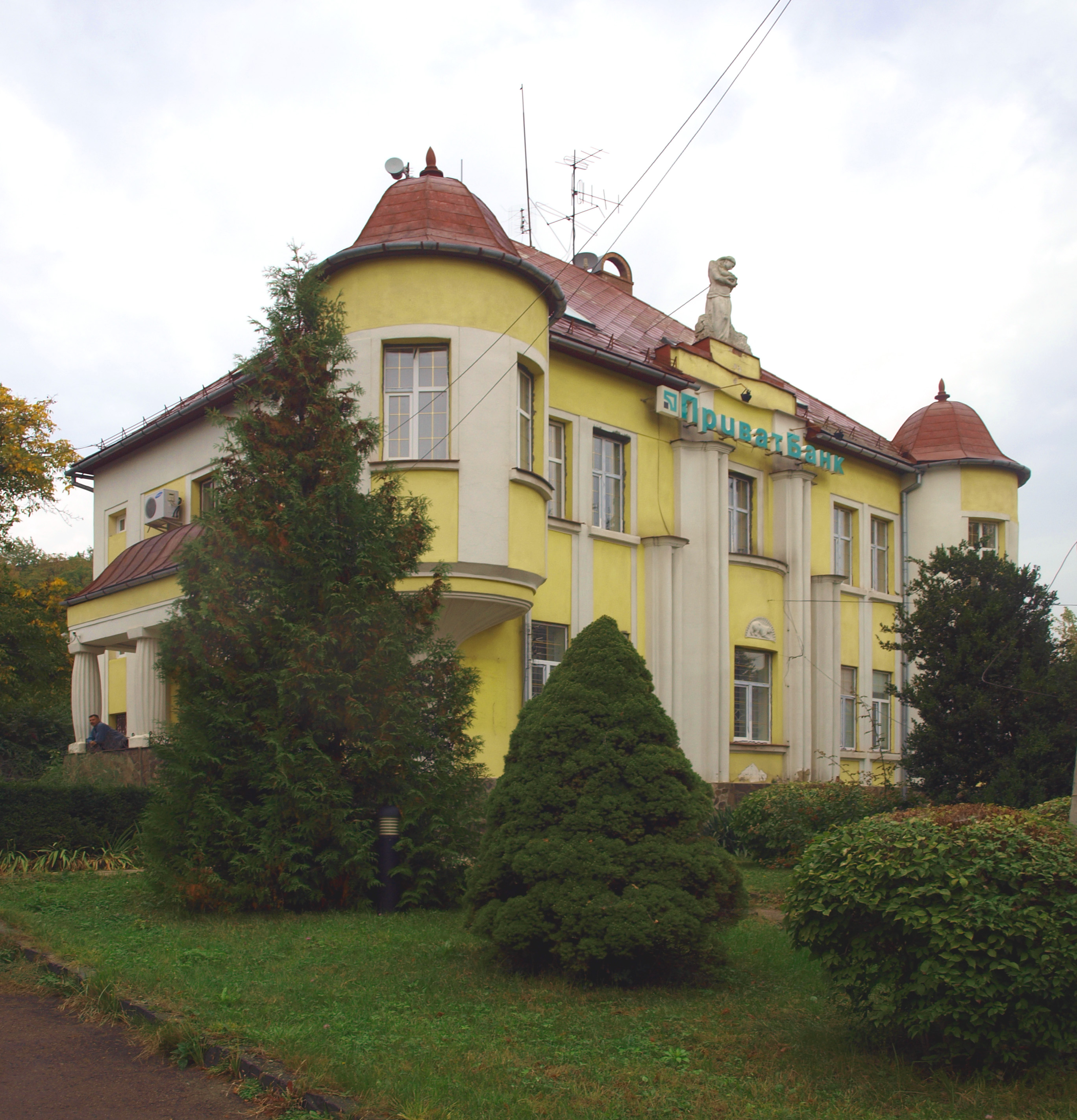
Ужгород. Житловий будинок, 1920 р., вул. Міклоша Берчені, 45
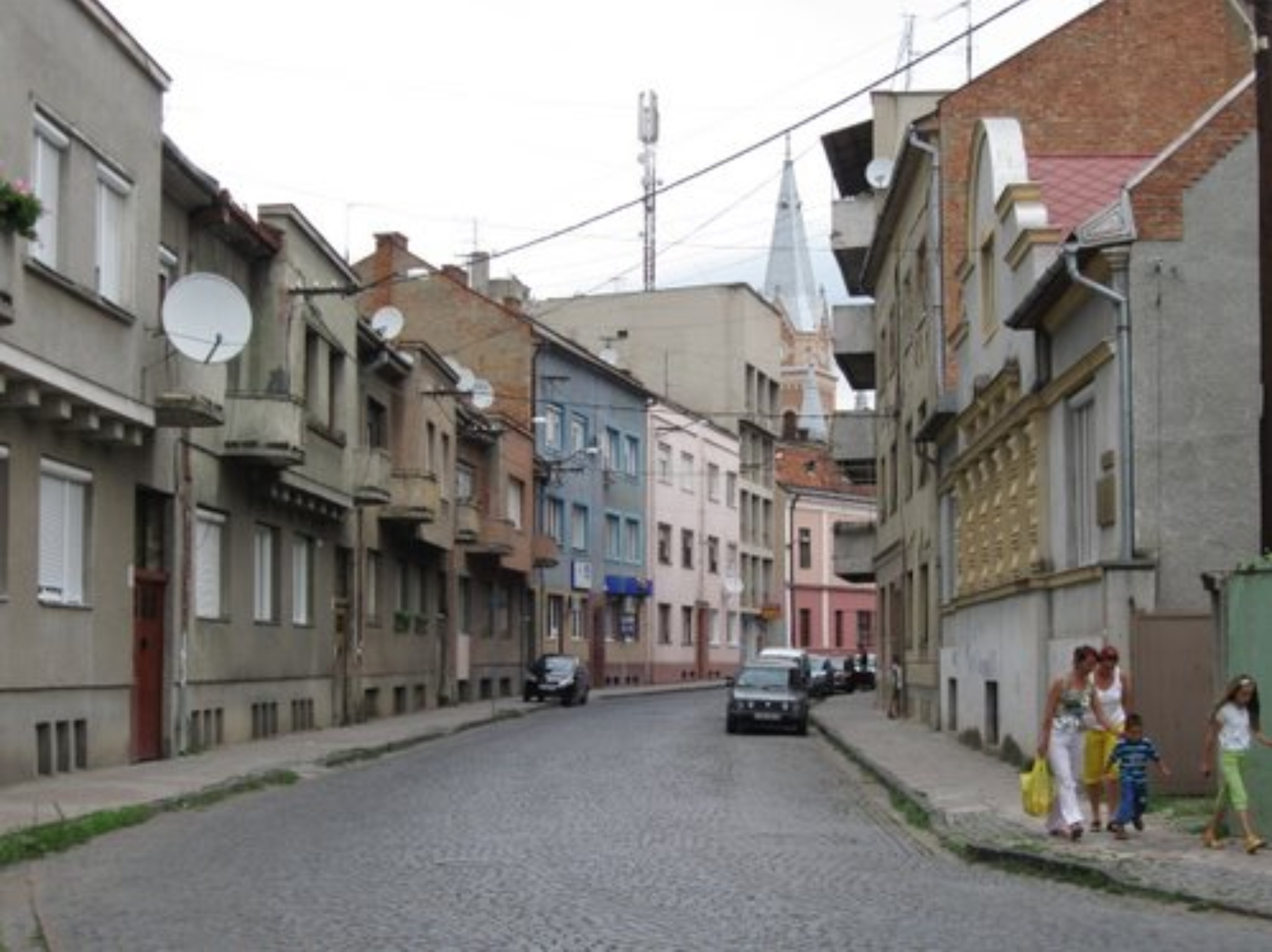
Мукачево. Забудова міжвоєнних часів на вул. Недецеї, Грушевського
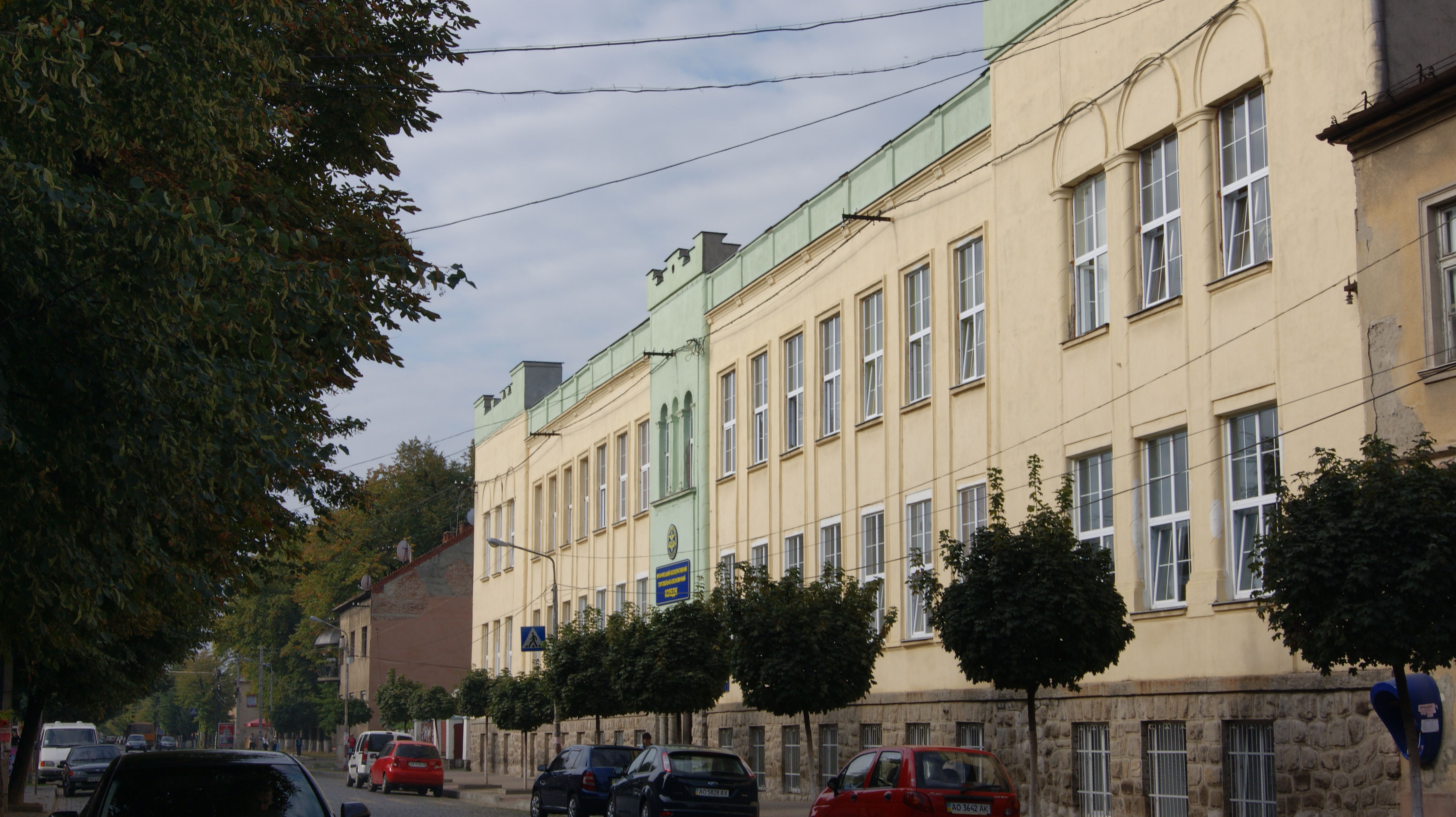
Мукачево. Єврейська гімназія, 1924 р., вул. Ярослава Мудрого, 40
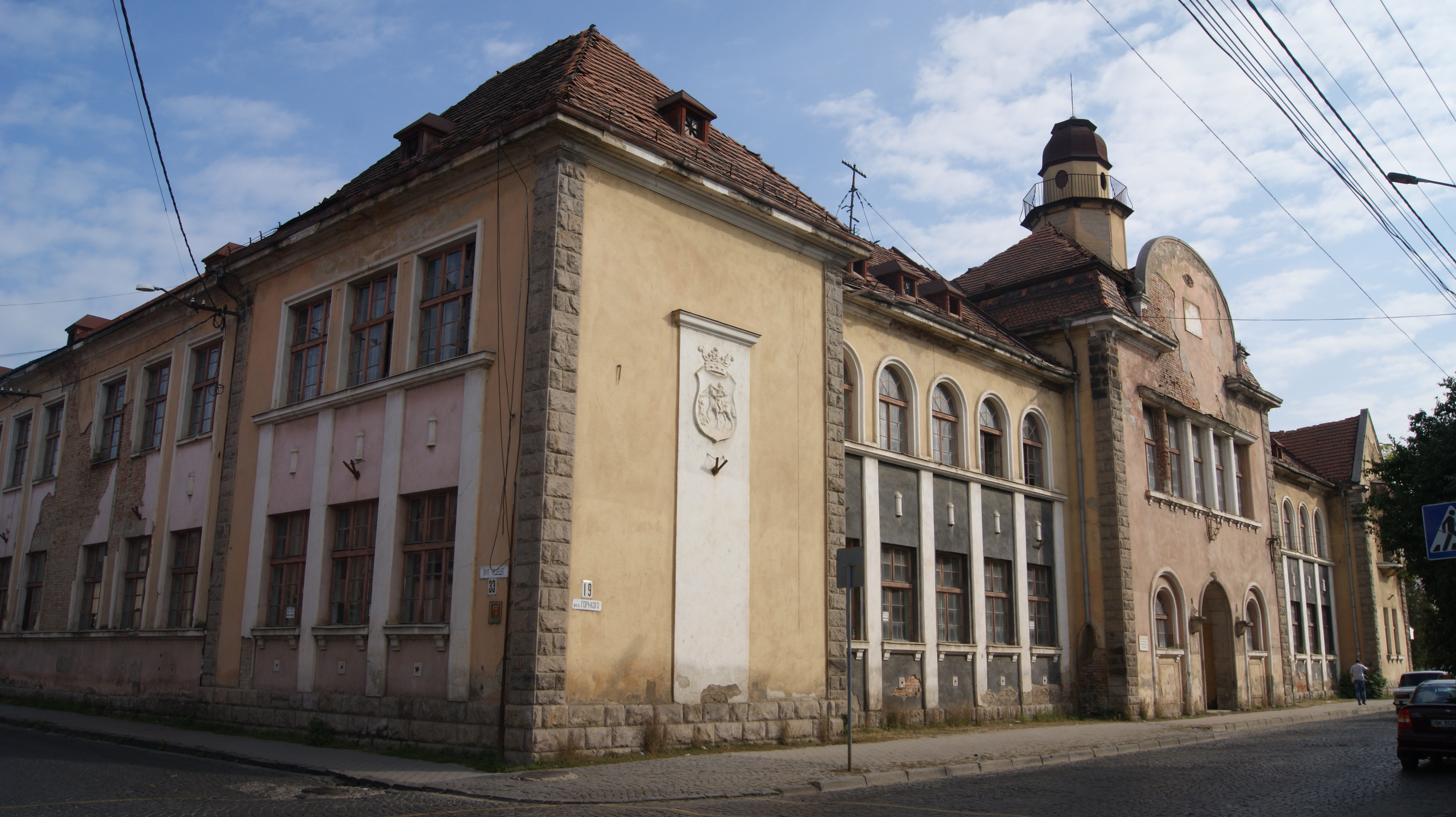
Мукачево. Будівля Мукачівської торговельної академії, арх. Л. Ельшлєґєр, 1925 р., вул. Августина Штефана, 19
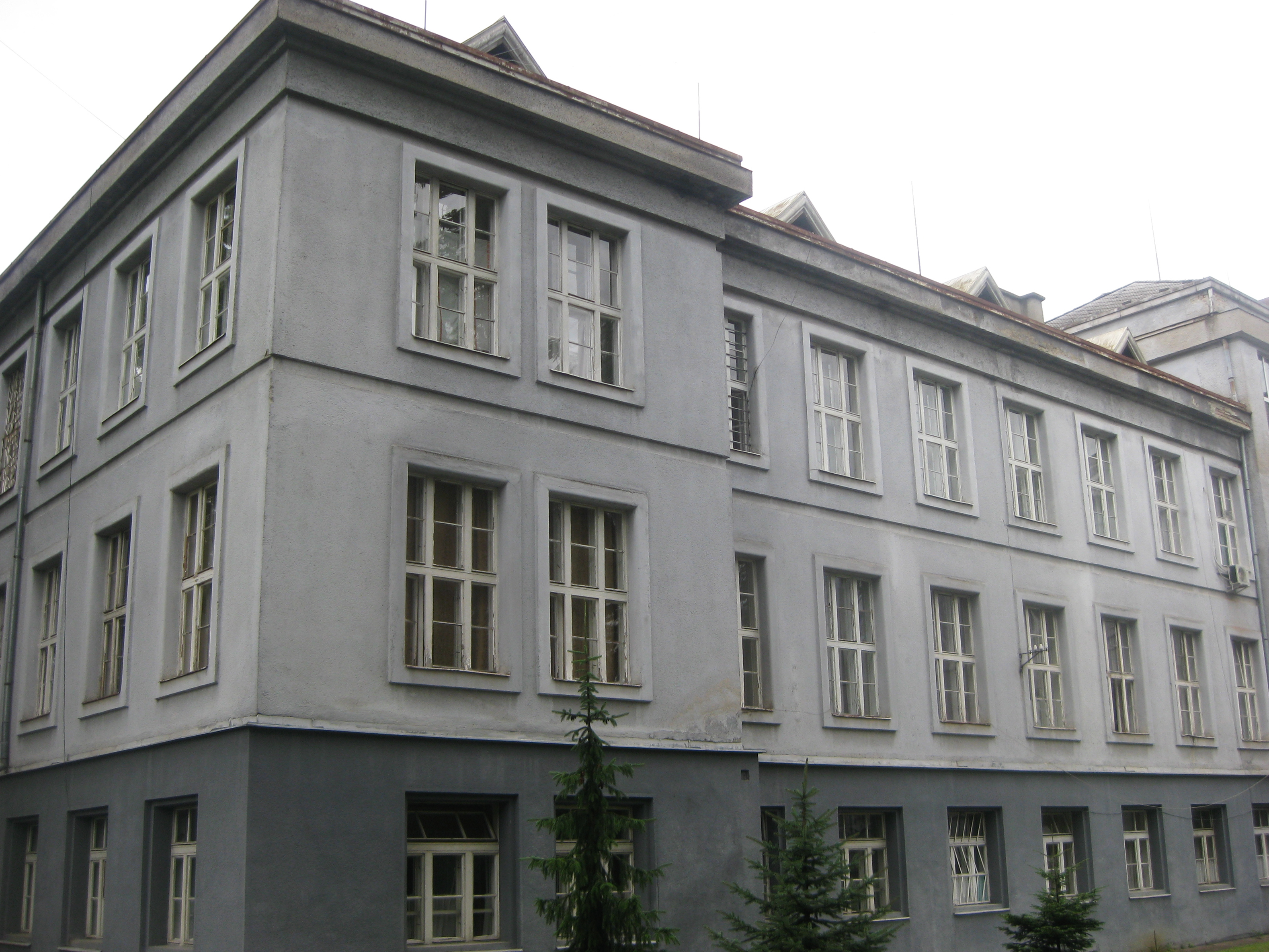
Мукачево. Будинок хірургічного корпусу міської лікарні, 1928–1934 рр., вул. Пирогова, 8
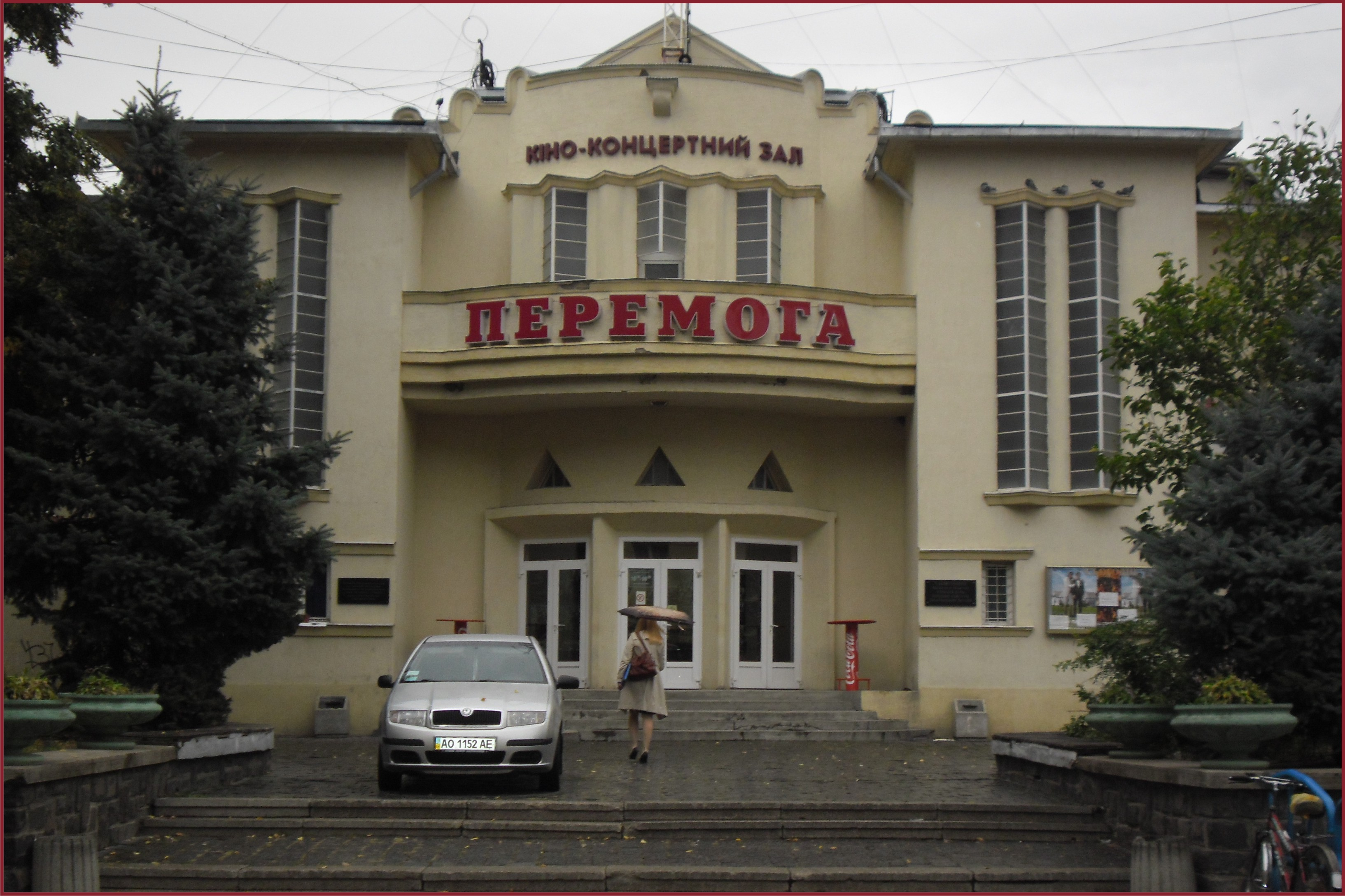
Мукачево. Міський кінотеатр («Scala»), арх. Л. Ельшлєґєр, 1929 р., пл. Кирила і Мефодія, 3/2
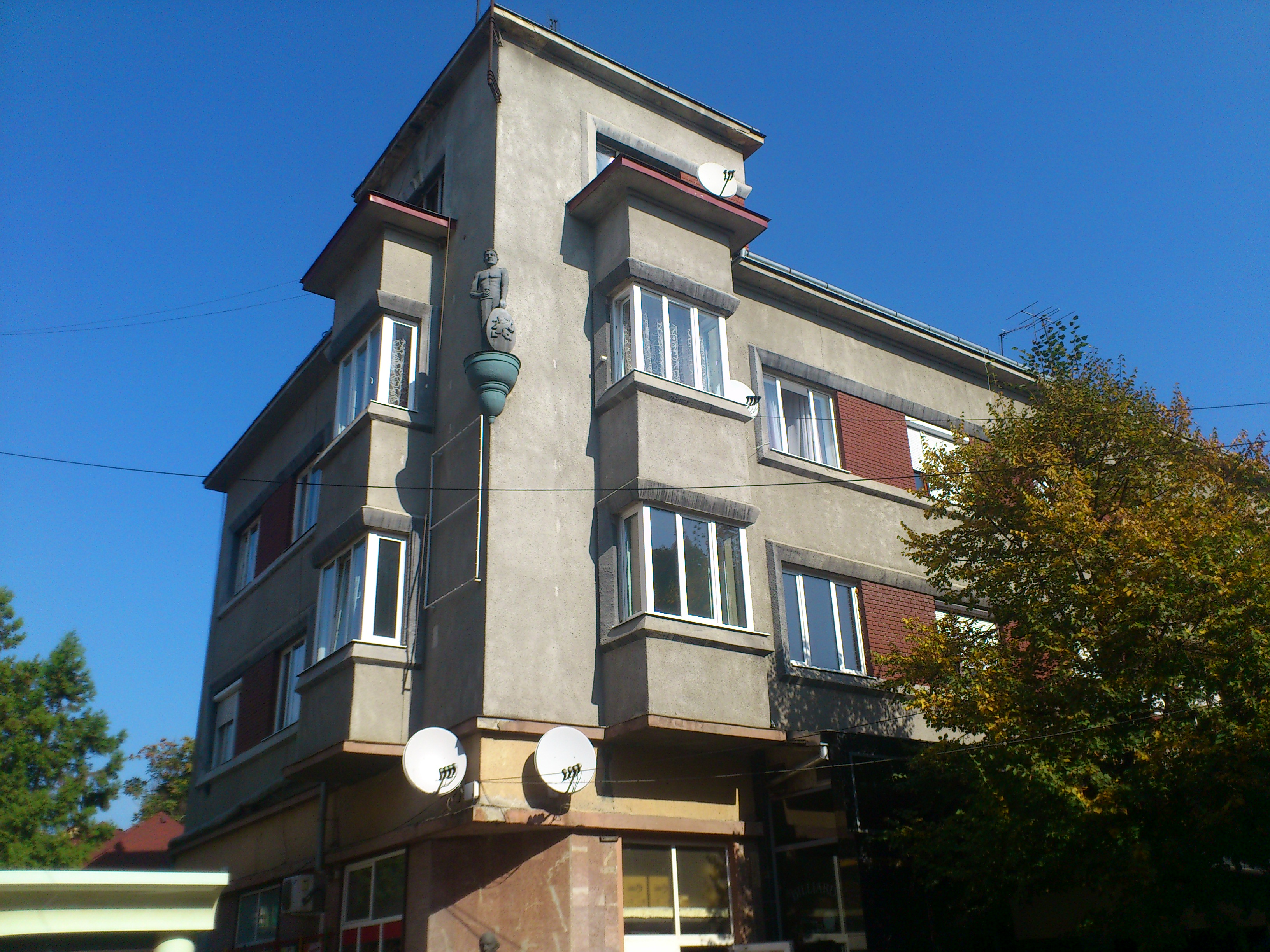
Берегове. Житловий будинок на пл. Кошута, 2
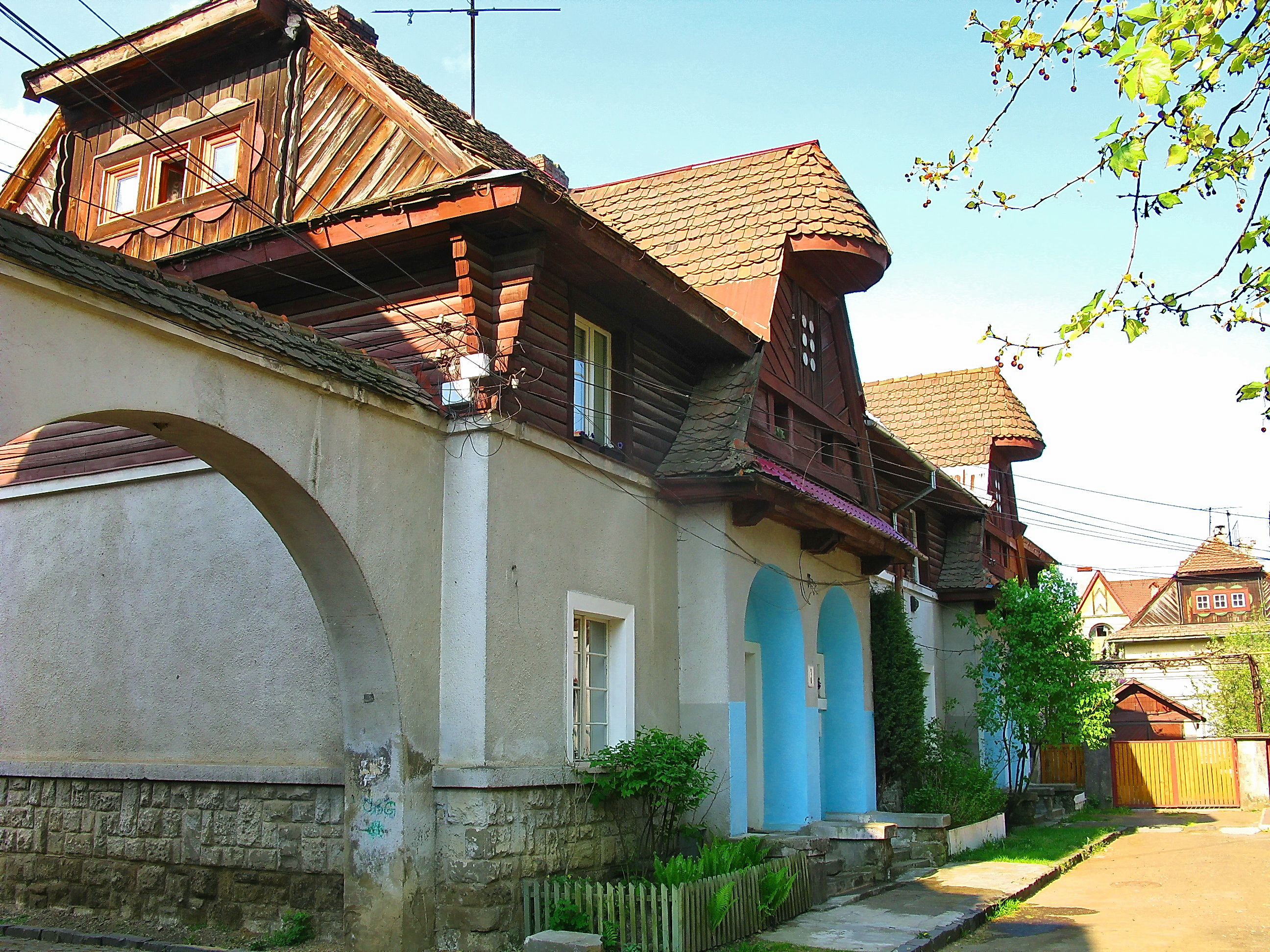
Хуст. Житловий комплекс на вул. Карпатської України, 1930 р.

### у УСРР у 1919—1932рр.
Ще на початку ХХ ст. найбільш прогресивні архітектори бачили майбутнє архітектури у повній відмові від ліпного оздоблення. Певних успіхів досягли віденські архітектори Адольф Лоос та Отто Вагнер, який не тільки розробив власну систему художніх засобів модерну, але пішов у дослідженнях далі експериментуючи із зменшенням кількості оздоблення. У Великій Британії у цьому руслі працював архітектор Рене Макінтош. Таким чином перед початком першої світової війни вже були визначені основні художні засоби модернізму, але громадськість ще сприймала його у якості експерименту віддаючи перевагу різноманітним ретроспективним течіям 1910-х років.
Світові експерименти з визначенням нової архітектури були підтримані Харківським архітектором О. Гінзбургом, який спорудив в місті декілька модерністичних будівель, а також будівлю клубу у Дніпропетровську.
У на відміну від західних країн, де ранній модернізм отримав назву функціоналізм, у Радянському союзі використовували термін конструктивізм згідно одним з методів проєктування, певне поширення мав і раціоналізм, художні методи були одні і ті ж самі.
Розвиток архітектури відрізнявся у залежності від міста, але у 1920-х роках найкращі взірці архітектури споруджали у Першій столиці Української республіки — Харкові, який був добре розвиненим містом і де ще до революції склалася потужна архітектурна школа. Перші житлові будинки радянського Харкова дещо нагадували часи імперії — вони мали фасади з червоної цегли, аналогічні пропорції вікон, у інтер'єрах застосовувались пірогранітні кахлі. Деякі житлові будинки мали штукатурені фасади з ліпним оздобленням, яке не поступалось дореволюційному. У місті споруджувалися численні громадській будівлі, зокрема клуби. Символом епохи став будинок Державної промисловості (будинок Держпрому). У 1931 році на Пушкінській, 40 був споруджений один з перших будинків зі стінами з великих блоків.
Цікаві споруди у 1920-х зводились і у Києві, хоч і у меншому об'єми. Після перенесення столиці з Харків у Київ, будівництво у останньому значно пожвавилось. Однією з найцікавіших споруд був будинок лікаря, споруджений архітектором старого покоління Альошиним. Фасади будинку є виразними і пластичними.
Одеса, де за часів Російській імперії було споруджено багато високомистецьких будинків, не відрізнялася значністю споруд. Нові житлові будинки почали масово зводити у 1927 року, однак вони мали просте просторове рішення, а проєкти іноді виконувались повторно зі спрощенням фасадів. Із дореволюційних архітекторів майже ніхто не займався житловим будівництвом, проєкти виконувались архітекторами нової хвилі — Канівським, Любельським та маловідомими архітекторами, які працювали тих установах, що замовляли будівництво. Залишалися працювати архітектори А. Б. Мінкус та Ф. А. Троупянський, перший працював у Шкіртресті і займався проєктуванням споруд шкірзаводів та взуттєвої фабрики. Ф. А. Троупянський працював у курортному управлінні і його авторству належать деякі корпуси санаторіїв і лікарняних споруд. У 1920-х роках активно здійснювалось будівництво індивідуальних будинків у віддалених передмістях таких, як Червона Слобідка, а також дачне будівництво для кооперативів. Одним з самих значних кооперативів був «Науковий працівник» на Французькому бульварі. Місто розвивається у тих же самих межах, що і у Російської імперії, з нових районів можна зазначити залізничне селище у станції «Одеса-Мала», яке було побудовано на місці міських казарм 1911 року побудови і розплановано згідно концепції міста саду. У 1932 році було споруджено військове містечко, яке складалося з кількох п'ятиповерхових будинків, дитячого саду та їдальні. Розпланування містечка було продовженням засвоєння території початому у 1910-х роках будівництвом кооперативних житлових комплексів. З 1929 року фасади будинків проєктуються без будь якого декоративного оздоблення. На початку 1930-х житлове будівництво значно знизилося на користь громадських будівель, таких як інститут зерна, банківський комбінат, будинків відпочинку та санаторіїв.

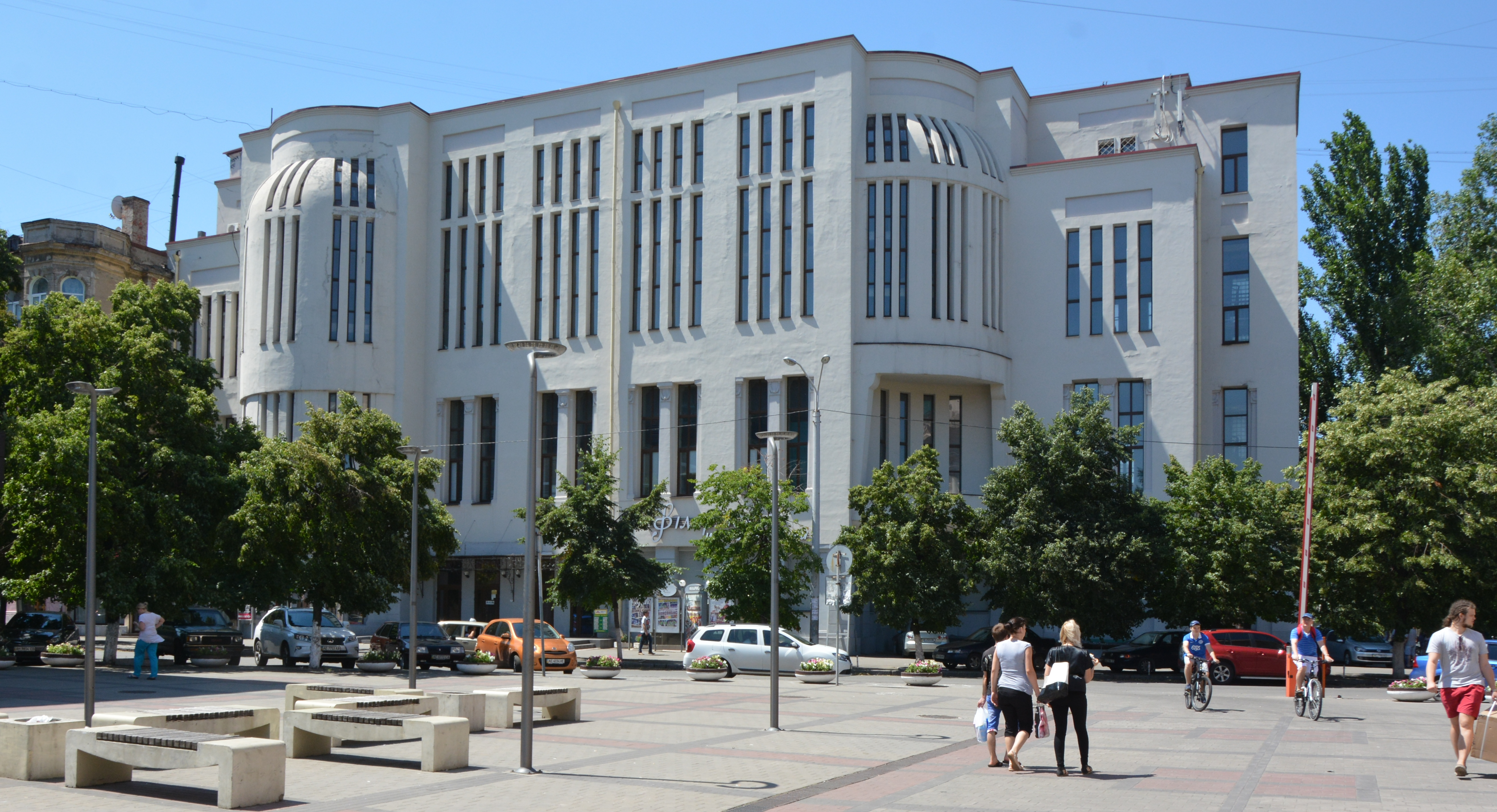
Дніпро. Театр-клуб Громадського зібрання, арх. О. М. Гінзбург, 1911—1913 рр.
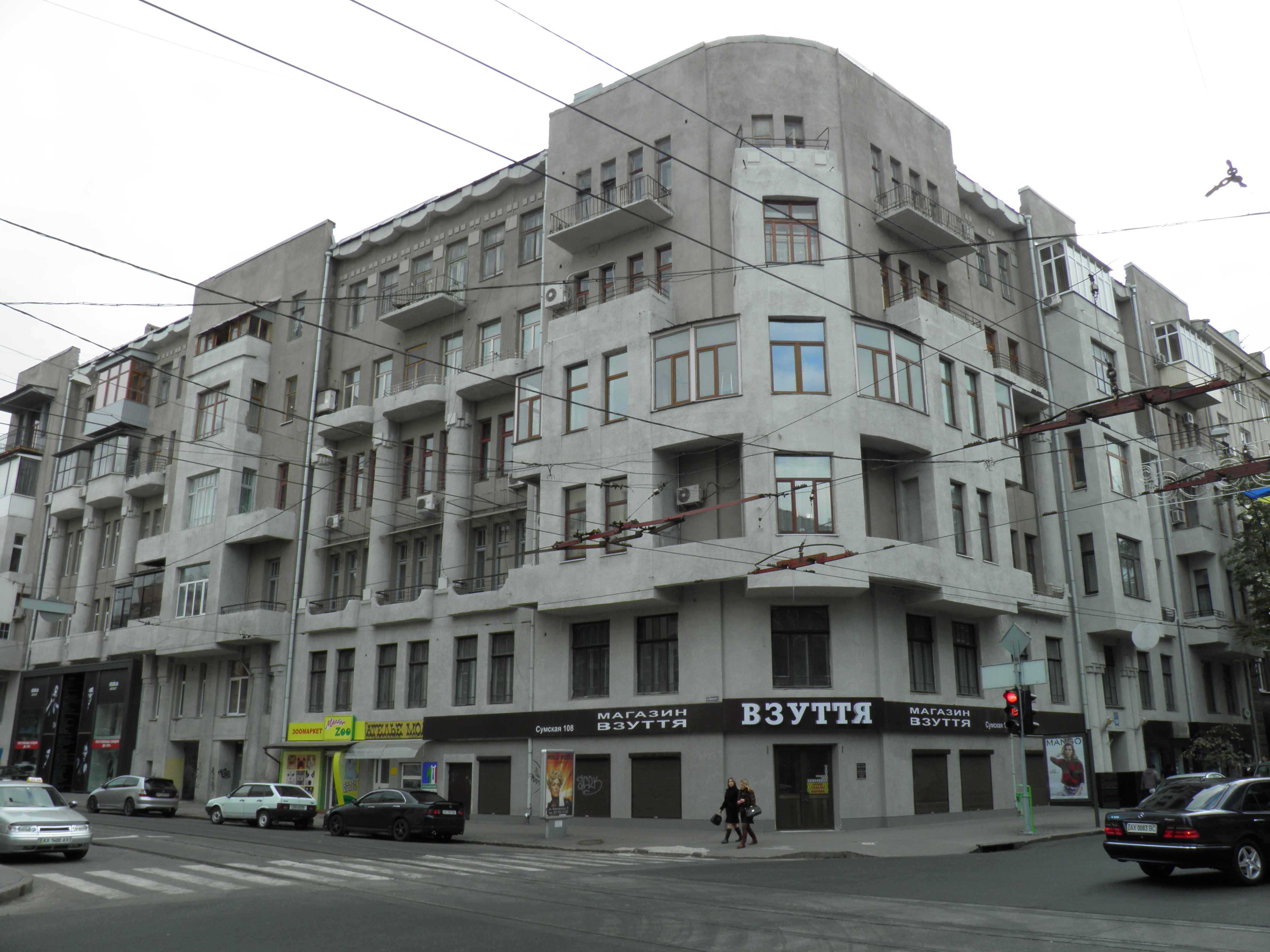
Харків. Будинок Павлова, арх. О. М. Гінзбург, 1912 р.
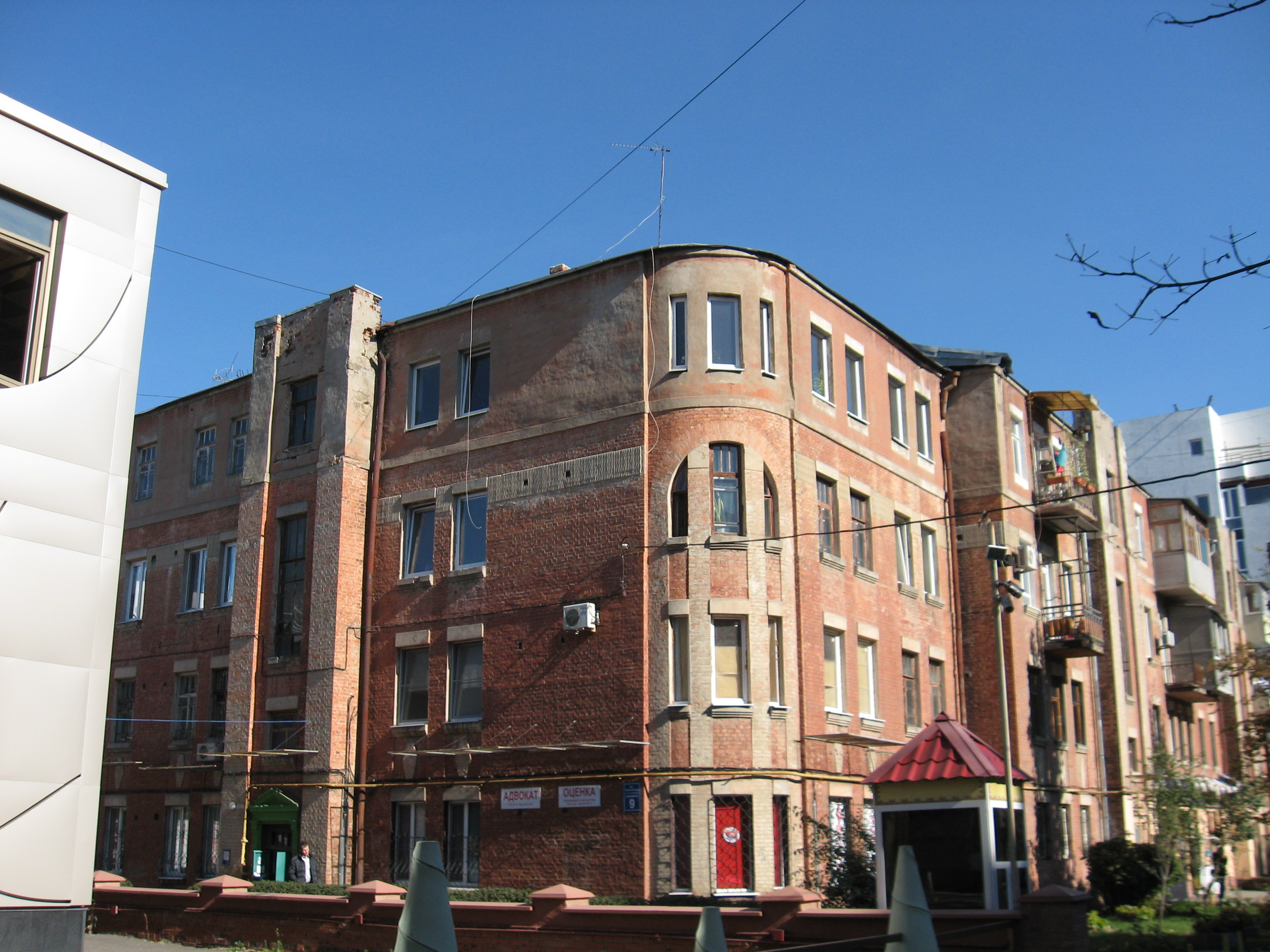
Харків. Житловий будинок на Лермонтовській вул., 1923–1925 рр.
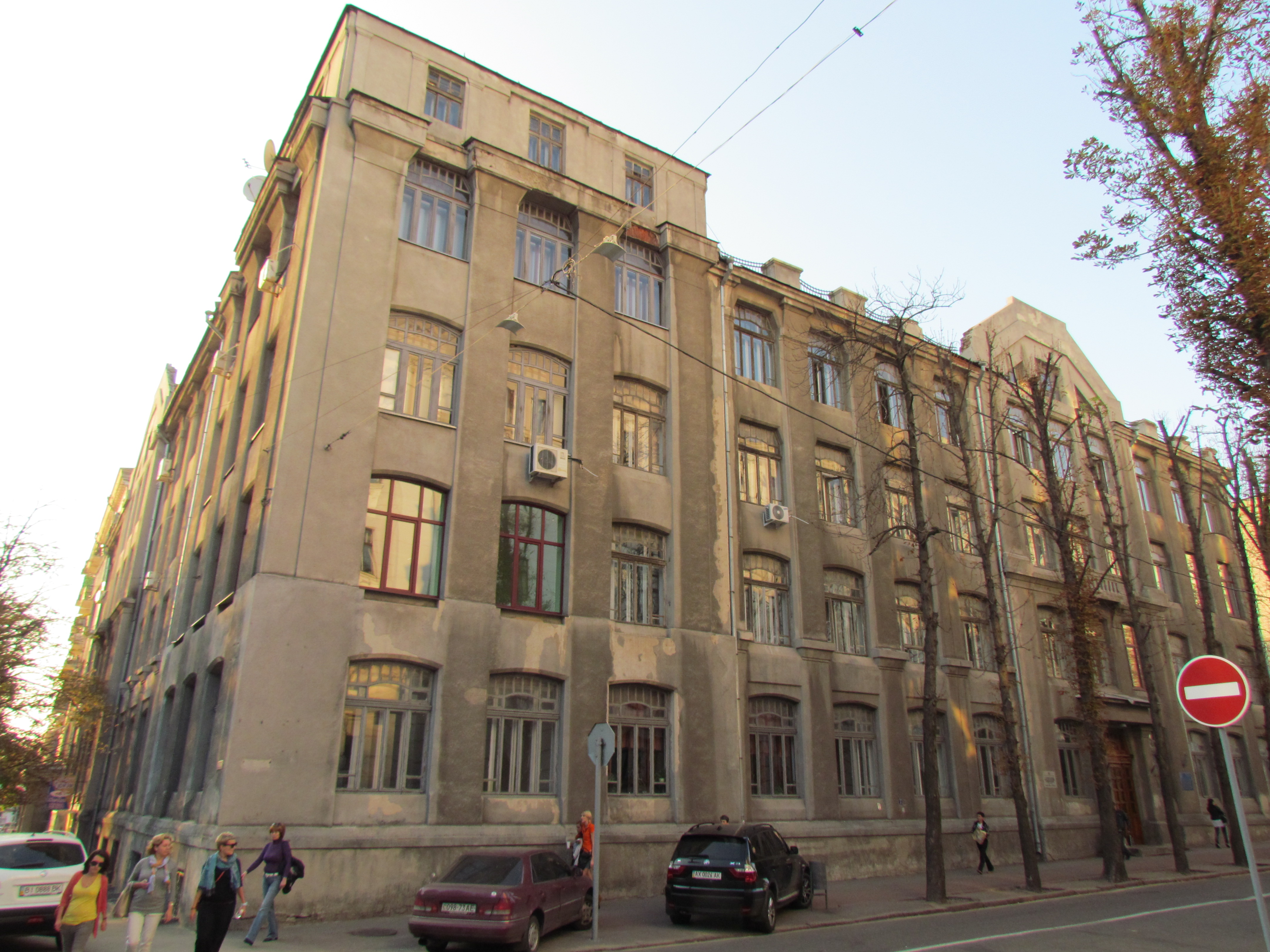
Харків. Будинок Народного комісаріату праці, 1925 р.
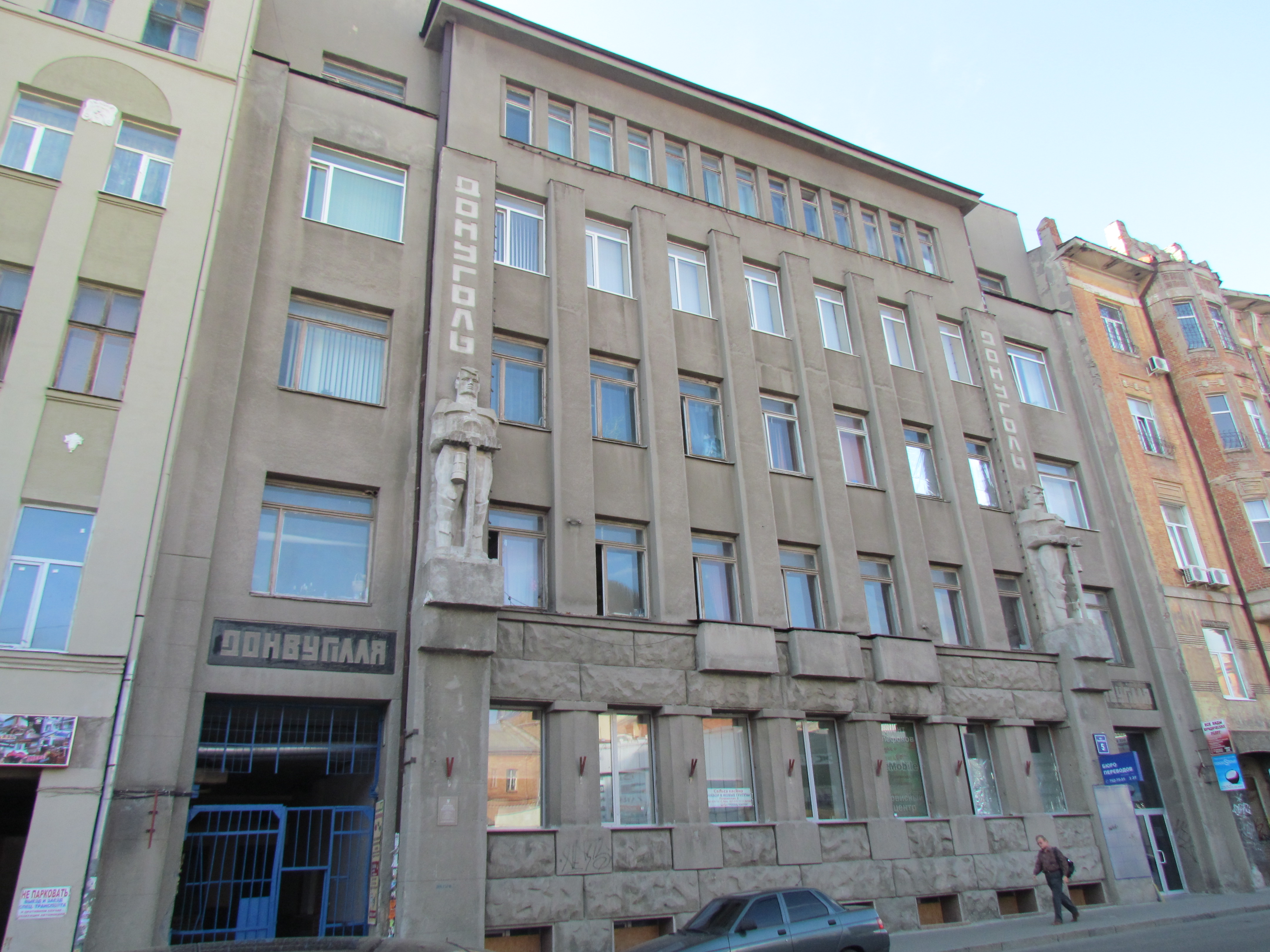
Харків. Контора «Донвугілля», 1925 р.
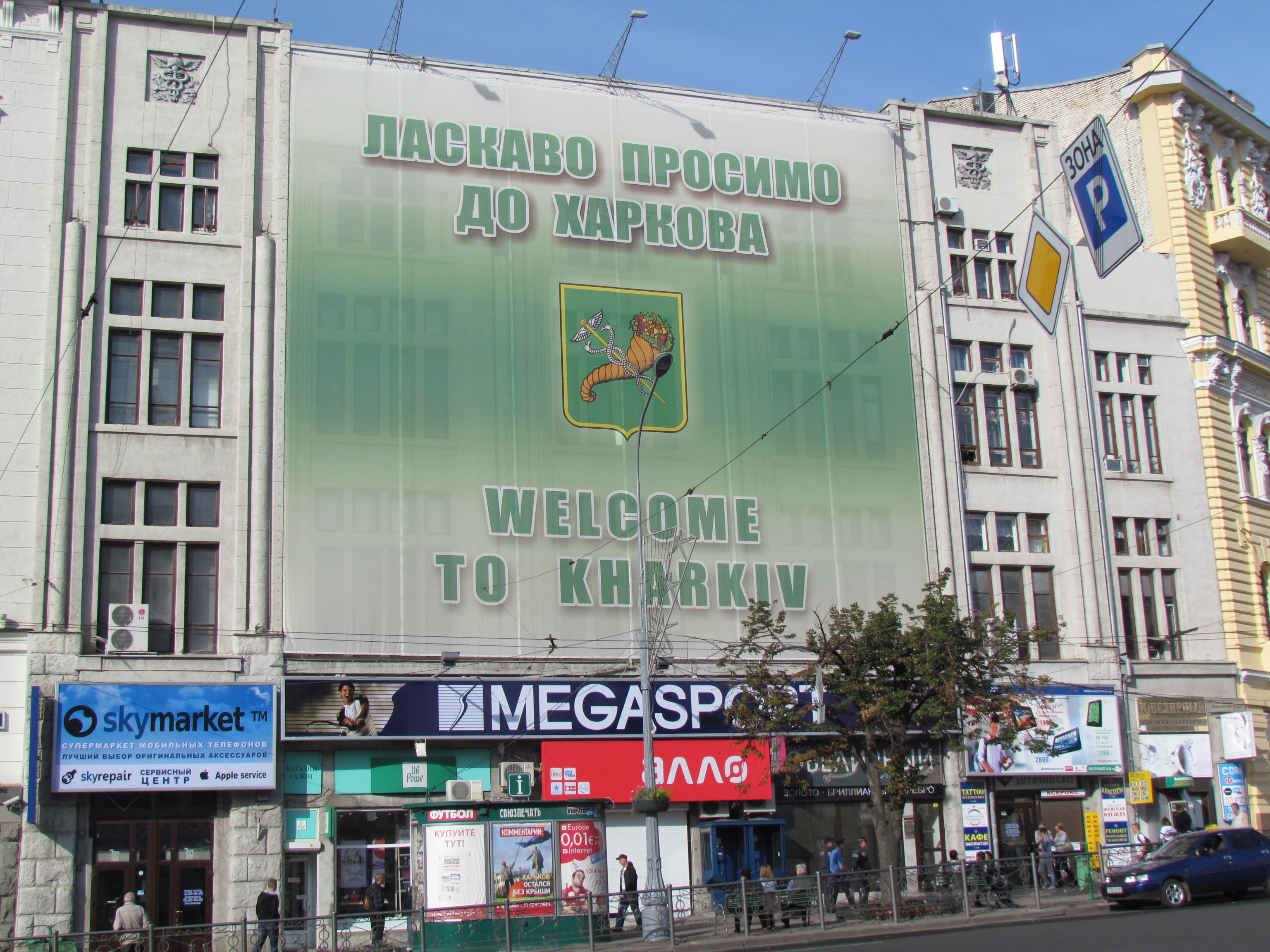
Харків. Пасаж «Новий», реконструкція: 1925 р.
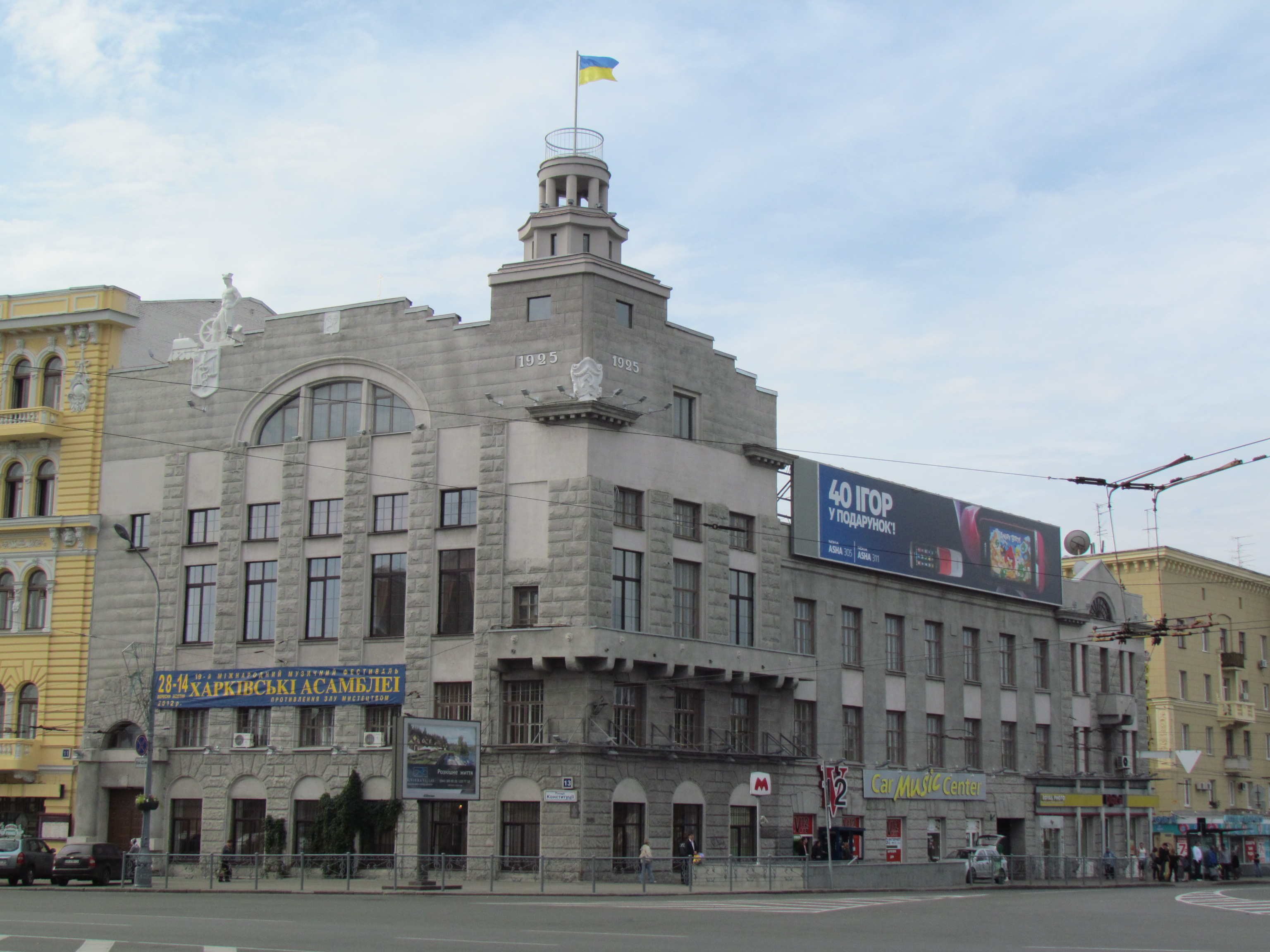
Харків. Торгова біржа, реконструкція: 1925 р.
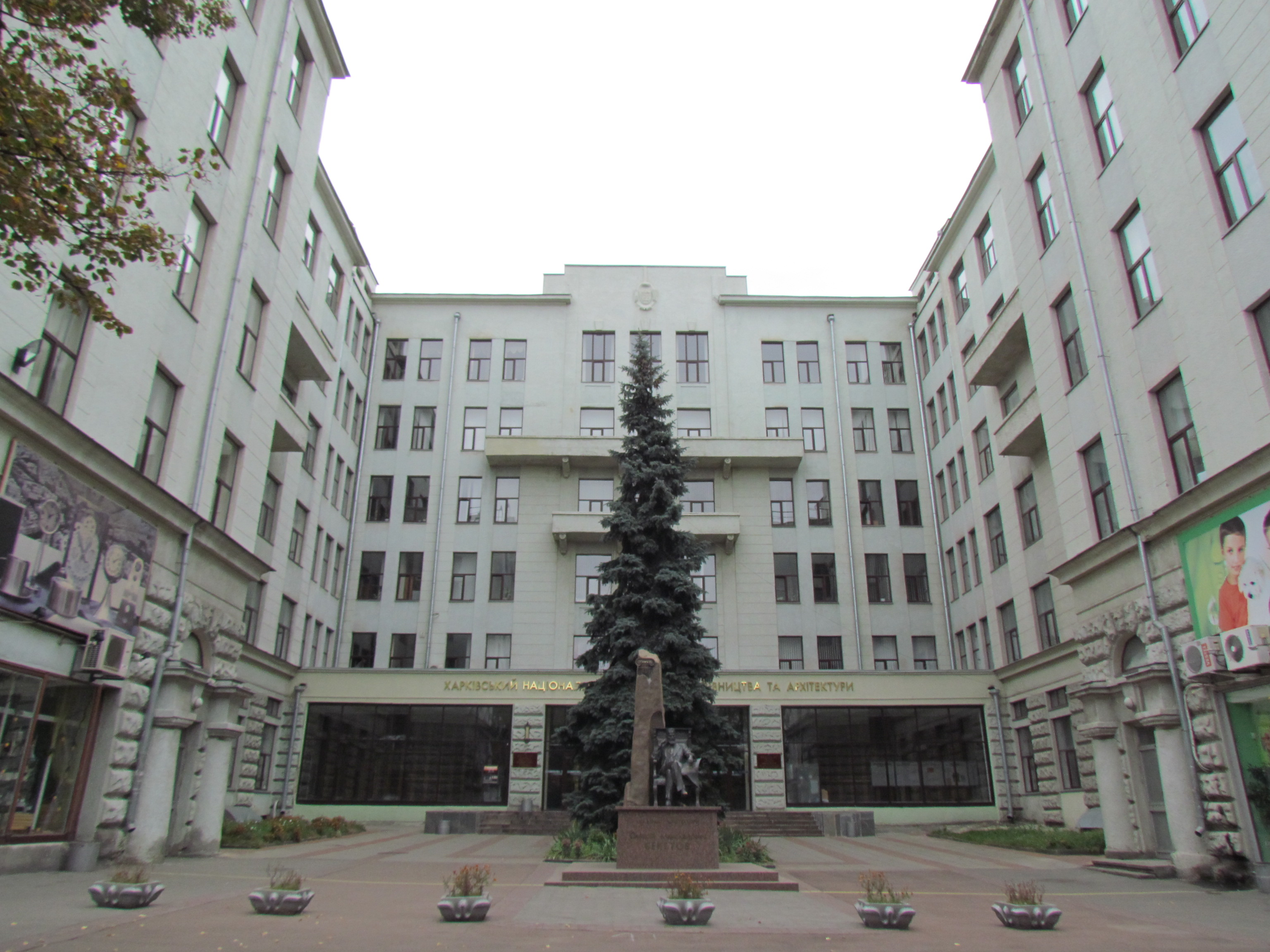
Харків. «Держстрах», 1925–1927 рр.
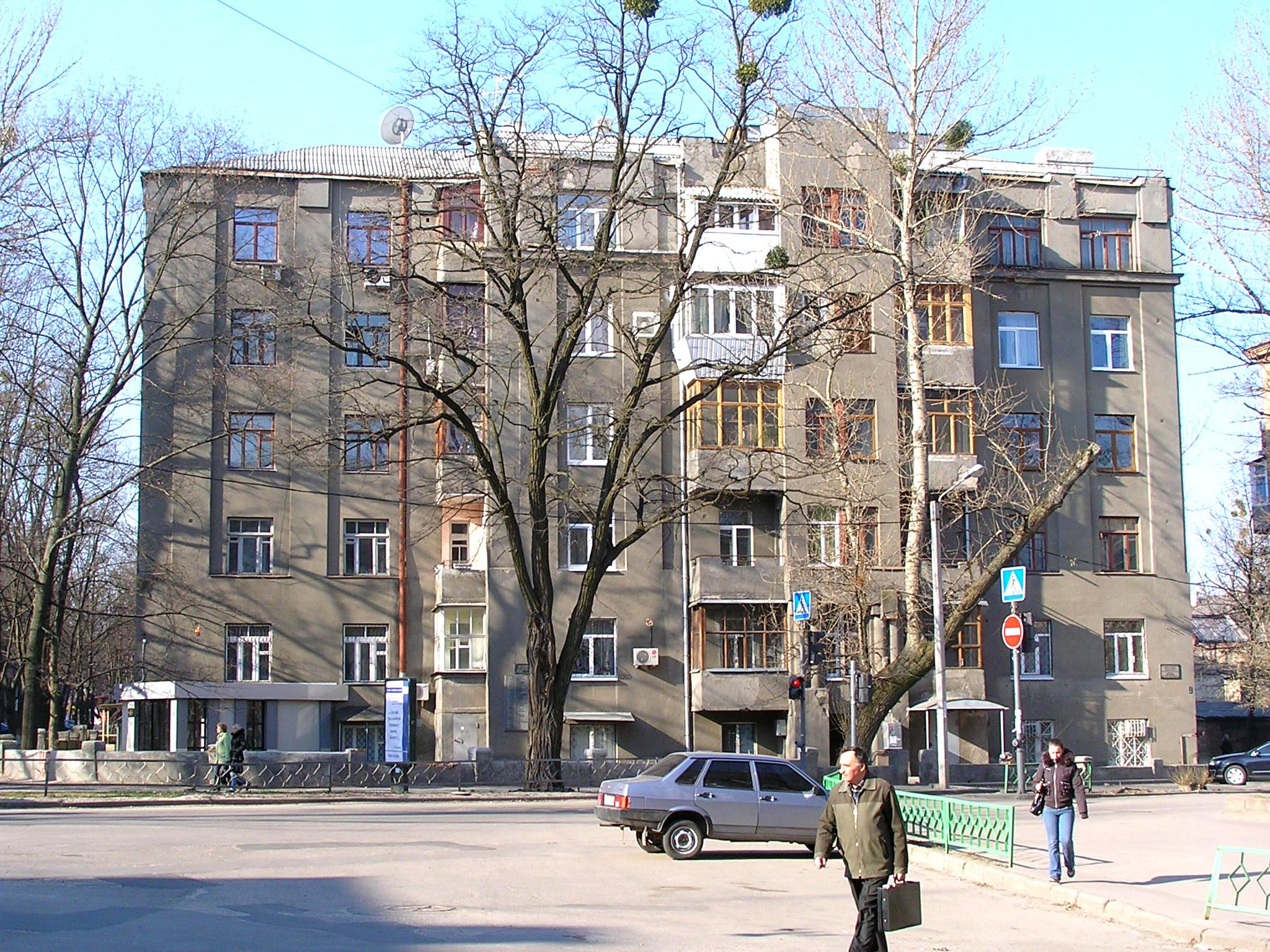
Харків. Житловий будинок «Слово», 1926–1929 рр.
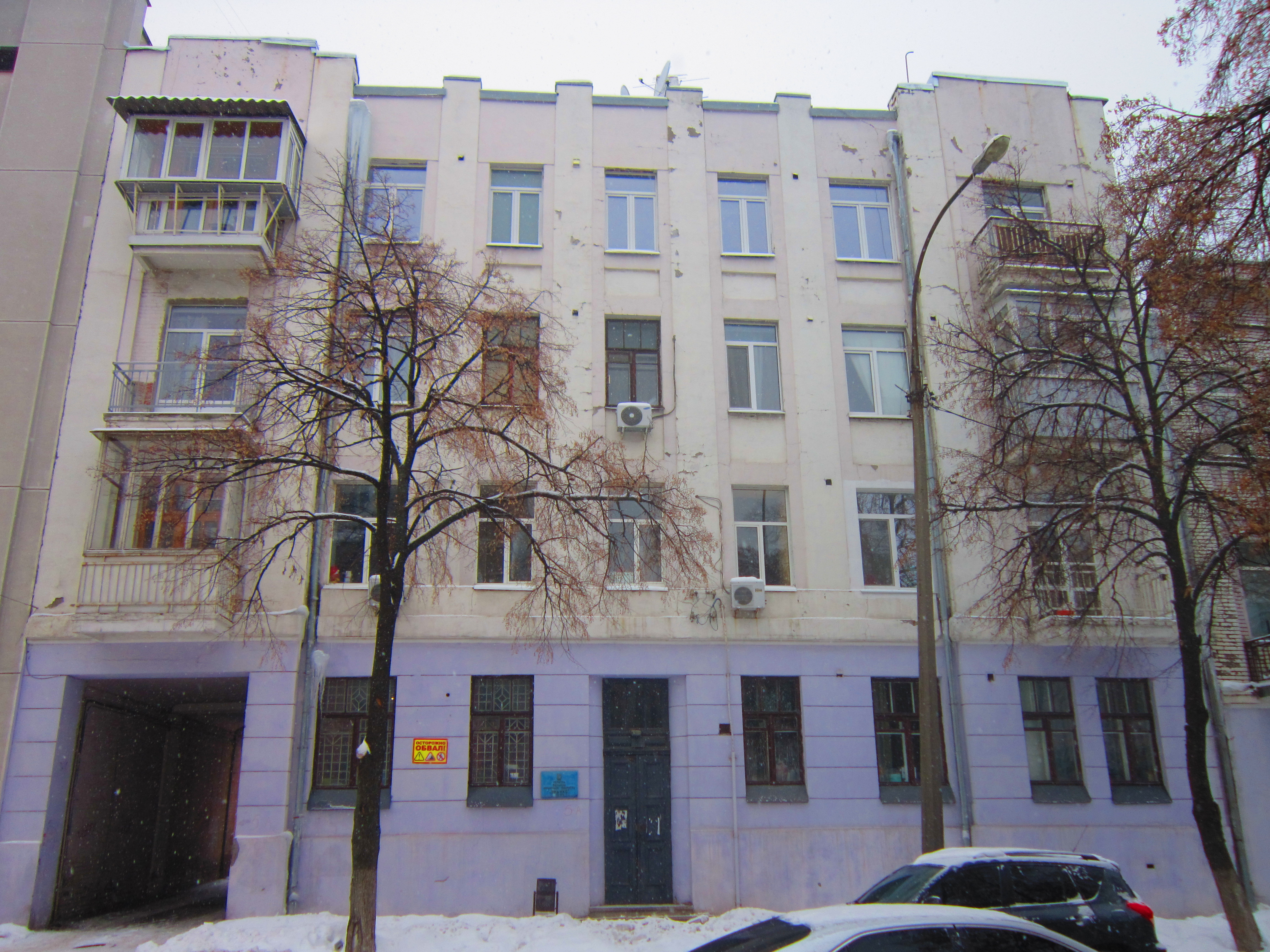
Харків. Житловий будинок на Юр'ївській, 1927 р.
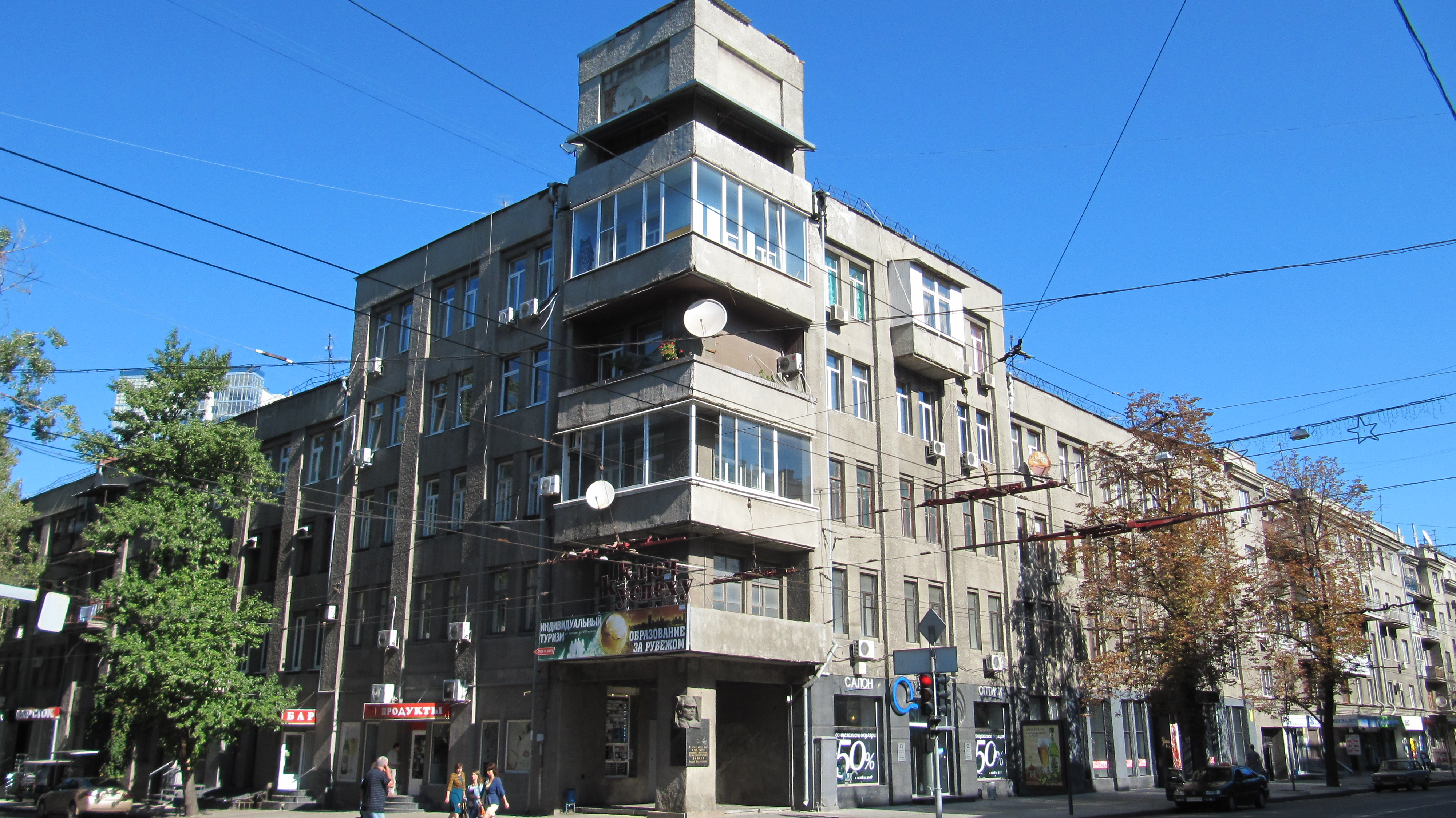
Харків. Житловий будинок на Сумській, 71, 1928 р.
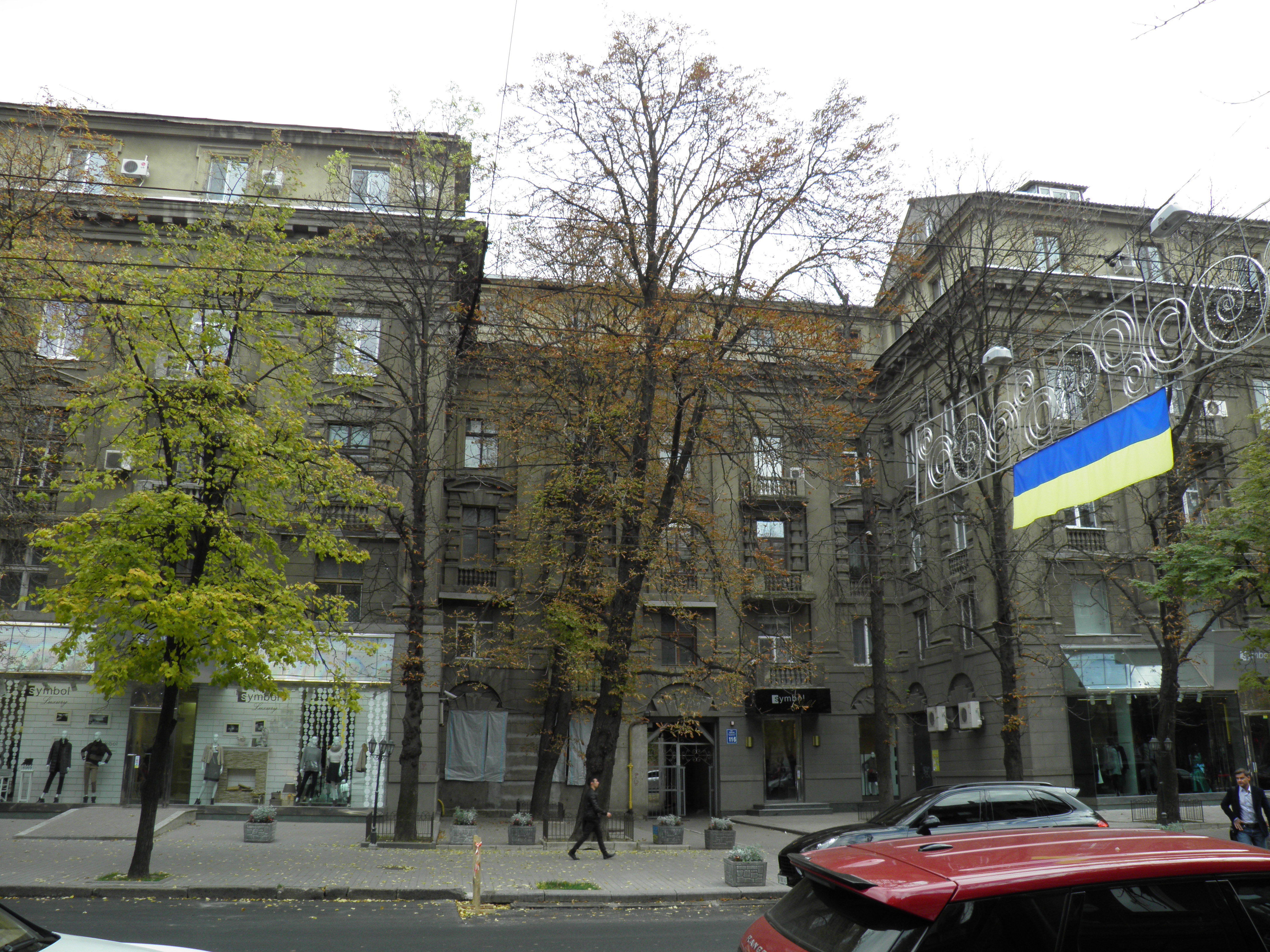
Харків. Житловий будинок «Південсталь», 1928 р.
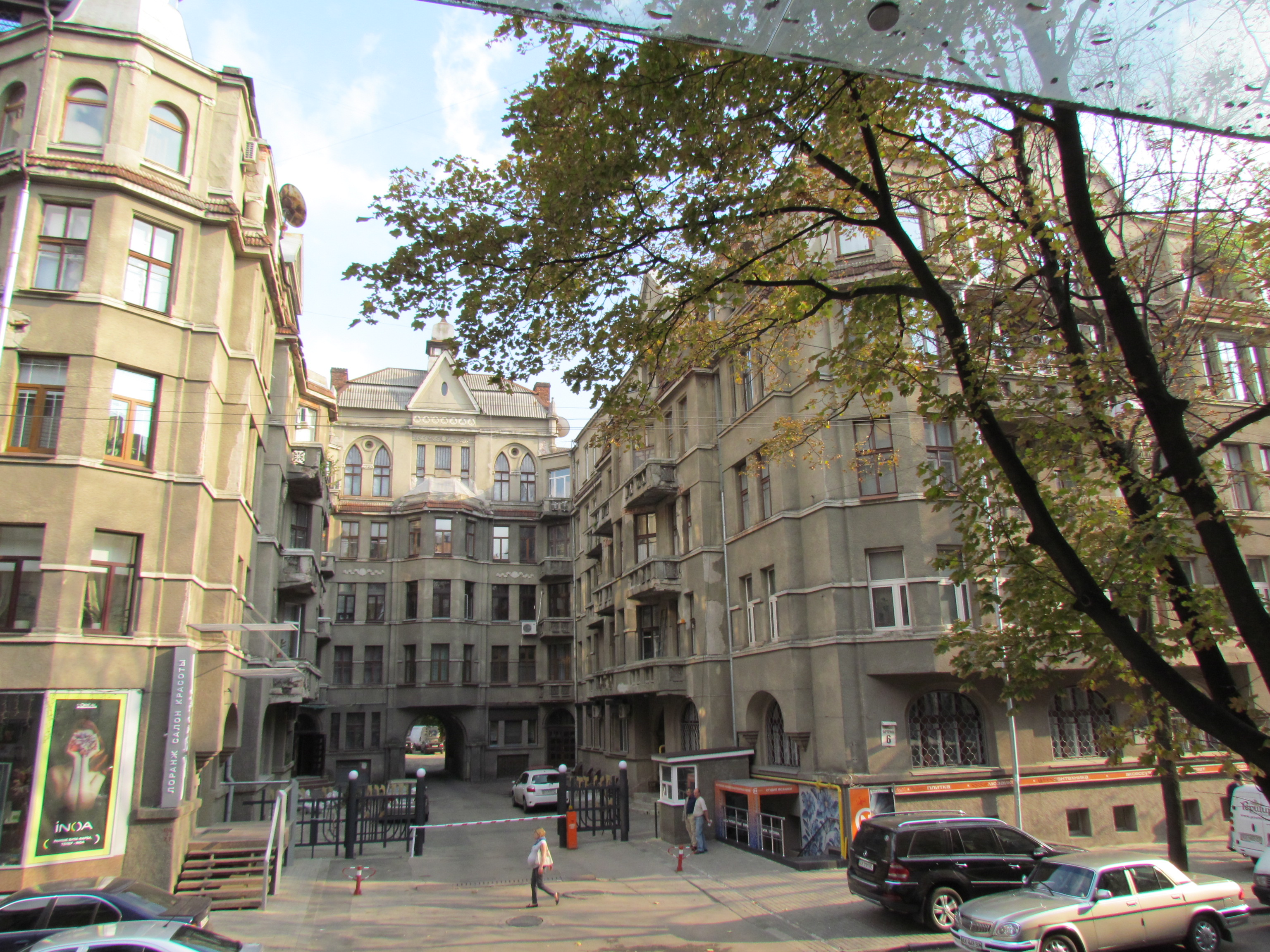
Харків. Житловий будинок «Червоний банковець», 1928 р.
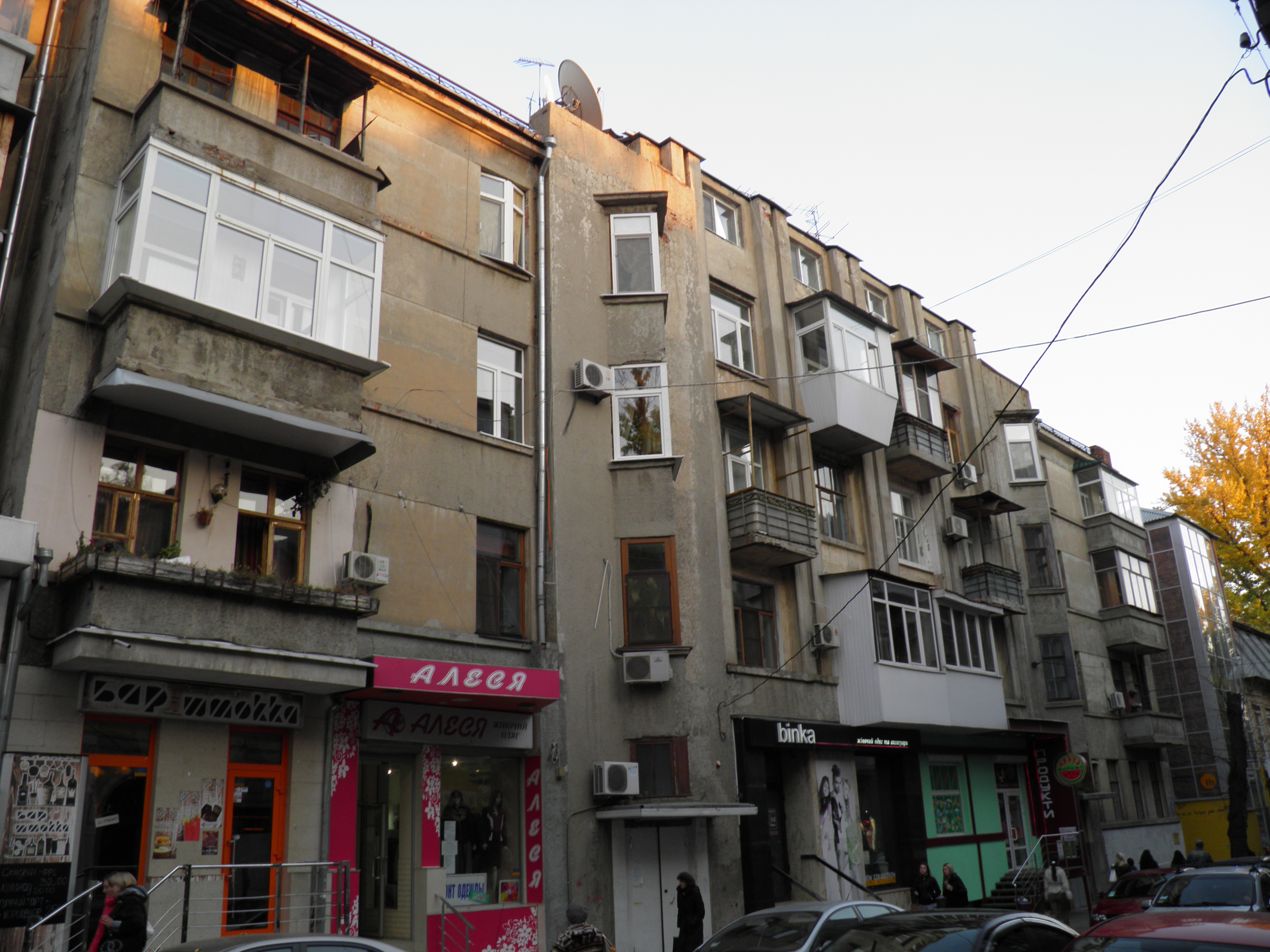
Харків. Житловий будинок на вул. Маршала Бажанова, 1928 р.
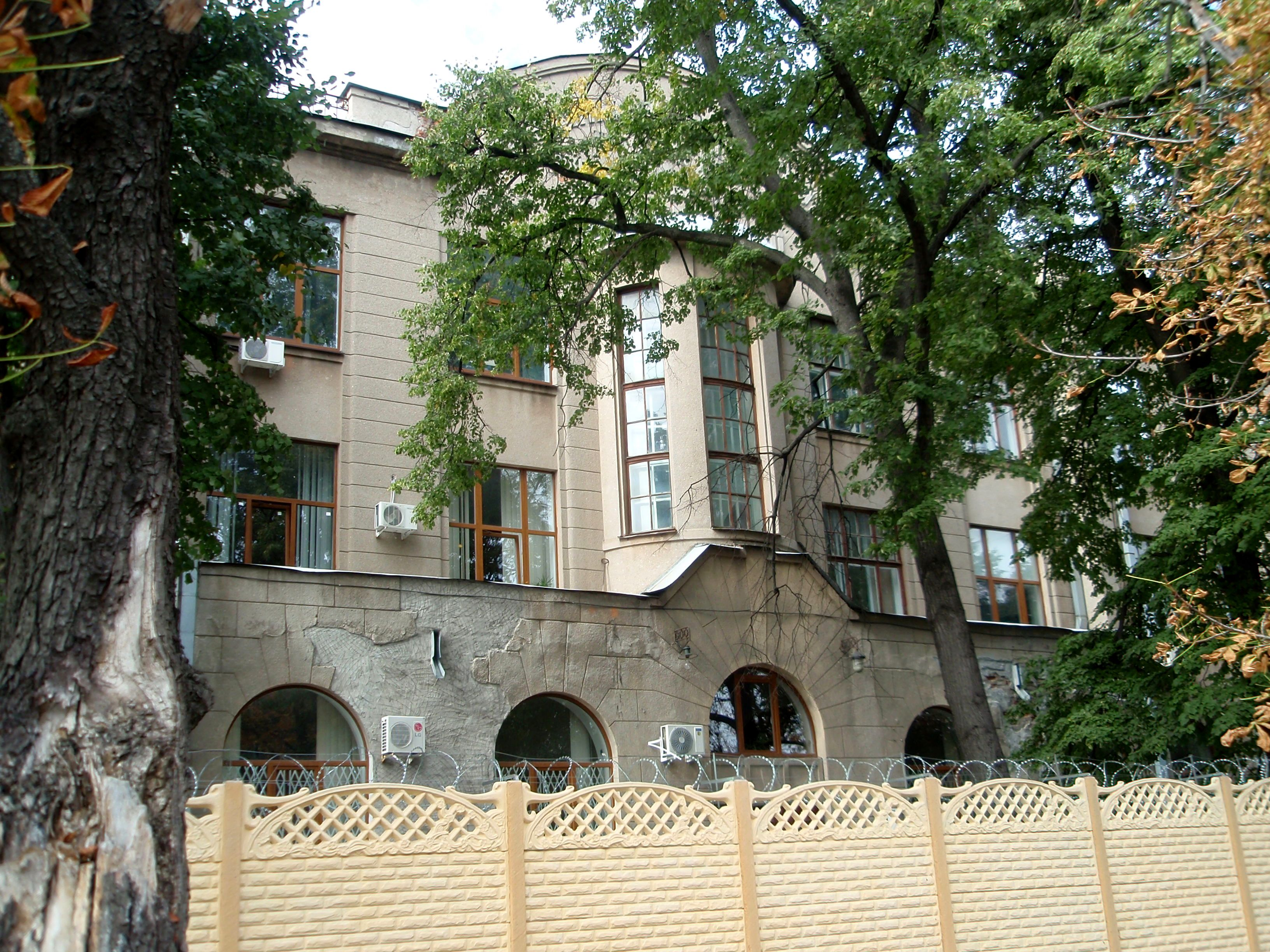
Харків. НДІ експериментальної ветеринарії, 1928 р.
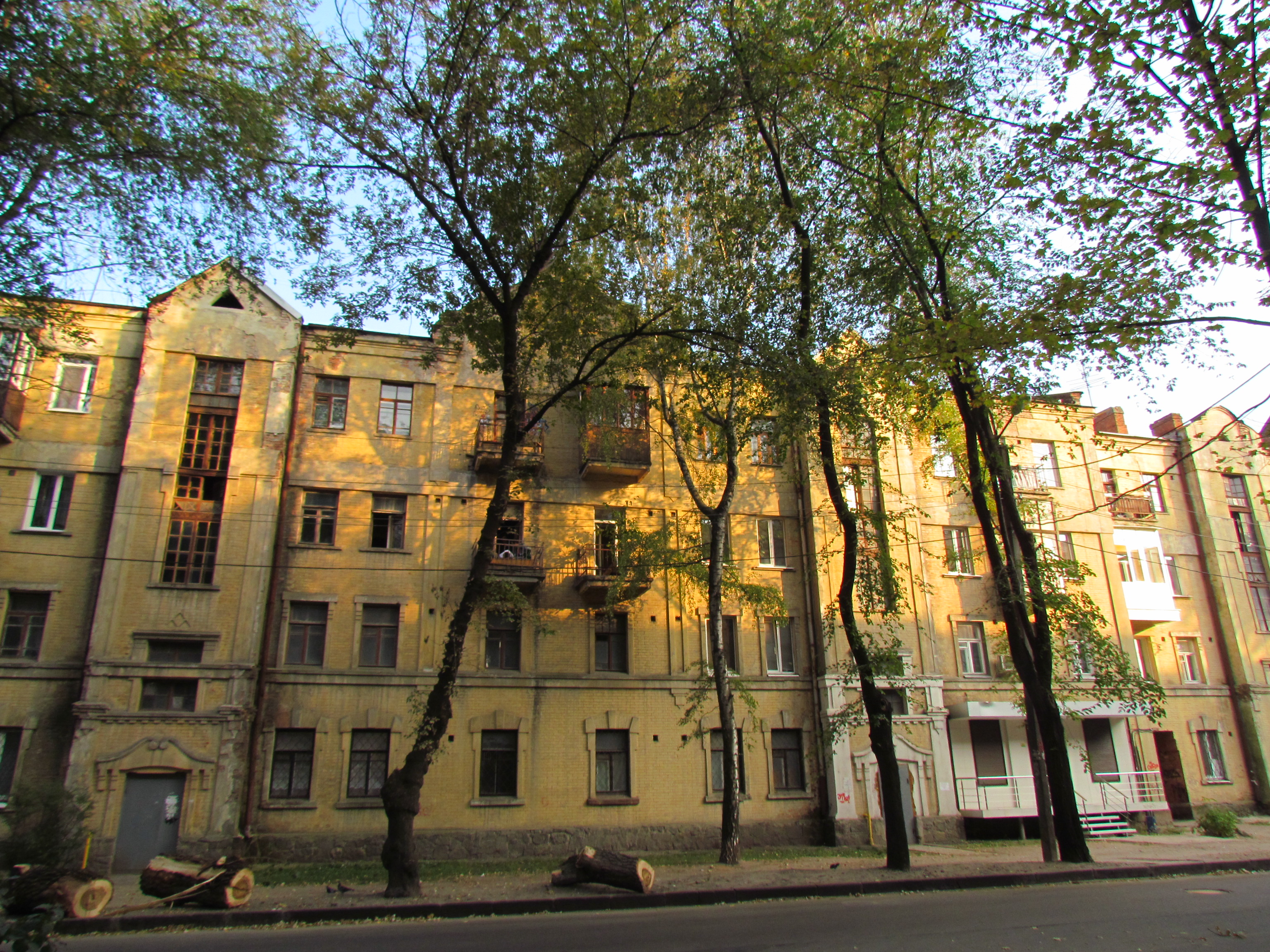
Харків. Житловий будинок на Чернишевській вул., 1928 р.
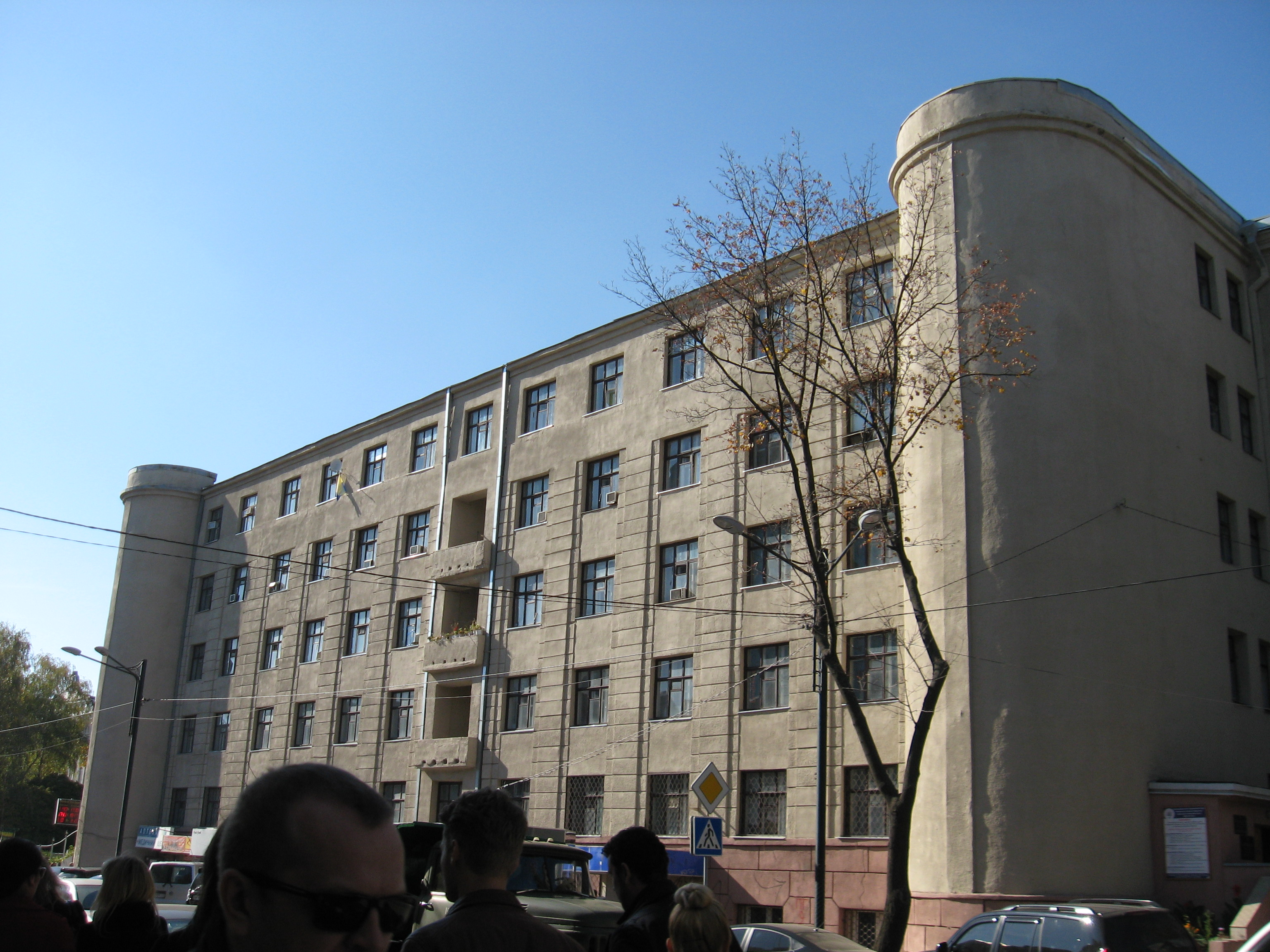
Харків. Студентське містечко, 1928–1930 рр.
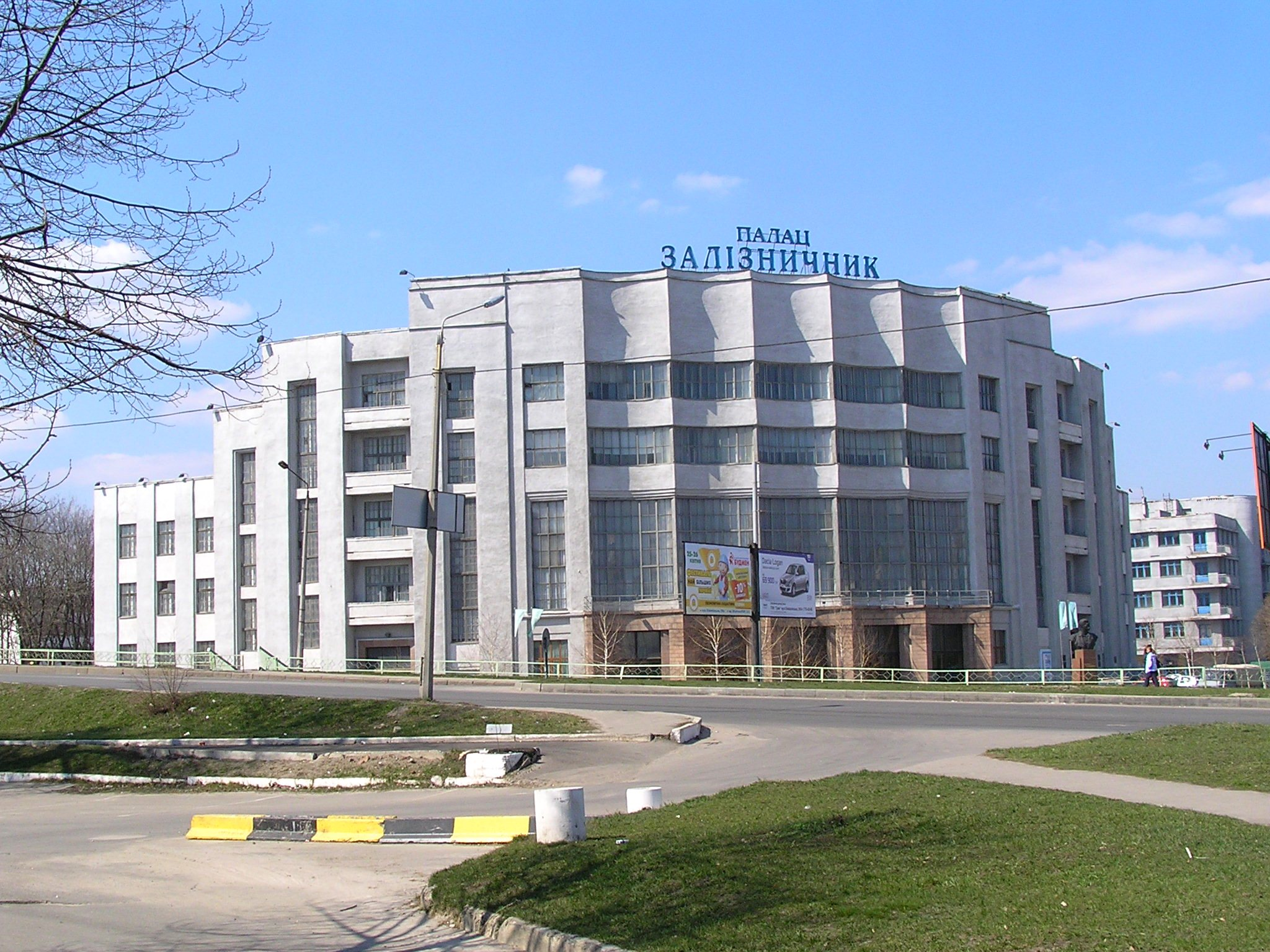
Харків. Палац робітника, 1928–1932 рр.
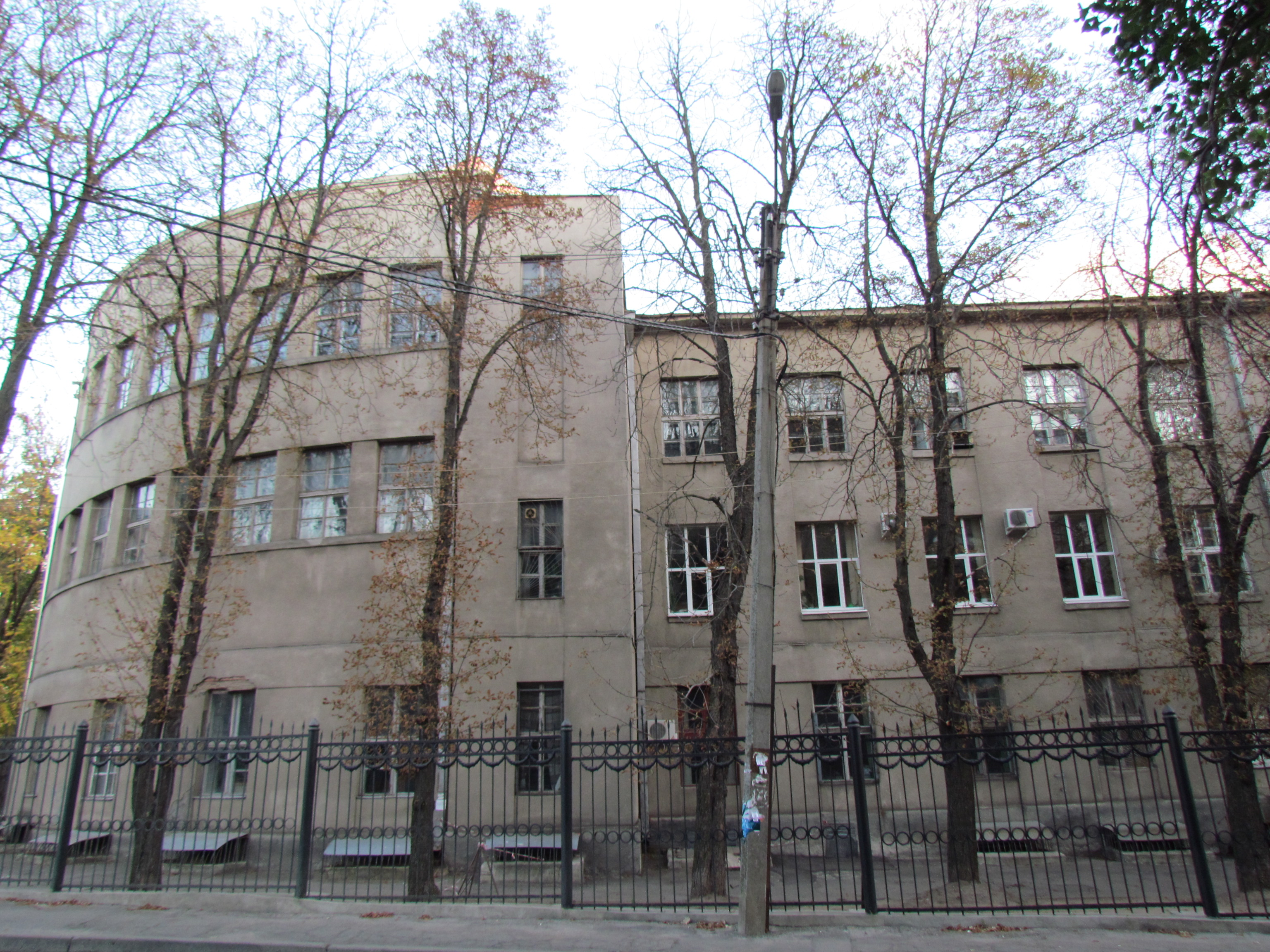
Харків. Електротехнічний корпус Технологічного інституту, 1928–1929 рр.
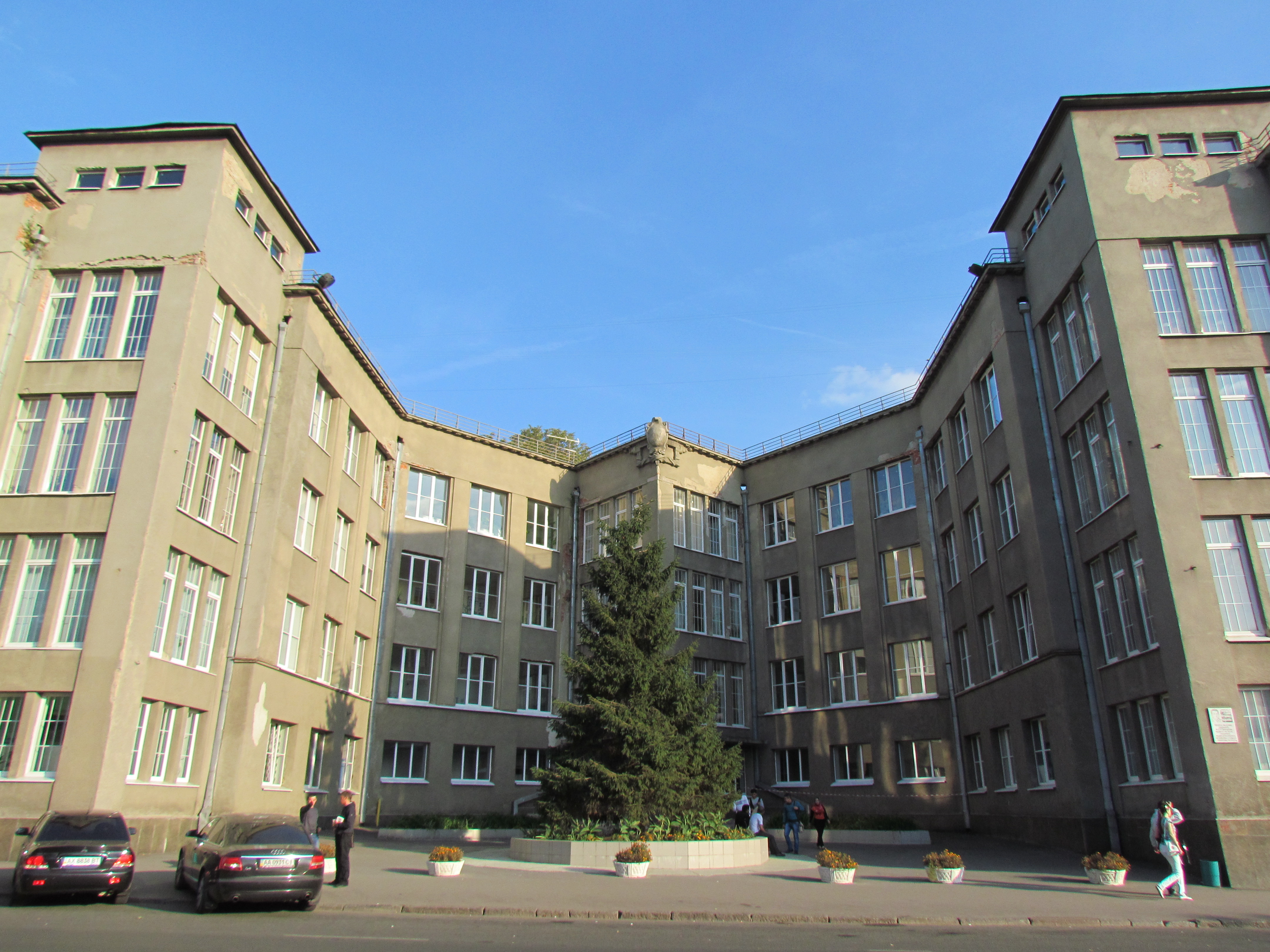
Харків. Рентгенакадемія, 1930 р.
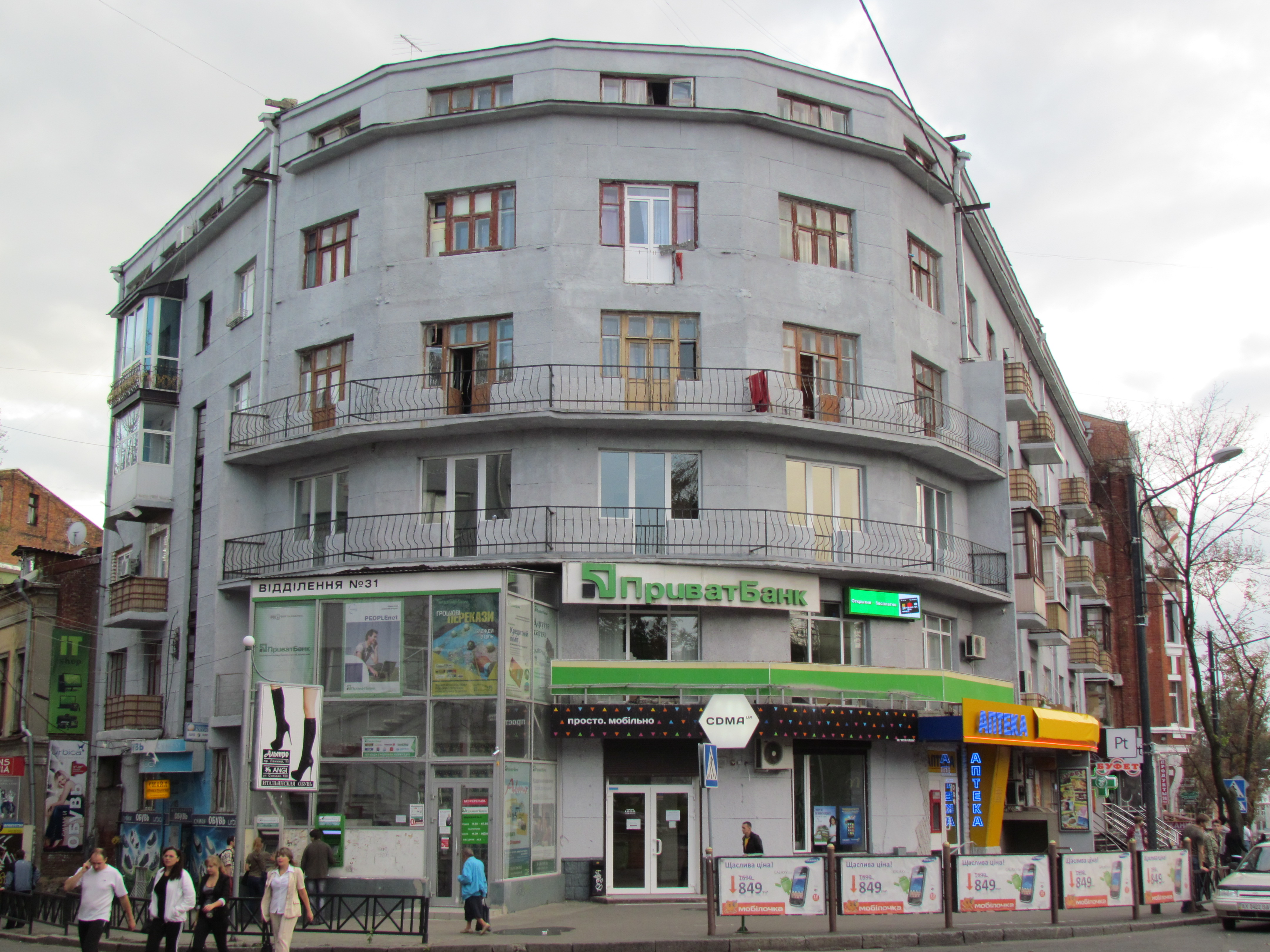
Харків. Житловий будинок з великих блоків, 1931–1933 рр.
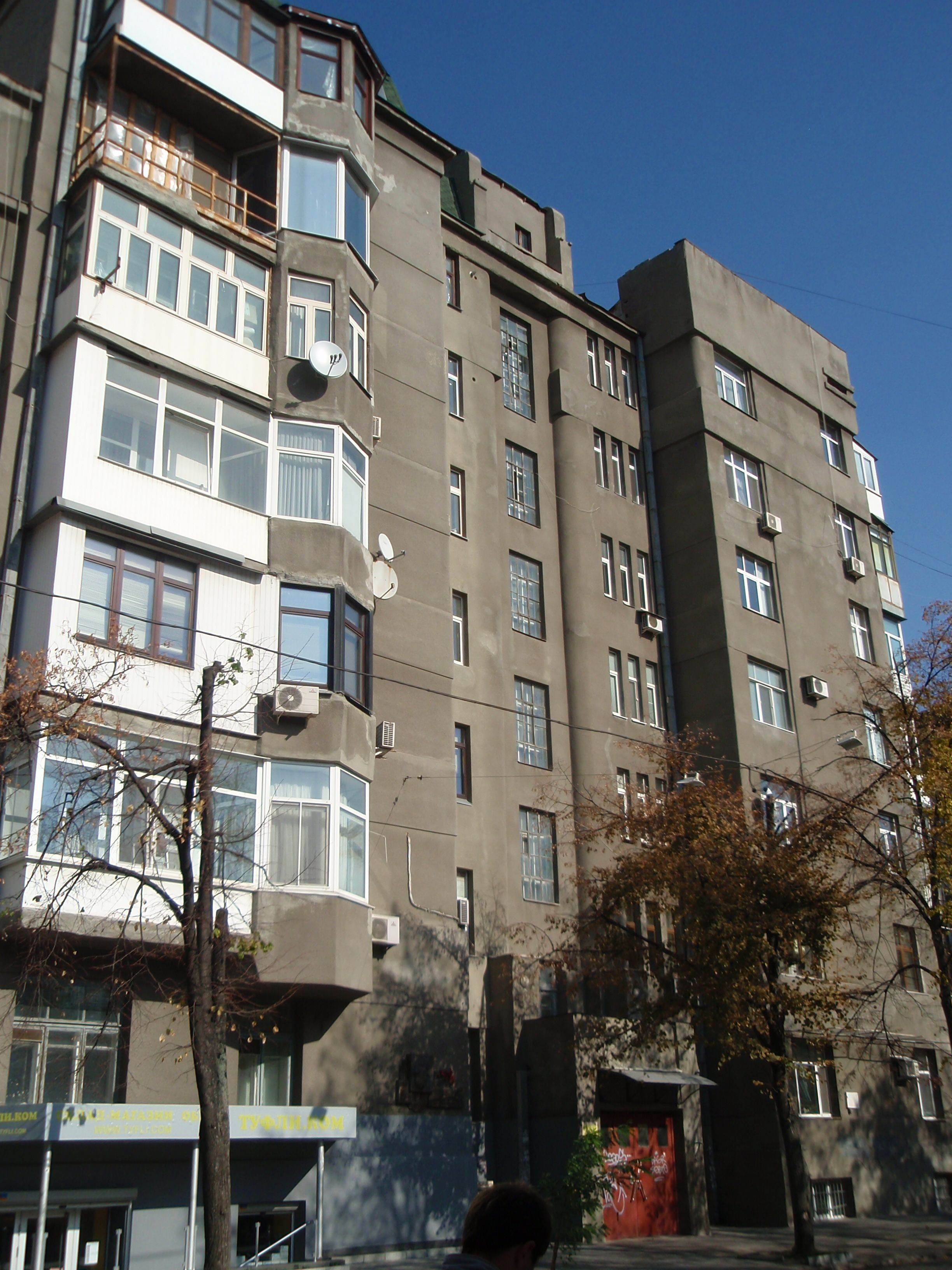
Харків. Житловий будинок «Комунар», 1932 р.
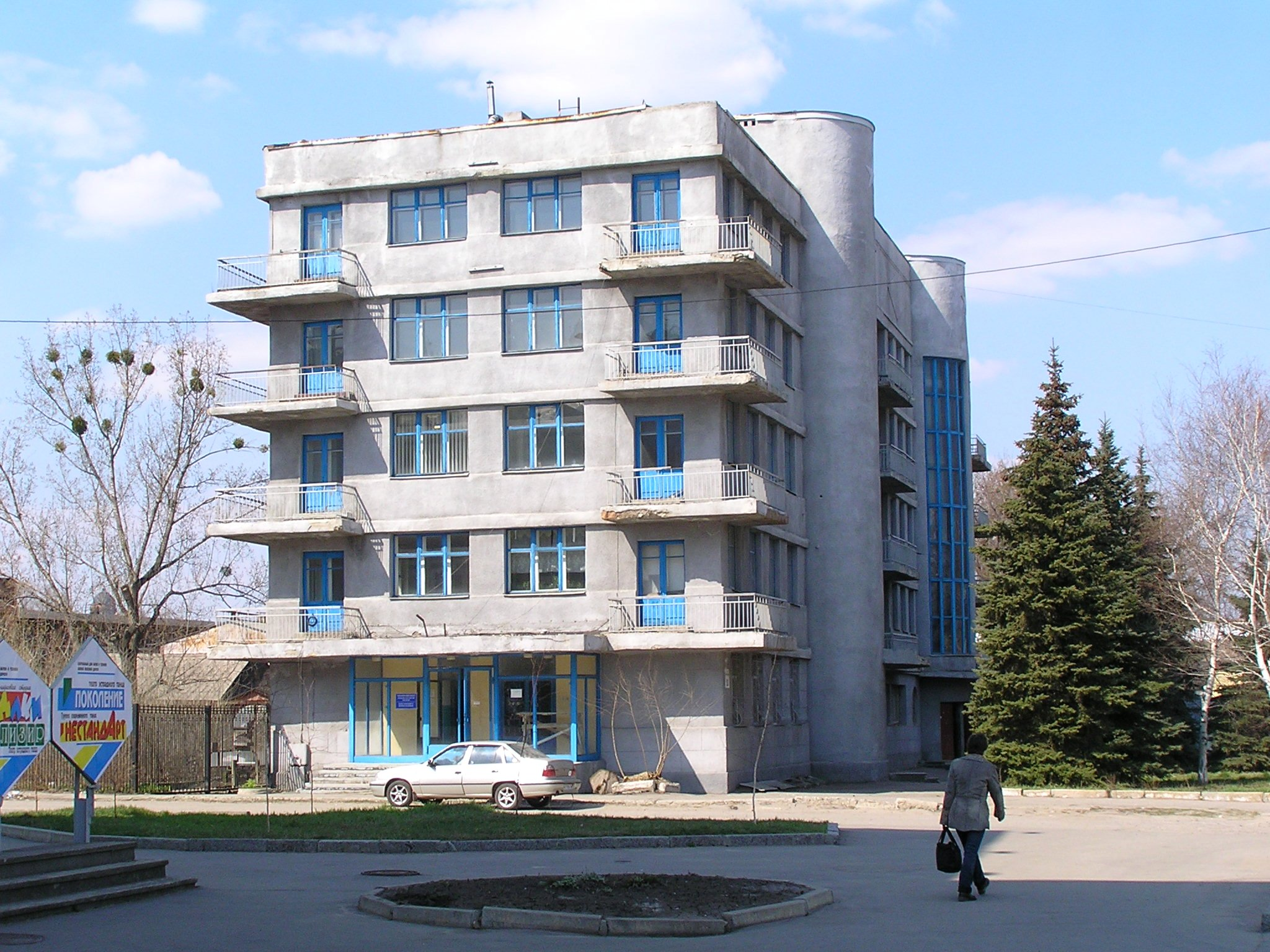
Харків. Житловий будинок на вул. Великій Панасівській, ? — 1933 р.
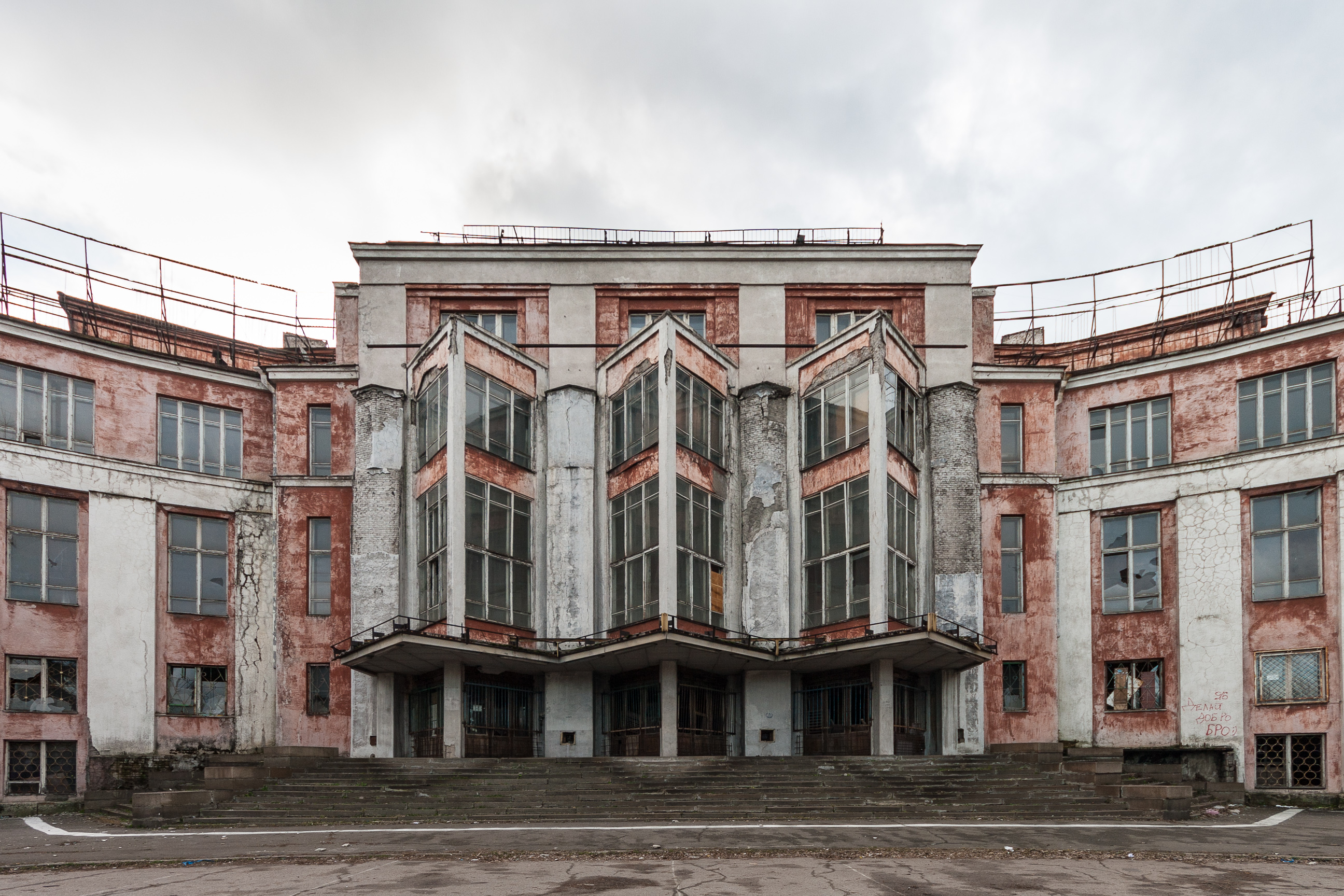
Дніпро. Палац Ілліча, арх. О. Л. Красносельський, 1926—1932 рр. Прибудова театру, арх. О. Л. Красносельський, 1935—1936 рр.
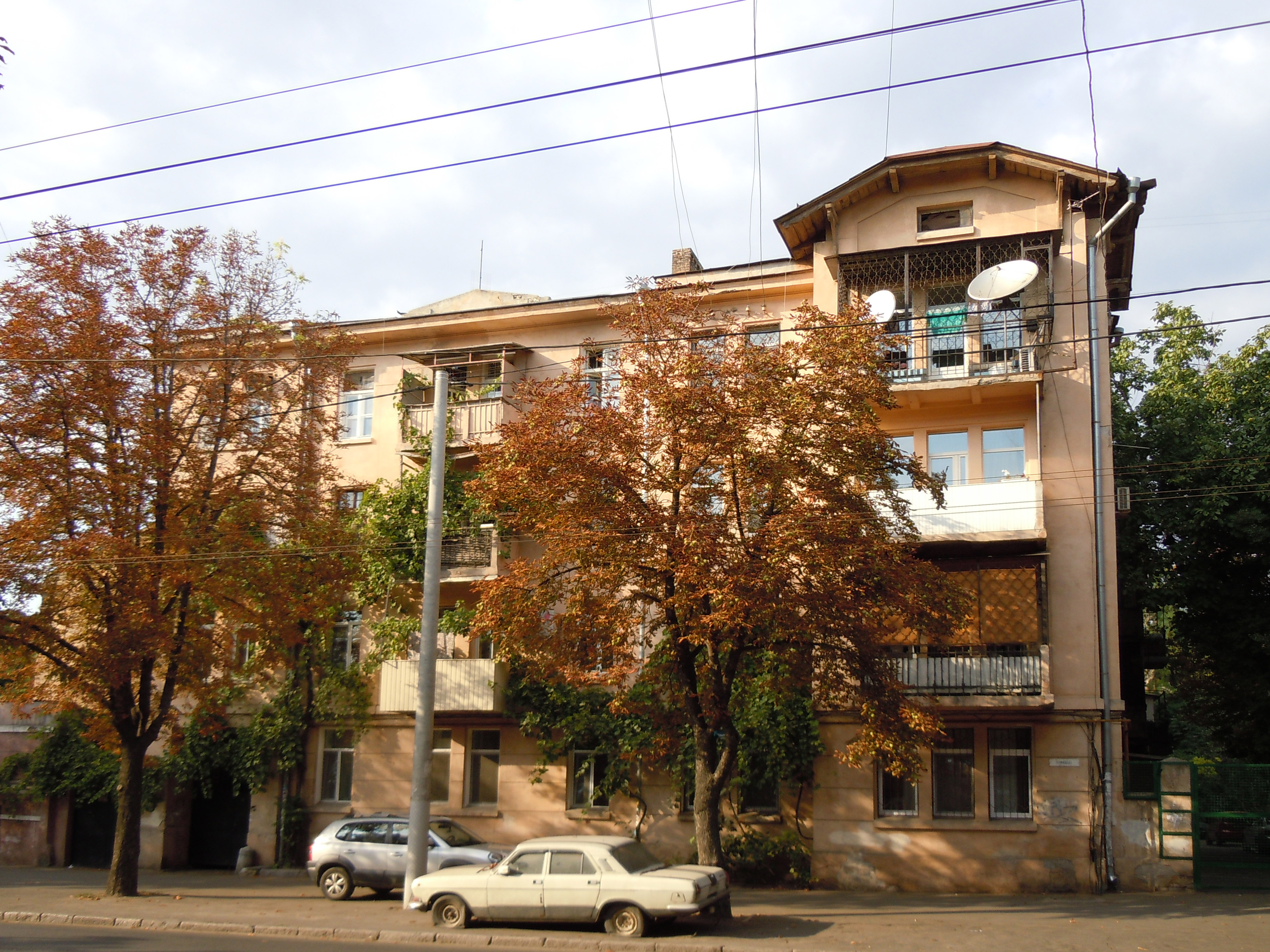
Одеса. Секція житлового будинку, арх. Л. О. Любельский, нагляд: інж. Ю. Я. Беккер, 1928–1929 гг.

### у УСРР у 1932—1941рр.

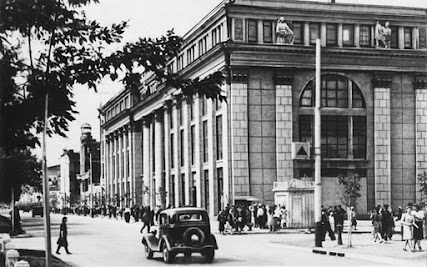
м. Дніпро. Центральний універсальний магазин в стилі ар-деко, 1939 р.

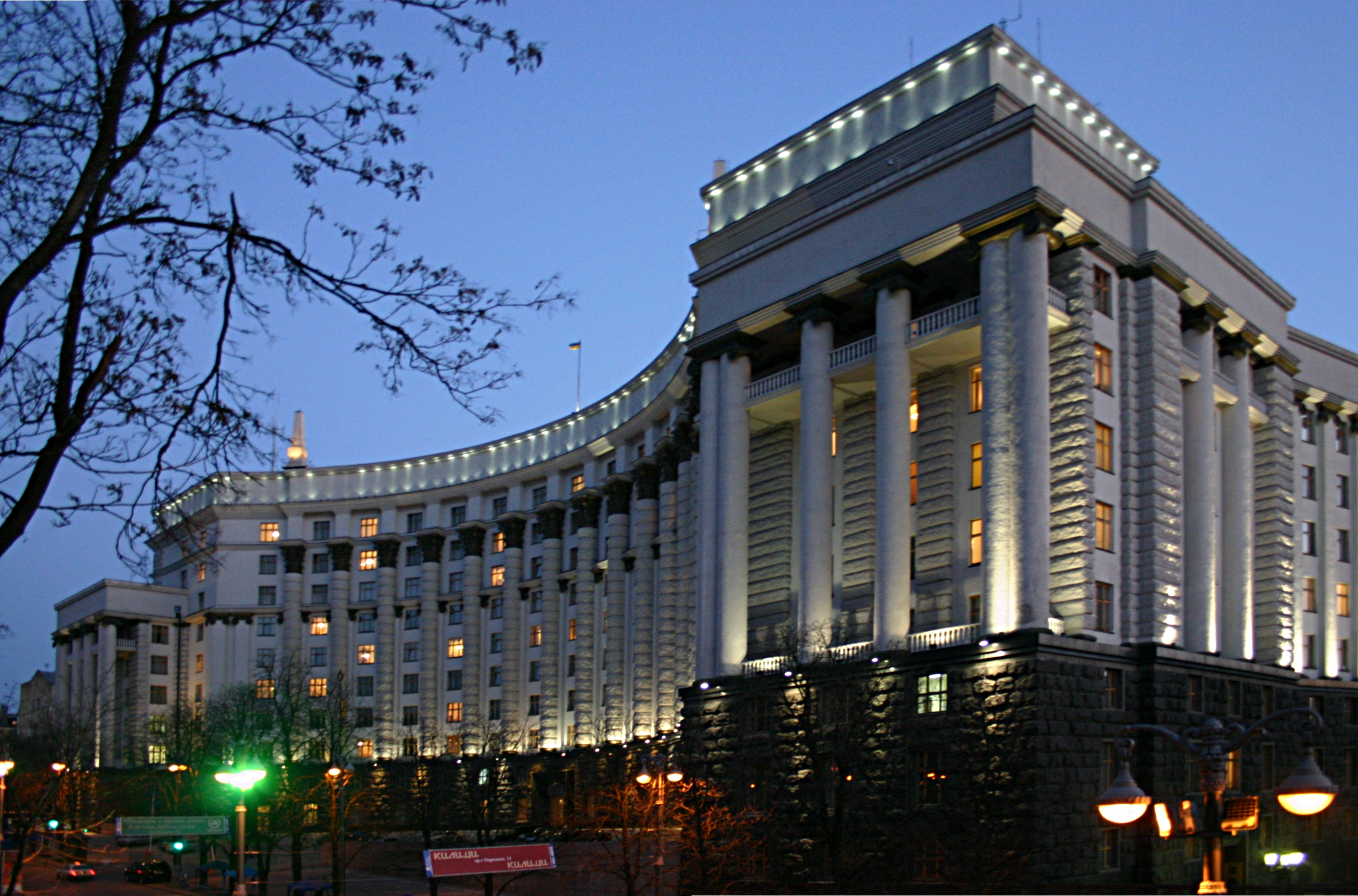
Будинок Кабінету міністрів України, 1936-38 р., арх. І. Фомін

В 1932 р., з організацією єдиної Спілки архітекторів, було проголошено єдиний творчий метод — метод соціалістичного реалізму і тотальної орієнтації на класику. Конструктивізм піддали жорстокої критиці, багато архітекторів-конструктивістів було репресовано або страчено. Розпочинається активна політизація архітектурної діяльності та формування архітектури режиму з його пориваннями до гігантоманії та бутафорської помпезності форм, одночасно були активізовані пошуки національного у архітектурі республік. Відразу після постанови 1932 року набув популярності ар деко, який у пошуках соціалістичного стилю збагачували різними неокласичними елементами. Ближче до початку 1940-х архітектура стає все більш монументальною. У радянському союзі не використовували термін ар деко, незважаючи на його застосування, тому що ідеологічно архітектура у радянському союзі вважалася суто соціалістичною, а вр деко таким, що притаманний капіталістичним країнам.
У 1934 році столиця УСРР була перенесена з Харкова до Києва, туди ж переїхали деякі митці. Таким чином з 1934 року найкращі і найвагоміші споруди в Україні будуються саме у Києві. За 1930-ті роки була побудована велика кількість державних та громадських споруд — будівля ради народних депутатів, військове міністерство, будинок НКВС та інші. У Києві намагались реалізувати проєкт нового урядового кварталу на місці Михайлівської площі, замість навколишньої забудови планувалося спорудити ансамбль урядових будівель. Однак було зруйновано лише декілька культових споруд і споруджено один новий будинок. Після війни до проєкту не поверталися.
Одним з найбільших прихильників ар деко, найбільш наближеного до європейських зразків був архітектор Й. Ю. Каракіс. Одним з найбільш характерних його творі є будинок на Інститутській вул., 15-17 та на вул. Січневого повстання. За свої погляди архітектор зазнав утисків.
В 1936—1939 рр. були збудовані: будинок ЦК КП(б)У, нині Міністерство закордонних справ України (проєкт П. Лангбарда); будинок НКВС, нині Кабінет міністрів України (проєкт І. Фоміна); будинок Верховної Ради УРСР (проєкт В. Заболотного); штаб Київського особливого військового округу, нині Будівля Офісу Президента України (проєкт С. Григор'єва).
Комуністичний режим зруйнував чимало визначних будівель, які пізніше були внесені до офіційних списків пам'яток архітектури (Михайлівський Золотоверхий і Микільський військовий собори в Києві, Троїцький собор у Глухові тощо). Сьогодні деякі з них, наприклад, Михайлівський Золотоверхий чи Успенський собору, відбудовані.

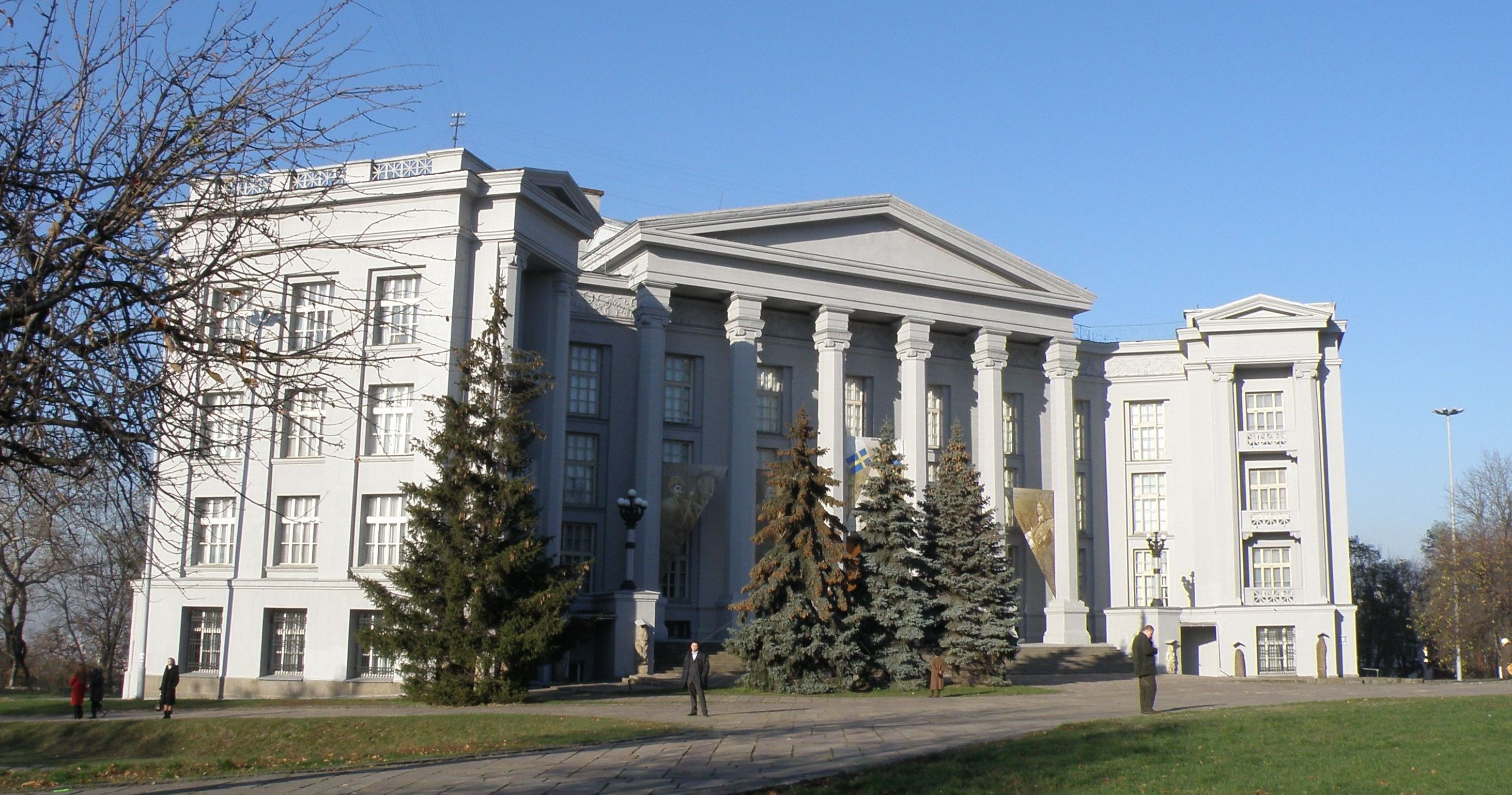
Київ. Національний музей історії України, арх. Каракіс
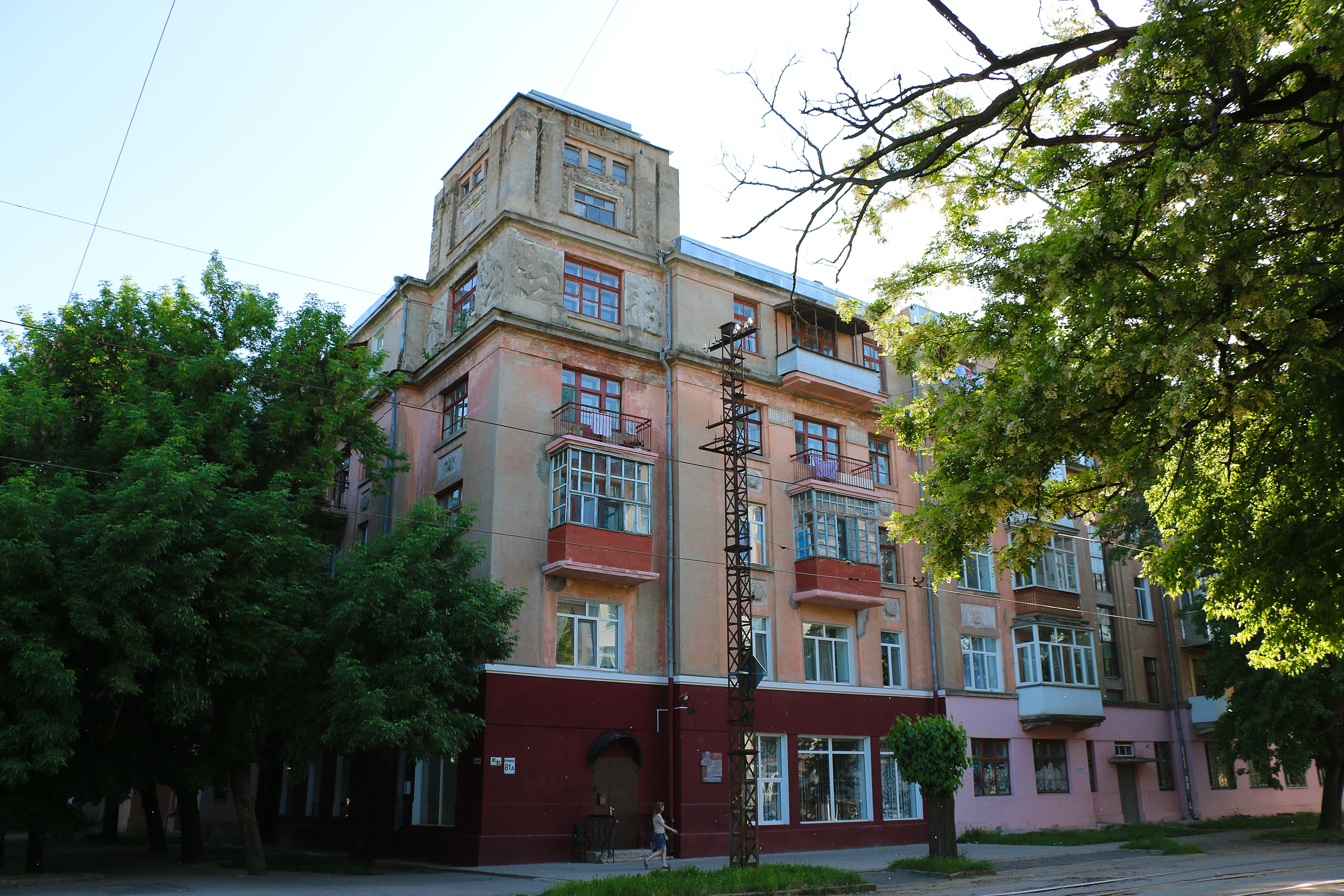
Миколаїв. Будинок спеціалістів
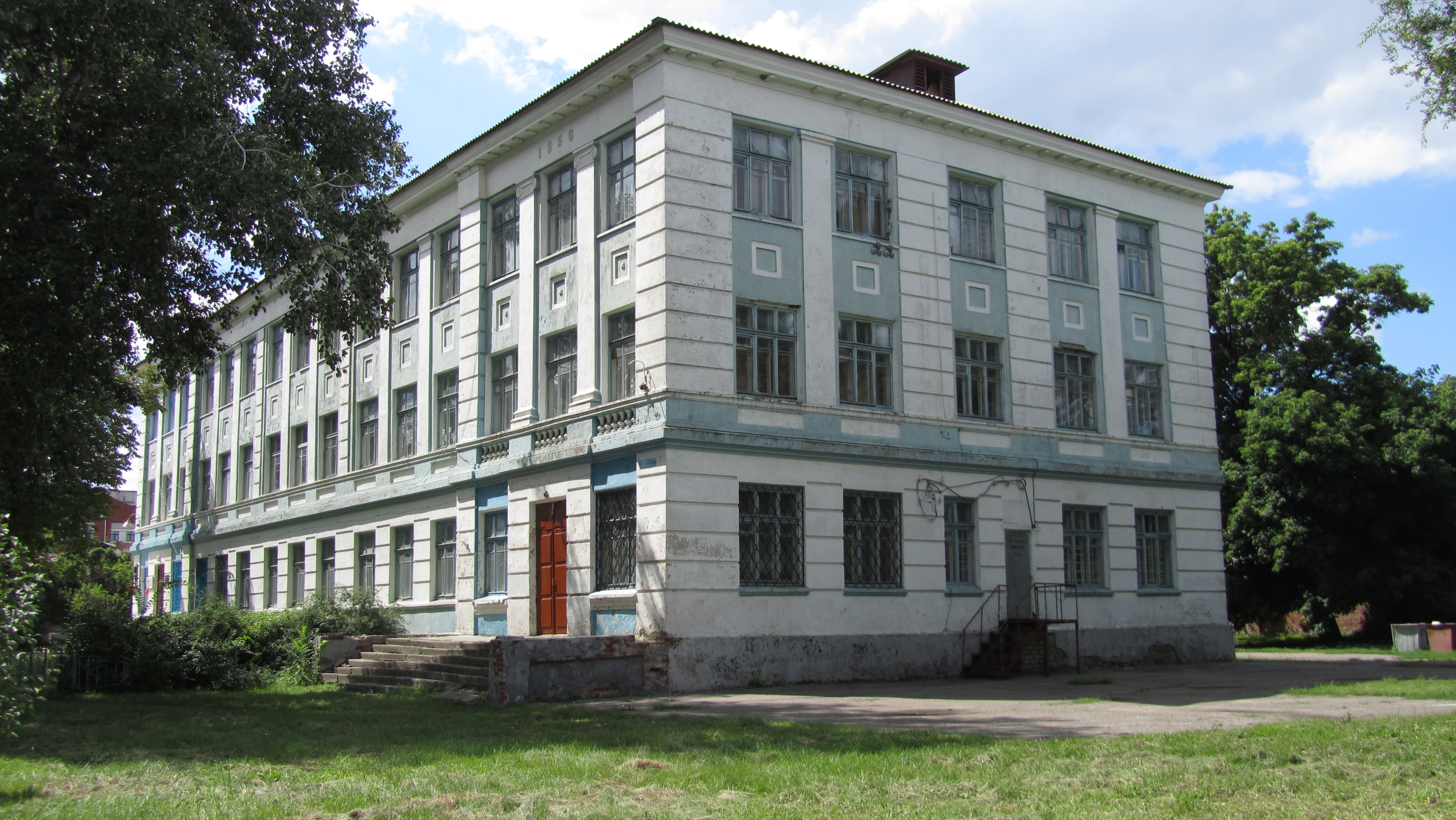
Кременчук. Школа № 13, 1935 р.

## Друга світова війна
Після захоплення України німецькими та румунськими військами будівництво цивільних об'єктів практично не здійснювалось, проте зводились інженерні споруди. Також були відновлені деякі важливі споруди. На Одещині за часів Трансністрії було споруджено аеропорт у Татрці у фахверковому стилі. У Одесі була зведена будівля у трамвайному депо № 1, а також були відновлені деякі підірвані більшовиками промислові споруди та інші, зокрема будівля міської ради.

## 1945—1957 рр
Після Другої світової війни національно-самобутні ретроспекції відбилися в архітектурній діяльності періоду післявоєнної відбудови міст і сіл України. Особливо це мало значний вплив на грандіозну відбудову зруйнованих міст, зокрема Хрещатик у Києві (архітектори: О. Власов, А. Добровольський та ін.). Багаті традиції українського бароко, які використали автори в забудові столичної вулиці, гармонійно поєднані з міським рельєфом. В архітектурі будинків була активно застосована українська орнаментальна пластика та колорит.
Форми і методи відбудови українських міст зруйнованих під час Другої світової війни визначалися двома головними чинниками: масштабами руйнувань та реальними можливостями радянської системи управління. Період 1946—1949 рр. характеризувався хаотичною відбудовою житла методами «народної будови» і тільки у 1949—1953 рр. можна казати про активну забудову центральних магістралей міст і в той же час наростання кризових явищ, дисонансом у діях великої кількості відомчих забудовників. У процесі відбудови центральних районів міст відбувалася зміна їх екстер'єру, втрата самобутнього, історичного вигляду. У центрах міст панував «сталінський ампір» чи «сталінське бароко». Масштаби робіт, централізація й уніфікація проєктного забезпечення диктували вироблення спрощених, типових проєктів, полегшення приймання об'єктів державними комісіями, шаблонних комплектних виробів для будинків, які будувалися поточно-швидкісними методами призвели до відсутності національних елементів у архітектурі.
Активно впроваджувалась типізація, значна частина споруд будувалася за типовими проєктами або на їх базі. Лише деякі будівля у історичних центрах будувалися за індивідуальними проєктами.
Нові райони створювались за селищною концепцією, це було дешеве житло, яке призначалося переважно для робітників одного з місцевих підприємств. Забудова складалася з проєктів споруд так званого селищного типу, переважно серії 1-228. Це 1-2 поверхові будинки з чотирисхилими дахами, помірним ліпним оздобленням і дерев'яними сходами. Планування районів було периметральним, частково за концепцією міста-саду.
Останні взірці ретроспективного стилю споруджувалися на початку 1960-х років, але переважна кількість забудови у той час вже відносилась до модернізму.

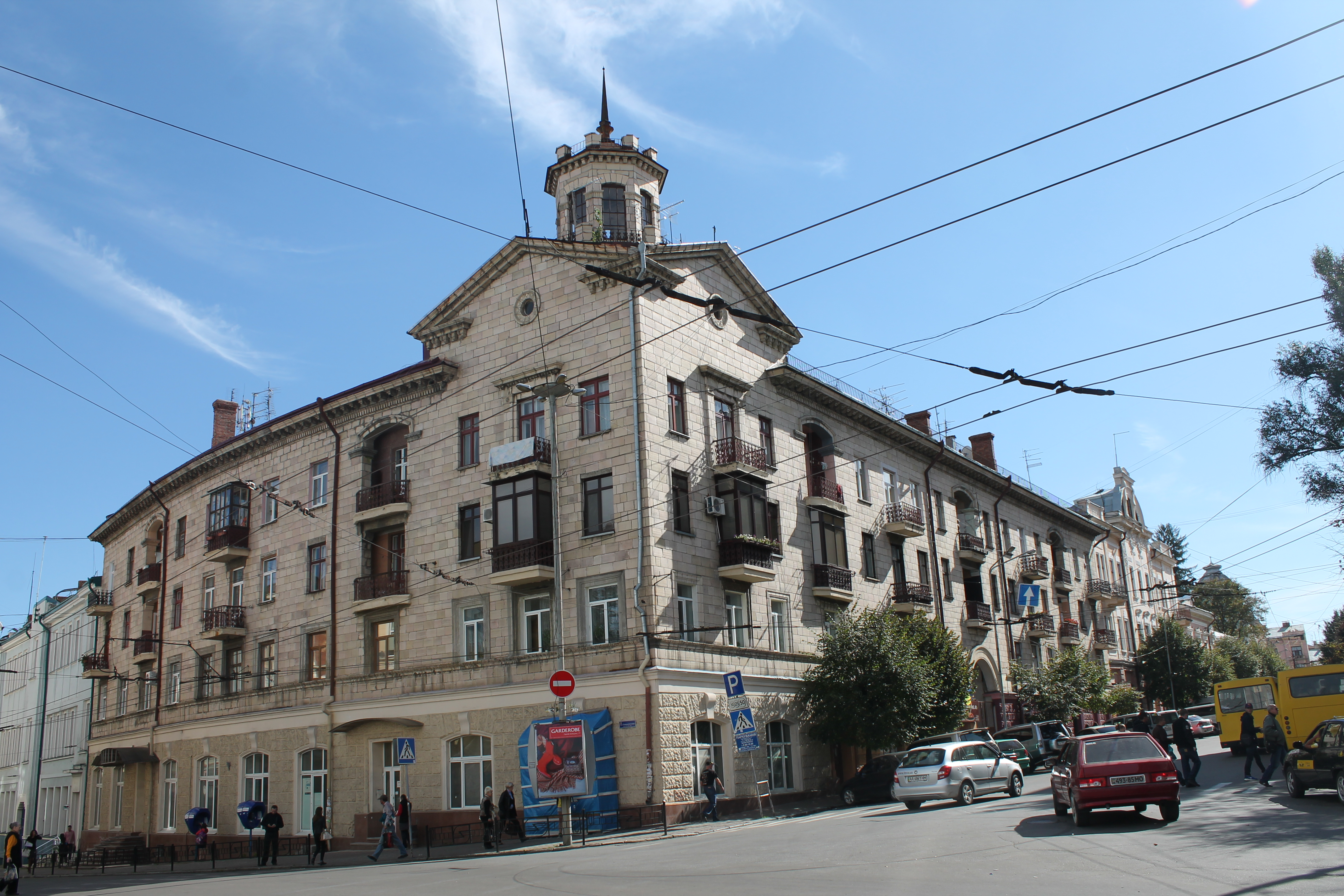
Чернівці. Житловий будинок на Університетській вулиці, 1949–1954 рр.
Краснодон. Палац культури імені Молодої Гвардії
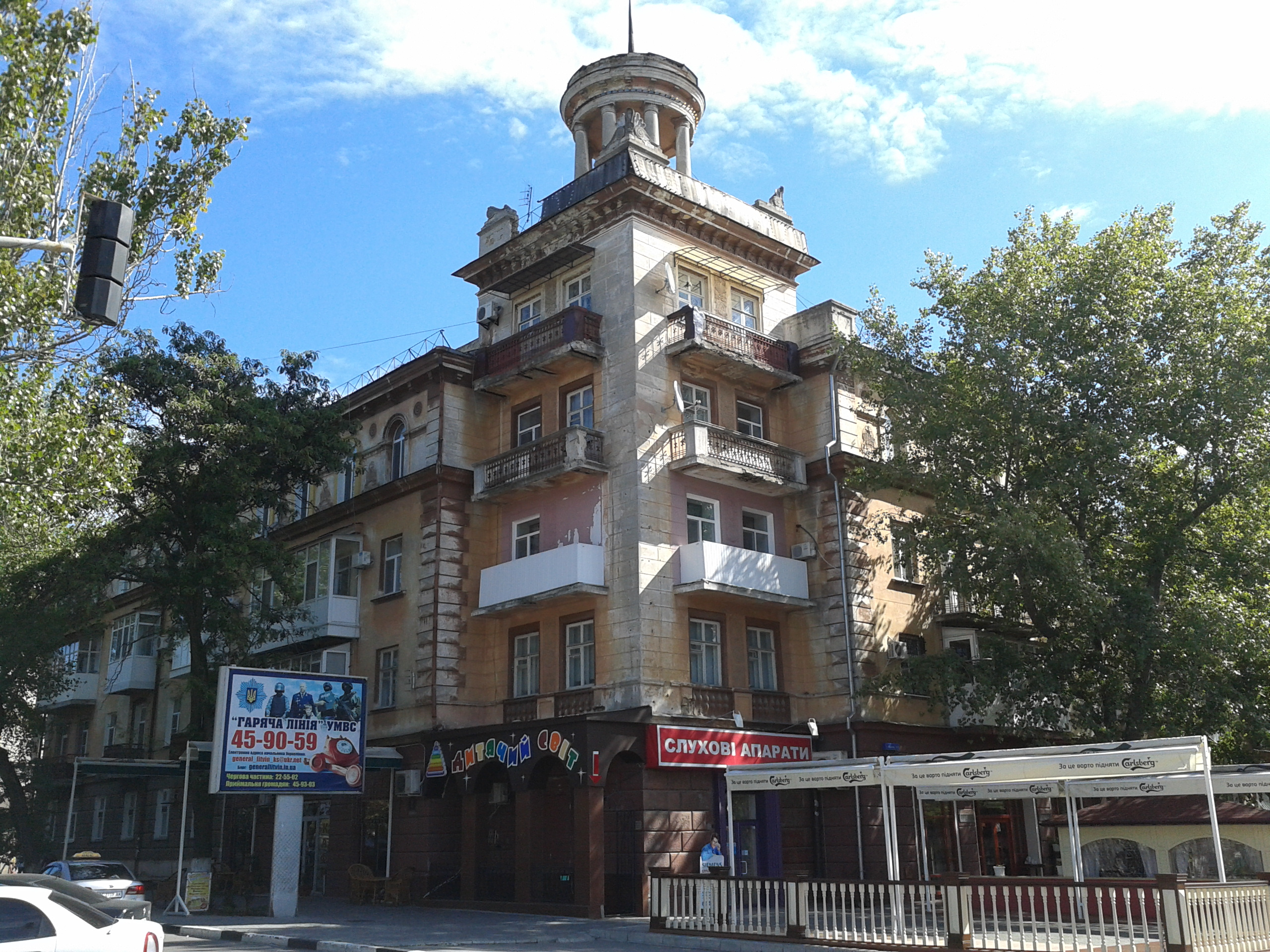
Херсон. Житловий будинок на вул. Ушакова
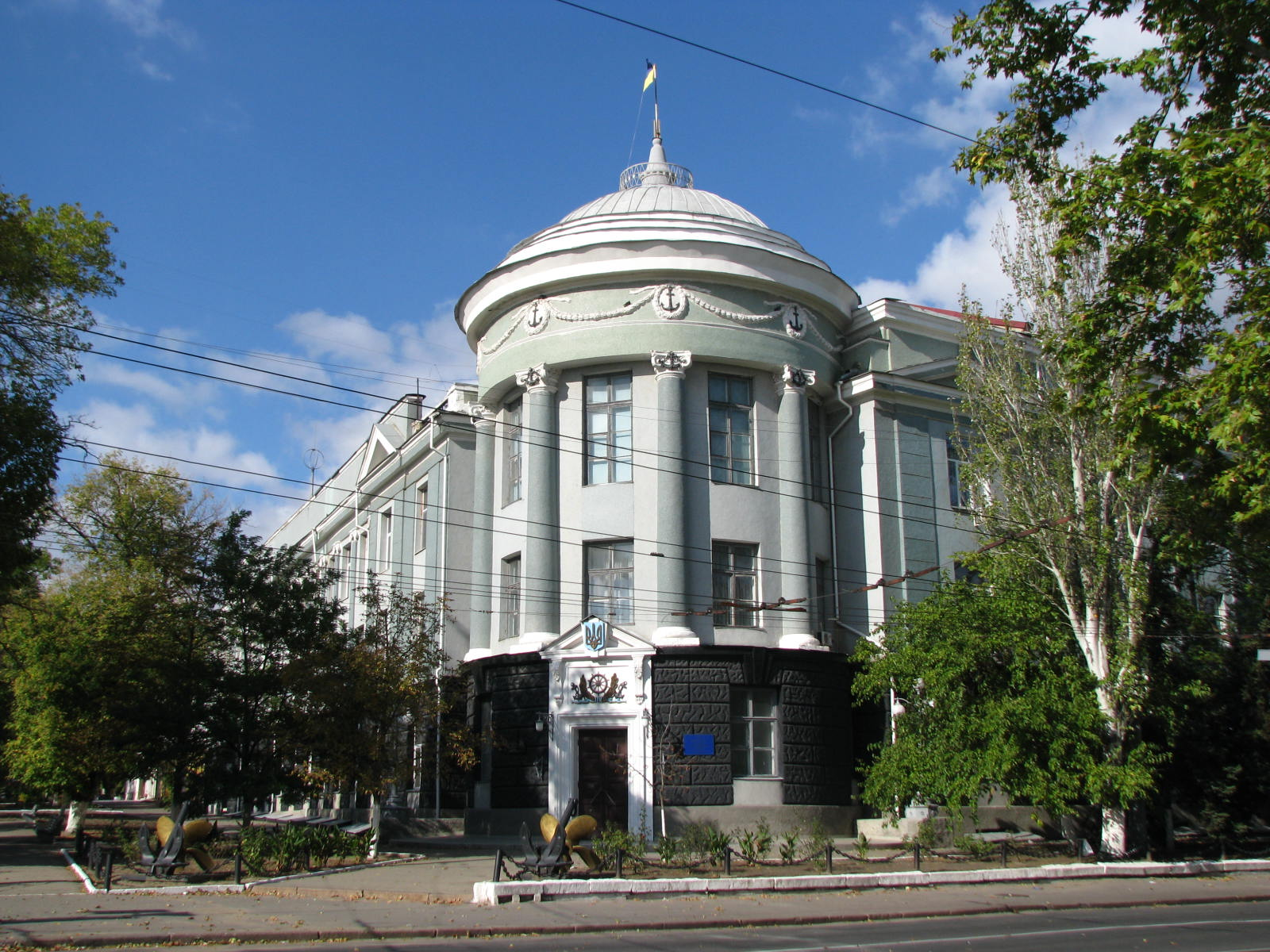
Херсон. Морехідне училище, 1953 р.
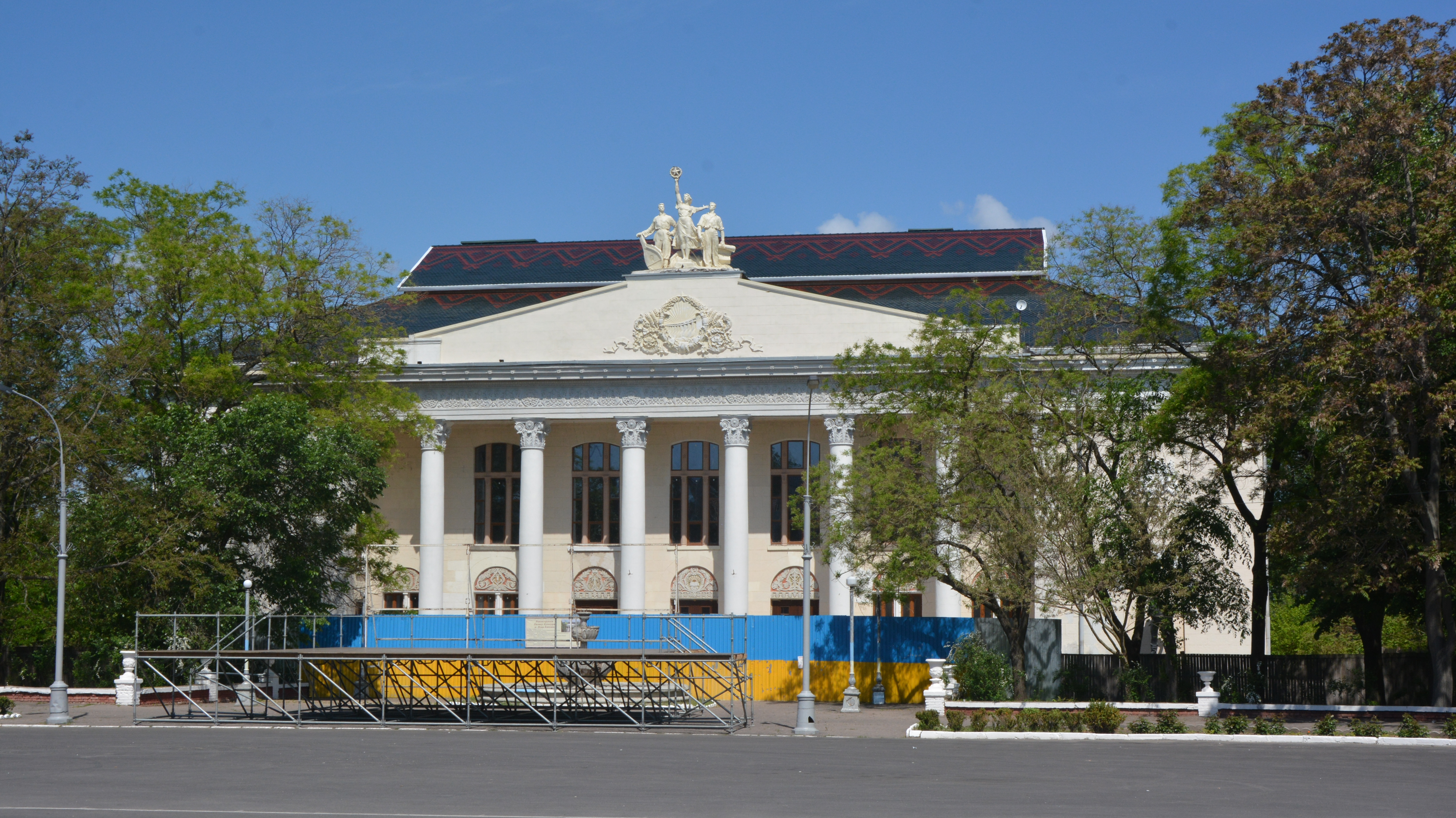
Нова Каховка. Адміністративна будівля
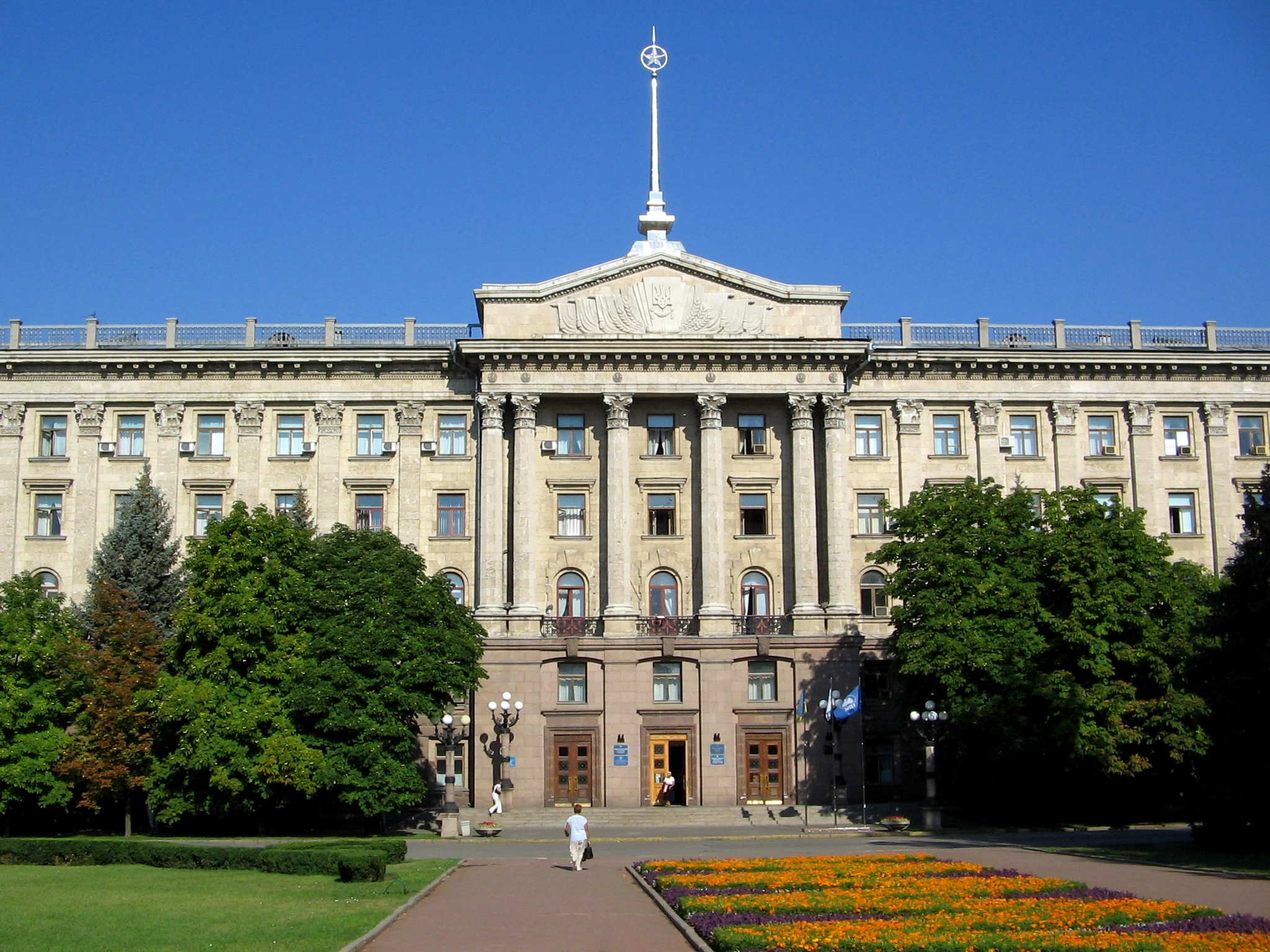
Миколаїв. Міський комітет народних депутатів, 1954 р.
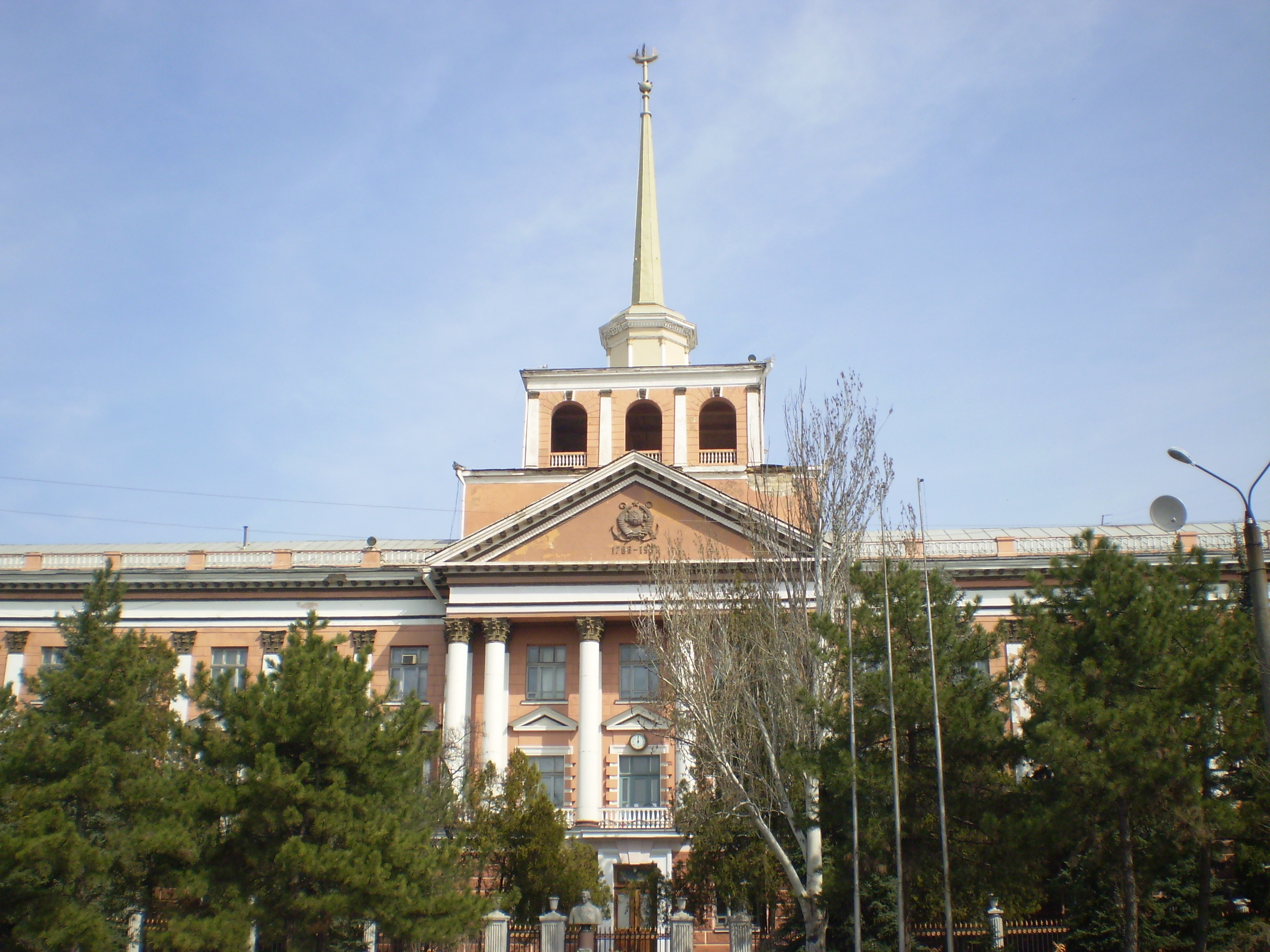
Миколаїв. Адміністративне приміщення заводоуправління, 1951 р.
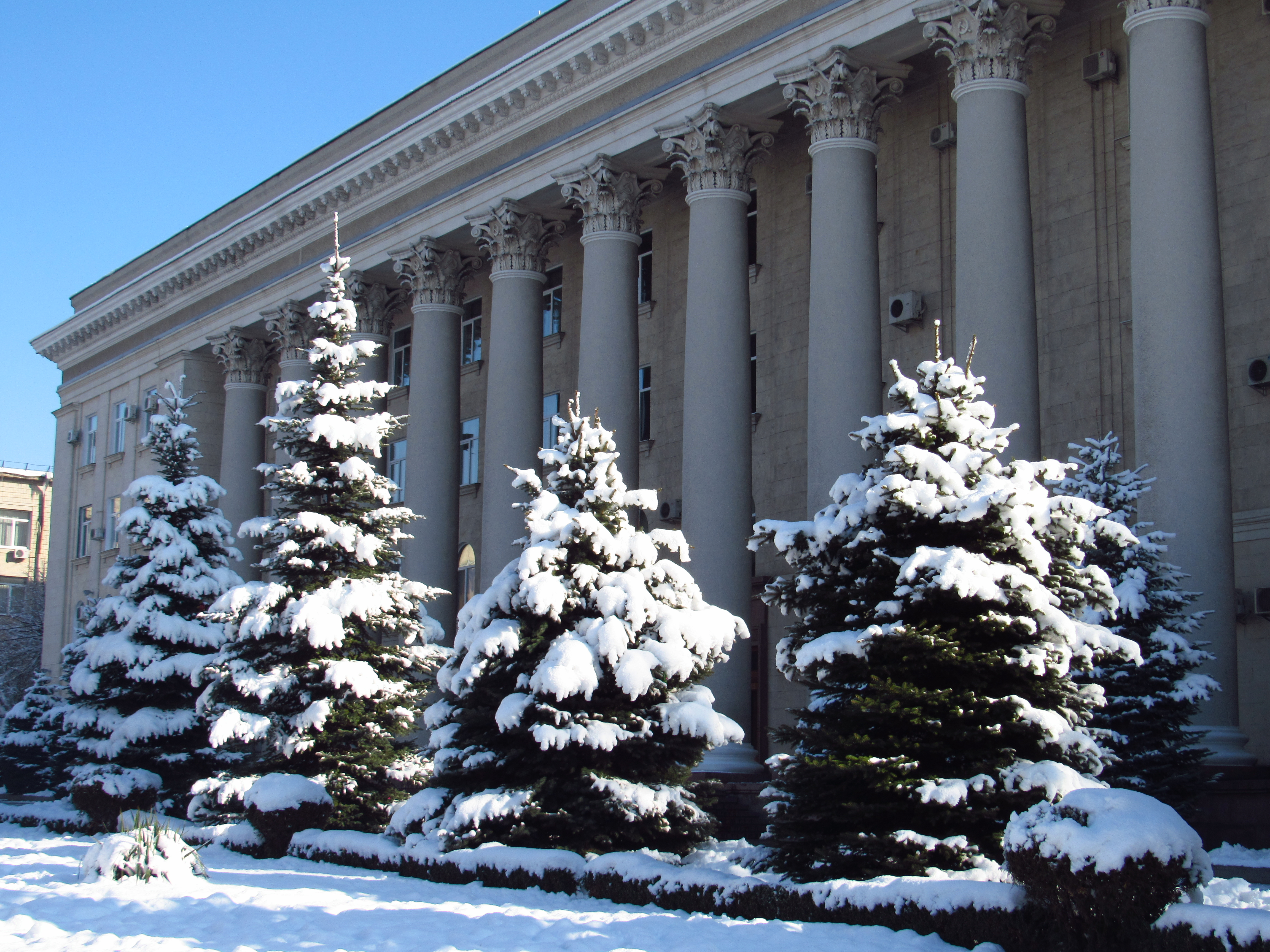
Кропивницький. Будинок міської ради народних депутатів, 1955–1959 рр.
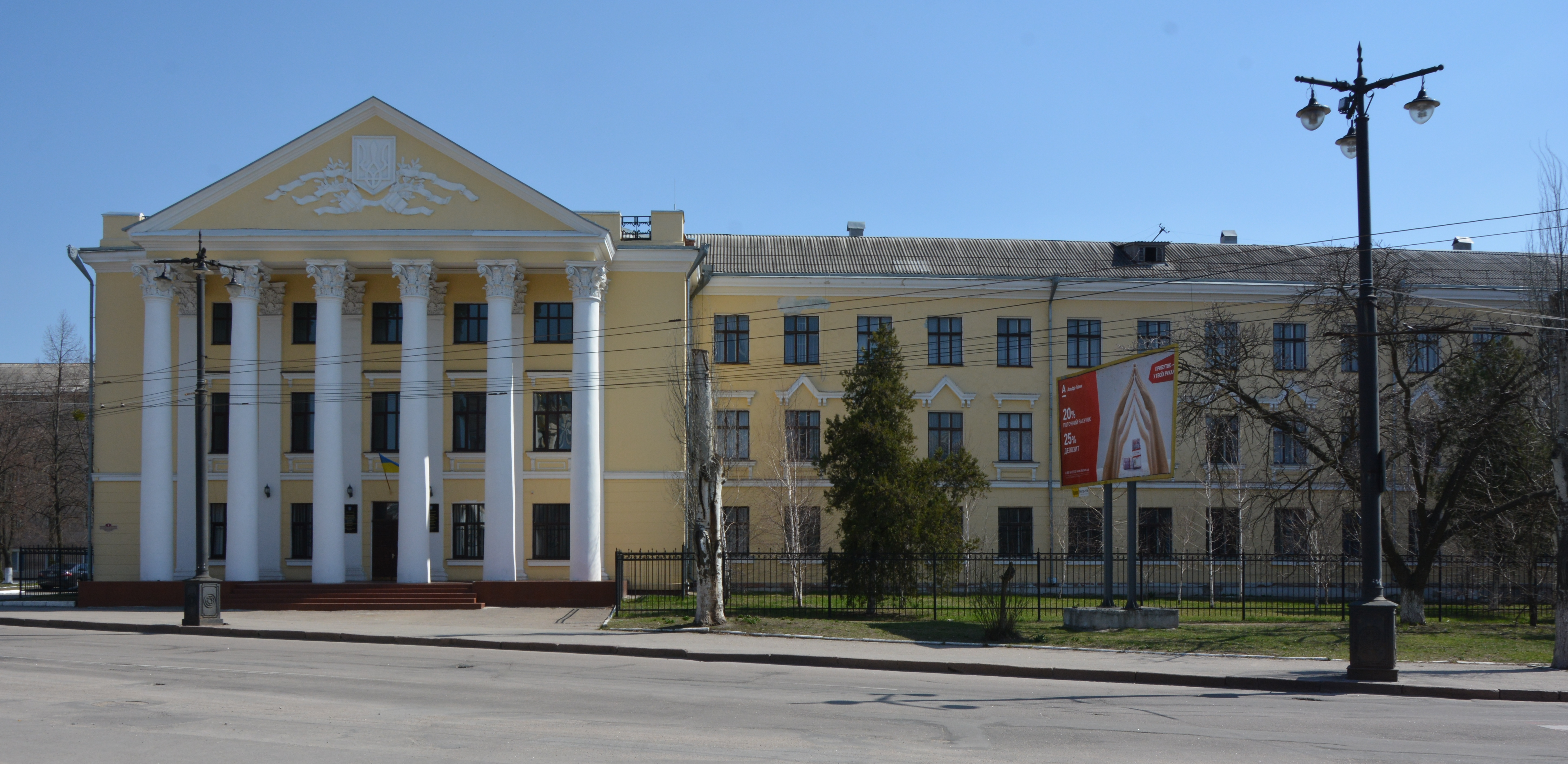
Кропивницький. Технікум, 1952–1956 рр.
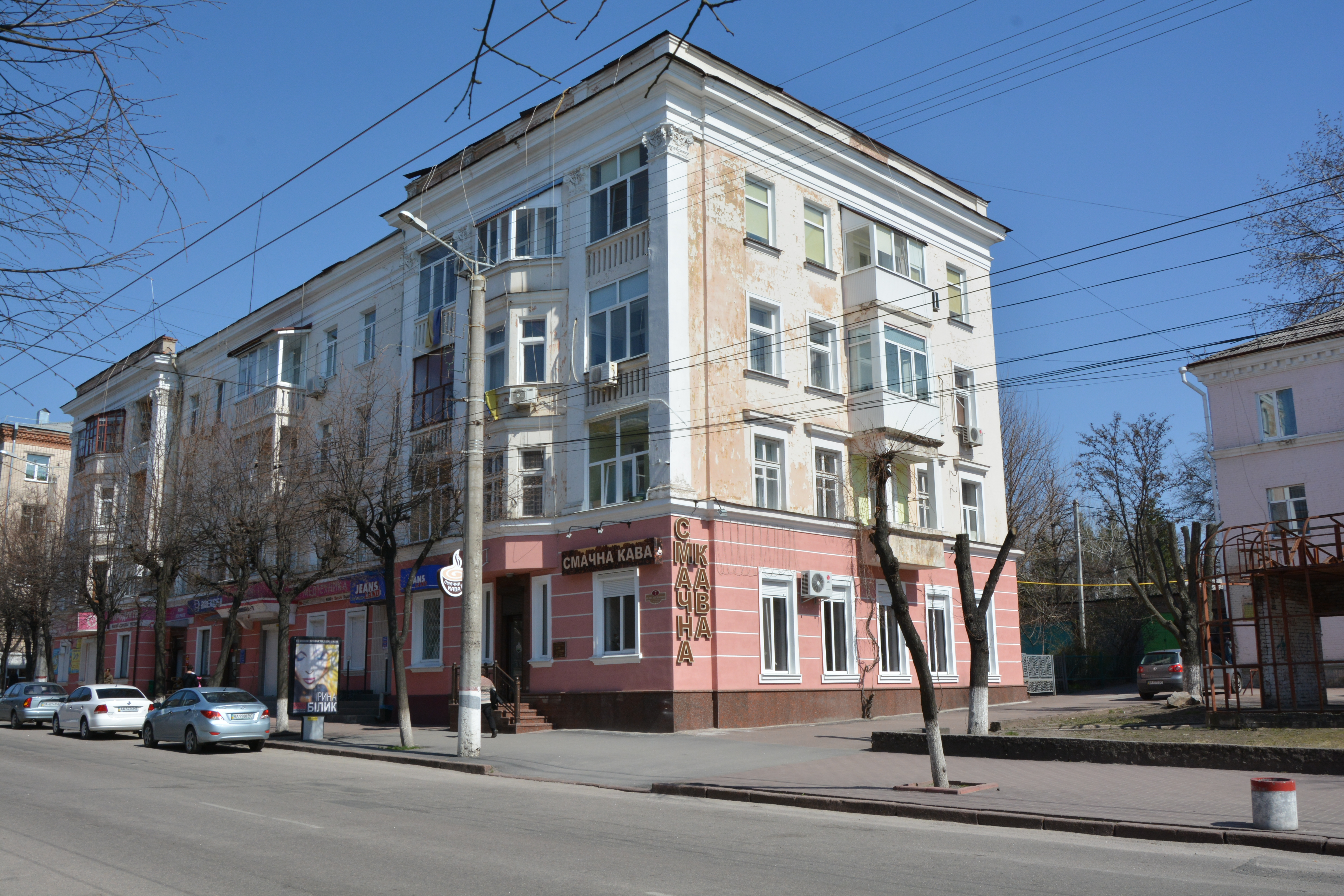
Кропивницький. Житловий будинок на вул. Великій Перспективній, 1954 р.
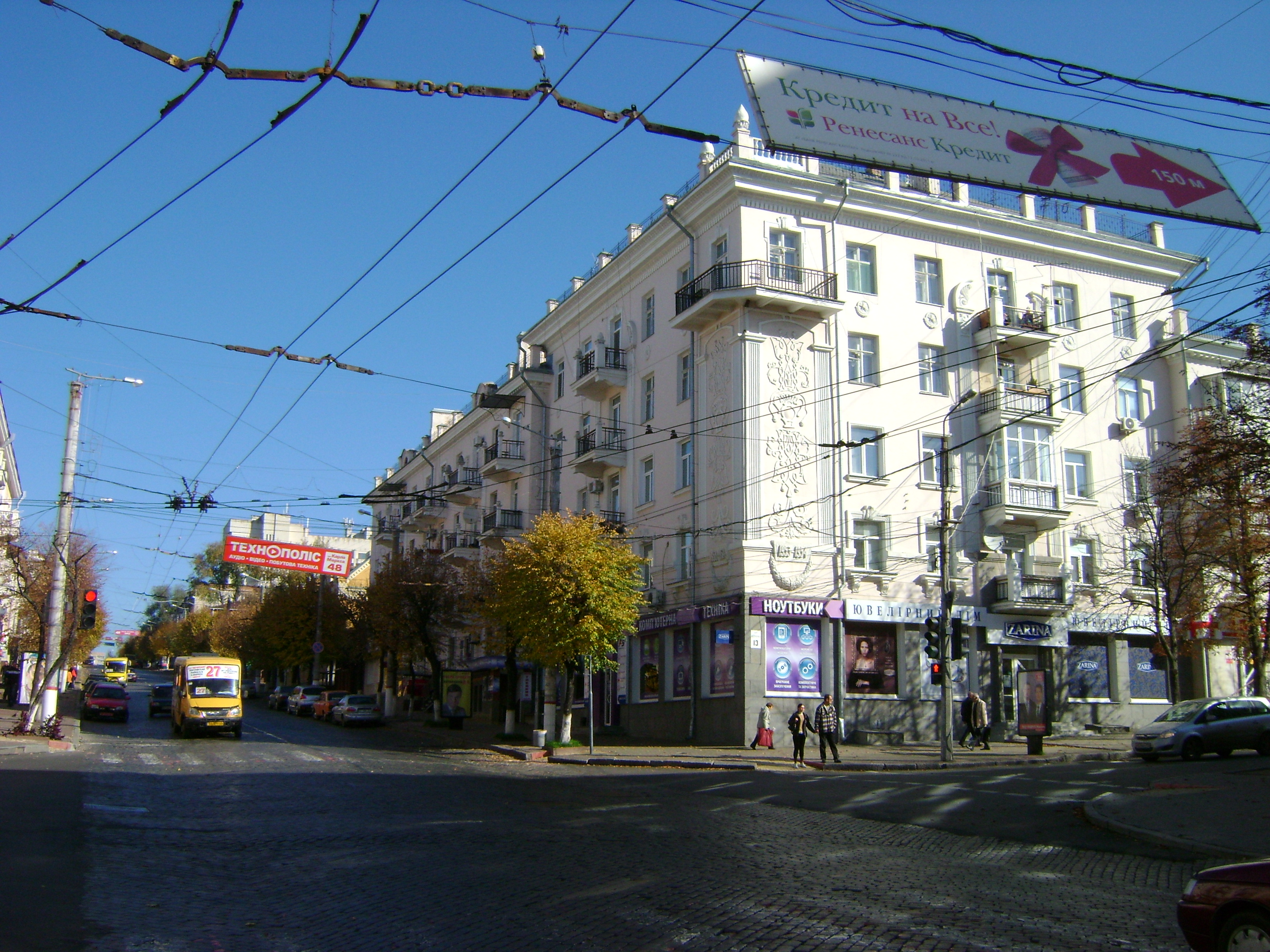
Кропивницький. Житловий будинок на вул. Великій Перспективній, 1953–1954 рр.
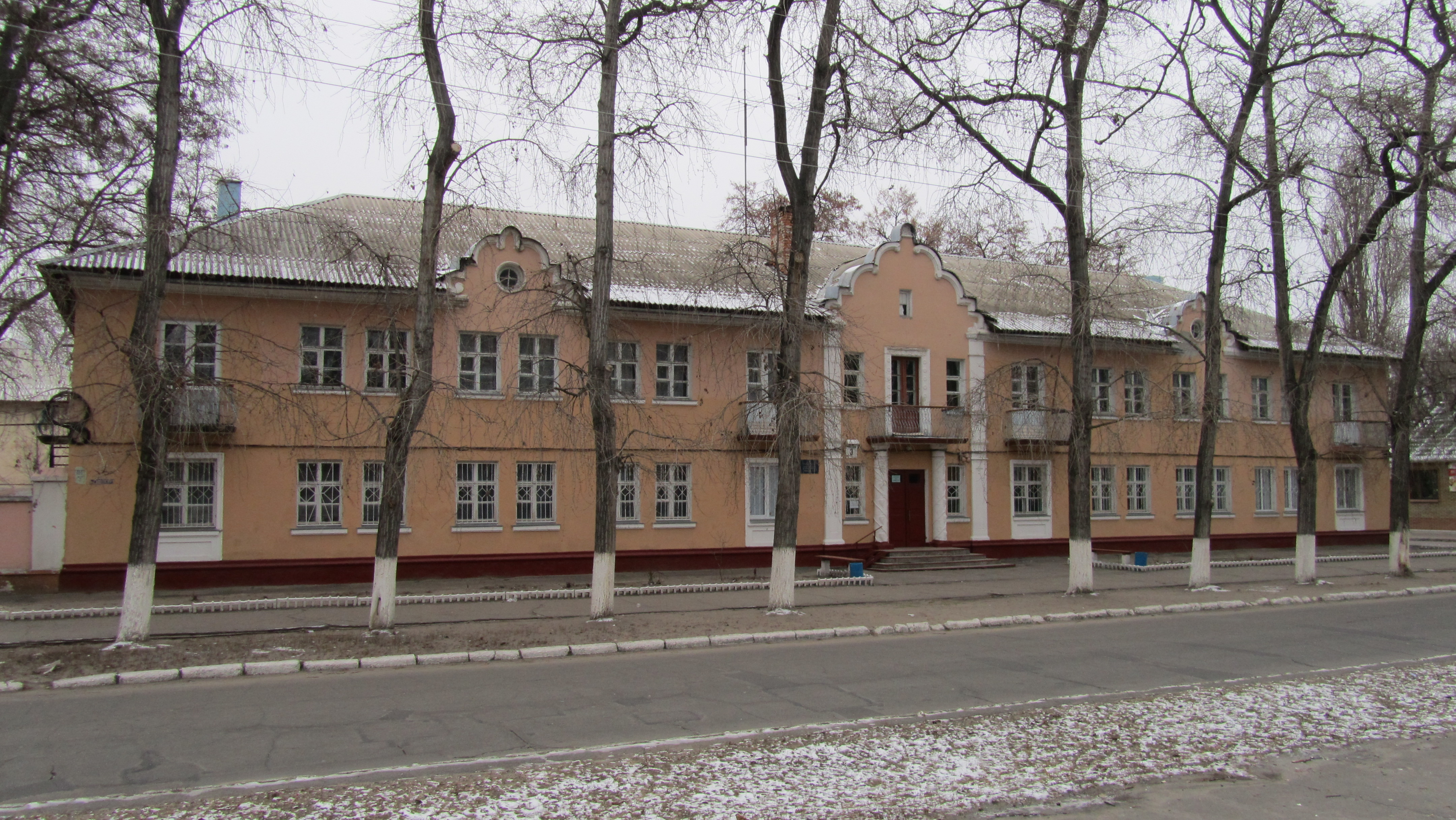
Кременчук. Гуртожиток на вул. Маяковського
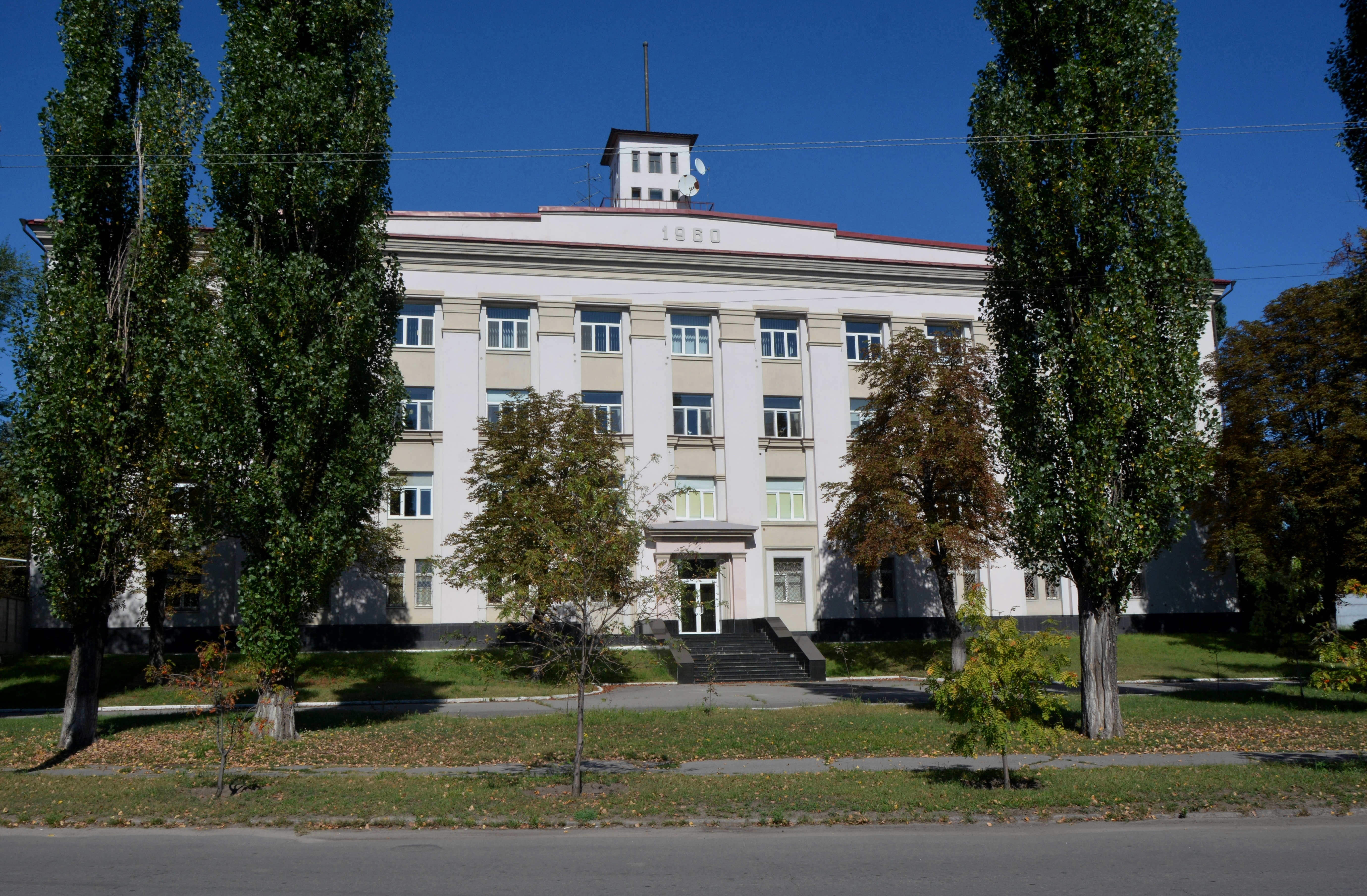
Кременчук. Заводоуправління Крюківського Вагонобудівного заводу, 1957–1960 рр.
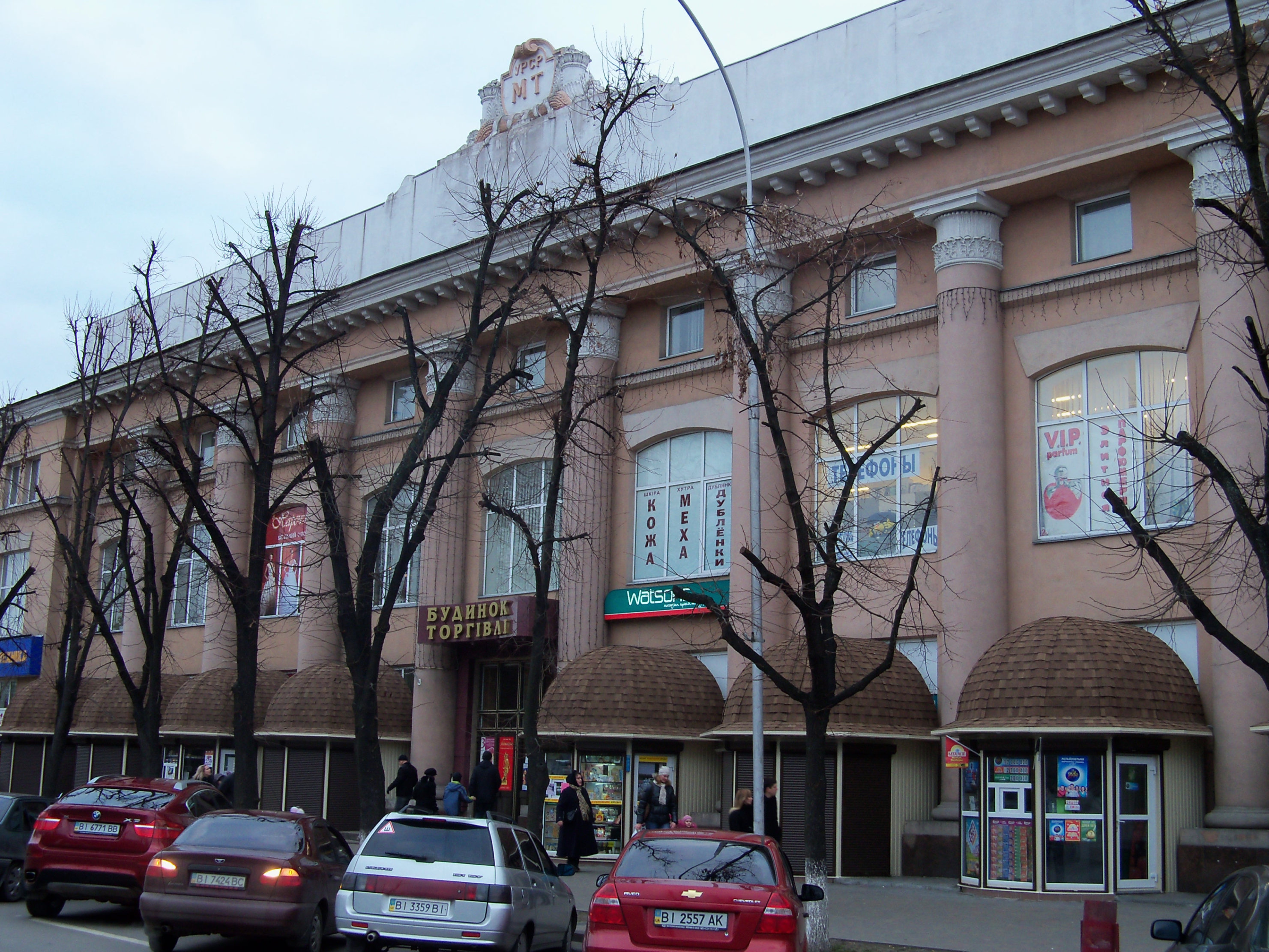
Кременчук. Будинок торгівлі, 1960 р.
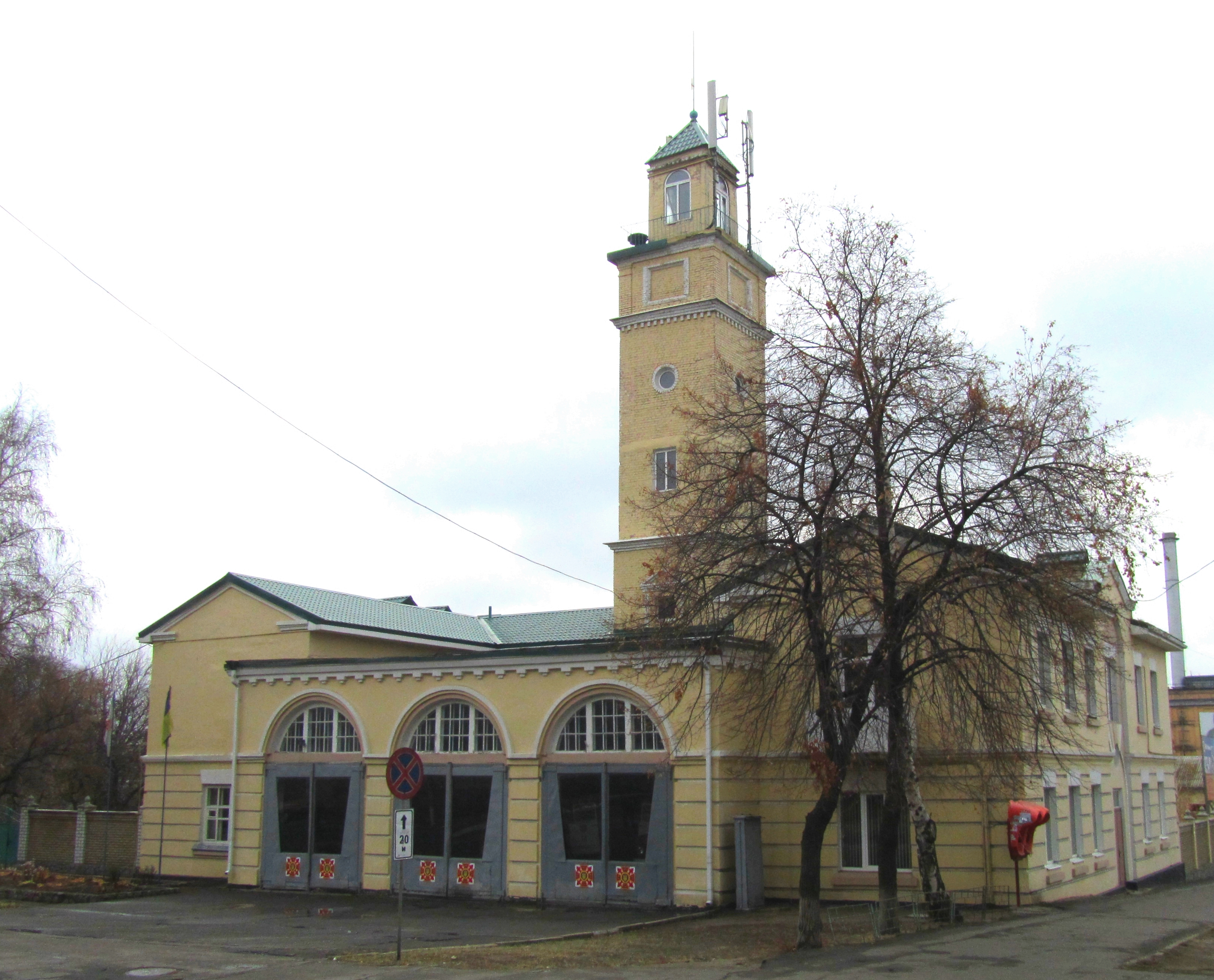
Кременчук. Пожежна частина, 1950 р.
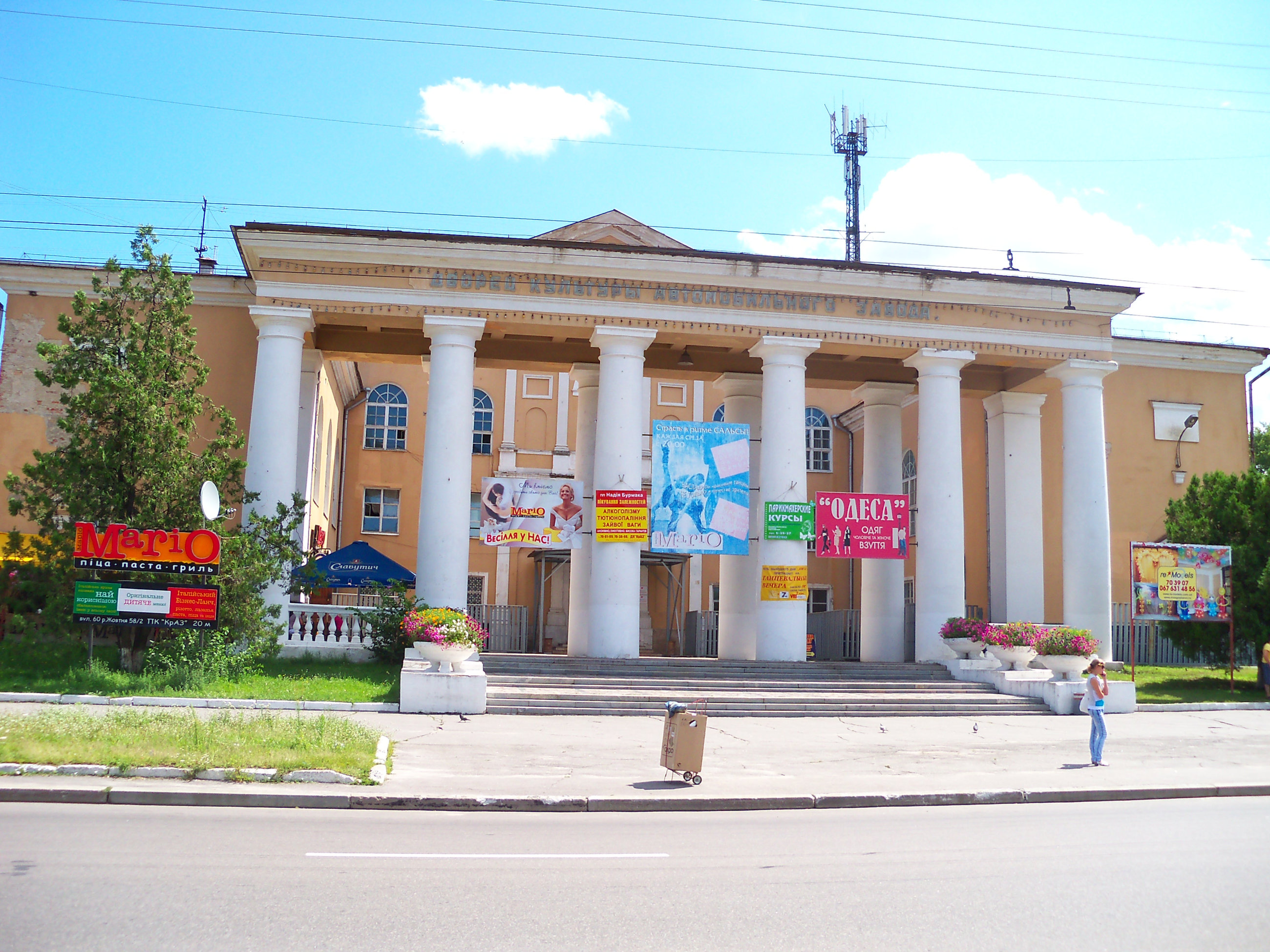
Кременчук. Палац культури автозаводу, 1952 р. Типовий проєкт
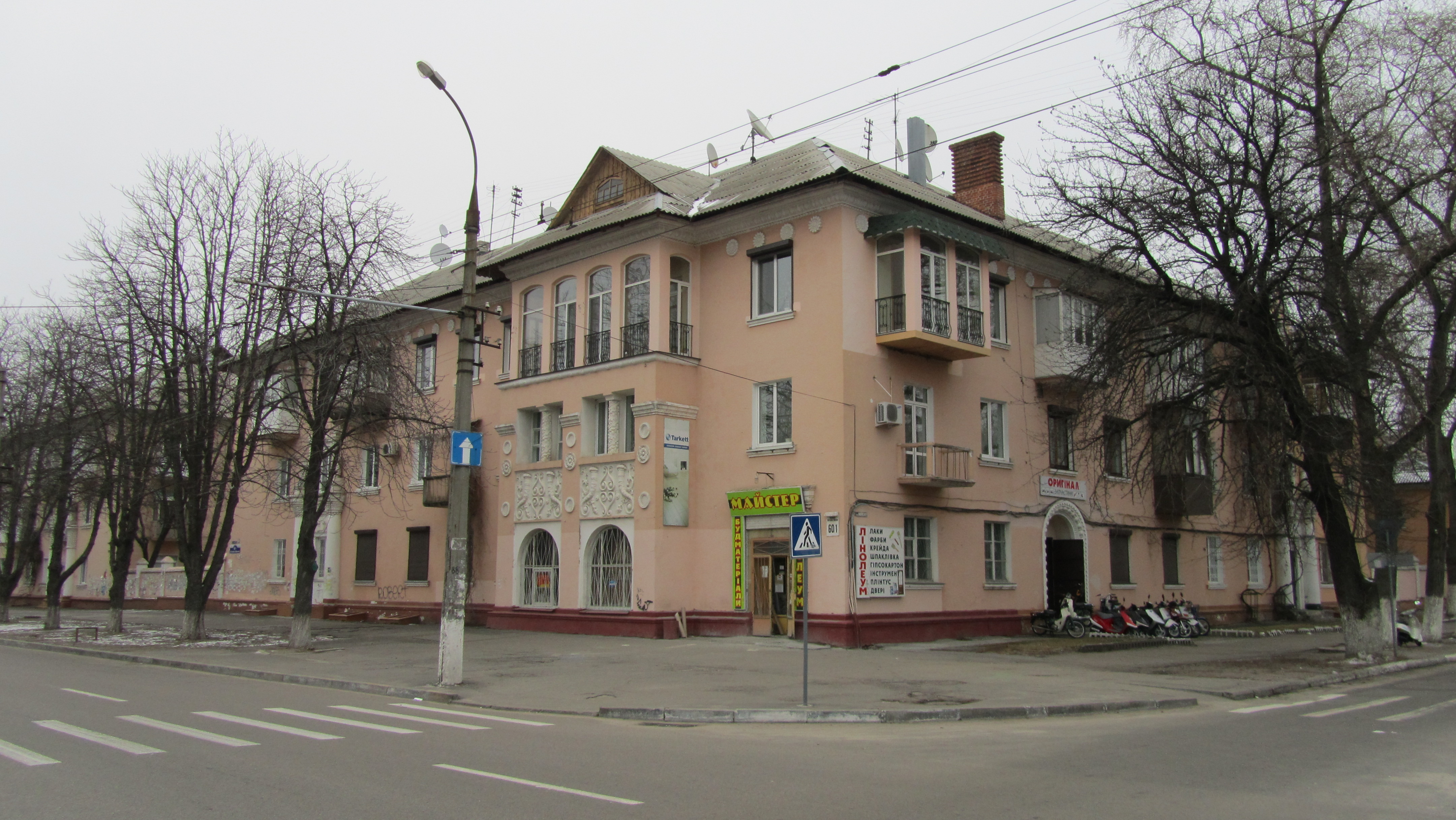
Кременчук. Житловий будинок на просп. Свободи, 1952–1953 рр.
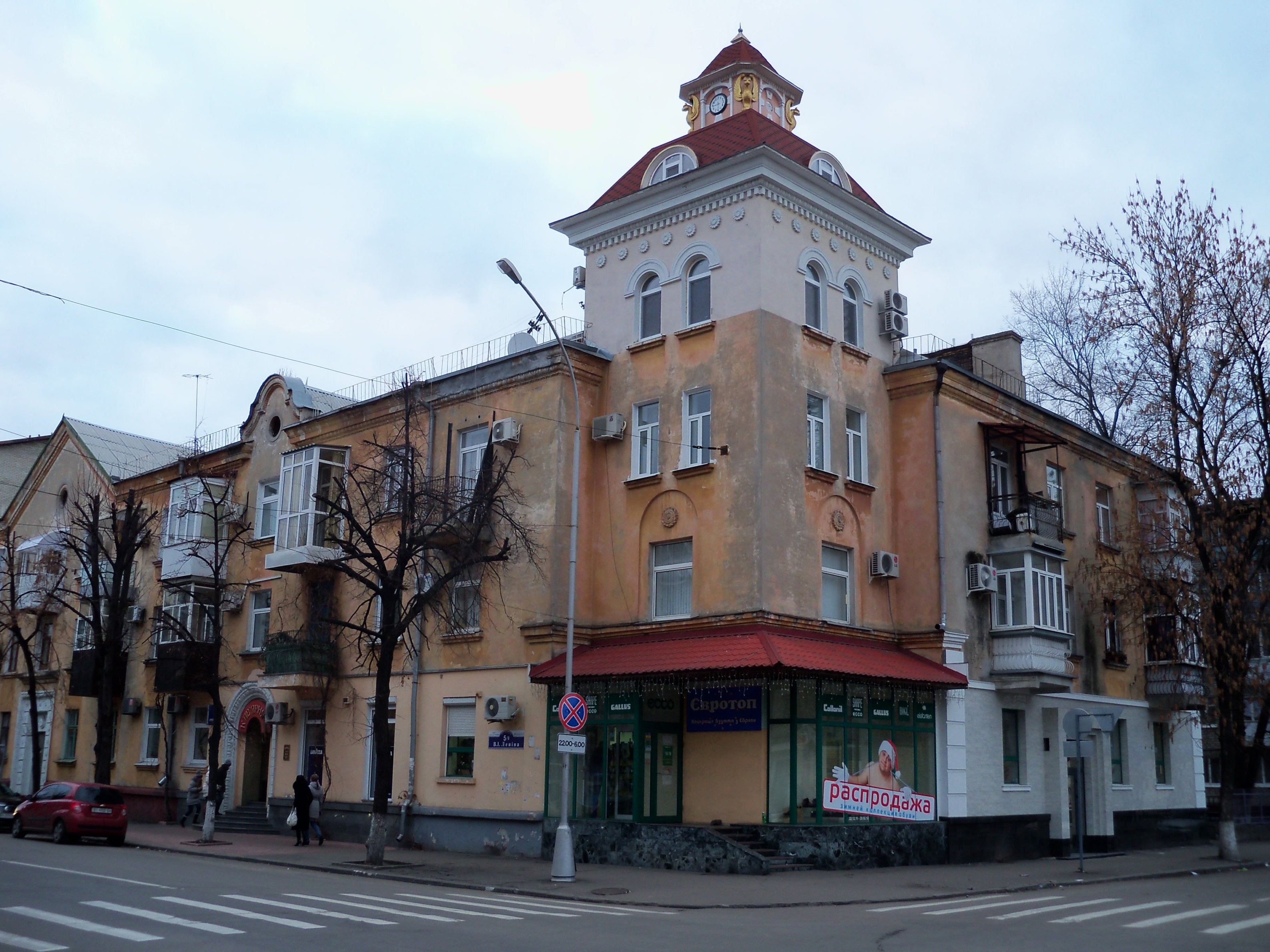
Кременчук. Житловий будинок на вул. Соборній, 1953 р.
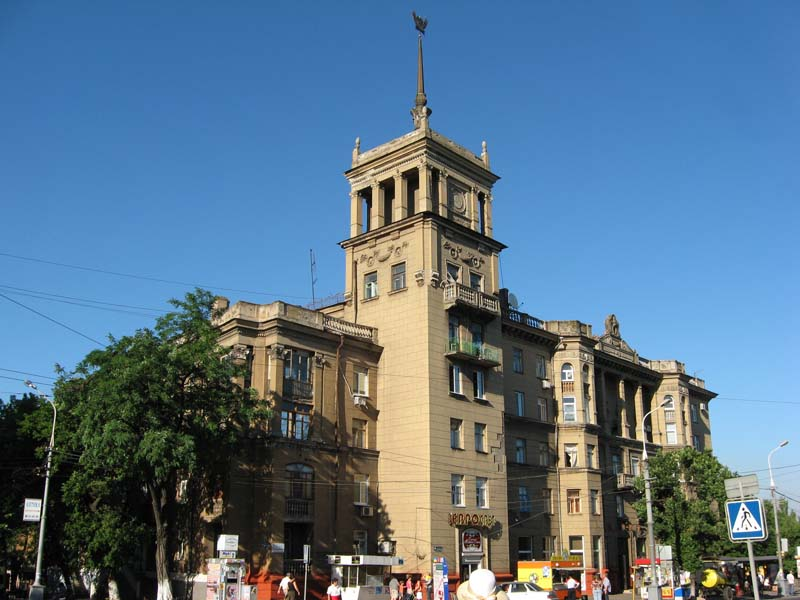
Маріуполь. Житловий будинок
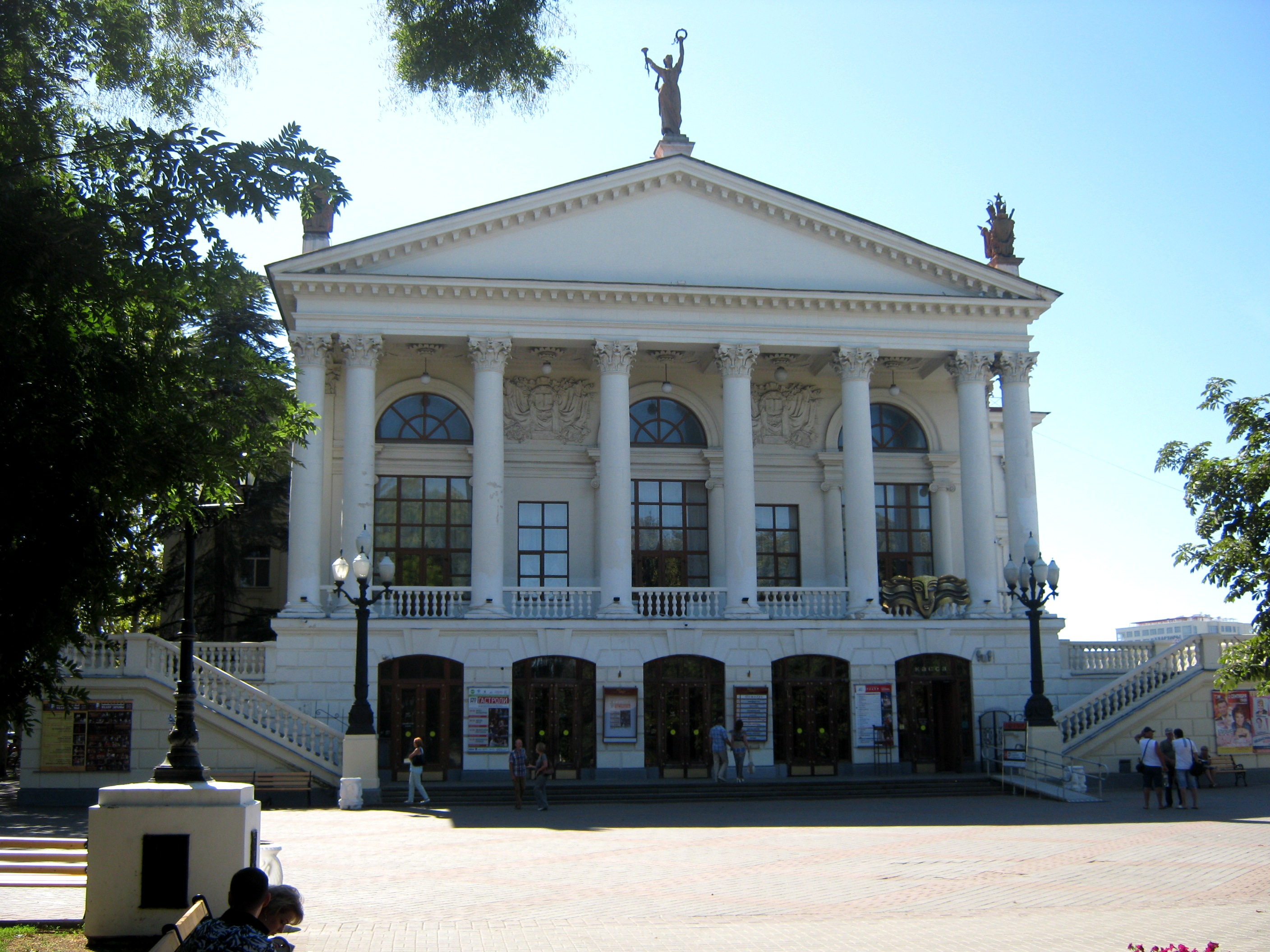
Севастополь. Театр імені Луначарського, 1957 р.
Запоріжжя. Академічний театр молоді
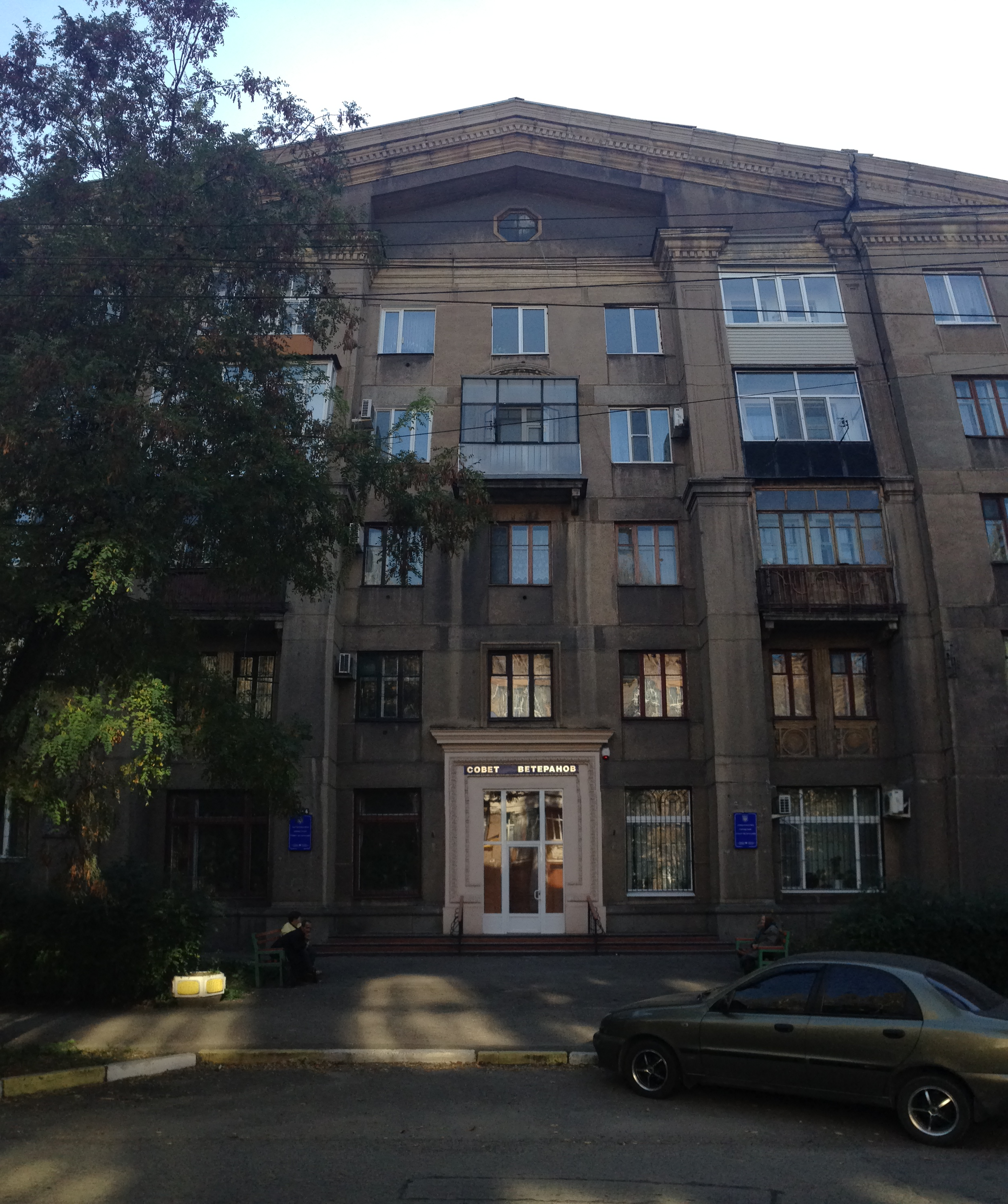
Запоріжжя. Житловий будинок з великих блоків на вул. Незалежної України, арх. Г. Г. Вегман, Я. А. Бліндер, ? — 1956 рр.
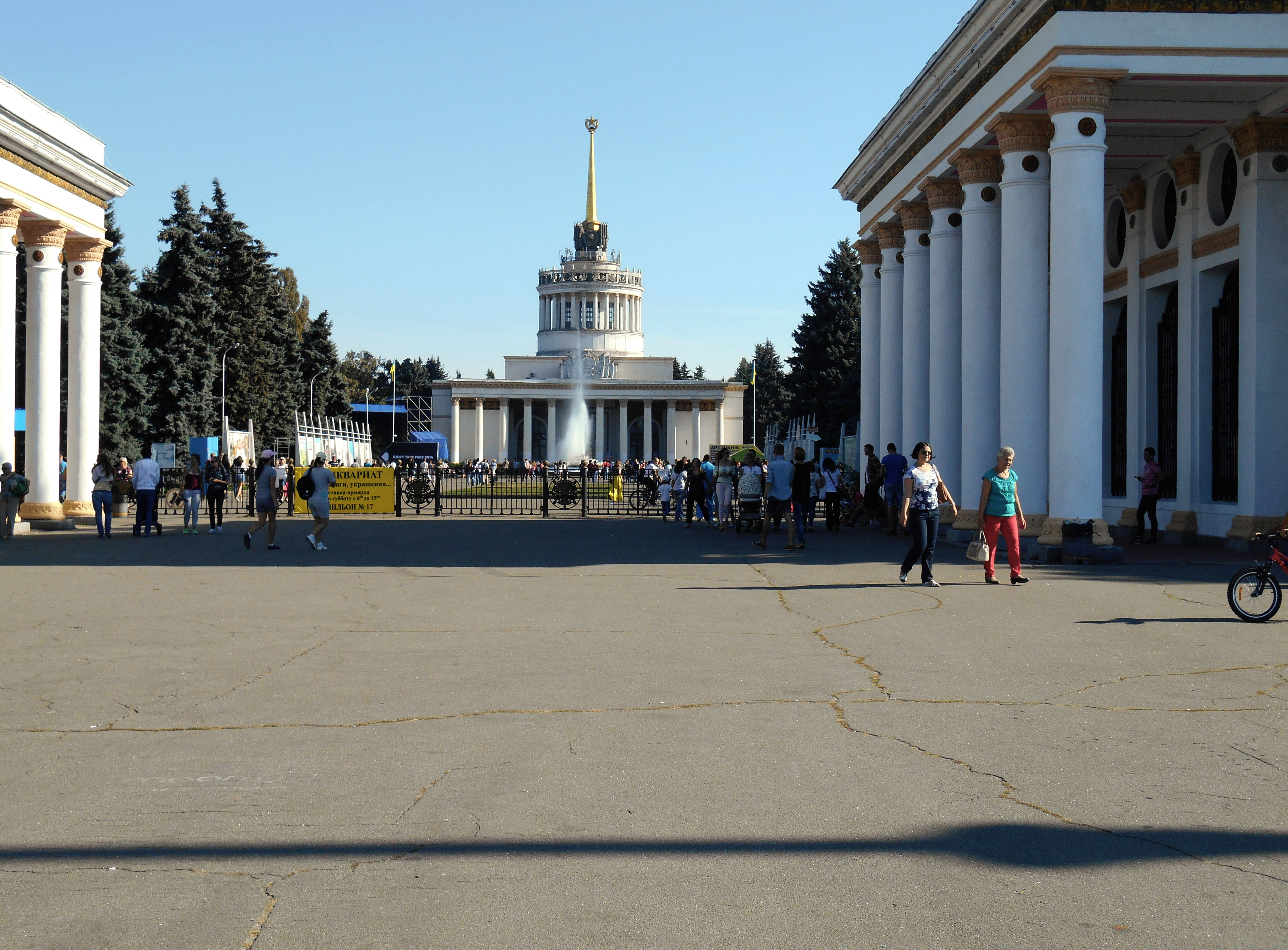
Київ. Виставка досягень народного господарства УССР
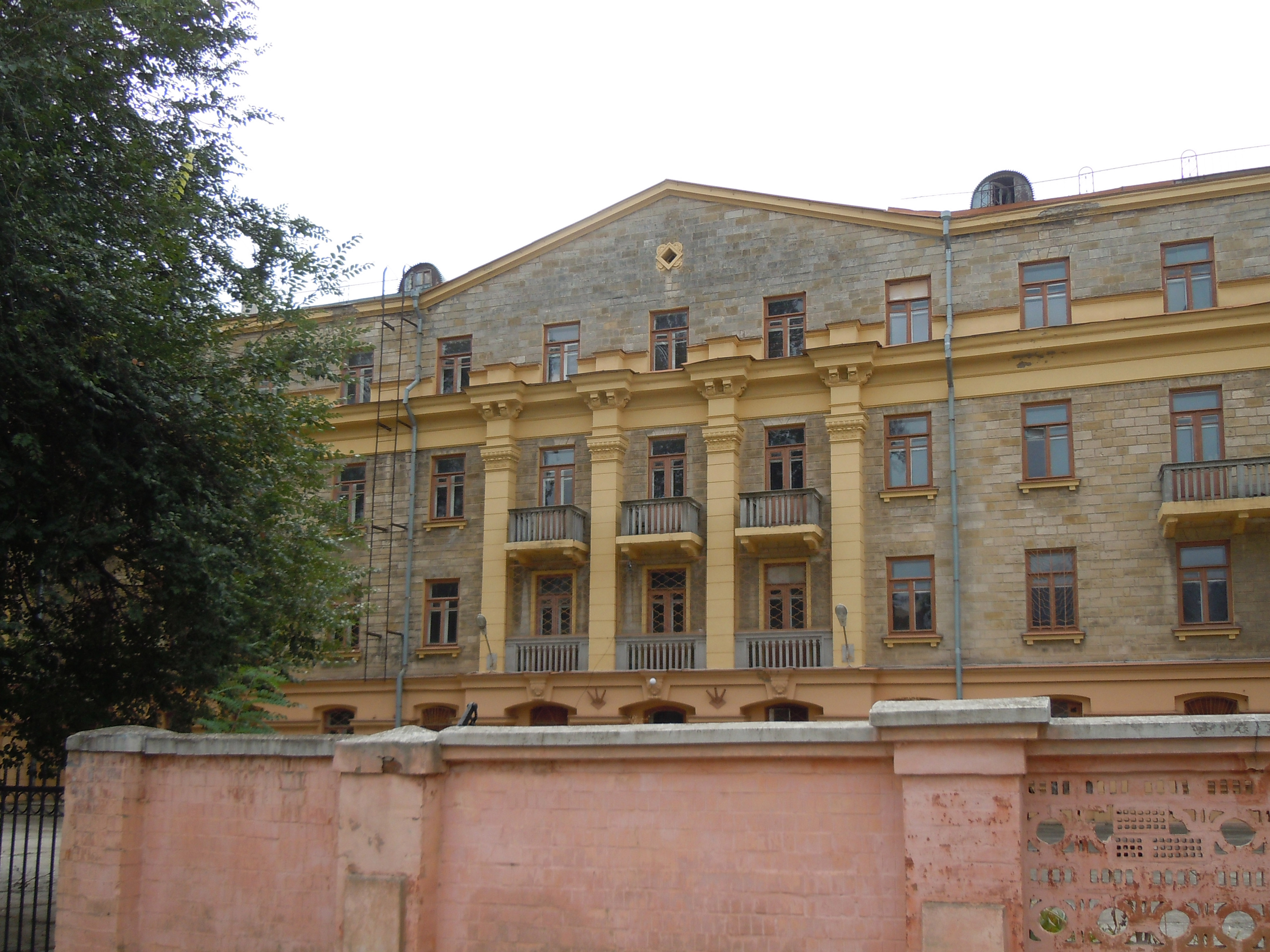
Ізмаїл. Міжрейсовий будинок відпочинку моряків, 1953–1955 рр.

## Друга хвиля модернізму

### Початок
Перші взірці модернізму з'явилися у середині 1950-х роках, коли намагання зменшити кількість ліпнина на фасадах привело до повній відсутності неї на певних взірцях, як наприклад у Одесі у будинках побудованих з типових секцій на розі Успенської та Рішельєвської вулиць. Даний тип секцій мав також збільшений розмір віконних отворів.
З 1957 року переважне значення отримало індустріальне будівництво. У цьому році були введені у дію нові типові проєкти житлових будинків, які відрізнялися малим кошторисом та високою технологічністю споруди з великих панелей, блоків або цегли можна було побудувати менш ніж за рік. Фасади були зроблені у стилі модернізму, однак у деяких випадках завдяки застосуванню суцільного оздоблення рустом та чотирисхилих дахів такі будівлі нагадували ретроспективні споруди 1950-х рр. Деякі типові проєкти житлових будинків розроблялися українськими інститутами, як наприклад серія 1-464. З житлових будинків найбільшою стала великопанельна серія 1-464, що була розроблена московським проєктним інститутом Діпробудіндустрія.
Проєкти кінця 1950-х — І-ї половини 1960-х років відрізнялися гармонійним масштабом, адміністративні споруди мали невеликі об'єми, типові проєкти житлових будинків були п'яти поверховими, у деяких містах застосовувались проєкти 9-ті поверхових веж Київпроєкту.
У ІІ-й половині 1960-х почали розробляти проєкти більш масштабних споруд, реалізація проєктів прийшлася переважно на початок 1970-х років. Були покращені наявні серії житлових будинків, які також отримали 9 поверхів, дані споруди можна віднести до другого покоління індустріального будівництва. За новими проєктами у Одесі наприкінці 1960-х почали будувати Таїровський житловий масив.
В 1960—70-ті роки з'являються перші прояви нової образності архітектури, використання сучасних індустріальних конструкцій та прогресивних будівельних матеріалів — Палац спорту в Києві (архітектори: Михайло Гречина, Олексій Заваров); наземні станції Київського метрополітену «Хрещатик» (архітектори: Андрій Добровольський, Віктор Єлізаров та ін.); «Університет» (архітектори: Г. Головко, М. Сиркін та ін.); готель «Тарасова гора» в м. Каневі (архітектори: Н. Чмутіна, Е. Гусєва, В. Штолько та ін.); Палац дітей та юнацтва у Києві (архітектори: Авраам Мілецький, Едуард Більський); кіноконцертний палац «Україна» (архітектори: Є. Маринченко та ін.). Оригінальністю та новизною форм позначена архітектура комплексу Київського національного університету ім. Т. Г. Шевченка (архітектори В. Ладний, А. Буділовський, Л. Коломієць та ін.).

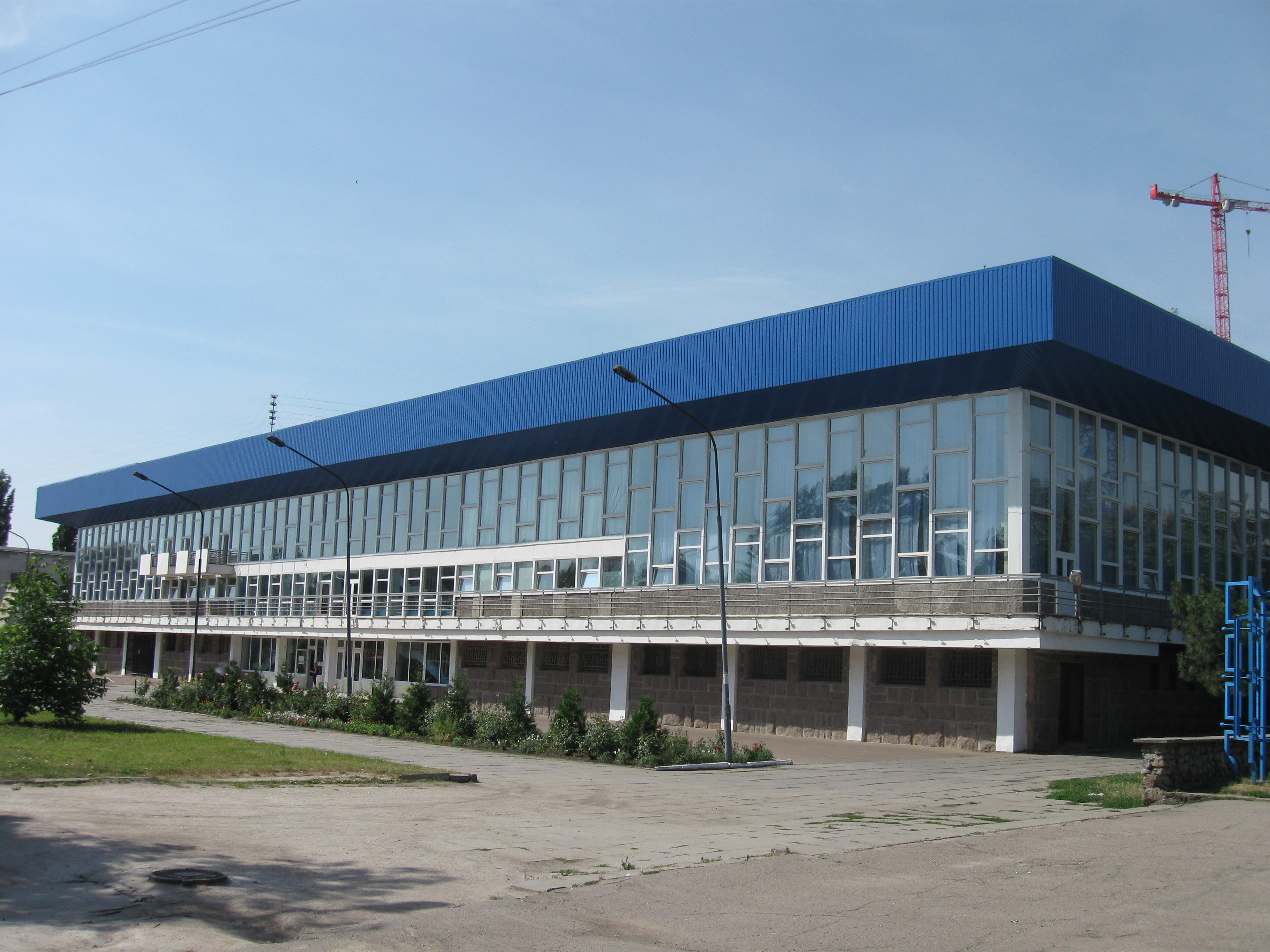
Кропивницький. Дитяча спортивна школа, 1960 р.

### 1970-і рр.
В середині 1970-х років робляться спроби налагодити монолітне будівництво, у Одесі місцевим Діпромістом була створена Т-подібна секція, варіанти блокування яких дозволяли створювати різні за виглядом споруди, вона використовувалась до початку 1990-х років і окрім Одеси її можна зустріти також у Чорноморську. Особливе поширення монолітне будівництво отримало у Криму у зв'язку з сейсмічними умовами.
Наприкінці 1960-х розроблялися нові серії житлових будинків, які мали кардинально покращені характеристики, а саме більші площі квартир, зручне планування, сміттєпроводи, лоджії та великі балкони. Стандартною стала поверховість у дев'ять поверхів. Проєкти були введені у дію всередині 1970-х років, але переобладнання Домобудівних комбінатів тривало певний час і такі проєкти стали основними у 1980-х роках, а якісність проєктів забезпечила їх використання до середини 2000-х років. Значно зростає кількість проєктів розроблених в УРСР, у Києві та Харкові були розроблені серії 87, 94, 96, 163, 134, 161. Застосовані серії панельних будинків змінювались від міста до міста, що дозволяло урізноманітнити вигляд нових районів, також деякими ДБК використовувались модифіковані у бік декоративності вироби. На початку 1980-х у Одесі була введена у дію спеціально розроблена для неї серія 12 та 16 поверхових будинків 141 серії (також ОГ або ОГ-16). Як і у деяких інших столицях СРСР та Ленінграді спеціально для Києва були розроблені окремі серії житлових будинків.
Окремо слід згадати 87 серію, яка містила проєкти житлових будинків та гуртожитків з цегли самої різної поверховості. Дана серія використовувалась майже по всій Україні і була масовою.
В середині 1980-х років у радянському союзі з'явилася нова концепція проєктування, де найменшою одиницею була не панель, а блок-квартира, вона отримала назву Адресан проєктно-виробнича система АПВС. Вона дозволила скоротити номенклатуру виробів та забезпечити більш гнучке проєктування. В Україні були розроблені варіанти АВПС на базі серії 94 та К-134. Перші будинки з'явилися у 1984—1985 рр. у Київі та Чернігові. Пізніше будівництво АПВС було впроваджено у Сімферополі, Іванофранківську, Кривому Розі. Була розроблена АВПС для Одеси, але через закриття на початку 1990-х домобудівного комбінату до її впровадження та і не перейшли.
Також всередині 1980-х була збільшена поверховість поширених проєктів з 9 до 10 поверхів, такі будинки можна зустріти, наприклад, у Одесі, де використовувались 10-ті поверхові проєкти 94 та 87 серій.
Зростає значення регіоналізму у архітектурі, на західній Україні у деяких проєктах були втілені традиційні для даного регіону архітектури.
З кінця 1980-х років відновилось будівництво релігійних споруд. Нові православні церкви та собори будують переважно у візантійському стилі, рідко у класичному, готичному або псевдоруському стилях. Унікальним є будівництво у стилі українського бароко (собор Архієпископа Харківського Олександра, збудований у 2004 р.).

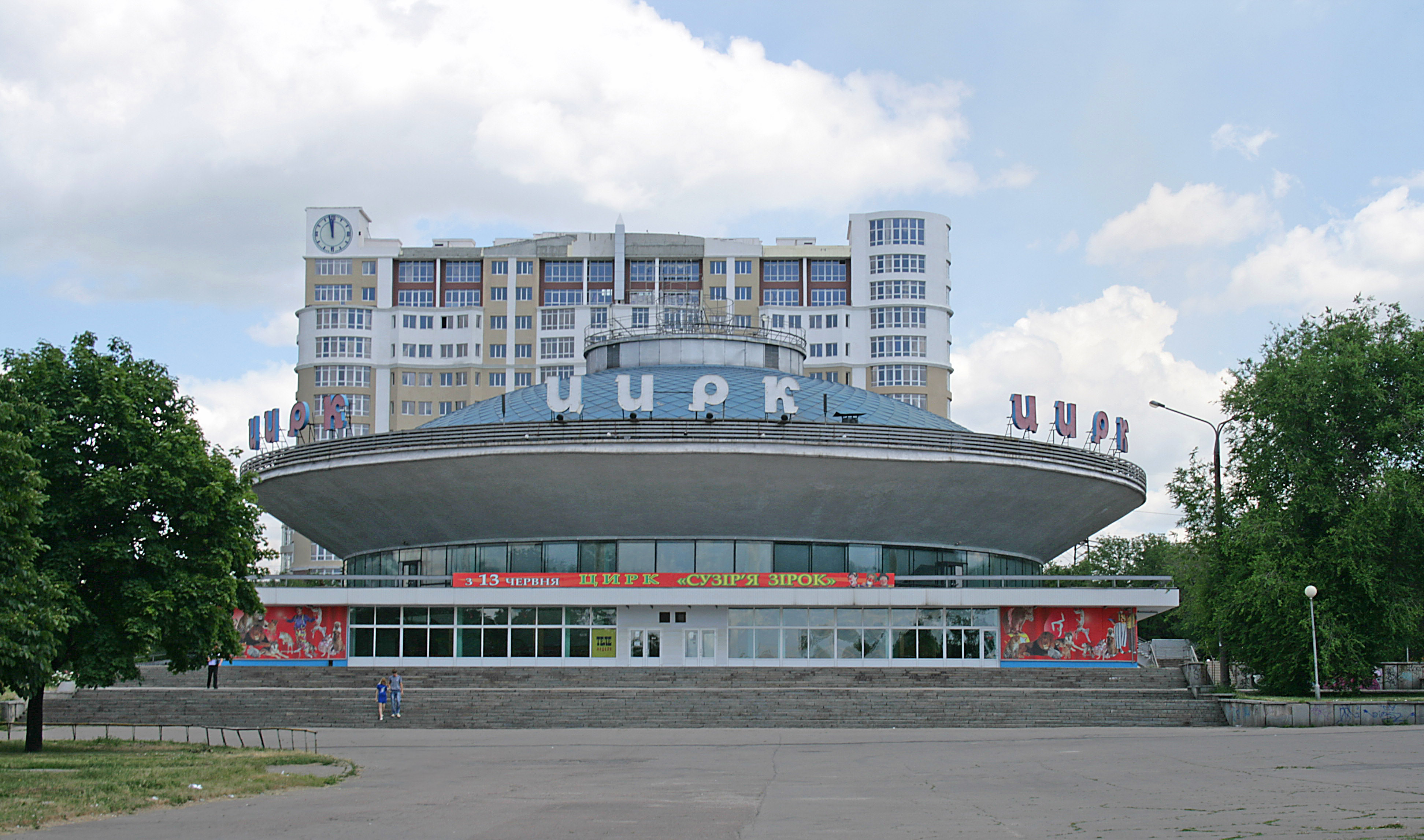
Запоріжжя. Цирк на 2000 місць, 1966–1972 рр. (Проєкт для повторного використання)
Львів. Автовокзал, арх. В. Сагайдаківський, М. Столяров, інж. В.Бойків, 1976–1980 рр.
Київ. Центр культури та мистецтв Національного авіаційного університету, 1979 р.

### Бруталізм і регіоналізм
У Радянському союзі бруталізм з'явився з великим запізненням — у 1980-х роках і практично витіснив чистий модернізм. На вигляд житлових споруд він практично не вплинув у наслідок того, що проєкти останнього третього покоління індустріального будівництва були розроблені ще у 1970-х роках, але і тут існував певний простір для застосування — на деяких комбінатах, наприклад на Одеському перейшли до використання бетонних огорож балконів і ґрат балконів сходових кліток у 94 та 140 серіях. У 87-серії використовувались пластичні об'єми балконів сходових кліток, які також можна віднести до бруталізму. Більше можливостей для впровадження стилю мало будівництво за індивідуальними проєктами з місцевих матеріалів та монолітного бетону, також яскраво представлений бруталізм у громадських спорудах.
Одночасно у республіці отримала розвиток концепція регіоналізму, за якою пропонувалось використовувати характерні для того чи іншого регіону. Наприклад проєкти індивідуальних житлових будинків розподілялись на групи: північ-схід, захід, південь. Особливо виразною була архітектура західної групи — тобто на Західній України, де будинках різного призначення використовувались елементи карпатської архітектури, черепичні схили дахів.

Тернопіль. Тернопільський обласний краєзнавчий музей, арх. О. І. Головчак, інж. Ю. Л. Зімельс, ? — 1982 рр.
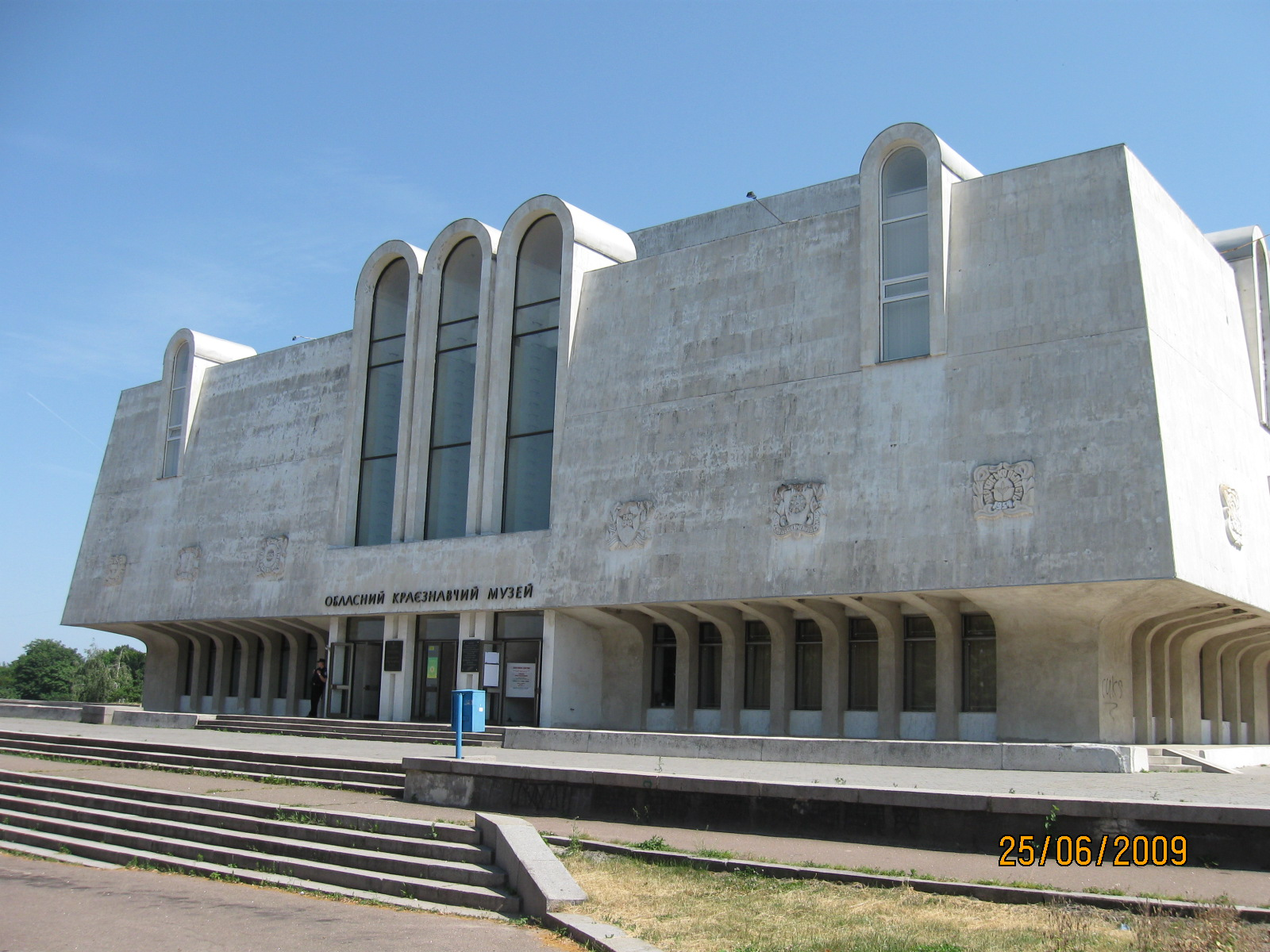
Черкаси. Черкаський обласний краєзнавчий музей, арх. Л. С. Кондрацький, М. Я. Собчук, С. М. Фурсенко, ? — 1985 рр. (державна премія 1987 р.)

## 1990-і роки

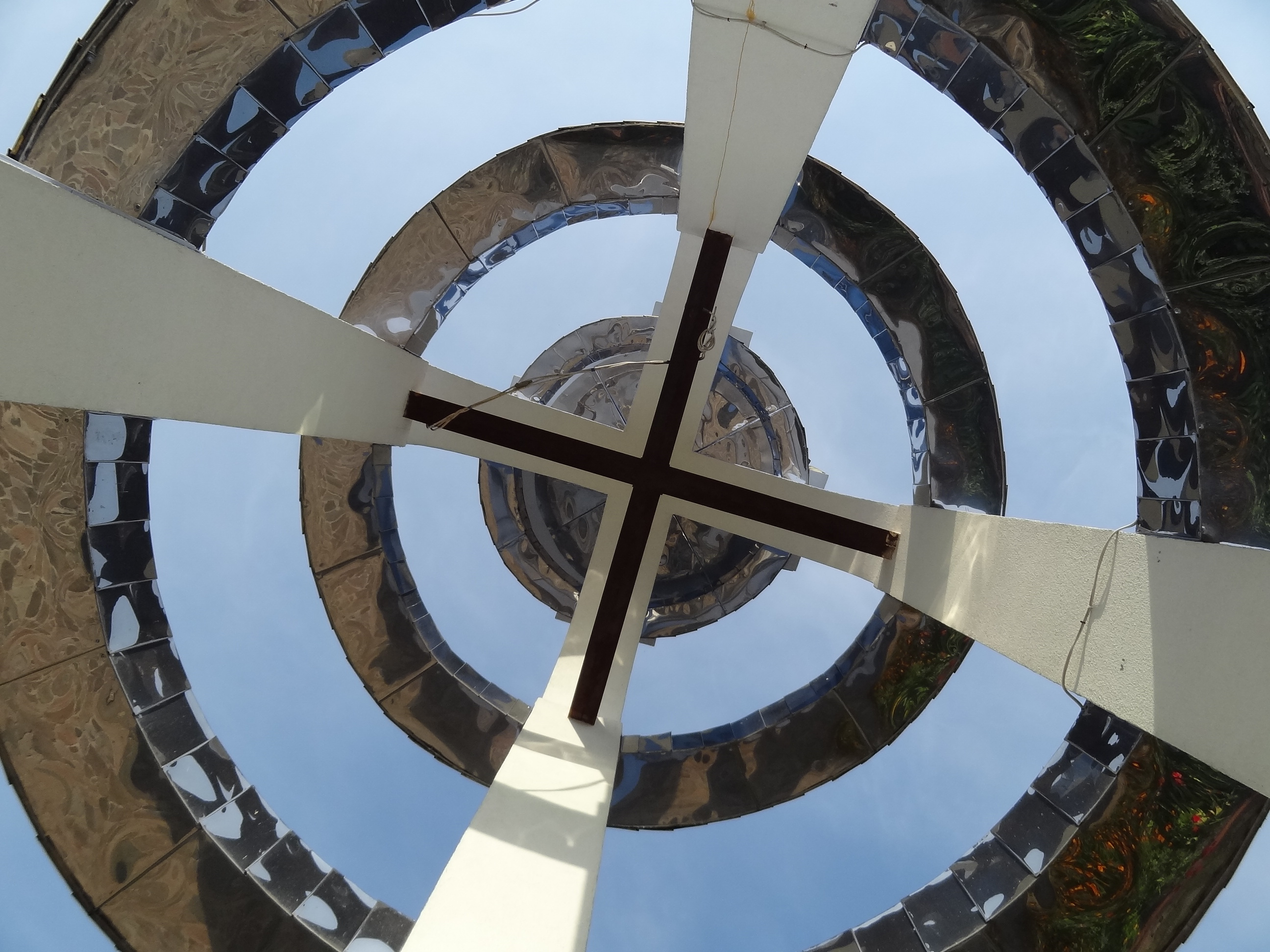
Дзвіниця (1996) УГКЦ церкви у Вінниці знизу

У даний період використовуються ті ж самі серії житлових будинків третього покоління індустріального будівництва, що і у радянські часи. 1991 року Україна відновила незалежність, у той час припинилося державне фінансування масового житлового будівництва, один за другим почали зачинятися Домобудівельні комбінати, де вироблялися бетонні панелі. Продовжувати панельне будівництво у більшості стало неможливим і таким чином основною стала 87 серія, яка будувалася з цегли, деякі серії з бетонних блоків, а також придбані у ще діючих комбінатах інших міст набори виробів для будівництва панельних будинків. Продовжував працювати і комбінат Міністерства оборони, де виробляли вироби 101 серії. Також певне поширення отримало і будівництво за індивідуальними проєктами, зокрема монолітне будівництво.

## Сучасність, 21 століття

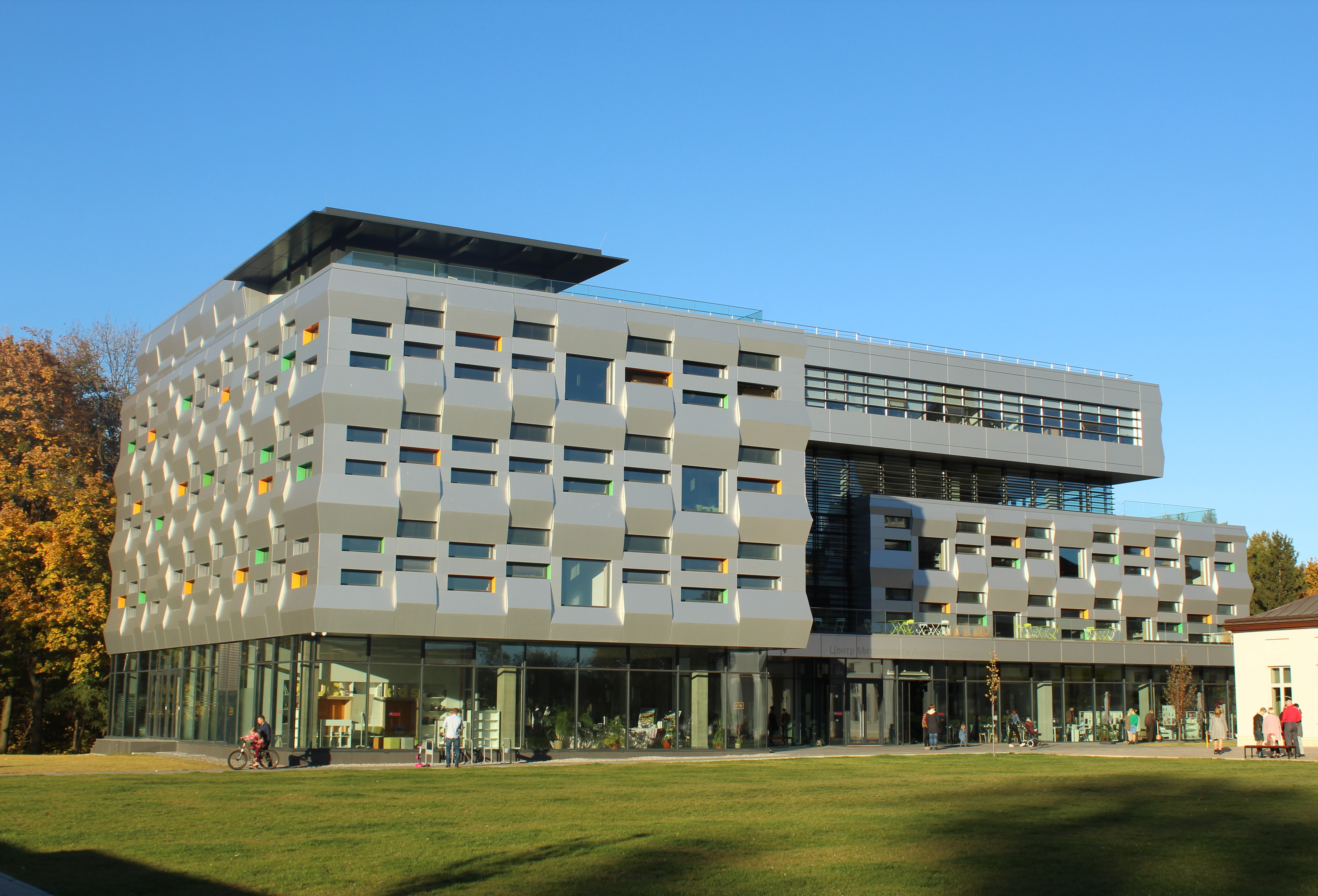
Центр імені Митрополита Андрея Шептицького, номінований на Премію Міс ван дер Рое

Житловий комплекс «Арк Палас №1»Одеса. ЖК «Арк Палас», арх. Юнаков

На початку 2000-х років ще використовуються деякі серії радянських часів, але перевагу отримали нові проєкти 10-и поверхових будинків з цегли, вони були збудовані за новими нормами з відкритими балконами незадимлюваних сходів Н1.
Мова сучасної архітектури стає більш глобальною, плюралістичною за творчим спрямуванням, але водночас значущу роль відіграють нові творчі пошуки прогресивних напрямків, принципів та способів вирішення форми та змісту в архітектурі. В творчості київської генерації українських архітекторів все частіше зустрічаються прояви постмодерну та хай-теку як віддзеркалення глобалізації процесу розвитку світової архітектури. В нових будовах стильового спрямування вдало використовуються нові конструктивні та художньо-пластичні можливості як традиційних будівельних матеріалів, так і нових — легкі металопластикові конструкції, вишукані оздоблювальні матеріали (готель «Хрещатик», арх. Л. Філенко; діловий комплекс «Зовнішекспосервіс», архітектор О. Донець та ін.; банк «Україна», архітектор С. Бабушкін та ін.; офісний центр «Київ-Донбас», архітектор В. Жежерін та ін.; готельно-офісний центр «Східний горизонт», арх. О. Комаровський, комплекс «Ексімбанк», архітектор І. Шпара та ін.) і багато інших новітніх будов. Реконструкція та оновлення майдану Незалежності в м. Києві також стала знаковою подією, бо утвердила для архітектурно-художні символами нового іміджу суверенної України.
Завдання сучасної української архітектури — різноманітність у проявах нової естетики, пошук авторської архітектурної своєрідності та врахування наявного історико-культурного середовища.

## Цивільна архітектура України зламу XX—XXI ст

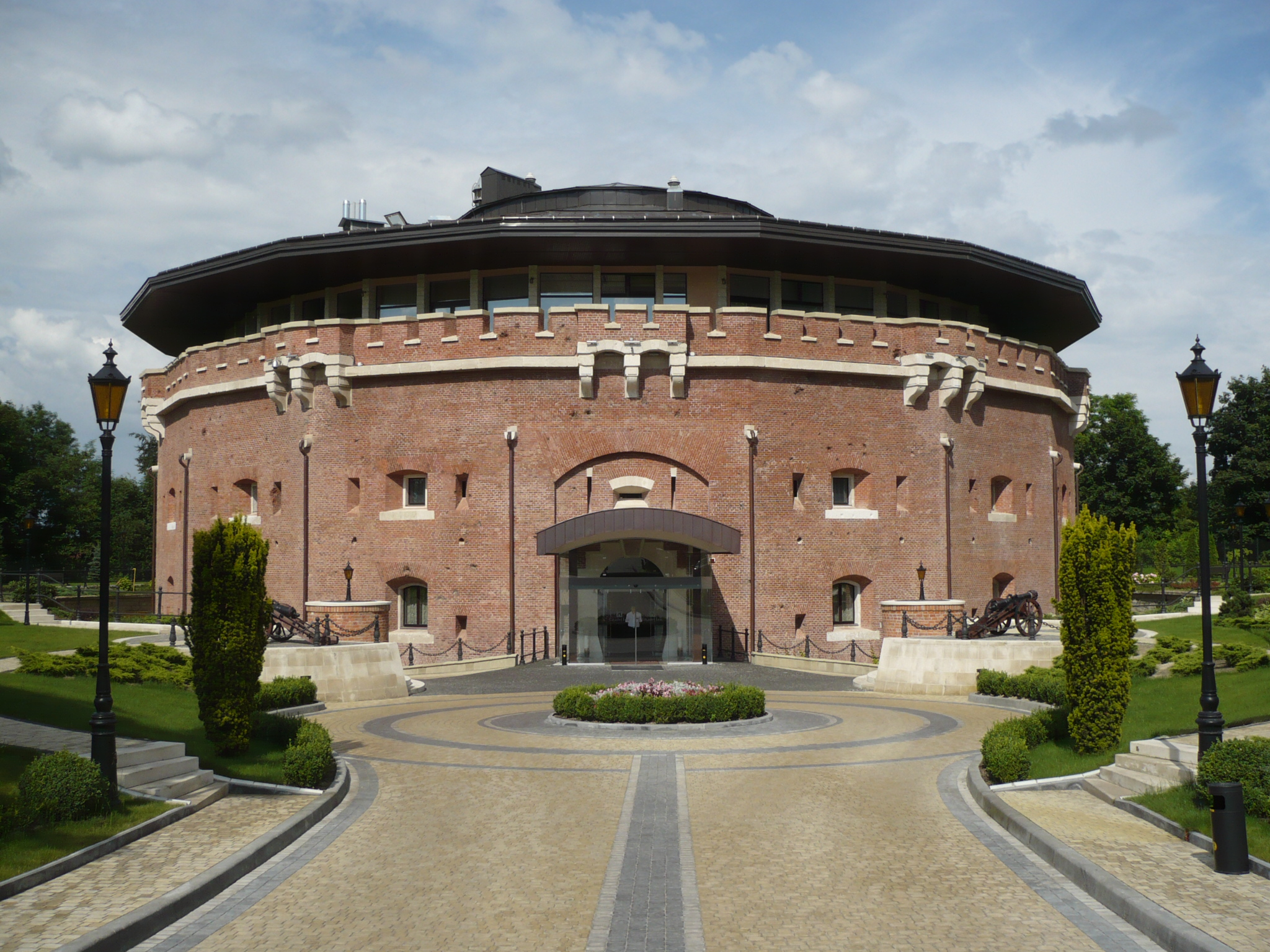
Готель «Галицька цитадель», Львів, ревіталізація форту побудови 1852-1854 рр.

Мерія міста Енергодар, Запорізька обл.
Тернопіль. Бізнес-центр на проспекті Бандери, 63
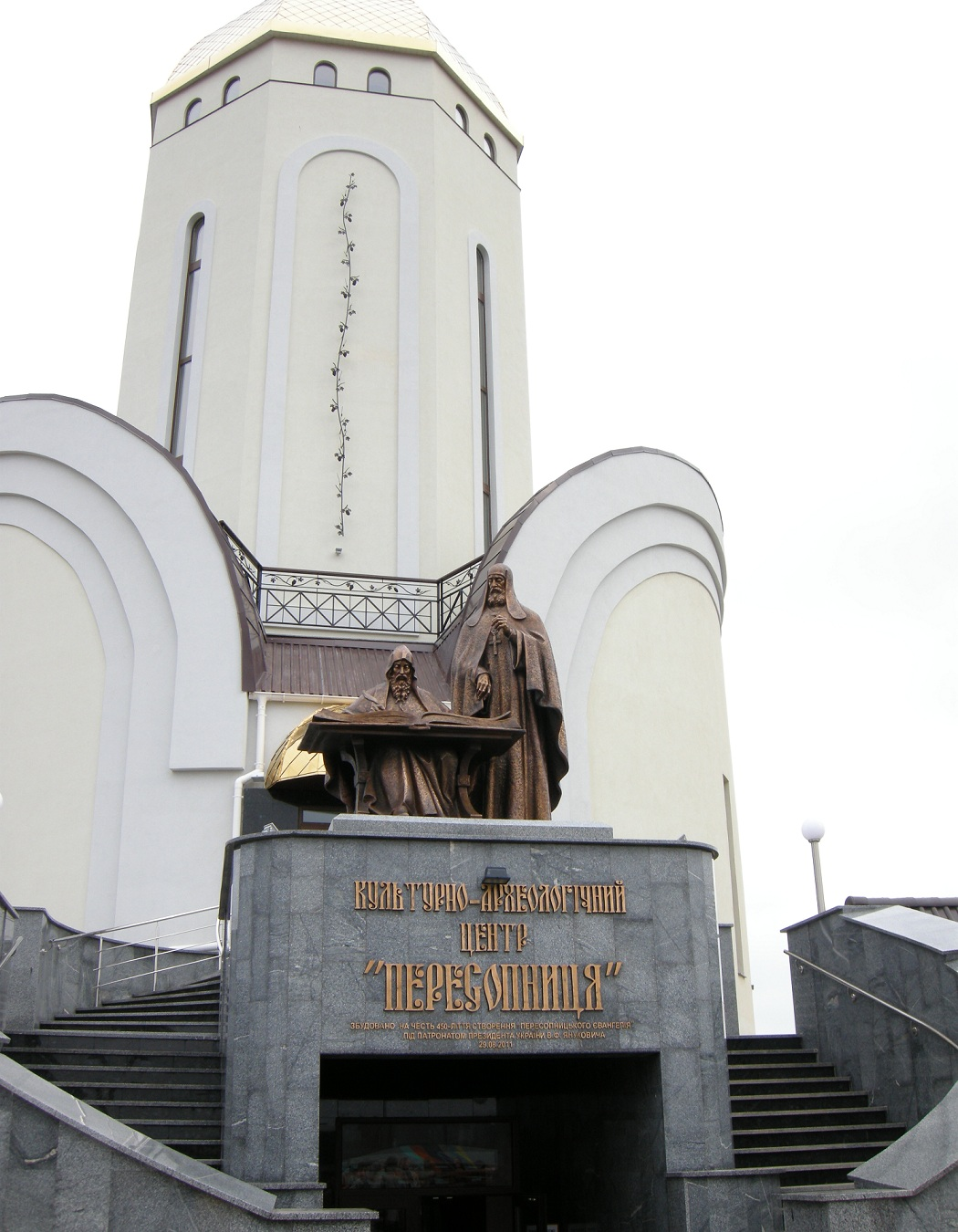
Культурно-археологічний комплекс «Пересопниця».
Виставковий центр «Lemberg» у Львові на вулиці Богдана Хмельницького.
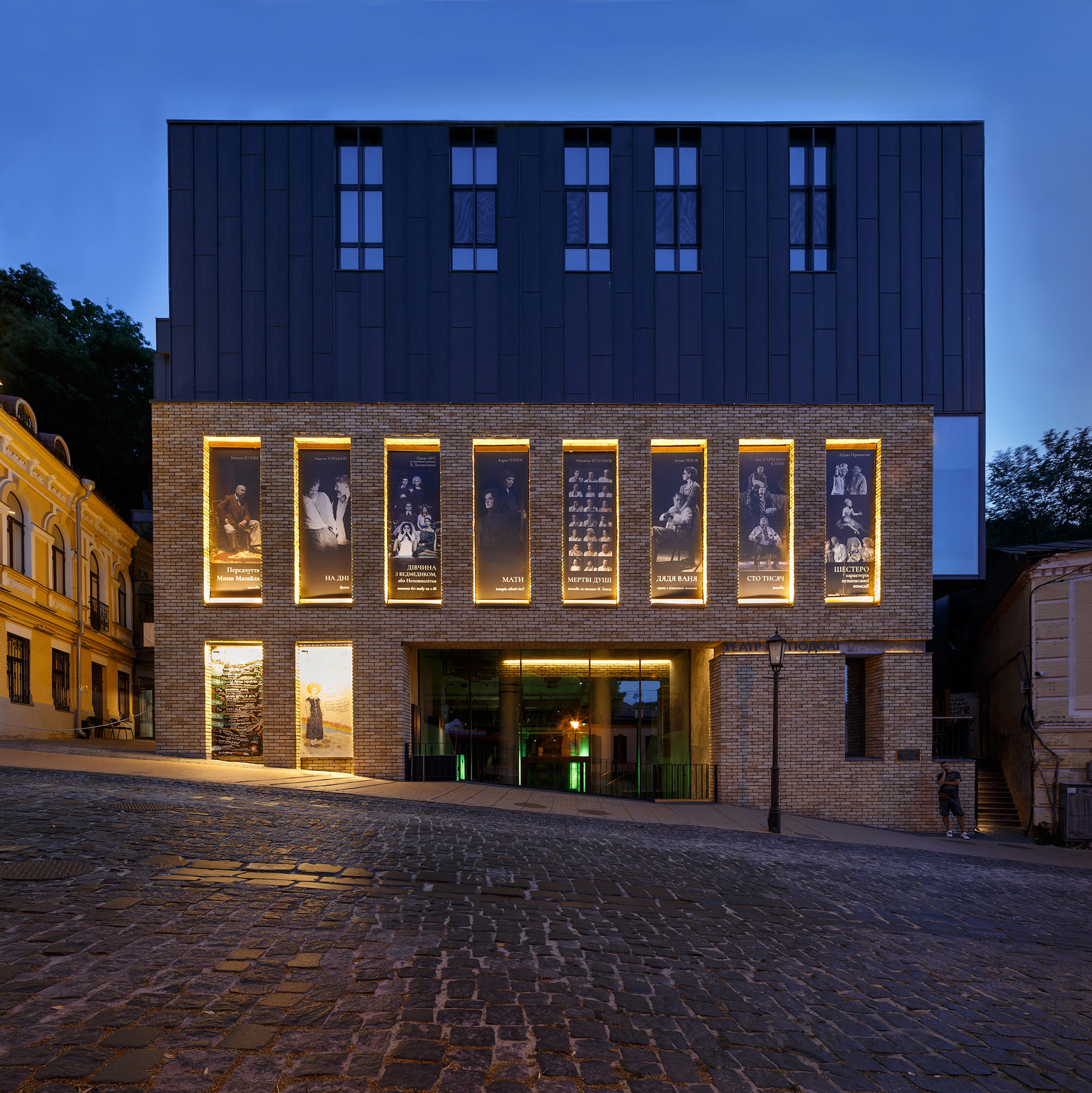
Театр на Подолі, Київ

## Сакральна архітектура України зламу XX—XXI ст

Львів. [[Церква Положення Пояса Пресвятої Богородиці|]]
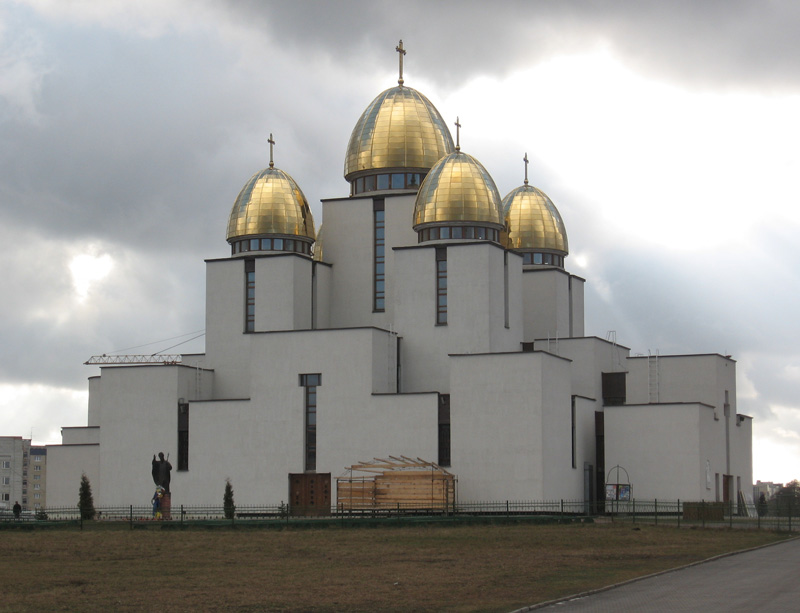
Сихів. Церква Різдва Пресвятої Богородиці з монументом Папи Римського Івана-Павла II
Львів. Католицький храм Матері Божої Неустанної Помочі
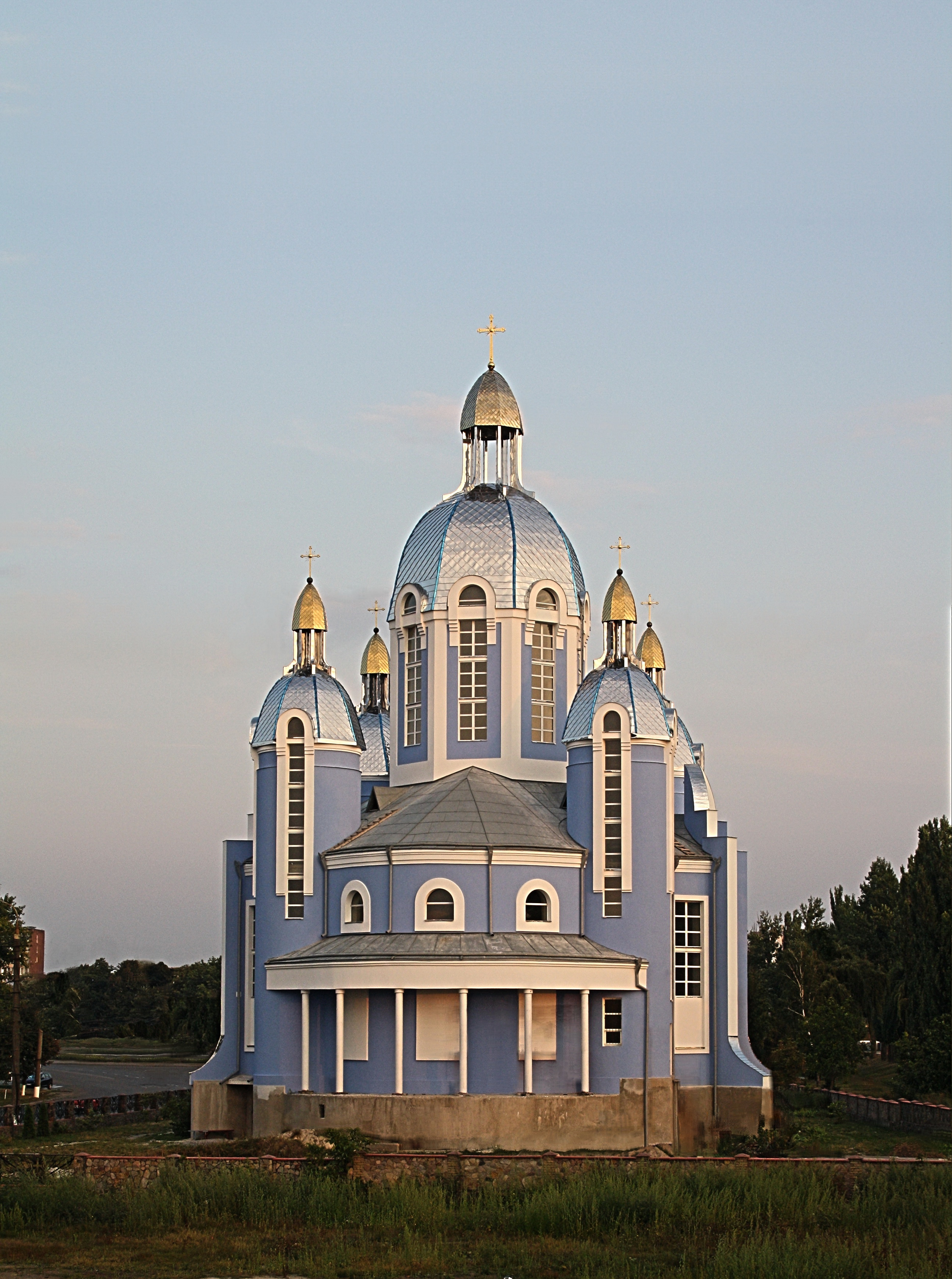
Вінниця. Греко-католицький храм

## Старовинні плани деяких міст України

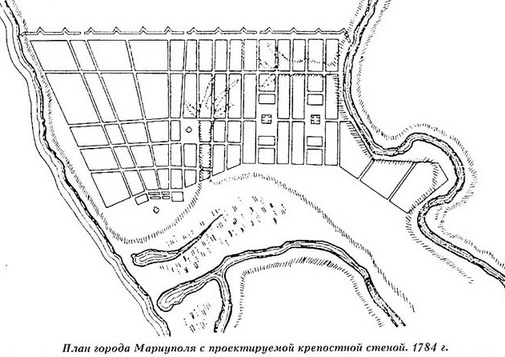
План Маріуполя з проєктом фортечного муру на заході 1784 року.
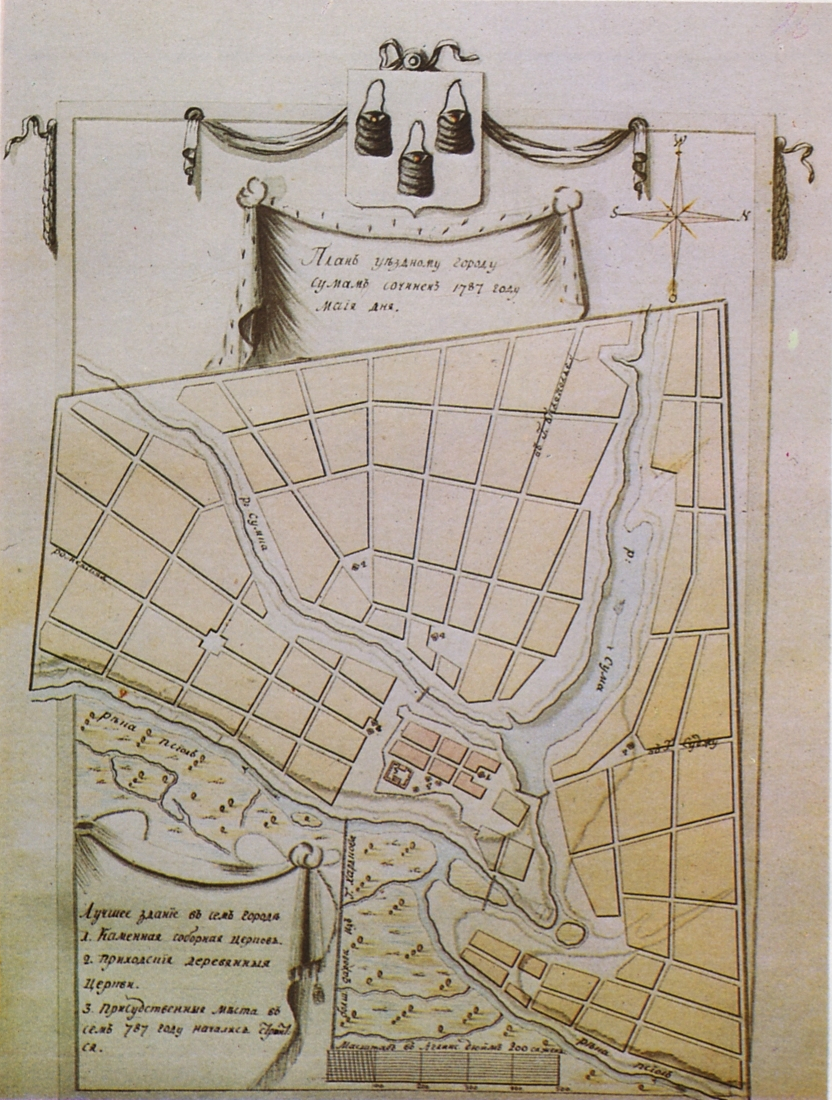
План Сум 1787 року.
План Проскурова 1824 року землеміра Екстера (нині Хмельницький).
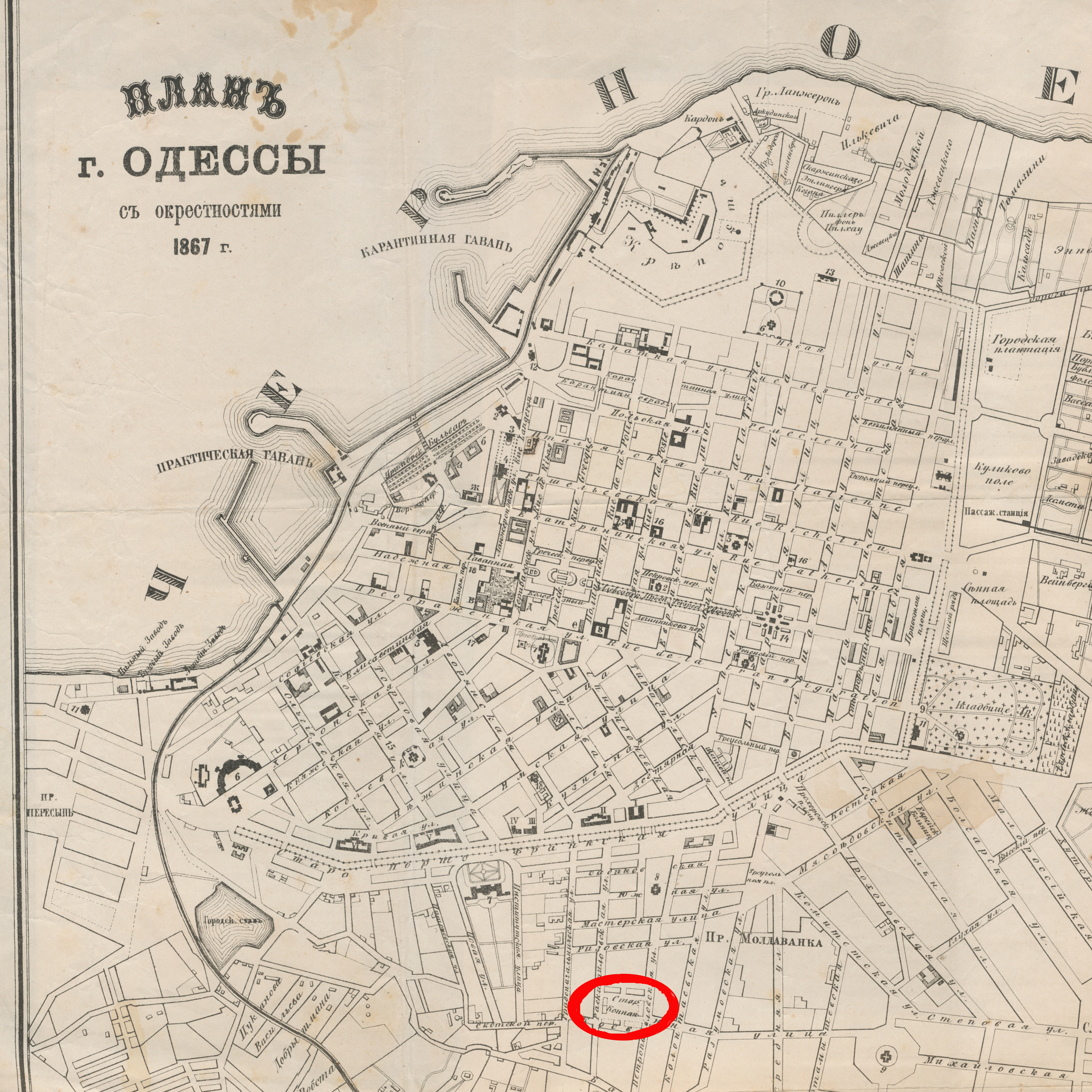
План Одеси 1867 року.
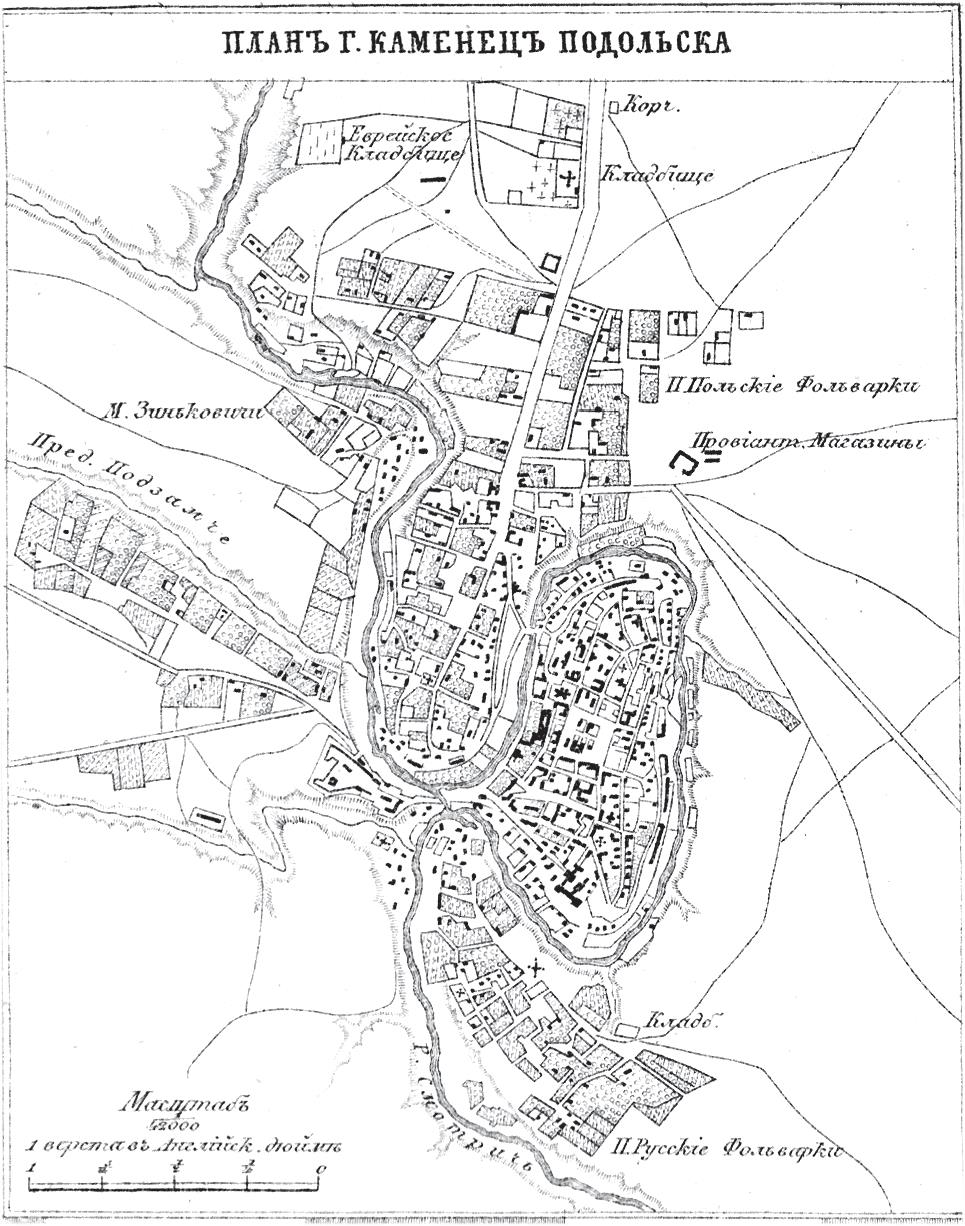
План Кам'янця-Подільського 1876 року.
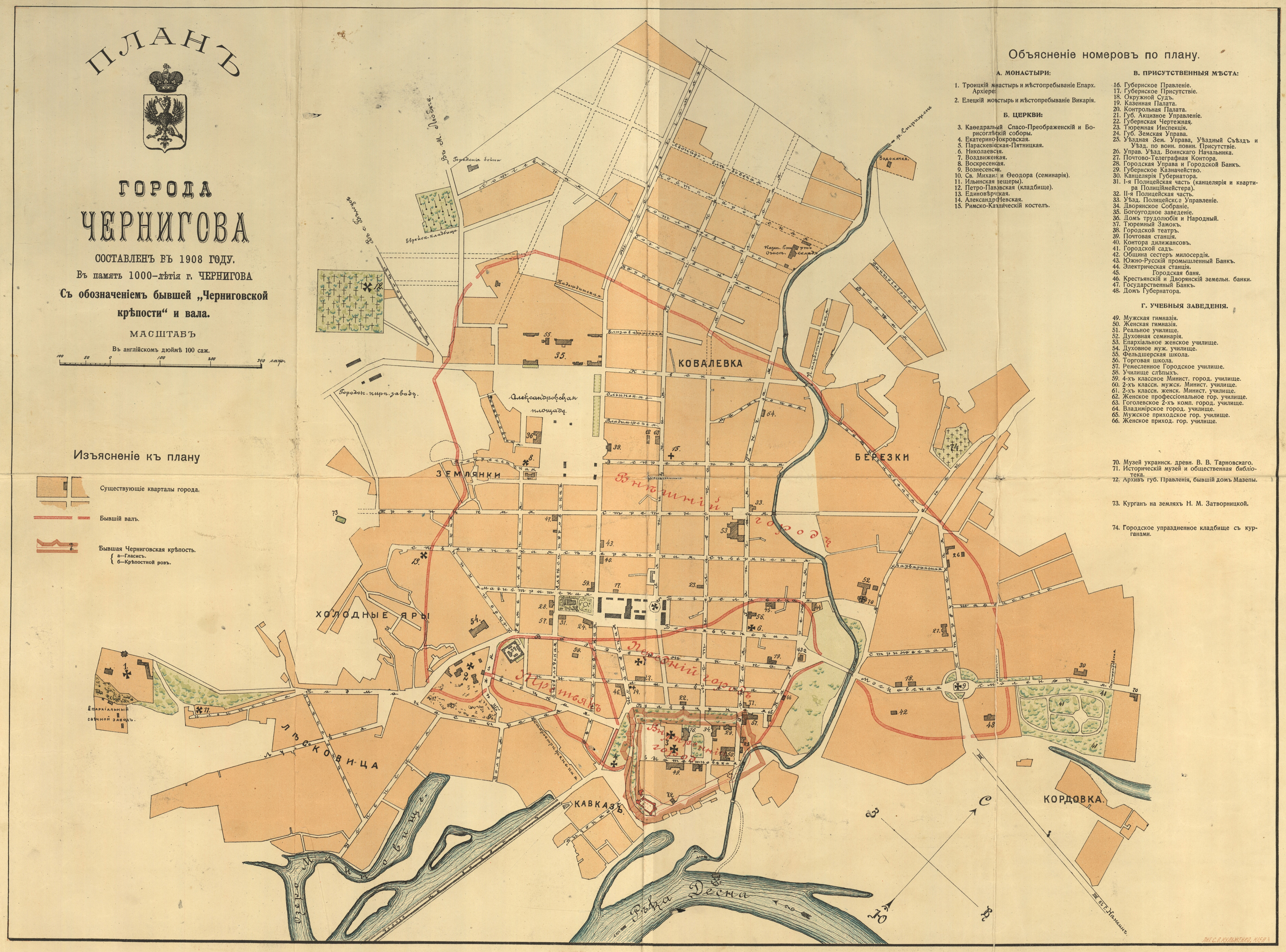
План Чернігова 1908 року.

## Народна архітектура
Окремою сторінкою української архітектури можна назвати архітектуру народну. До найпоширеніших зразків української архітектури, що збереглися до наших часів, відносяться дерев'яні храми та хати (див. Хата, Дерев'яні храми України). Оскільки дерев'яні пам'ятки потребують особливого догляду, ці зразки архітектури часто перевозяться до спеціальних заповідників.
Найвідоміші музеї у яких можна побачити відреставровані пам'ятки архітектури XVIII—XIX ст:
- Музей народної архітектури та побуту України, що знаходиться біля селища Пирогів у Києві
- Шевченківський гай у Львові
- Музей народної архітектури та побуту Середньої Наддніпрянщини
- Етнографічний музей «Хутір Савки» поблизу Києва

та інші.
- Церква Різдва Богородиці у селі Мохнате
- Церква Святої Трійці в селі Матків
- Церква в селі Лімна
- Церква святого Юра в Дрогобичі

## Ратуші в Україні

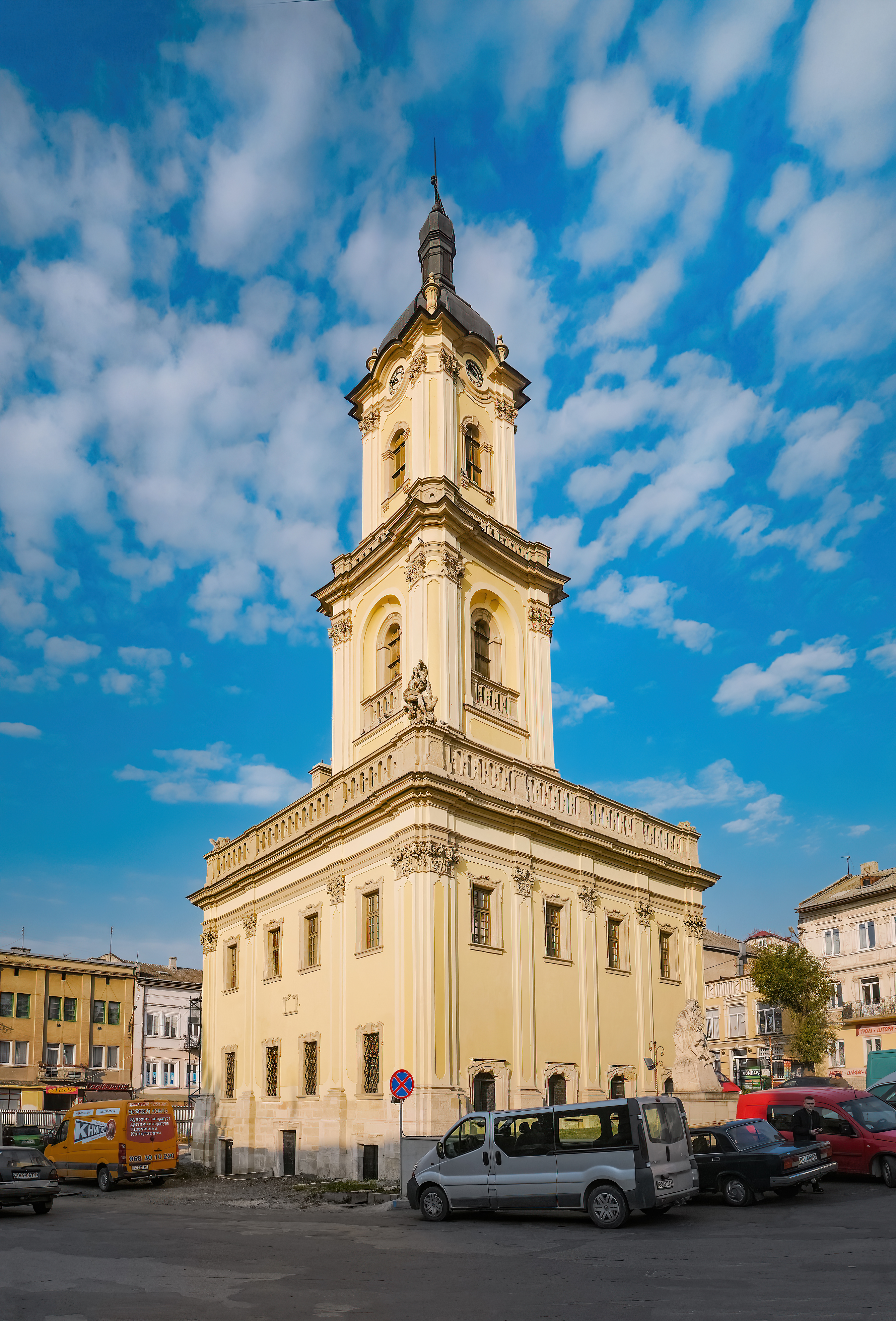
Бучацька ратуша
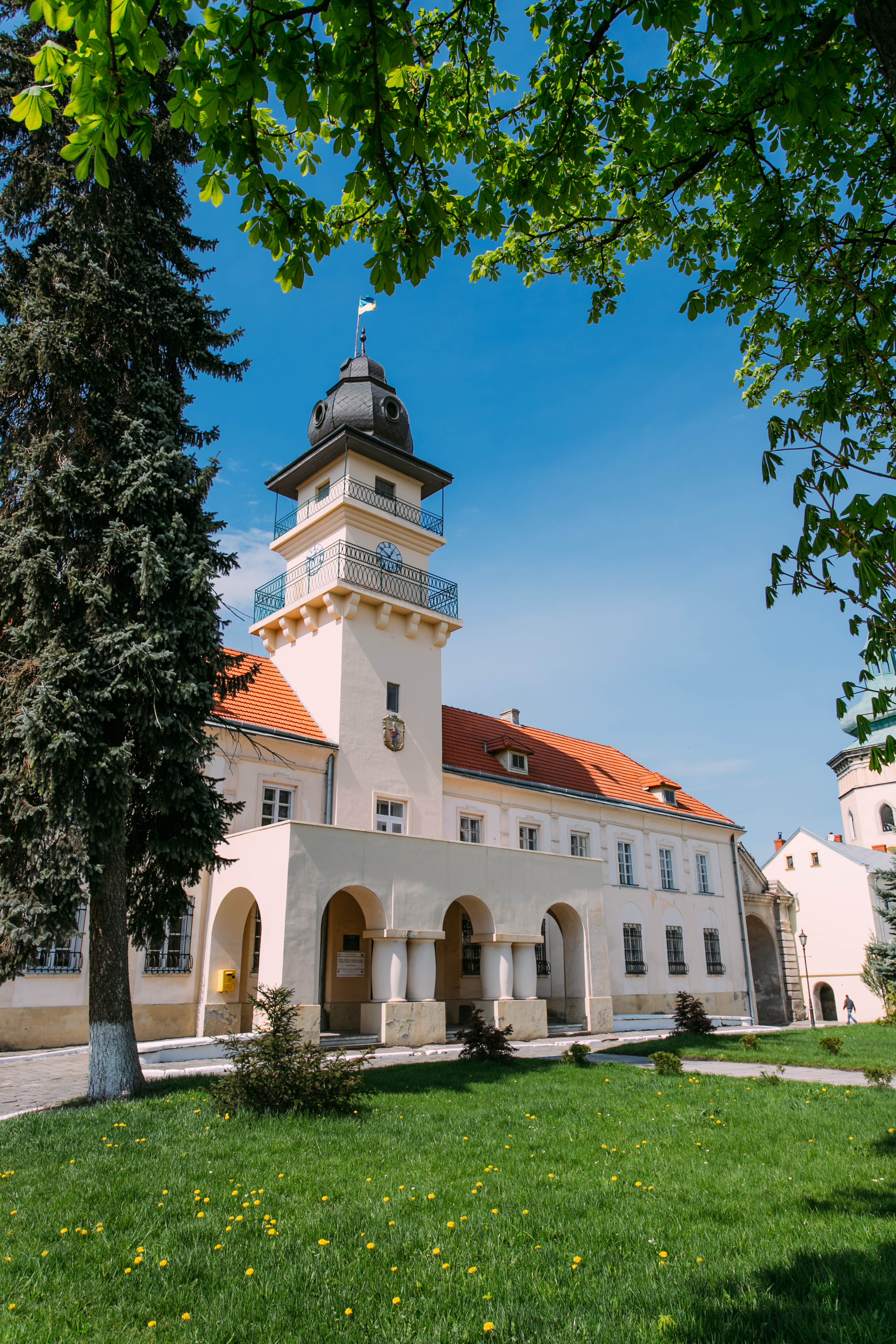
Жовківська ратуша
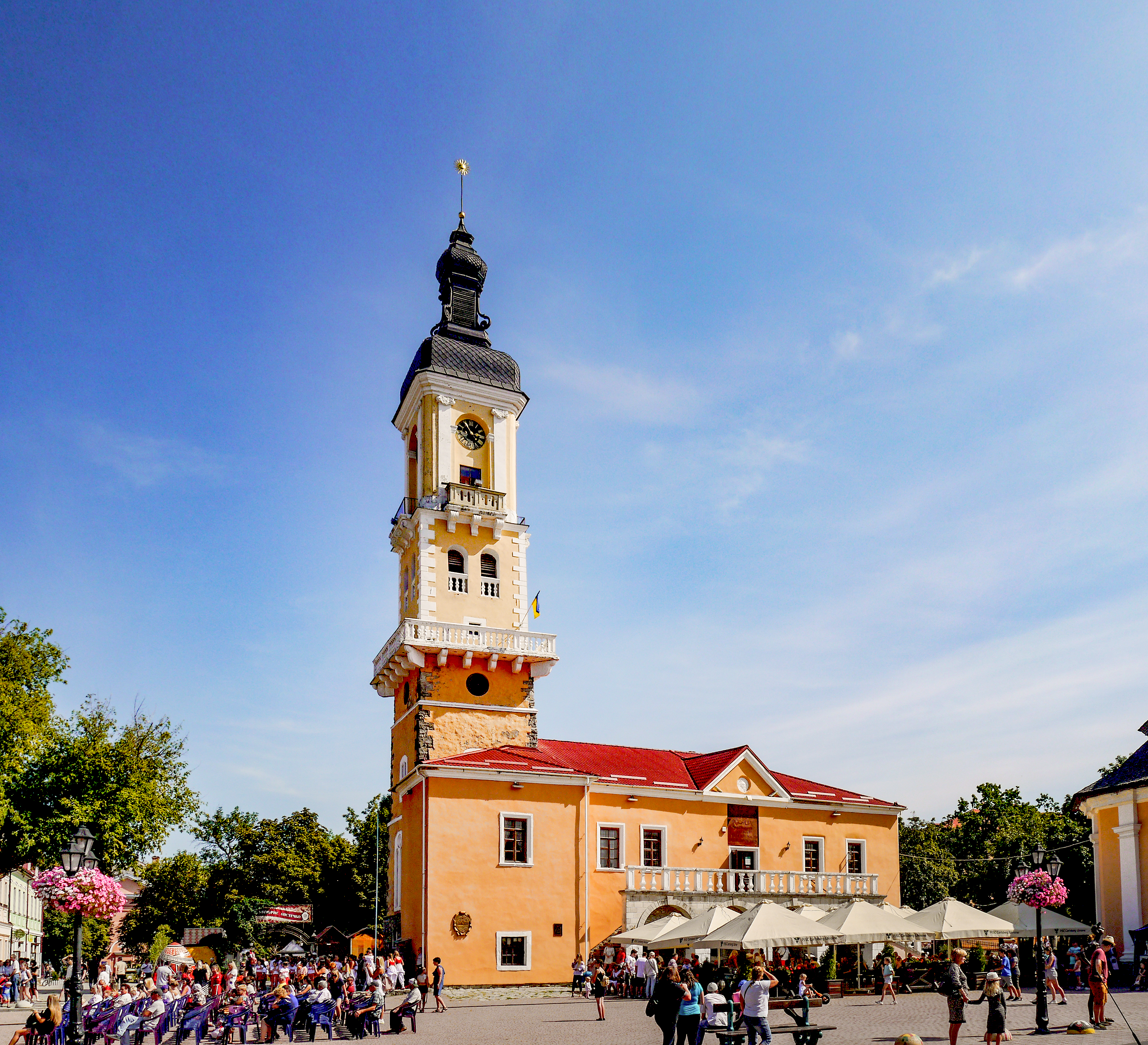
Ратуша Кам'янці-Подільському
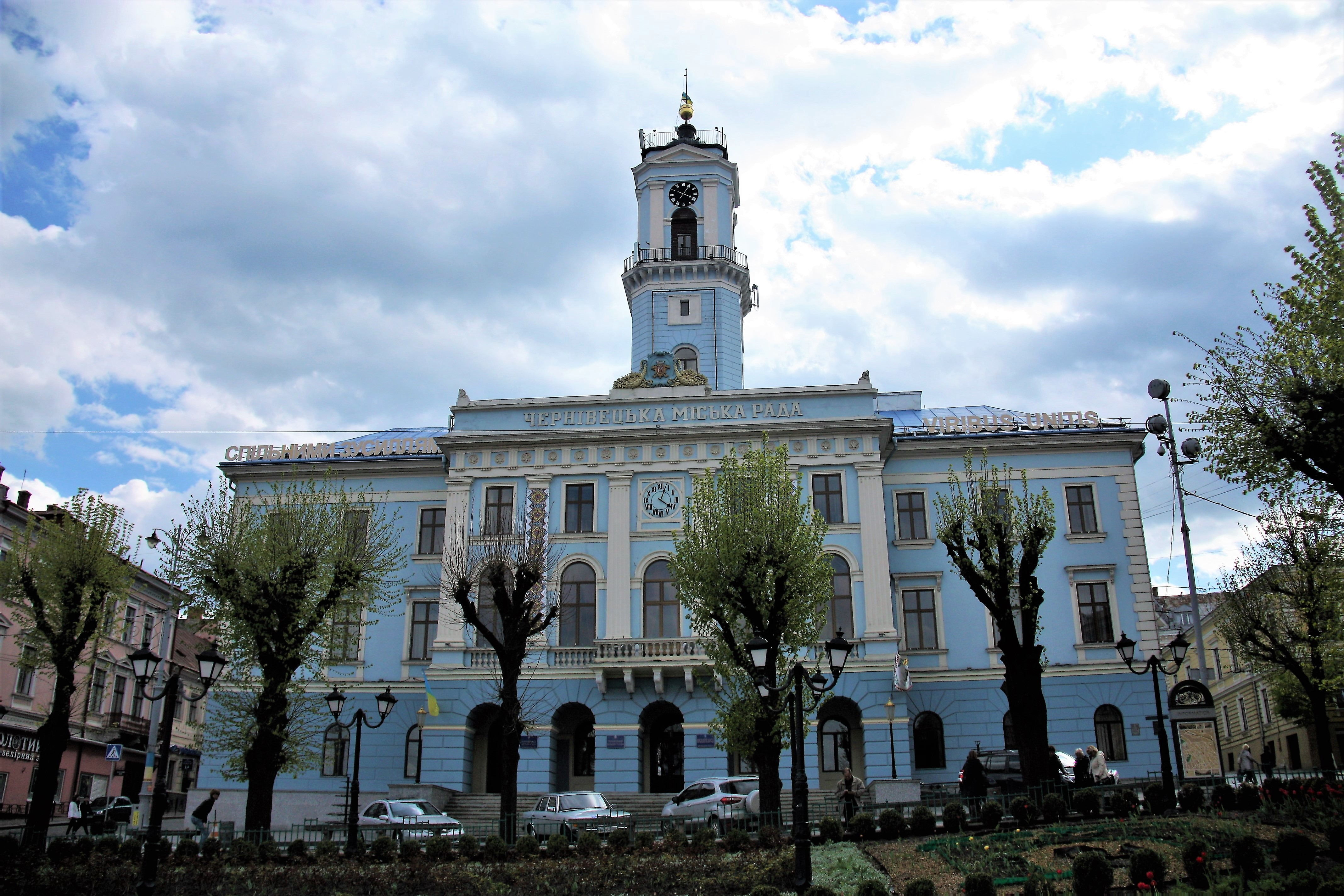
Чернівецька ратуша
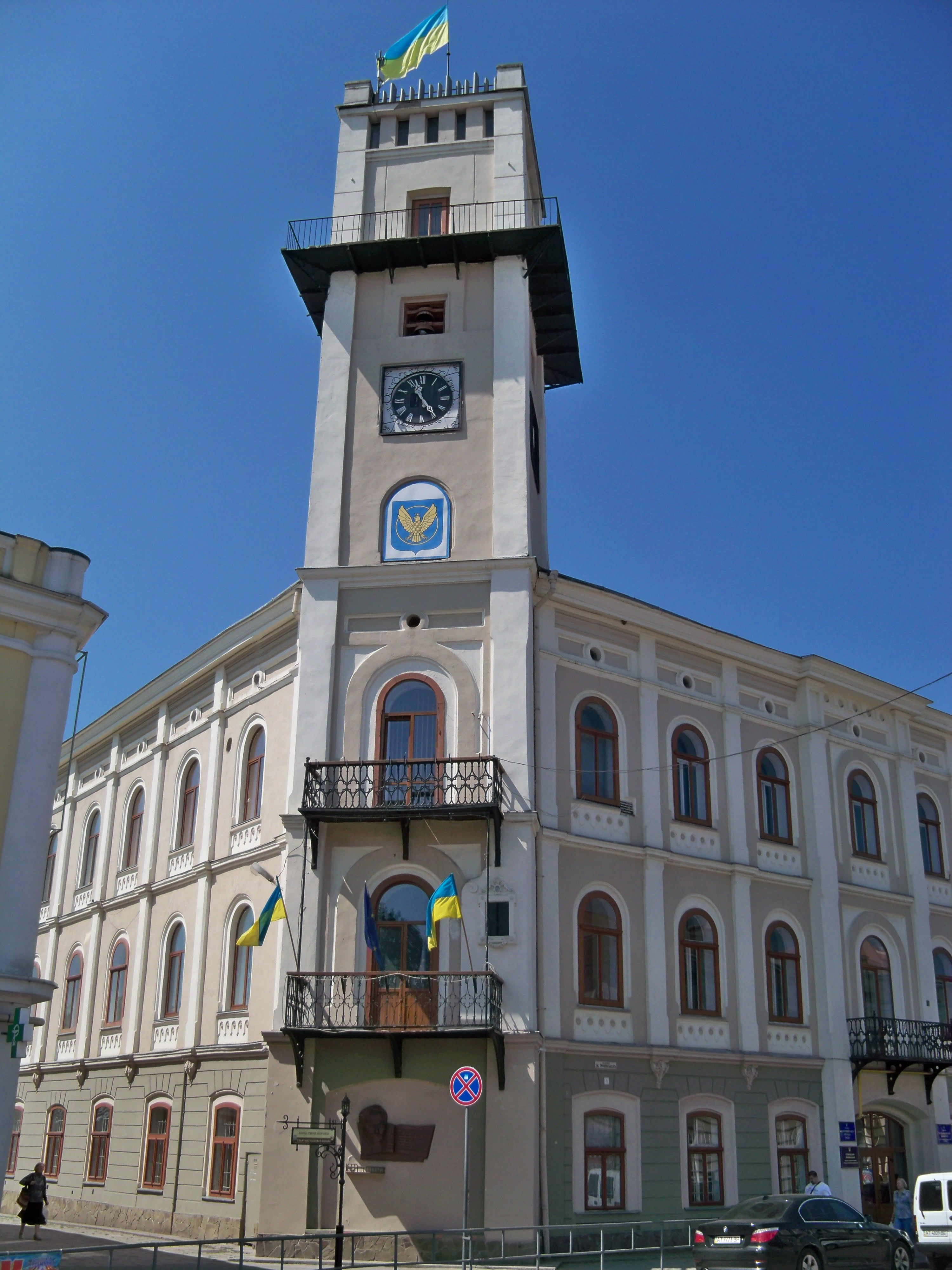
Ратуша Коломия
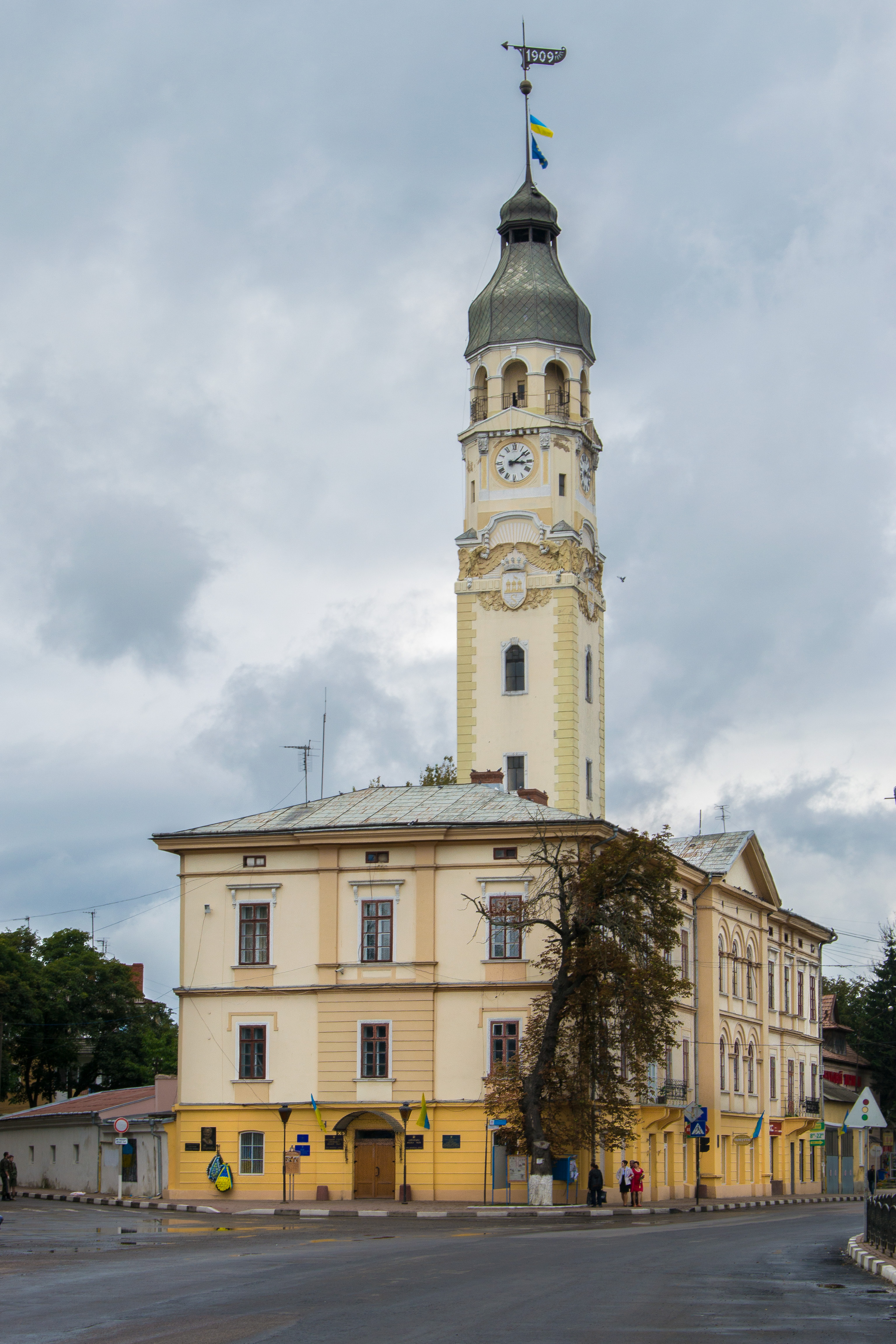
Снятинська ратуша
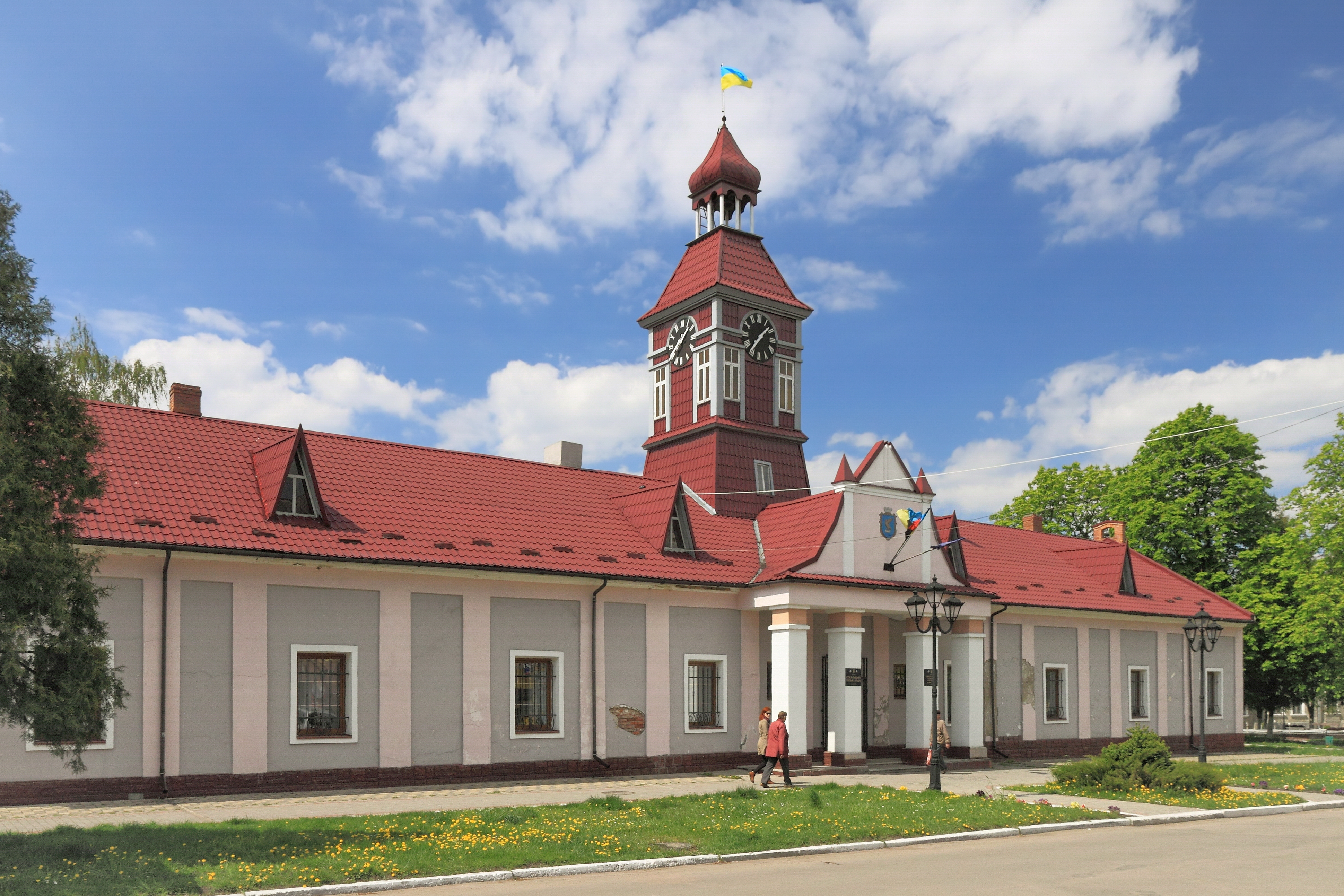
Сокальська ратуша
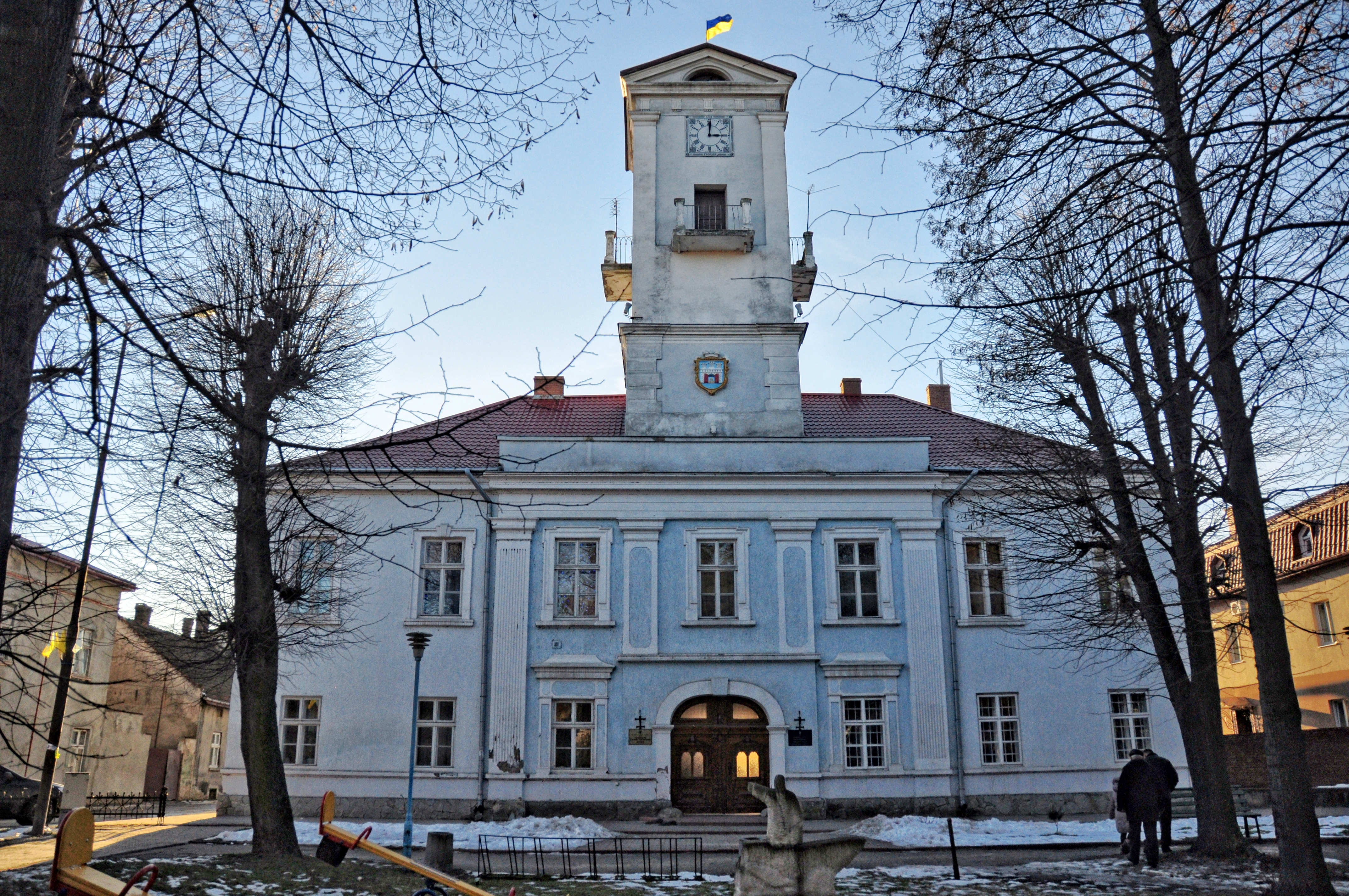
Городоцька ратуша, Львівська область
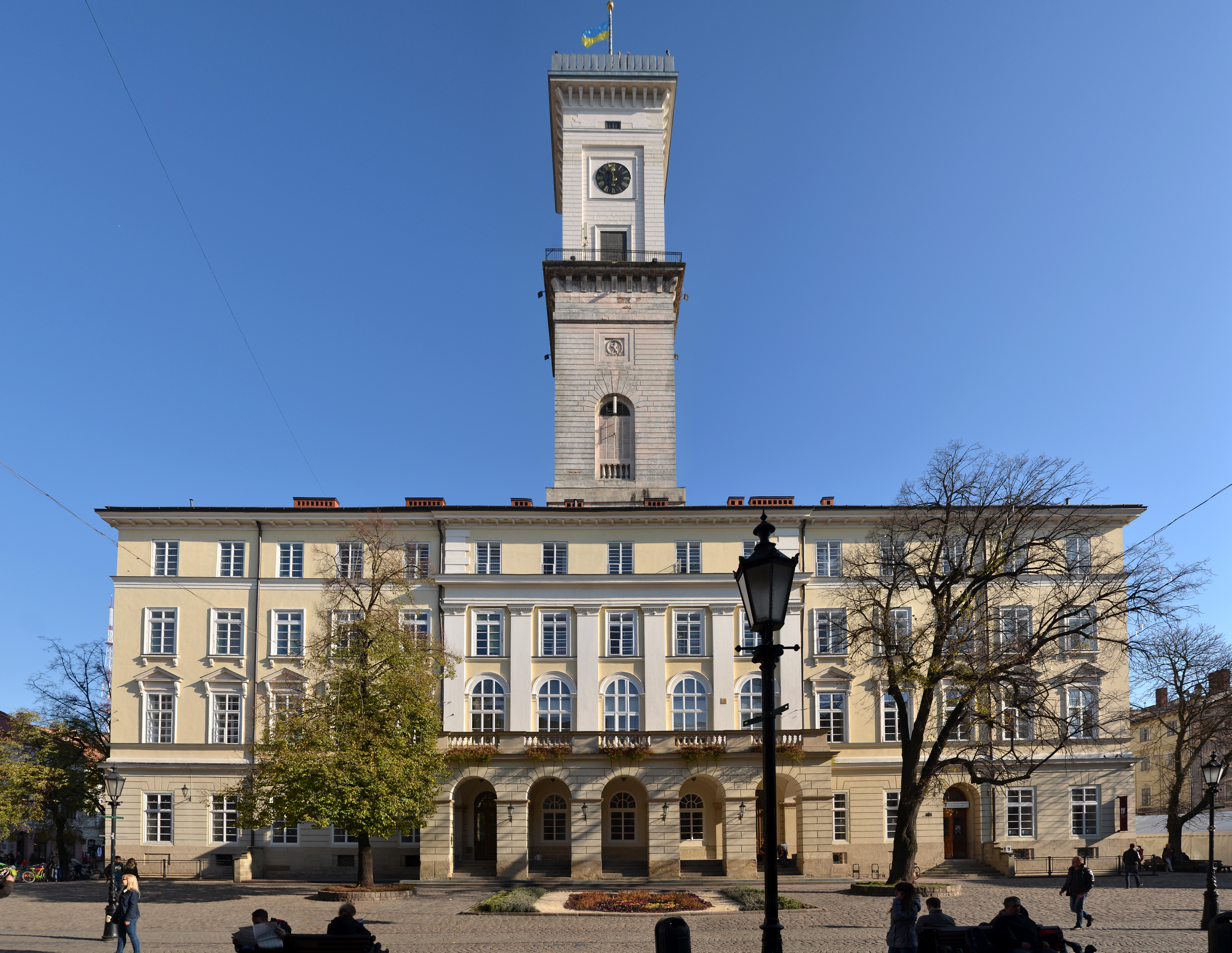
Львівська ратуша
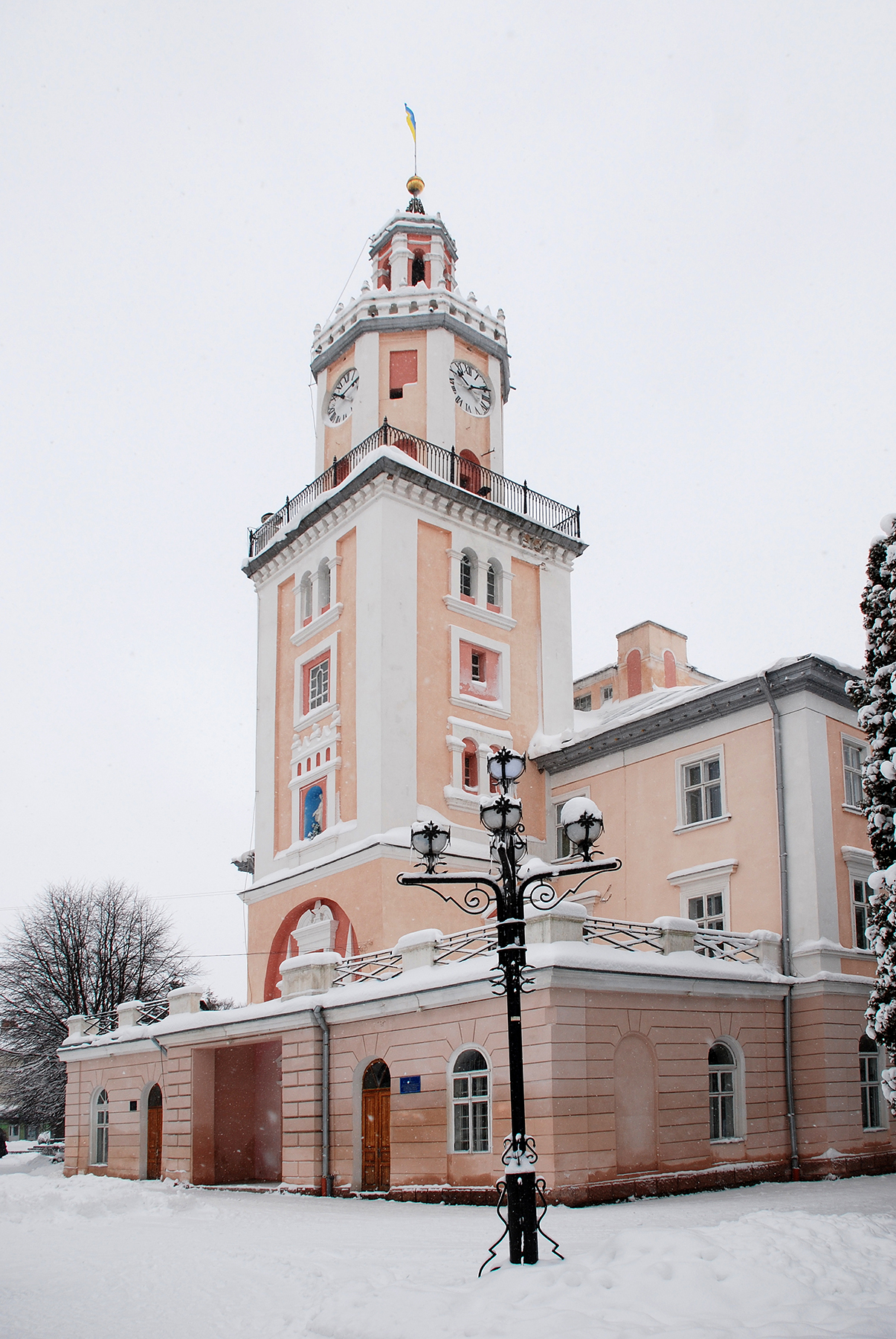
Самбірська ратуша
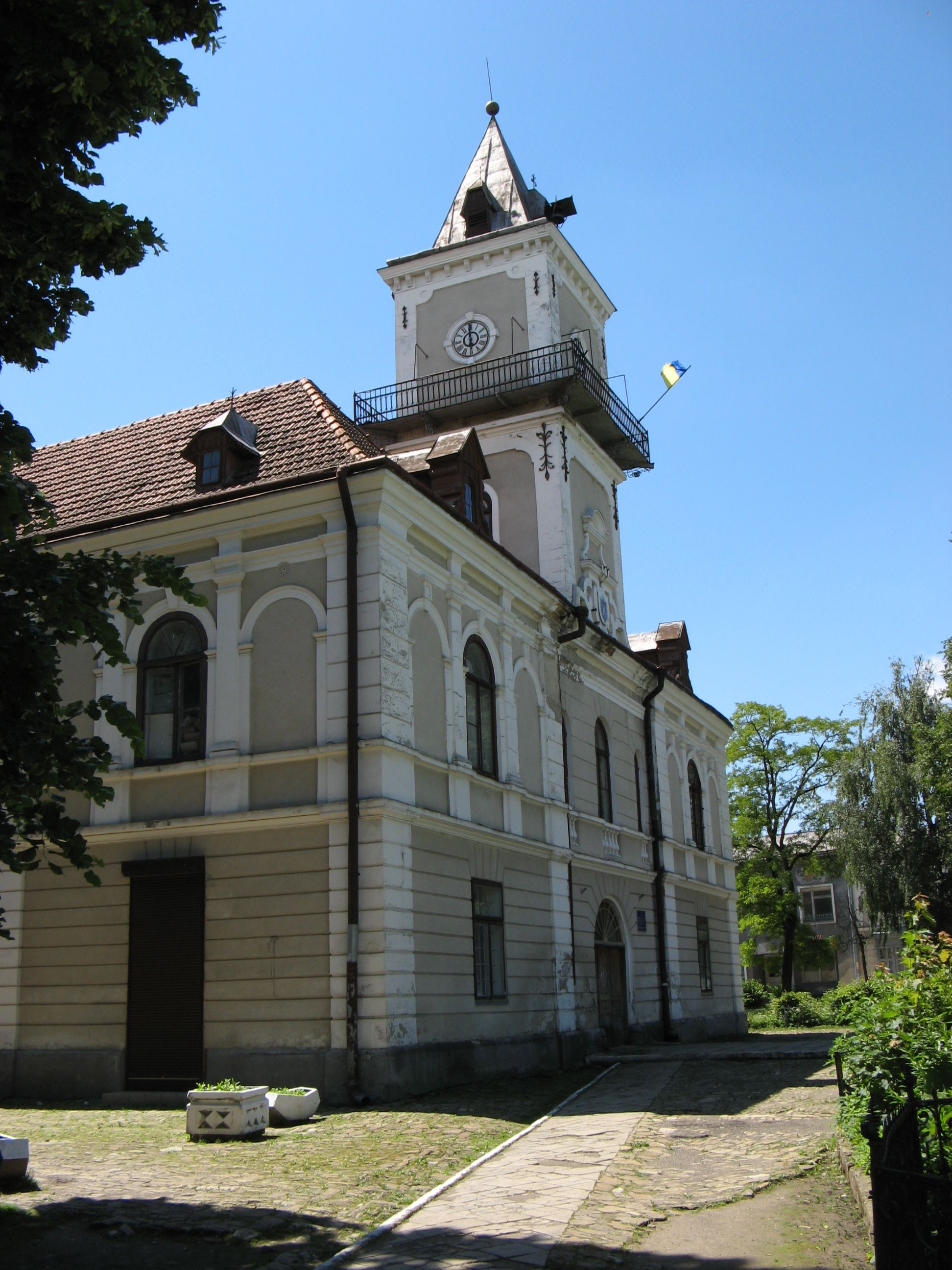
Добромильська ратуша
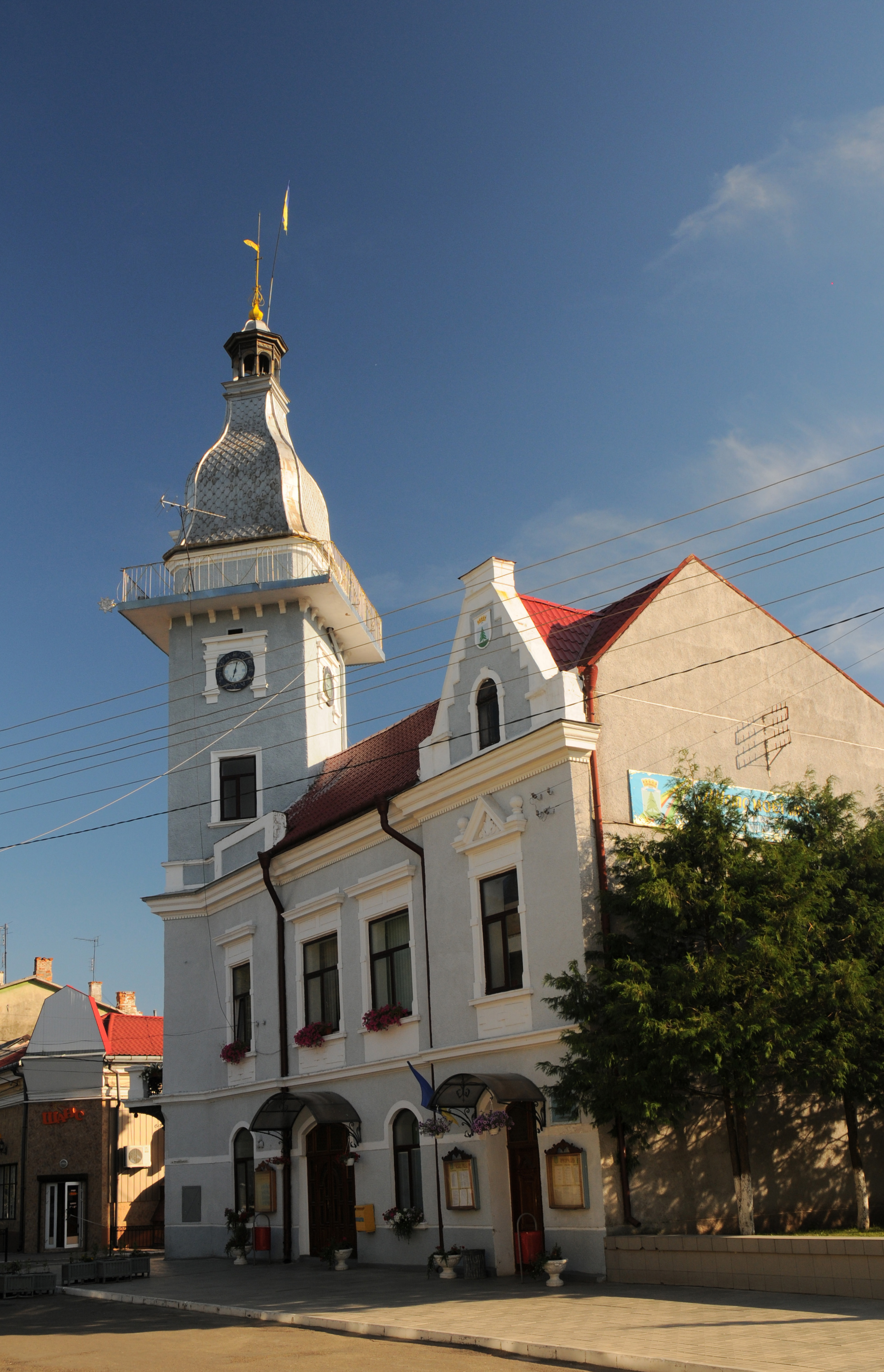
Сторожинецька ратуша, Чернівецька область
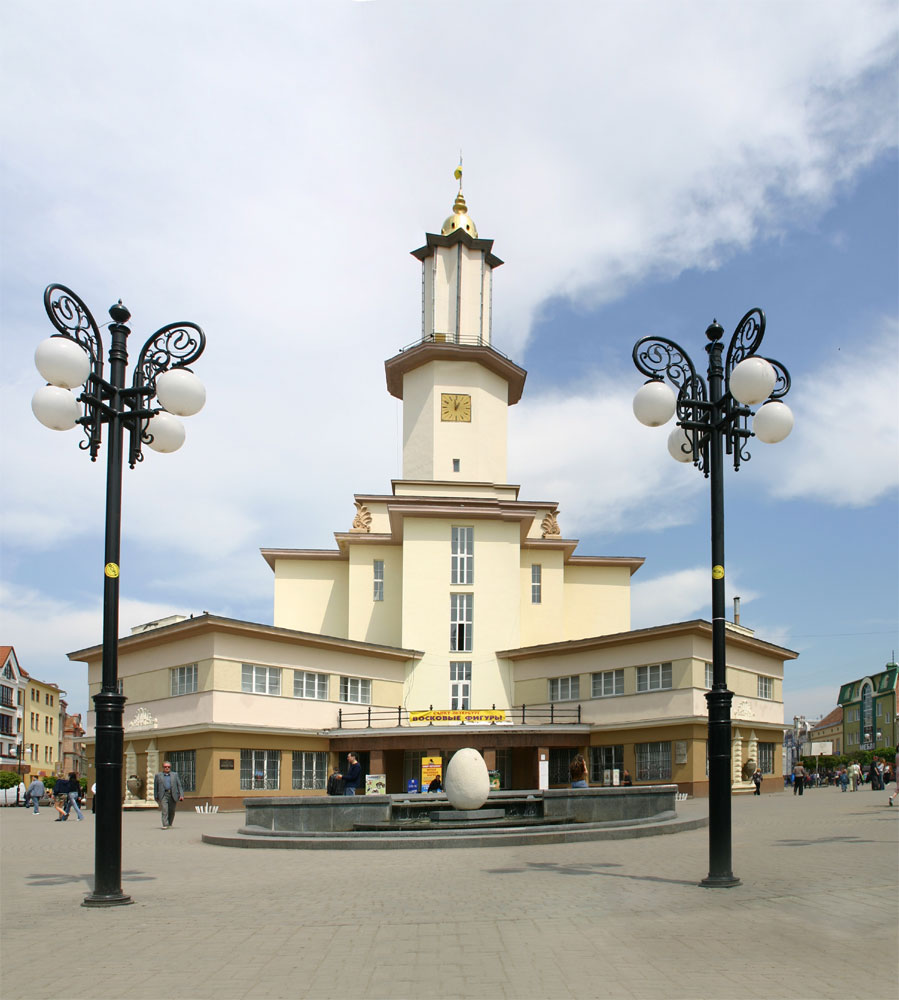
Івано-Франківська ратуша, ХІХ ст. Перебудова і добудова, 1929–1935
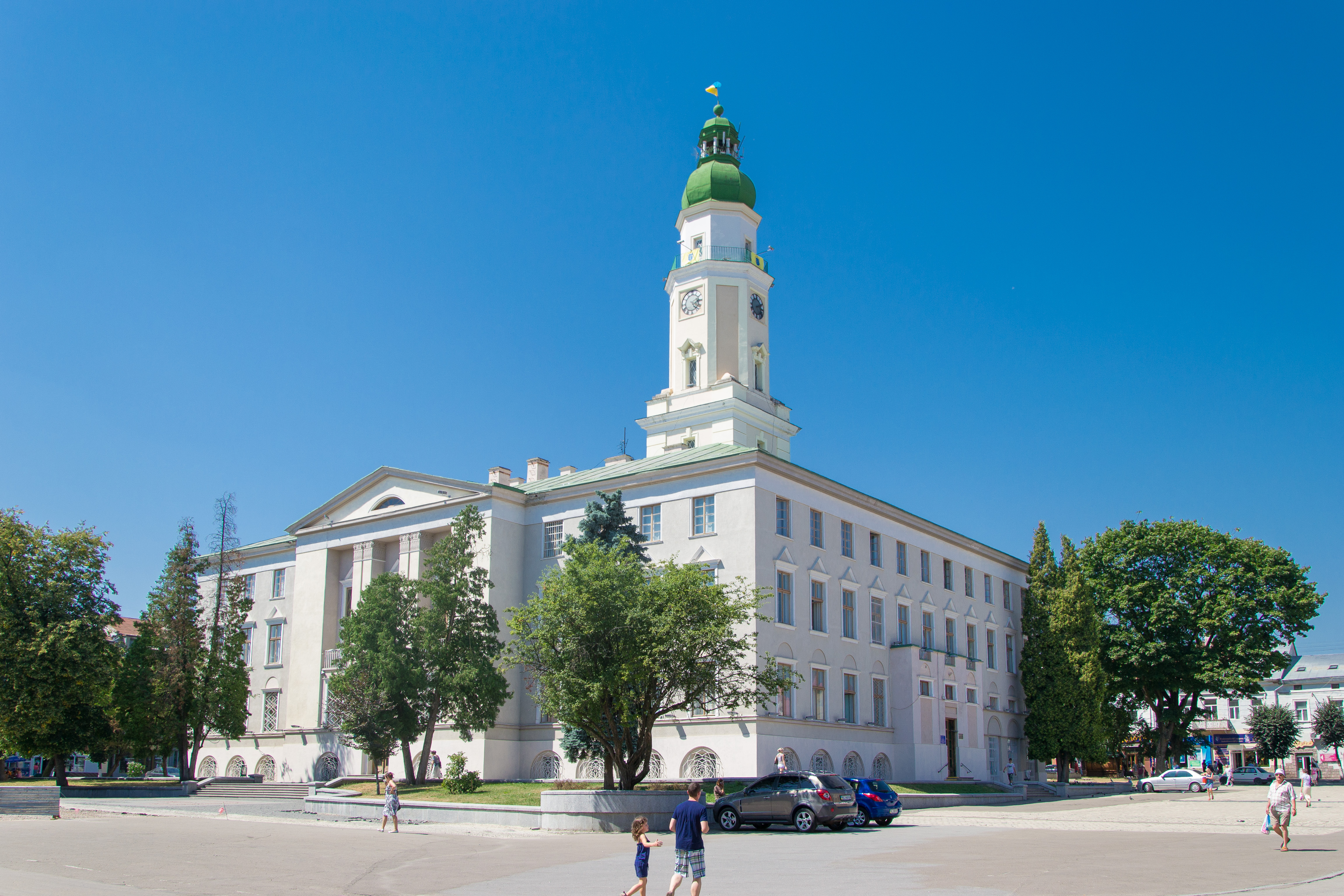
Дрогобицька ратуша

## Ротонди в Україні

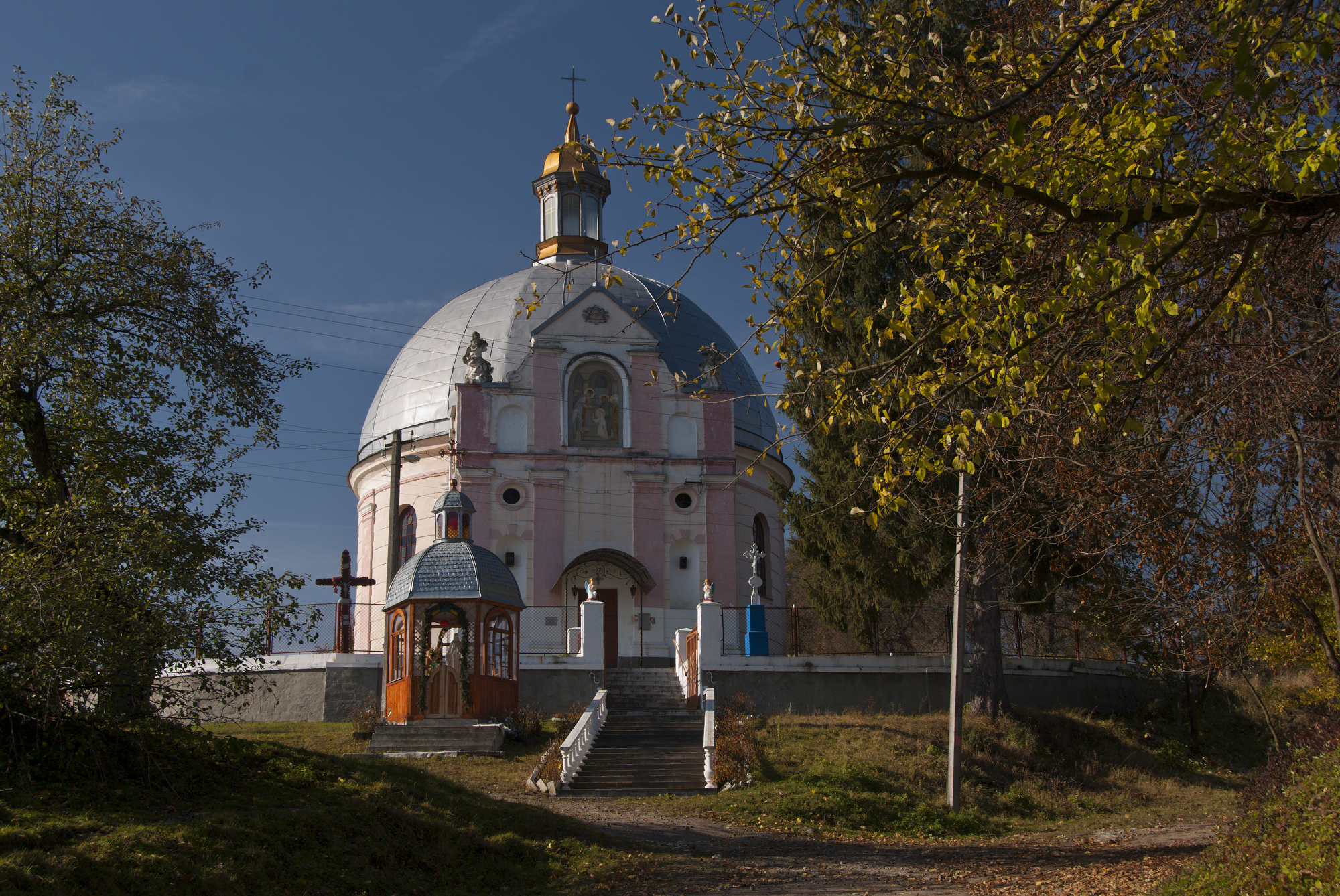
Церква Введення в храм Пресвятої Богородиці (1800 р.) село Вибранівка, Львівська область
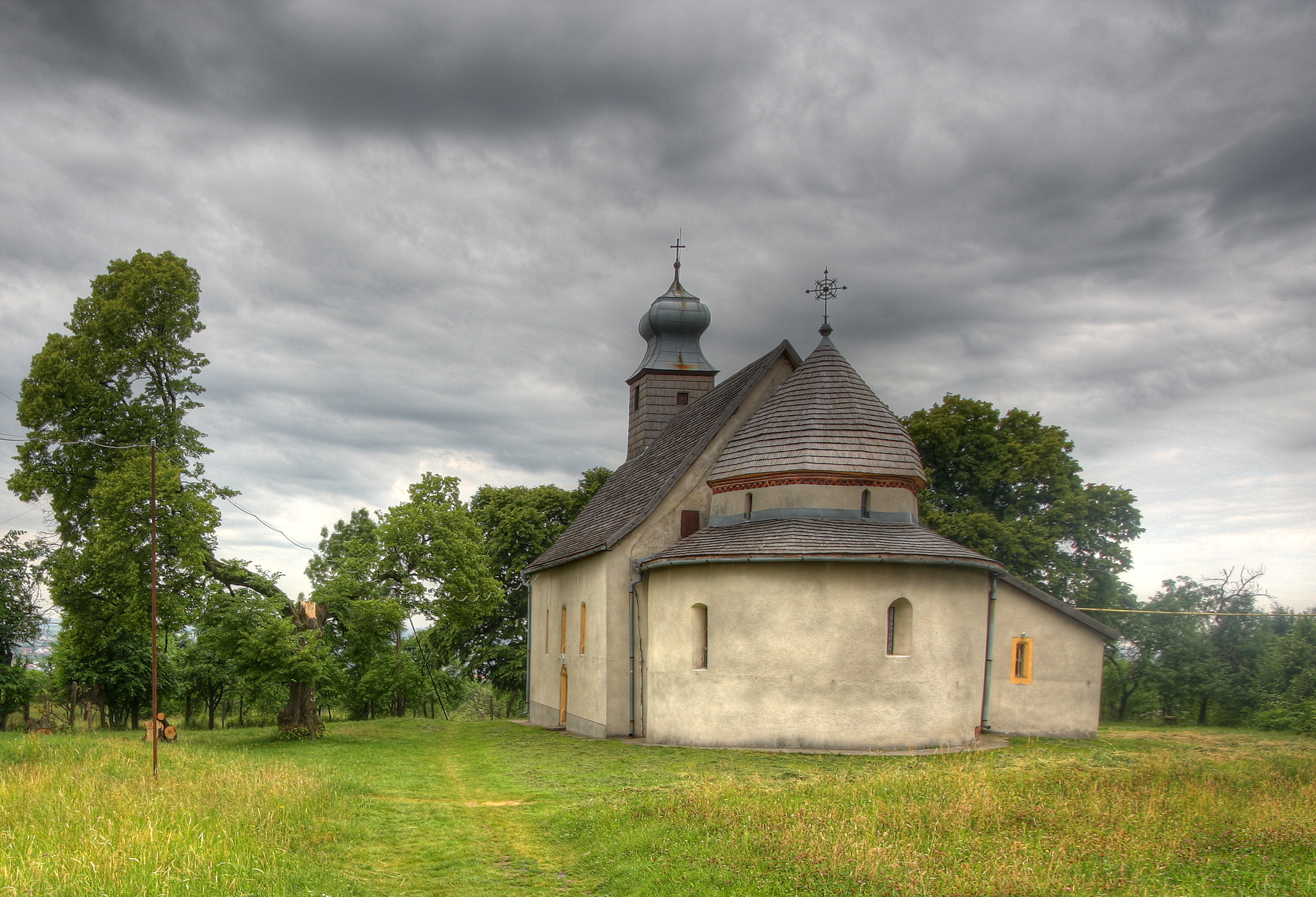
Ужгород. Горянська ротонда св. Анни (XI ст) з пізньою прямокутною прибудовою.
Осинове, Луганська область. Церква Успіння Пресвятої Богородиці, план, 1802 р.
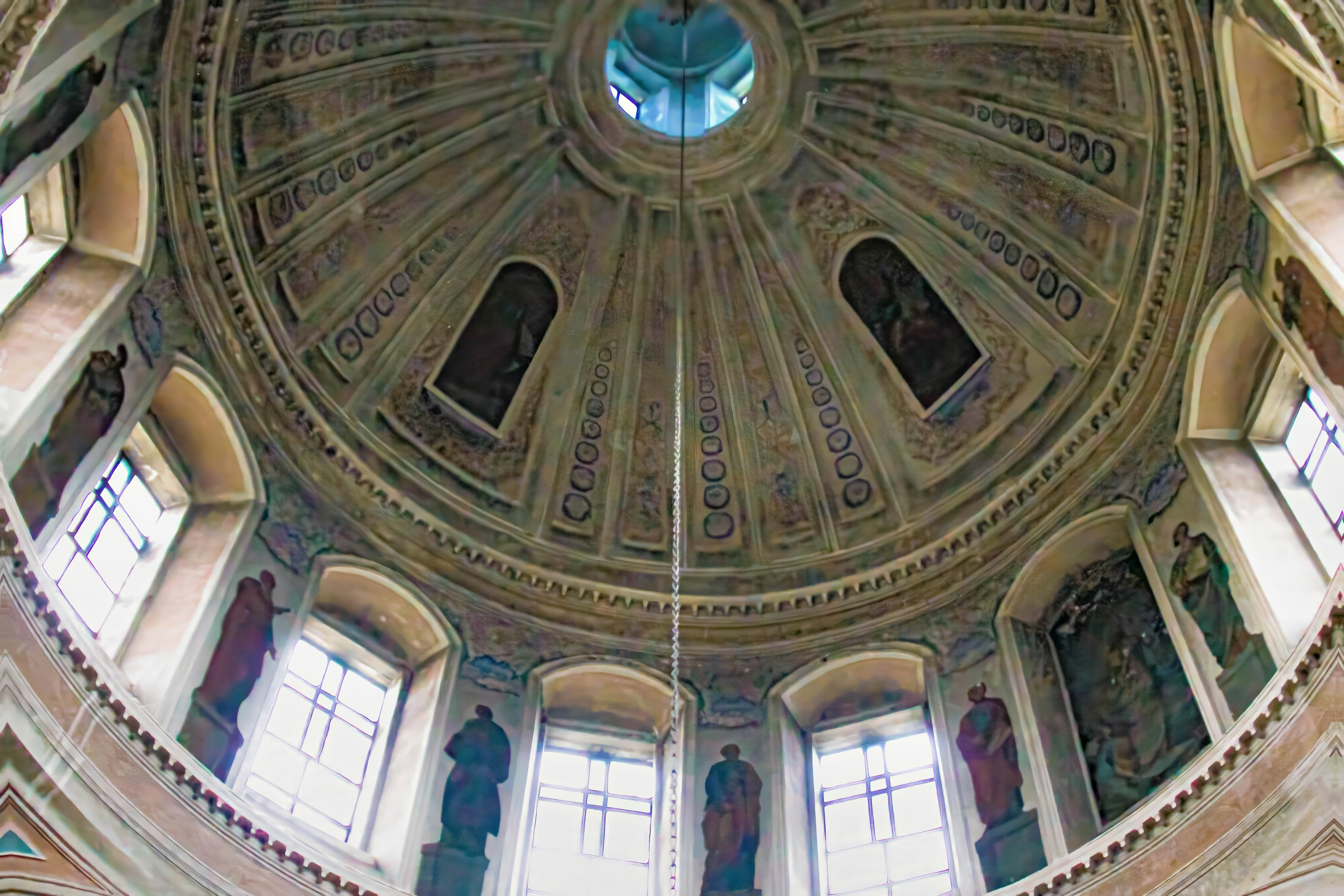
Осинове, Луганська область. Склепіння ротондальної церкви Успіння Пресвятої Богородиці
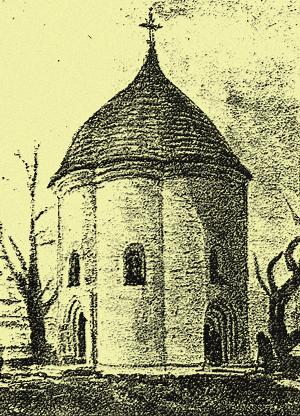
Володимир. Василівська ротонда
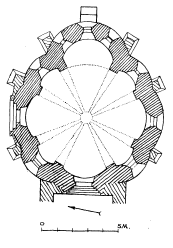
Володимир. Василівська ротонда. План.
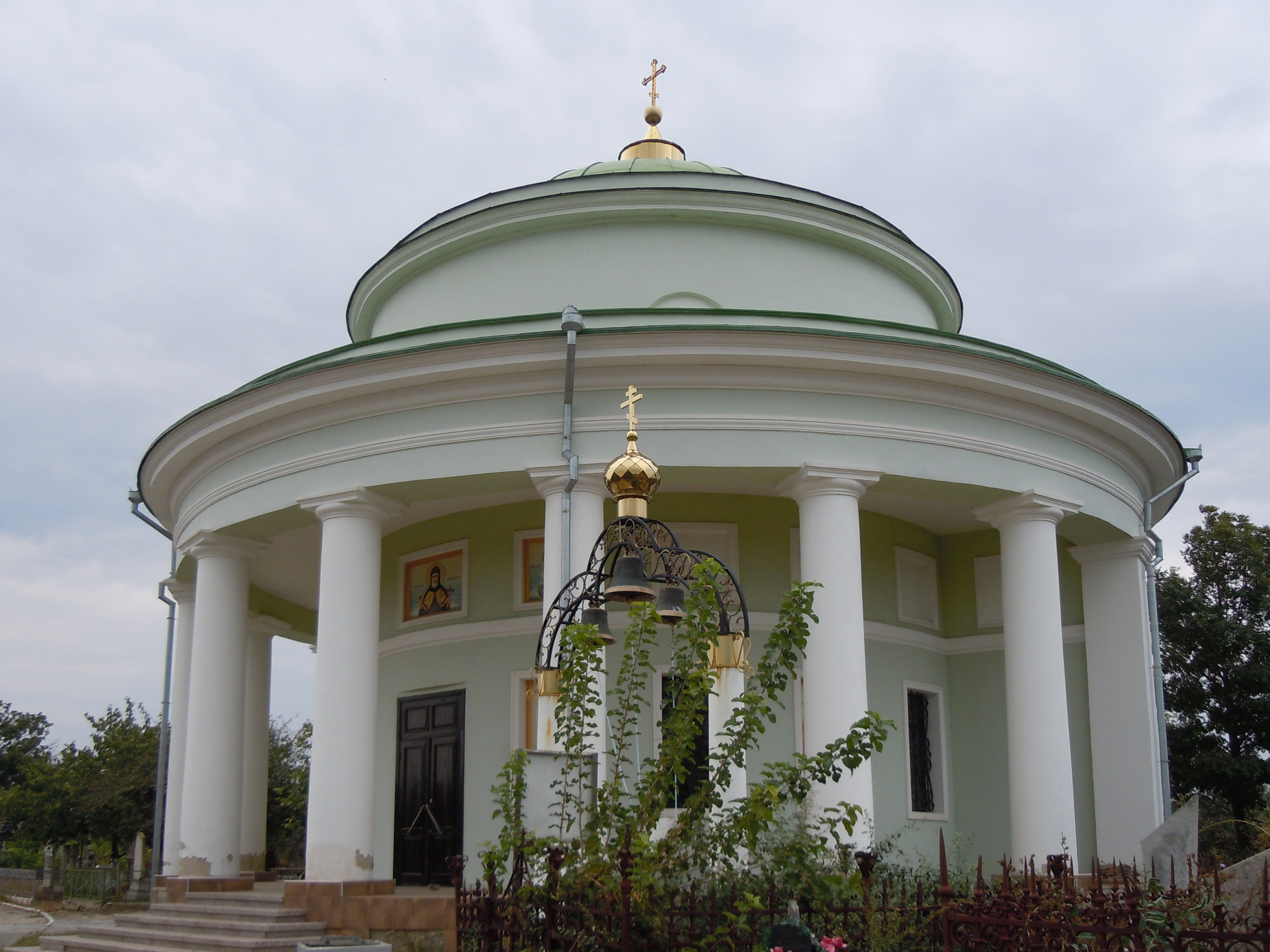
Болград, Одеська область. Митрофанівська церква (Мавзолей Інзова), 1825 р.
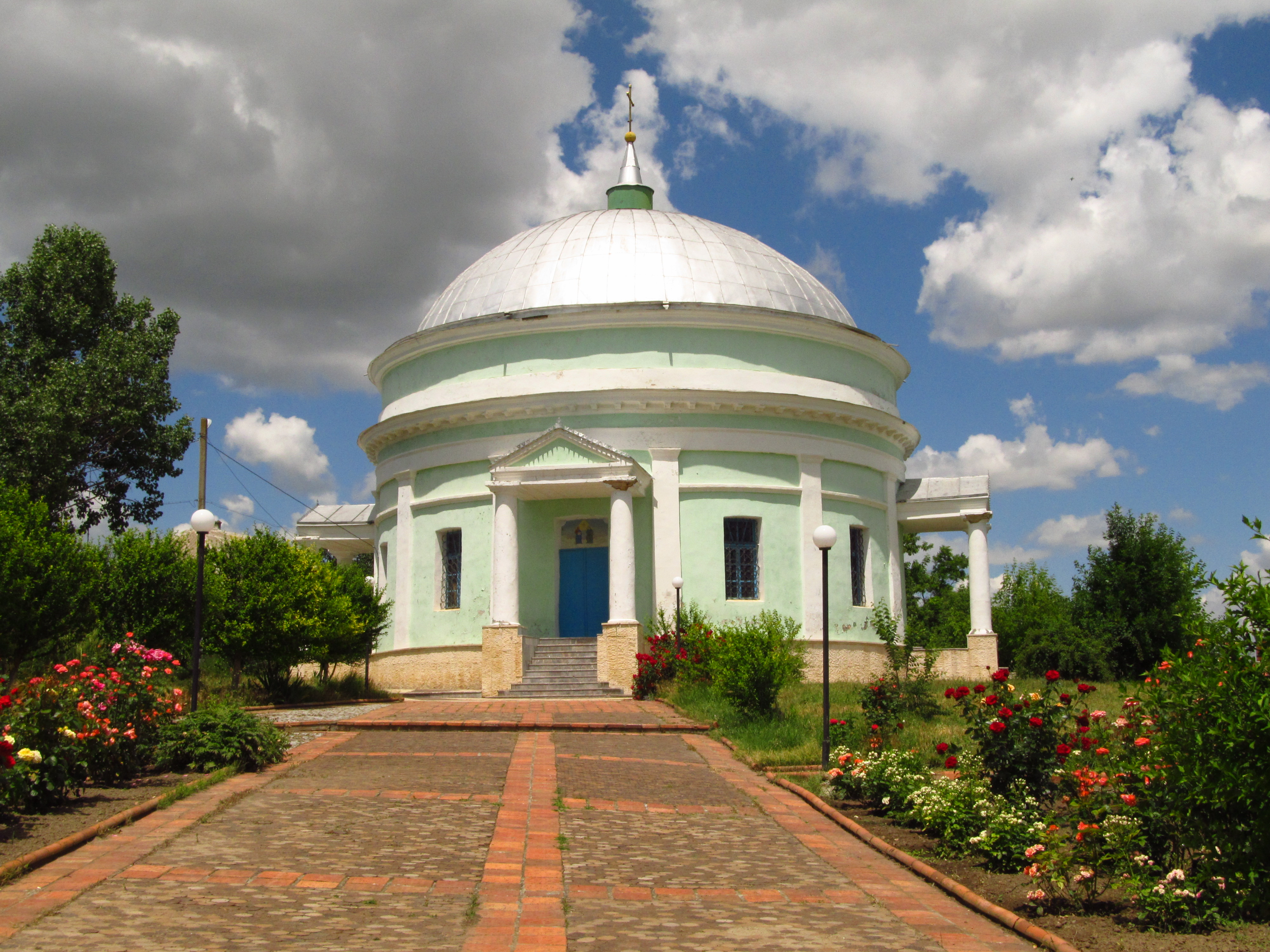
с. Лощинівка, Одеська область. Троїцька церква, 1838–1841 рр.
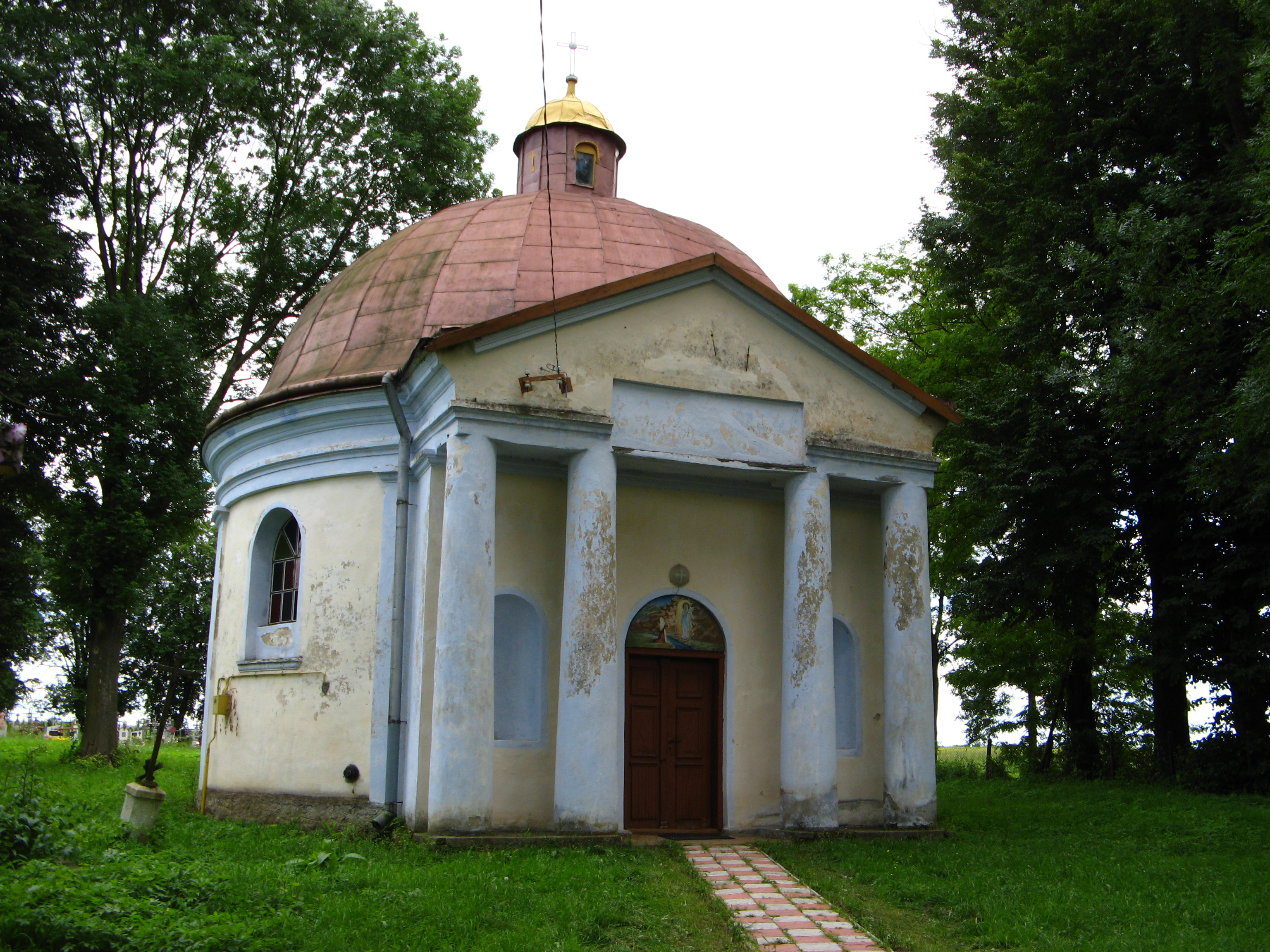
Підмостичі, Львівська область. Церква-ротонда, 1846 р.
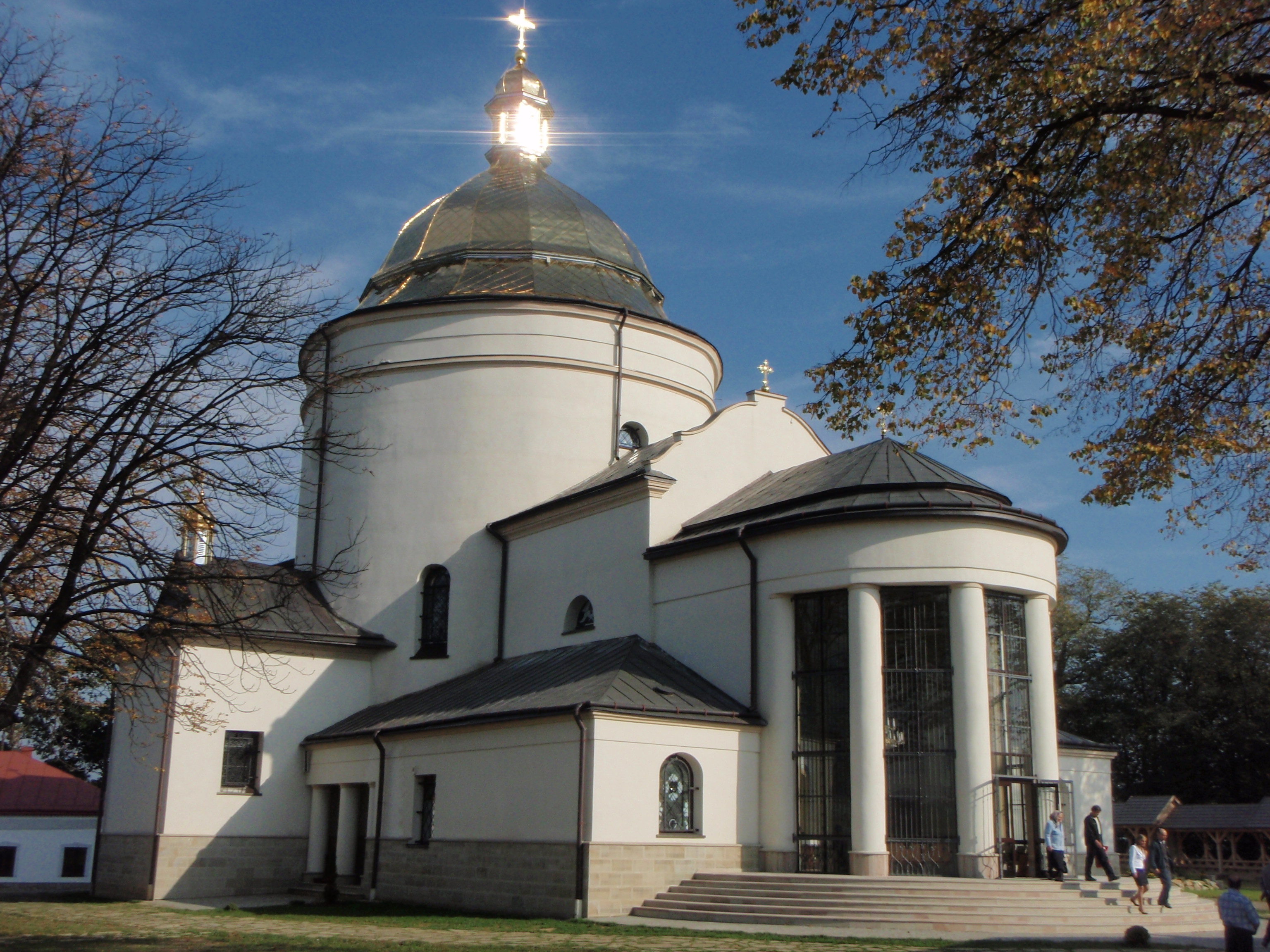
Гошів (Долинський район). Гошівський монастир, 1842 р.
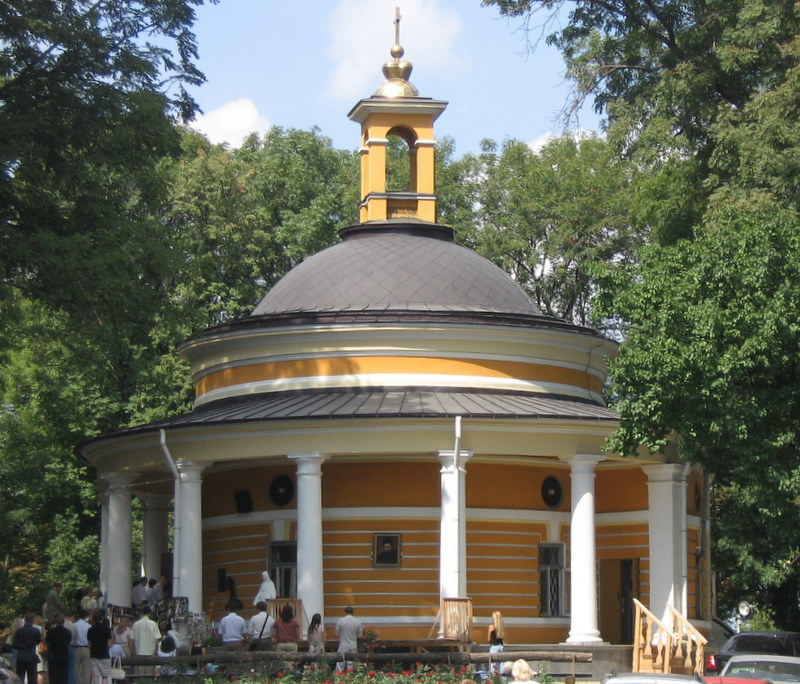
Київ. Церква Святого Миколая на Аскольдовій могилі, 1809-1810 рр.
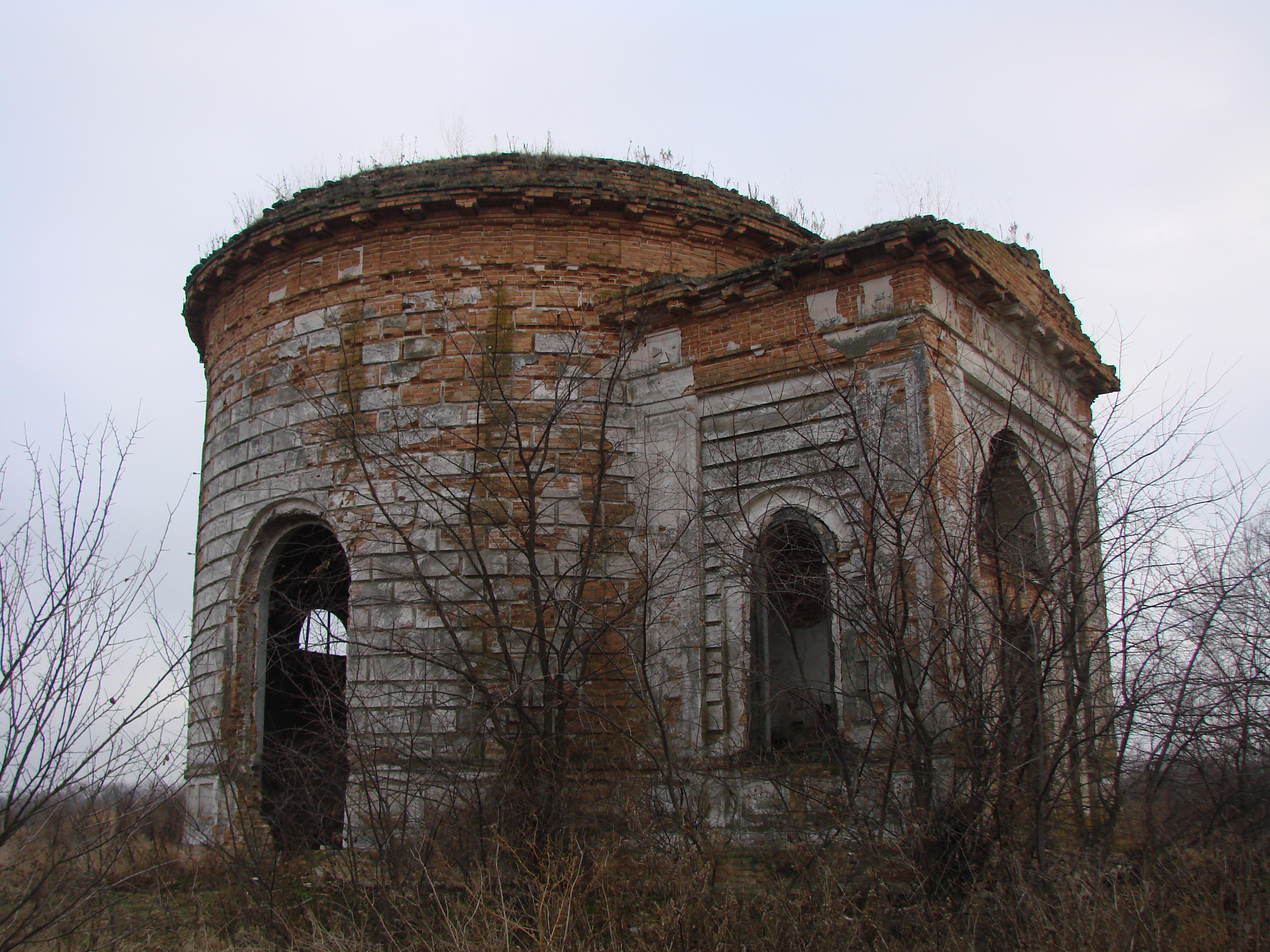
с. Воскресенське, Київська область. Церква Воскресіння Господнього, кінець 18 ст.
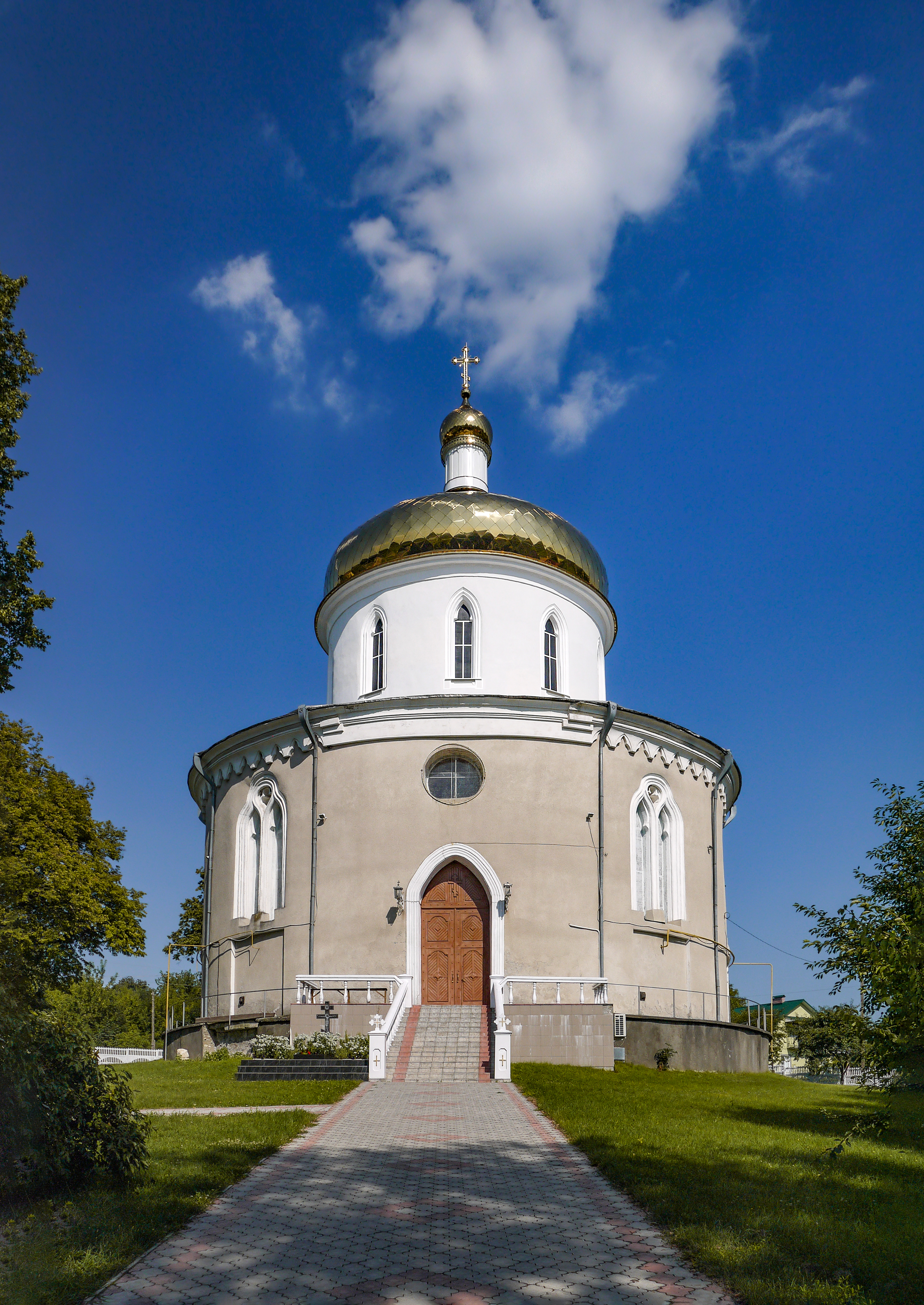
Церква Іоанна Богослова, село Шатава, 1862 р.
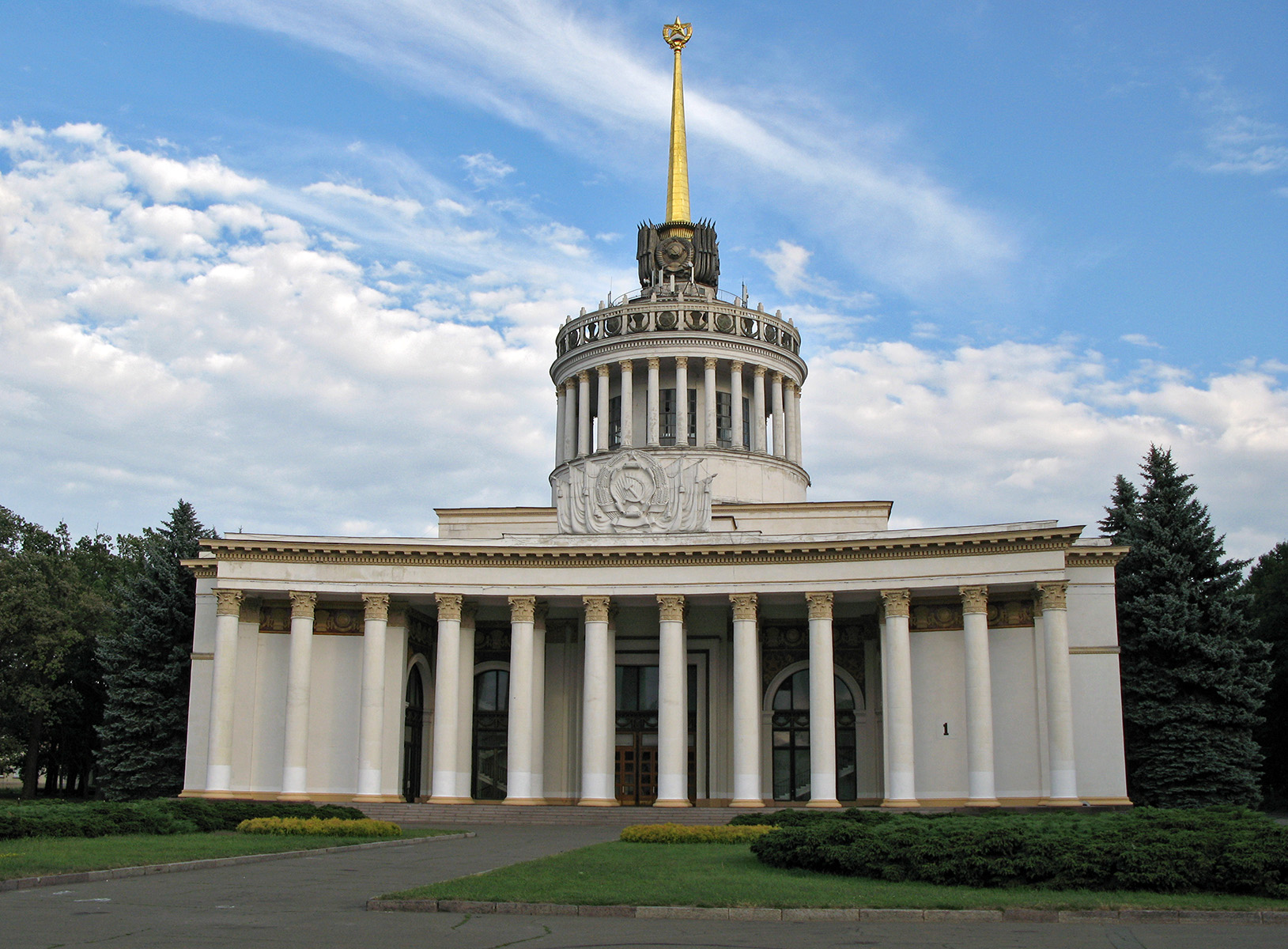
Головний павільйон Національного експоцентру — є найвищою спорудою ротондного типу в Україні /75 метрів/

## Малі архітектурні форми

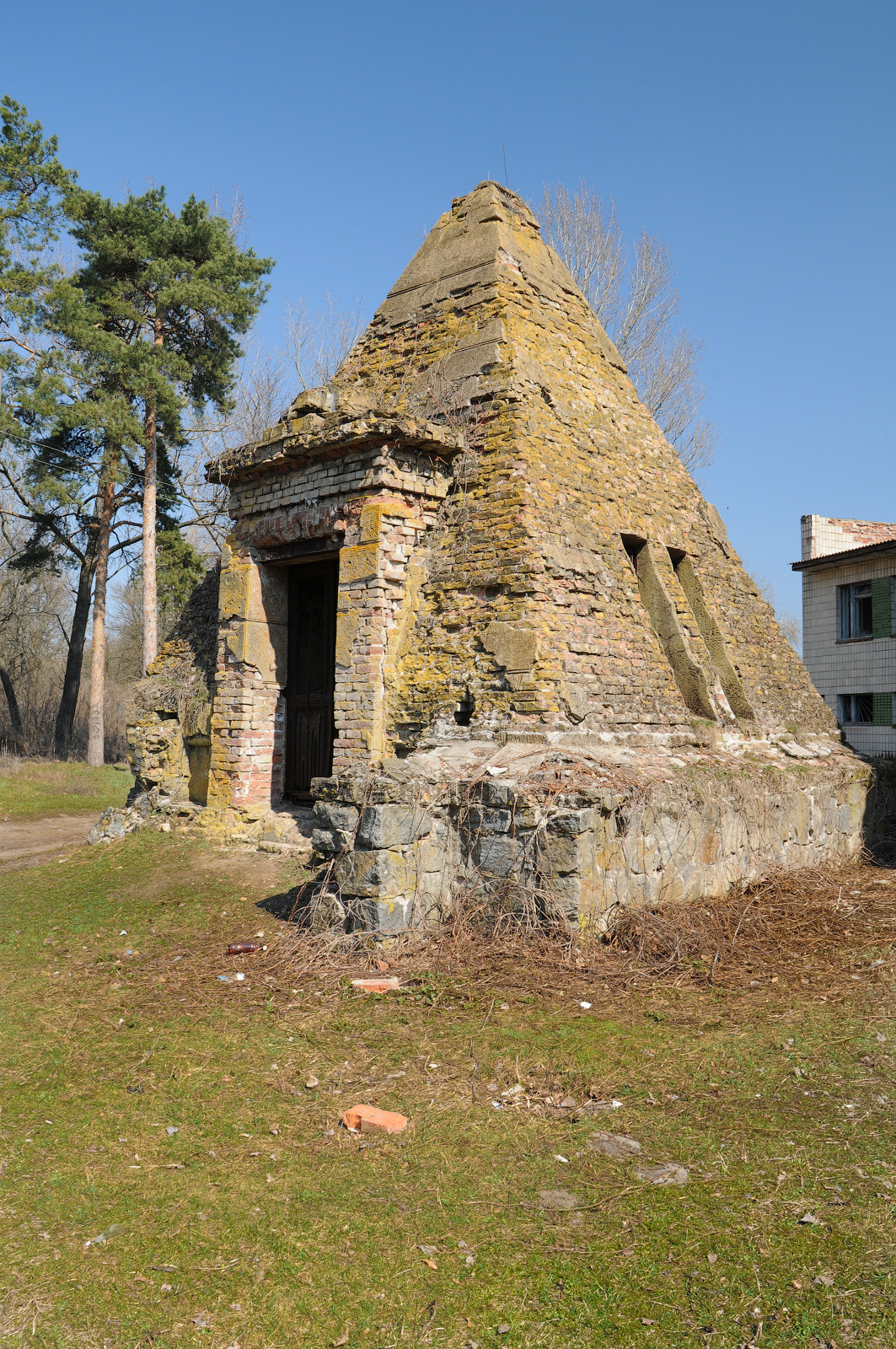
Полтавська область. Садиба Березова Рудка. Піраміда-мавзолей родини Закревських
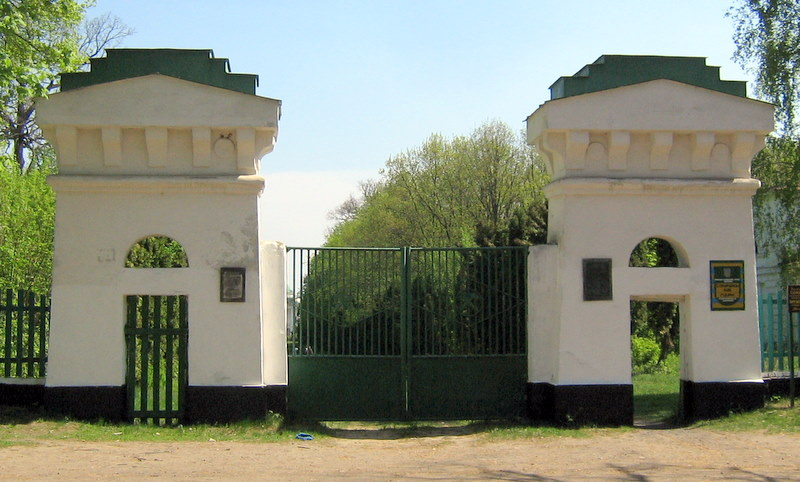
Чернігівська область. Садиба Сокиринці (Срібнянський район). В'їзна брама.
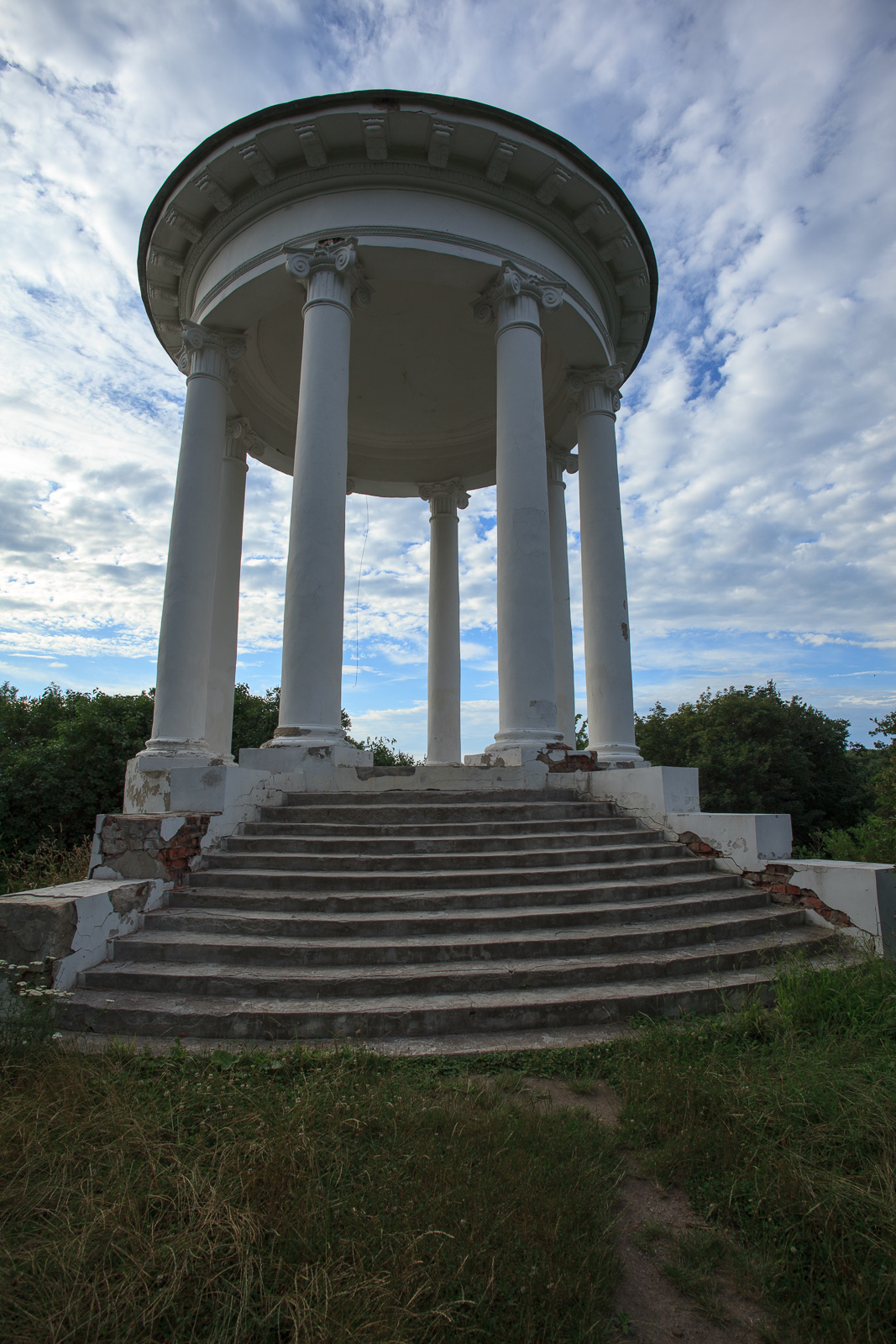
Чернігівська область. Садиба Сокиринці (Срібнянський район). Альтанка в парку (Класицизм).
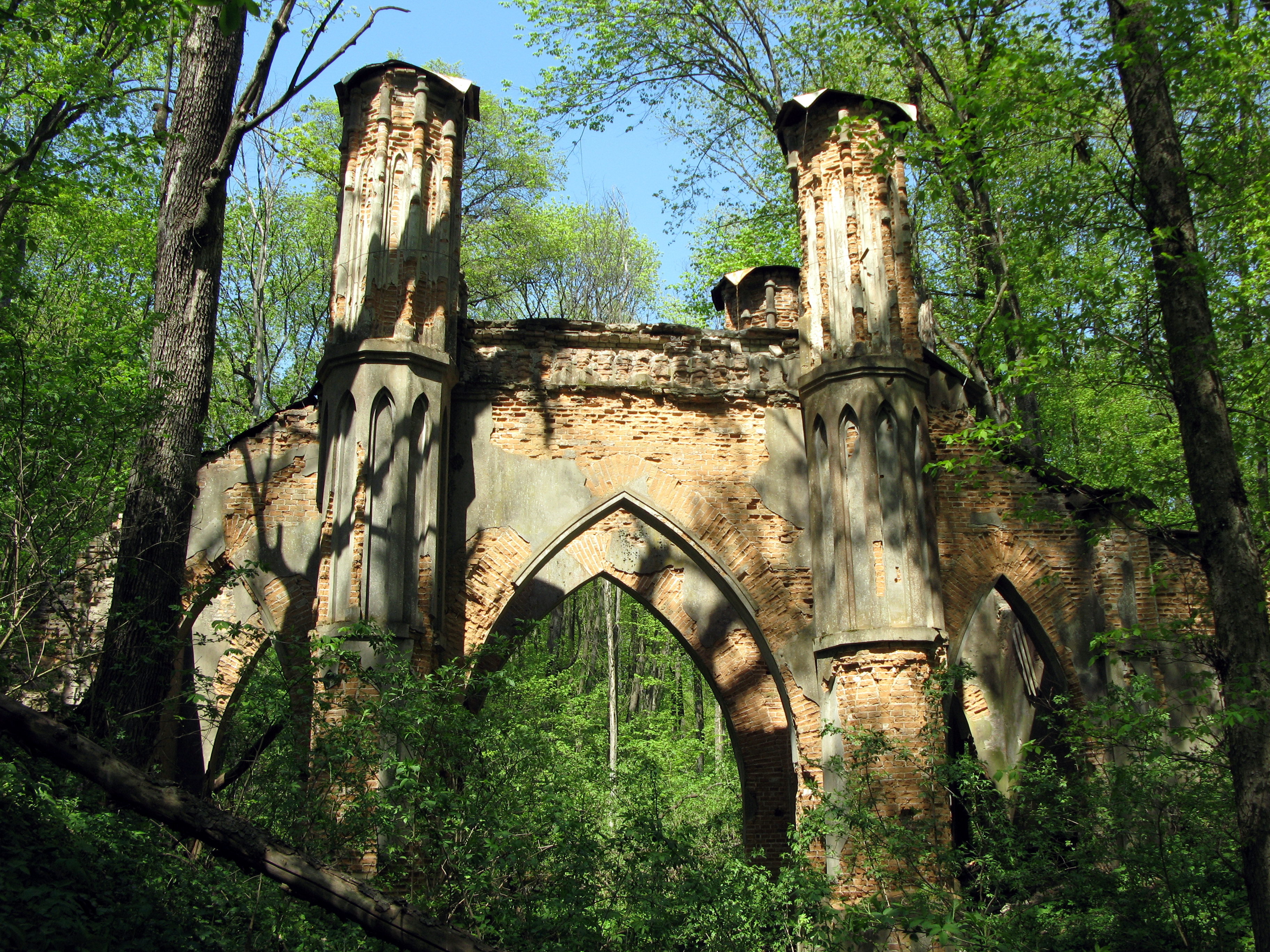
Чернігівська область. Садиба Сокиринці (Срібнянський район). Міст в парку в стилі неоготики.
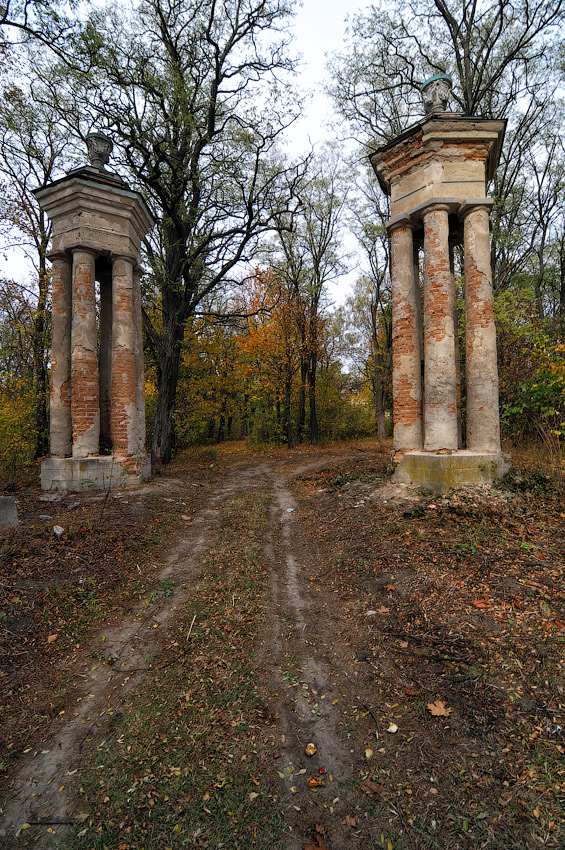
Київська область. Руде Село. В'їзна брама до поруйнованої садиби в стилі палладіанство
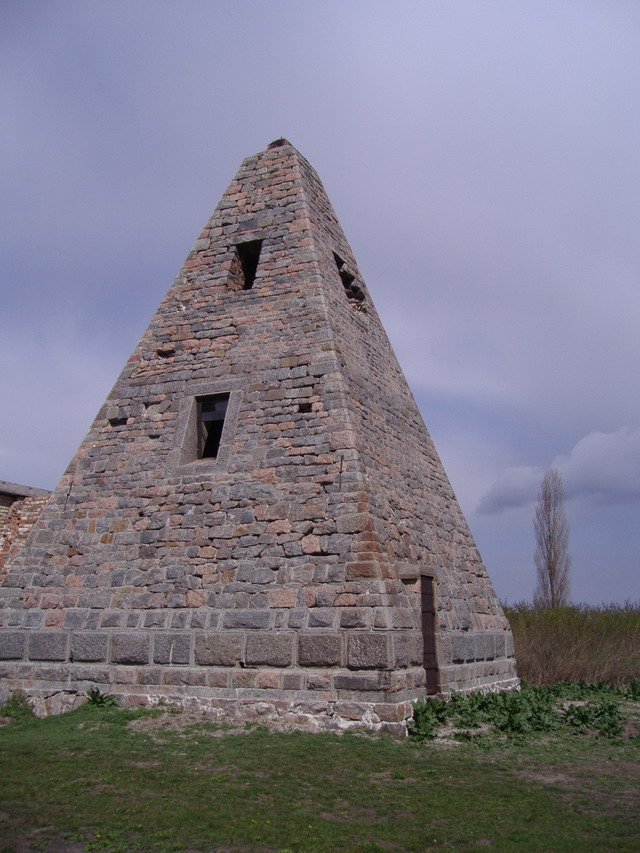
Полтавська область, Комендантівка. Піраміда-усипальниця. 2007 р.
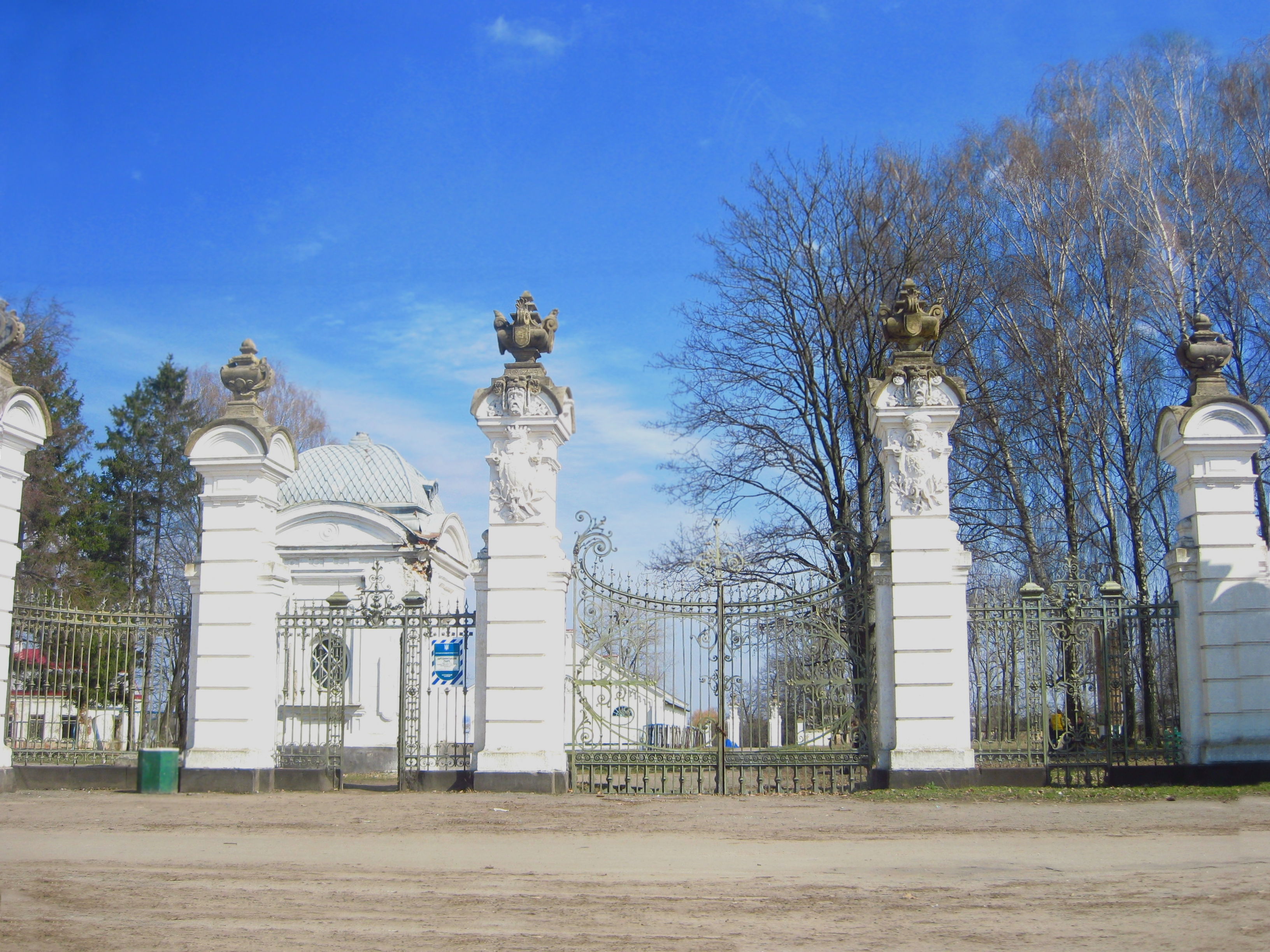
Стовпи паркана і фігурні ґрати садиба Антоніни, Хмельниччина
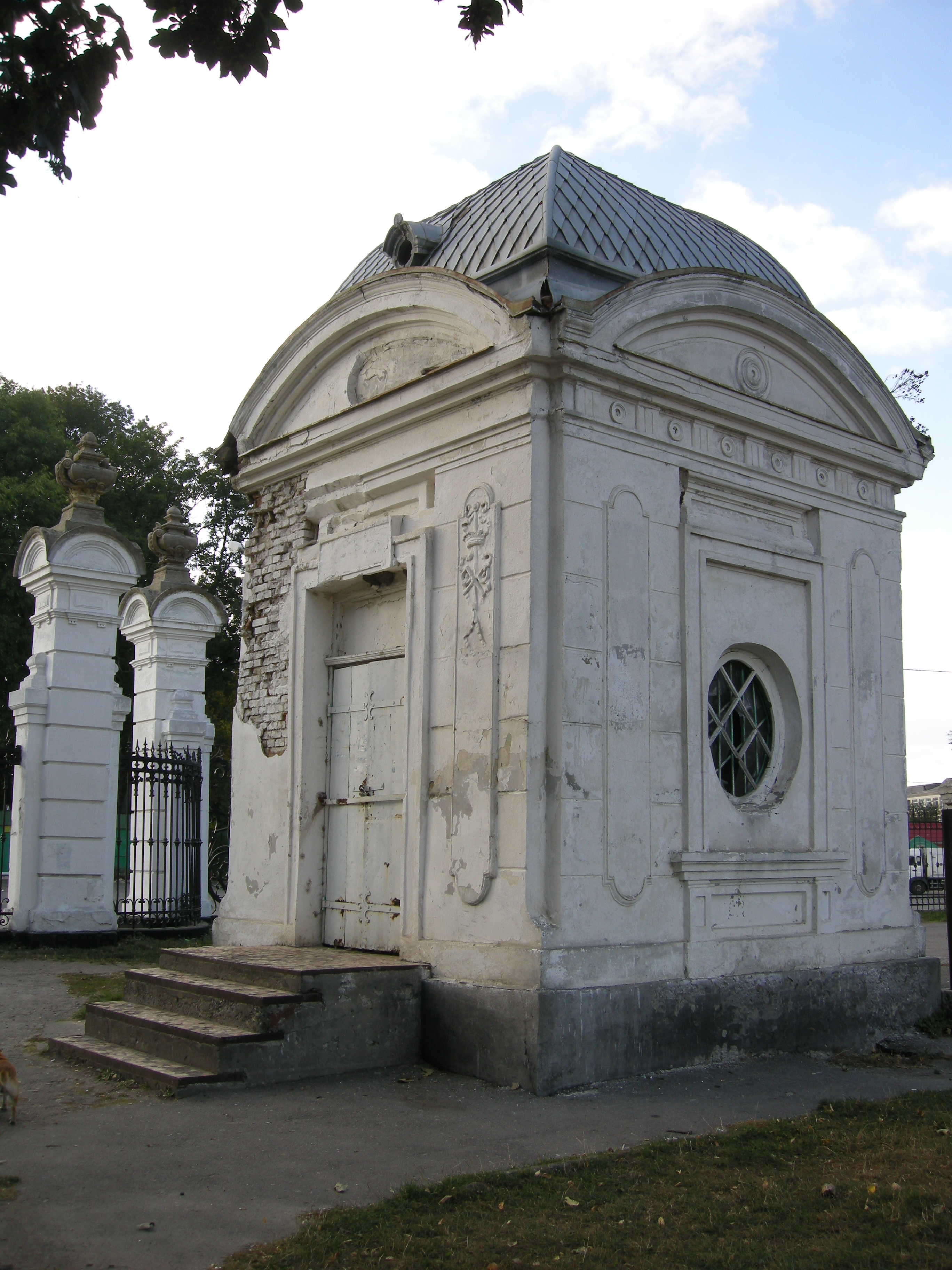
Садиба Антоніни. Вартівниця перед парадним двором.
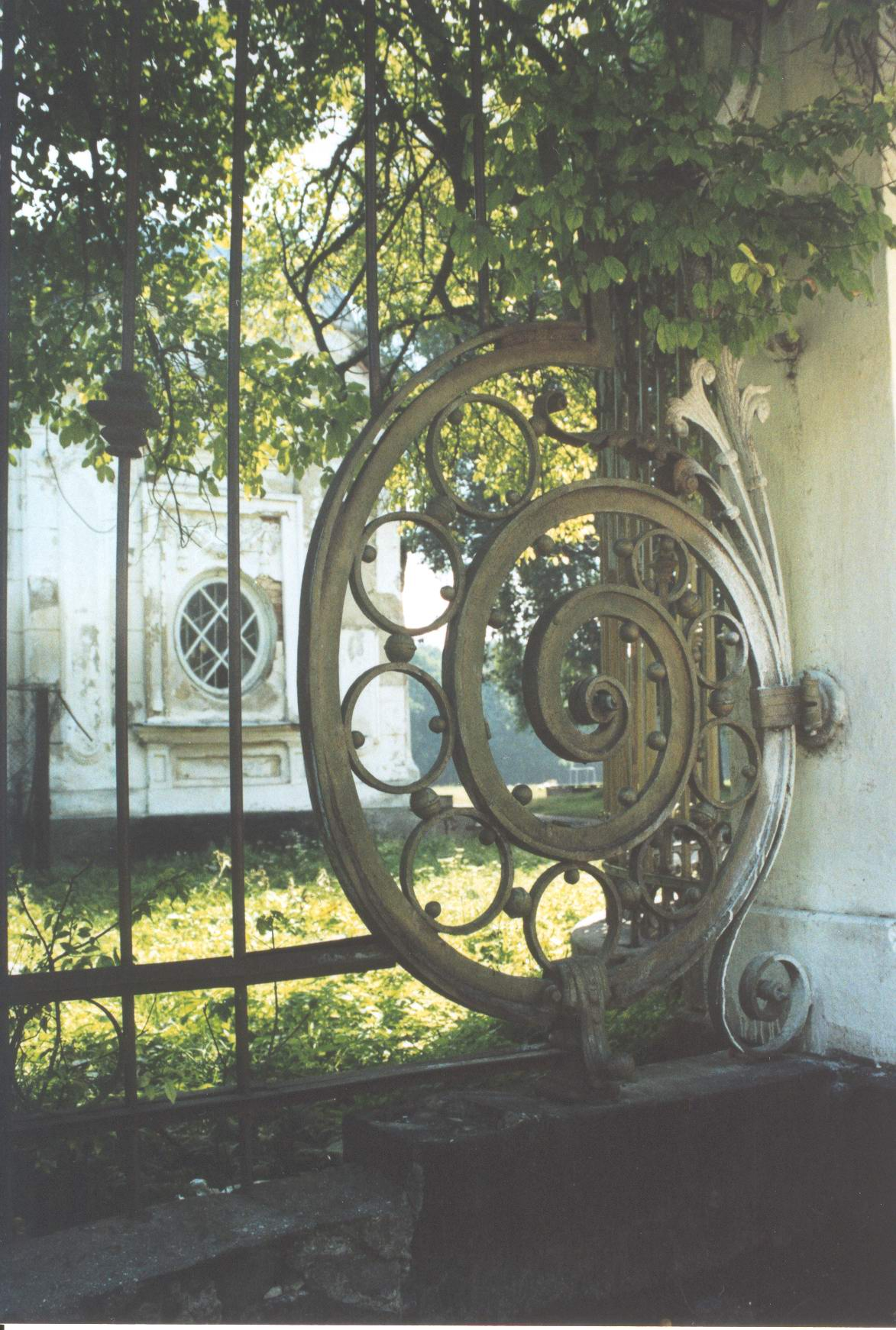
Фігурні ґрати, садиба Антоніни, Хмельниччина, Україна
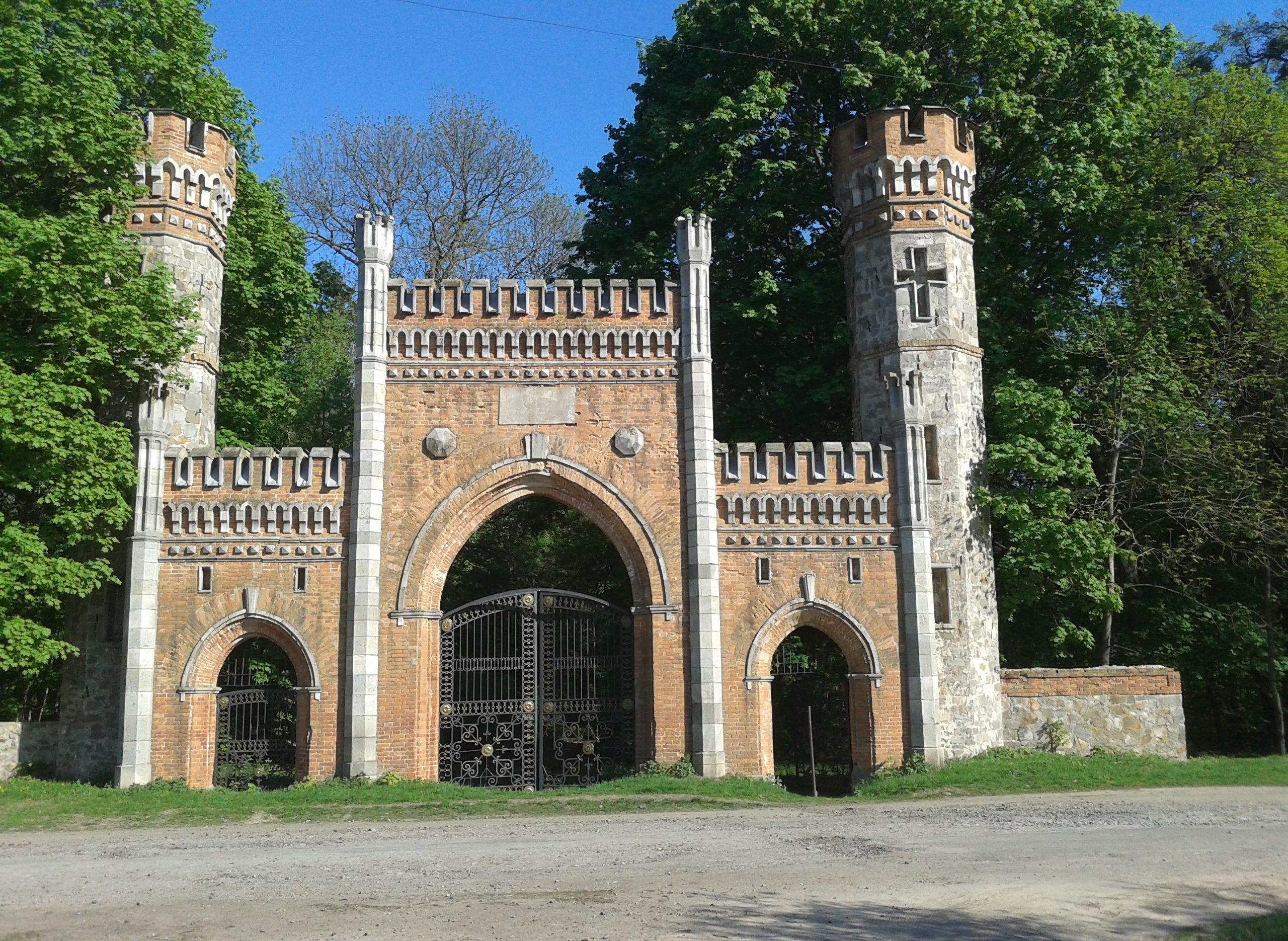
Так звані «Золоті Ворота» в селі Волокитине, колишній в'їзд до панської садиби, Сумська область

## Видатні українські архітектори
- Паоло Фонтана (* 1696 — †1765) — видатний волинський архітектор доби пізнього бароко.
- Бернард Меретин (*кінець 17 століття — †1759) — визначний архітектор епохи пізнього бароко та рококо німецького або італійського походження. Будував на західних землях України.
- Ян де Вітте (8 червня 1707 Кам'янець-Подільський — †24 грудня 1785 там само) — граф, військовий інженер та архітектор епохи пізнього бароко.
- Степан Ковнір (*1695 — †1786) — український архітектор XVIII ст., майстер українського бароко.
- Іван Григорович-Барський (1713—1785) — архітектор, представник українського бароко.
- Петро Ярославський (1750—1810) — український архітектор, представник класицизму.
- Андрій Тон (1800 — 1858) — український архітектор, представник класицизму і неоренесансу.
- Іван Левинський (1851—1919) — видатний галицький архітектор, представник стилю сецесія
- Владислав Городецький (1863—1930) — український та польський архітектор-модерніст, підприємець, меценат.
- Олексій Бекетов (19 лютого (3 березня) 1862, Харків — †23 листопада 1941, Харків) — український архітектор і педагог. Заслужений діяч мистецтв УРСР (1941).
- Олександр Ржепішевський (1879 — 1930) — український архітектор доби сецесії (модерн).
- Павло Альошин (20 лютого (4 березня) 1881, Київ — †7 жовтня 1961, Київ) — український архітектор і педагог.
- Володимир Січинський (1894 — 1962) — архітектор, графік і мистецтвознавець.
- Борис Жежерін (1912—2006) — Заслужений архітектор України, академік архітектури, Лауреат державної премії з архітектури.

## Вибрані плани архітектурних споруд України

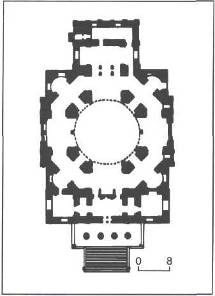
Франц Мехович. Київ. Католицька церква св. Олександра, план, 1836 р.

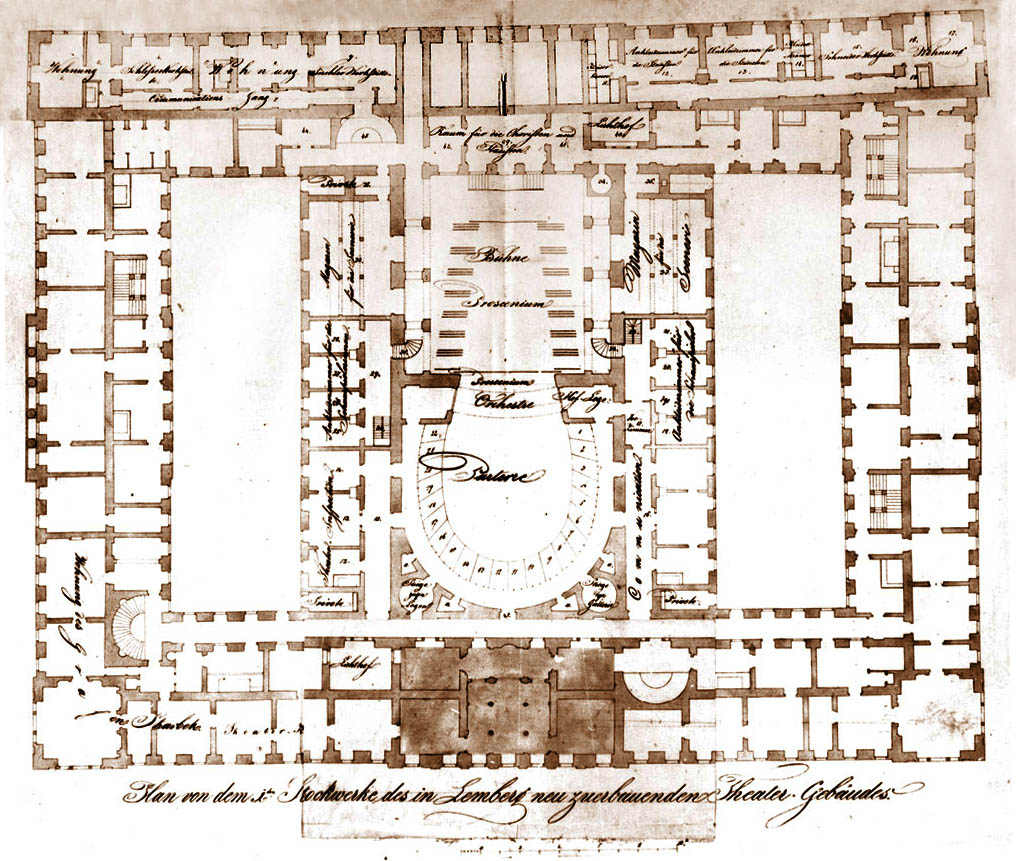
План Театру Скарбека, 1842 р., Львів.

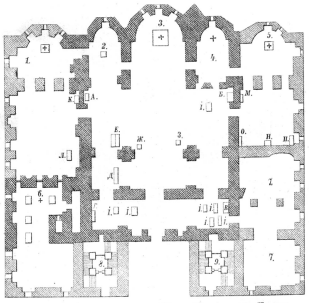
Києво-Печерський монастир, Успенський собор з бічними добудовами бароко
Кам'янець-Подільський. Катедральний собор, план.
Католицька церква сввю Анни та Станіслава в Лукові, 16 ст.
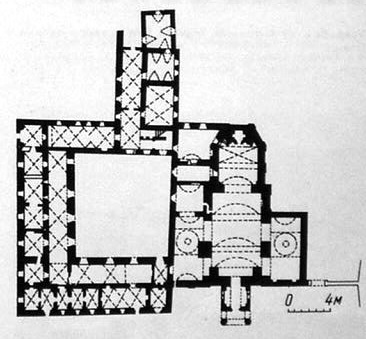
Домініканський костел (Летичів), 1606 р., Хмельницька область
Колегіальна католицька церква св. Трійці, 1635—1640 рр., Олика, план. Волинська обл.
Фіксаційний план католицької церкви в Старій Солі, 1660 р., Львівська обл.
Старий Чорторийськ, план католицької церкви, 1741—1753 рр.
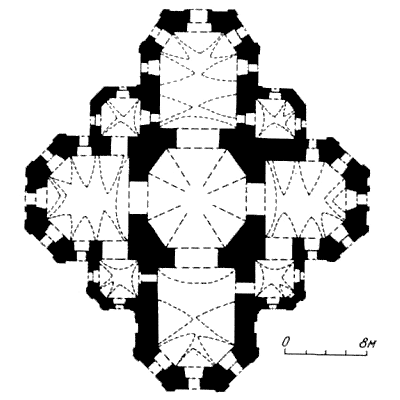
Седнів, Лізогубівська церква, поземний план
Церква Святого апостола Іоана Богослова в селі Штунь. План, 1777 р.
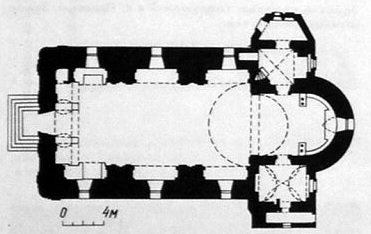
Китайгород. Католицька церква Відвідання Єлизавети Пресвятою Дівою Марією, 1772 р., план
Архітектор Дж. Кваренгі, поземний план собору в місті Новгород-Сіверський, 1791 р.
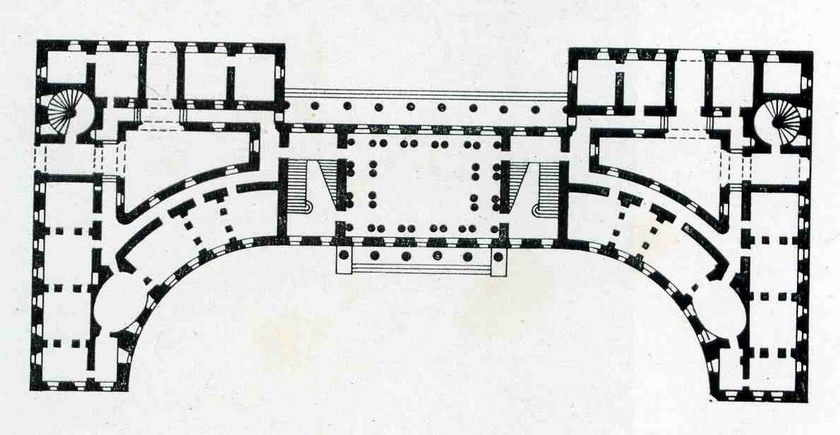
Архітектор Ярославський Петро Антонович. Присутствені місця для міста Харків, план 2-го поверху, бл. 1795 р.
Чарльз Камерон. Батуринський палац, план 2-го поверху. Проєкт 1799 р.
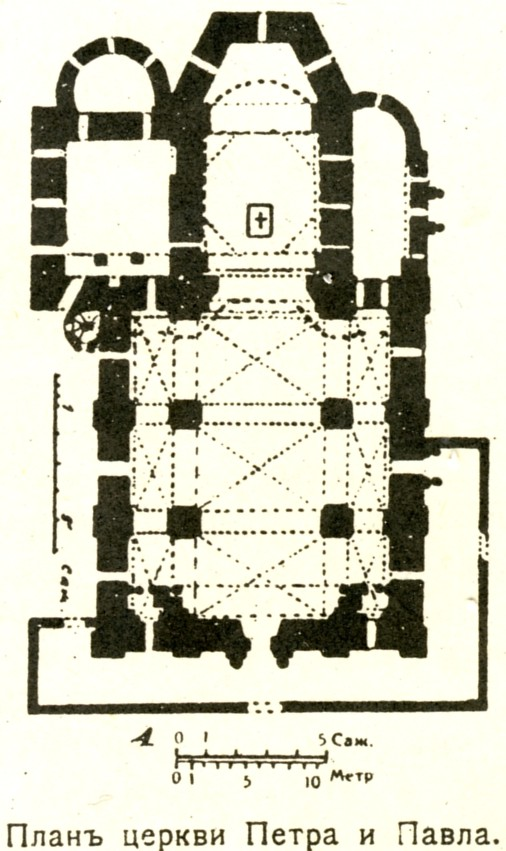
Петропавлівська церква (Поділ), Київ, 1691—1896 рр. Зруйнована за часів СРСР
Арх. Гіжицький П. Луцьк. Колишній монастир бернардинів, 1752-55 рр. План. Нині -собор Св. Трійці.
Церква Успіння Пресвятої Богородиці (Осинове), план, 1802 рік
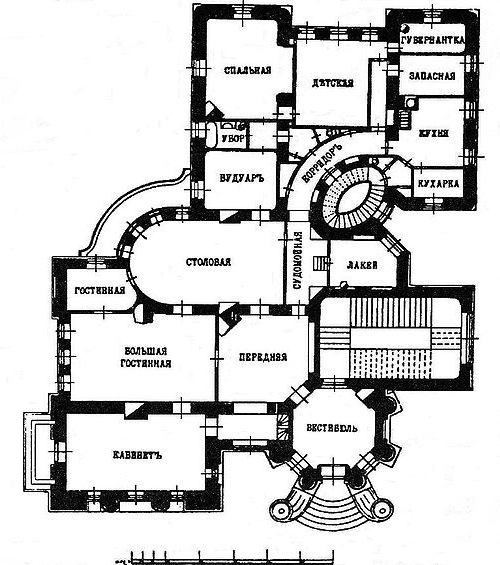
Арх. Городецький Владислав Владиславович. Будинок з химерами, Київ, план
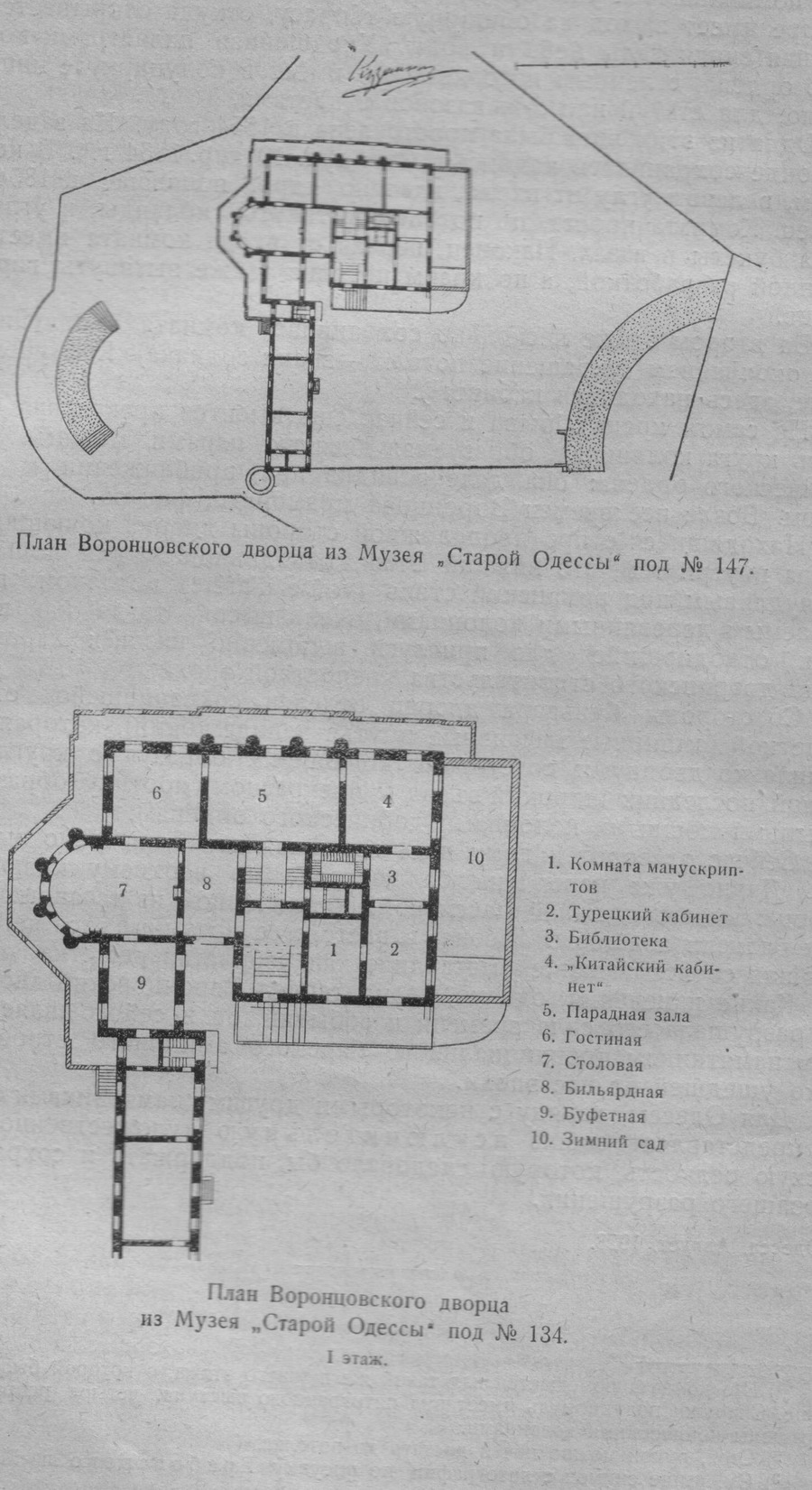
Арх. Боффо Франц Карлович. Воронцовський палац, Одеса, поземний план.
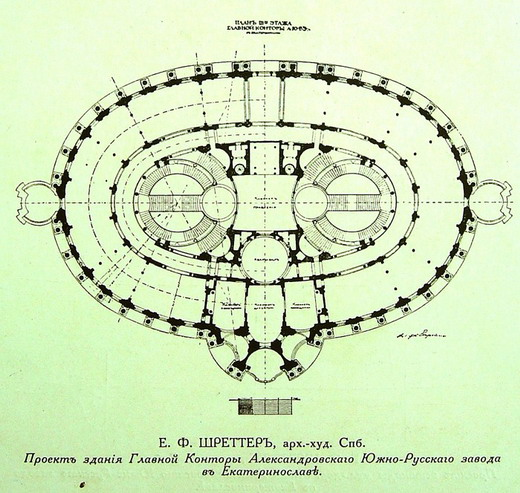
Шреттер Євген Федорович. План нової Головної контори Александрівського заводу у місті Катеринослав (нині Дніпропетровськ). Не реалізовано.
Клуб робітників Червонозоряного цукрорафінадного заводу. м. Суми. 1927 р.
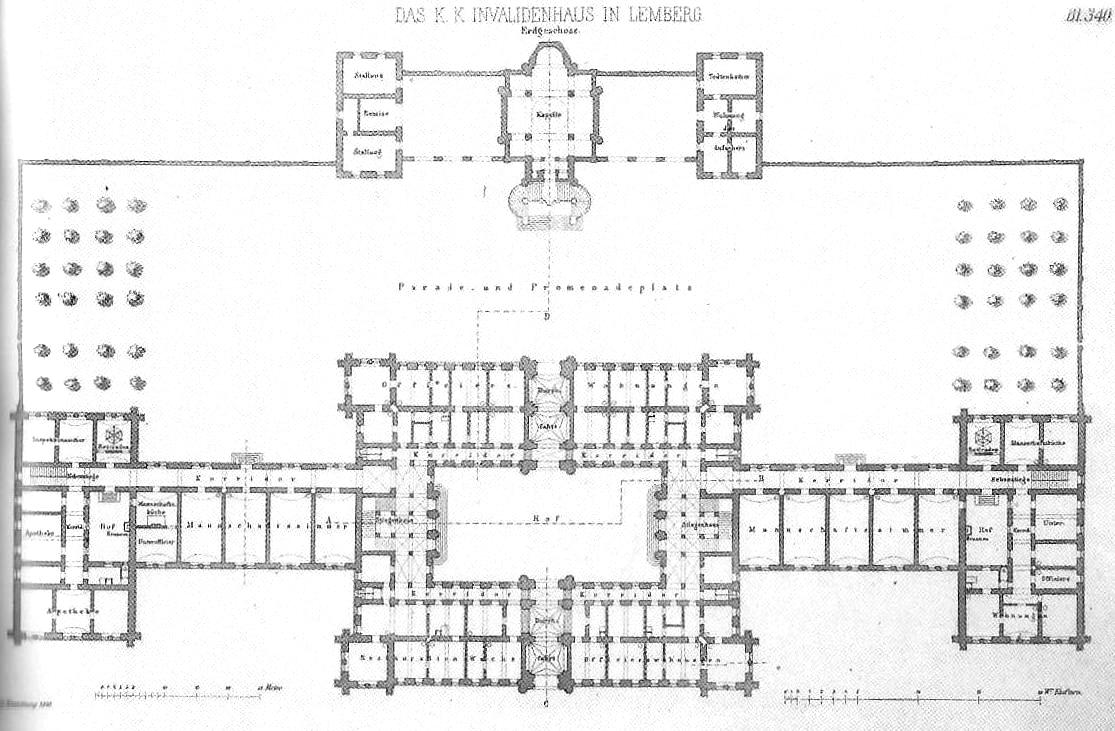
Комплекс будинку військових ветеранів і каплиці, 1855 р., Львів.

## Архітектурні пам'ятки у законодавстві
Архітектурними пам'ятками є:
- Історичні — будинки, споруди, їх комплекси (ансамблі), окремі поховання та некрополі, місця масових поховань померлих та загиблих військовослужбовців (у тому числі іноземців), які загинули у боях, місця бойових дій, місця загибелі бойових кораблів, морських та річкових суден, у тому числі із залишками бойової техніки, озброєння, амуніції тощо, визначні місця, пов'язані з важливими історичними подіями, з життям та діяльністю відомих осіб, культурою та побутом народів;
- Об'єкти монументального мистецтва — твори образотворчого мистецтва: як самостійні (окремі), так і ті, що пов'язані з архітектурними, археологічними чи іншими пам'ятками або з утворюваними ними комплексами (ансамблями);
- Об'єкти архітектури — окремі будівлі, архітектурні споруди, що повністю або частково збереглися в автентичному стані і характеризуються відзнаками певної культури, епохи, певних стилів, традицій, будівельних технологій або є творами відомих авторів; { Абзац п'ятий частини другої статті 2 в редакції Закону N 2518-VI (2518-17) від 09.09.2010 }
- Об'єкти містобудування — історично сформовані центри населених місць, вулиці, квартали, площі, комплекси (ансамблі) із збереженою планувальною і просторовою структурою та історичною забудовою, у тому числі поєднаною з ландшафтом, залишки давнього розпланування та забудови, що є носіями певних містобудівних ідей.

## Виноски
1. ↑  КИЄВО-ПЕЧЕРСЬКА ЛАВРА. Енциклопедія історії України: Т. 4: Ка-Ком. Процитовано 16 травня 2025.
2. ↑  История Киева. — К. : Институт истории АН УССР, 1963. — С. 124.
3. ↑  Троїцька надбрамна церква. Національний заповідник «Києво-Печерська лавра». Процитовано 16 травня 2025.
4. ↑  Троїцька надбрамна церква. 900 років. — Київ: Фенікс Києво-Печерський заповідник. — 2008
5. ↑  EUMiesAward. eumiesaward.com. Архів оригіналу за 1 серпня 2021. Процитовано 1 серпня 2021. [Архівовано 2021-08-01 у Wayback Machine.]
6. ↑  Абзац частини другої статті 2 в редакції Закону N 2518-VI (2518-17) від 09.09.2010